# Laternenturm

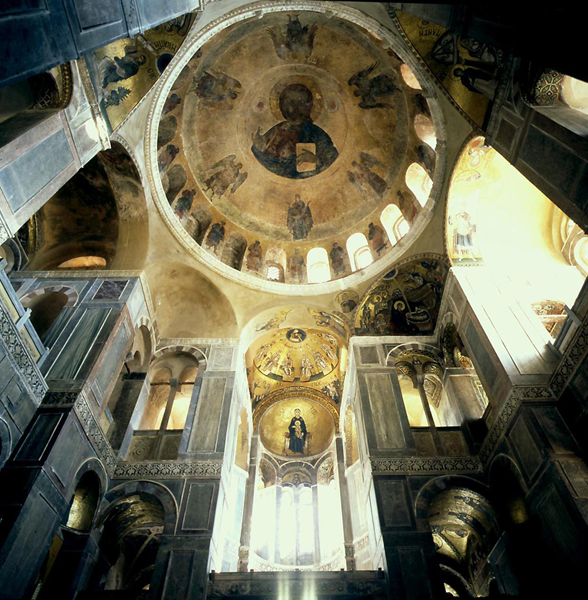
Kloster Hosios Lukas, Griechenland, Kuppelturm des Katholikons, 1011

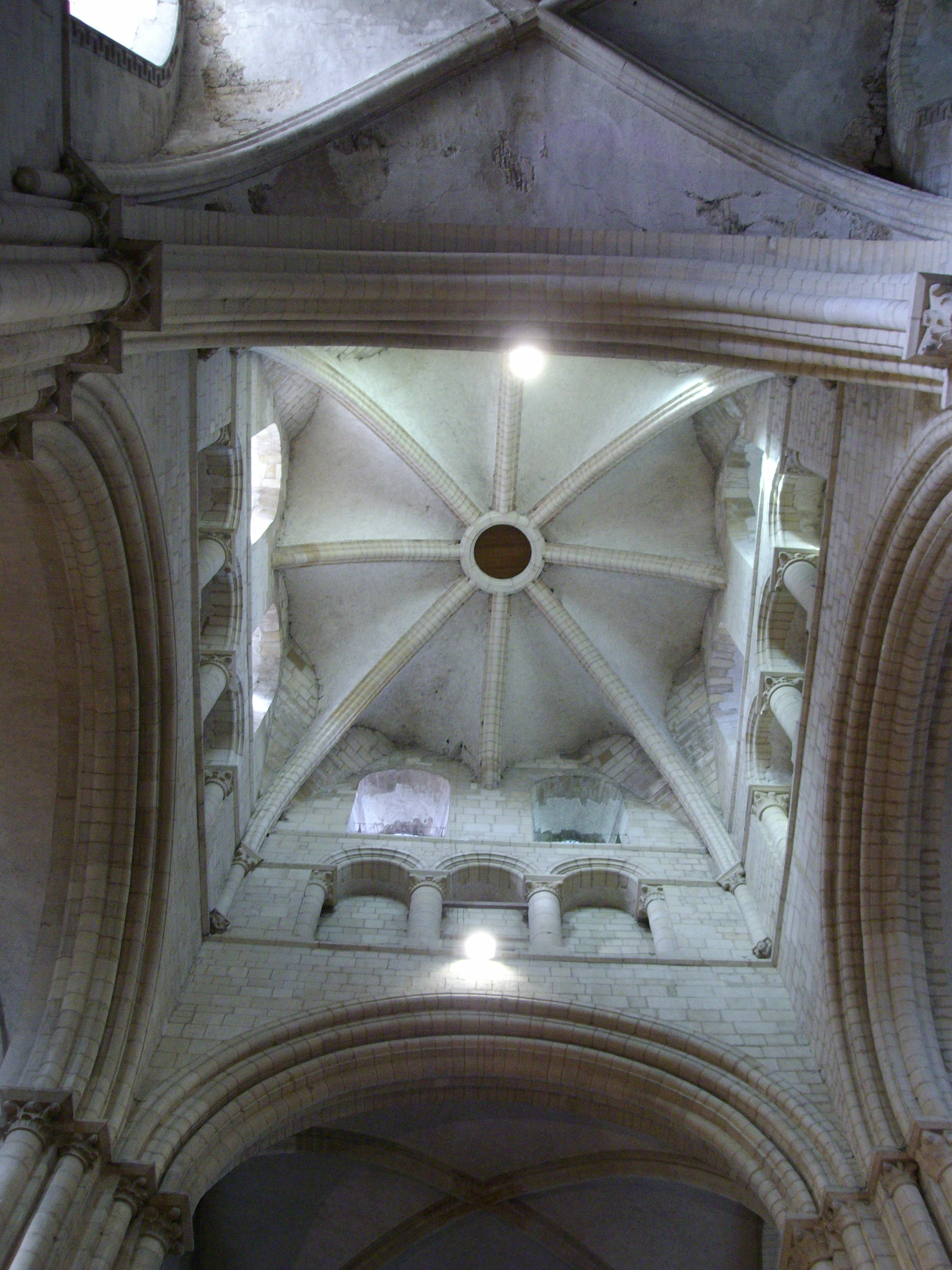
Abteikirche St-Étienne, 1055–1077, in Caen, Normandie

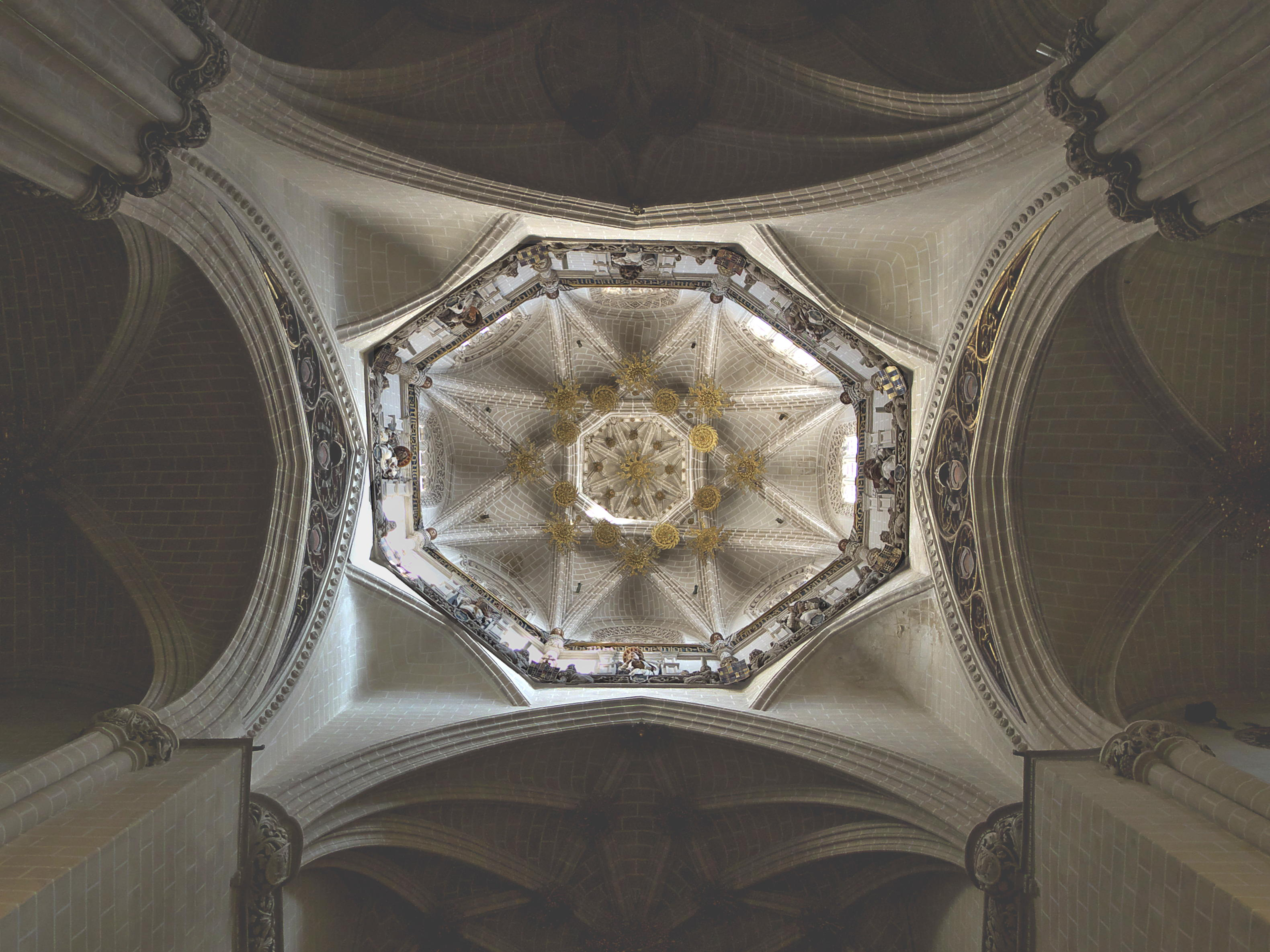
Catedral del Salvador (Cimborrio 16. Jh.), Zaragoza, Aragón

Als Laternentürme (französisch tour-lanterne; englisch lantern tower) werden zum Kircheninnern hin offene Türme, zumeist über der Vierung (→ Vierungsturm) bezeichnet, die durch eine Laterne den Kirchenraum belichten. Der Grundriss der Laterne kann quadratisch, polygonal oder rund sein.

## Begriffe
Der in den Architekturwörterbüchern und Handbüchern von Wilfried Koch, Hans Koepf/Günther Binding und Matthias Untermann nicht geführte Begriff Laternenturm wird seit den 1960er Jahren von Bauhistorikern in Baubeschreibungen verwendet.
Runde Turmgeschosse unter einer Kuppel werden auch als Tambour bezeichnet. Für Spanien werden die dort zumeist polygonalen, seltener runden Laternentürme als Zimborien (spanisch cimborrio) bezeichnet, der italienische Begriff ist Tiburio. Schwierig ist die Abgrenzung zwischen einem Laternenturm und dem hohen Innenbereich eines Zentralbaues mit schmalem Außenring.
Klarzustellen ist der Unterschied zwischen einem Laternenturm und einem Turm mit einer Laterne, also einem Obergeschoss von kleinerem Durchmesser als der Turmschaft. Die meisten Türme mit einer solchen Laterne, gleich ob auf einer Plattform auf dem Turmschaft stehend oder als Teil einer Dachkonstruktion, sind Glockentürme ohne innere Sichtverbindung ihres Erdgeschosses zu oberen Geschossen. Viele, wenn nicht die meisten, Laternentürme wiederum tragen keine Laterne auf ihrem Schaft oder ihrem Laternengeschoss. Sofern sie eine solche Laterne tragen, kann diese innen zum Kirchenraum hin offen sein oder auch nicht.

## Architektur
Wurden in der mittelalterlichen Architektur die Gewölbe des Langhauses und des Querschiffs (Transept) einer Kirche oft ohne besondere Akzentuierung der Vierung in gleicher Höhe weitergeführt, so gibt es doch ebenfalls eine erhebliche Anzahl von Beispielen, bei denen dieser architektonisch und ehemals auch liturgisch wichtige Bereich einer Kirche eine Betonung durch Erhöhung, teilweise auch durch Belichtung erfährt. Dies wurde durch Laternentürme erreicht, die annähernd quadratisch, achteckig (oder sonst wie polygonal) oder rund als Tambours ausgeführt sein konnten, und spitz, flach oder mit Kuppelkonstruktionen gedeckt waren.

### Statik
Die Konstruktion von Vierungstürmen und – in noch höherem Maße – von Laternentürmen bedeutete im Mittelalter stets ein großes Risiko, zumal es noch keine statischen Berechnungen gab. Insbesondere gilt das für große romanische und gotische Basiliken, wo das Laternengeschoss, quasi als zweiter Obergaden, in großer Höhe auf der Kreuzung aus dem überhöhten Mittelschiff und dem (eventuell ebenfalls basilikal mehrschiffigen) Querhaus thront. So stürzten auch einige Laternentürme ein. Andere wurden nach dem Auftreten von Rissen oder Verbiegungen entweder rechtzeitig abgetragen oder durch Gewölbe stabilisiert, die in Höhe der Mittelschiffsgewölbe eingezogen wurden (teils vermutet, teils nachgewiesen am Mont-St-Michel, in Salisbury, in Gent).

### Innerer Aufbau
Ein mittelalterlicher Laternenturm ist im Norden Europas im Innern meist zweigeschossig – mit Ausnahme des Vierungsturms der Kathedrale von Peterborough, die mit einer flachen Holzdecke versehen ist. Die untere Ebene bleibt wegen der üblicherweise dahinter befindlichen Dachstühle des Langhauses und des Querschiffs zumeist unbelichtet, während durch die Fenster der oberen Ebene von allen Seiten – als „überirdisch“ empfundenes – Licht einströmt.
Im Süden Europas sind Laternentürme meist nur eingeschossig, z. B. Ste-Foy de Conques, Prieuré St-Nicolas de Civray in Frankreich oder die Kathedralen von Salamanca und Zamora sowie die Kollegiatkirche von Toro in Spanien.
Die Architekten moderner Laternentürme erlauben sich allerdings größere gestalterische Freiheiten (→ Weblinks).

### Gewölbe

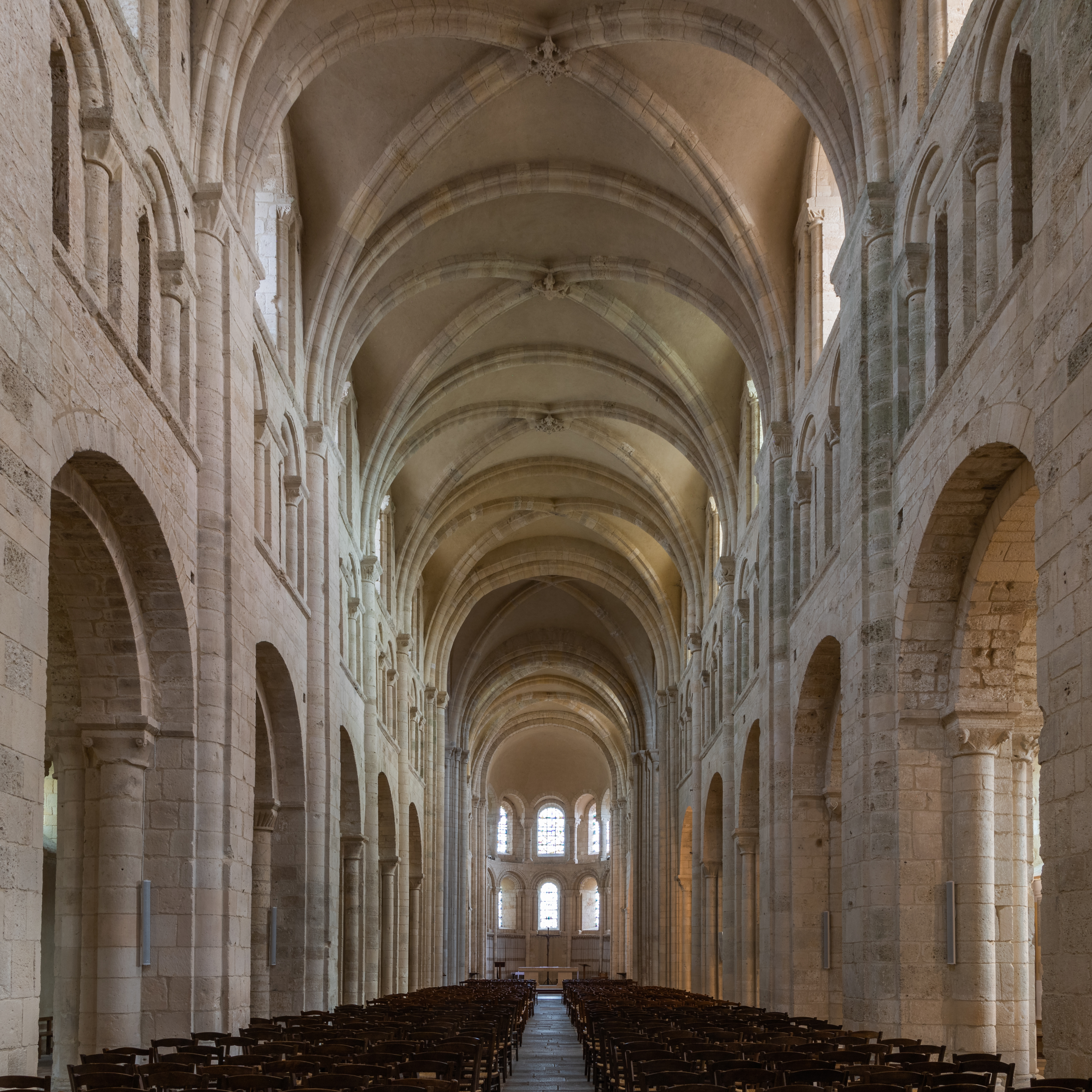
Lessay, Vierung fensterlos und vierteilig gewölbt

Vielleicht waren die ersten Laternentürme (Mont-St-Michel, Jumièges) noch flachgedeckt (vgl. Ely, Westvierung oder Wimborne Minster) oder von Gratgewölben bedeckt. Nach der Einführung von Rippengewölben, in der Abtei Moissyc gegen Ende des 11. Jahrhunderts, wurden entweder um 1100 oder erst 1120 Chor und Vierungsturm der Abteikirche von Lessay mit Rippengewölben errichtet. In der Kathedrale von Durham entstanden auch schon um 1100 Rippengewölbe, aber die Türme erst im frühen 13. Jahrhundert, und der Vierungsturm wurde durch Blitzschlag zerstört und im 15. Jahrhundert in zwei Phasen ersetzt. Die oktogonalen Vierungstürme erhielten acht- oder sechzehnteilige Gewölbe. In Sant’Ambrogio in Mailand erhielt zwar das Mittelschiff schon vor 1128 Kreuzrippengewölbe, der durch Planänderung daraus abgehobene Laternenturm aber ein rippenloses achtseitiges Klostergewölbe. Vor allem in England erfuhr die Gewölbekunst in den Stilepochen des Decorated Style (ca. 1240–1330) und des Perpendicular Style (ca. 1330–1530) eine reichhaltige Entwicklung hin zu Stern-, Netz- und Fächergewölben.

## Anfänge

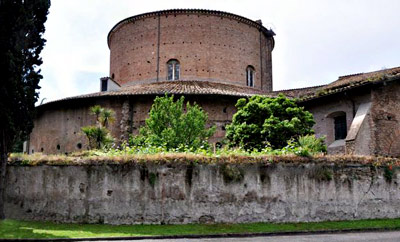
Santo Stefano Rotondo, Rom, geweiht zw. 468 u. 483
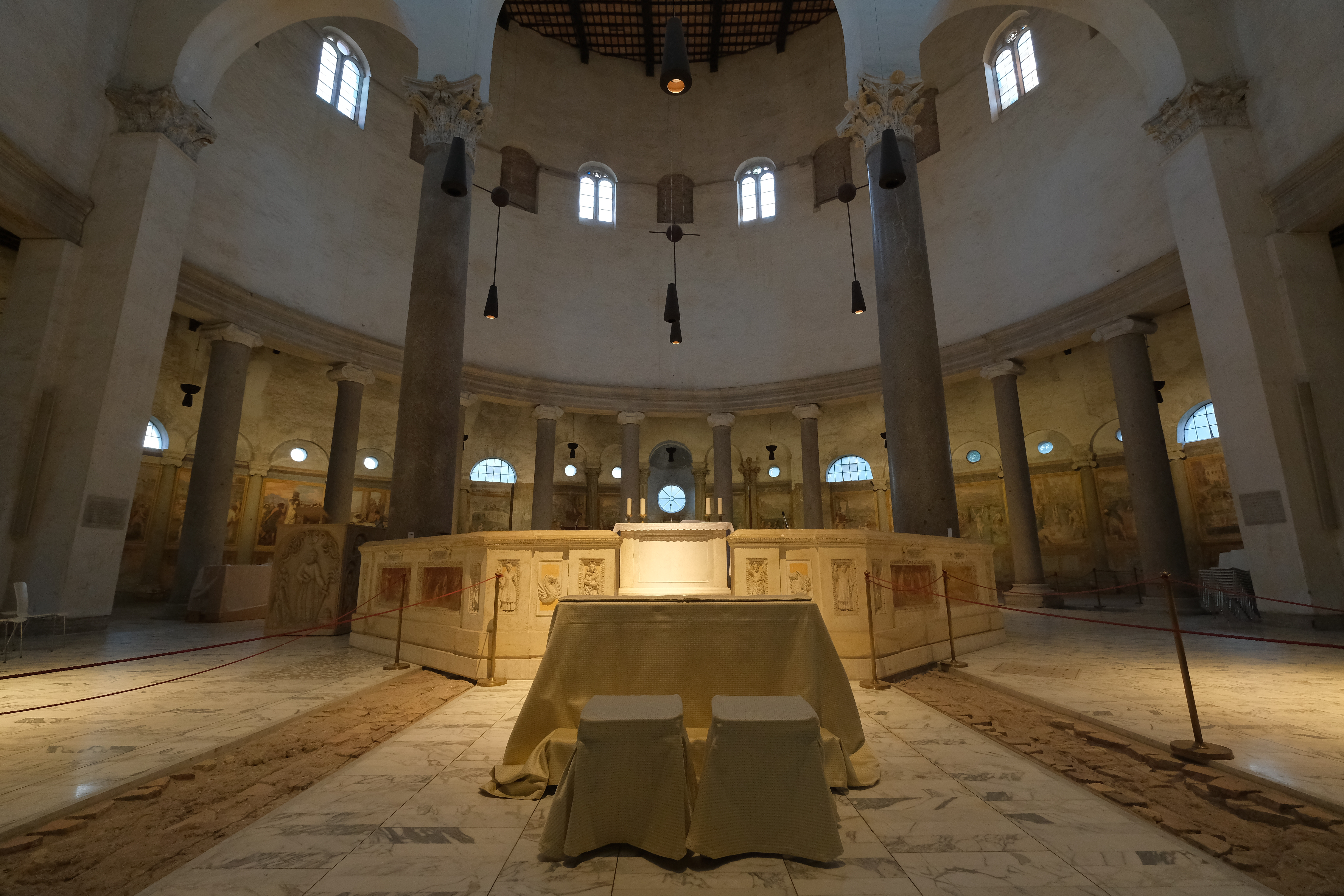
Santo Stefano Rotondo
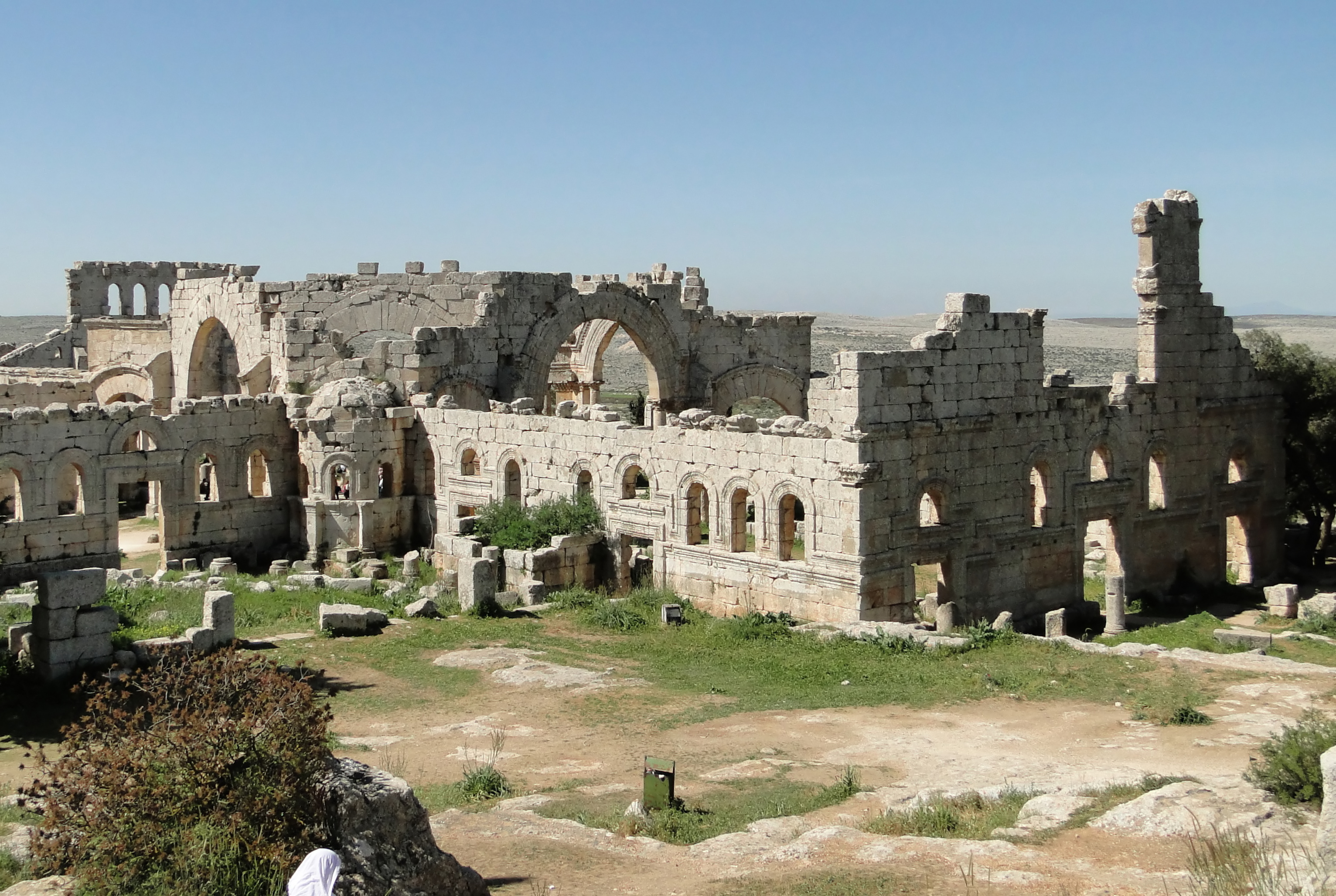
Qalʿat Simʿan, Syrien
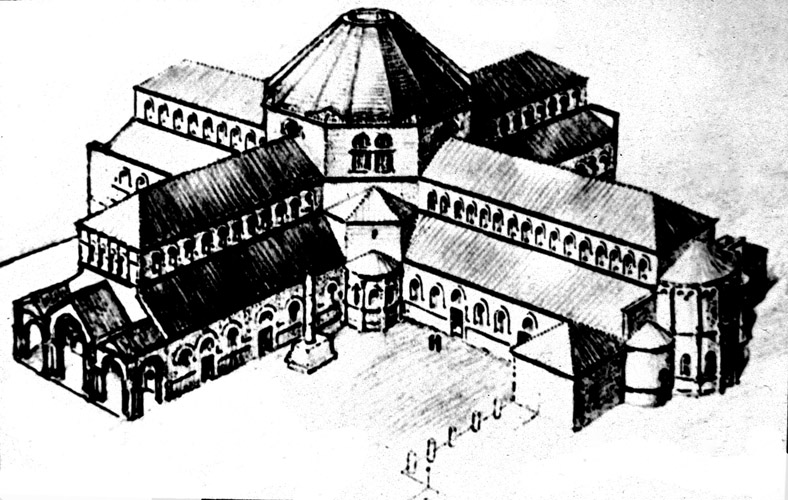
Qalʿat Simʿan, Rekonstruktion

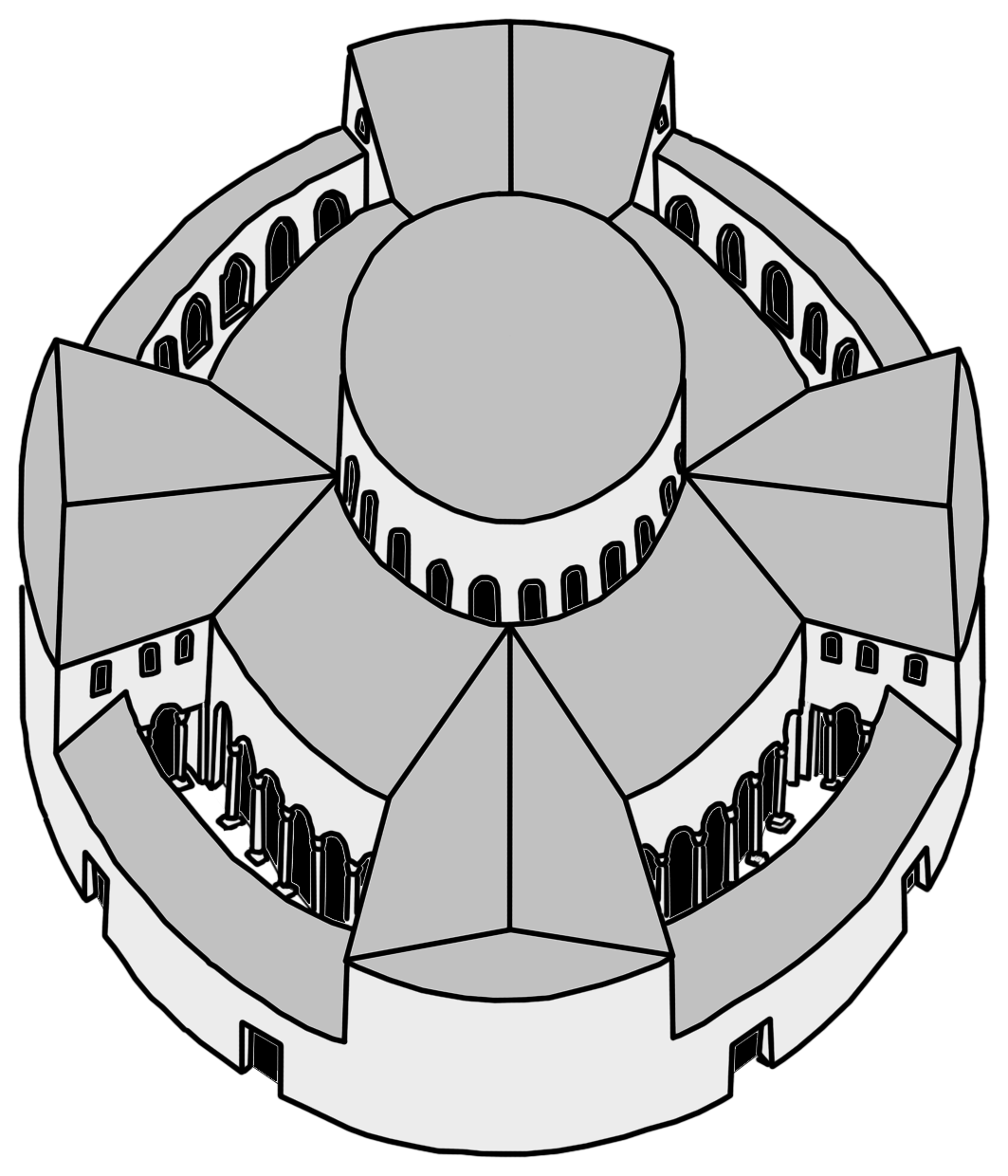
Santo Stefano Rotondo, Rom, Rekonstruktion
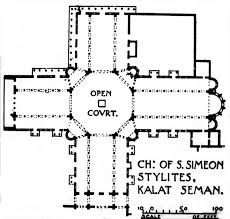
Qalʿat Simʿan, Grundriss

Wie auch bei anderen Architekturformen ist die Suche nach den ersten Schritten der Entwicklung dadurch erschwert, dass aus den frühen Zeiten viele Bauten verschwunden sind oder später verändert wurden. Insbesondere wurden Gewölbe nachträglich eingesetzt (anstelle von hölzernen Decken und offenen Dachstühlen) oder später erneuert. Auskunft über verlorene Gewölbe geben nicht selten deren Ansätze. Es finden sich aber auch Ansätze von Gewölben, die nie ausgeführt wurden.
Der trotz einiger Veränderungen wohl älteste erhaltene Laternenturm gehört zu einem Rundbau: Die Kirche Santo Stefano Rotondo in Rom wurde von Papst Simplicius (468–483) geweiht. Der Außenring, ursprünglich mit vier Atrien wurde später verkleinert, aber der zentrale Laternenturm besteht weiter.
Wohl etwa gleichzeitig entstand das Vierungs-Oktogon der kreuzbasilika des Symeonsklosters (Qalʿat Simʿan) in Syrien, das wahrscheinlich überdacht und eigenständig belichtet war.
Ein weiterer in diesem Zusammenhang zu nennender Bau ist die im Jahre 547 geweihte Kirche San Vitale in Ravenna; hier überragt das zentrale Oktogon mit Obergaden einen ebenfalls oktogonalen Außenring. Weitere wichtige Bauten im Hinblick auf eine Belichtung des Vierungsbereichs sind die byzantinischen Kreuzkuppelkirchen.

Ste-Trinité in Germigny-des-Prés

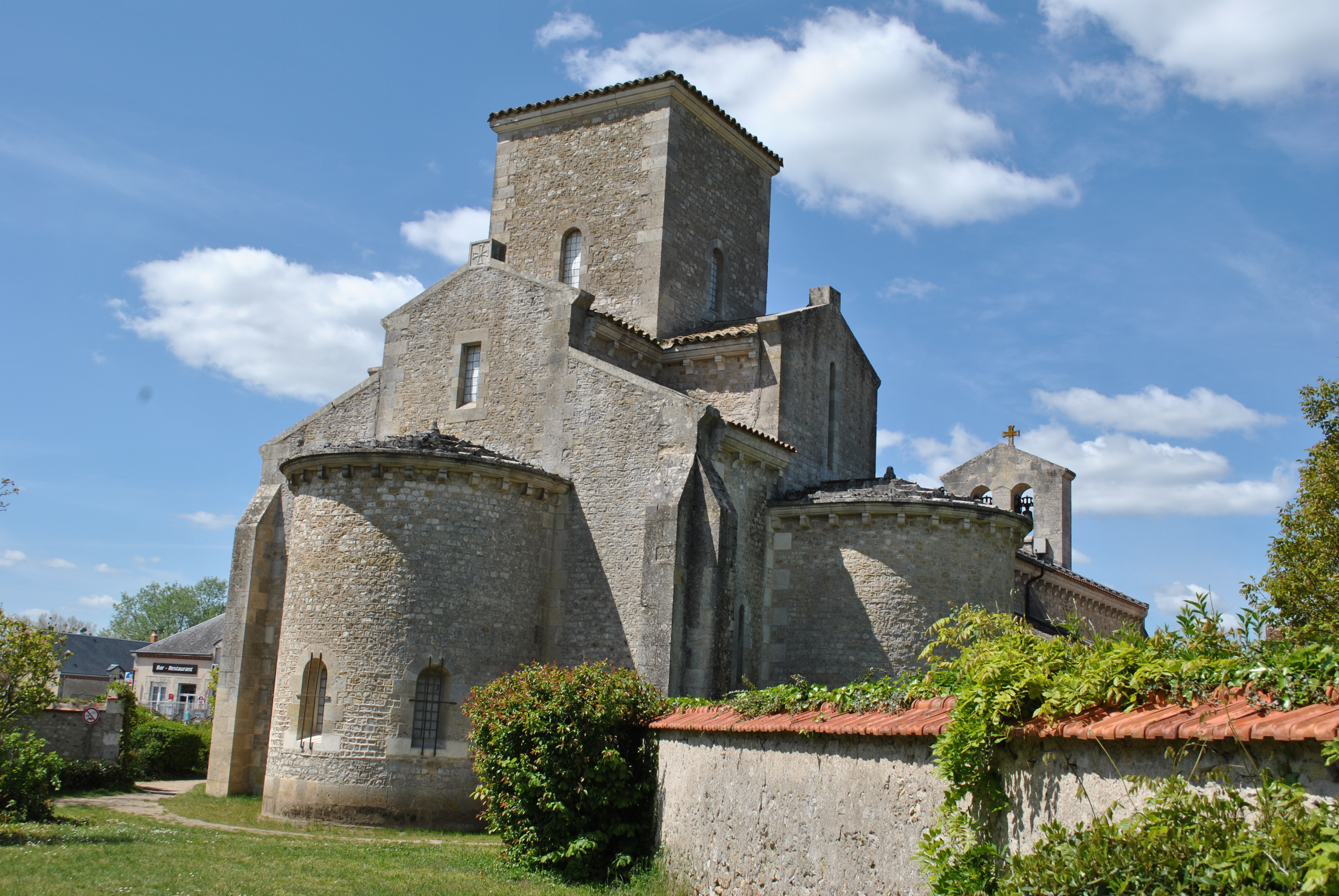
Ste-Trinité in Germigny-des-Prés (Centre-Val de Loire)
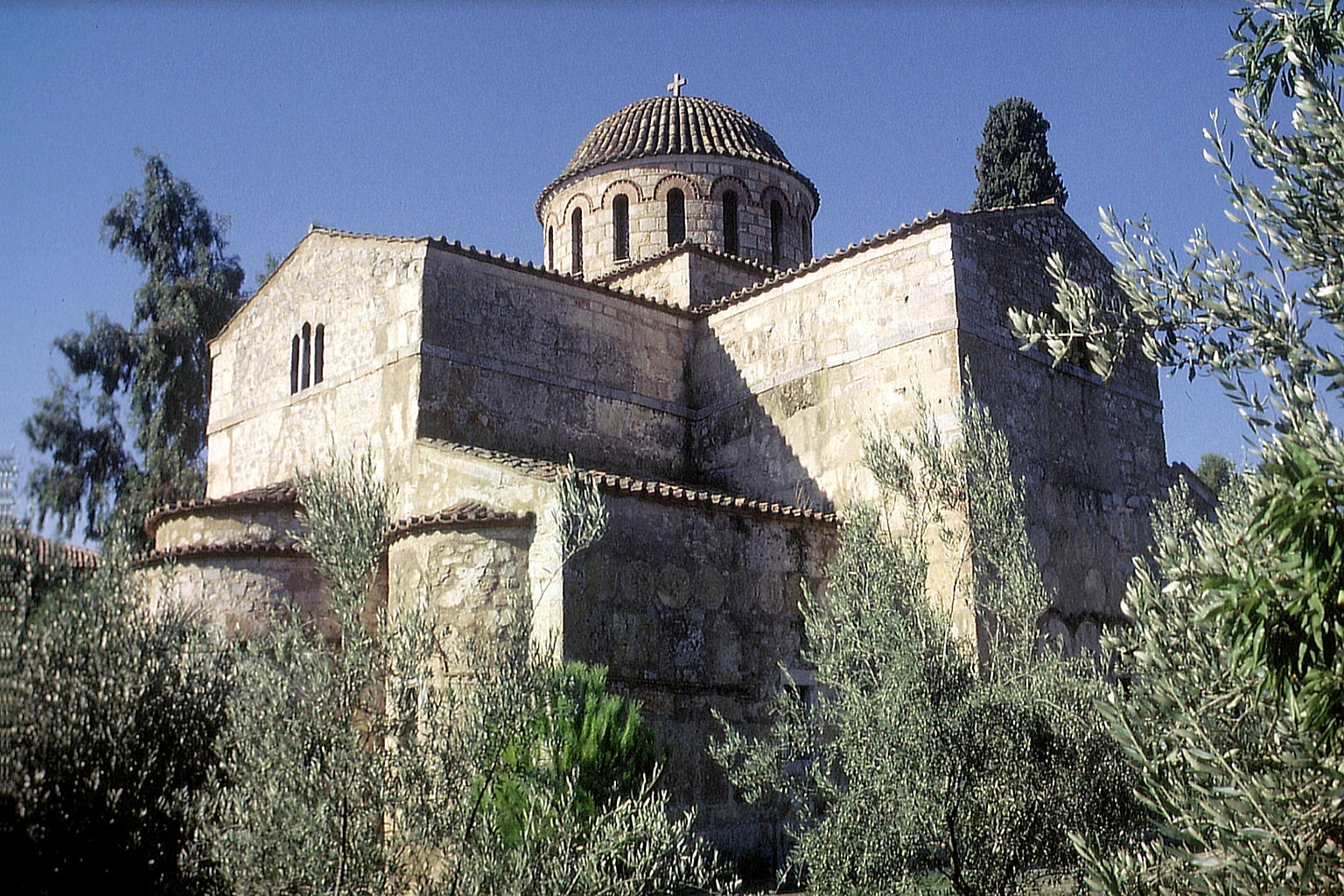
Panagia, Skripou (Mittelgriechenland), 874, Kreuzbasilika mit Vierungskuppel
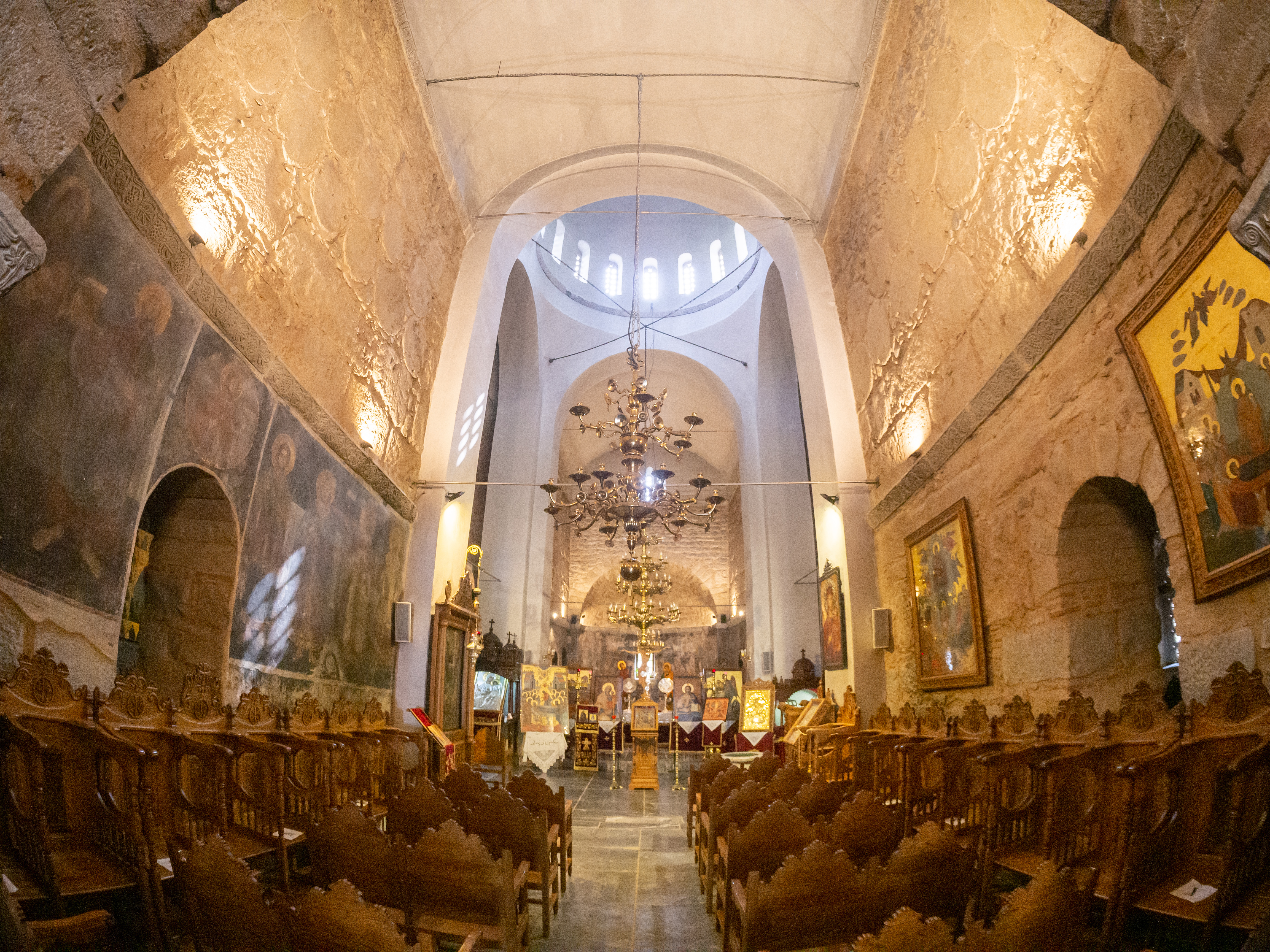
Panagia von Skripou, kreisrunde Laterne der Vierung als wichtigste Lichtquelle

Das aus karolingischer Zeit (806) stammende Oratorium von Germigny-des-Prés hat den wohl ersten Laternenturm auf quadratischem Grundriss, der aber ohne direkte Nachfolge blieb.

## Nördlich der Alpen
Laternentürme des nördlichen oder normannischen Typs finden sich nur in einigen wenigen Regionen Mitteleuropas.

### Deutschland

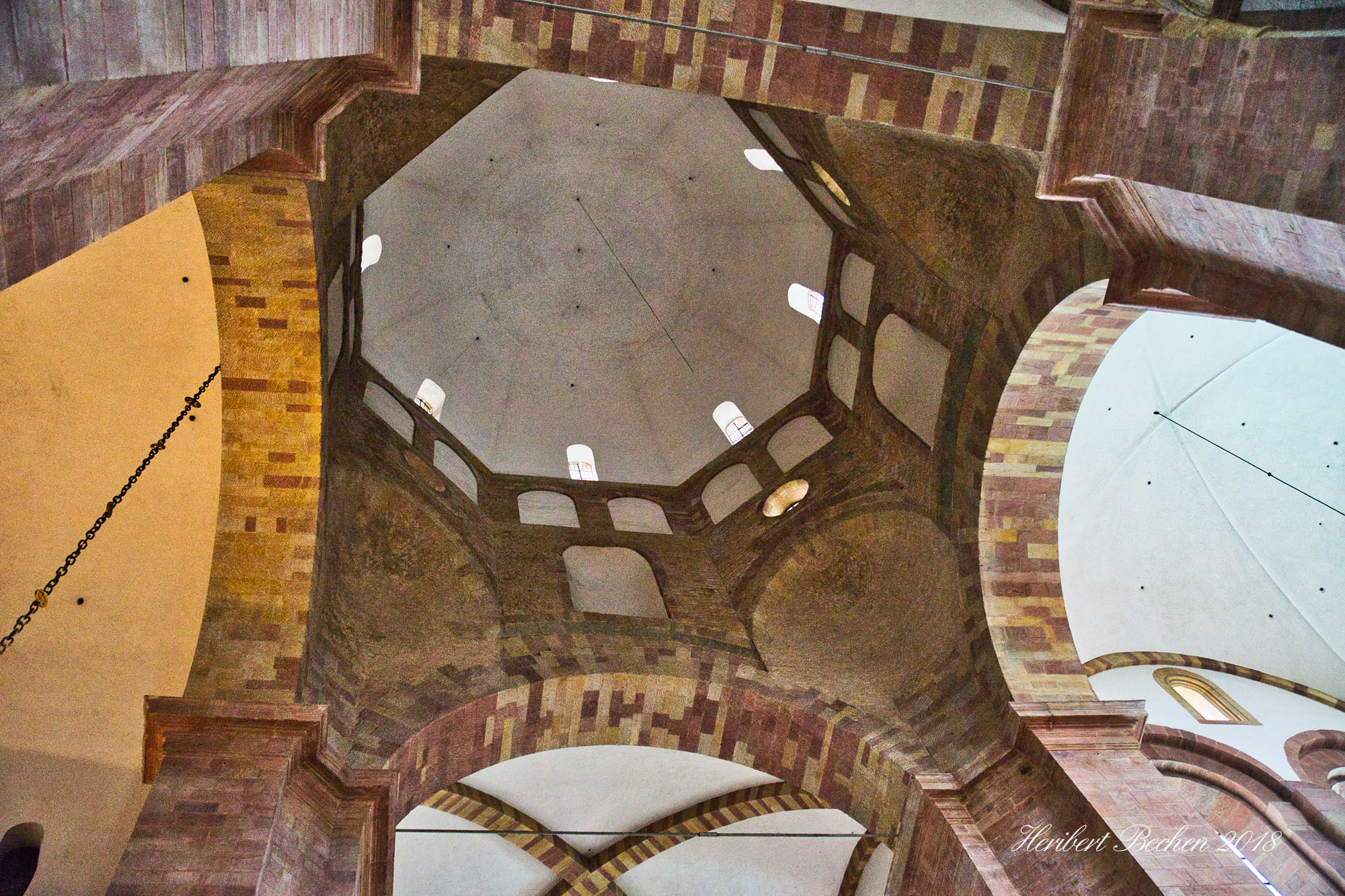
Speyer, Vierungskuppel: Okuli über den Pendentifs, Blendtriforium, Fenster in der Kuppelwölbung

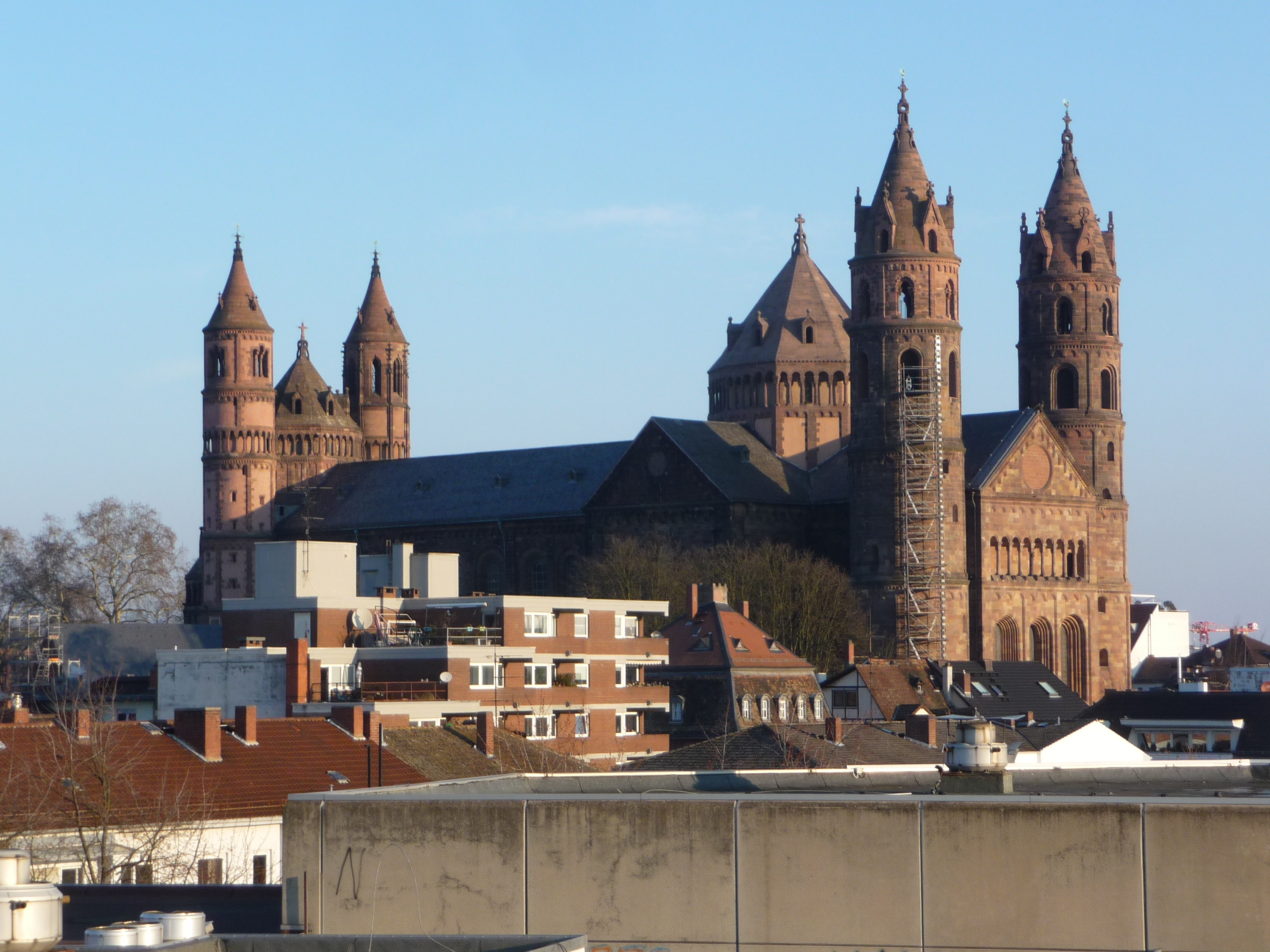
Wormser Dom, rechts ist Osten

Die Kirchenräume von vier oberrheinischen Kathedralen ragen aufwärts in befensterte Geschosse von Türmen, womit die Kriterien eines Laternenturms erfüllt sind. Im Dom zu Speyer ist es der Vierungsturm, fertiggestellt wohl bis 1106. Im (gewesteten !) Mainzer Dom sind es Vierungsturm und östlicher Kuppelturm. Im Wormser Dom ist es der Vierungsturm, eingewölbt ca. 1140, während seine westliche Kuppel nur eine minimale Belichtung durch sehr kleine Rundfenster im Gewölbe erhält (äußerlich: Gauben im Kegeldach).
Heute zu Frankreich, bauzeitlich aber zu Deutschland gehört der Vierungsturm des Straßburger Münsters. Sein Oberteil musste nach Zerstörung durch deutsche Artillerie 1870/1871 ersetzt werden (bis 1879), aber Gewölbe und Fenster sind aus der Zeit um 1190. Bei allen vier Kathedralen sind die Fensterflächen der Laternentürme so klein, dass der Begriff ‚Laterne‘ sich nicht gerade aufdrängt. In Straßburg gibt es gleich noch einen weiteren Laternenturm, von 1270/1280 auf der Thomaskirche.

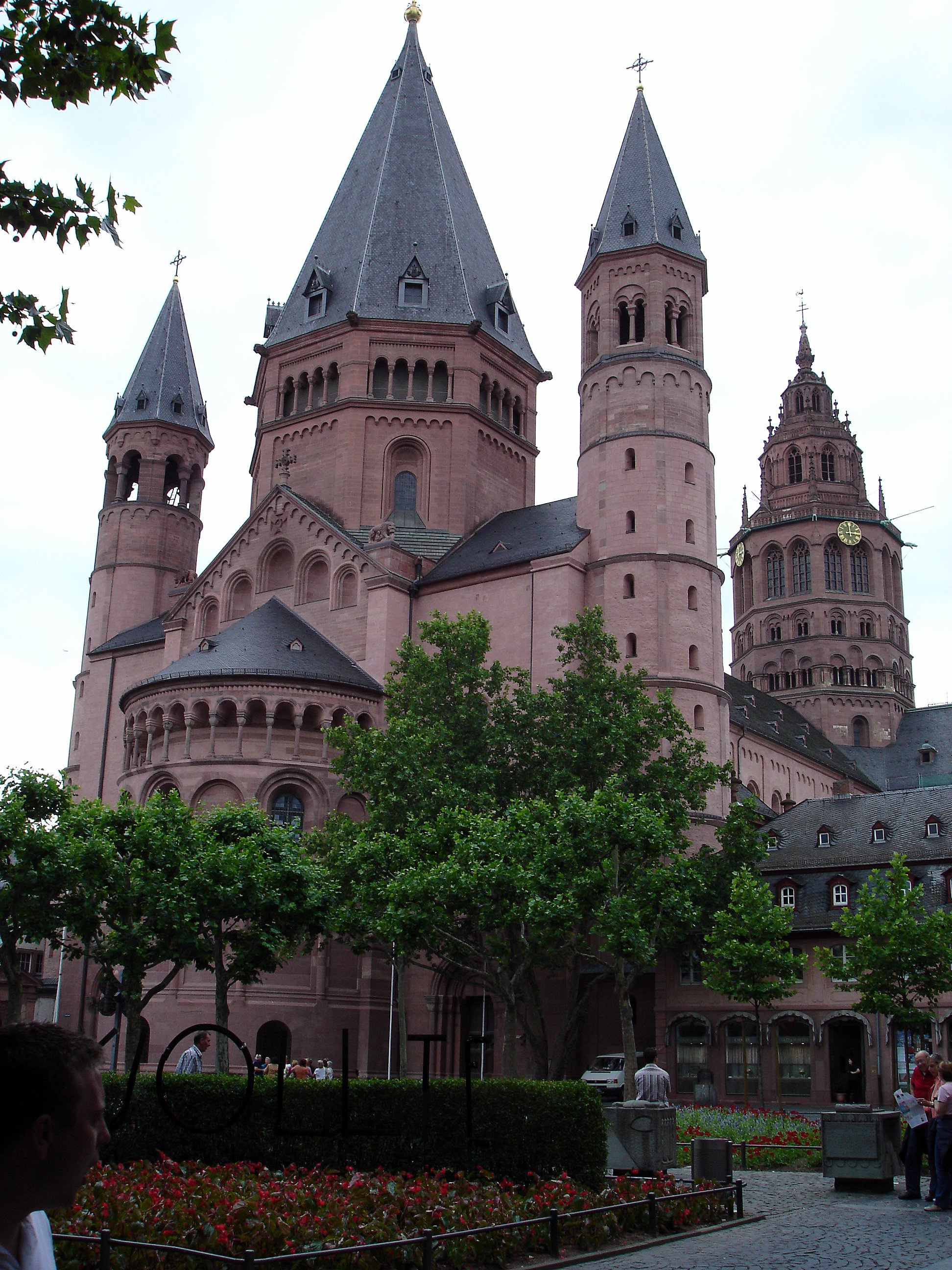
Mainzer Dom von Osten
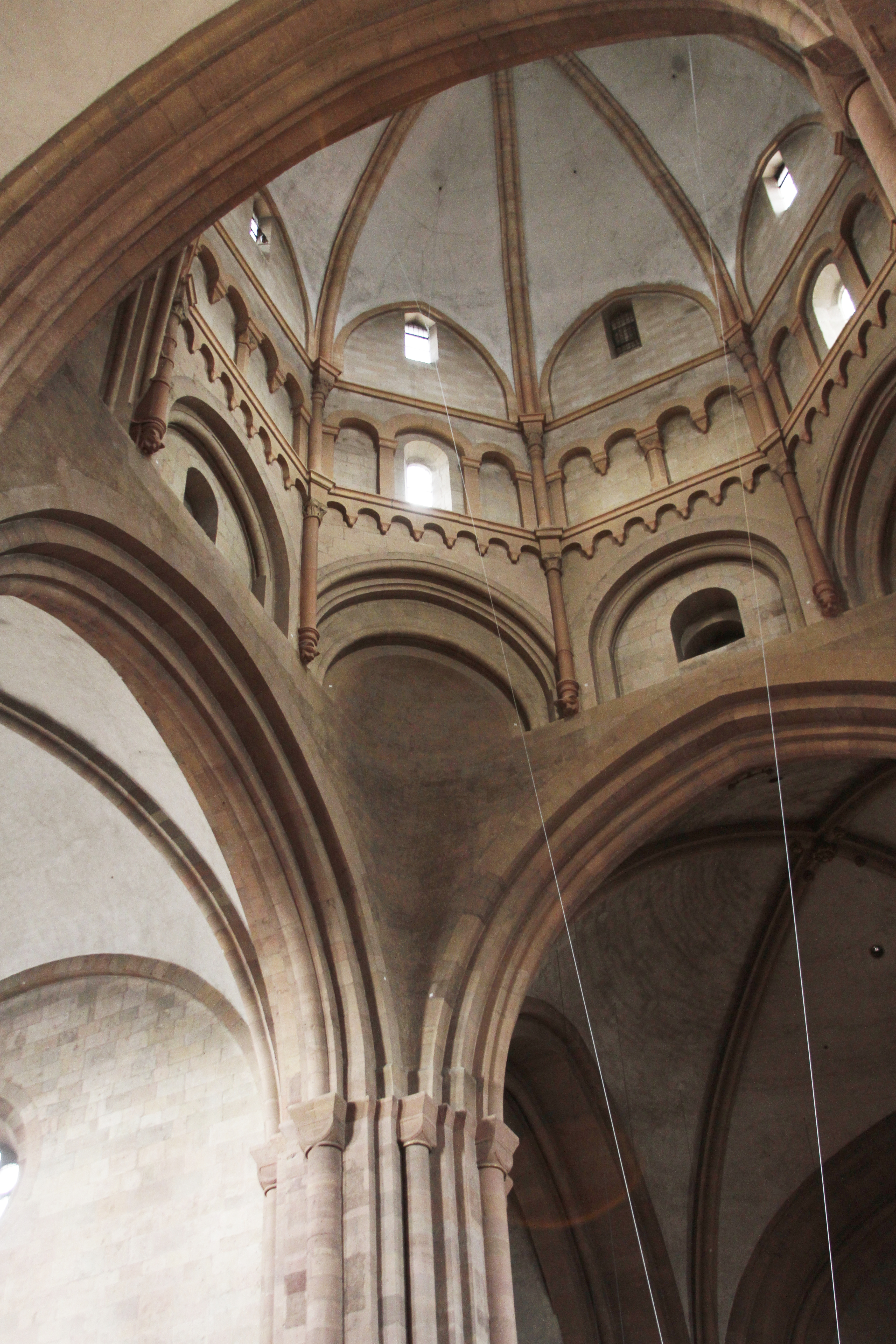
Mainzer Dom: Vierungskuppel mit Rippen, Fenster in 2 Etagen
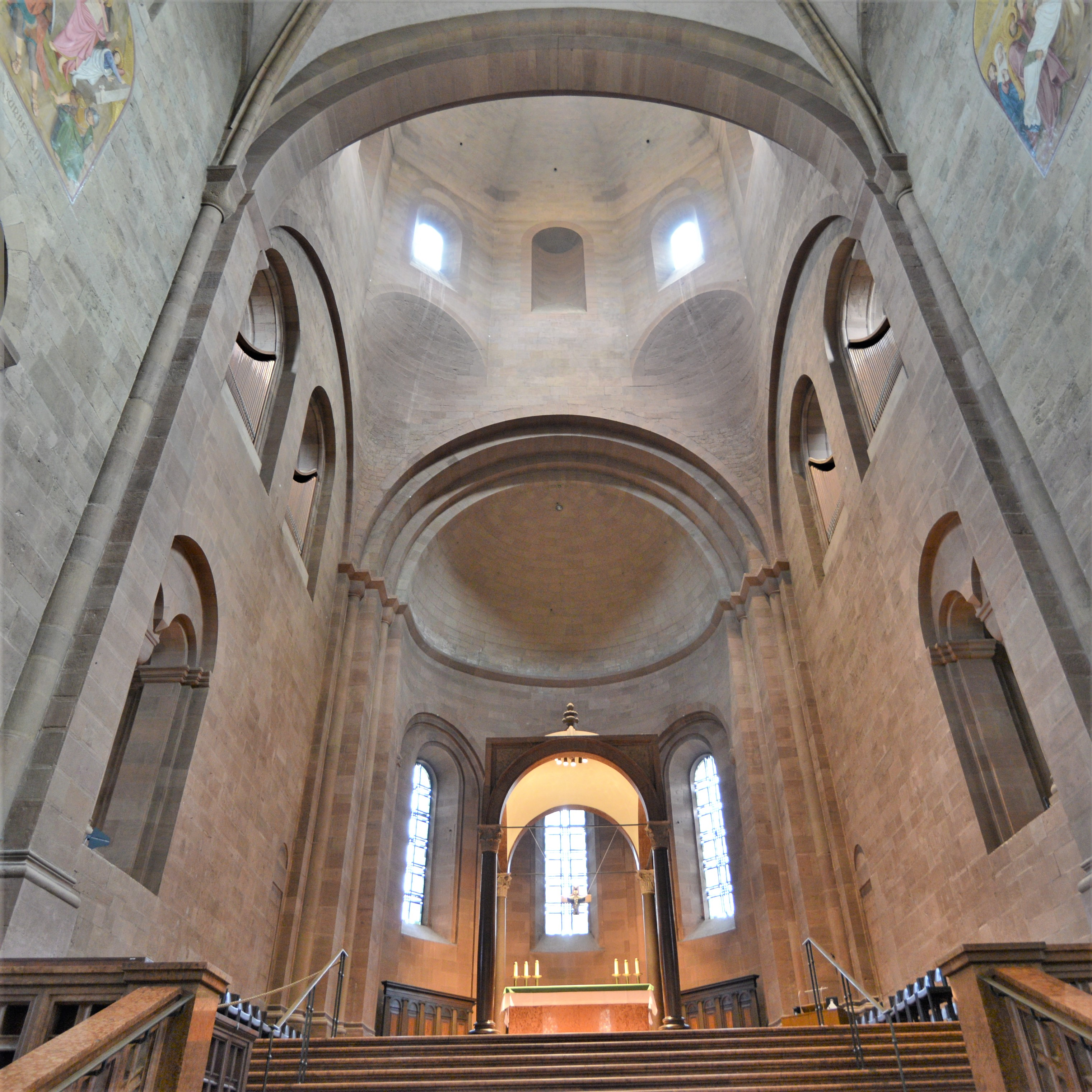
Mainzer Dom: Ostkuppel ohne Rippen
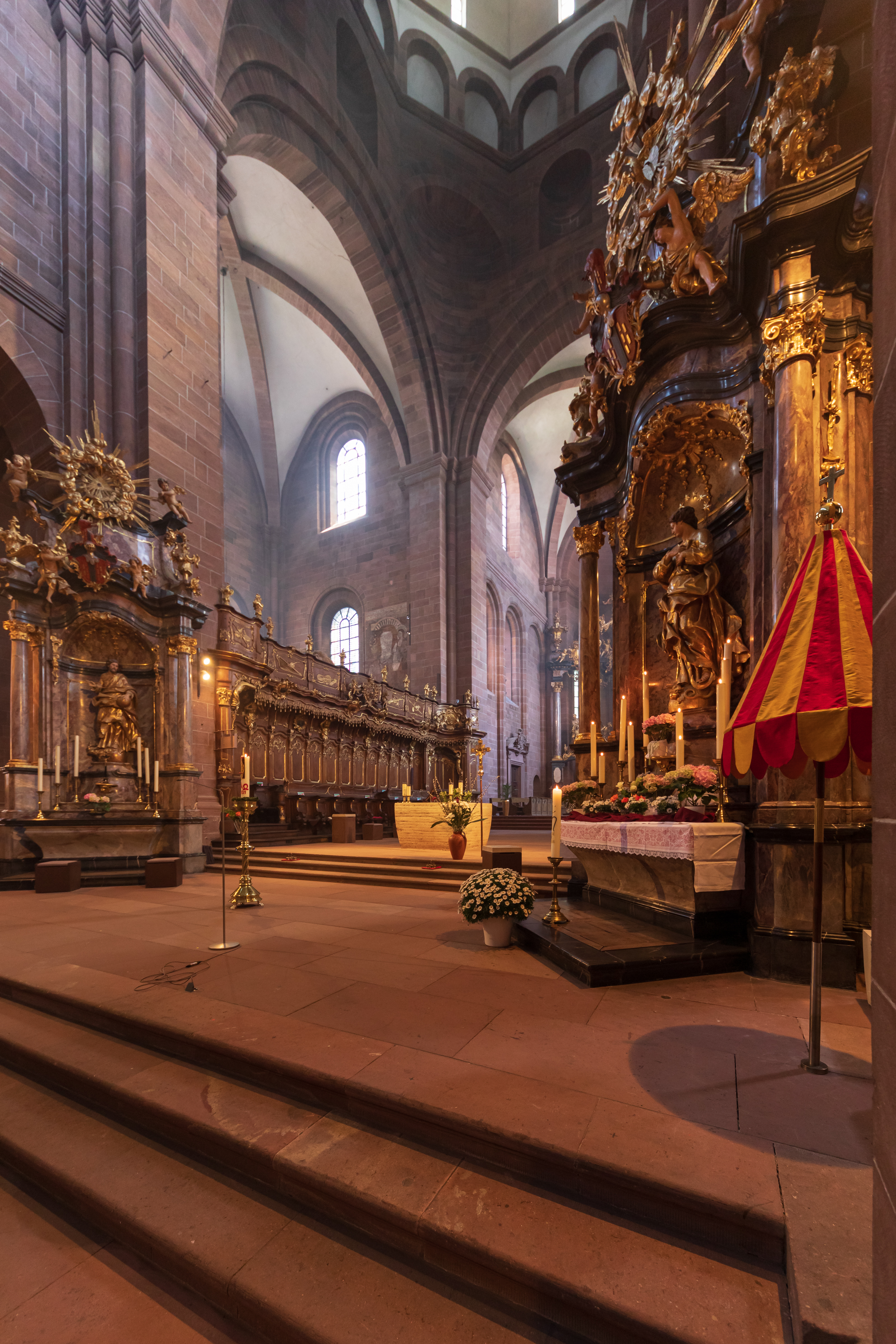
Wormser Dom: östliche Vierung um 1140
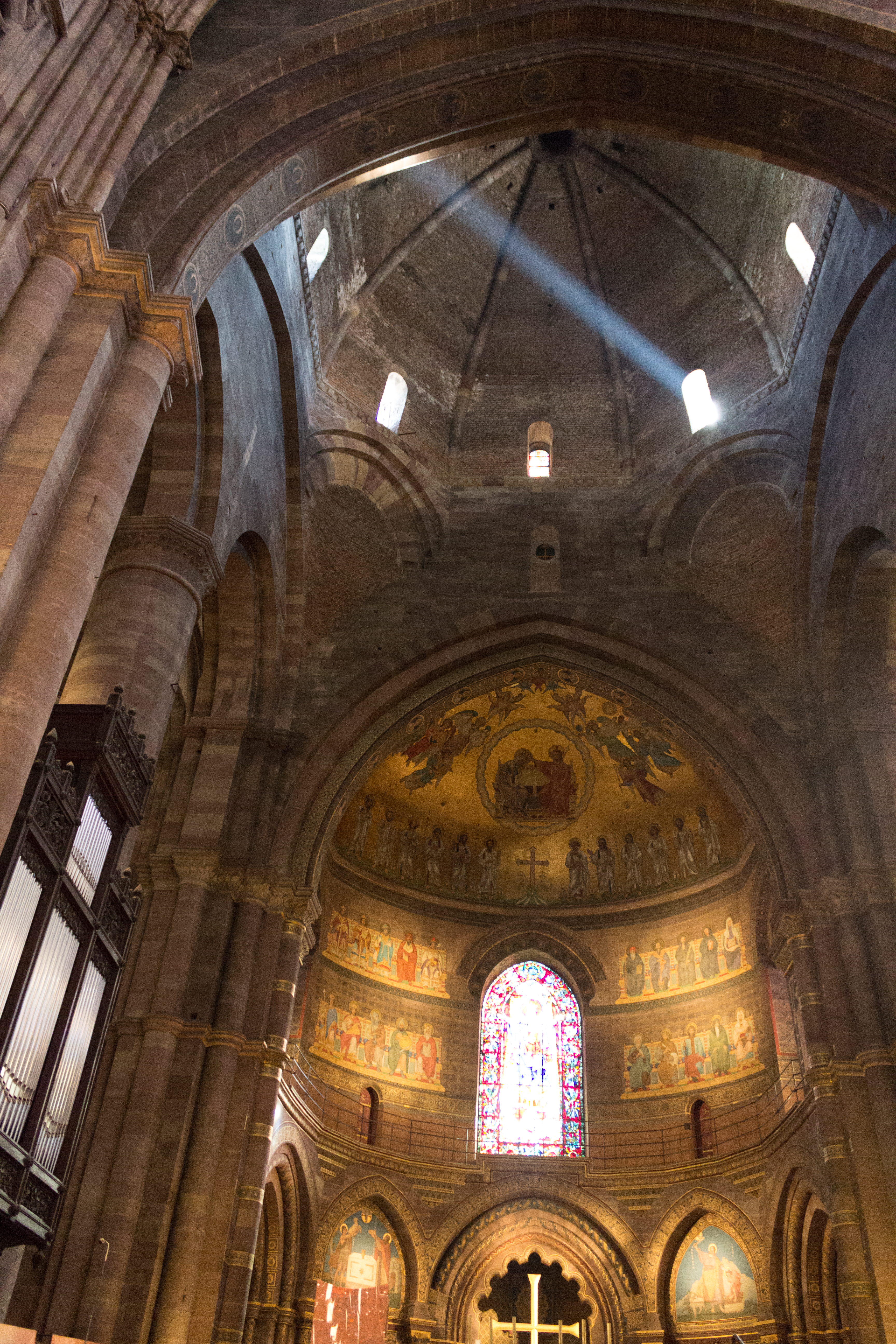
Vierung des Straßburger Münsters: Backsteingewölbe mit Sandsteinrippen, kleine Fenster
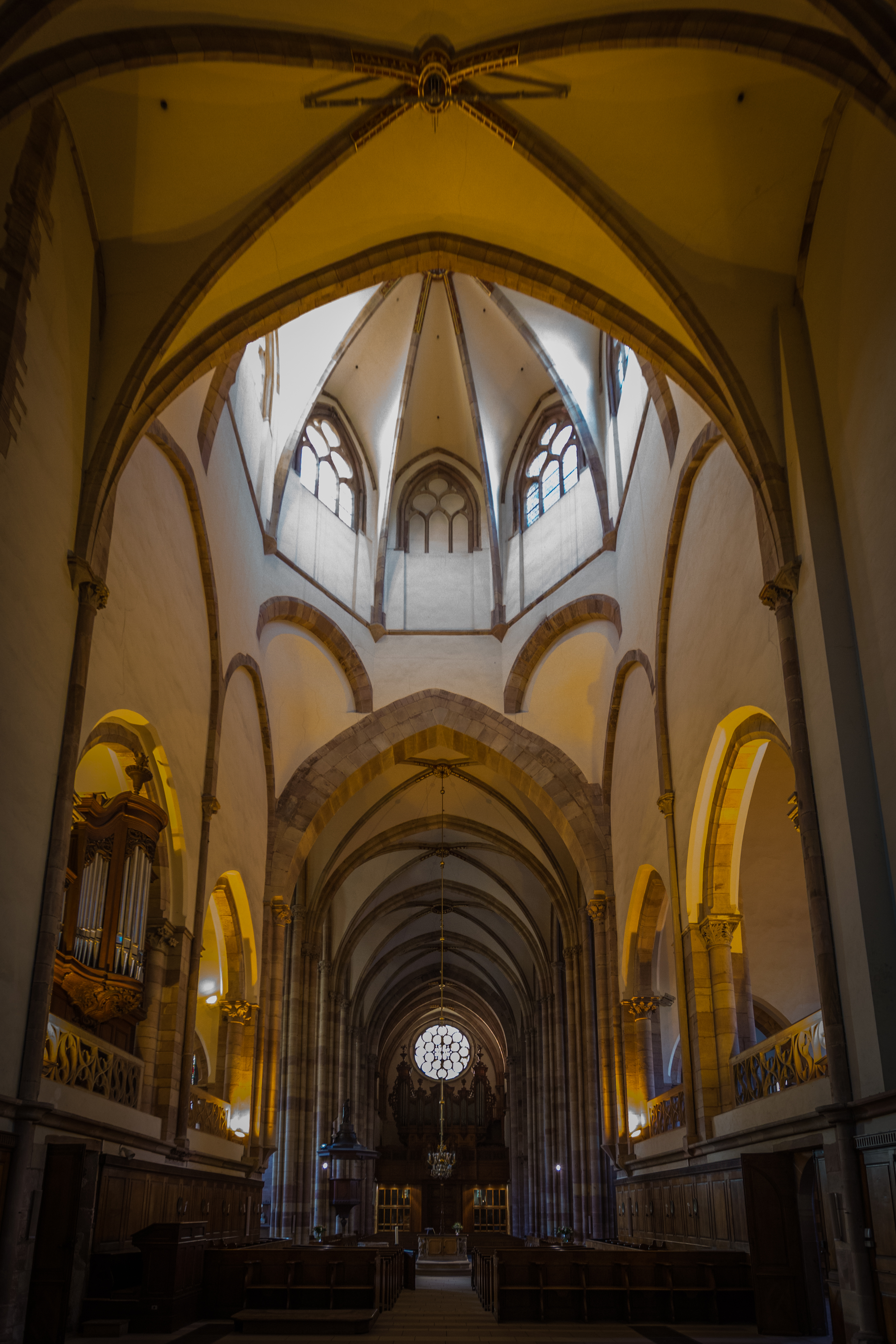
St. Thomas, Straßburg, Vierungsturm in reifer Gotik

Zur oberrheinischen Tiefebene gehören freilich auch die späten (13. Jahrhundert) romanischen Vierungs- und Laternentürme zweier kleinerer Klosterkirchen: Die Basilika (im doppelten Sinne) St. Marcellinus und Petrus in Seligenstadt südlich von Offenbach ist eine der beiden Einhards-Basiliken. Näher am Rhein, aber nicht mehr in der Ebene steht die Benediktinerkirche Sponheim südlich von Bingen am Rhein.

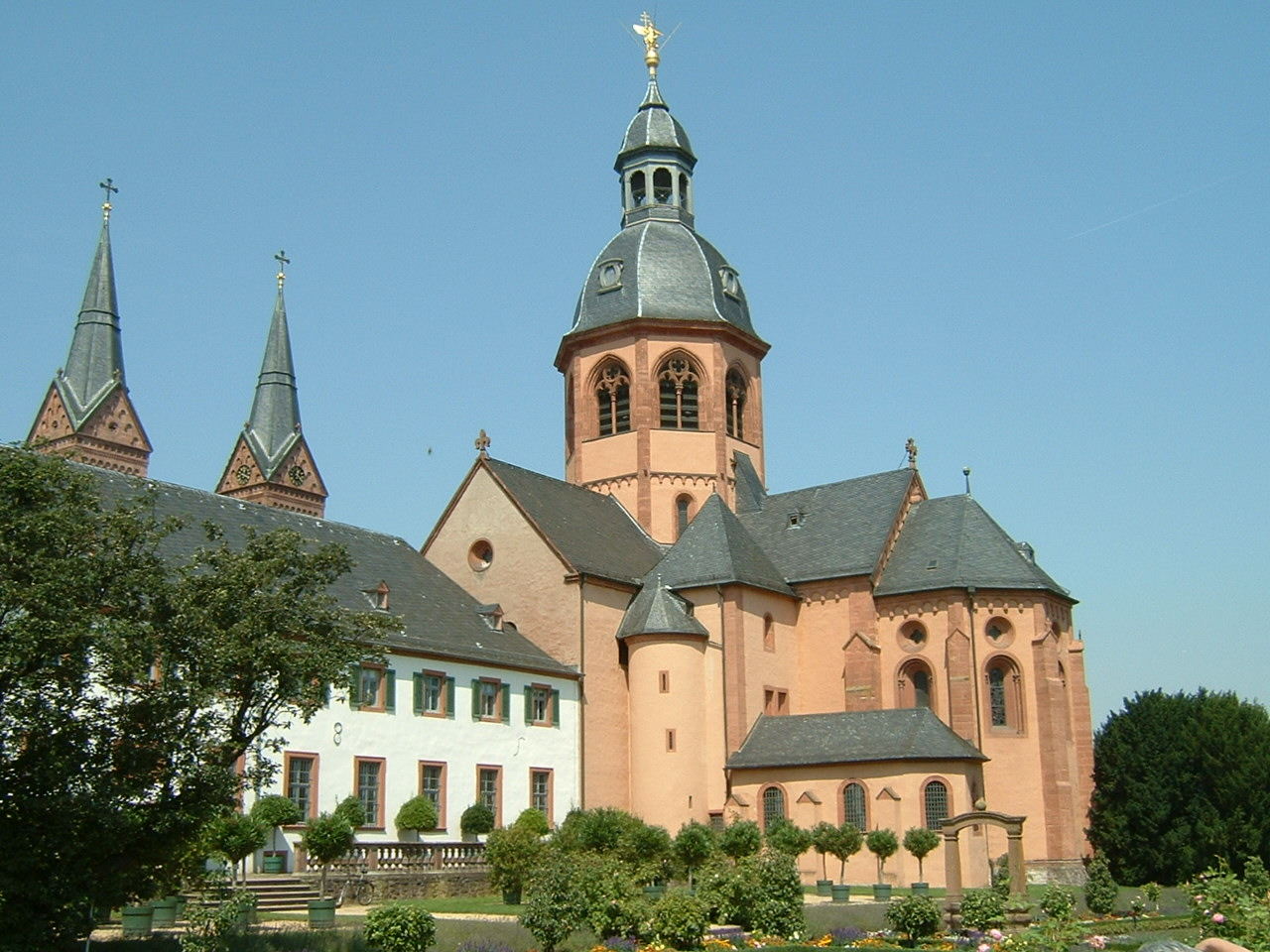
St. Marcellinus und Petrus (Seligenstadt)
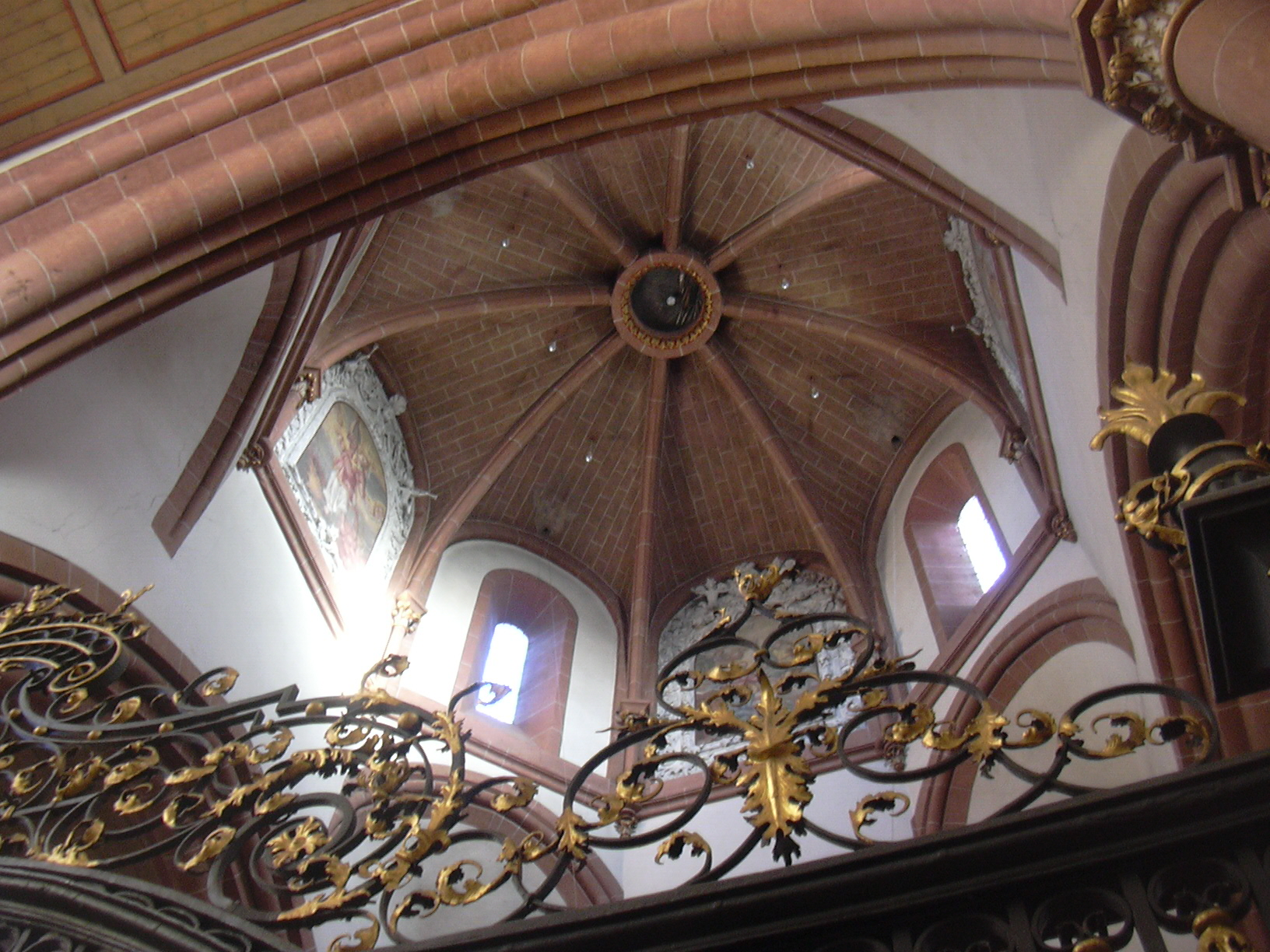
St. Marcellinus und Petrus
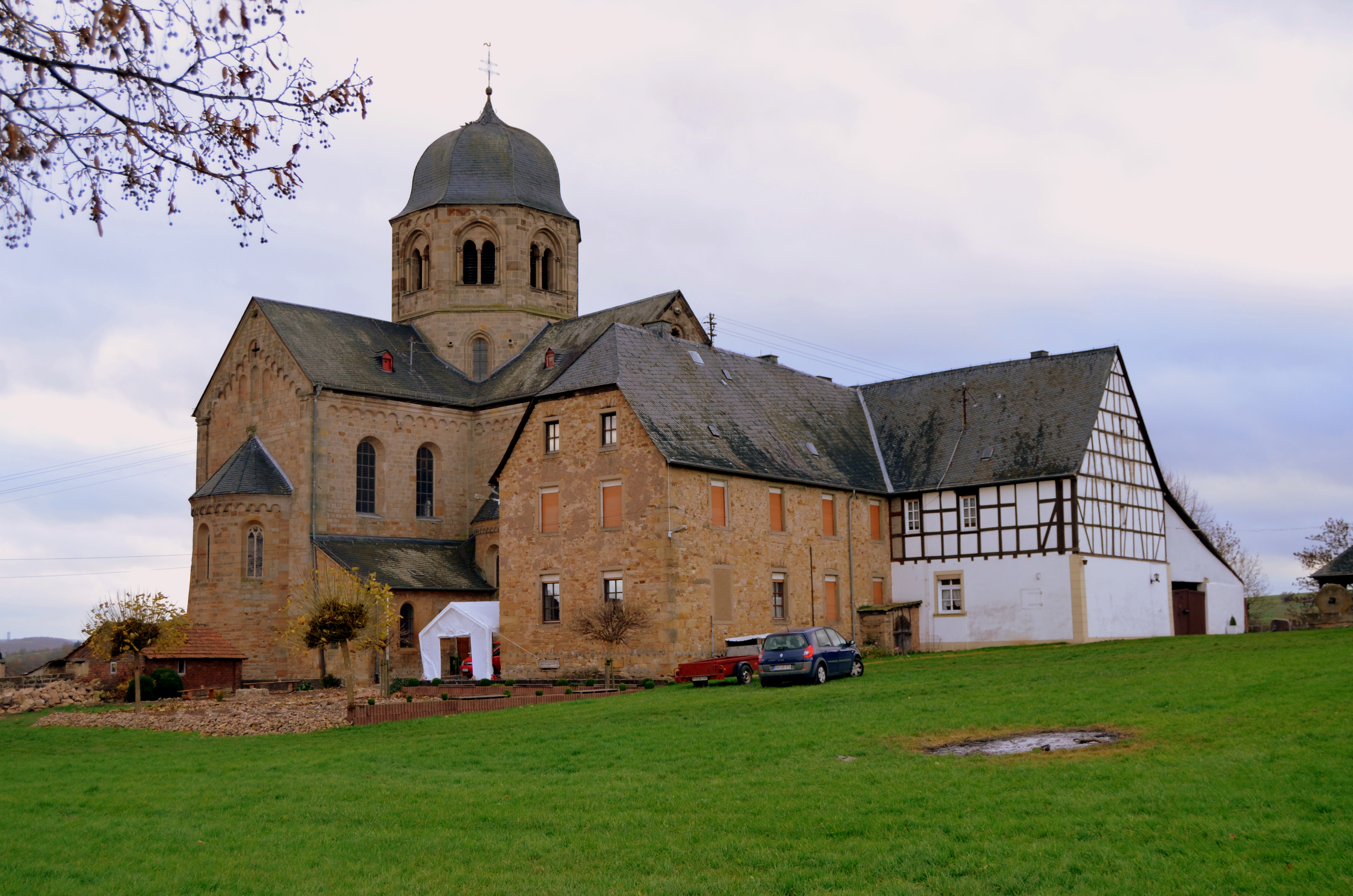
St. Maria und St. Martin, Sponheim
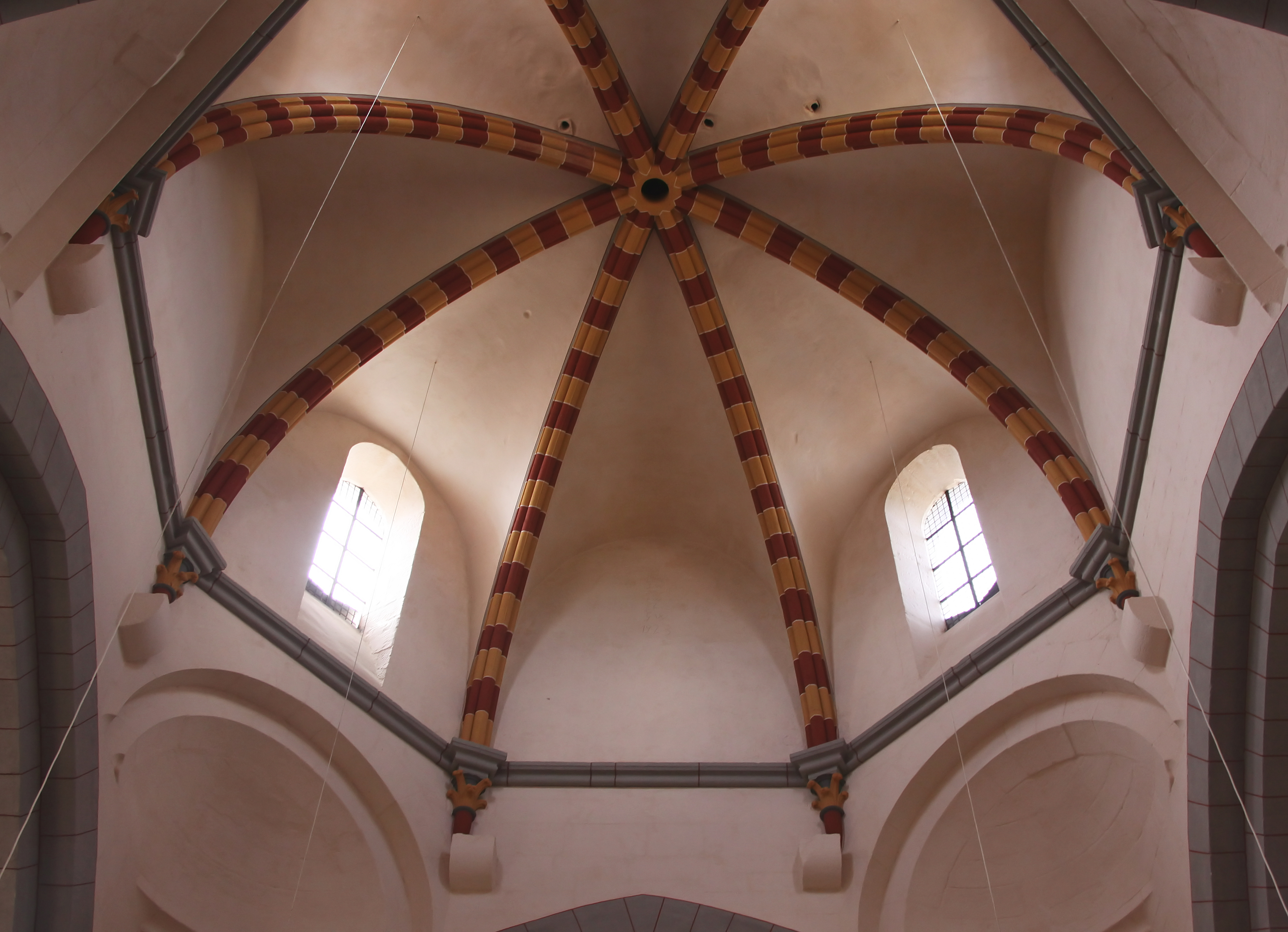
Benediktinerkirche Sponheim

Deutlich näher als die Kuppeln der Kaiserdome kommen den normannischen Laternentürmen z. B. die spätromanischen von St. Aposteln (um 1200) in Köln und St. Quirinus (heutiger Bau ab 1208, Außenkuppel 18. Jahrhundert) in Neuss und der frühgotische Vierungsturm der Abteikirche St. Ludgerus (ab 1230) in Essen-Werden. Wie in der Ostvierung der Kathedrale von Ely fungiert in St. Aposteln sowohl das große Oktogon als Laterne für die Vierung als auch die ebenfalls achteckige kleine Laterne auf dieser Vierungskuppel.

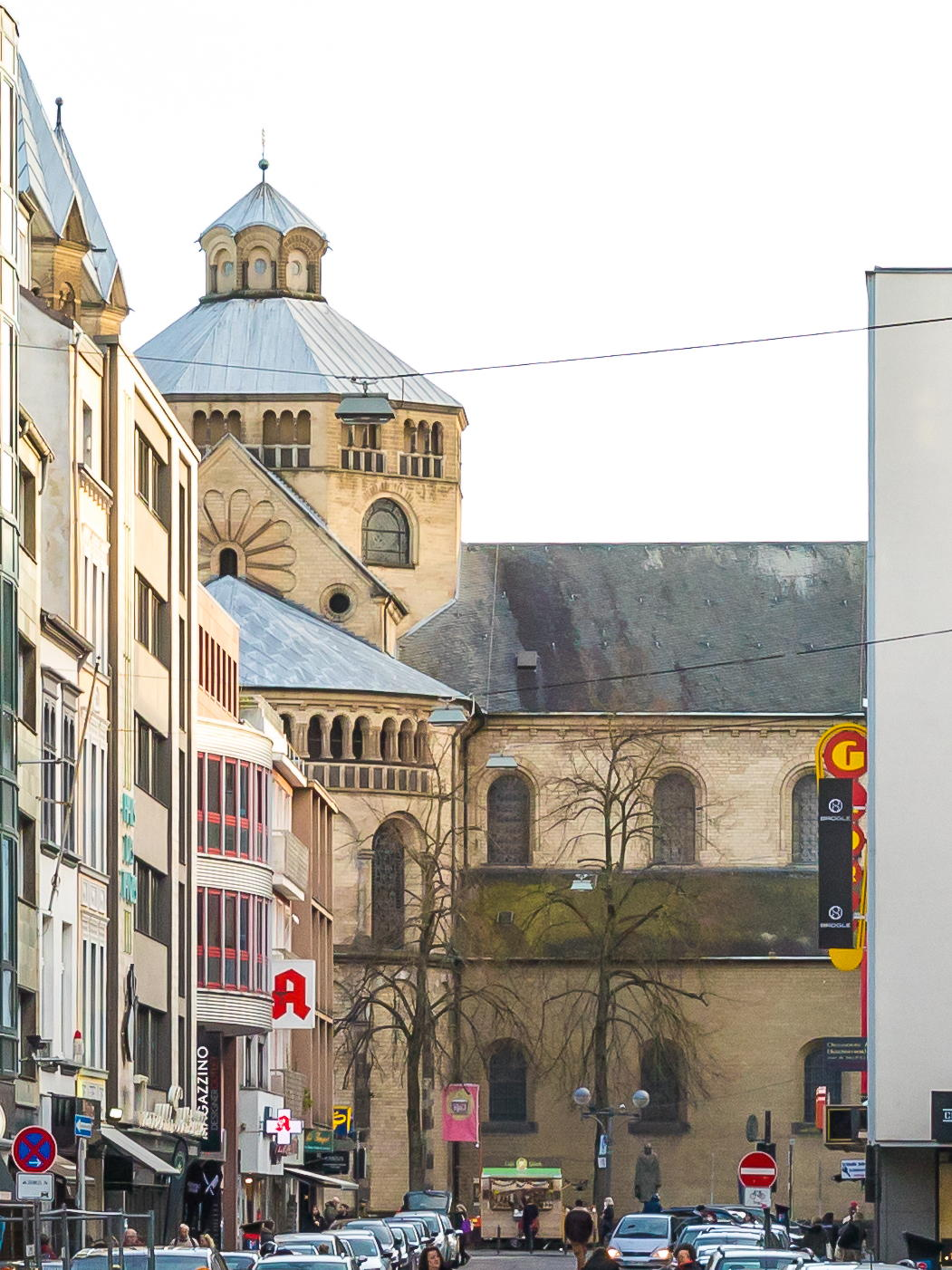
St. Aposteln in Köln, Südansicht mit Ostkuppel und deren Laterne
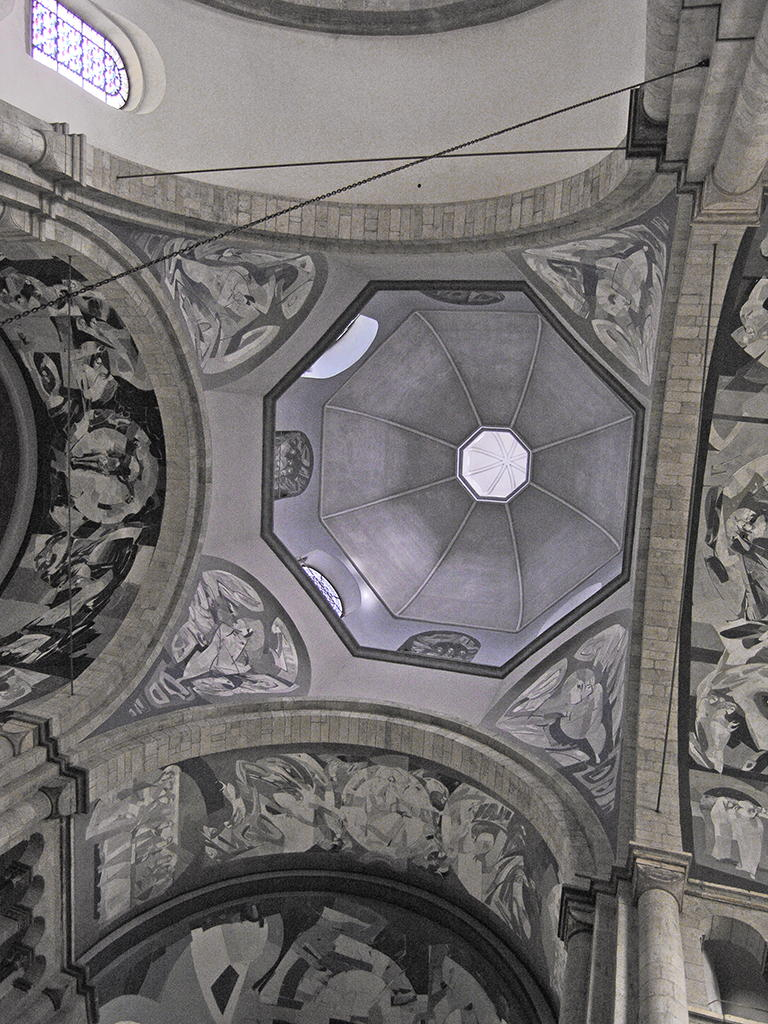
Ostvierung (im Trikonchus) von St. Aposteln in Köln: Laterne mit Laterne
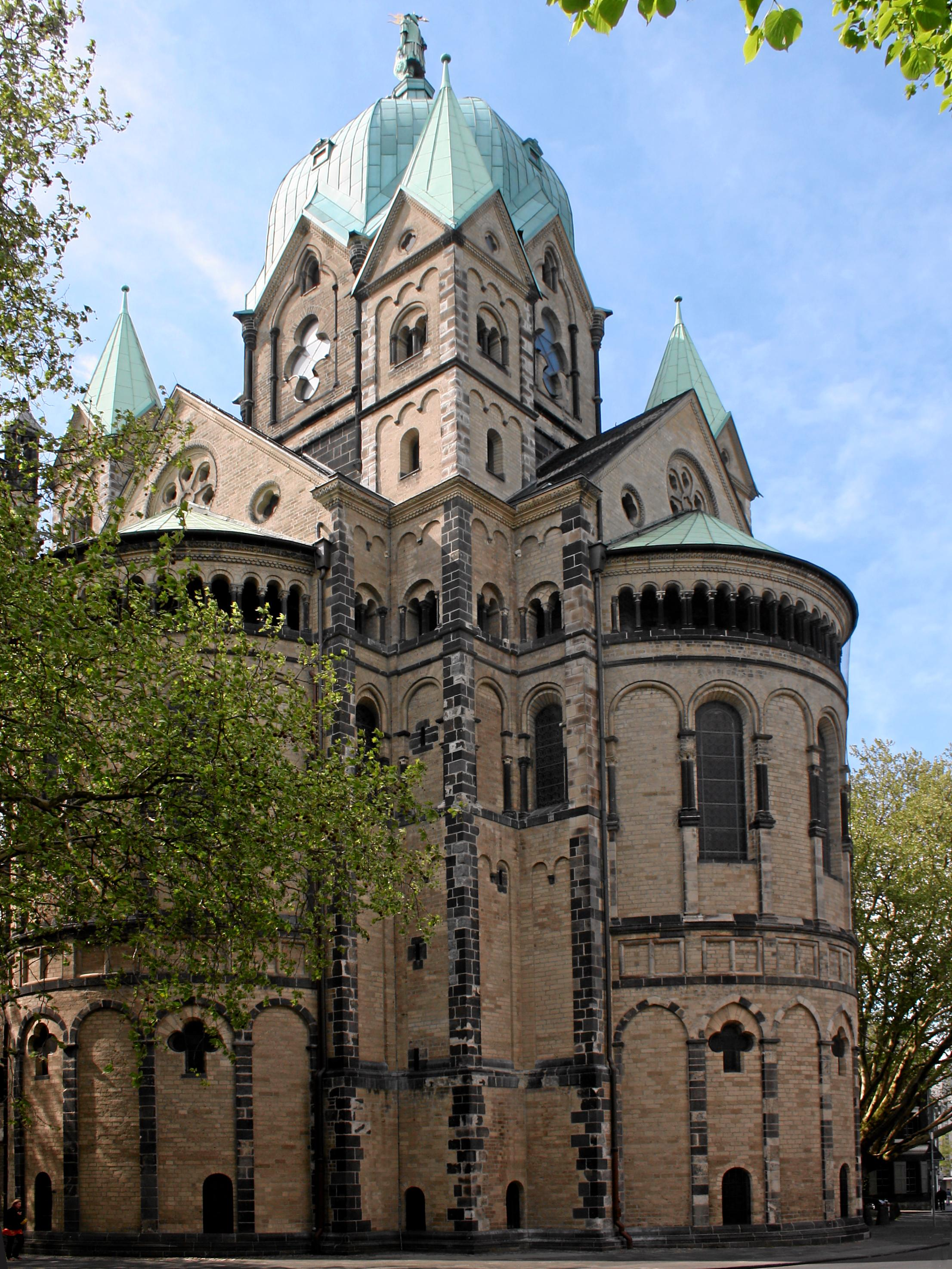
St. Quirinus, Neuss: Laternenturm, vier Flankentürme, Trikonchus
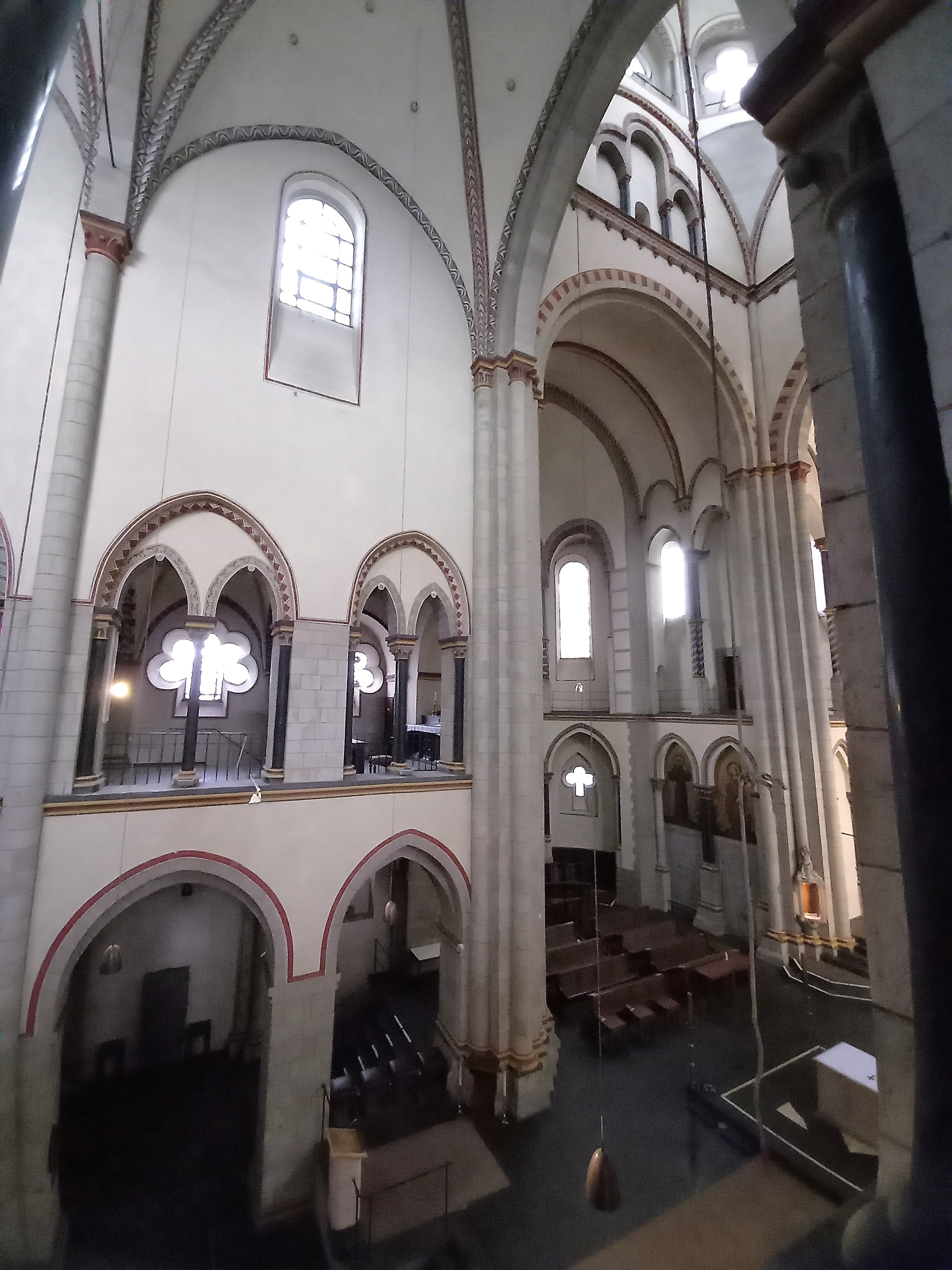
St. Quirinus, Neuss, rechts die Vierung
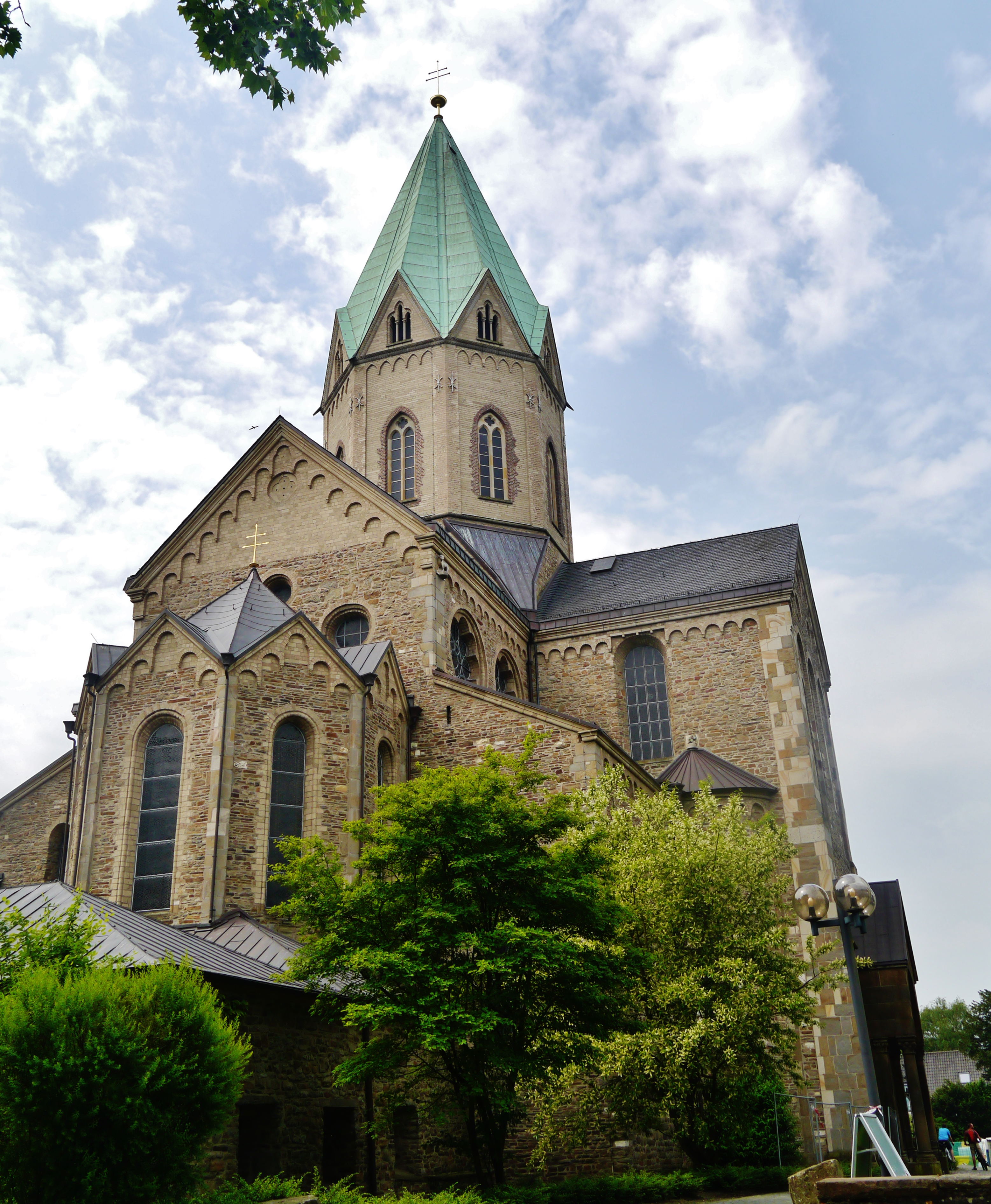
Abteikirche Werden
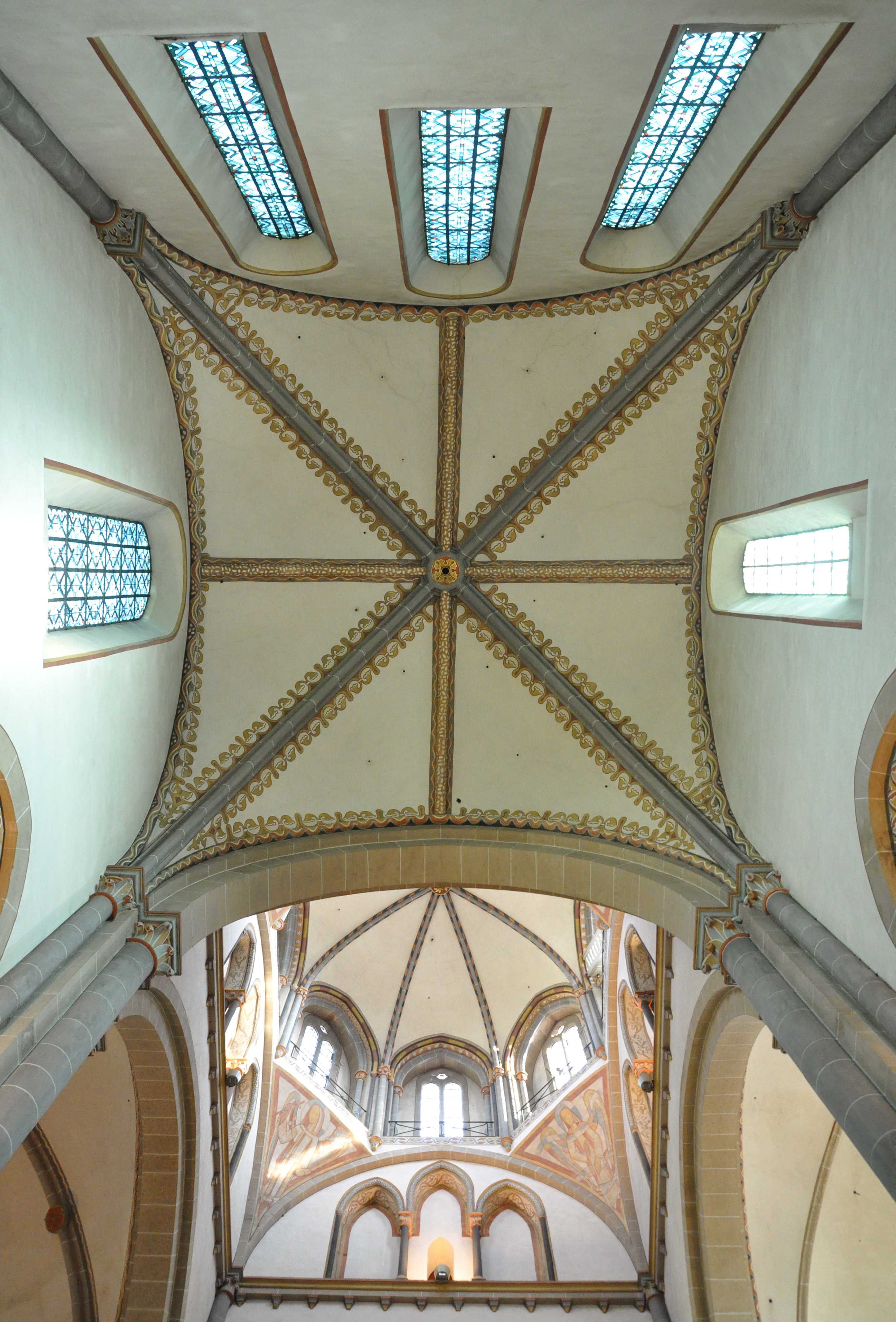
Abteikirche Werden: Querhaus und Vierung

Nicht zu vergessen, Laternentürme stehen in Deutschland am Anfang der Frühgotik – kein Wunder, beim gotischen Umbau des Limburger Doms stand die Kathedrale von Laon (s. u.) Pate – und bald nach Beginn der Hochgotik, mit der Trierer Liebfrauenkirche. Der Limburger Vierungsturm sieht von außen noch eher romanisch aus, aber von innen zweifelsfrei gotisch. Im Vierungsturm der Trierer Liebfrauenkirche liegt das Laternengeschoss etwa in Höhe der Hauptschiffs- und Querhausdächer, darüber liegt das Glockengeschoss.

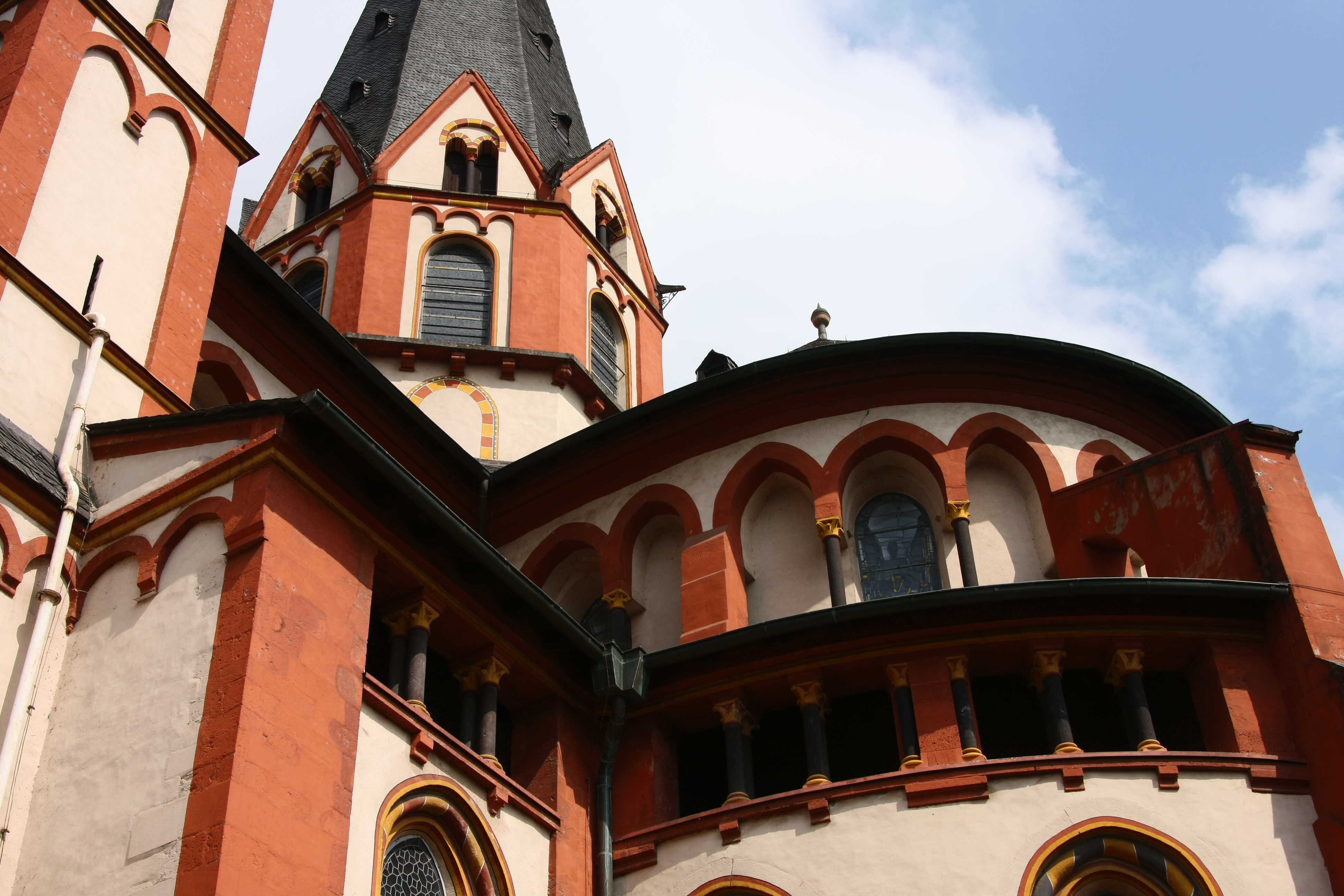
Limburger Dom
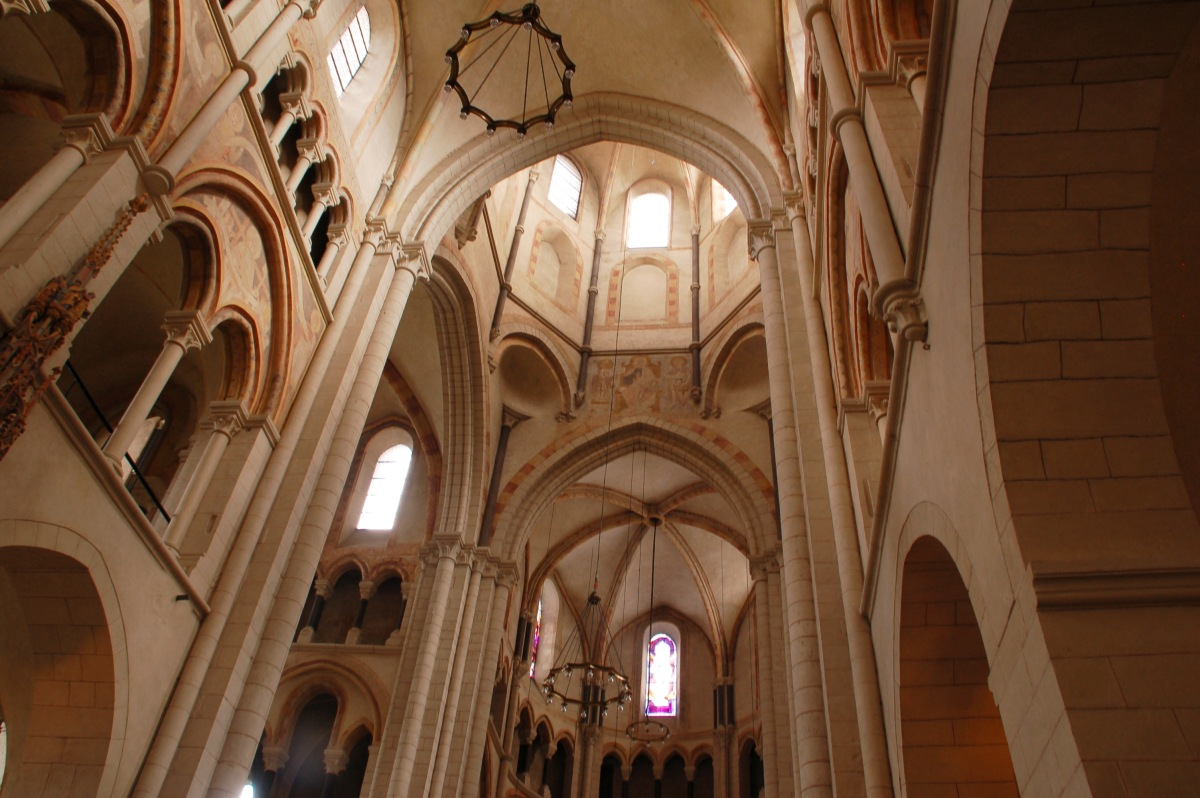
Limburger Dom
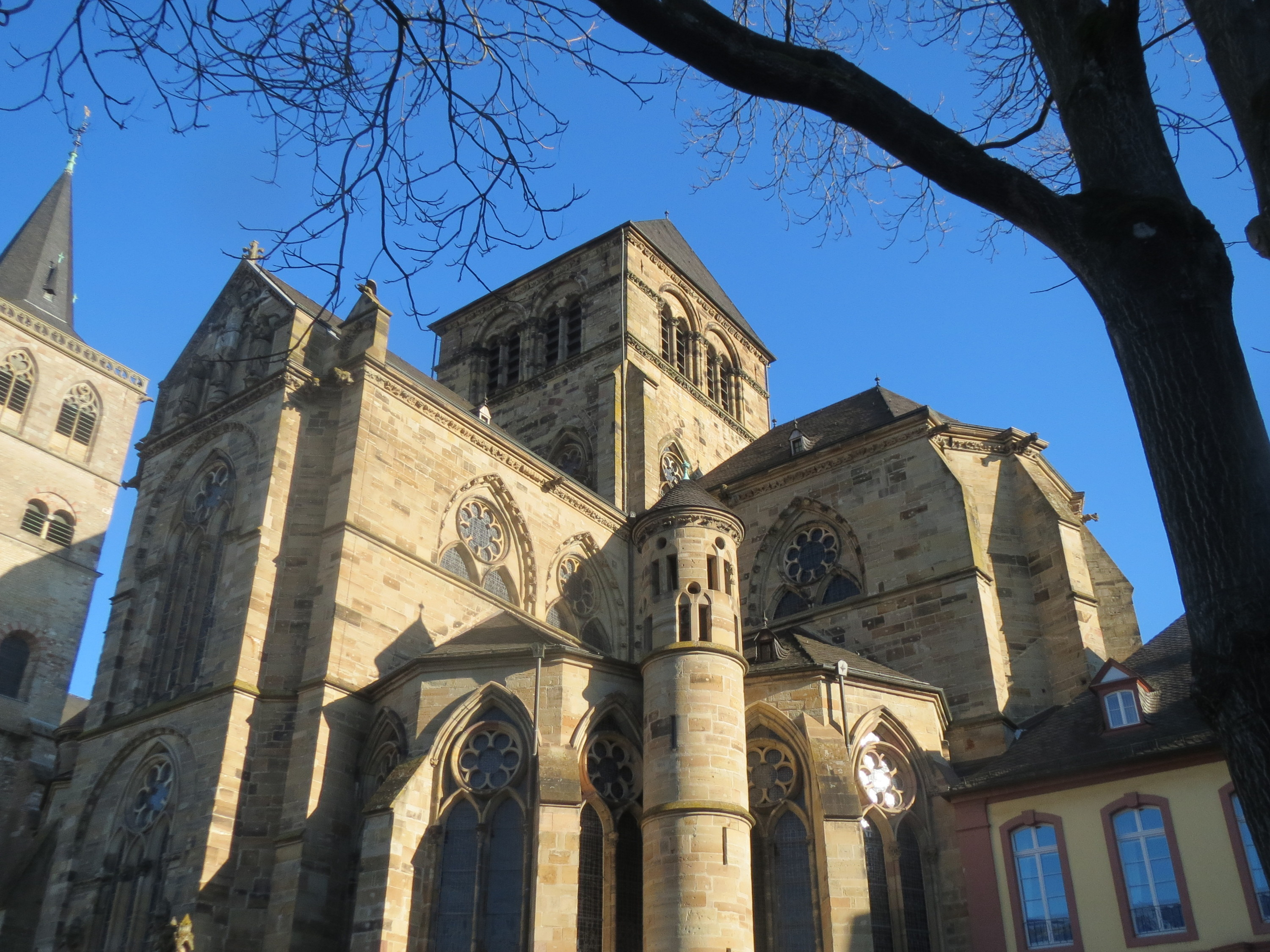
Liebfrauenkirche Trier
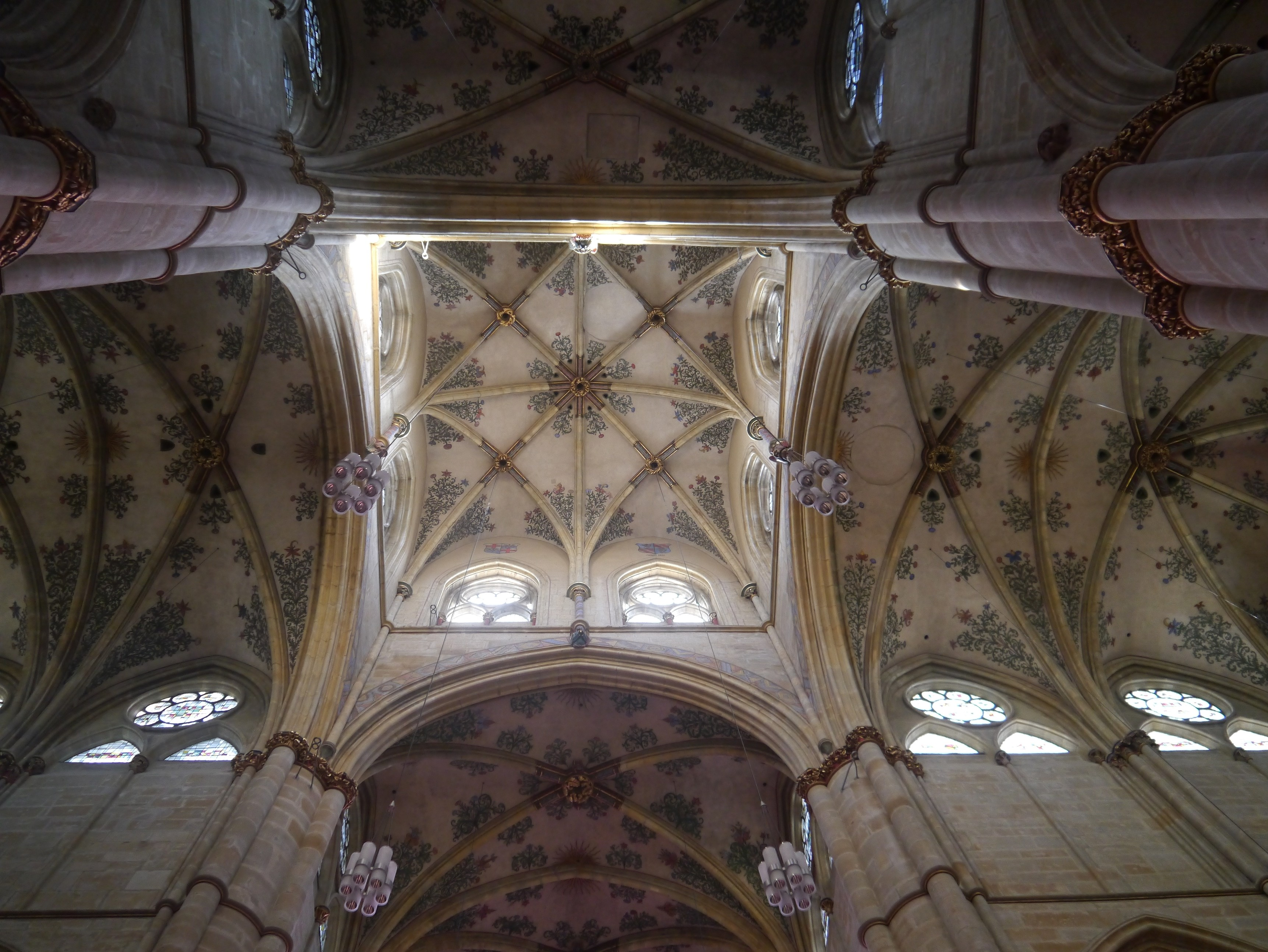
Liebfrauenkirche Trier

Weiteren Zuwachs gab es (wie in Italien) im Barock.

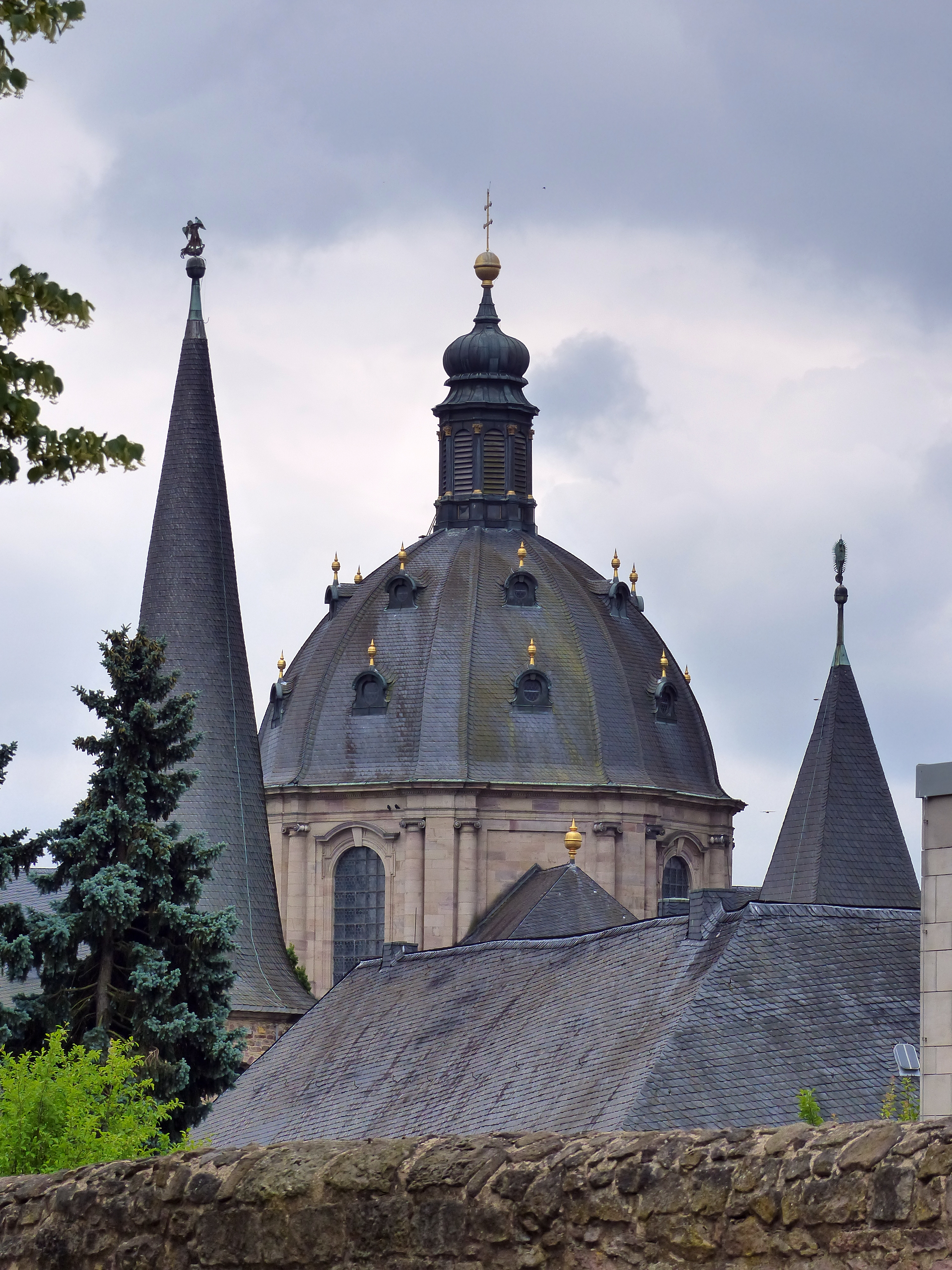
Dom zu Fulda
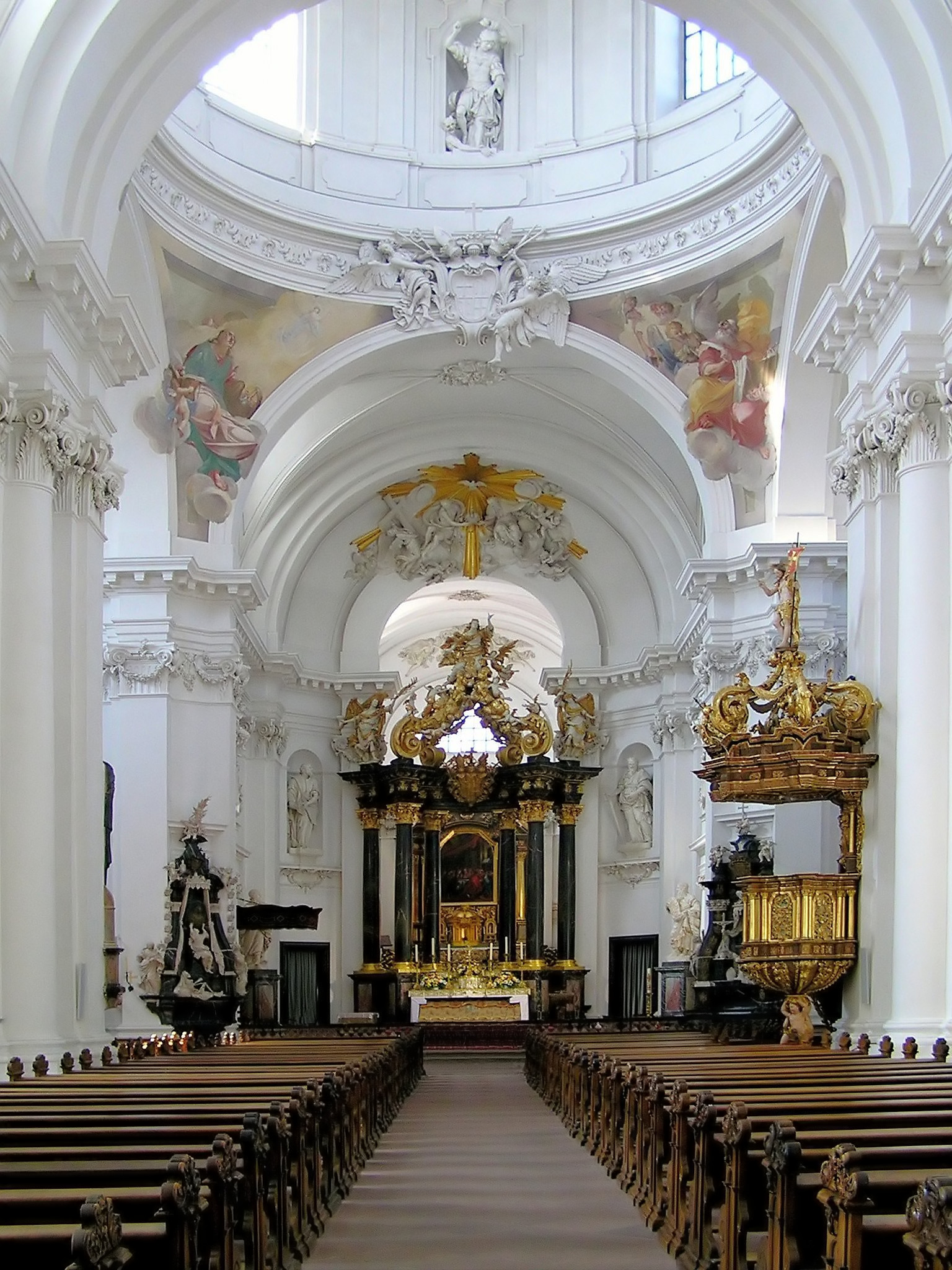
Dom zu Fulda
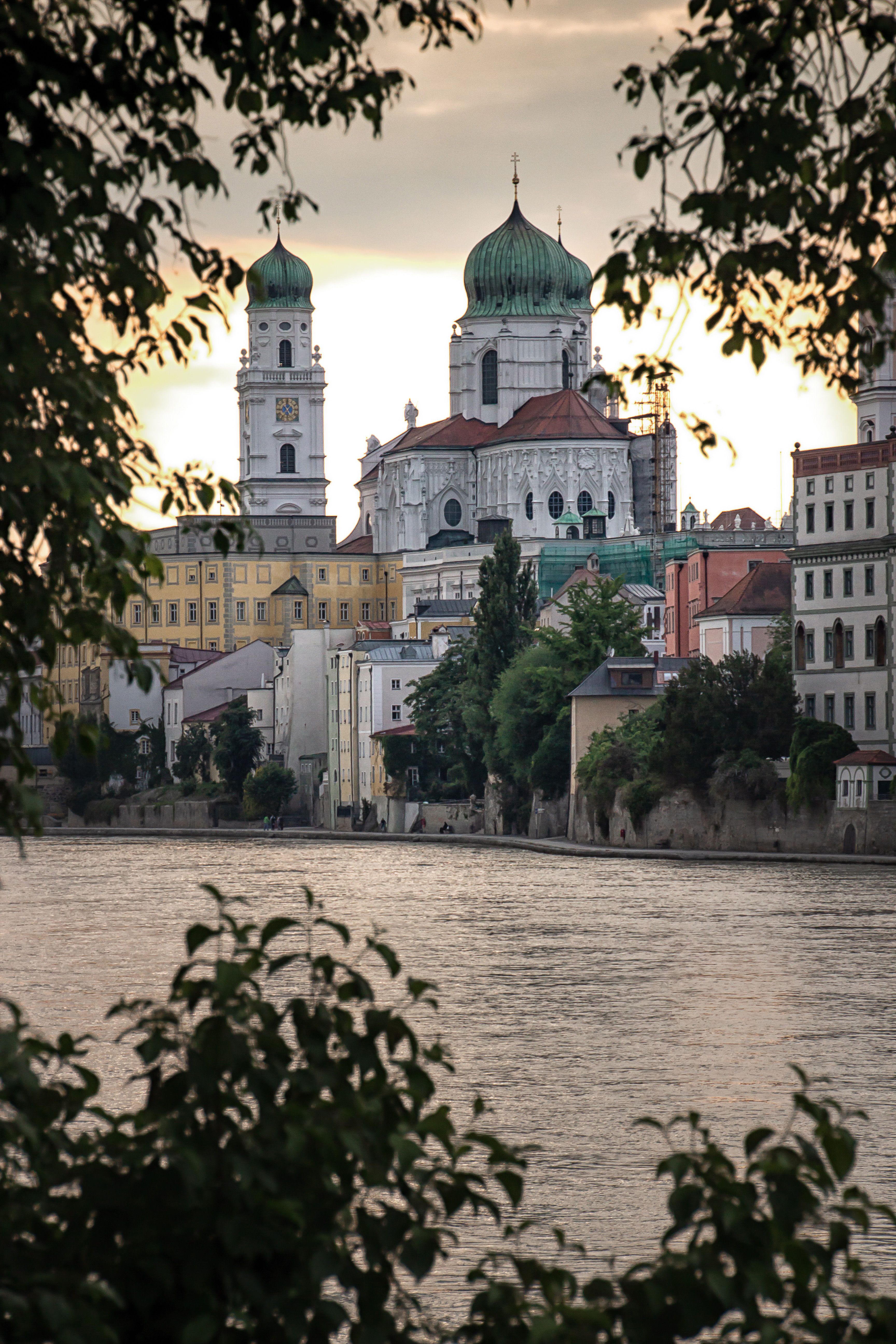
Passauer Dom
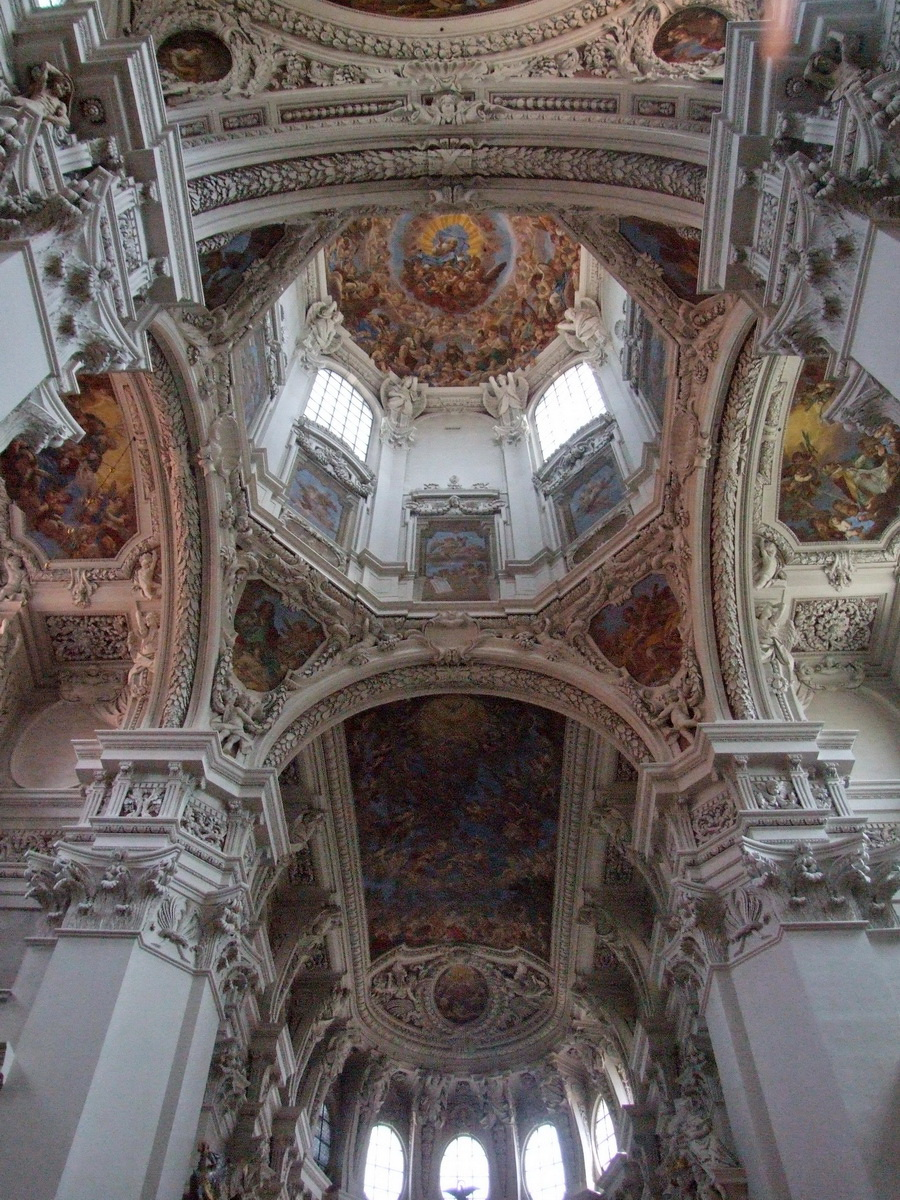
Passauer Dom

### Niederlande
In den Niederlanden gibt es zwei hochrangige Kirchen mit Laternentürmen:
’s-Hertogenbosch und Roermond gehörten im Mittelalter Kirchlich zum Bistum Lüttich, das als Suffragan dem Erzbistum Köln unterstand. Weltlich gehörte ’s-Hertogenbosch zum Herzogtum Brabant, Roermond zur Grafschaft Geldern, ab 1339 Herzogtum Geldern. Graf Gerhard III. berief um 1218 Zisterzienser nach Roermond, als die Kirche schon in Bau war, als Drei-Konchenanlage nach Kölner Vorbild mit Vierungsturm. Die vier hohen Ecktürme sind eine Zutat des 19. Jahrhunderts. ’s-Hertogenbosch wurde 1559 Bischofssitz (bis 1629) und ist es erneut seit 1853.

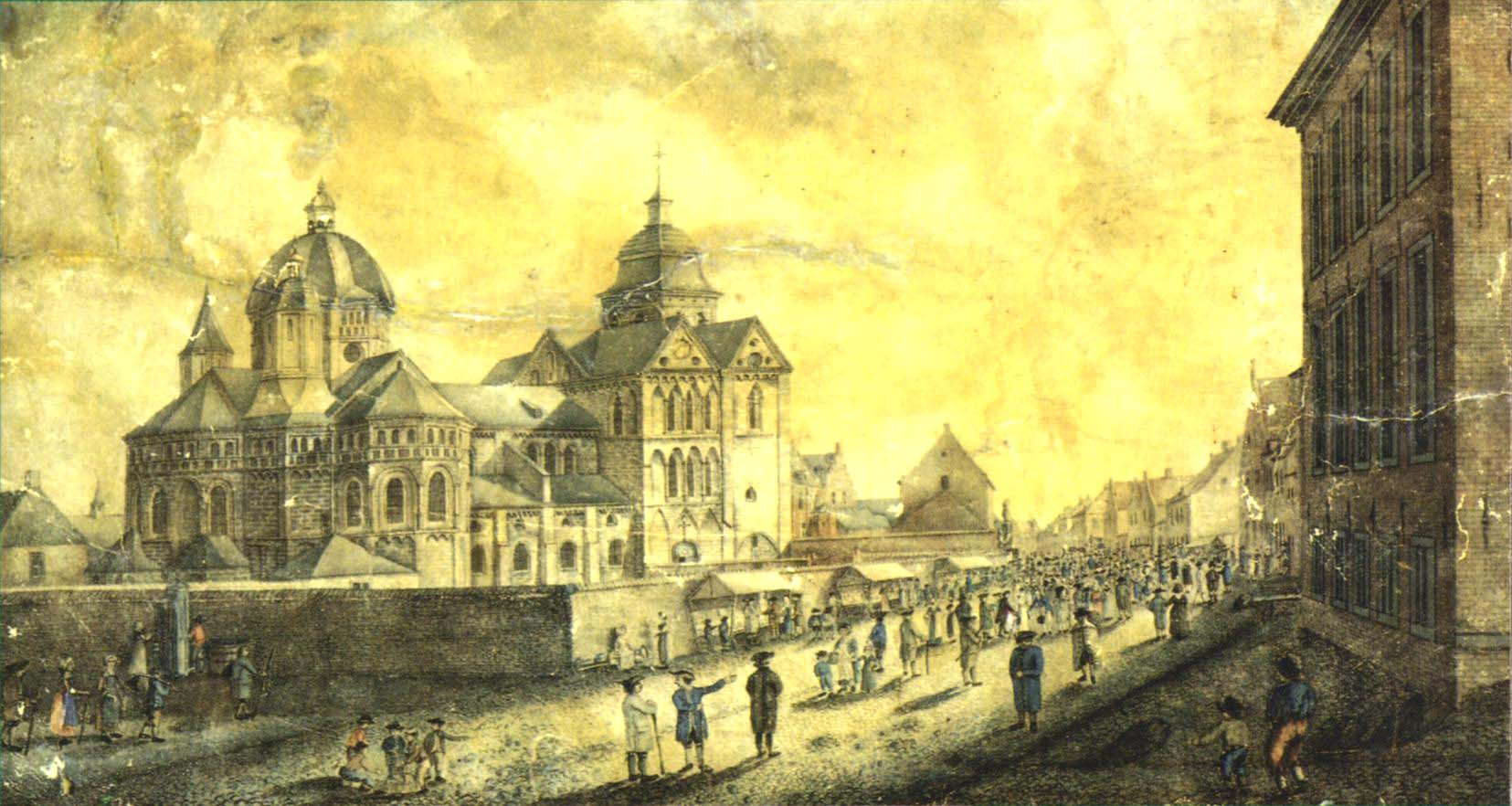
Roermond: Munsterkerk Onze-Lieve-Vrouwe im 17. Jahrhundert noch ohne hohe Ecktürme
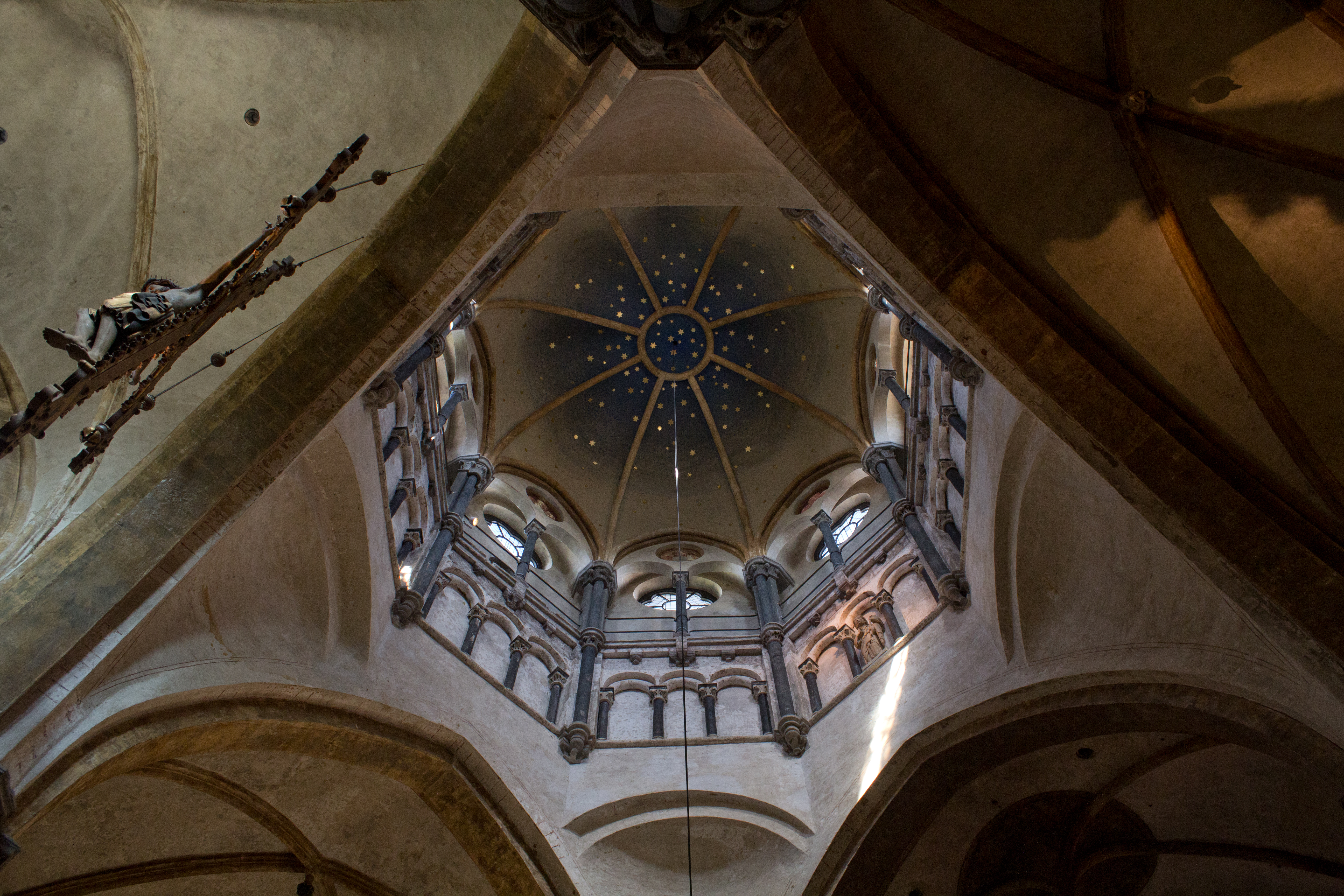
Roermond, Kuppel (evtl. vor 1218) zwischen den drei Konchen
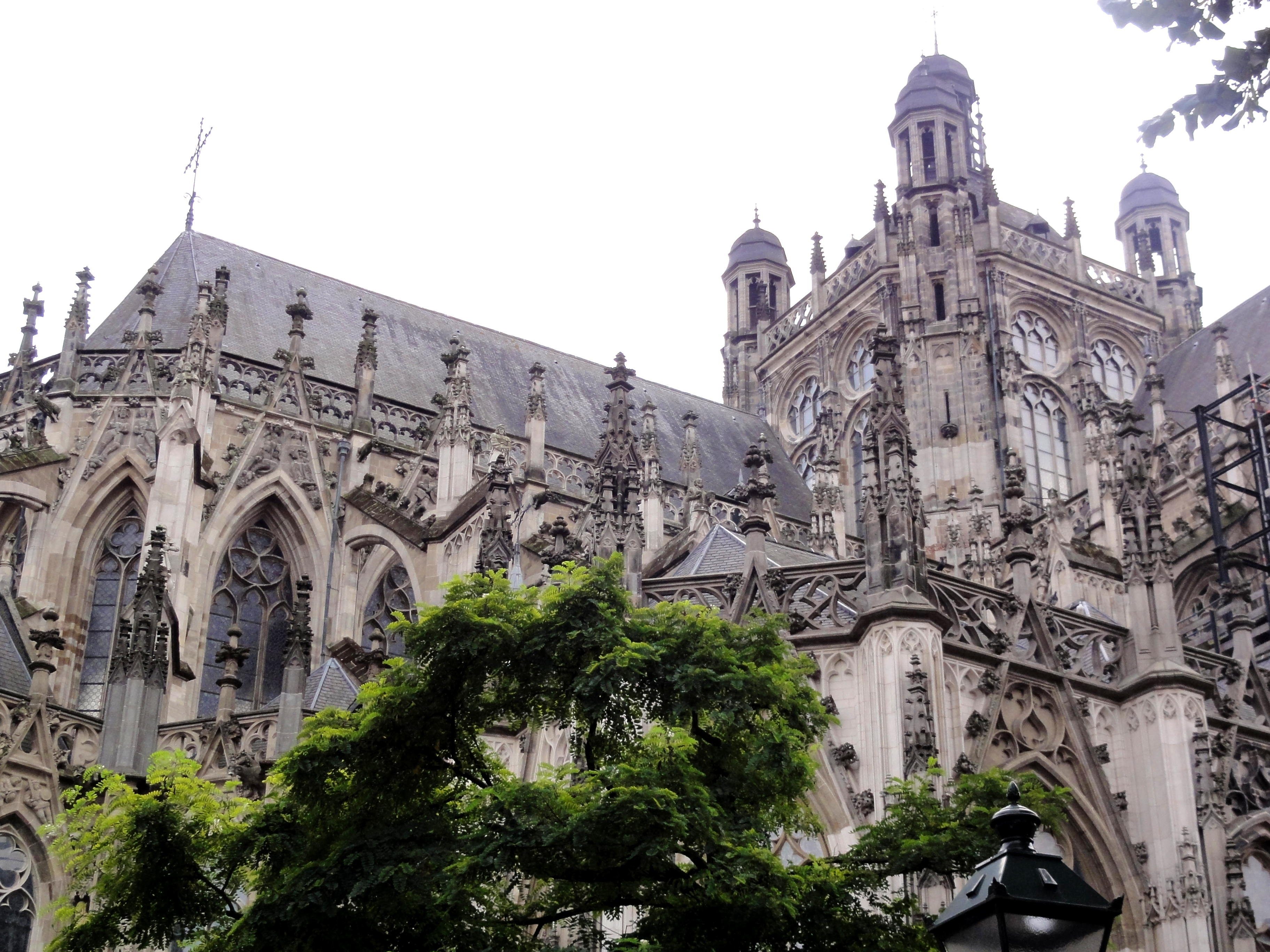
's-Hertogenbosch, Sint-Jans
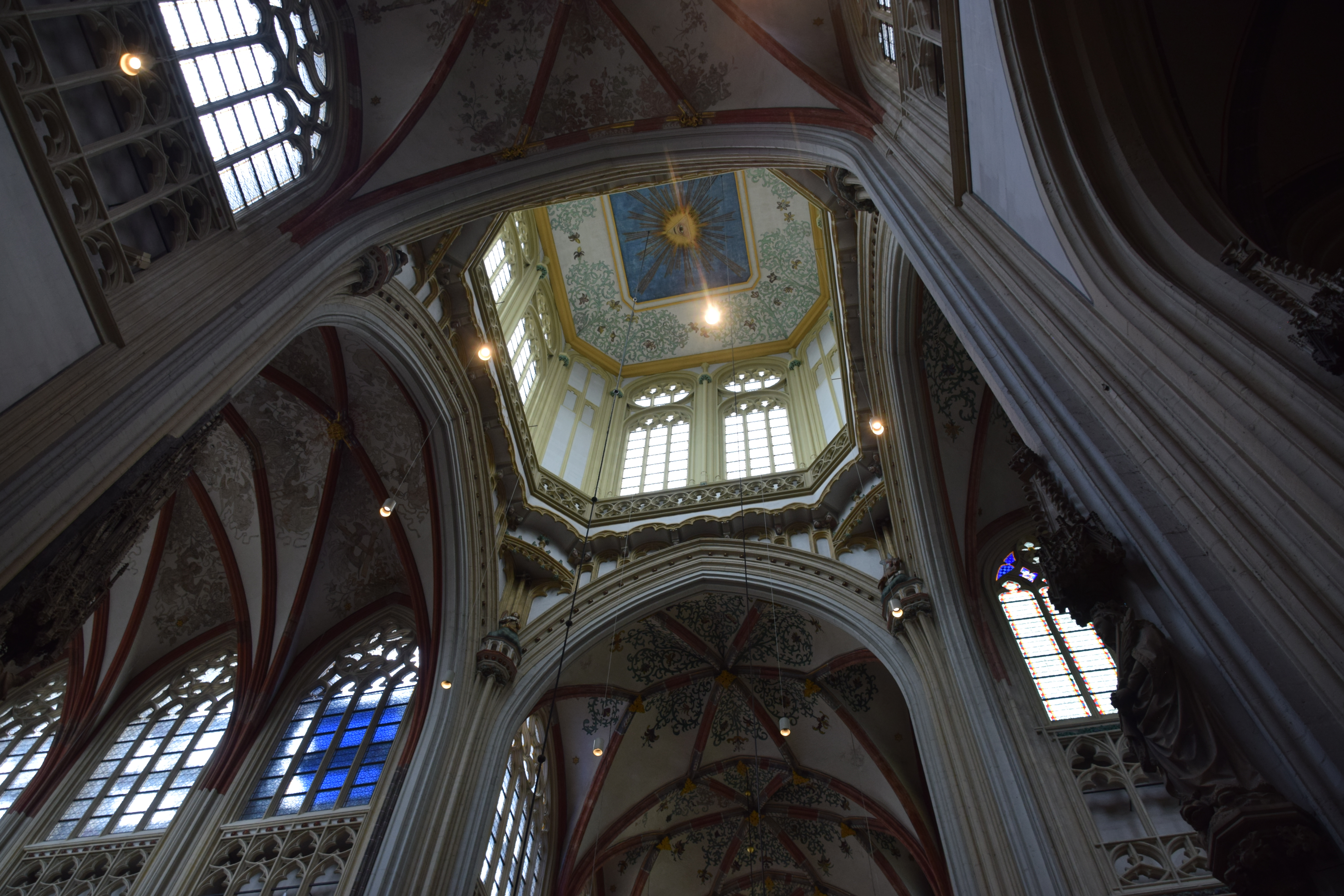
’s-Hertogenbosch, Sint-Jans, Vierungsturm vor 1529 und nach 1584

Der Laternenturm der Sint-JansKathedraal in ’s-Hertogenbosch im niederländischen Nordbrabant fiel bald nach seiner Fertigstellung einem Großbrand durch Blitzschlag zum Opfer. Wiederhergestellt wurde er anschließend mit flacher Decke.

### Belgien
– Für den flämischen Landesteil steht die hervorragende Denkmaldatenbank Inventaris Onroerend Erfgord („Inventar unbewegliches Erbe“) kurz OE zur Verfügung. –
Vom Gebiet des heutigen Belgien gehörte im Mittelalter die Grafschaft Flandern zunächst zu Frankreich, das Herzogtum Brabant und die Grafschaft Hennegau weltlich zum ostfränkischen Reich, kirchlich der Osten zum Kölner Suffragan Lüttich, der Westen zu französischen Bistümern.
Der Vierungsturm der im ersten Viertel des 13. Jahrhunderts begonnenen Sint-Niklaaskerk in Gent wurde zusammen mit den östlichen Teilen in der zweiten Bauphase im zweiten und dritten Viertel jenes Jahrhunderts errichtet. Schon Anfang des 15. Jahrhunderts mussten die Fundamente des Turms verstärkt werden. 1635 wurde er durch rautenförmige Pfeiler abgestützt und zum Schiff hin durch ein Gewölbe verschlossen. Erst zwischen 1960 und 1972 konnte dieses Gewölbe entfernt werden, nachdem man den Turm durch einen Ring aus Stahlbeton stabilisiert hatte.
Die Kathedrale von Tournai war schon in Bau, als 1146 das Bistum Tournai eingerichtet wurde, als Abspaltung aus dem Bistum Noyon. 1171 wurde die Kirche geweiht. Sie war zunächst eine romanische Drei-Konchenanlage. Die Türme entstanden erst Anfang des 13. Jahrhunderts. Ab 1243 wurde die Hauptkonche durch den heutigen hochgotischen Chor ersetzt. Im 14. wurde vor die Westfassade die gotische Vorhalle gesetzt.

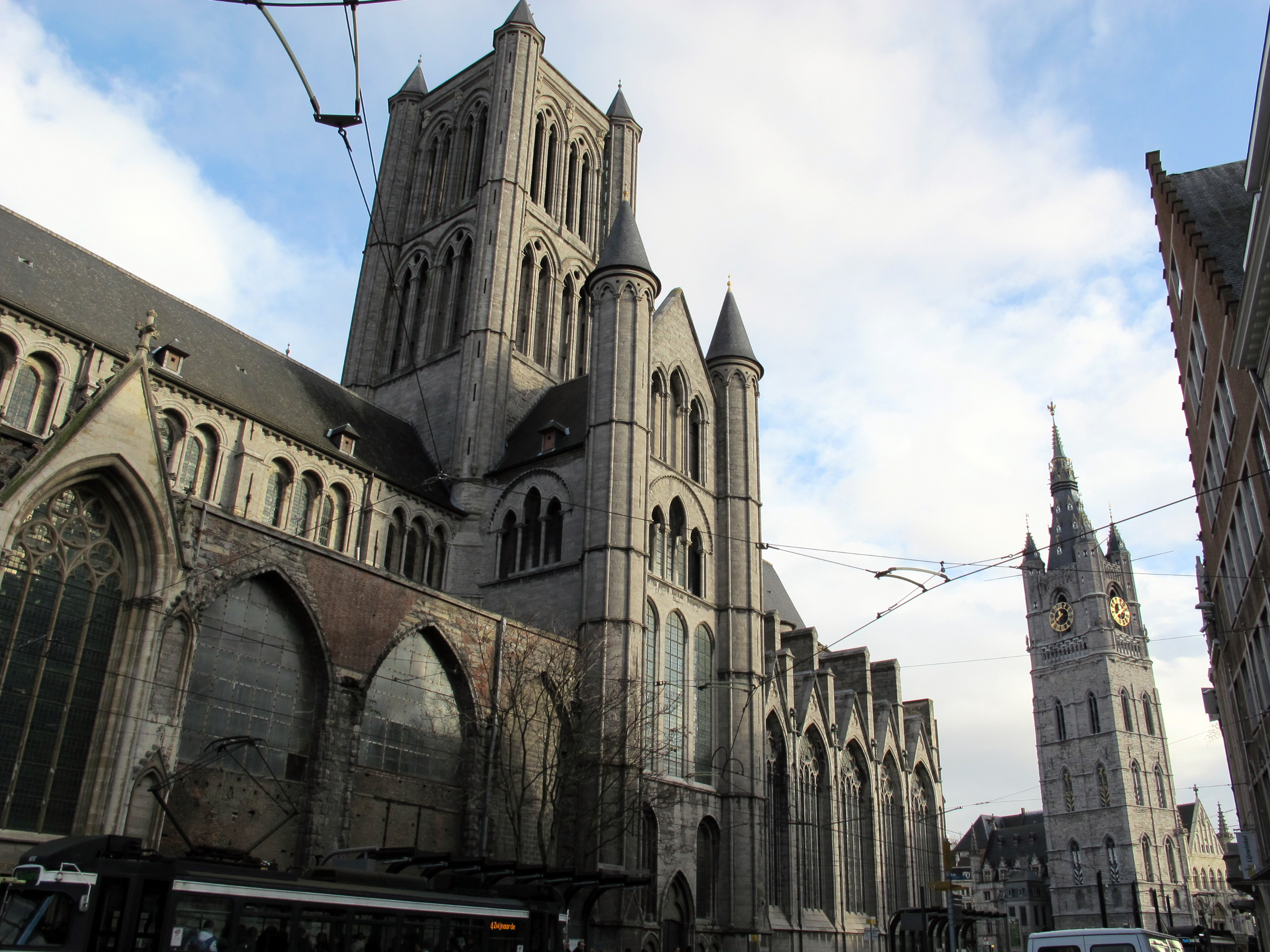
Sint-Niklaaskerk, Gent
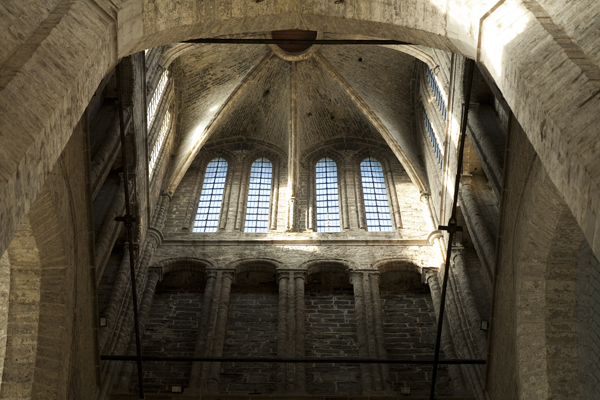
Sint-Niklaaskerk, Gent
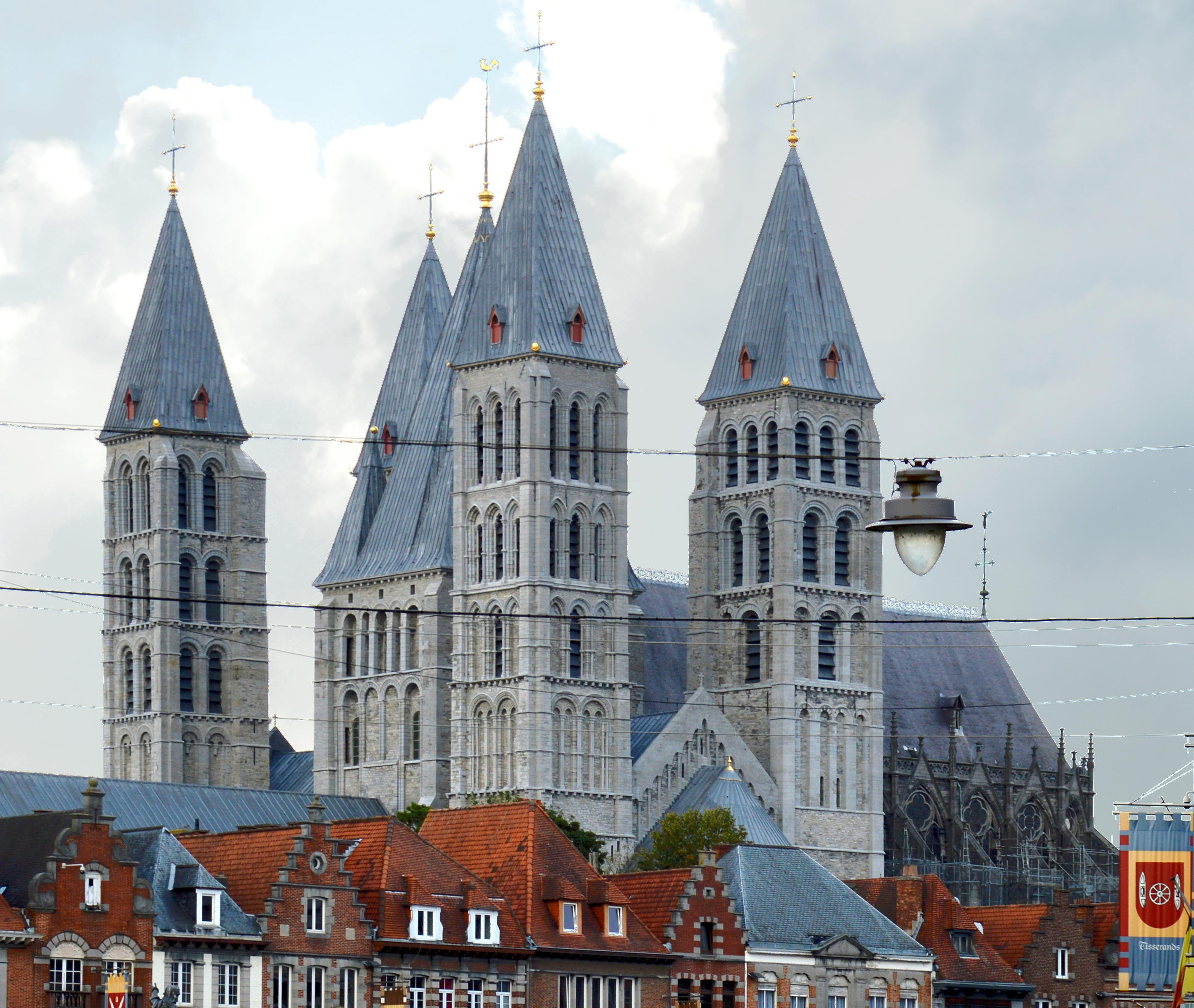
Kathedrale von Tournai, Laternenturm zwischen vier Ecktürmen
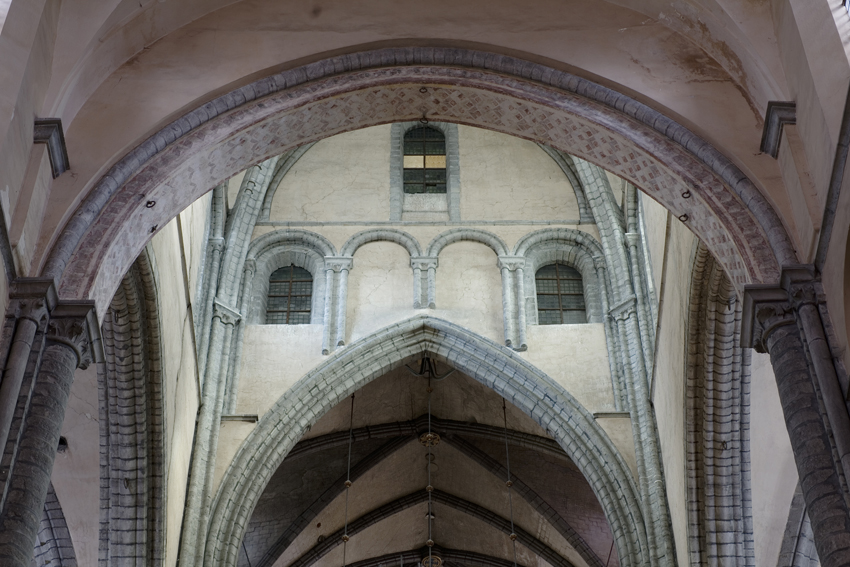
Tournai: Fenster des Laternengeschosses
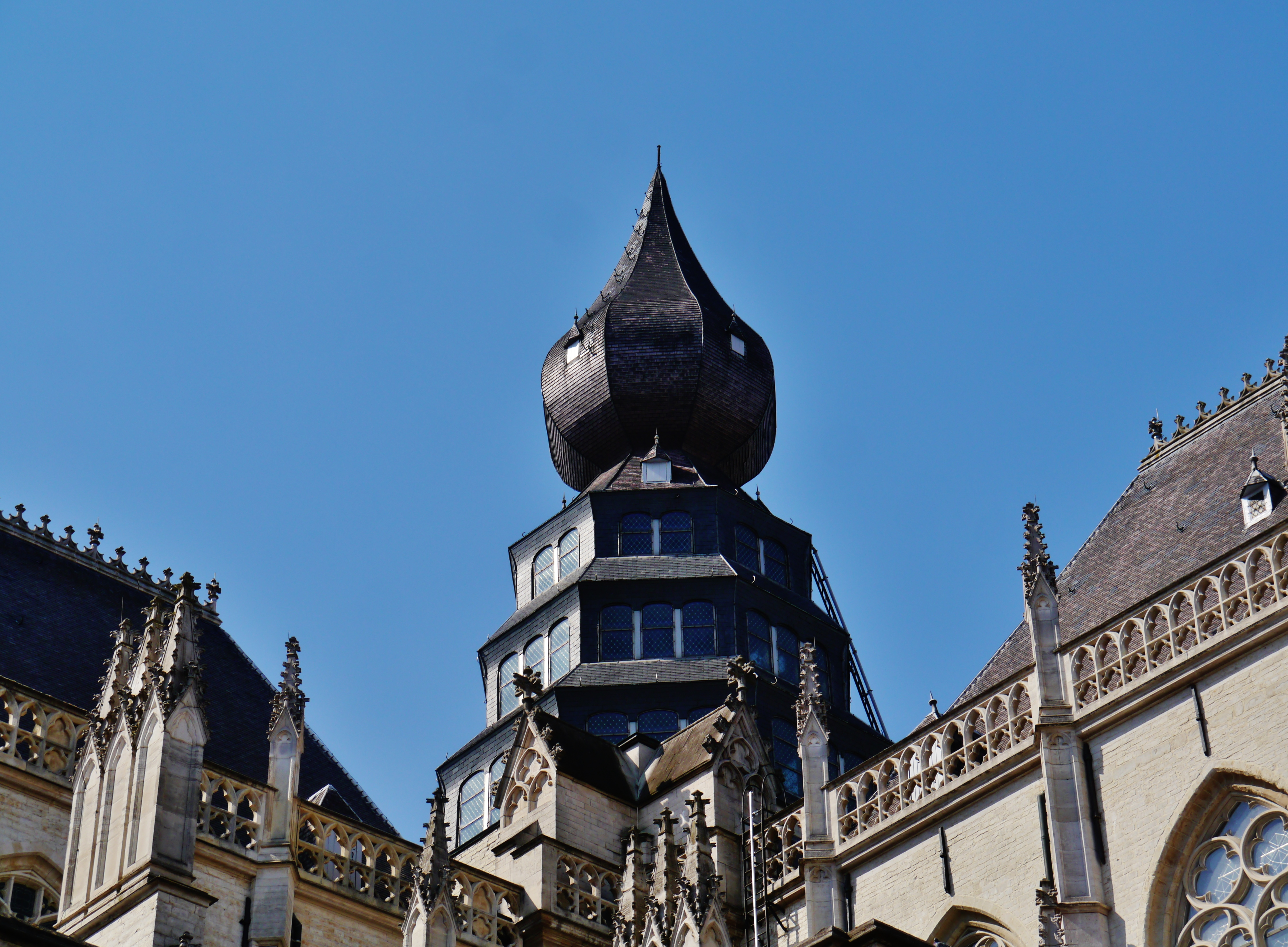
Kathedrale von Antwerpen, drei Laternengeschosse mit Zwiebel
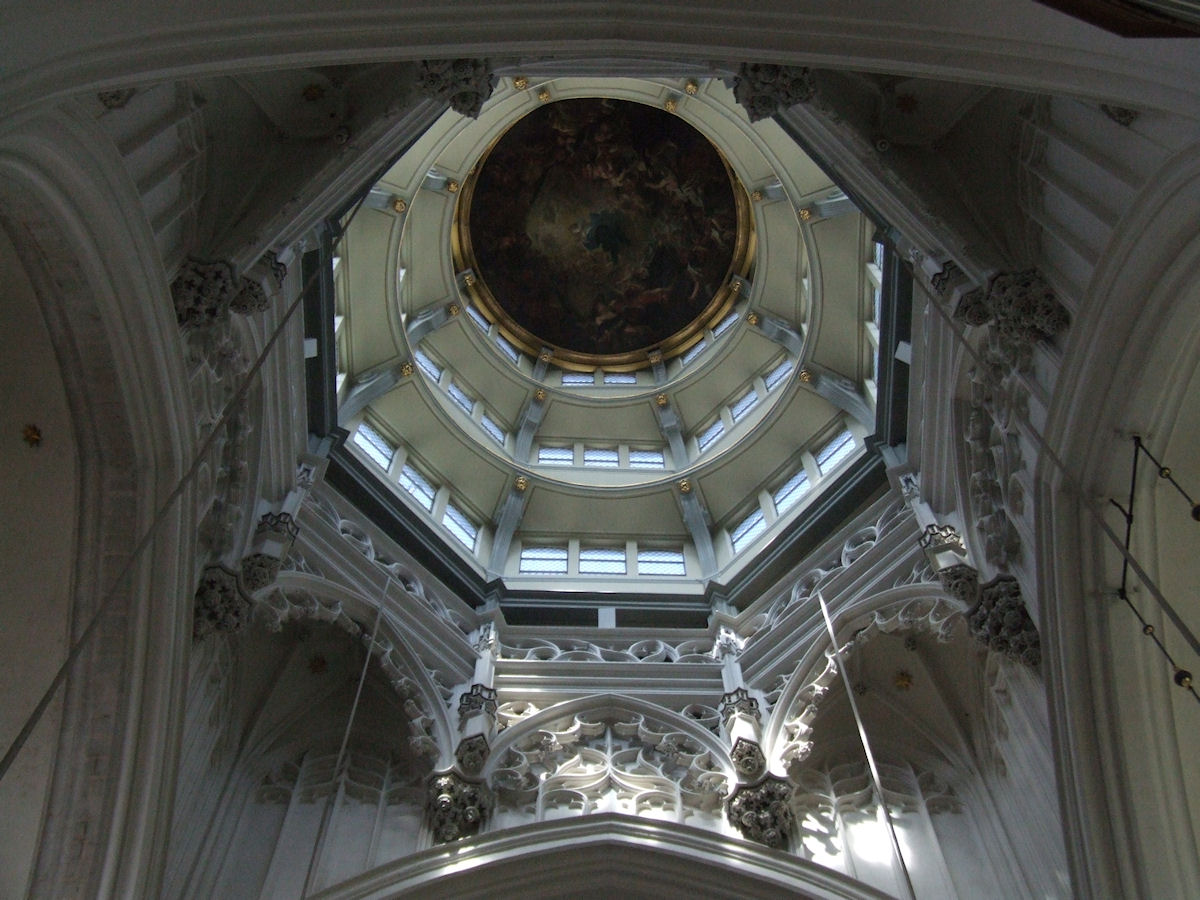
Antwerpen: Basis gotisch, dreistufige Laterne 1535 aus Holz
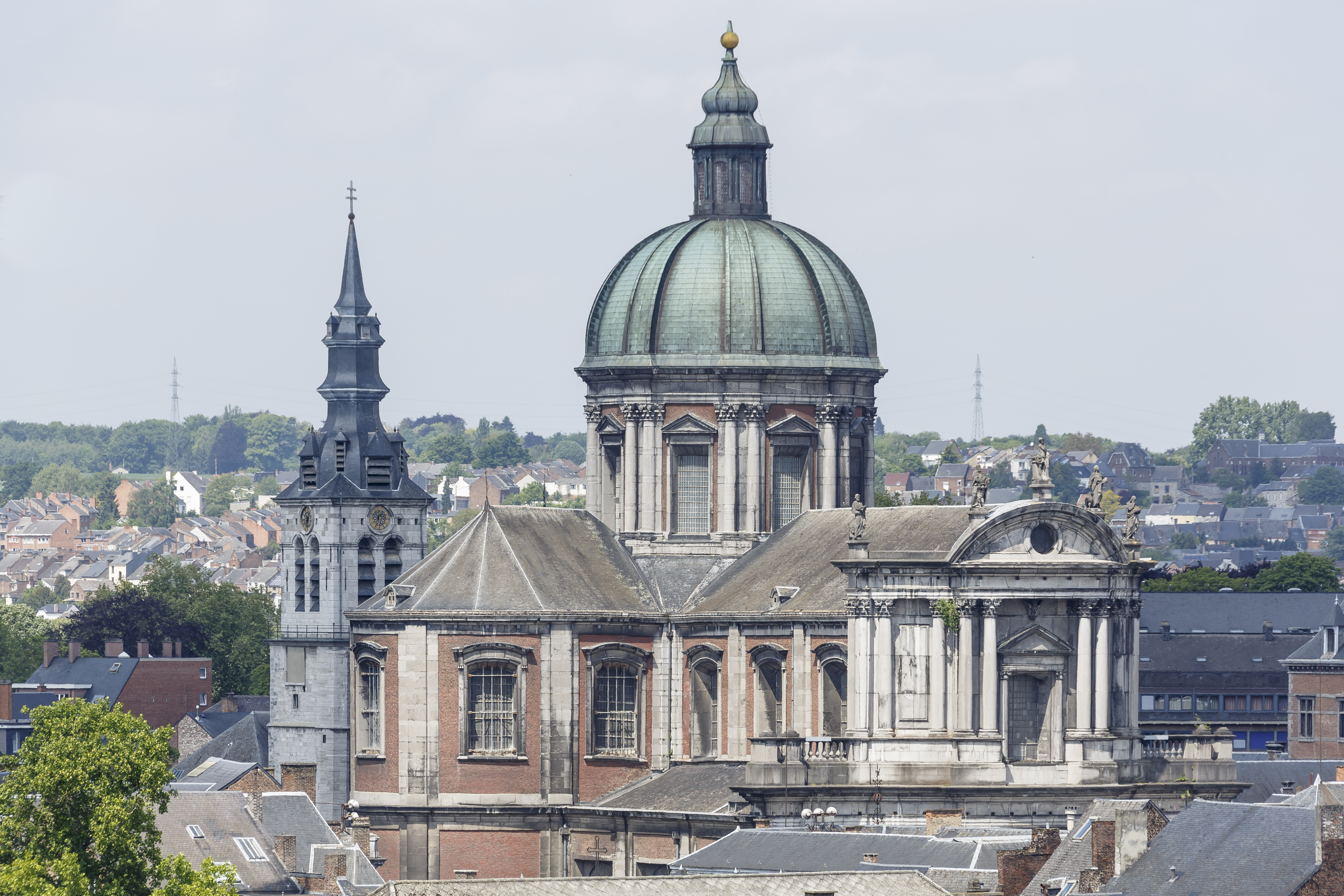
Kathedrale von Namur
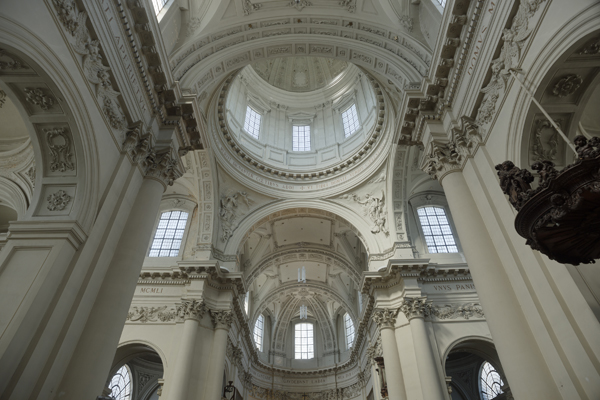
Kathedrale von Namur, Kuppel 1767

Antwerpen gehörte im Mittelalter zum Bistum Cambrai.
Die Kathedrale von Antwerpen ist erst seit eine Bischofskirche. Die erste große Kirche an ihrer Stelle wurde von einem 1124 eingerichteten Prämonstratenserstift ab 1132 errichtet, die heutige gotische Kirche ab 1352. schließlich legte Karl V. 1521 den Grundstein für eine großzügige Erweiterung des Chors. Aber nach einem Brand im Jahr 1533 wurden diese Pläne aufgegeben. 1535 wurde der Laternenturm wiederhergestellt, auf einem Unterbau aus aufwändigem Maßwerk nun als 24 m hohe dreigeschossige aber eher schmucklose Holzkonstruktion. Zu dieser Zeit bestanden auch die Gewölbe des Mittelschiffs aus Holz, erst 1610–1614 wurden sie durch die heutigen Steingewölbe ersetzt.
Der vierte bedeutende Laternenturm Belgiens ist die spätbarocke Kuppel der 1751–1767 errichteten Kathedrale von Namur.

### England
Von den normannischen Bauten ging eine große Vorbildwirkung auf englische Abteikirchen und Kathedralen aus (Beispiele: Durham; Canterbury; Westminster Abbey; Salisbury (zur Stabilisierung des Turms eingewölbt); York; Lincoln; Peterborough; Bury St. Edmunds u. a.). Die Kathedrale von Ely hat gleich zwei Vierungen mit Laternentürmen: Die westliche Vierung ist einem gemauerten Laternenturm bekrön, der wie Schiff und westliches Querhaus eine bemalten hölzernen Flachdecke hat. Die östliche Vierung hat ein großes gemauertes Oktogon von der Breite des Schiffs mit 45° zu den Gebäudeachsen gedrehten Obergaden und darüber einer umlaufenden Galerie. Sein Fächergewölbe ist eine Holzkonstruktion und bildet den Unterbau für eine komplett hölzerne, ebenfalls achteckige und gewölbte Laterne, deren Ecken auf den Gewölbescheiteln des großen Oktogons stehen.

Laternentürme der Kathedrale von Ely
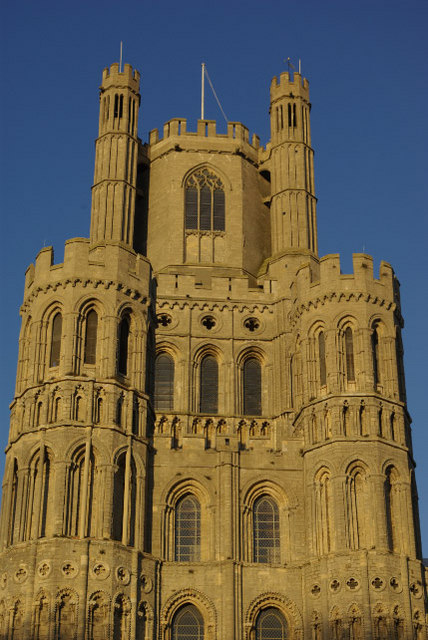
Westturm: äußerlich achteckige Laterne auf rechteckigem Schaft
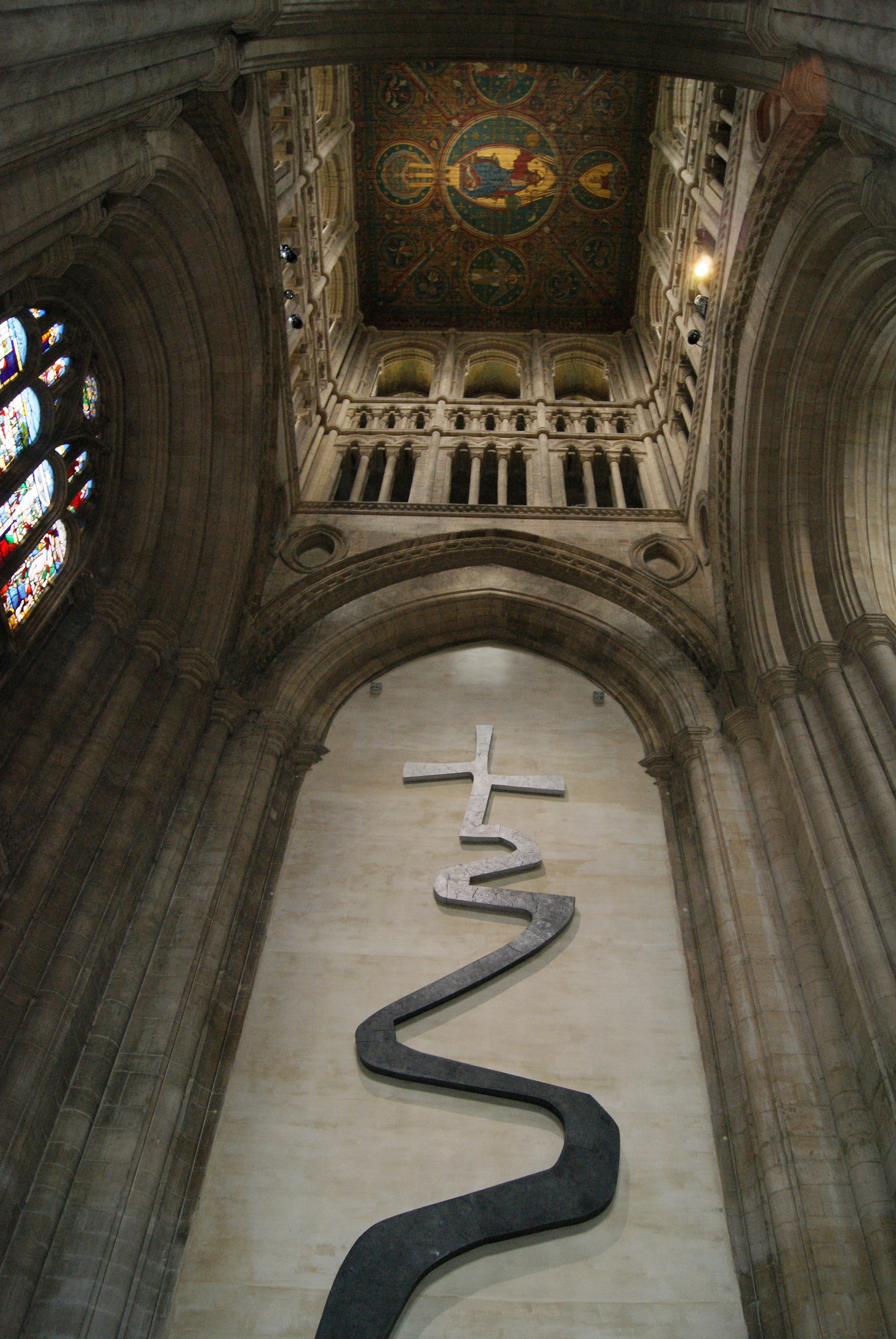
Westturm innen: Fenster des Turmschaftes als Laterne des Innenraums
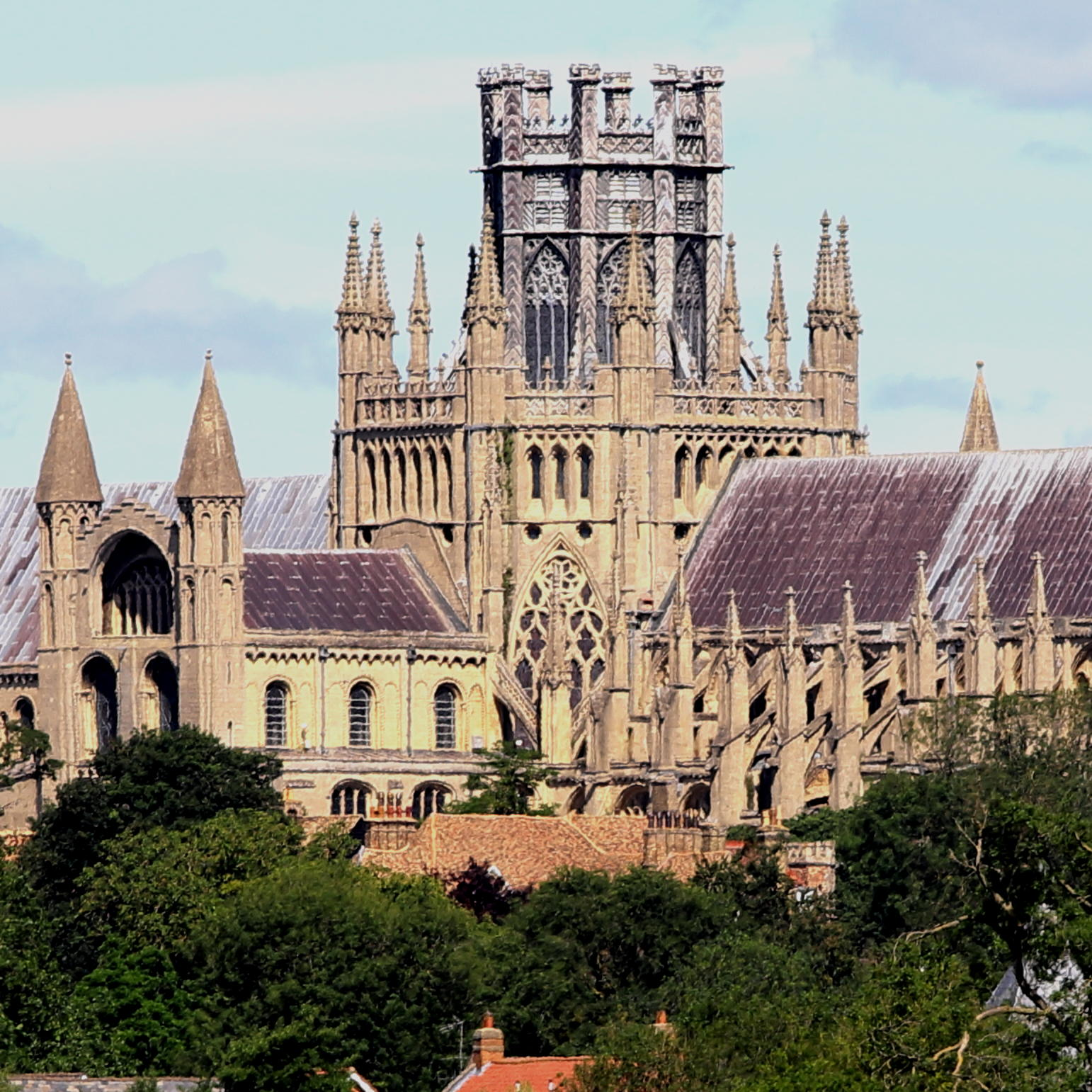
Hölzerner Laternenturm auf steinernem großen Oktogon
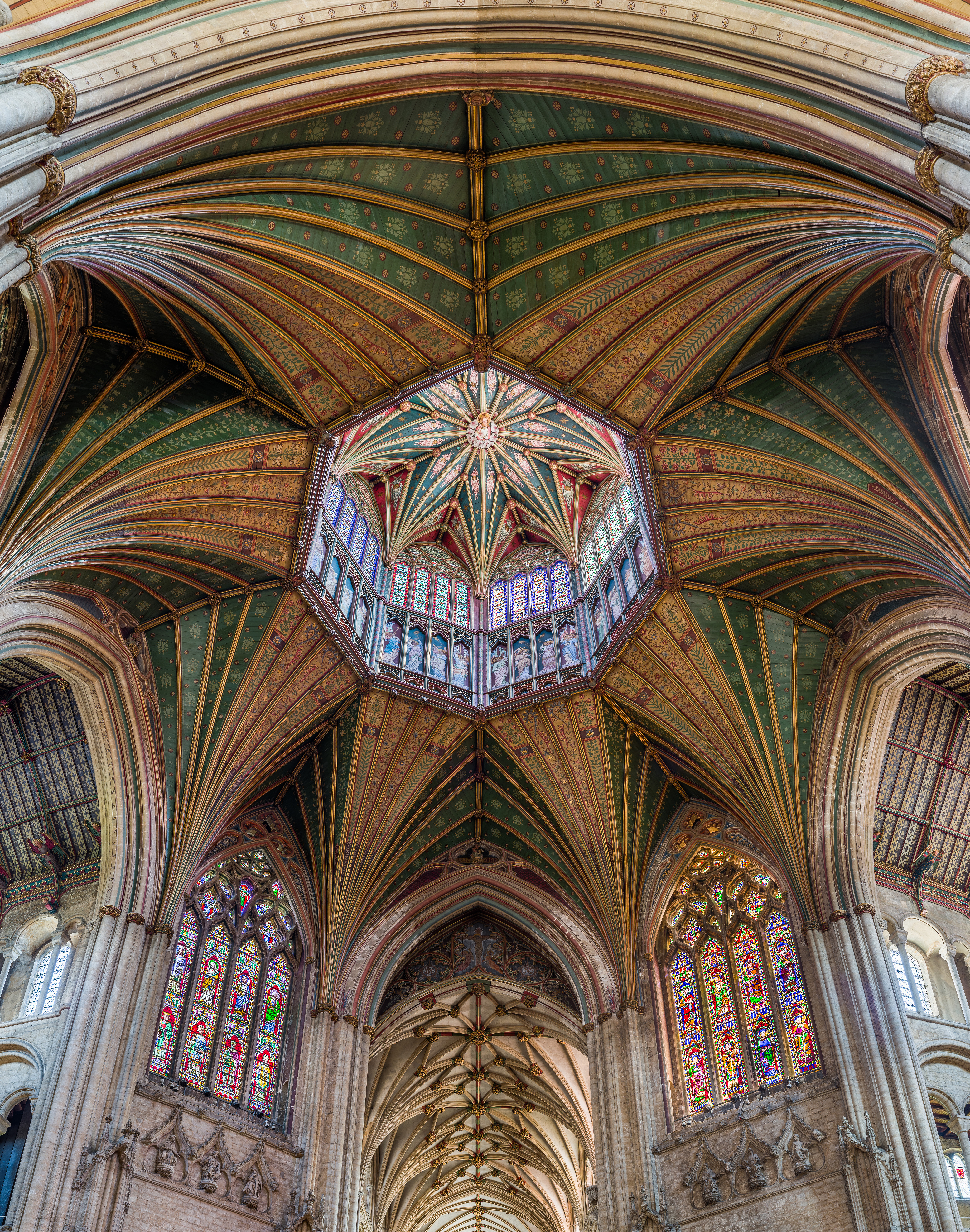
Hölzerne Fächergewölbe des großen Oktogons und seiner Laterne
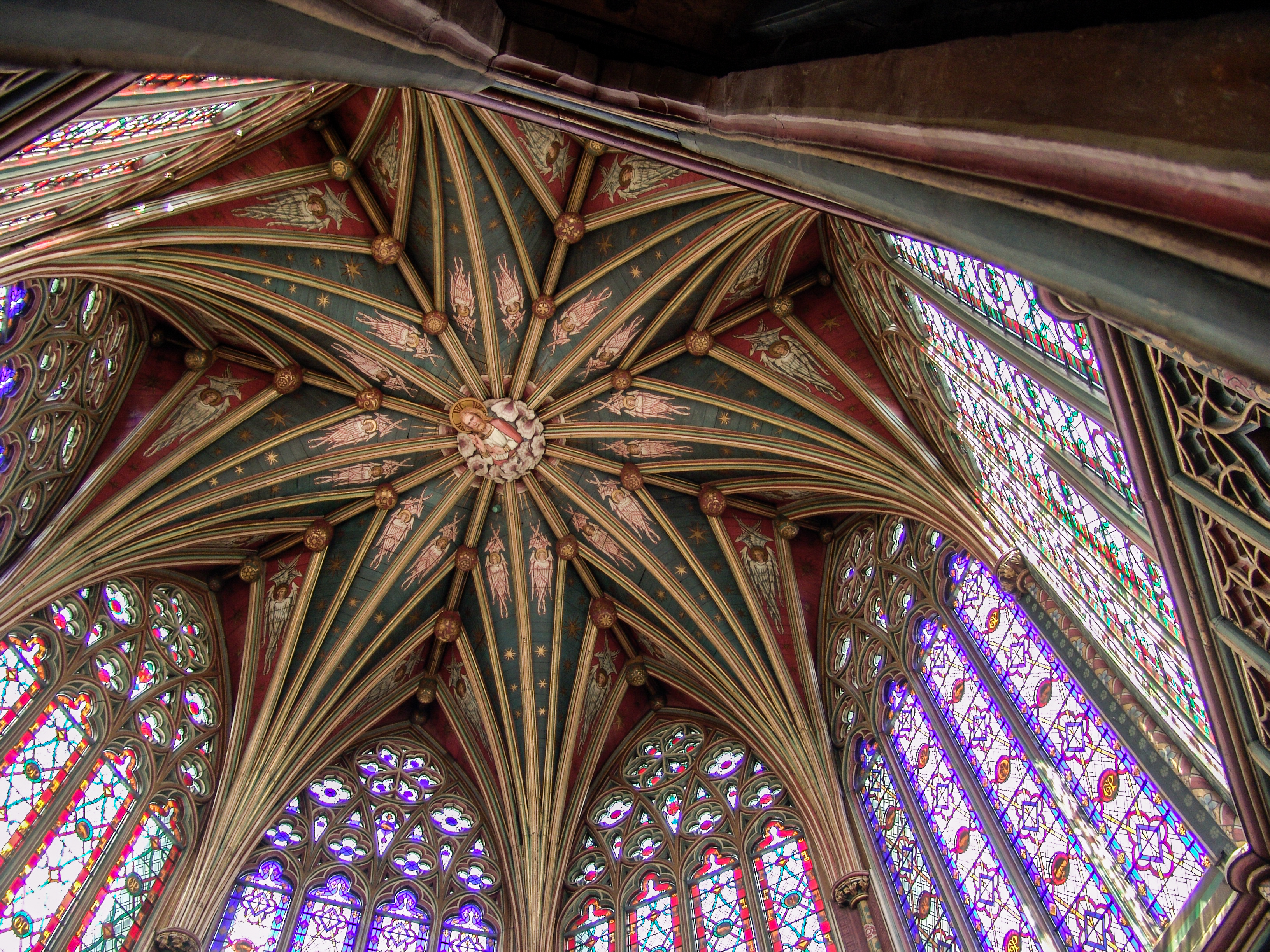
Hölzerne Laterne des östlichen Oktogons, mit Fächergewölbe

Die Gewölbe der englischen Laternentürme sind unbestrittene Höhepunkte spätgotischer Wölbekunst: Stern-, Netz- und Fächergewölbe wurden miteinander kombiniert und zu architektonischen Schmuckstücken zusammengefügt.
Der Blick auf die Spitzenleistungen soll allerdings nicht unterschlagen, dass sich auch unter den vielen einfachen Pfarrkirchen Englands hier oder da eine mit Laternenturm findet.

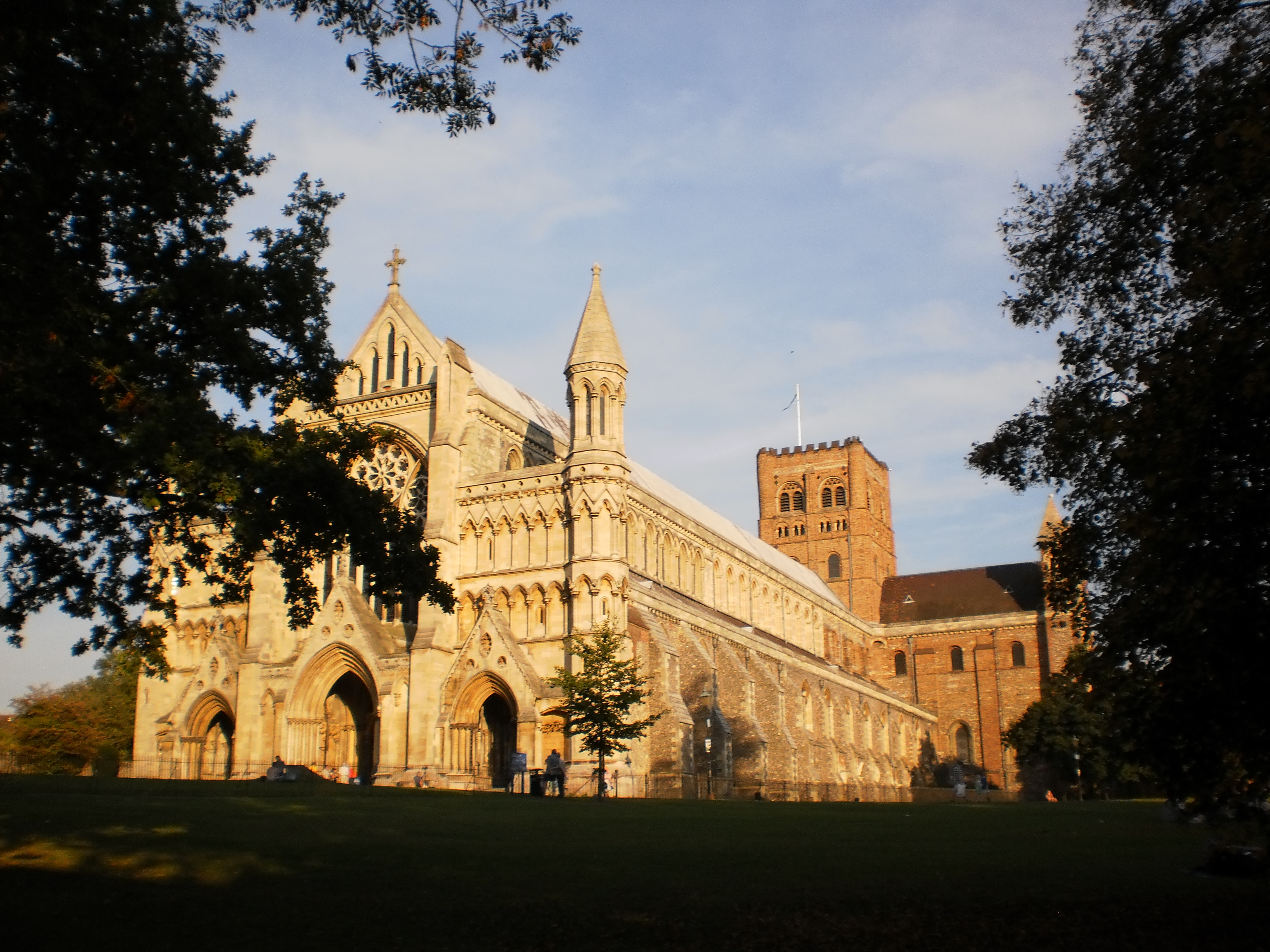
St Albans Cathedral, ehem. Benediktinerabtei
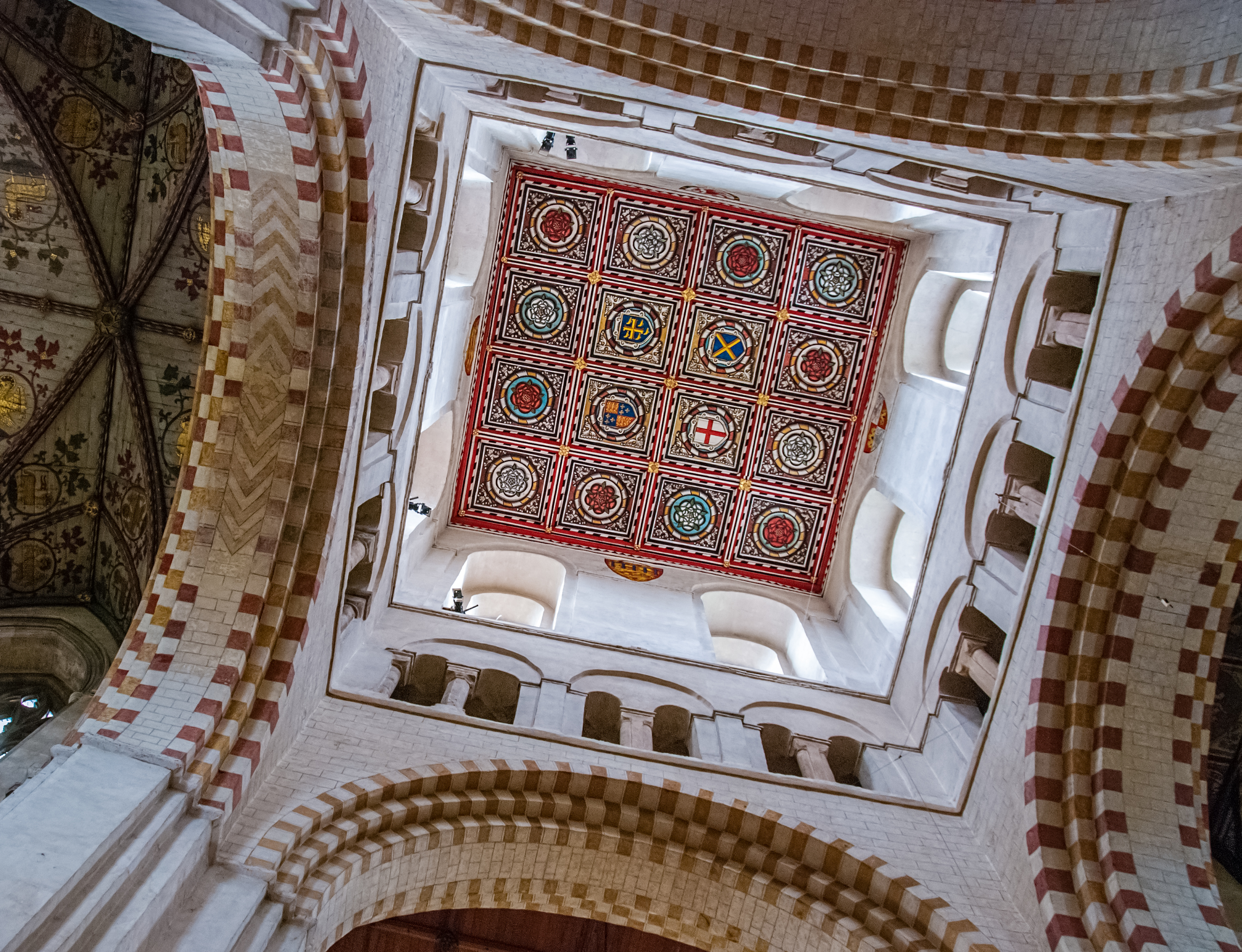
St Albans Cathedral, 1077–1088 (–1115)
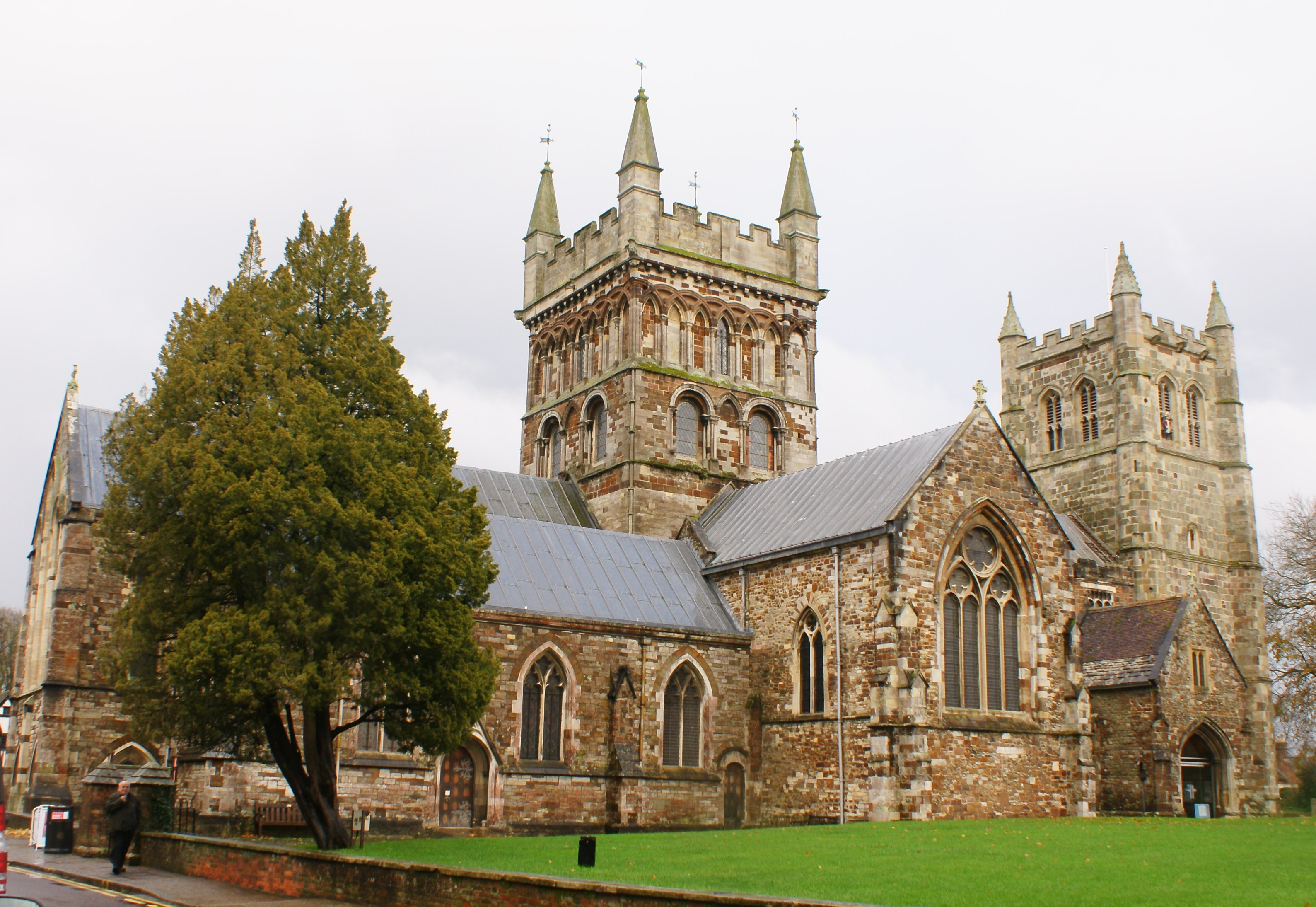
Wimborne Minster, ehem. Abteikirche
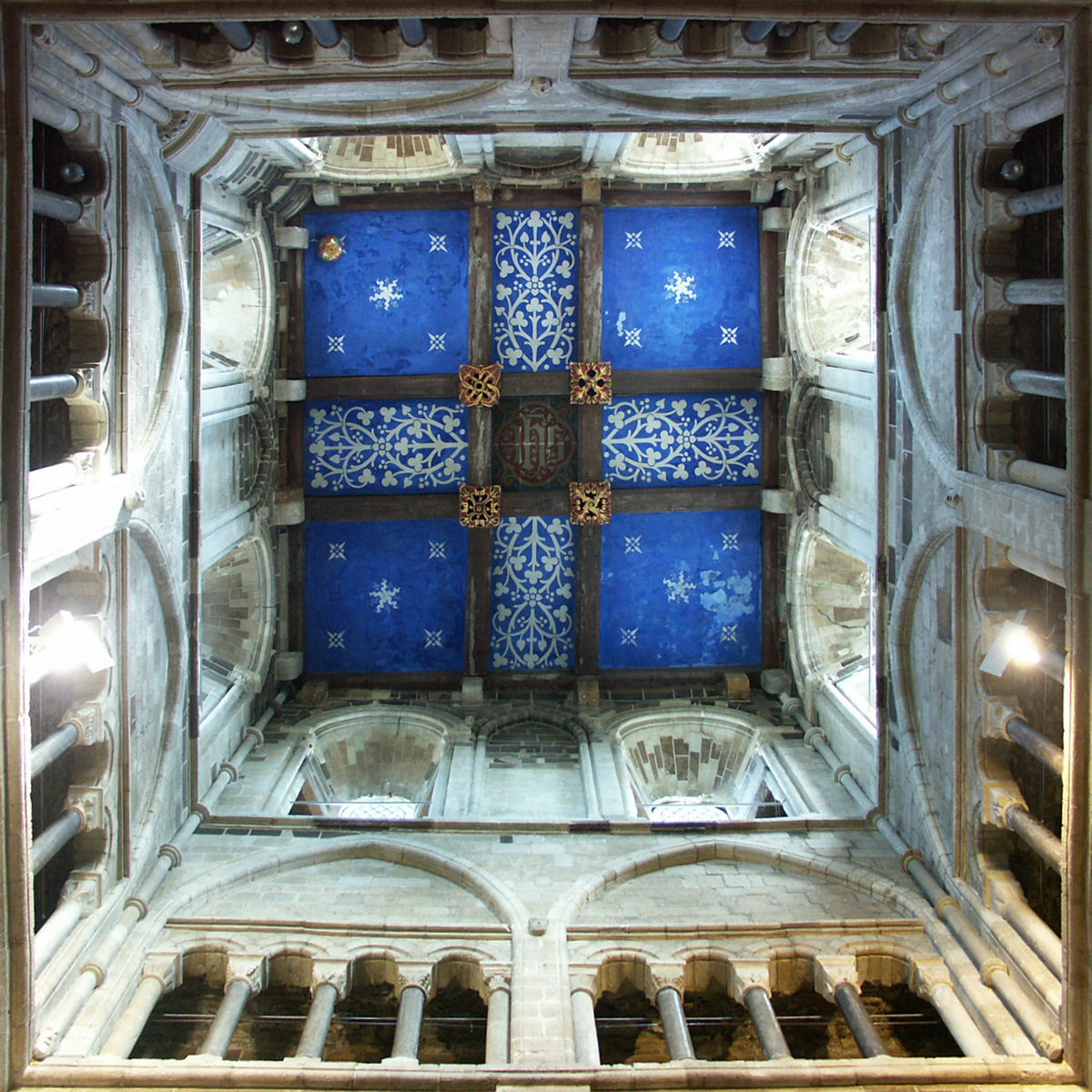
Wimborne Minster, 1120–1180
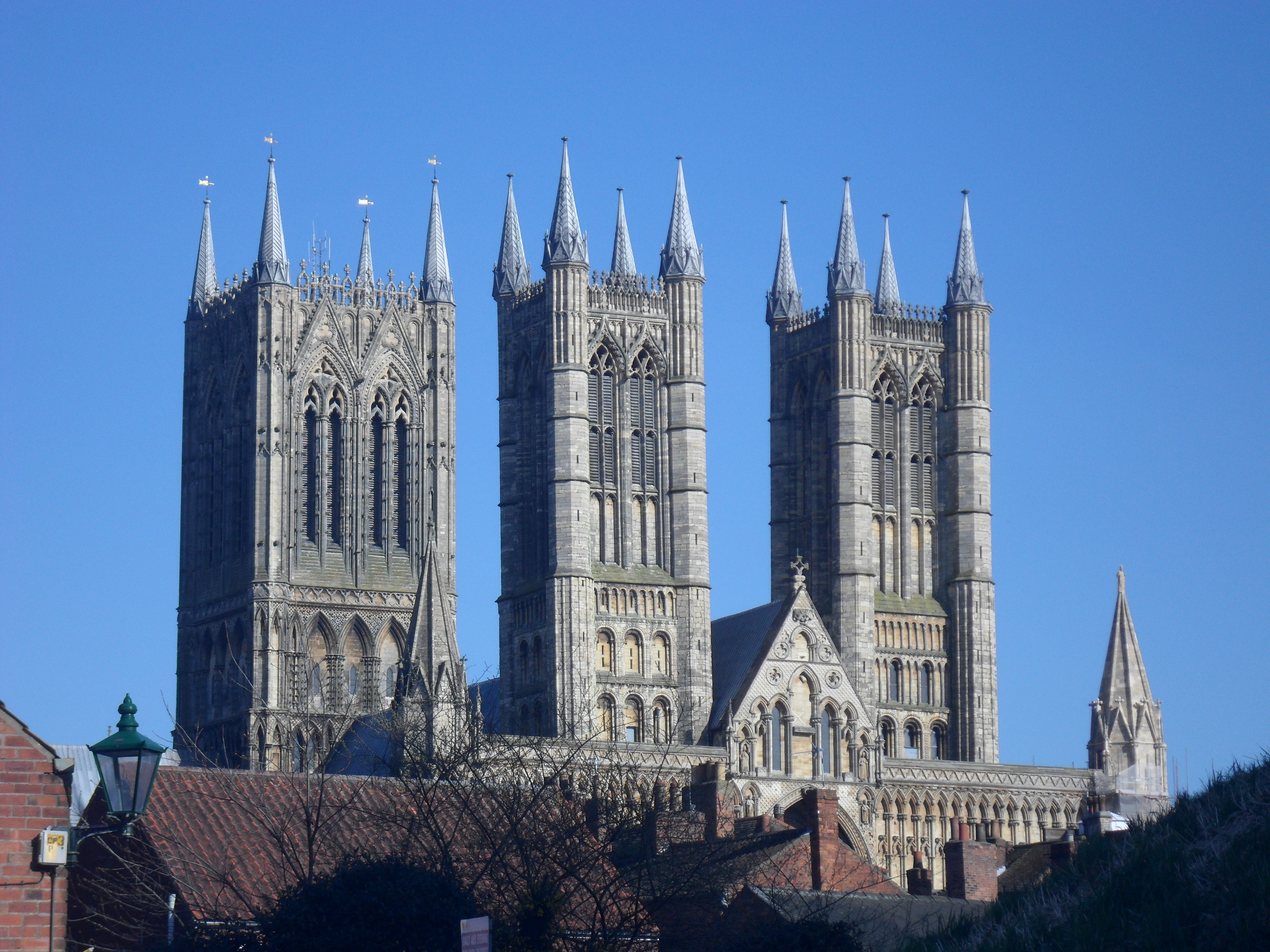
Lincoln Cathedral
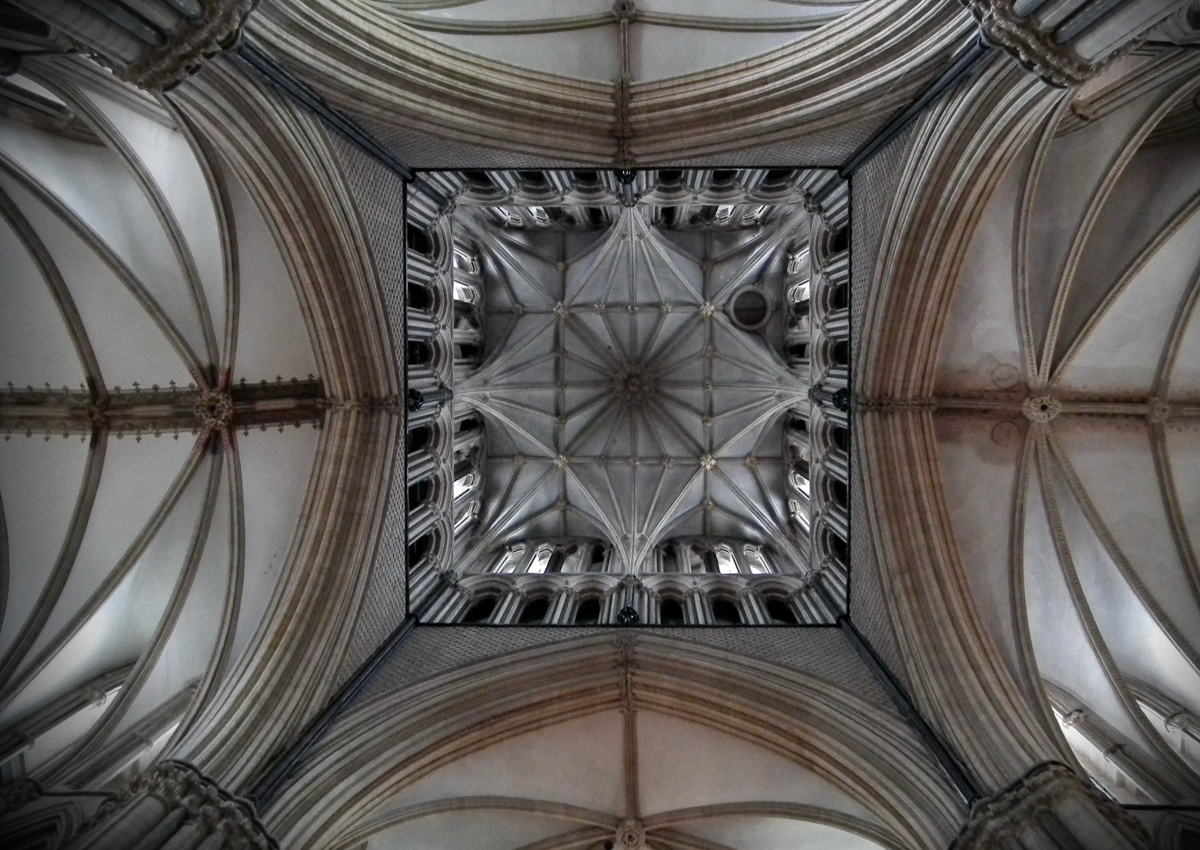
Lincoln Cathedral, zweiter Vierungsturm ca. 1311
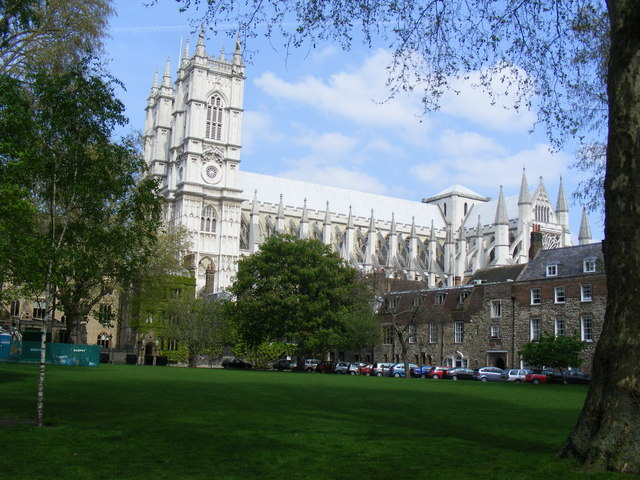
Westminster Abbey 1245–1269, Westtürme 1722–1745
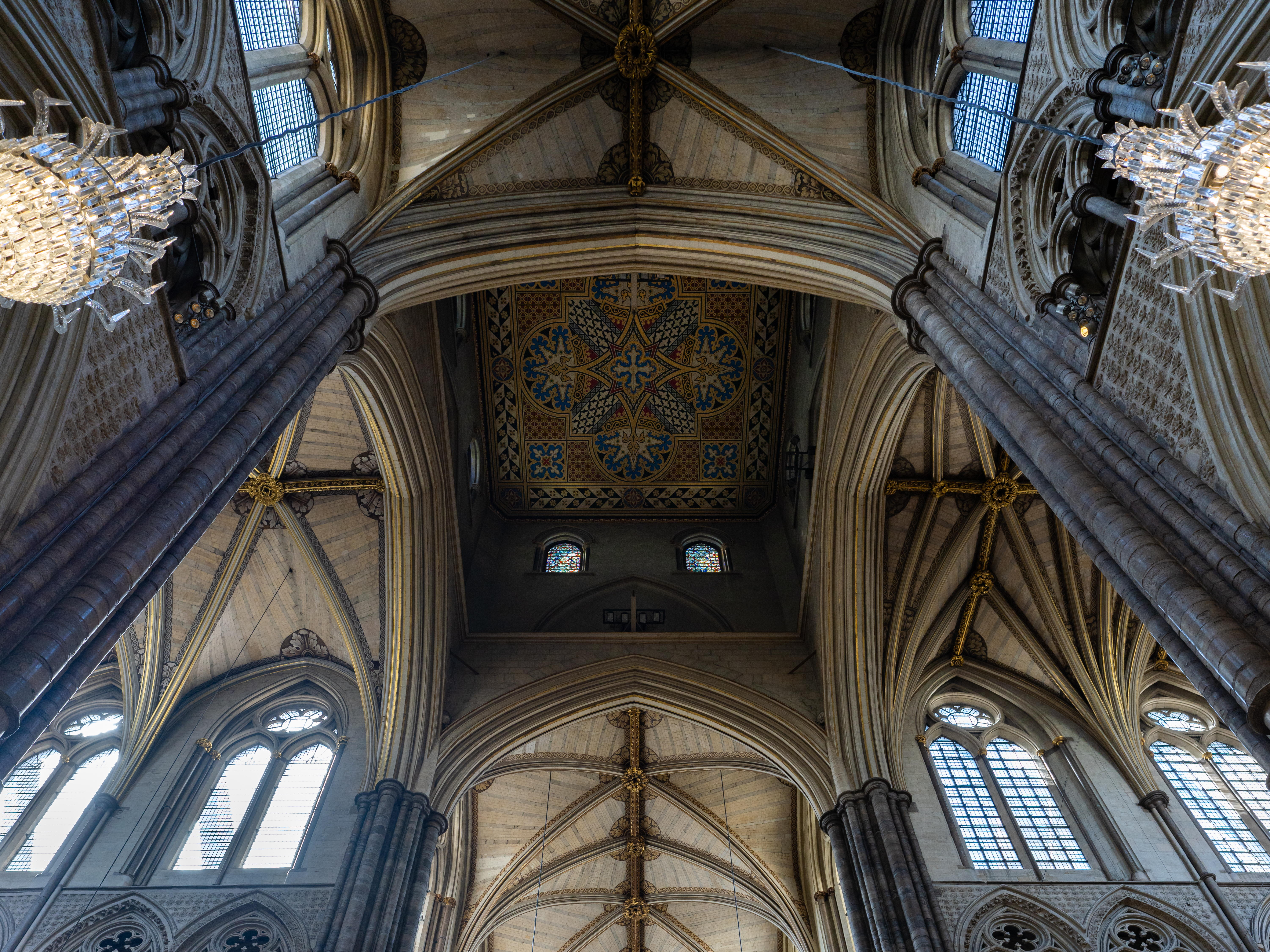
Westminster Abbey
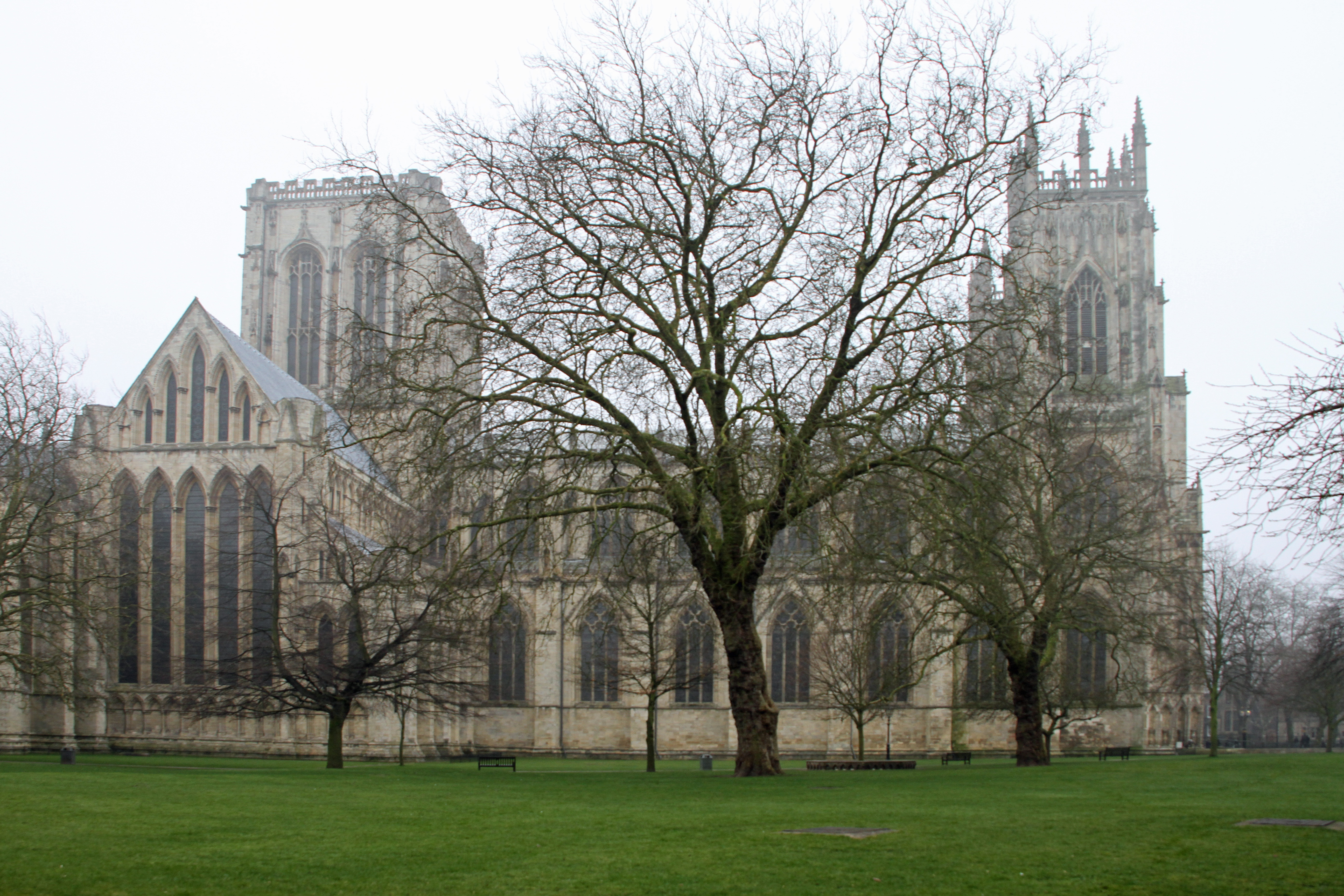
York Minster, Vierungsturm bis ca. 1400
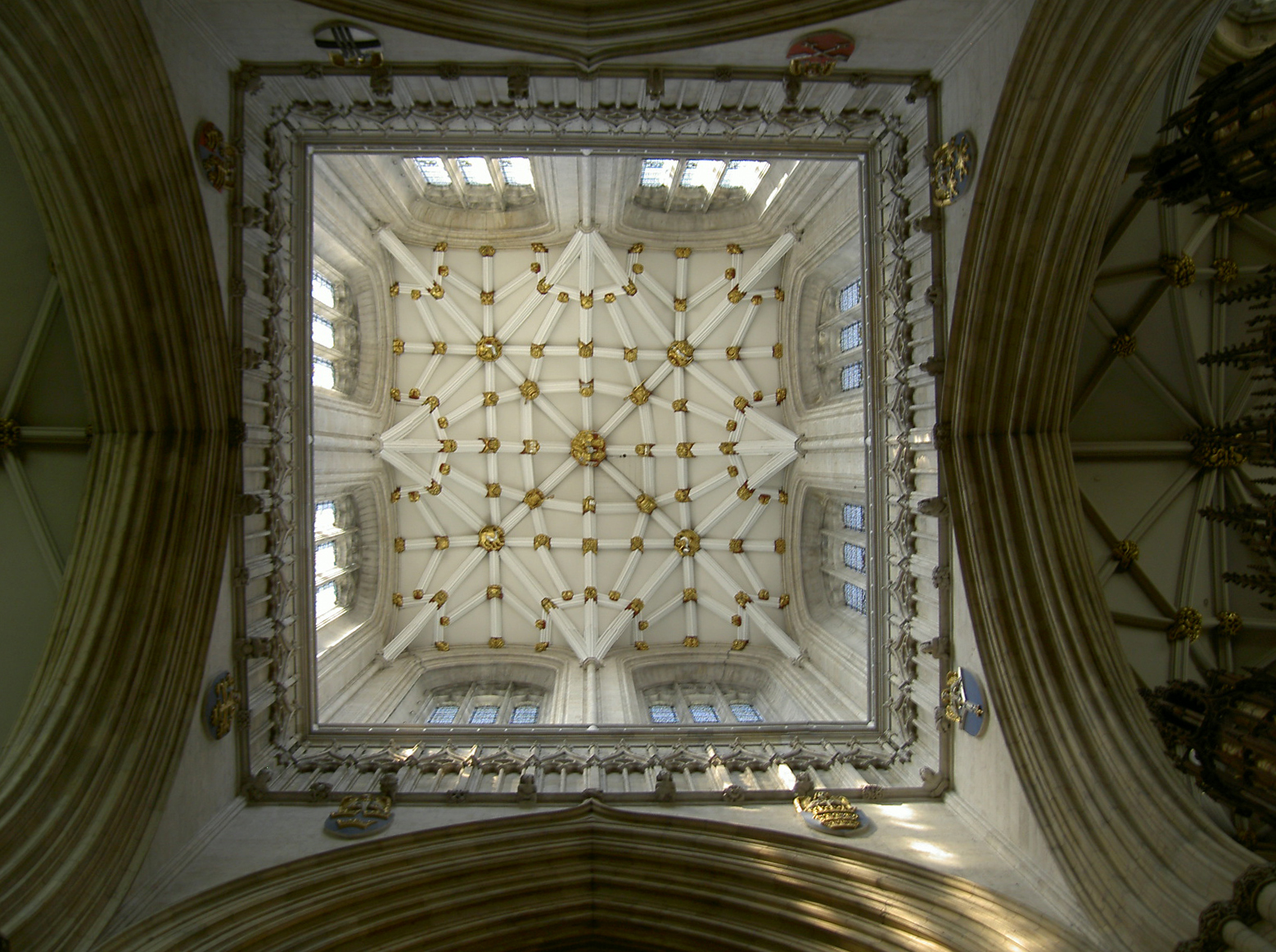
York Minster
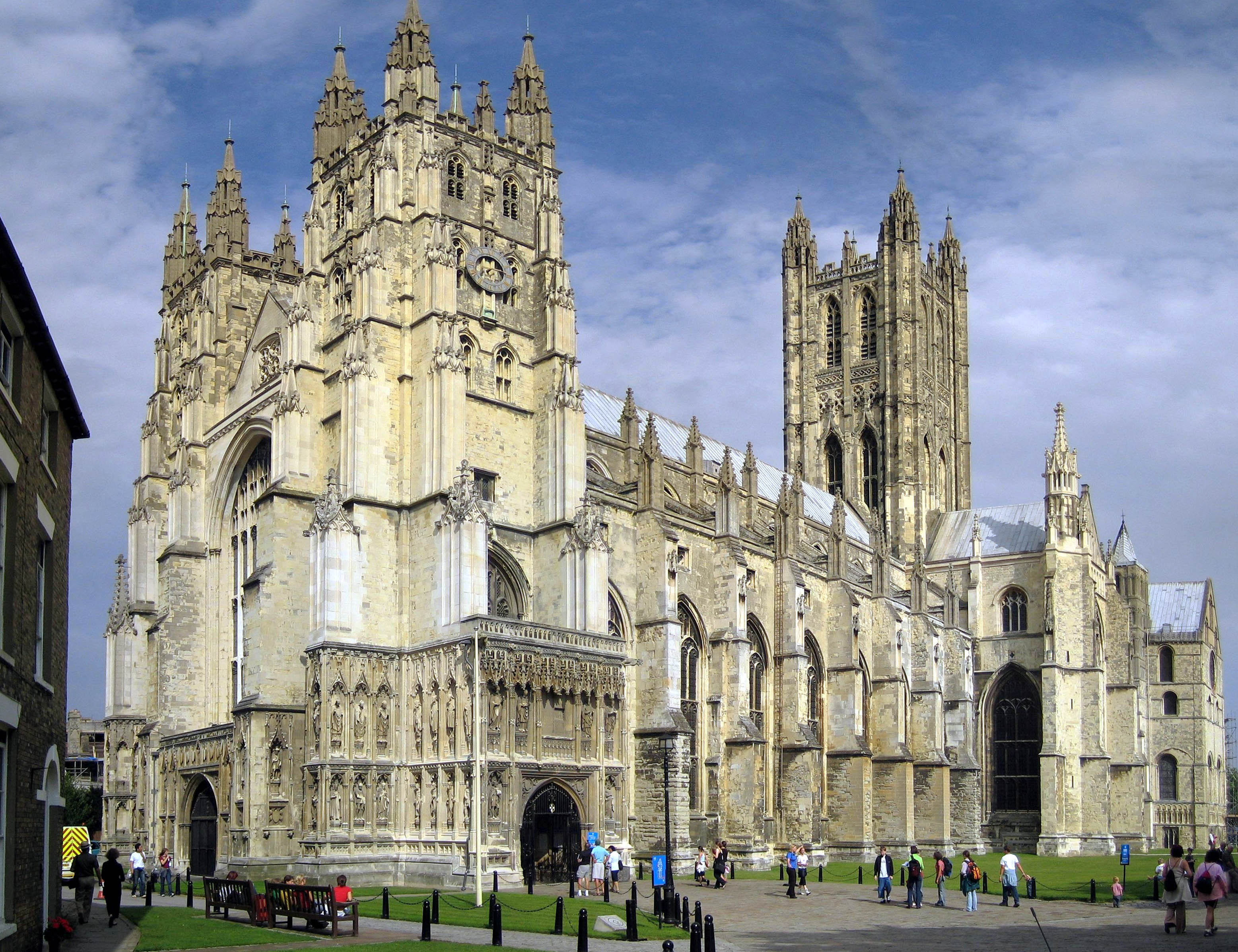
Canterbury Cathedral
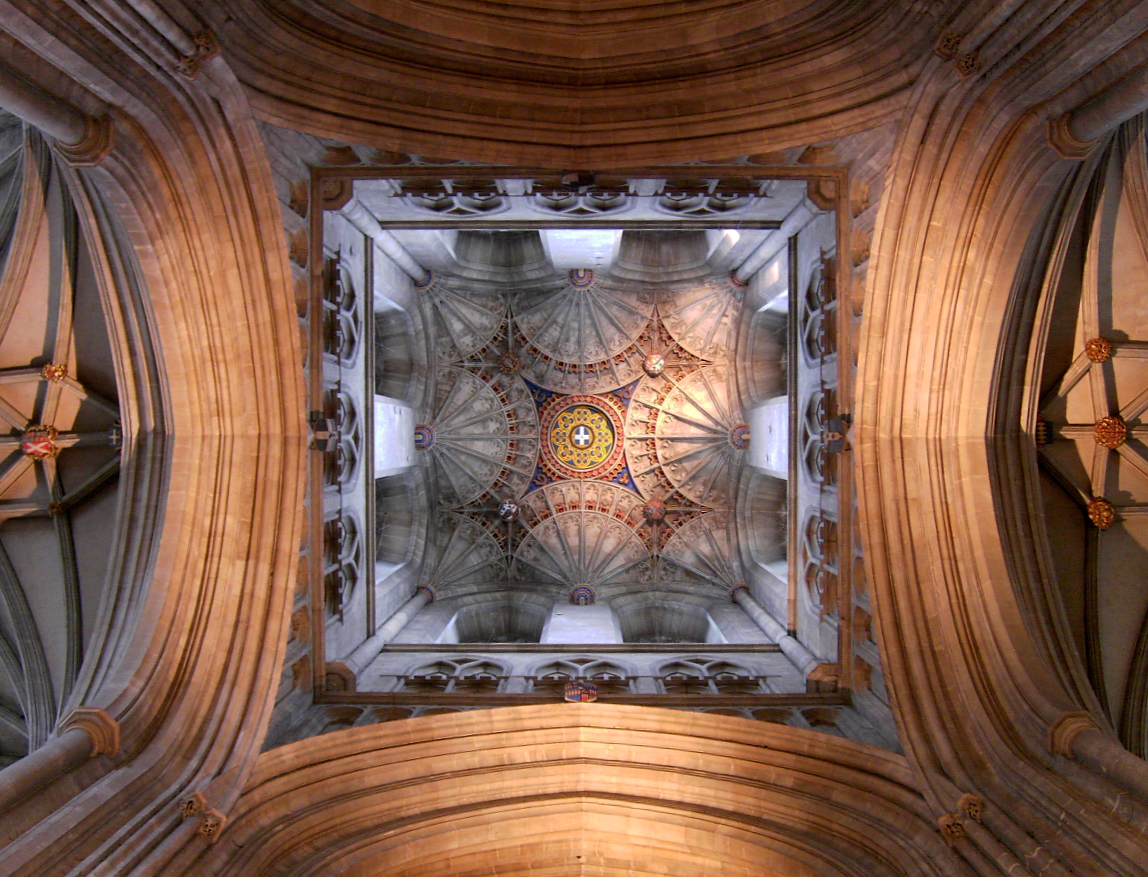
Canterbury Cathedral, Vierungsturm 1494–1504
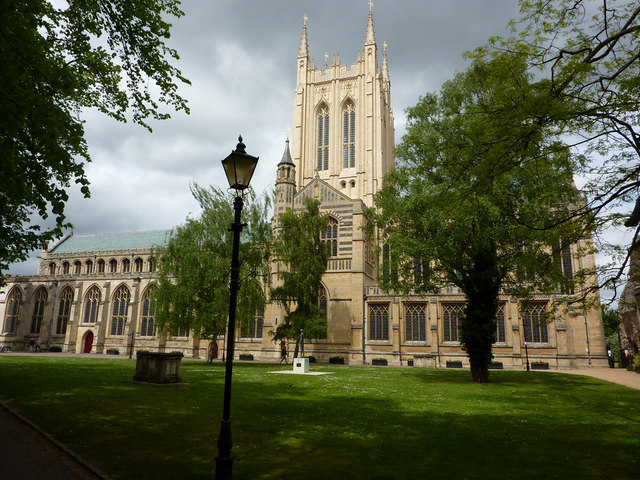
St Edmundsbury Cathedral, Anfänge seit 1065, heutige Kirche großenteils ab 1502
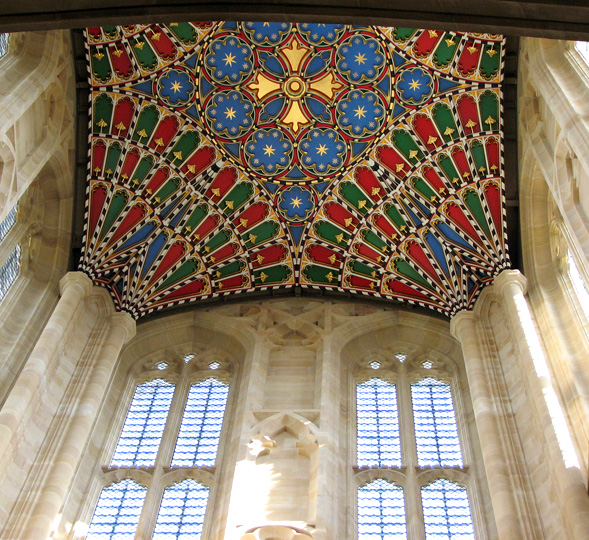
St Edmundsbury Cathedral
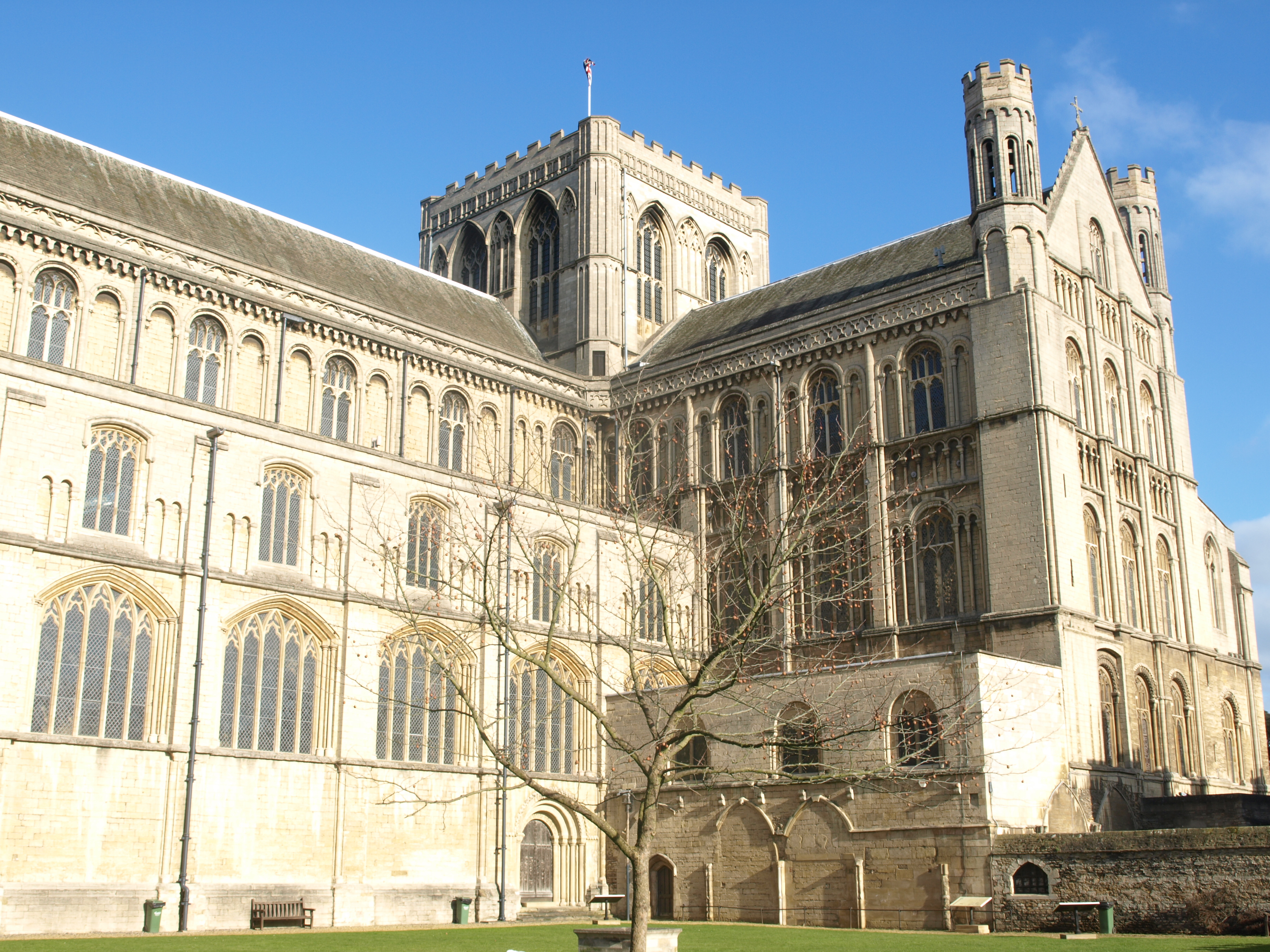
Peterborough Cathedral, Vierungstürme 1155–1175, 14. Jh. (hölzern), 1884
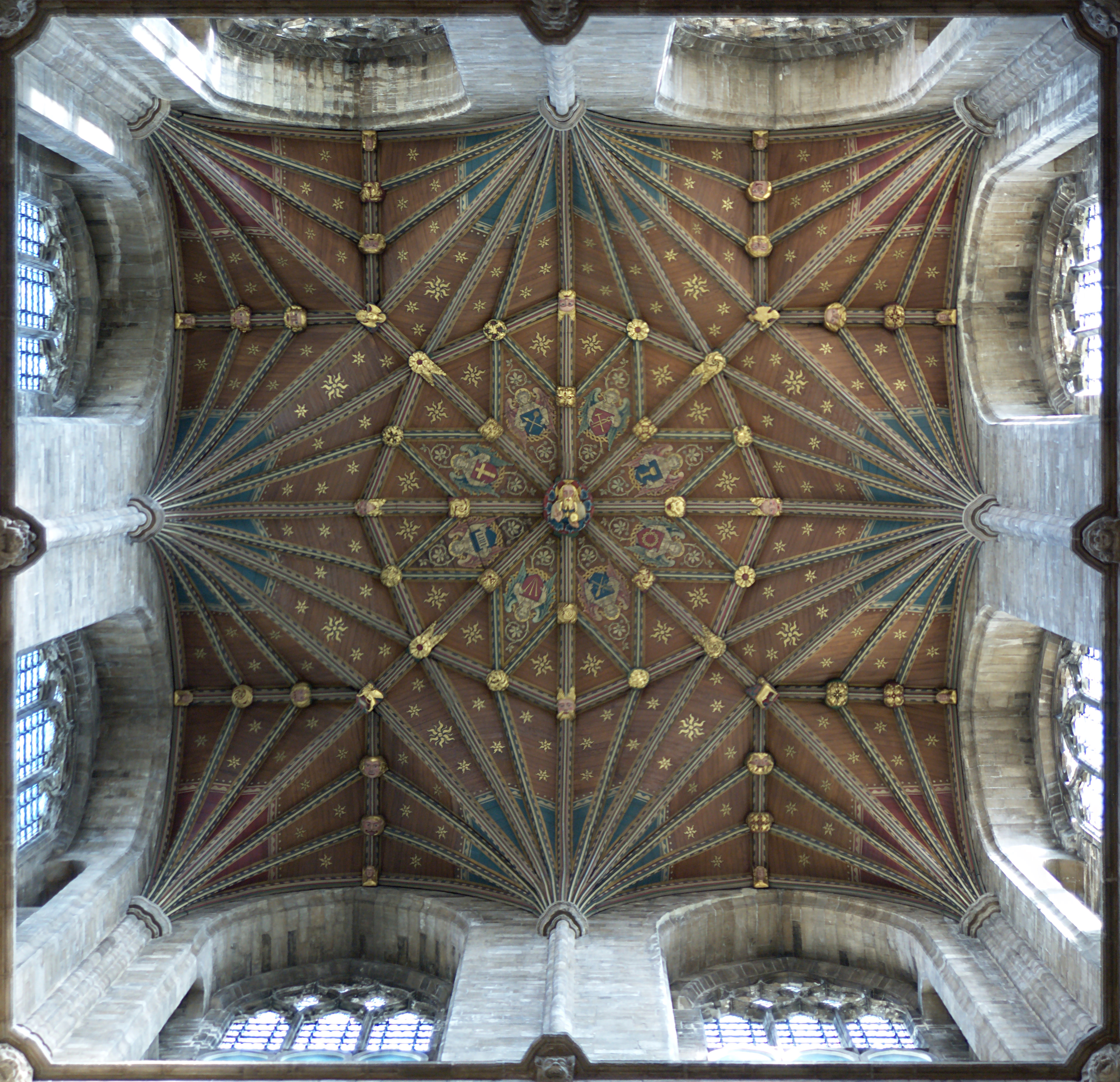
Peterborough Cathedral
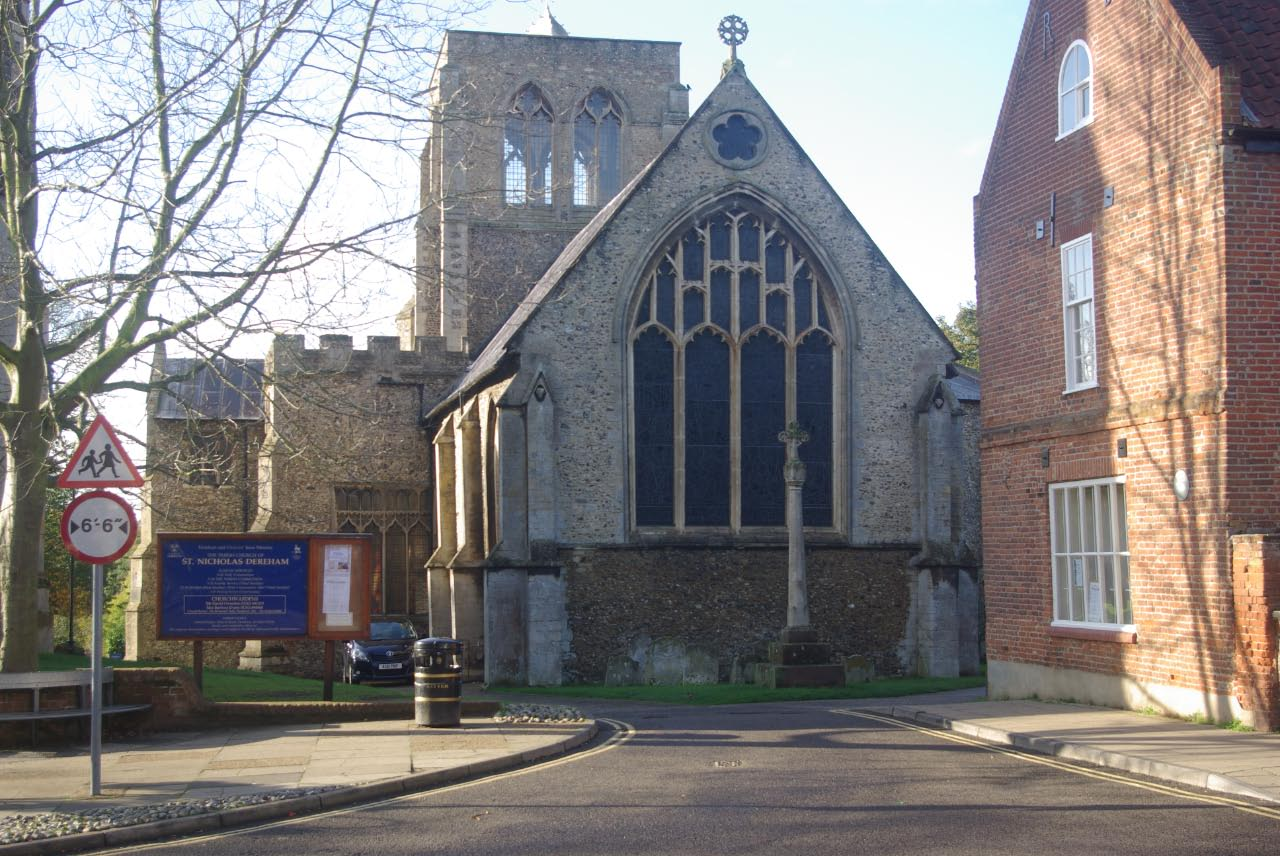
St Nicholas's, Dereham, Norfolk, von Osten
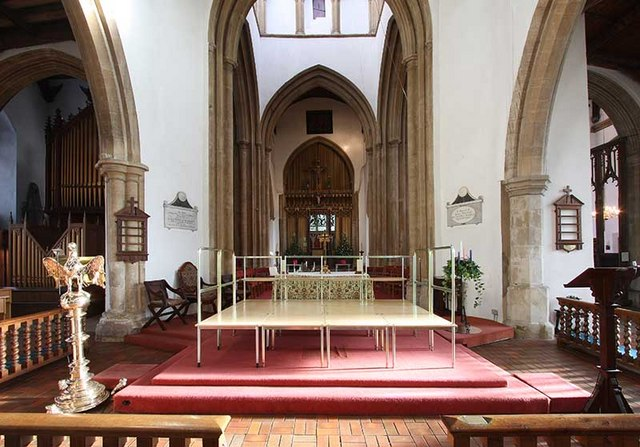
St Nicholas's, Dereham, Turm im 14. Jh. um ein Joch westwärts versetzt
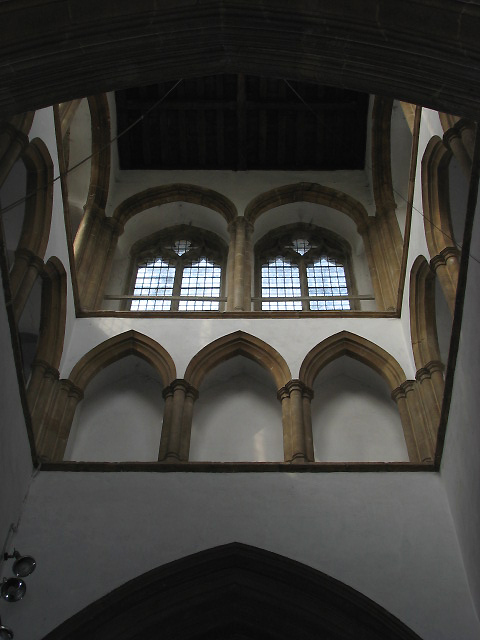
St Nicholas's, Dereham

Trotz des langen Festhaltens an der Gotik und ihrer frühen Wiederbelebung entstand auch in England Architektur der Renaissance, des Barock un des Klassizismus. Beim Wiederaufbau nach dem Großen Brand von London 1666 entstanden dort zahlreiche Barockkirchen, darunter die St Paul’s Cathedral. Ihre Kuppel ist, vergleichbar mit dem Dom von Florenz (s. u.), jedoch eher ein kuppelgedeckter Zentralbau zwischen langgestreckten Gebäudeteilen als ein aus dem Baukörper heraus ragender Laternenturm.

St Paul’s Cathedral
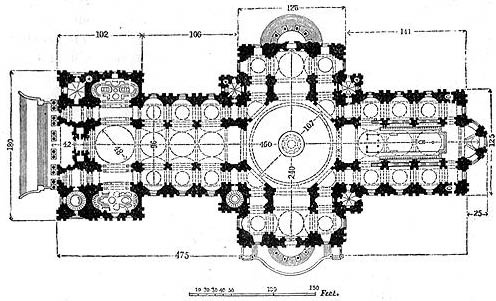
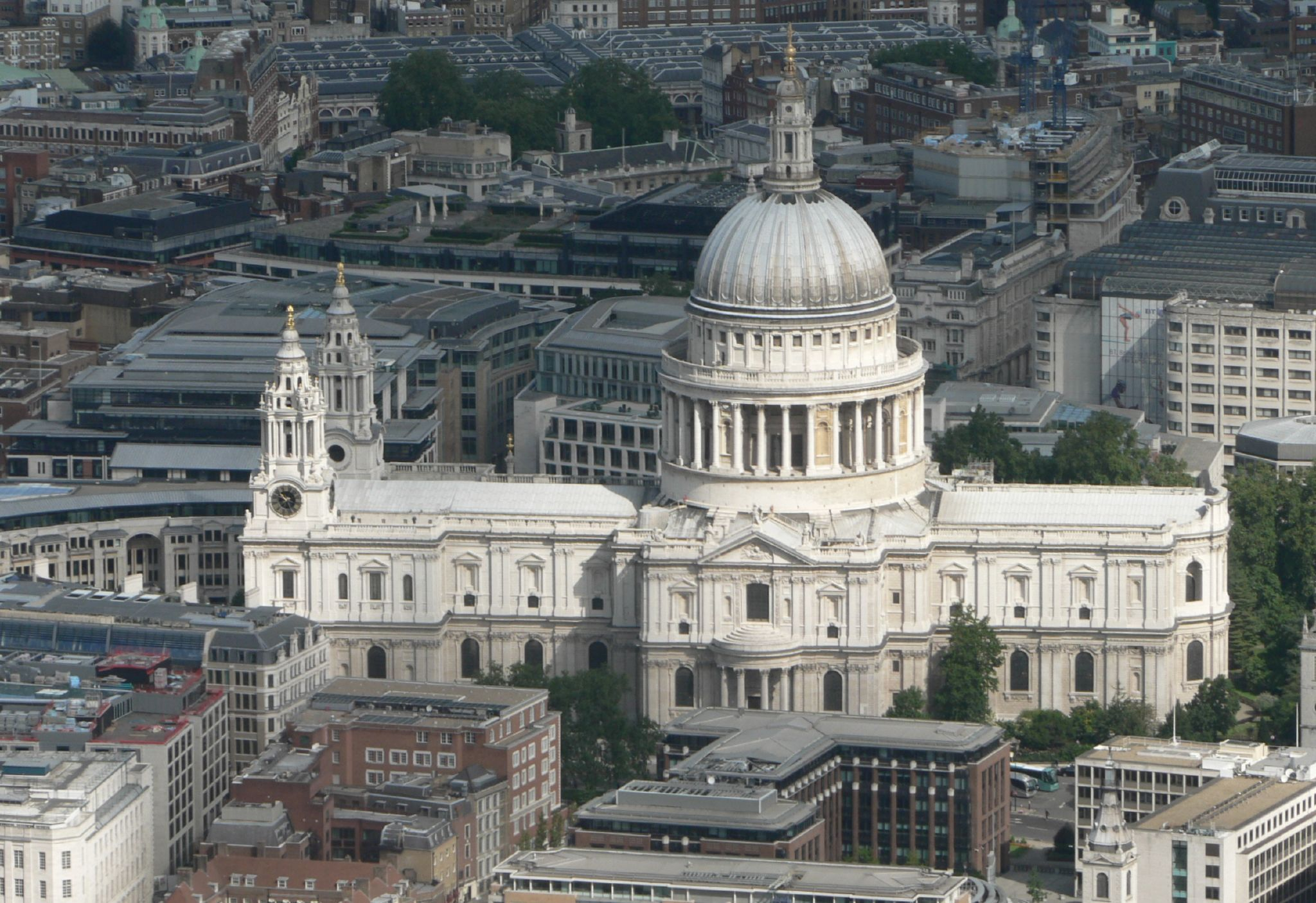
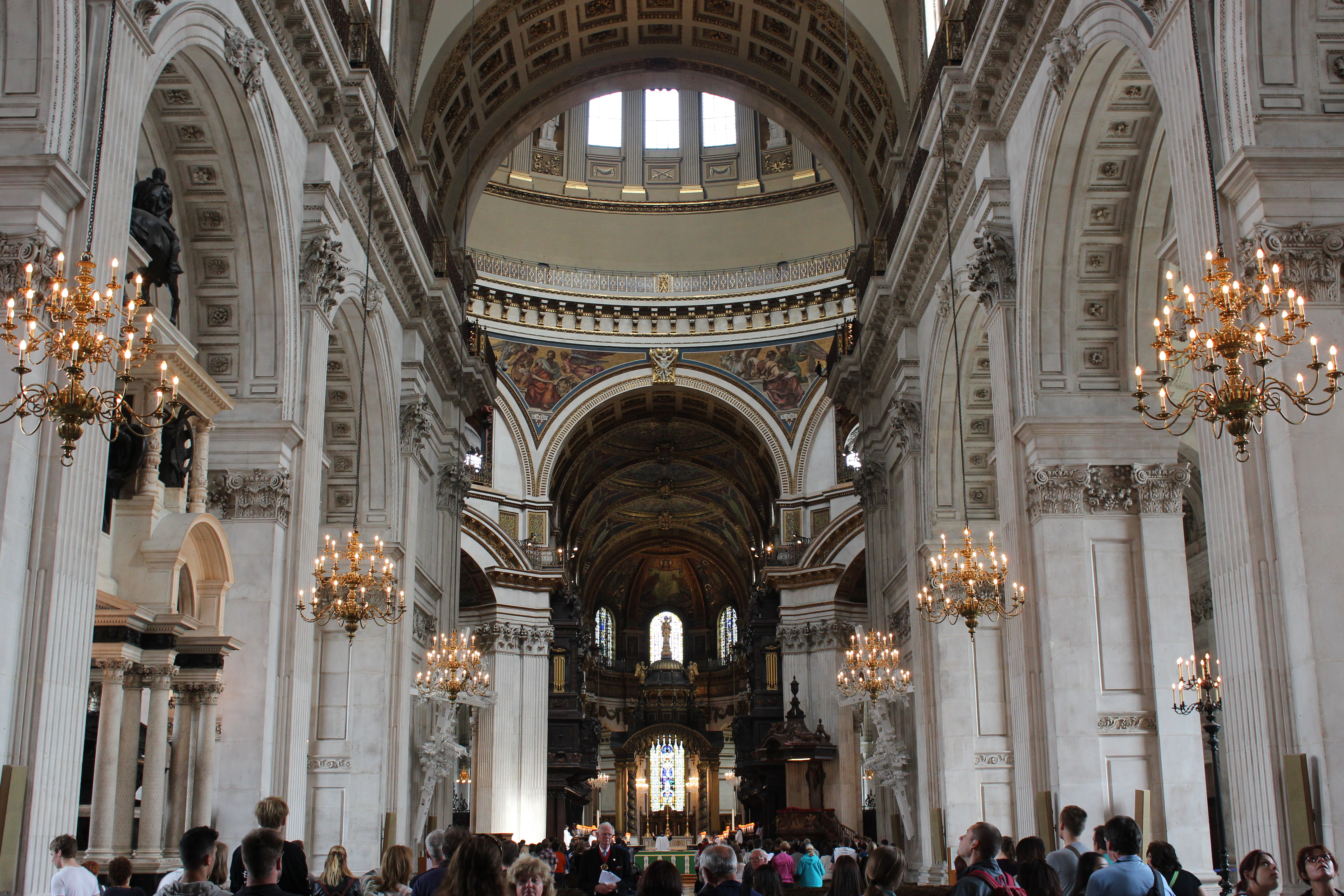
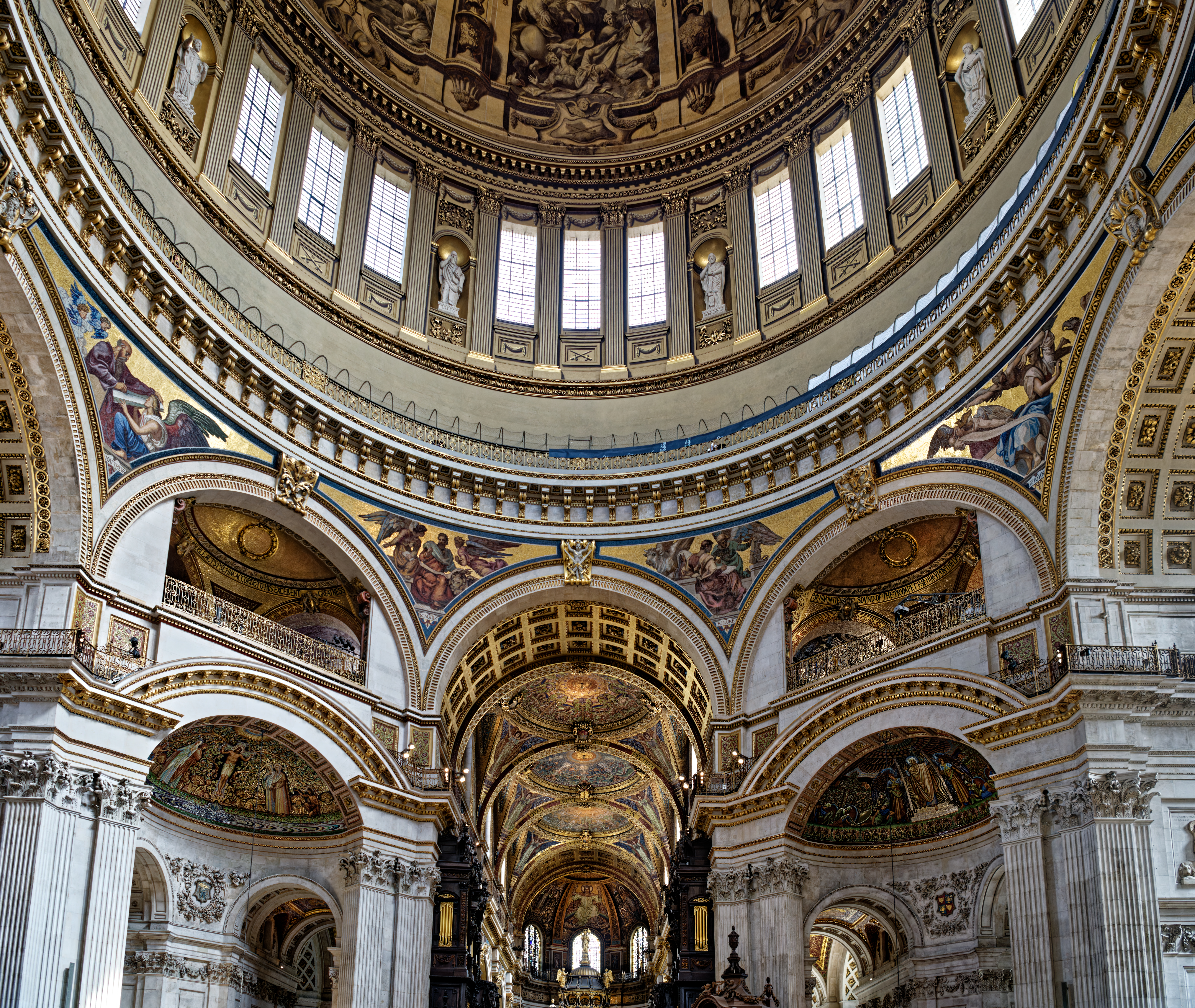

### Irland
Die meisten mittelalterlichen Kirchen Irlands wurden im 17. Jahrhundert bei der Unterwerfung der Insel durch Oliver Cromwell zerstört. Unter den erhaltenen hat eine einen Laternenturm mit Glockengeschoss über dem Laternengeschoss. Unter den neuzeitlichen besitzt die katholische Kathedrale von Galway einen Laternenturm in sehr später Neoromanik aus der zweiten Hälfte des 20. Jahrhunderts.

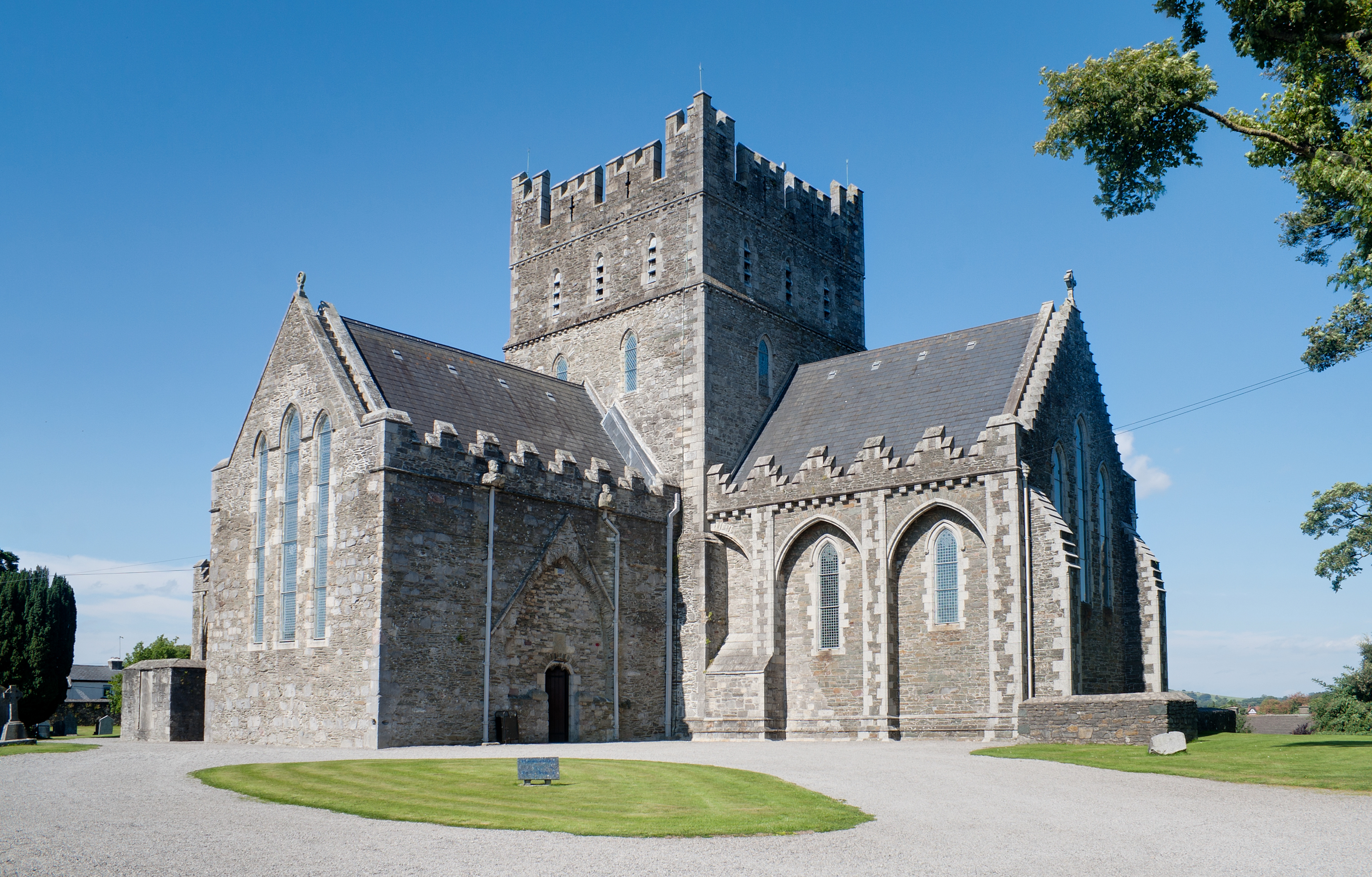
St Brigid’s Cathedral in Kildare, heutiger Bau überw. 1223–1230
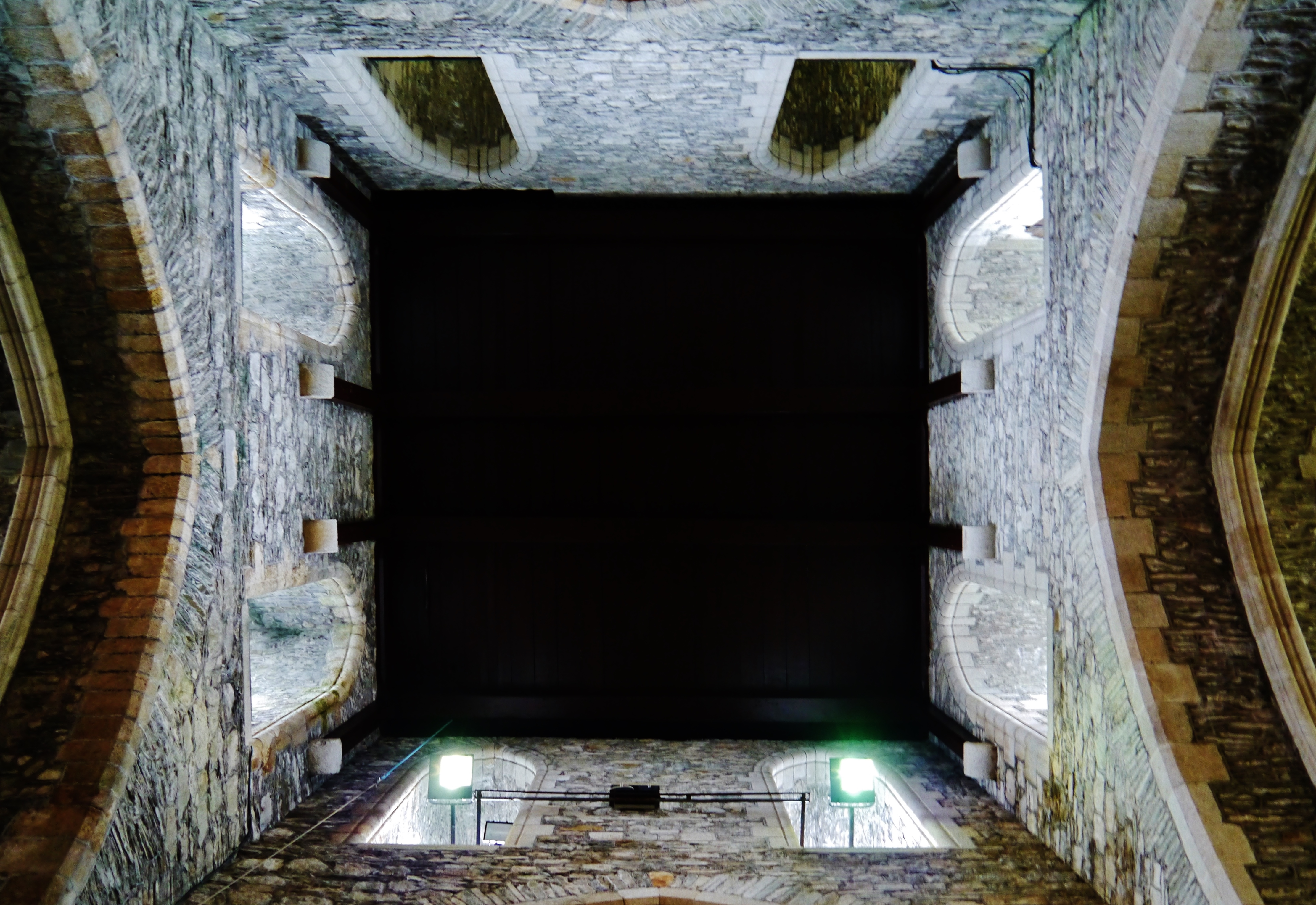
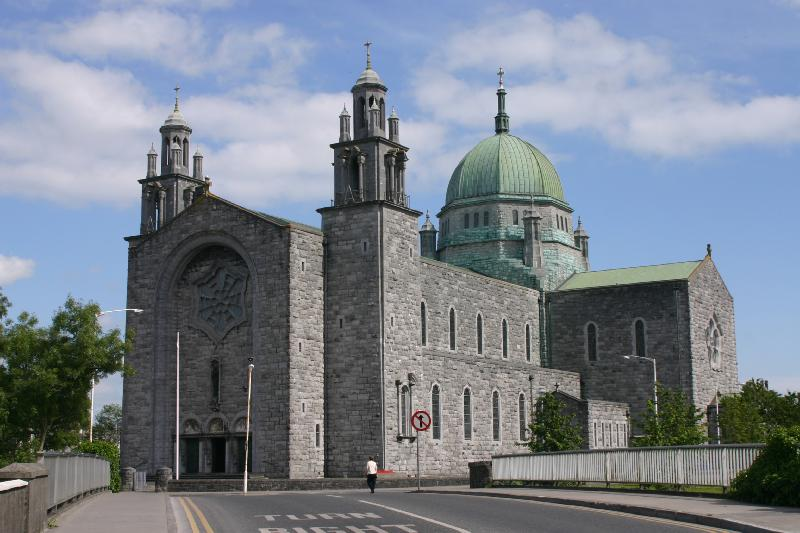
Katholische Kathedrale von Galway, 1958–1965

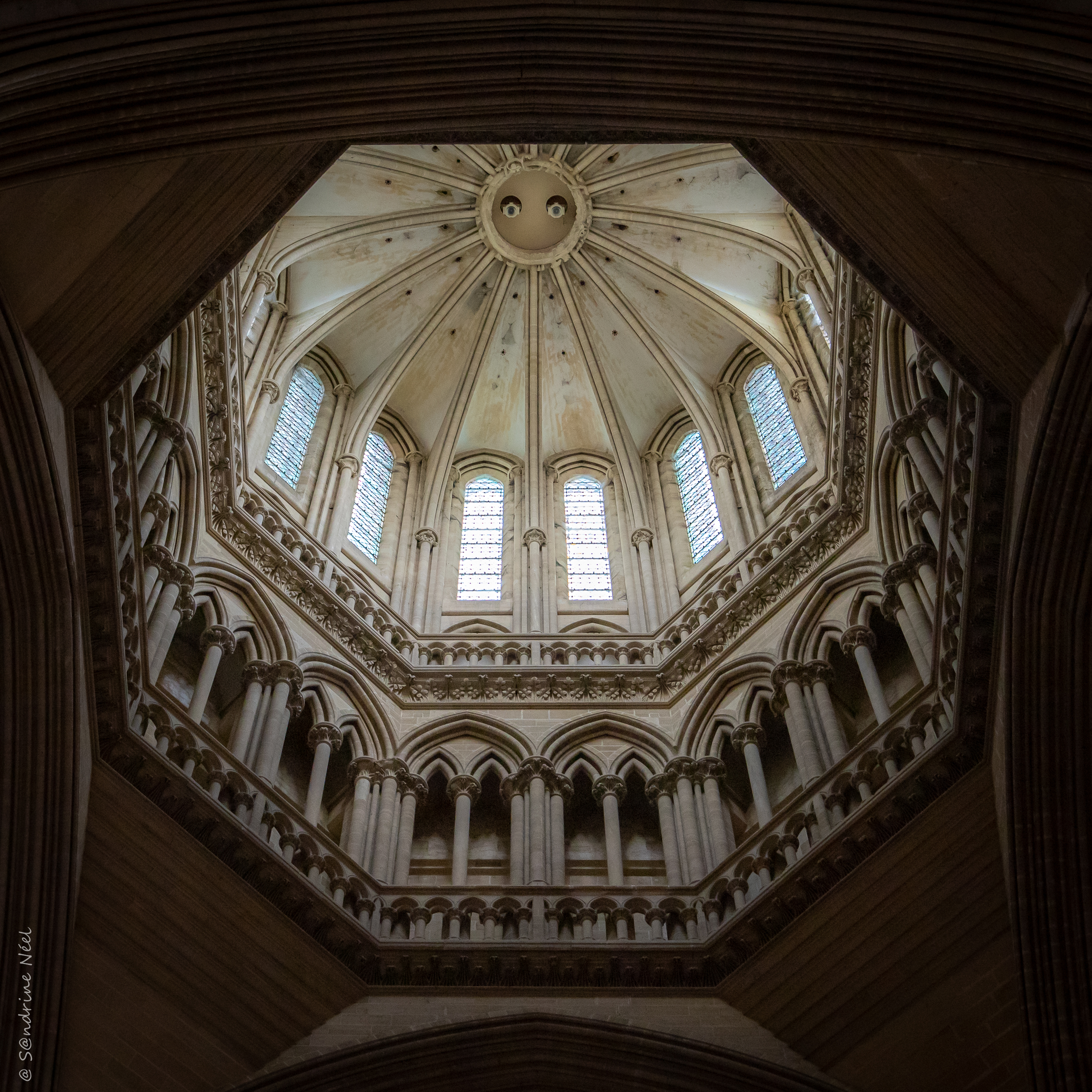
Coutances, Vierung etwa Mitte 13. Jh.

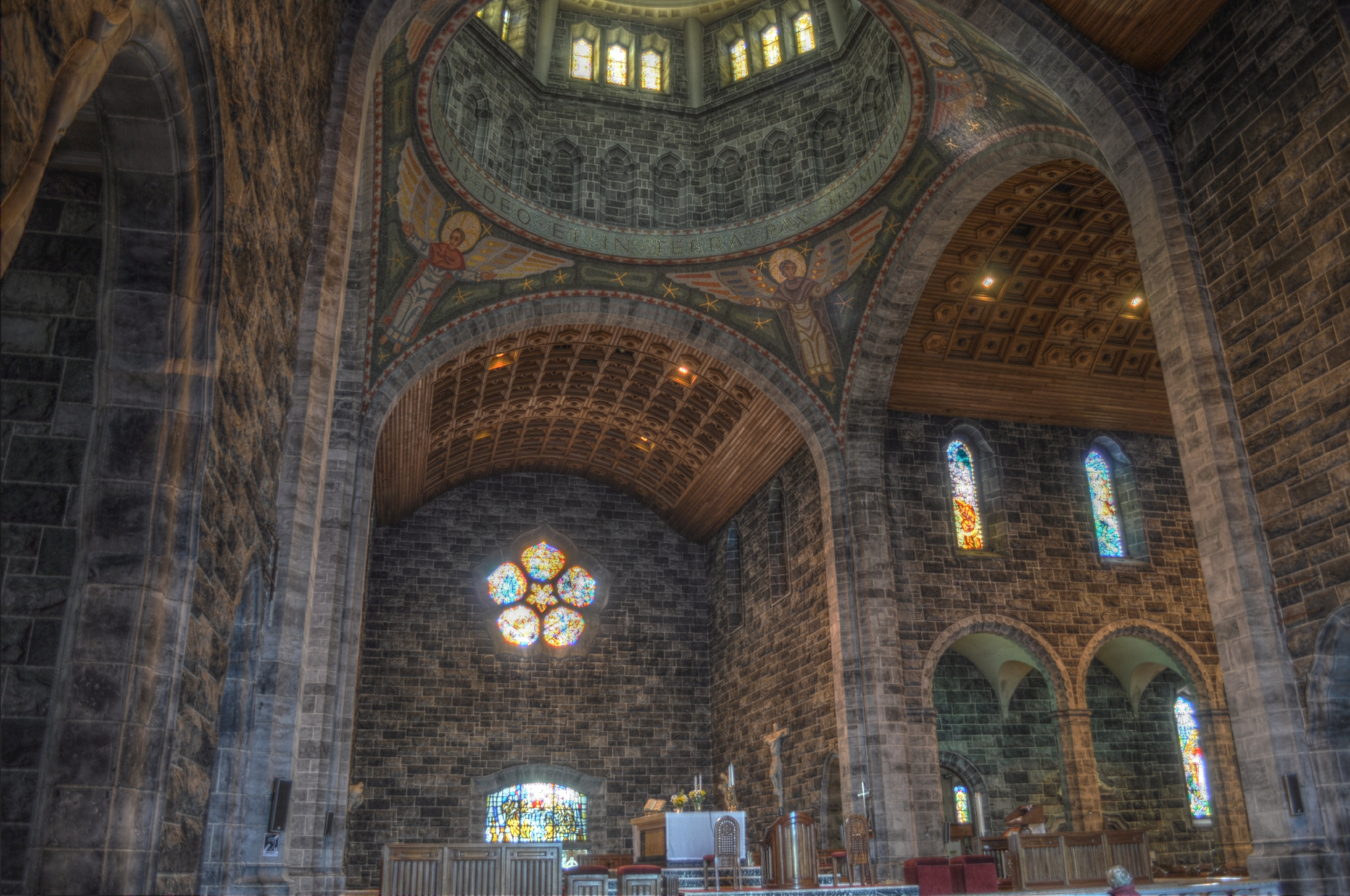
Katholische Kathedrale von Galway

### Frankreich
- Hintergrundinformationen: „PA…“ = Datensätze aus der amtlichen Denkmaldatenbank „POP : la plateforme ouverte du patrimoine“

#### Normandie
Die wohl frühesten mittelalterlichen Laternentürme stammen aus dem 11. Jahrhundert und finden sich in der Normandie. Als Beispiele hierfür gelten die Abtei des Mont-Saint-Michel (Vierungsturm im 15. Jahrhundert durch ein eingezogenes Gewölbe geschlossen), die Abtei Jumièges (nur noch als Ruine erhalten) sowie die ehemalige Abteikirche Saint-Étienne in Caen (in den Hugenottenkriegen (1566) und nach schweren Zerstörungen im Zweiten Weltkrieg (1944) eingestürzt, jedoch beide Male wieder aufgebaut). Spätere normannische Kathedralen und Abteikirchen knüpfen an diese Tradition an (Beispiele: Abtei von Hambye; Abteikirche St. Georges de Boscherville; Coutances, Kathedrale und die Kirche St-Pierre; die Kathedrale und die Kirche St. Taurin in Evreux; die Kathedrale und die Abteikirche St-Ouen in Rouen; die Abteikirche Ste-Trinité in Fécamp; die ehemalige Kollegiatkirche von Auffay, die Kirche St-Germain in Argentan u. a.).

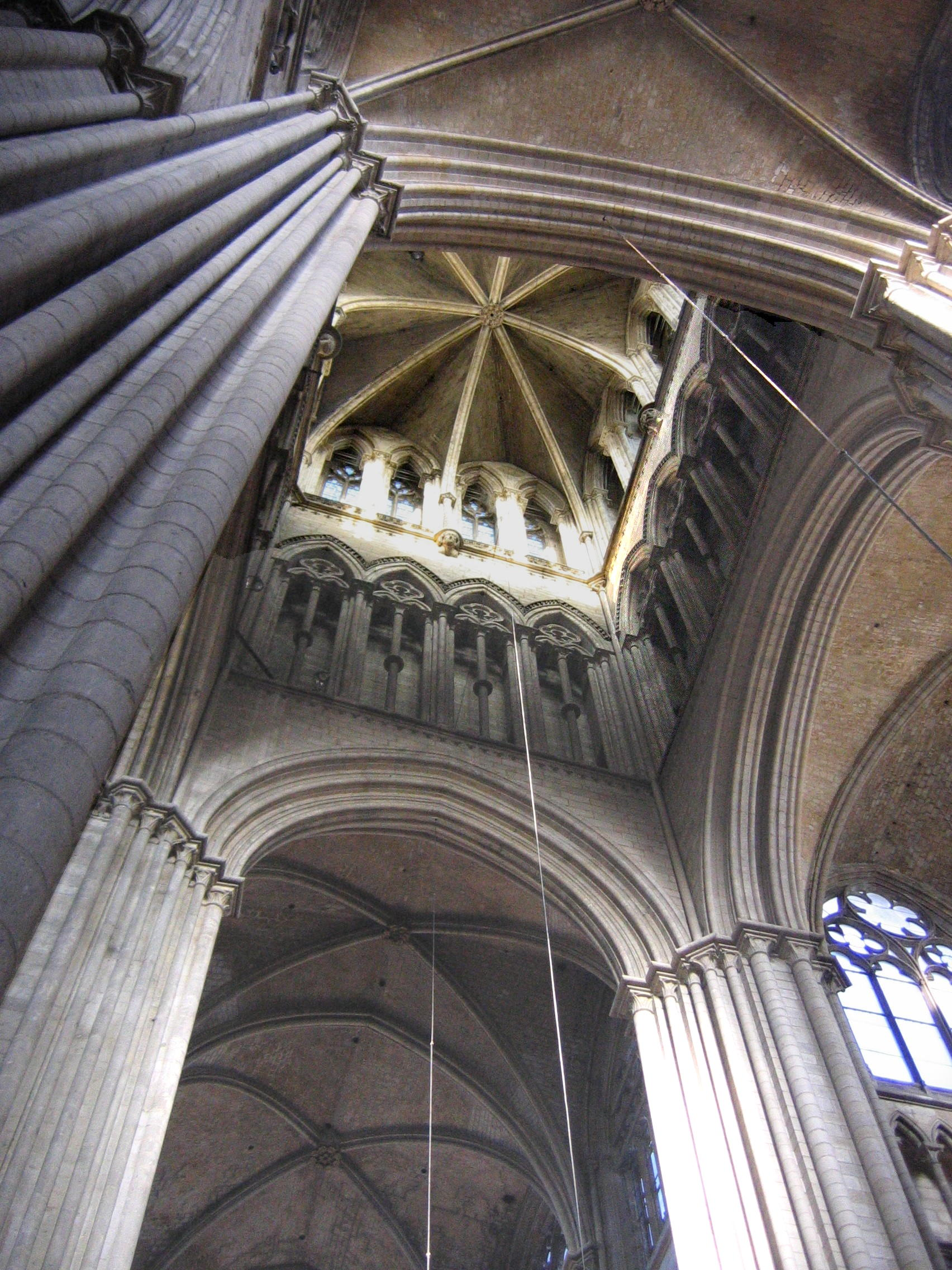
Kathedrale von Rouen, frühes 12. Jh., innen Laternenobergaden über oberem Triforium
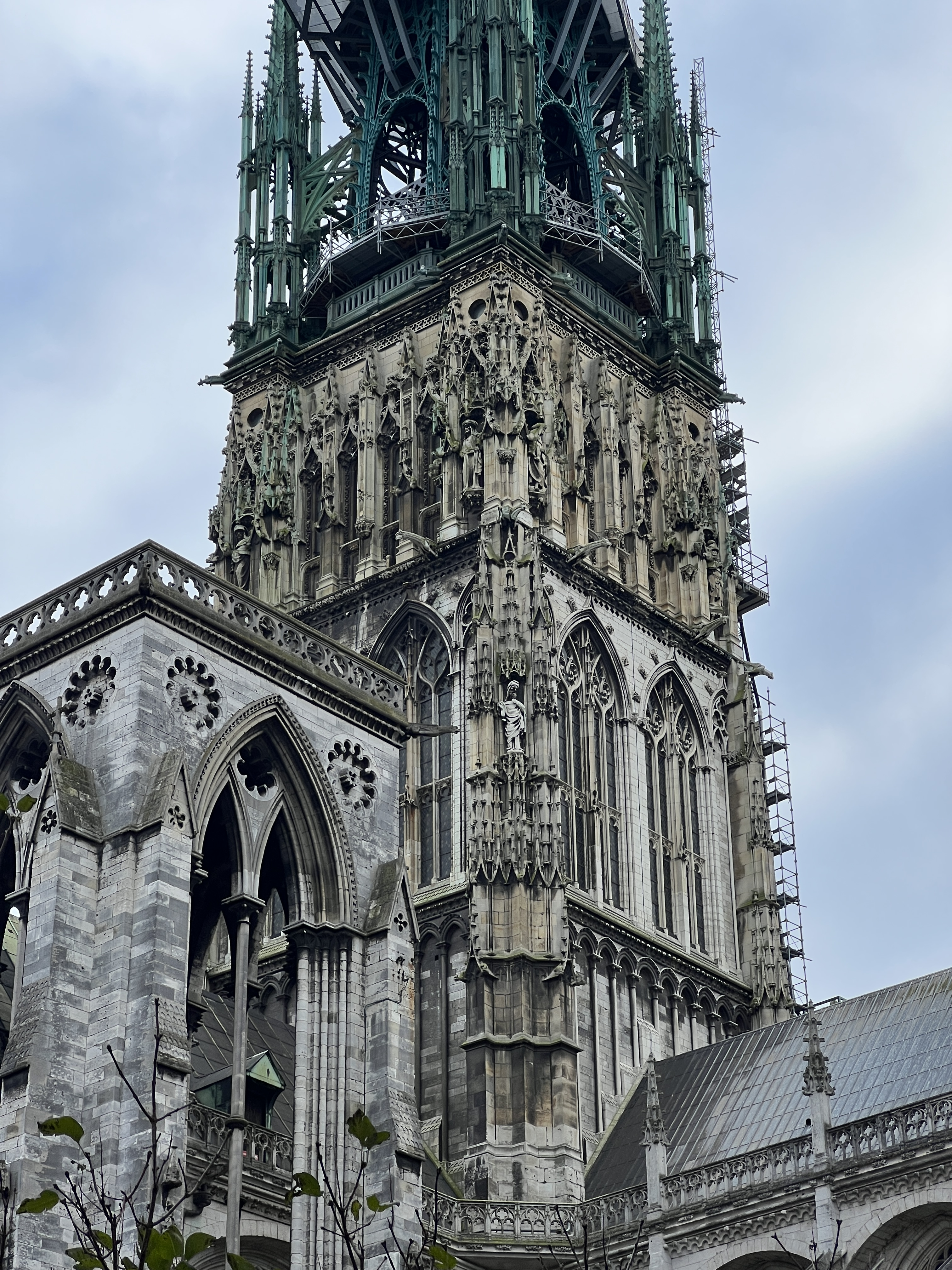
Kathedrale von Rouen: Beleuchtung der Vierung äußerlich unteres Fenstergeschoss des Turms
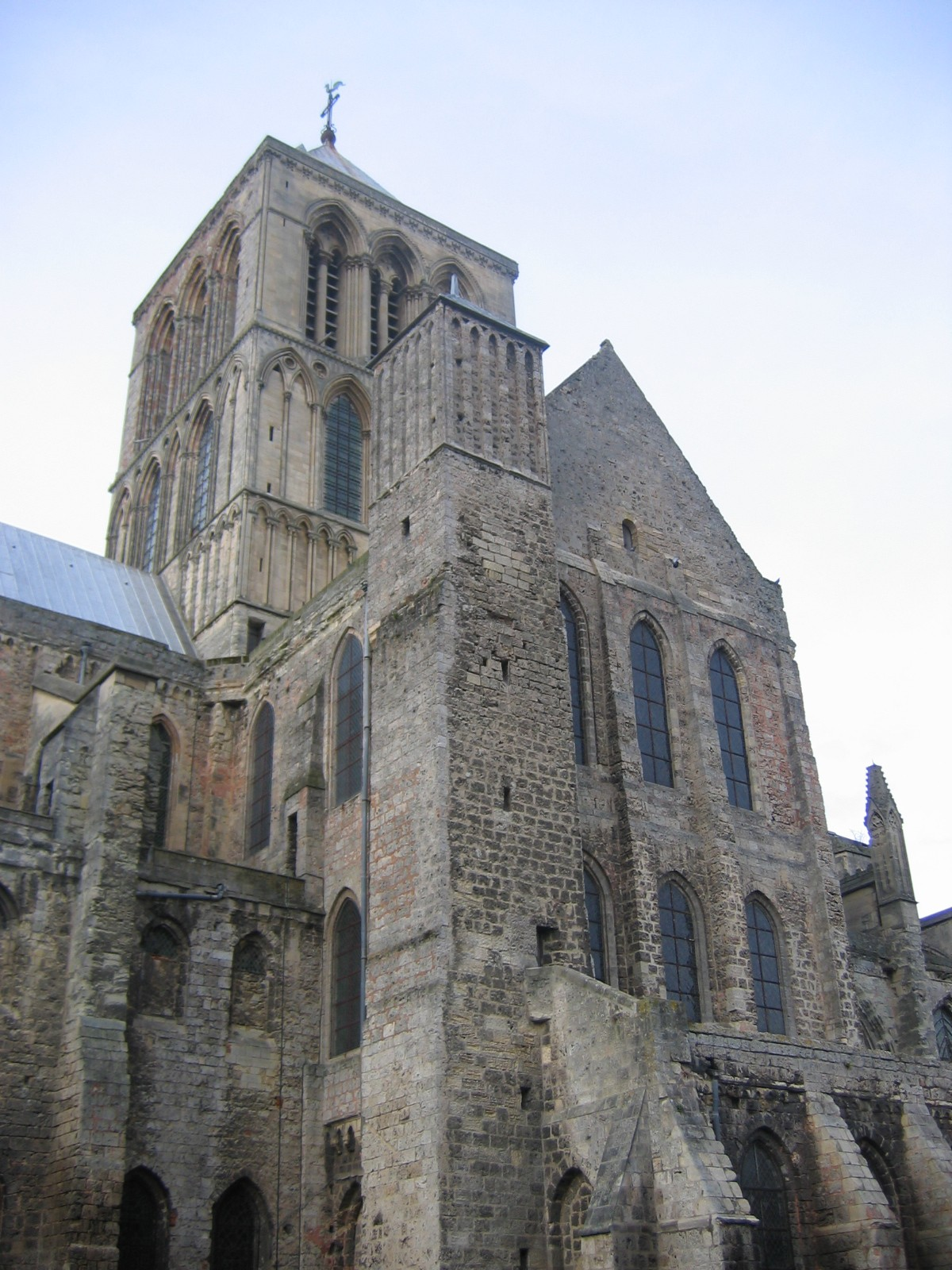
Abtei Fécamp: Vierungsturm mit Glockengeschoss über Laternengeschoss
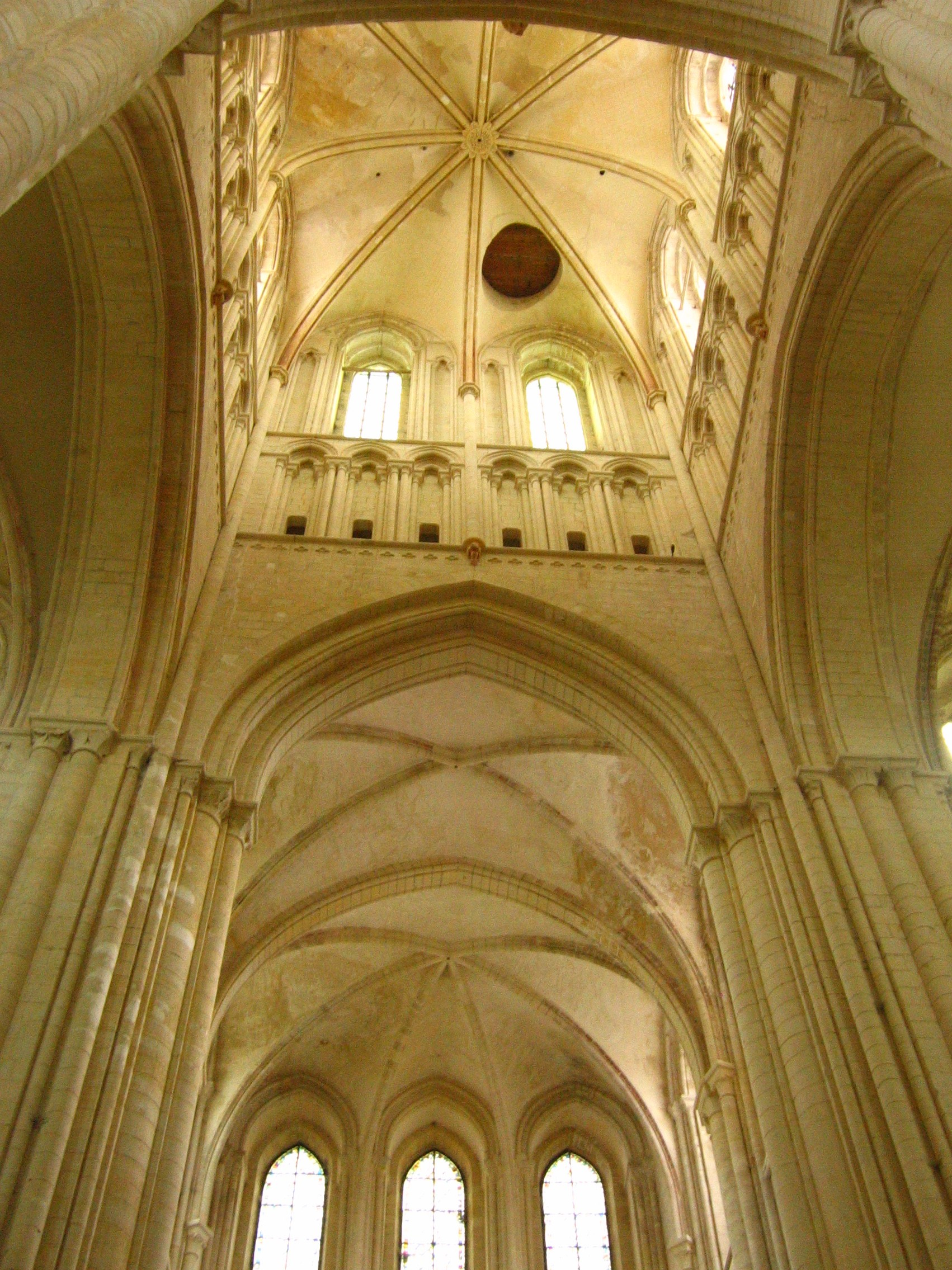
Abtei Fécamp, heutige Kirche nach 1186
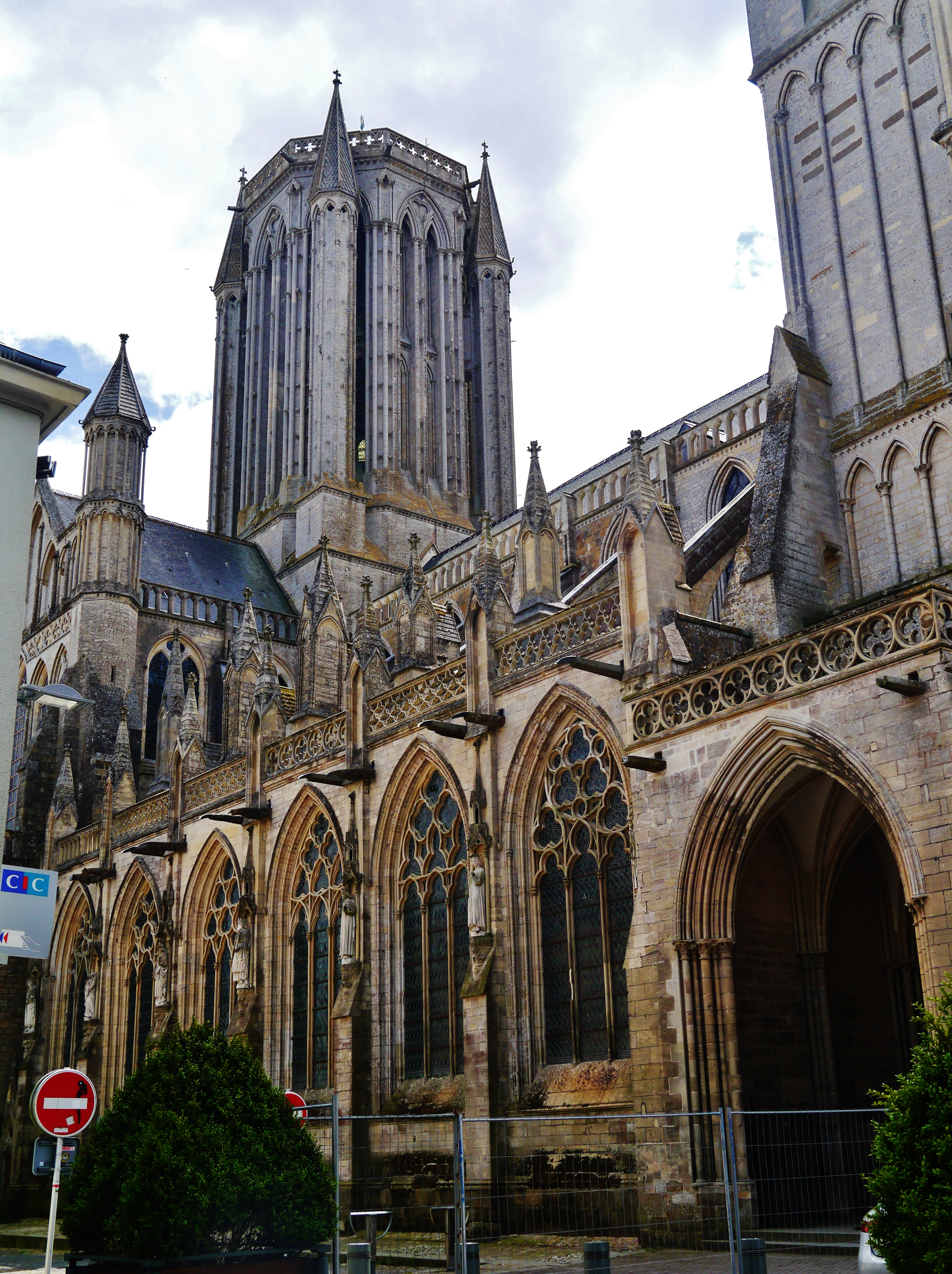
Kathedrale von Coutances, hoher frühgotischer Vierungsturm
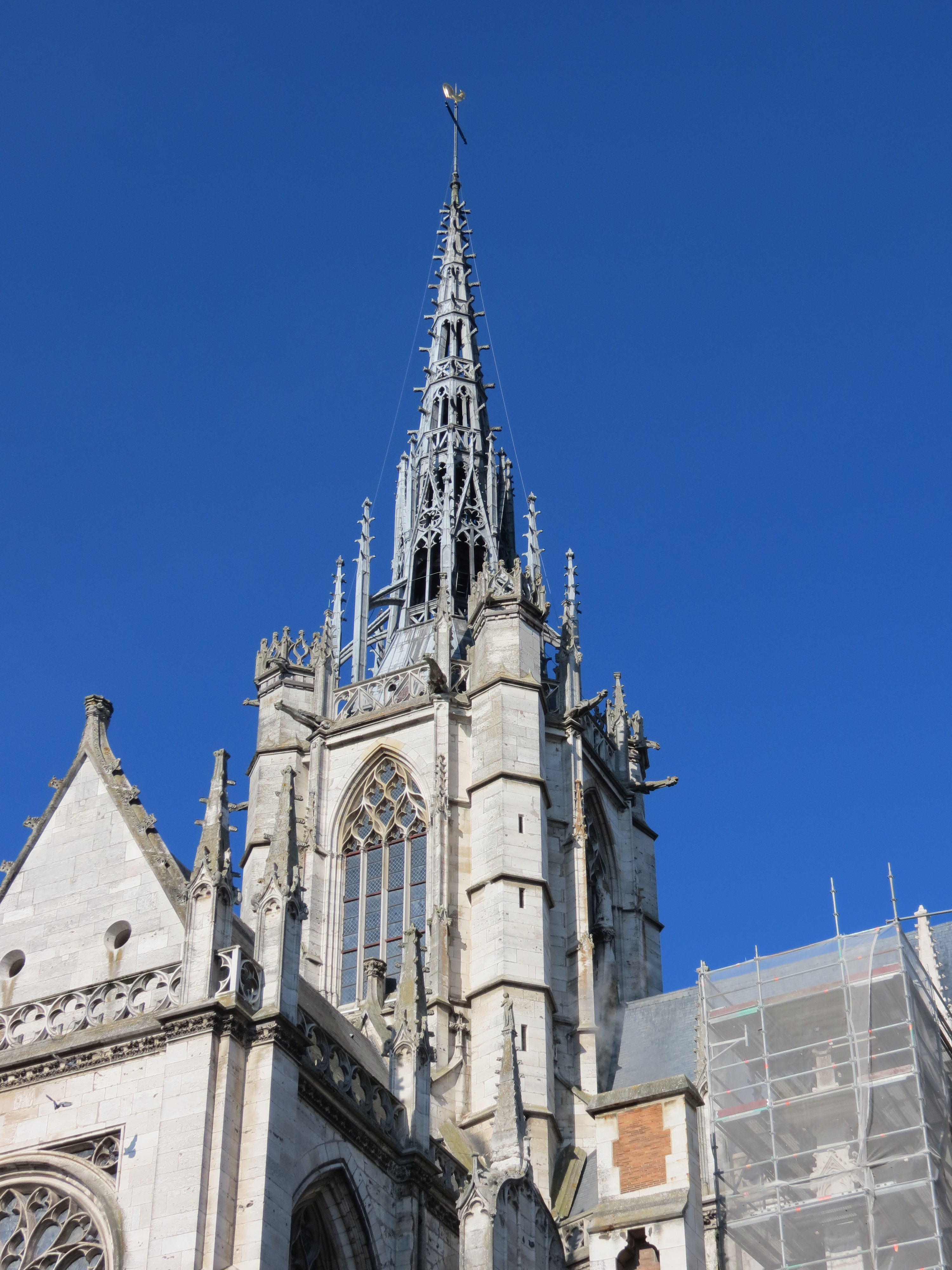
Kathedrale von Évreux, 1220–1259

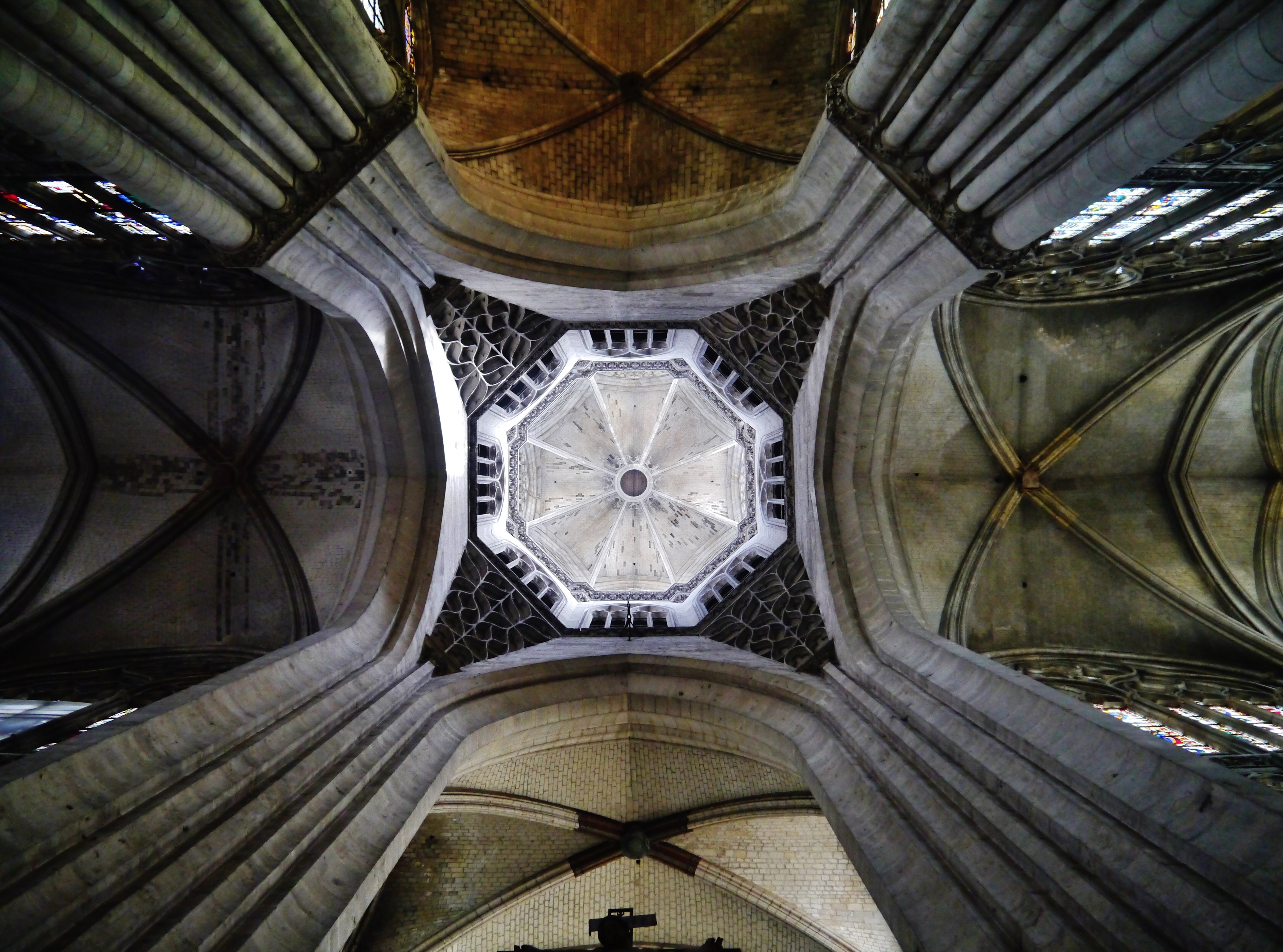
Kathedrale von Évreux

Die Frage, woher die normannischen Auftraggeber und Architekten des 11. Jahrhunderts ihre Anregungen für den Bau von Laternentürmen bezogen, ist bislang unbeantwortet.
Durch ihre Mobilität konnten die Normannen Anregungen aus allen Teilen des Abendlandes aufnehmen, was byzantinische Kreuzkuppelkirchen einschließt, und aus islamisch geprägten Ländern, insbesondere Sizilien. Von St. Michael in Hildesheim aus dem frühen 11. Jahrhundert wird angenommen, dass die Vierungen seit jeher nach oben geschlossen waren. Über Cluny II ist zu wenig bekannt. Die eine erhaltene Nebenvierung von Cluny III hat eine unbelichtete Kuppel. Immerhn ist der (östliche) Laternenturm des salischen Kaiserdoms von Speyer in seiner zweiten, um 1106 vollendeten Version erhalten. Ebenso in originaler Form erhalten sind die um 1140 bzw. gegen 1180 eingewölbten Kuppeltürme des Wormser Doms (s. o.).

#### Übriges Nordfrankreich
In Beauvais, knapp östlich der Normandie, hat die Stiftskirche St-Étienne einen Laternenturm. Vielleicht hatte auch die Kathedrale am selben Ort einen Laternenturm, der jedoch – nur wenige Jahre nach seiner Vollendung – im Jahre 1573 einstürzte und nie wieder aufgebaut wurde; die heutige Vierung ist von einem Gewölbe geschlossen.
Von allen gotischen Kathedralen Frankreichs außerhalb der Normandie hat nur die Kathedrale von Laon (1155–1235), einen Laternenturm, der zweifellos von normannischen oder frühen englischen Vorbildern beeinflusst ist. Die ehemalige Abteikirche Saint-Yved in Braine, Département Aisne, etwa 30 Kilometer südlich von Laon gelegen, verfügt ebenfalls über einen derartigen Turm.

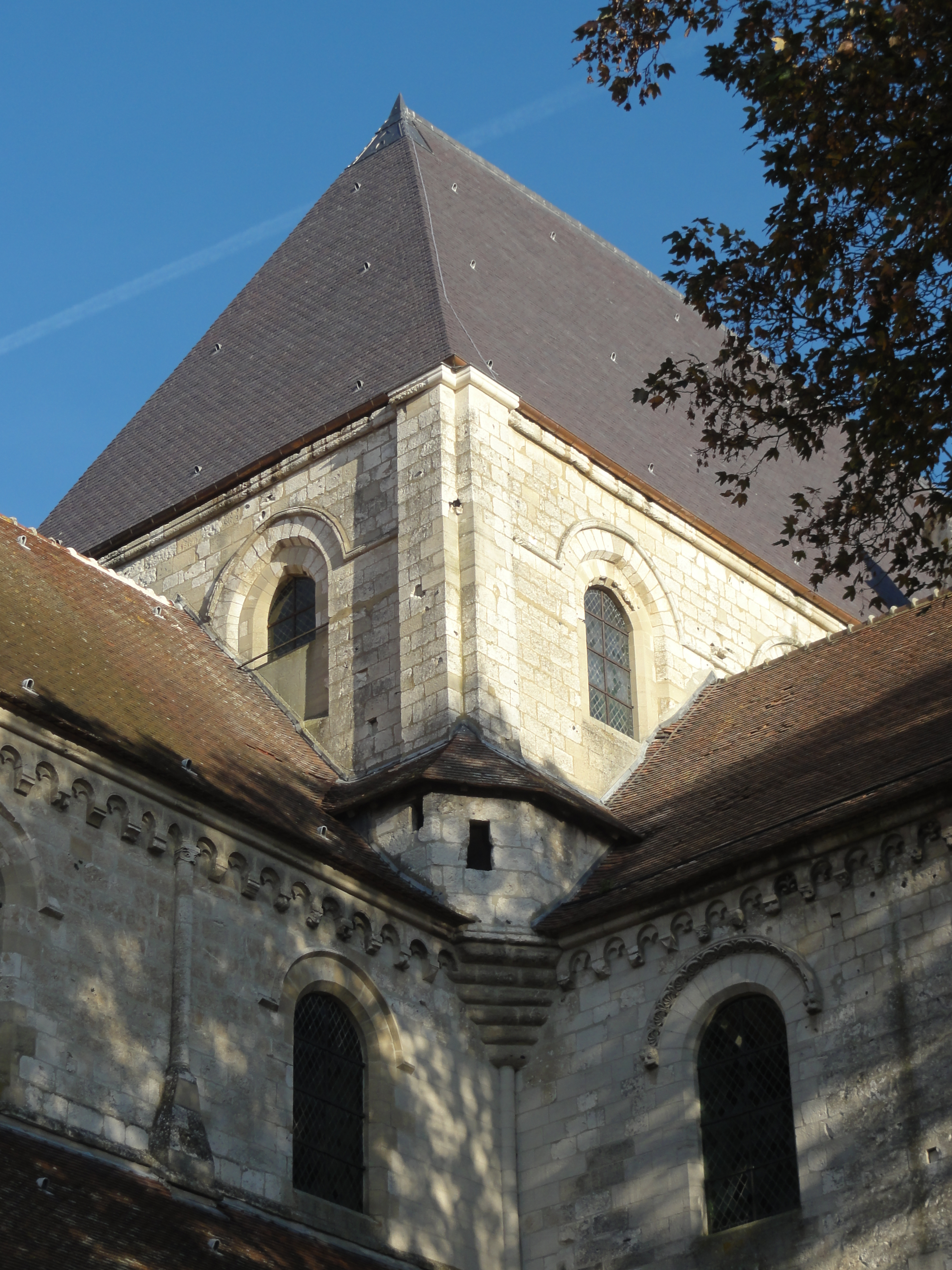
St-Étienne in Beauvais: Vierungsturm
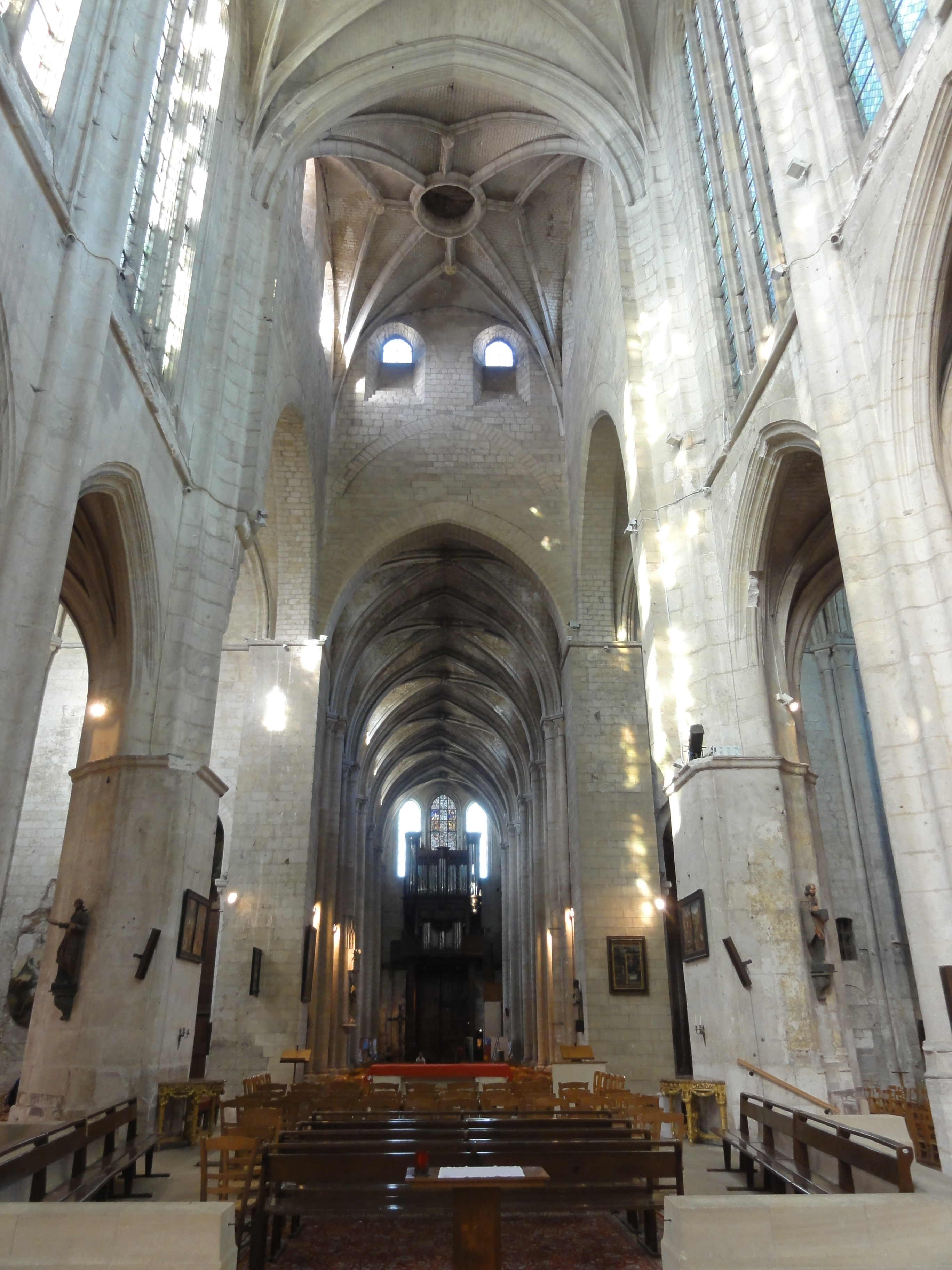
St-Étienne in Beauvais: Chor – Vierung – Schiff
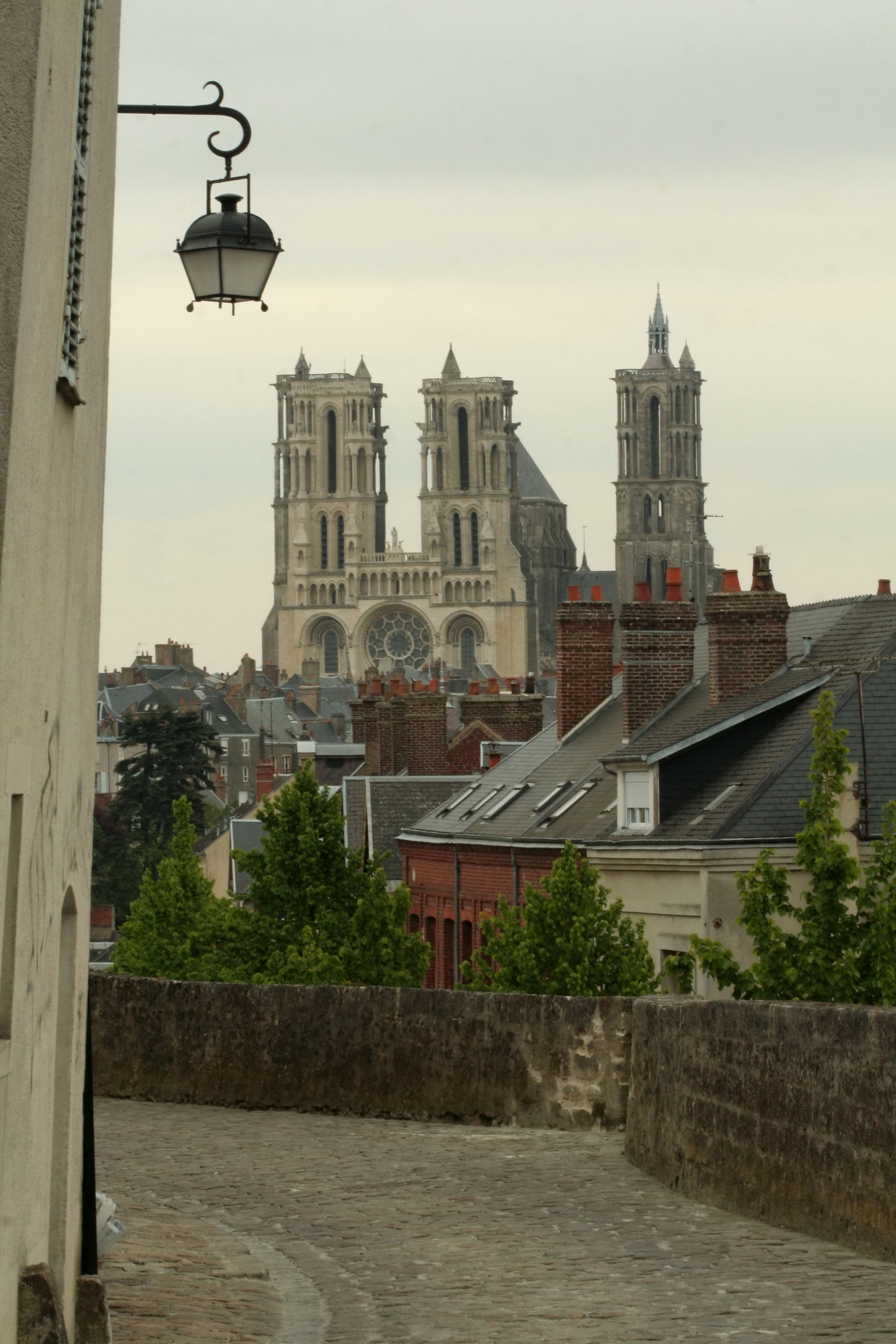
Kathedrale von Laon: Westtürme, südlicher Ostturm und Vierungsturm
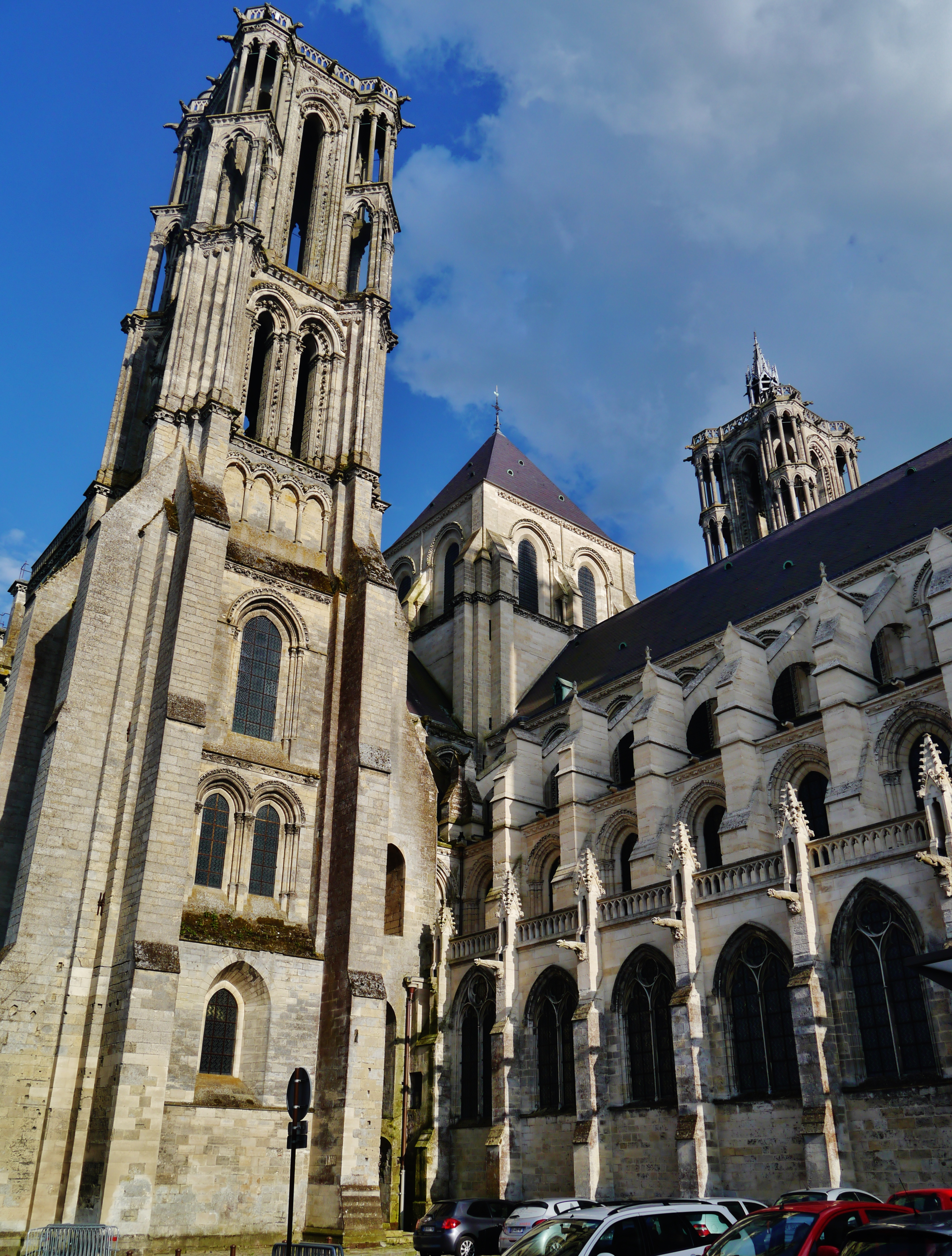
Kathedrale von Laon: Vierungsturm zwischen beiden Osttürmen
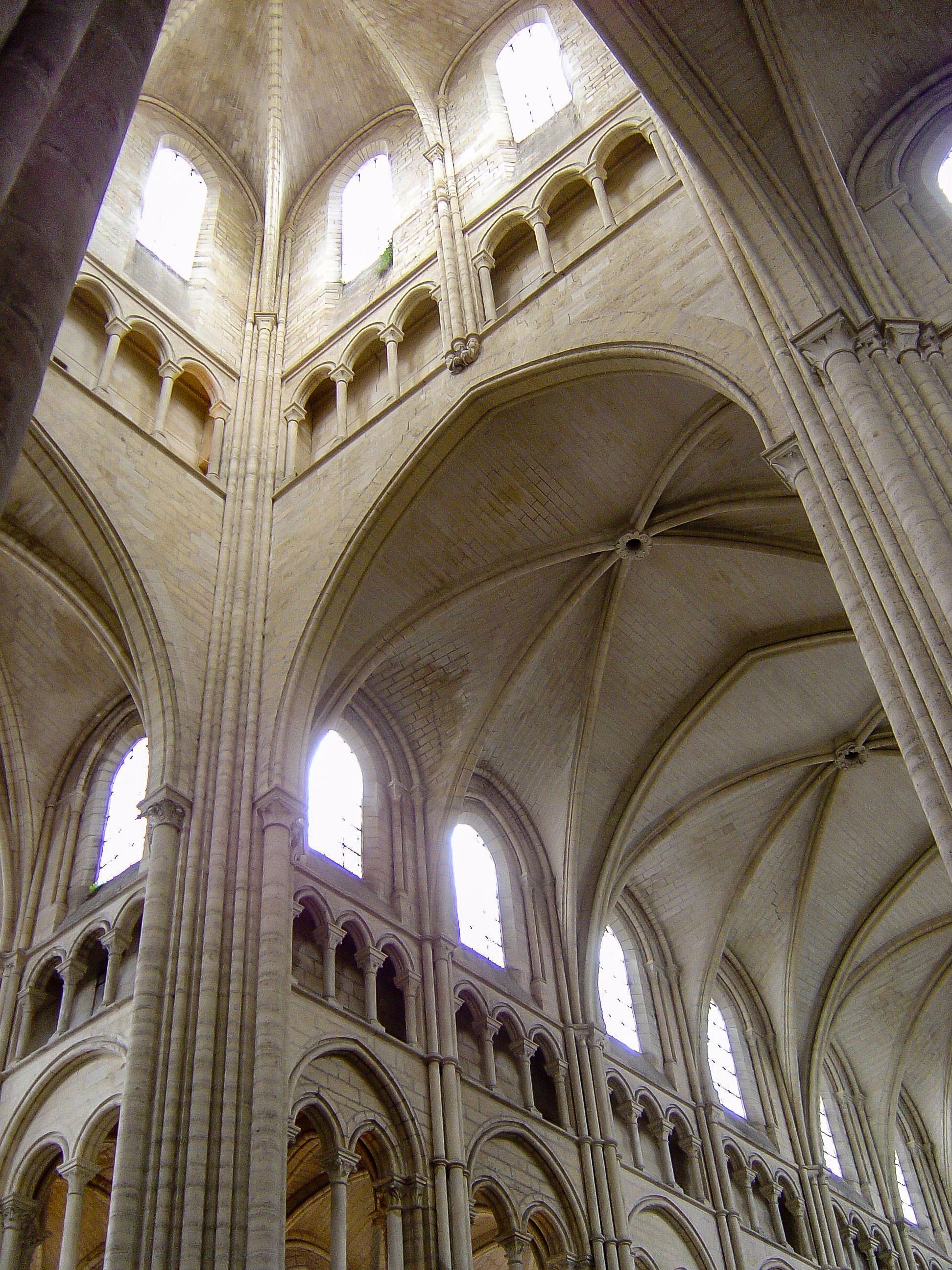
Kathedrale von Laon, Vierung mit Laterne
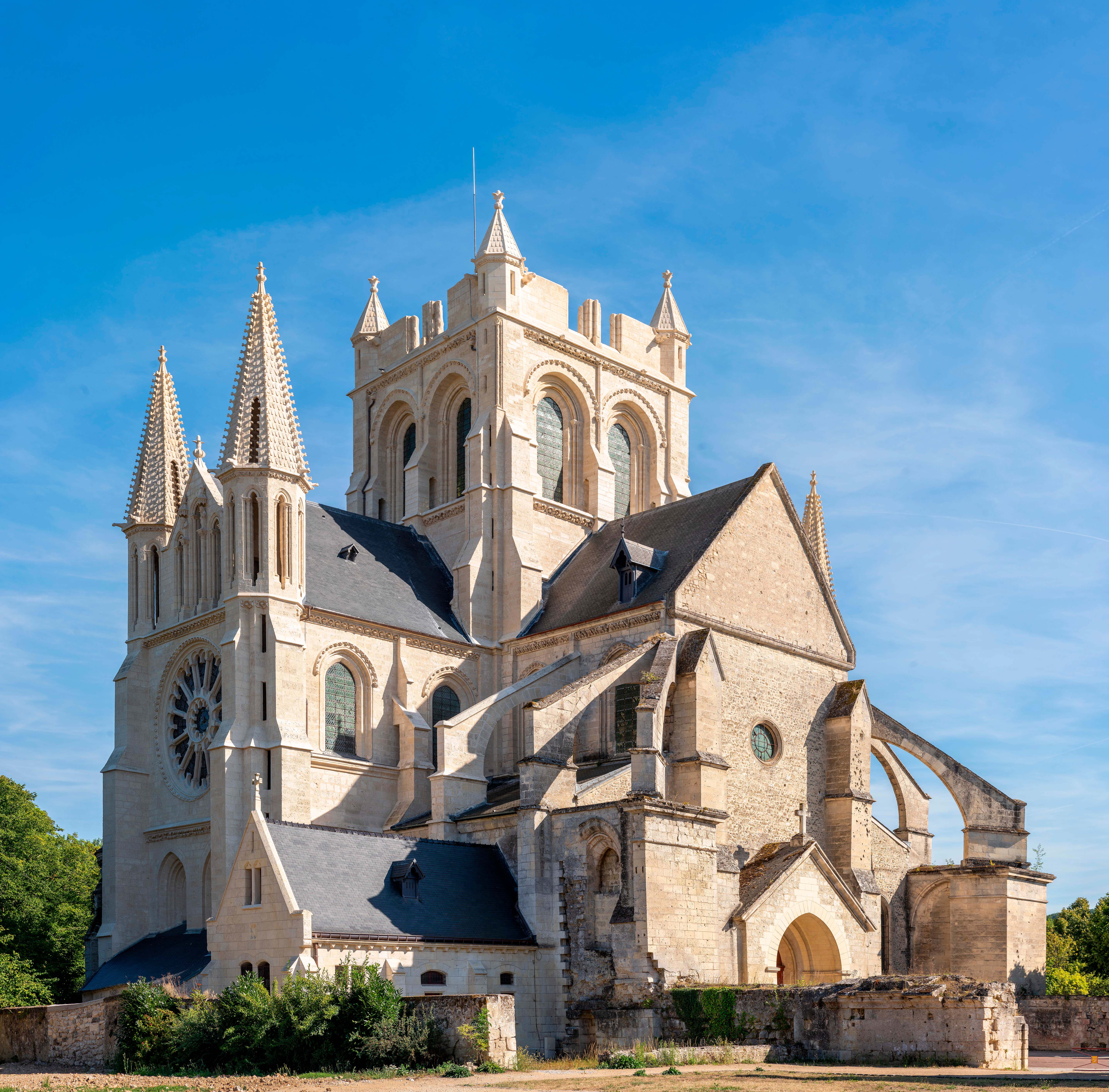
St-Yved, Braine

#### Westfrankreich
In Westfrankreich gibt es Laternentürme sowohl auf großen bekannten Kirchen als auch vereinzelt auf Dorfkirchen.

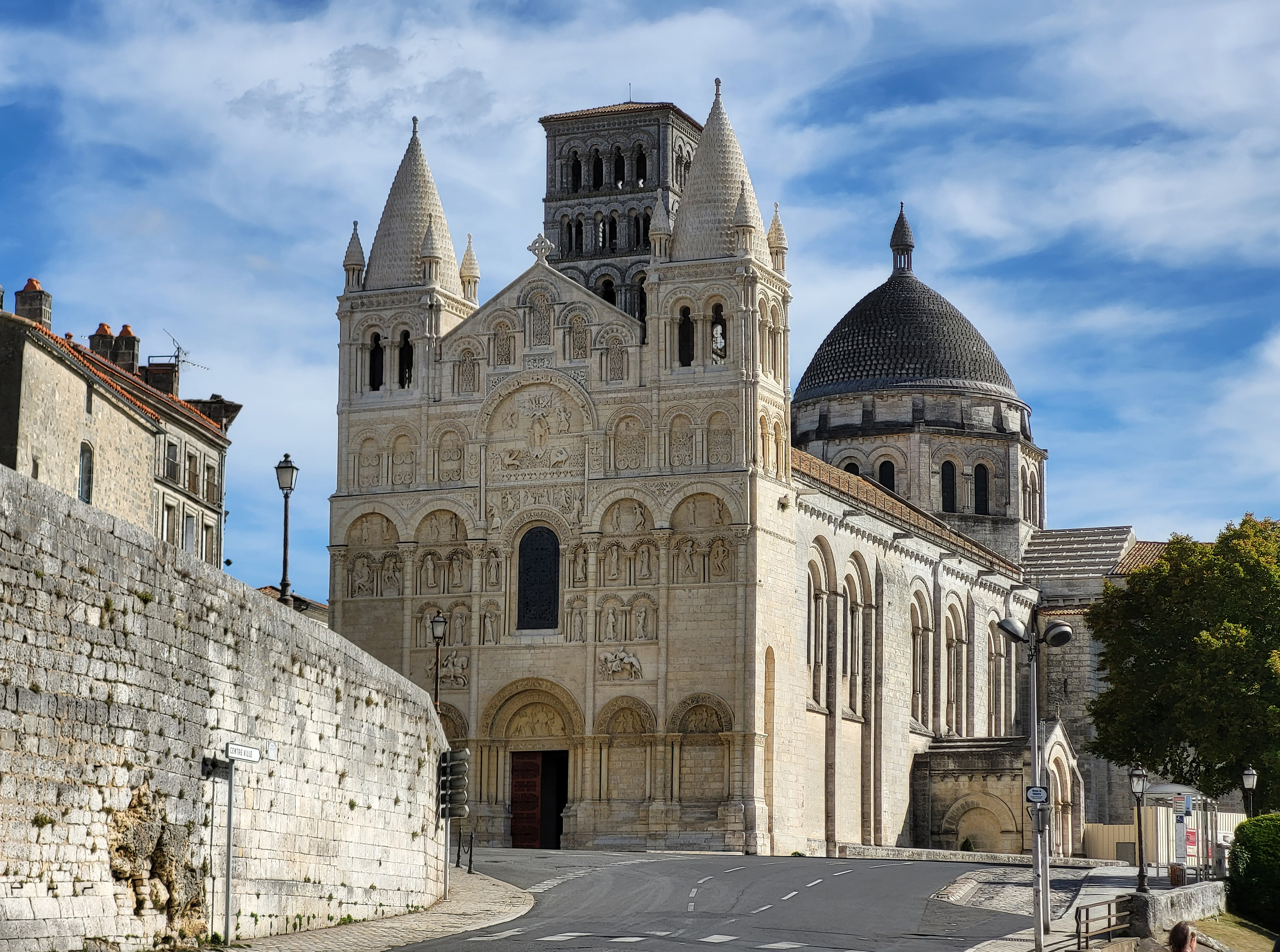
Kathedrale von Angoulême: zwei Fassadentürme, hoher Glockenturm, Vierungsturm
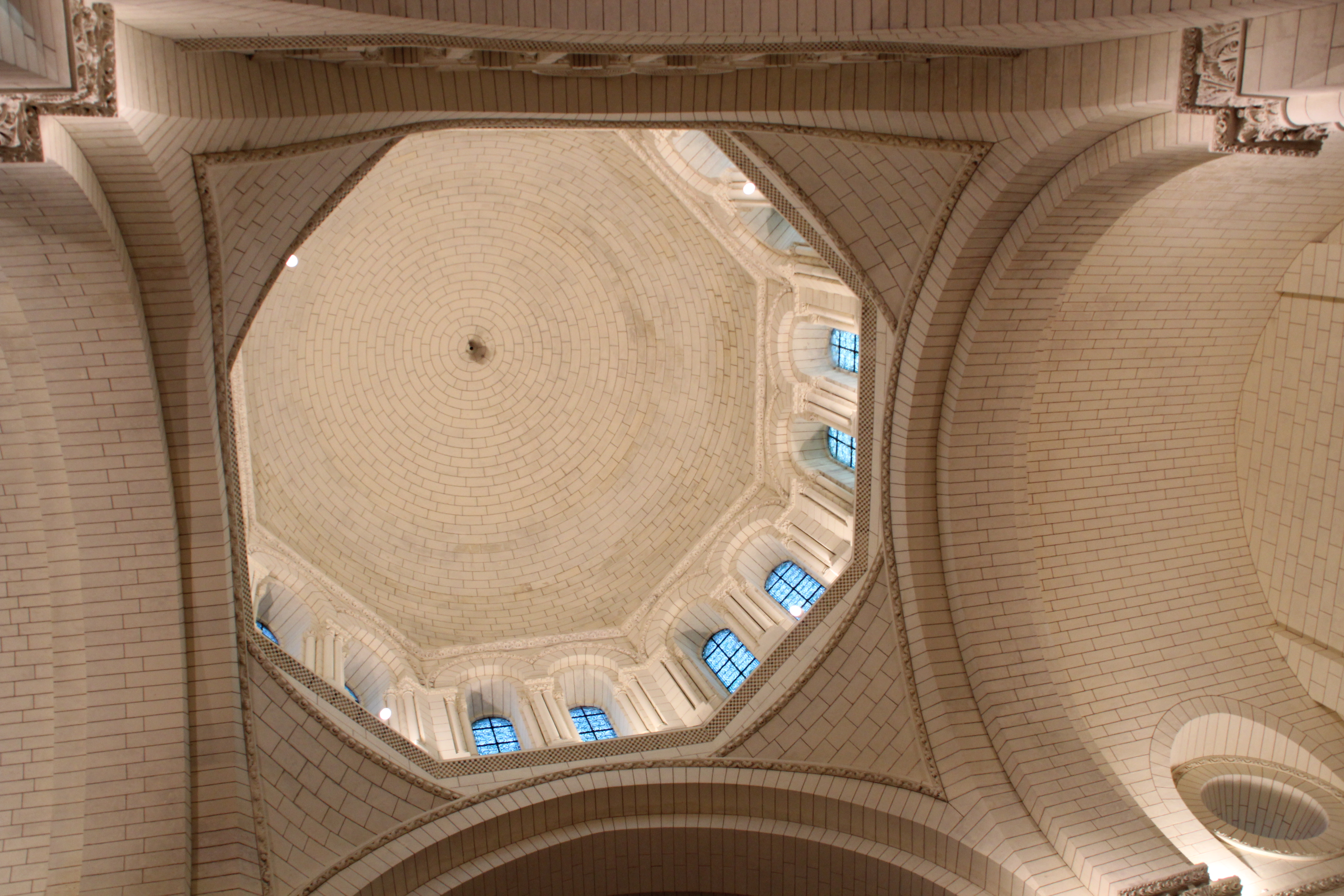
Kathedrale von Angoulême: Vierungsturm als Laternenturm
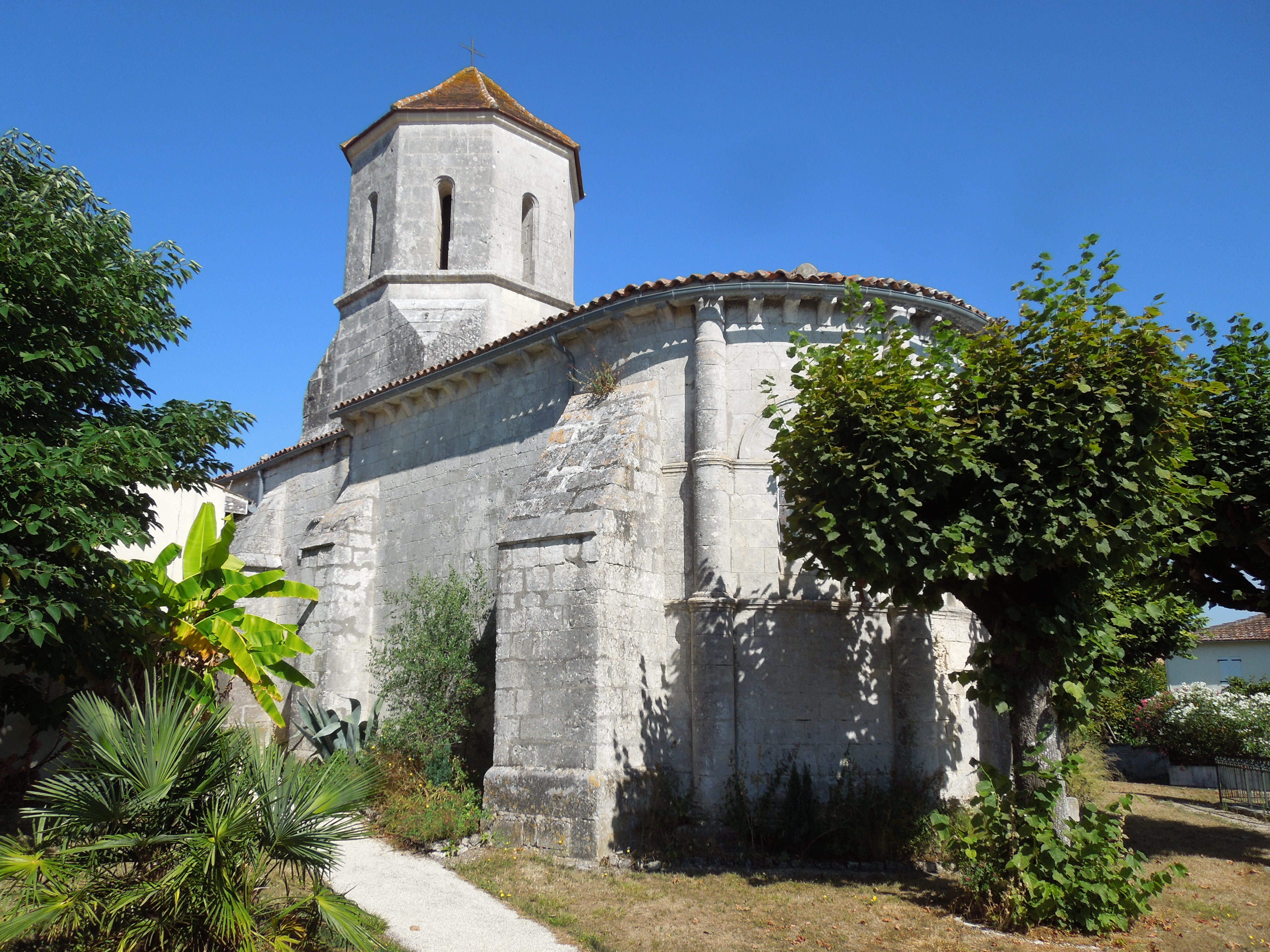
Clam (Charente-Maritime): St-Martin (Bilder), einschiffig mit Mittelturm
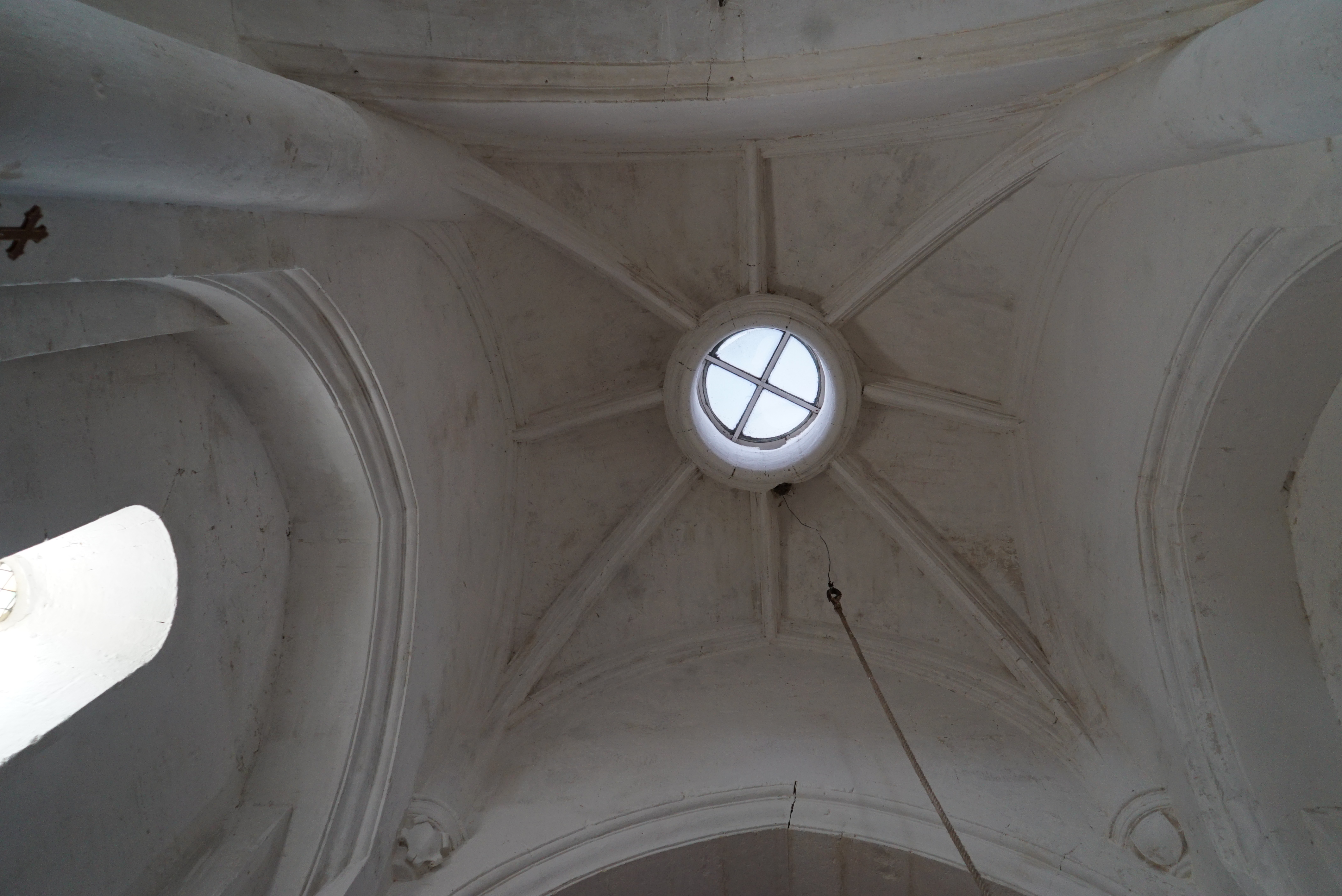
St-Martin, Clam, angevin. Gewölbe, Fenster zum Laternengeschoss, da es auch Glockengeschoss

#### Burgund
Weitab von den normannischen und nordfranzösischen Bauten gelegen, aber nur rund 150 km von Lausanne und Neuchâtel (siehe unten) entfernt, wird die Vierung der um 1225 begonnenen Kirche Notre-Dame in Dijon von einem Laternenturm überragt, der ursprünglich wohl geplant war, jedoch unvollendet blieb und in wesentlichen Teilen erst im 19. Jahrhundert errichtet wurde.

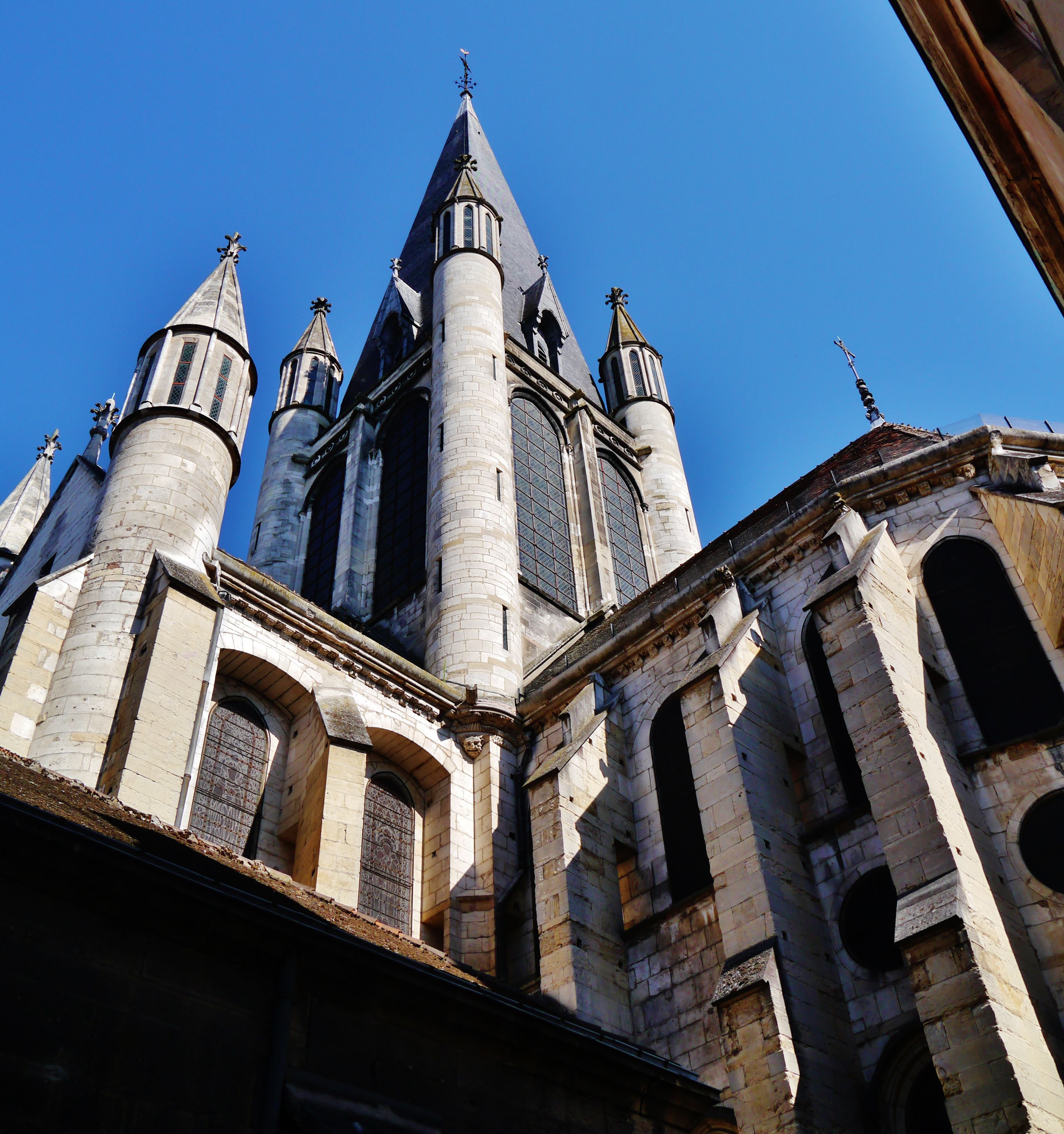
Notre-Dame in Dijon, Burgund
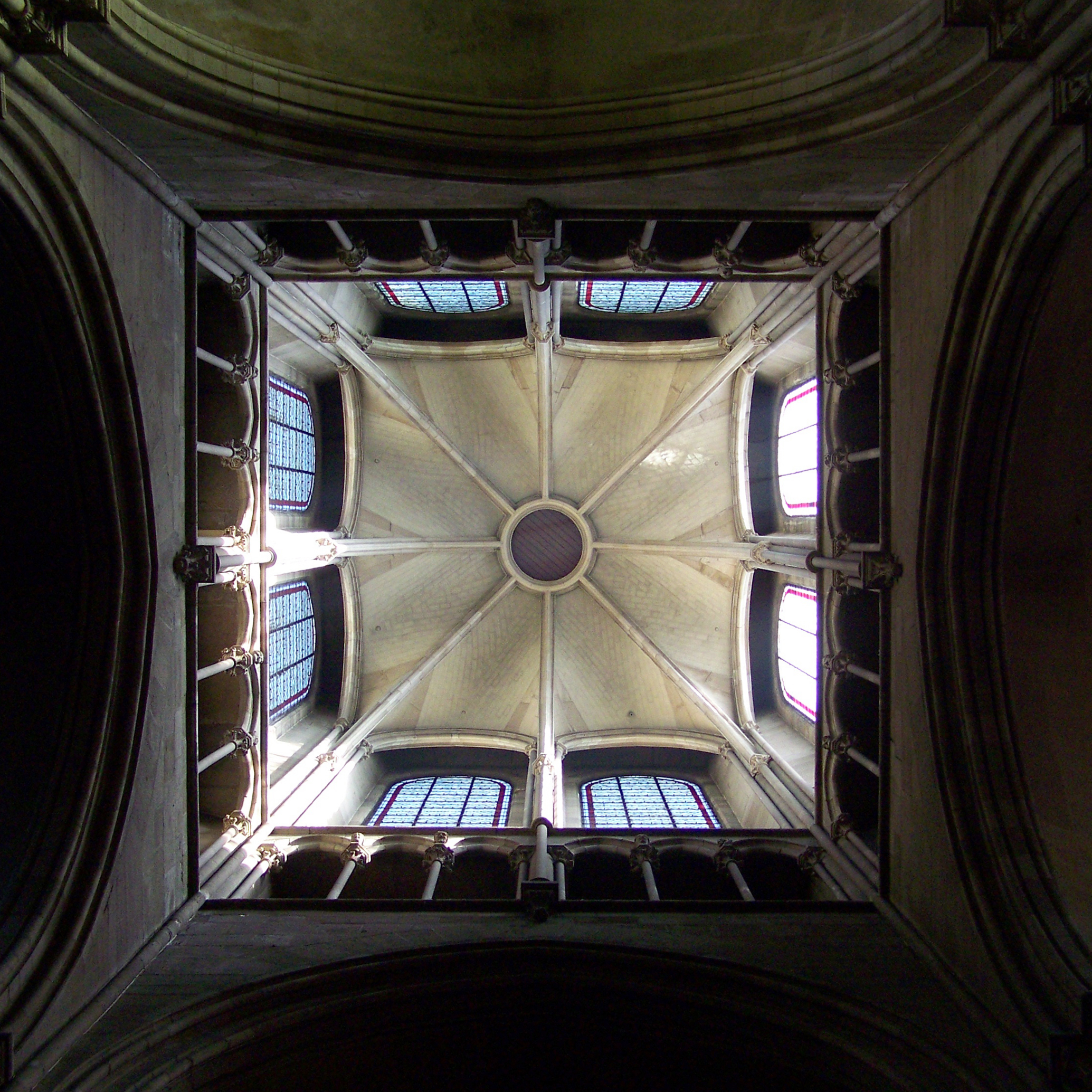
Notre-Dame in Dijon, 1230–1251
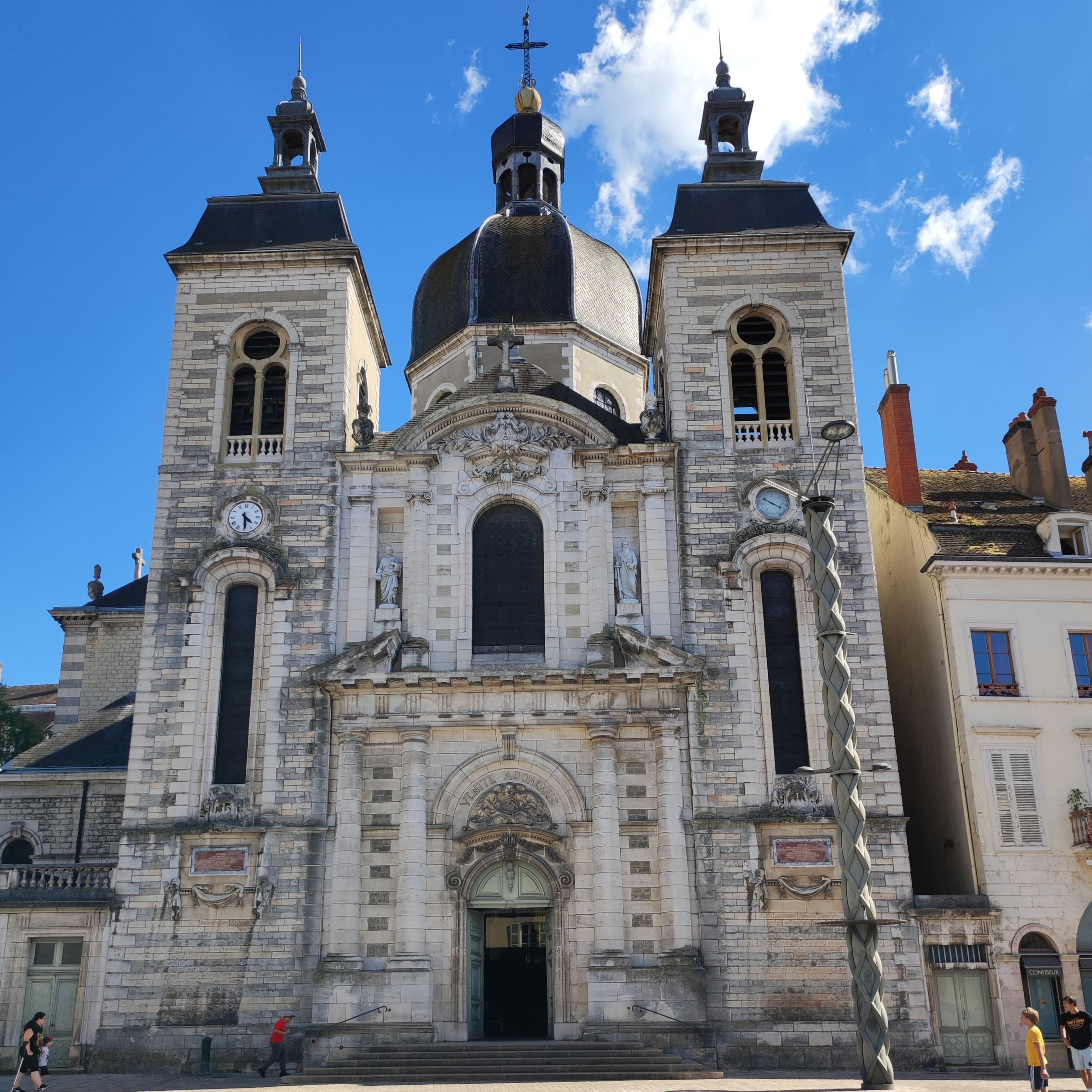
Chalon-sur-Saône, St-Pierre, 4. V. 17. Jh./1. V. 18. Jh.
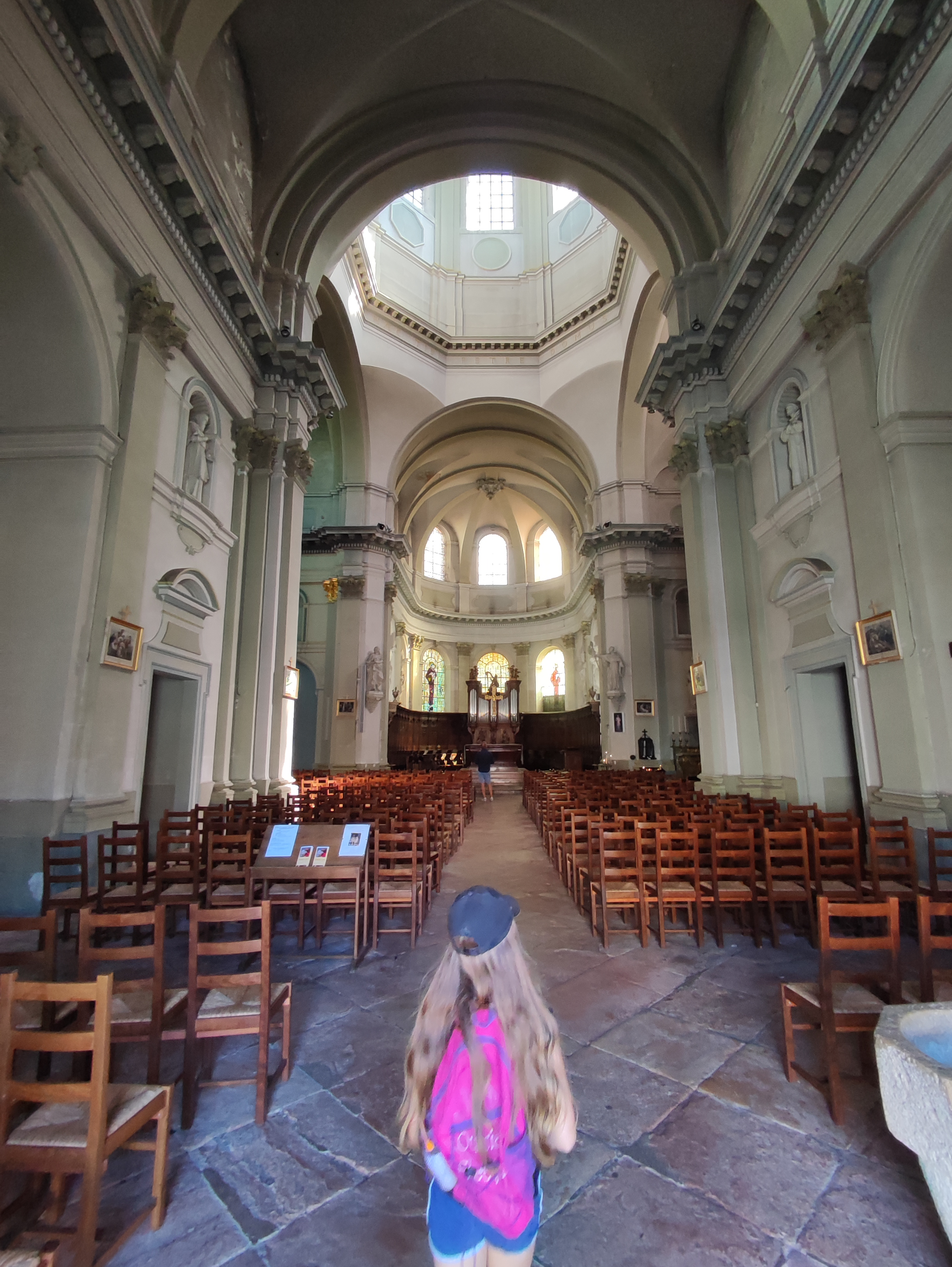
St-Pierre, Chalon-sur-Saône
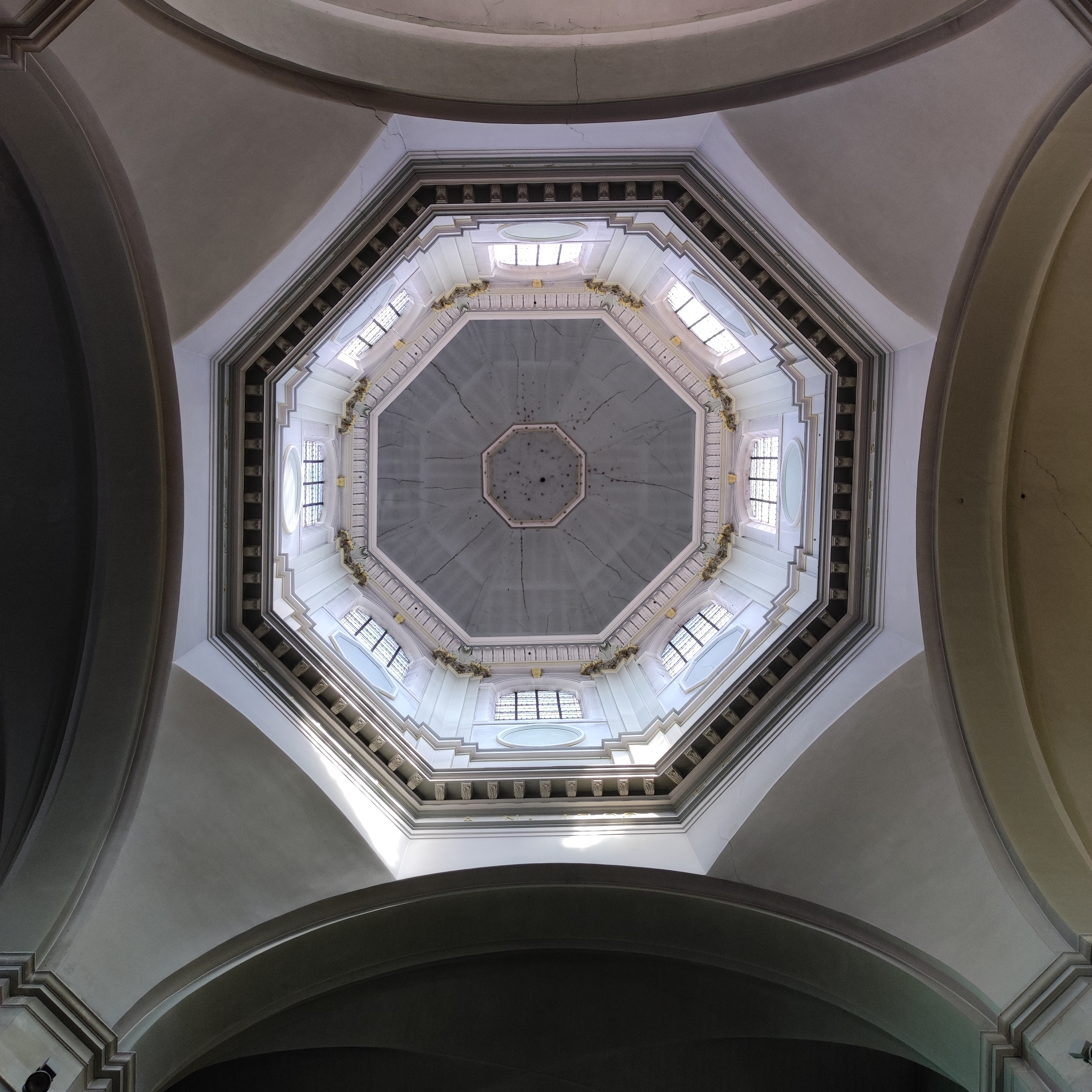
St-Pierre, Chalon-sur-Saône

#### Provence

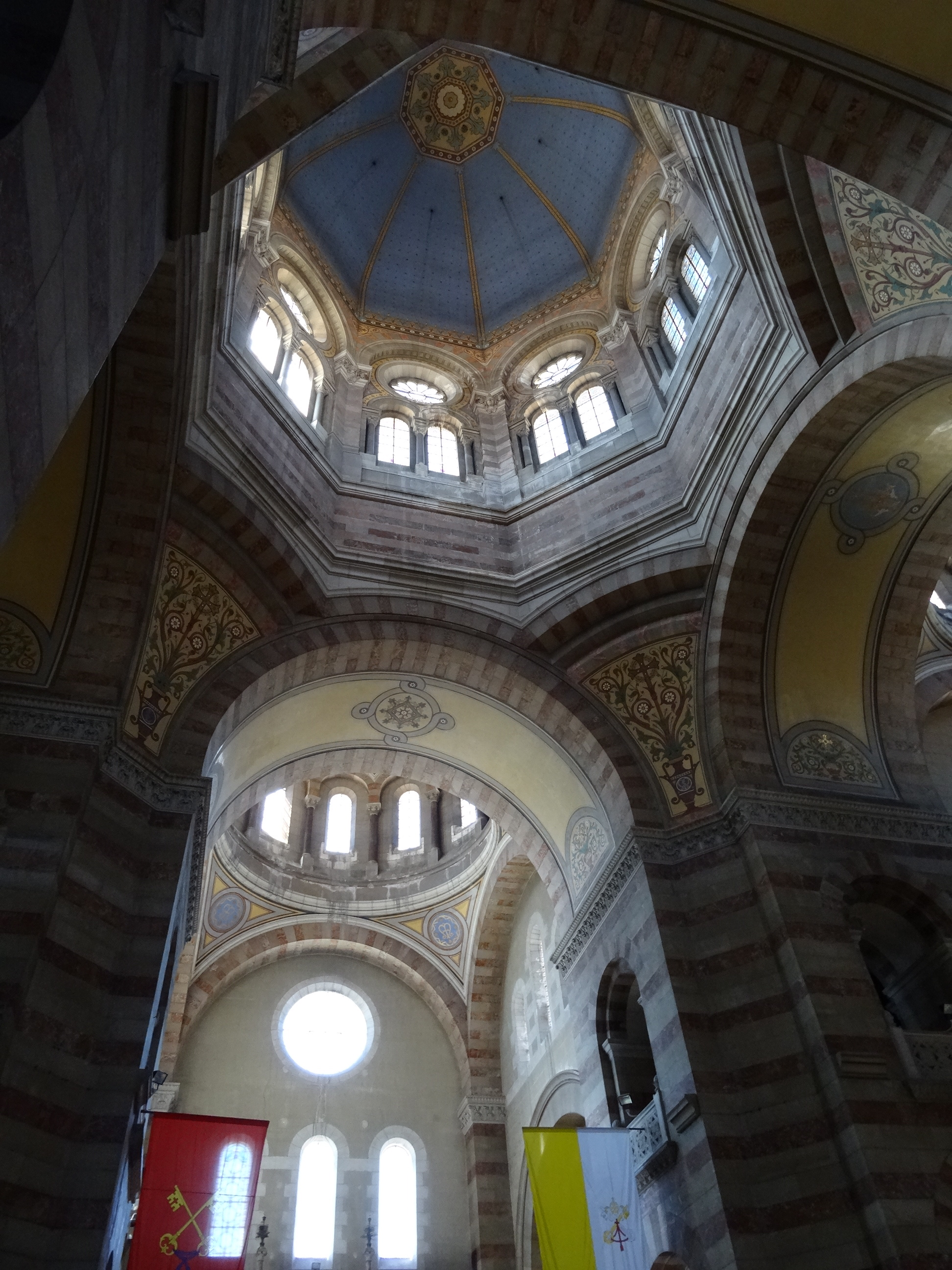
Kathedrale von Marseille

Drei Laternentürme hat die neobyzantinische Kathedrale von Marseille, einen hohen achteckigen über der Vierung, zwei etwas kleinere, runde über den Querhausarmen. Eine weitere neobyzantinische Kirche mit Laternenturm in dieser Mittelmeerstadt ist Notre-Dame de la Garde.
Die Kirche St-Honorat in Arles, eine nur noch zum Teil unter Dach stehende romanische Staffelhalle, hat über der Vierung eine Kuppel mit einer sehr kleinen Laterne.

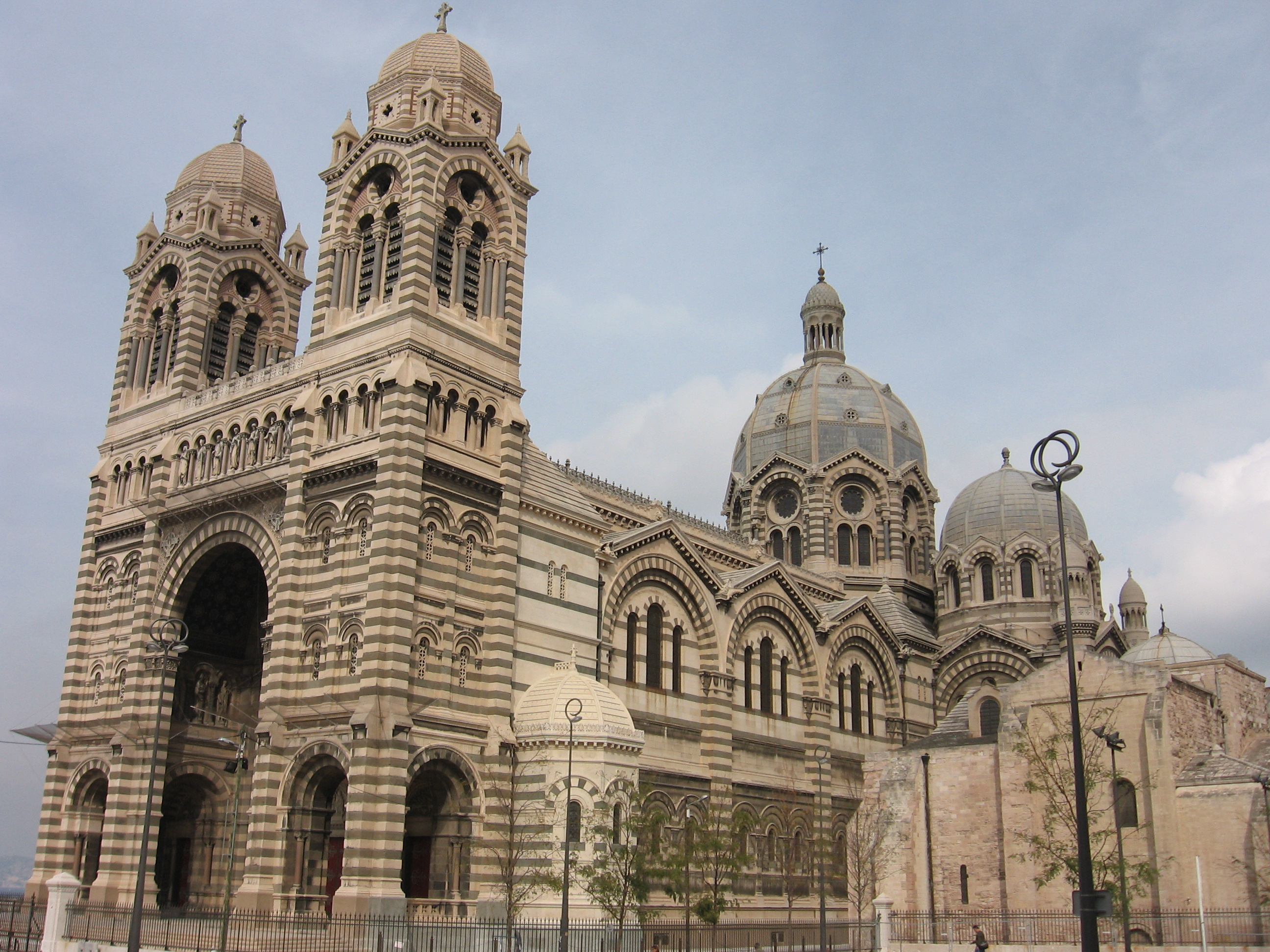
Kathedrale von Marseille
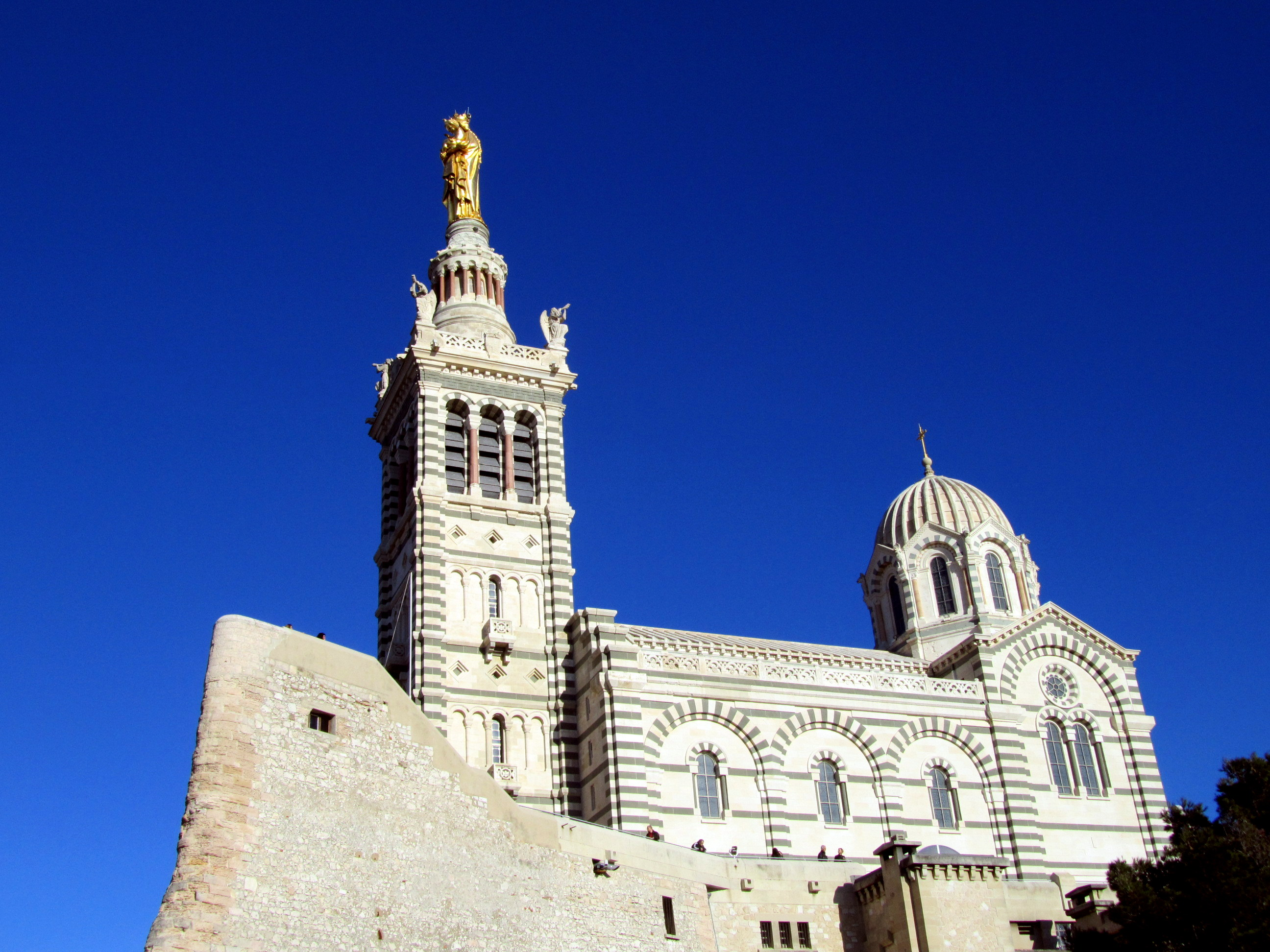
Notre-Dame de la Garde, Marseille
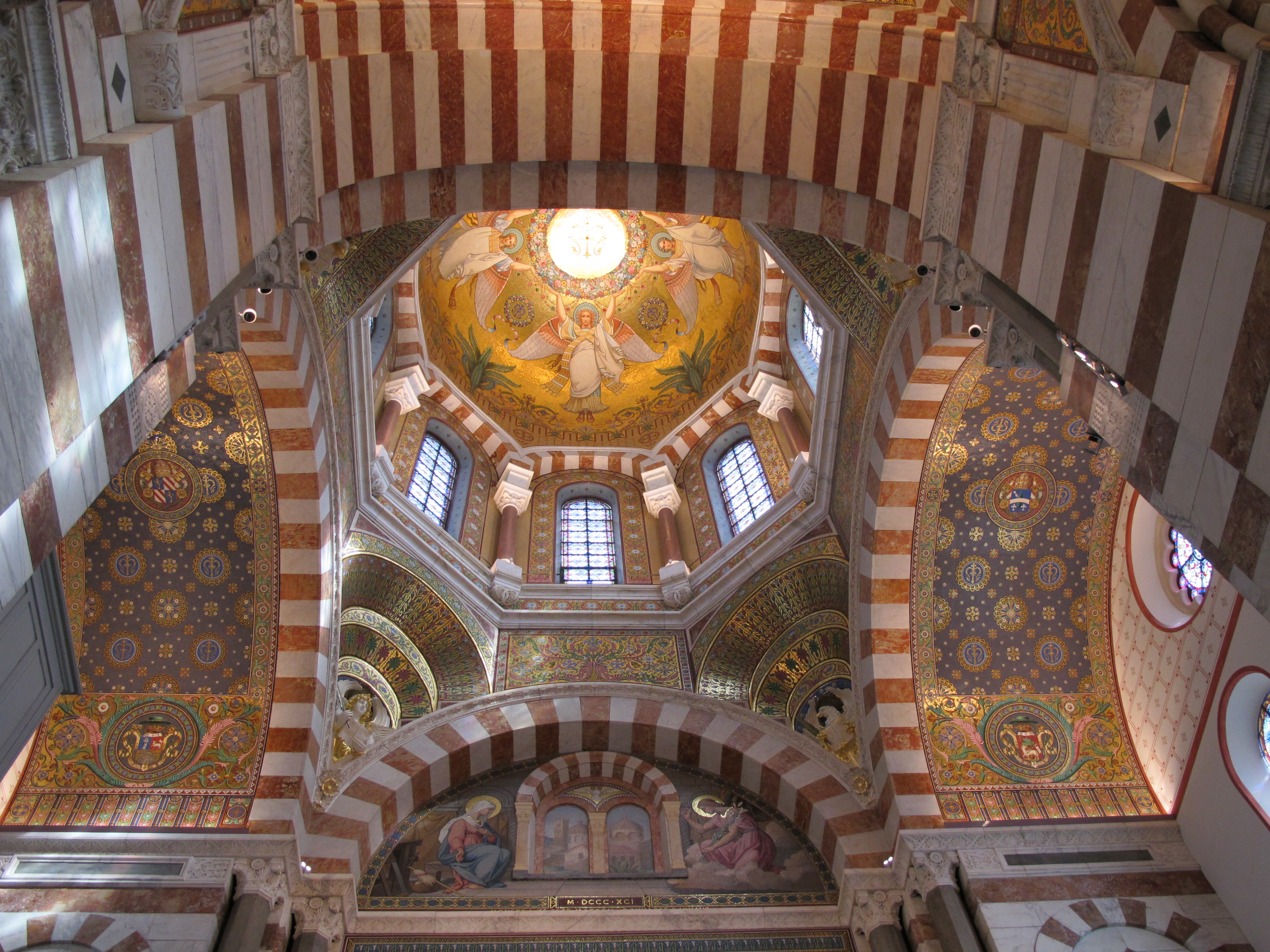
Notre-Dame de la Garde
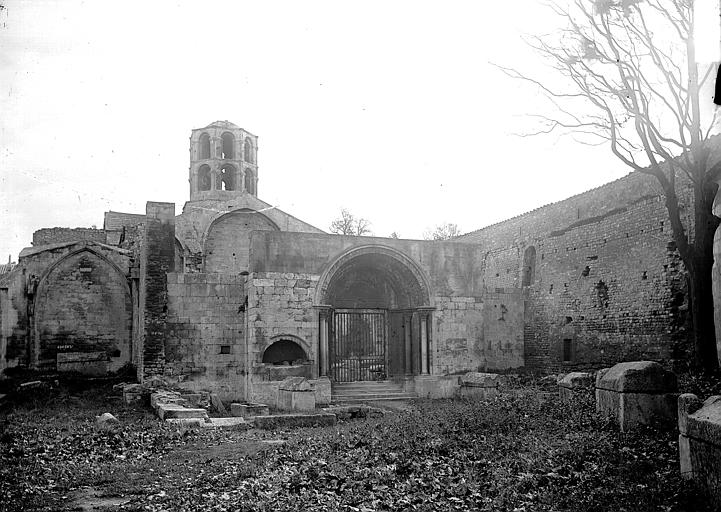
Saint-Honorat in Arles, Bouches-du-Rhône, Provence
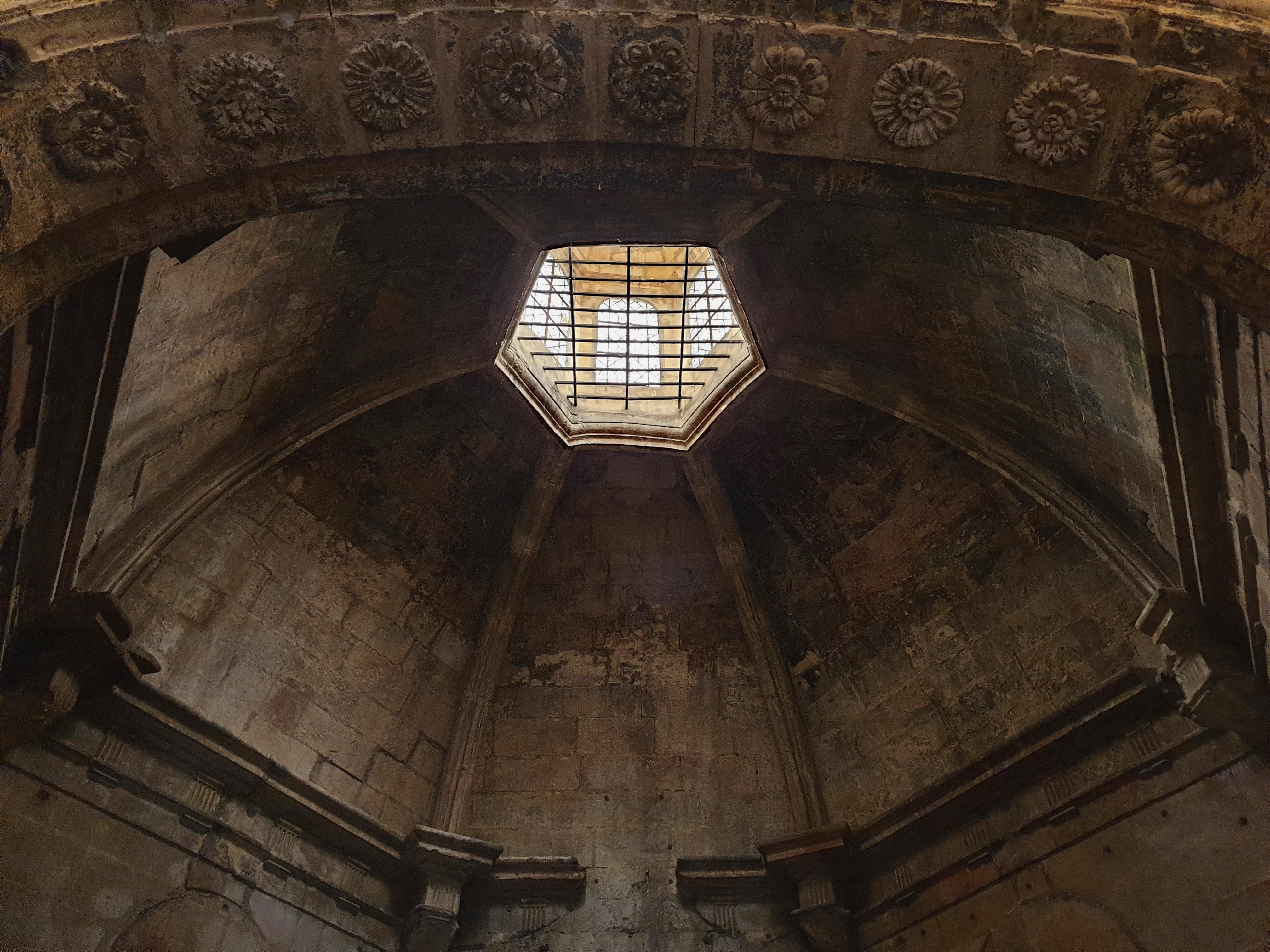
Arles, St-Honorat

#### Languedoc
Das unterste Freigeschoss des in gotischer Zeit um mehrere Glockengeschosse aufgestockten Vierungsturms der Kirch St-Sernin erhellt als (allerdings unvollständig befensterte) Laterne die Vierung.

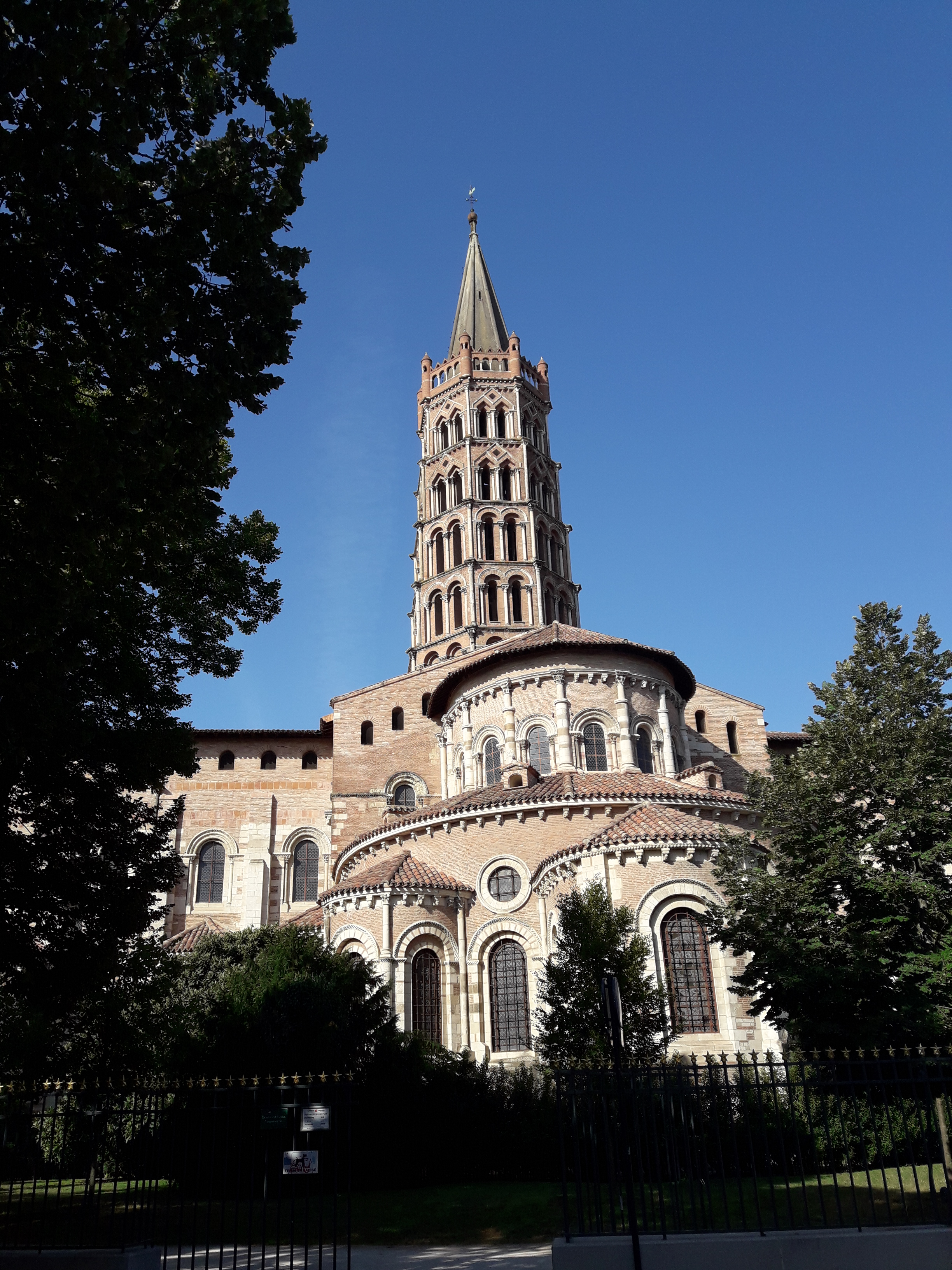
St-Sernin, Toulouse, Okzitanien, obere Turmgeschosse Mitte 13. Jh.
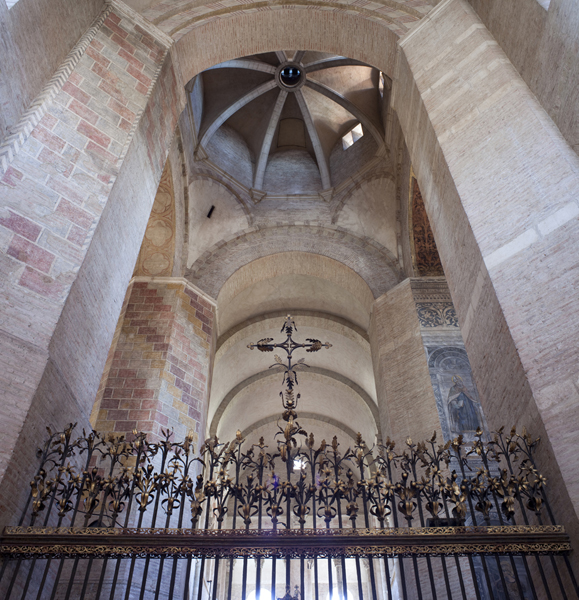
St-Sernin in Toulouse, Hochschiff 1118 – ca. 1150
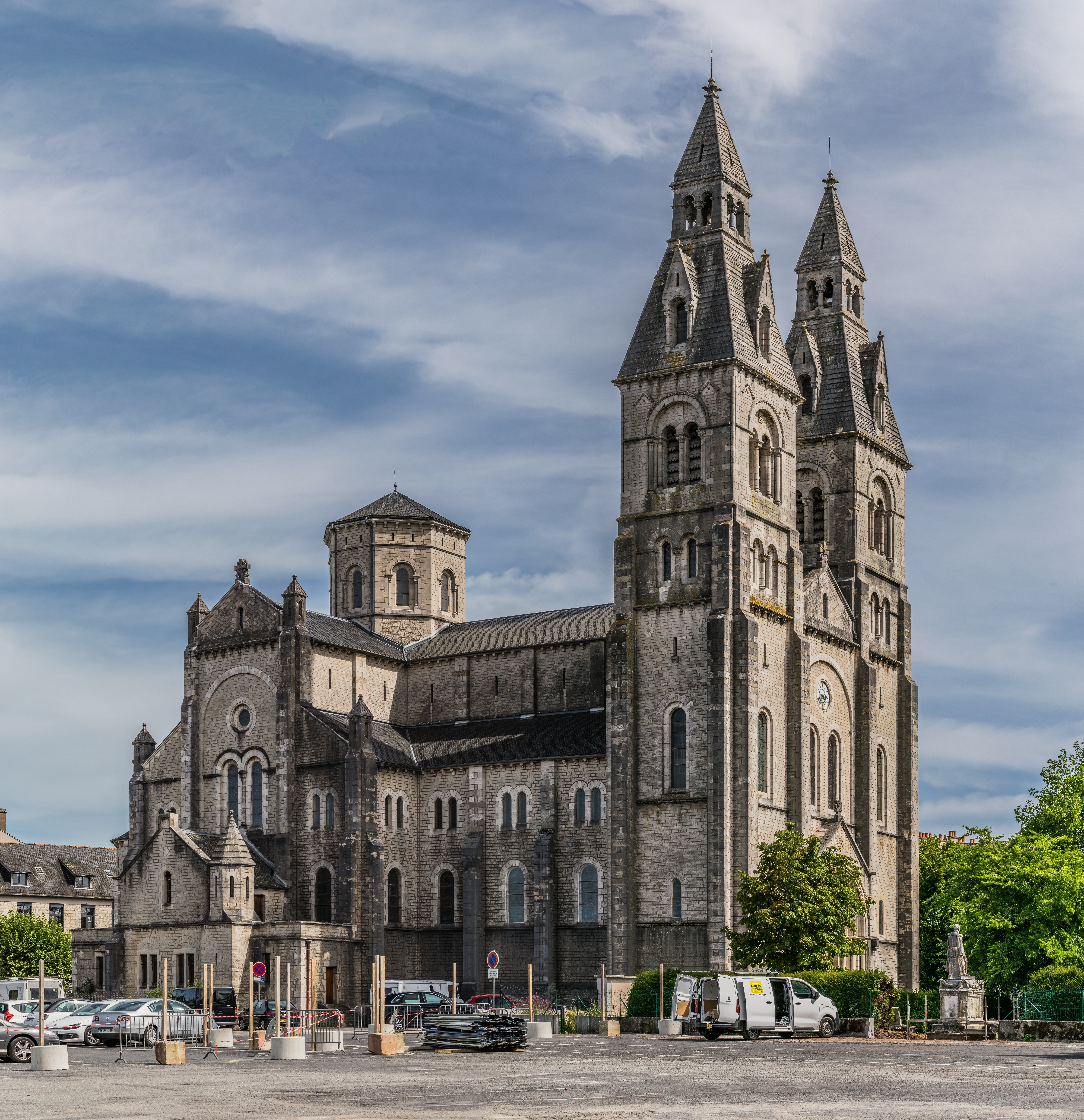
Sacré-Coeur (4. V. 19. Jh.), Rodez

### Schweiz
Die um das Jahr 1190 geweihte Kathedrale Notre-Dame in Lausanne hat einen Laternenturm, der allerdings erst in den Jahren 1873–1876 fertiggestellt wurde und sich an Laon orientiert.
Rund 70 km nördlich von Lausanne findet sich in der Kollegiatkirche in Neuchâtel ein noch aus dem Mittelalter stammender Laternenturm mit einem für diese Zeit üblichen achtteiligen Rippengewölbe; im 19. Jahrhundert fanden Restaurierungen statt.

## Südeuropa
Südlich der Alpen und der Pyrenäen wurden die Vierungen von Sakralbauten regelmäßig durch Gewölbe oder Kuppeln (meist auf belichtetem runden oder achteckigem Tambour) geschlossen.

### Italien
In Italien werden alle belichteten Aufbauten mit oder ohne Vierung Vierungsbereich als tiburio bezeichnet. Aus der Spätantike sind in diesem Land ein paar der ältesten Laternentürme überhaupt erhalten. Die hochmittelalterlichen Beispiele sind teilweise stark byzantinisch beeinflusst. Die weitaus größte Zahl an Laternentürmen in Italien gehört der Renaissance und dem Barock an.

#### Romanische und gotische Türme
In der „Basilika“ Sant’Ambrogio in Mailand, architektonisch einer EmporenHalle kam der Tiburino durch einen Planwechsel zustande, erkennbar an Vorlagen für hier gar nicht mögliche Gewölberippen, alles vor 1128. Die Kirche des Zisterzienserklosters Chiaravalle Milanese durfte nach der Zisterzienserregel eigentlich keinen hohen Turm haben, erst recht keinen Laternenturm. Die Kirche ist auch keine umgewidmete Kirche eines anderen Ordens. Das Kloster hatte aber besonders gute Beziehungen zum Papst und leistete sich 1340 einen achteckigen Vierungsturm von sechs Geschossen, das unterste als Laterne der Vierung.

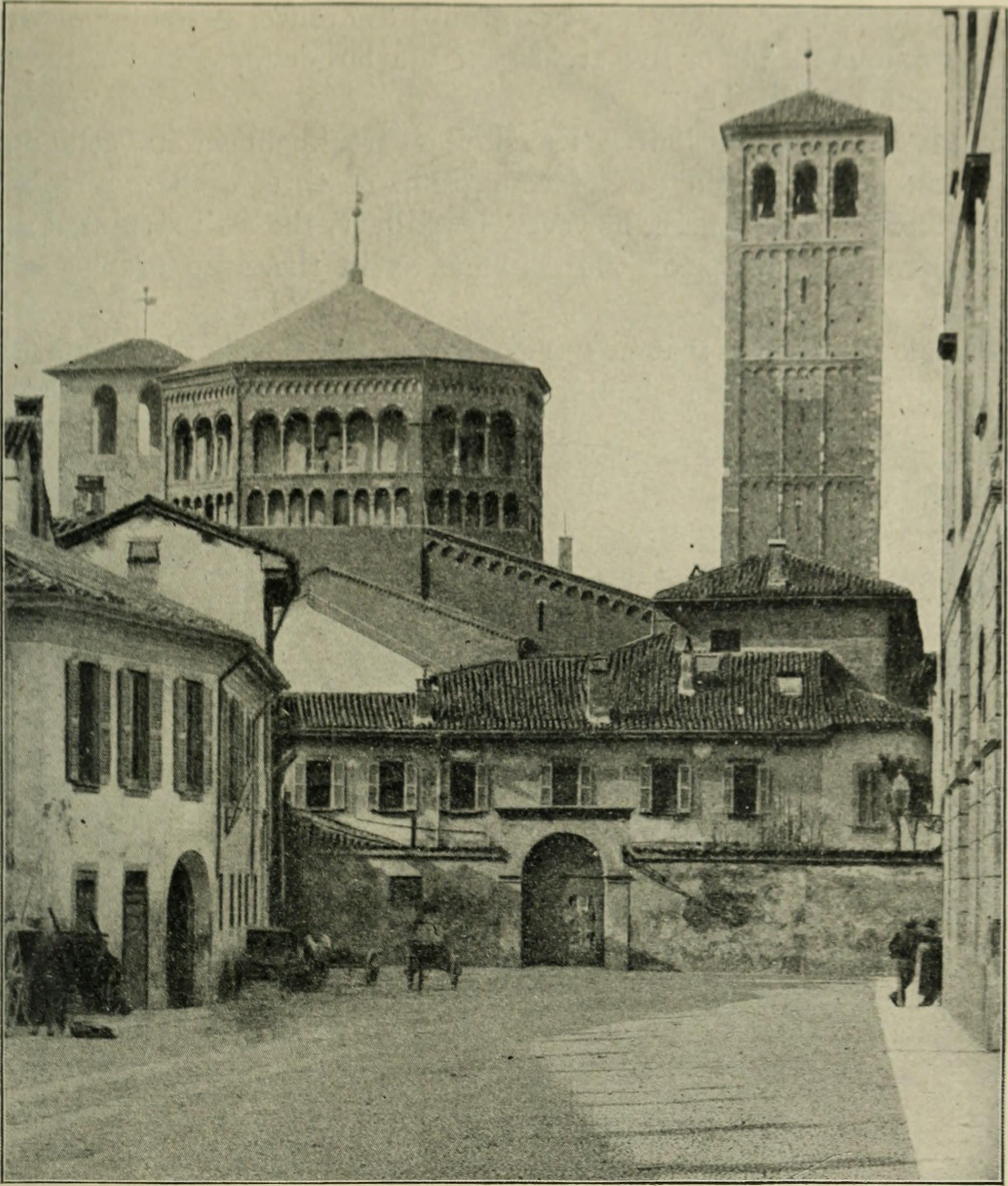
Sant’Ambrogio, Mailand: Tiburino auf dem Satteldach der Hallenkirche
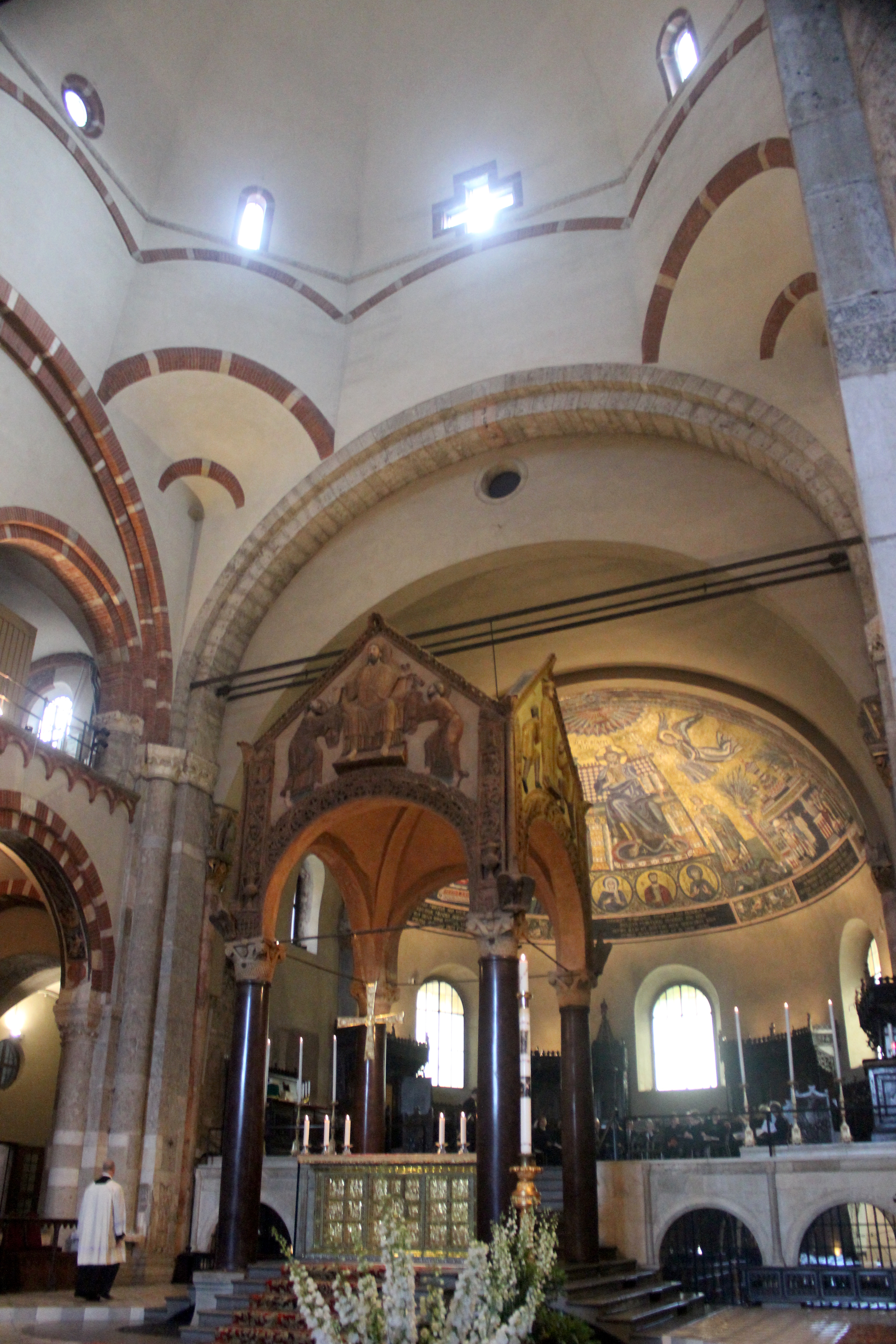
Sant’Ambrogio, Mailand: Tiburino als östlichstes Joch der Emporenhalle
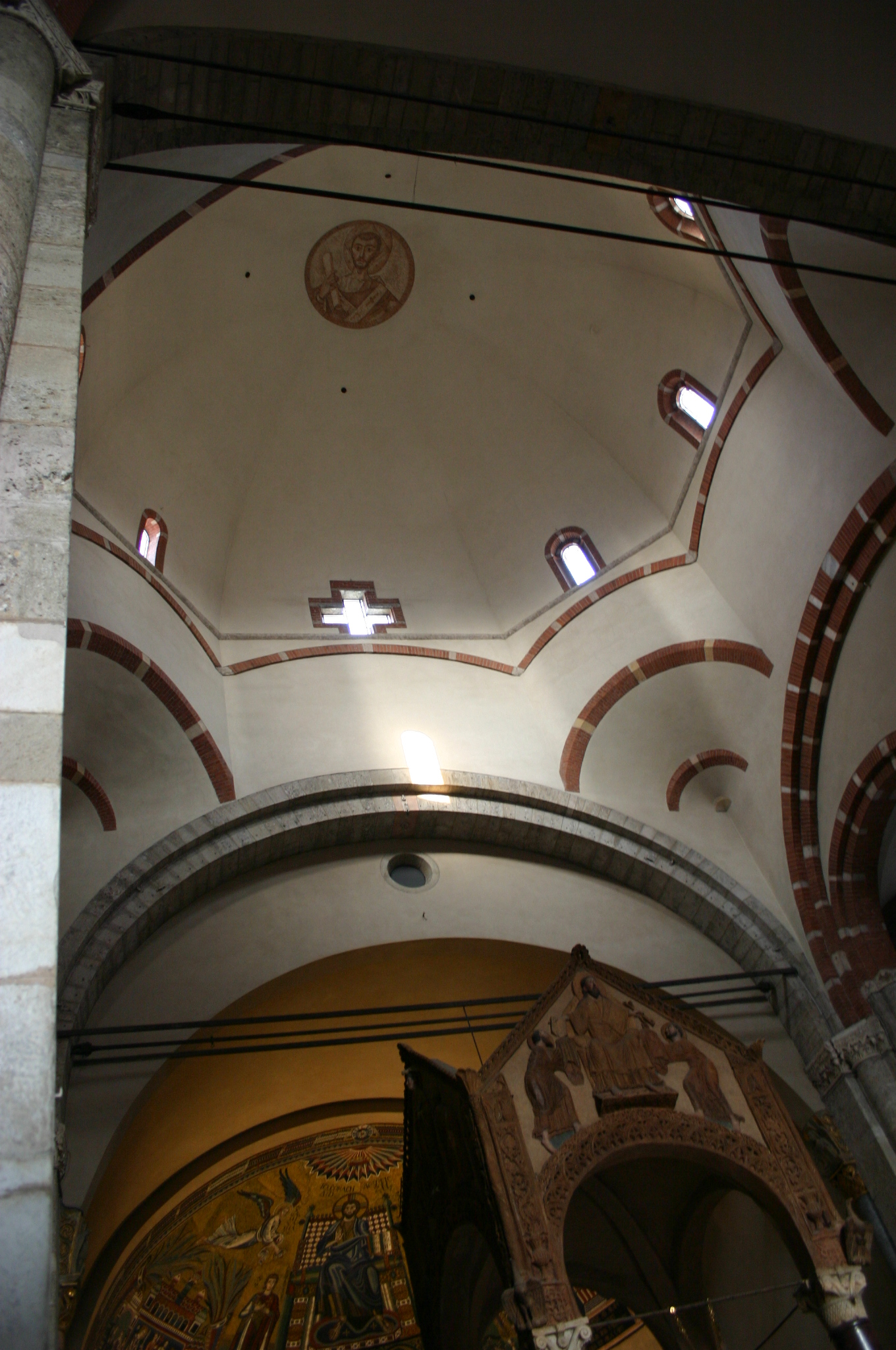
Kuppel noch ohne Rippen
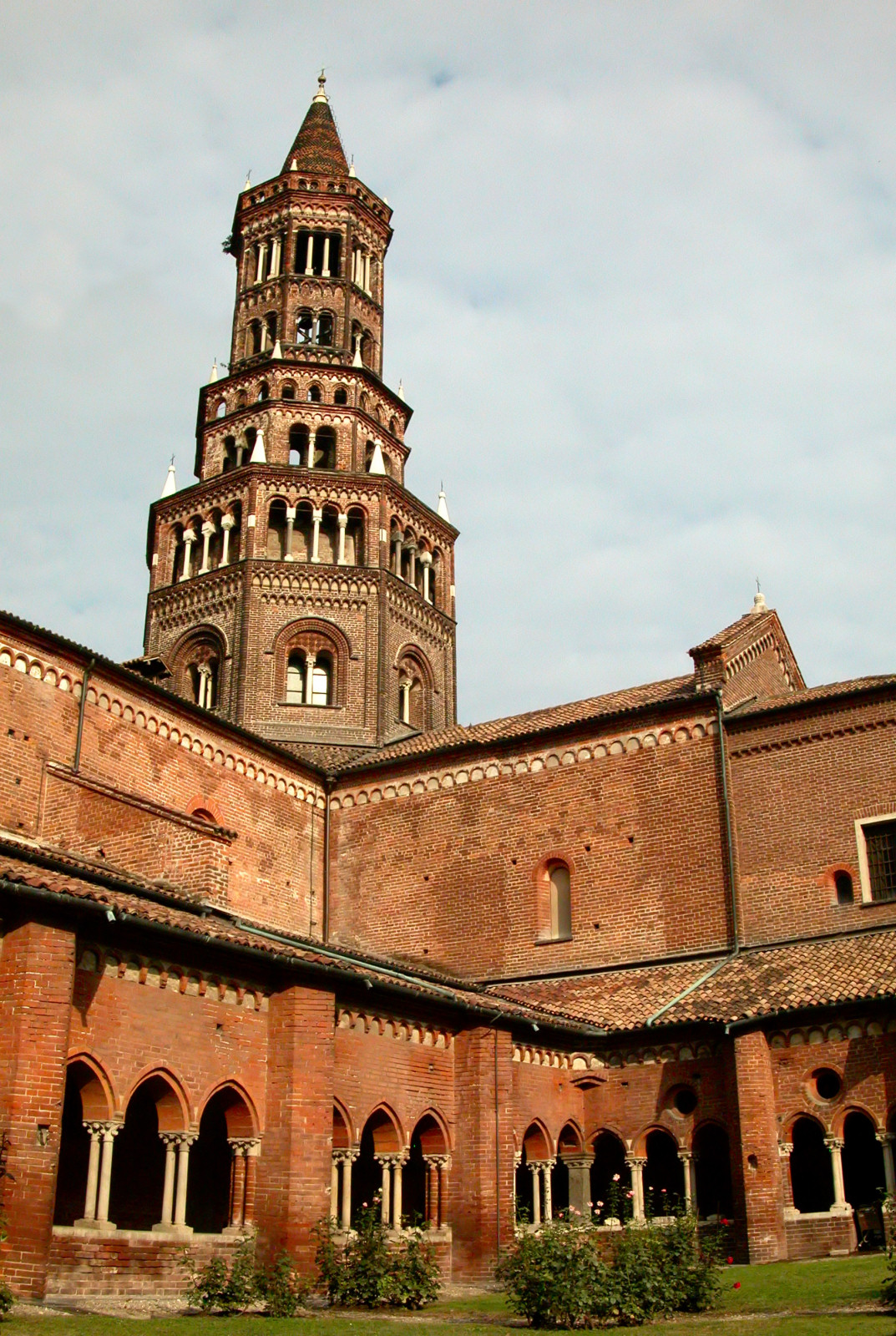
Kloster Chiaravalle Milanese: Vierungsturm
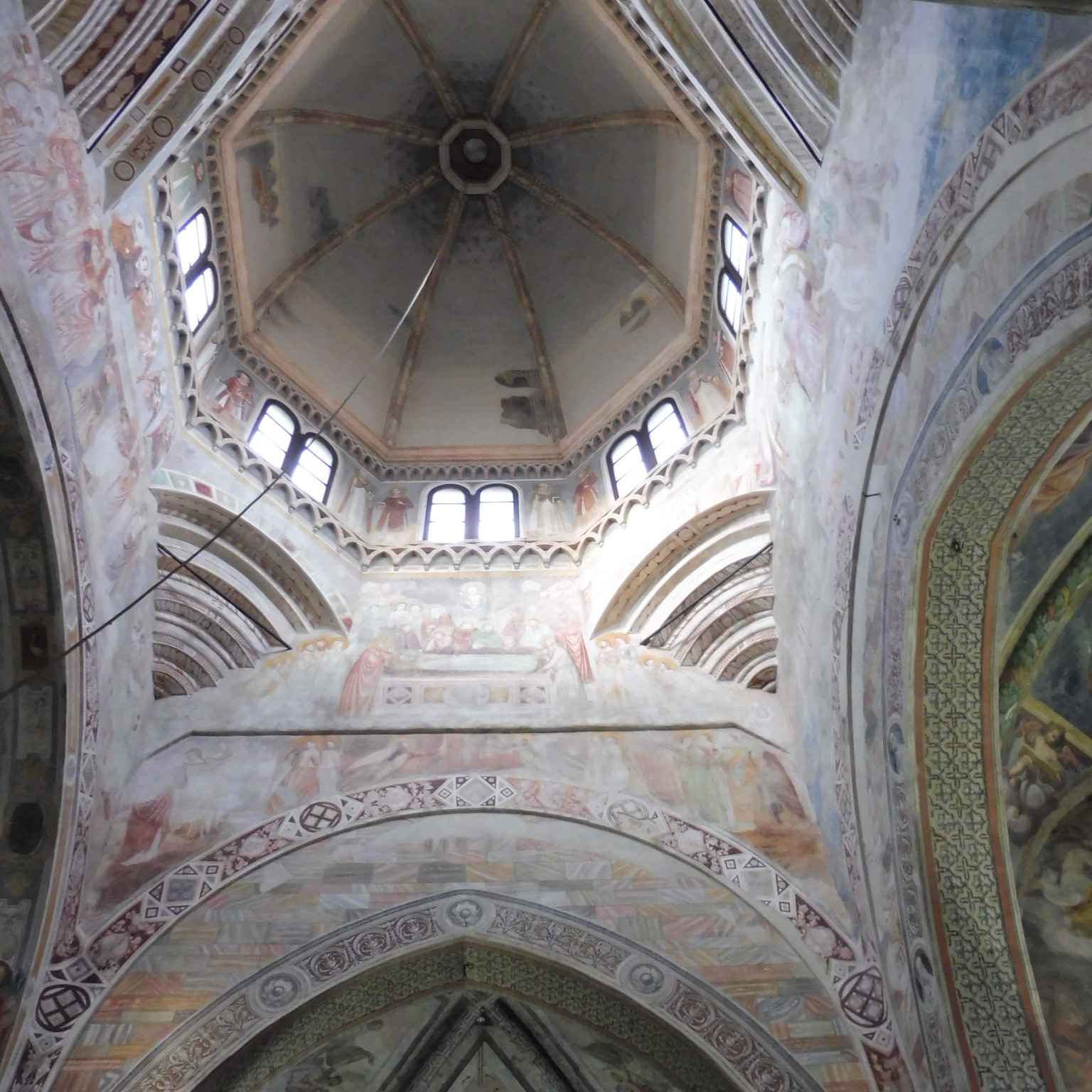
Chiaravalle: Laterne und Kuppel der Vierung

#### Dominierende Kuppeln

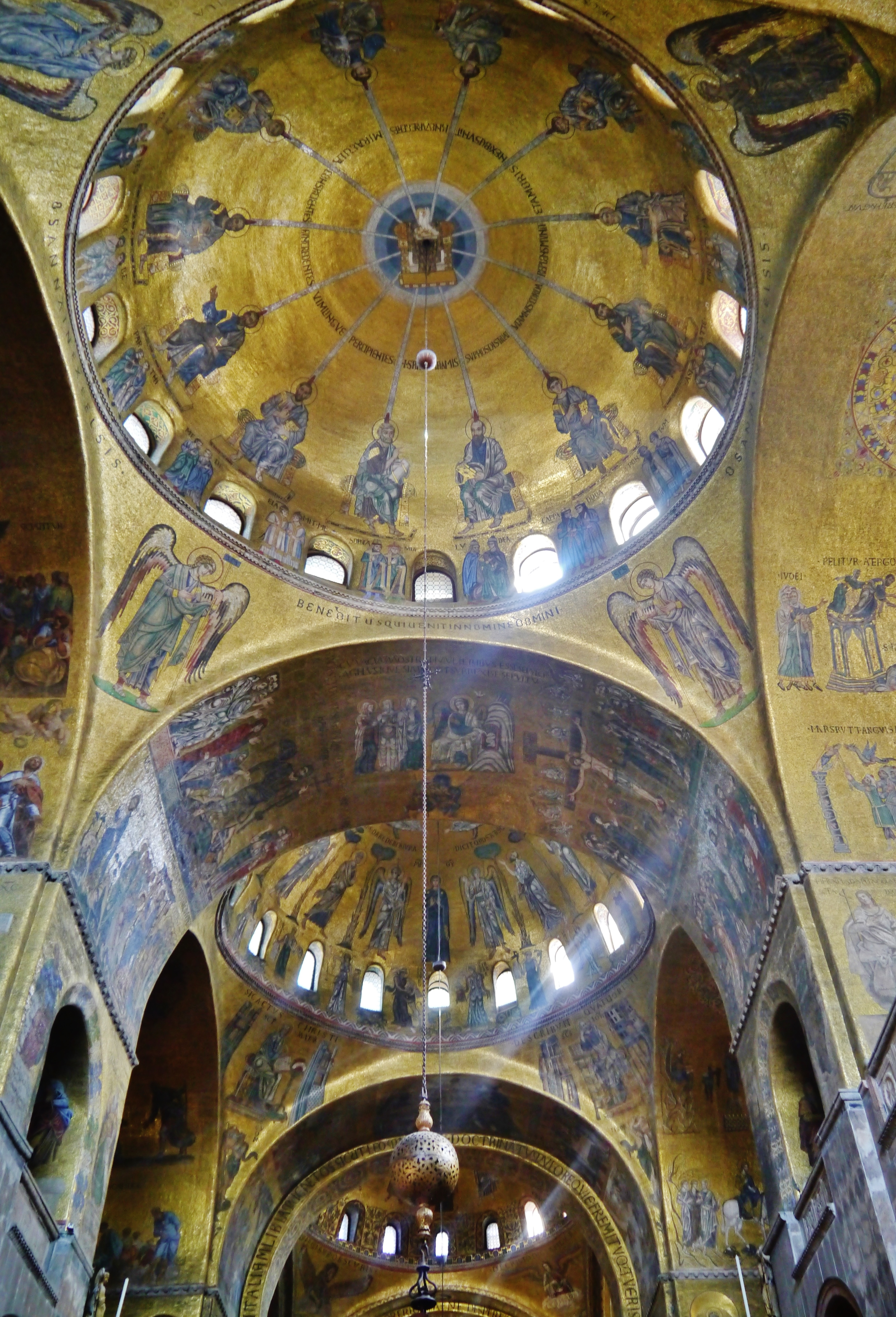
Drei der fünf großen Kuppeln von San Marco

Auch einige vor allem als Kuppeln wahrgenommene Aufbauten sehr bekannter italienischer Kirchen sind hinsichtlich ihrer Einbindung in die Gebäude Laternentürme. Die fünf Kuppeln des Markusdoms wurden schon bei seiner Errichtung 1063–1094 angelegt. Zunächst dürften sie den Kuppeln der meisten byzantinischen Kirchen geglichen haben, außen flacher als innen. Im 13. Jahrhundert wurden sie erhöht, um der Kirche eine repräsentativere Silhouette zu geben.

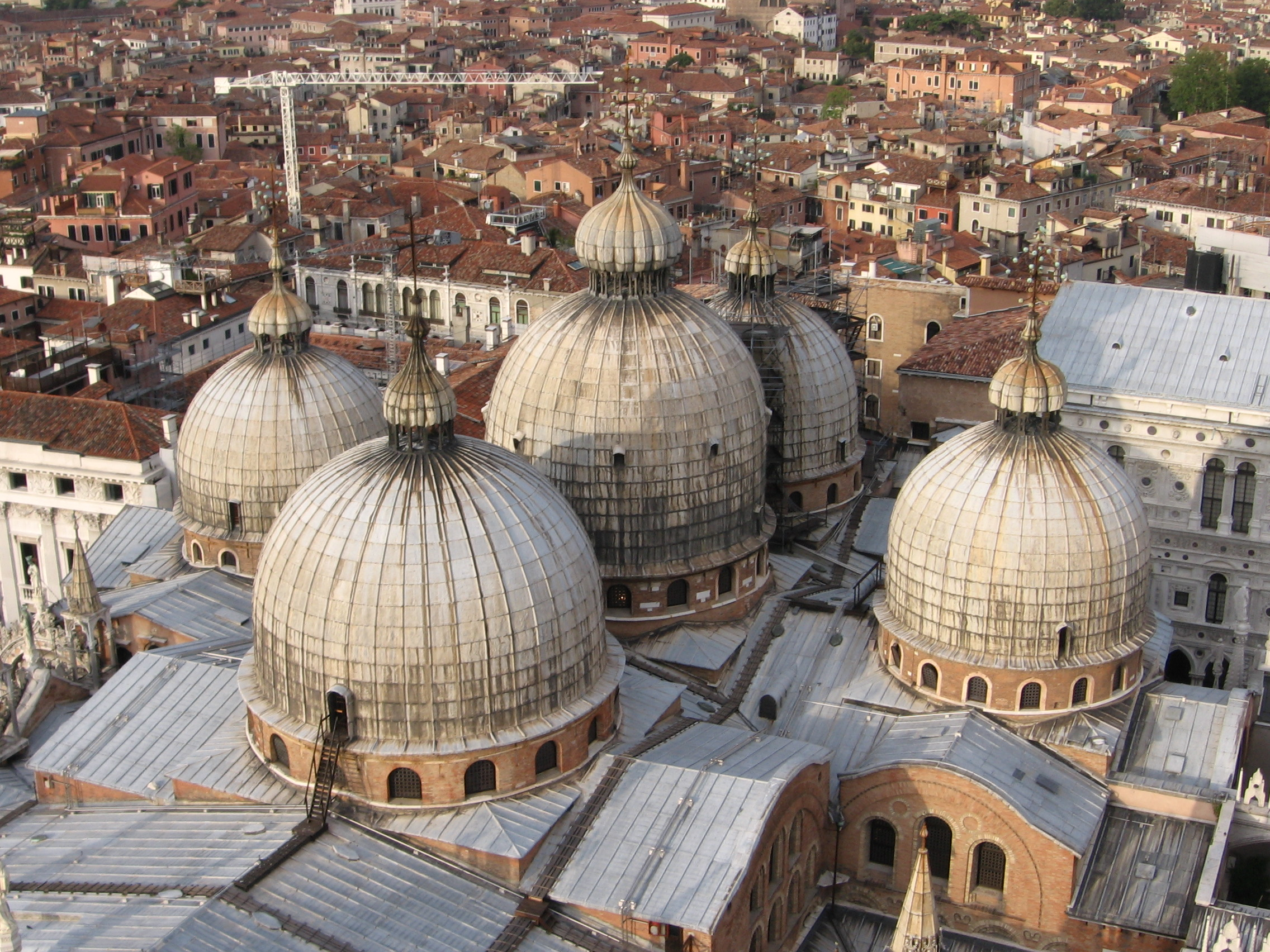
Die fünf großen Kuppeln von San Marco in Venedig
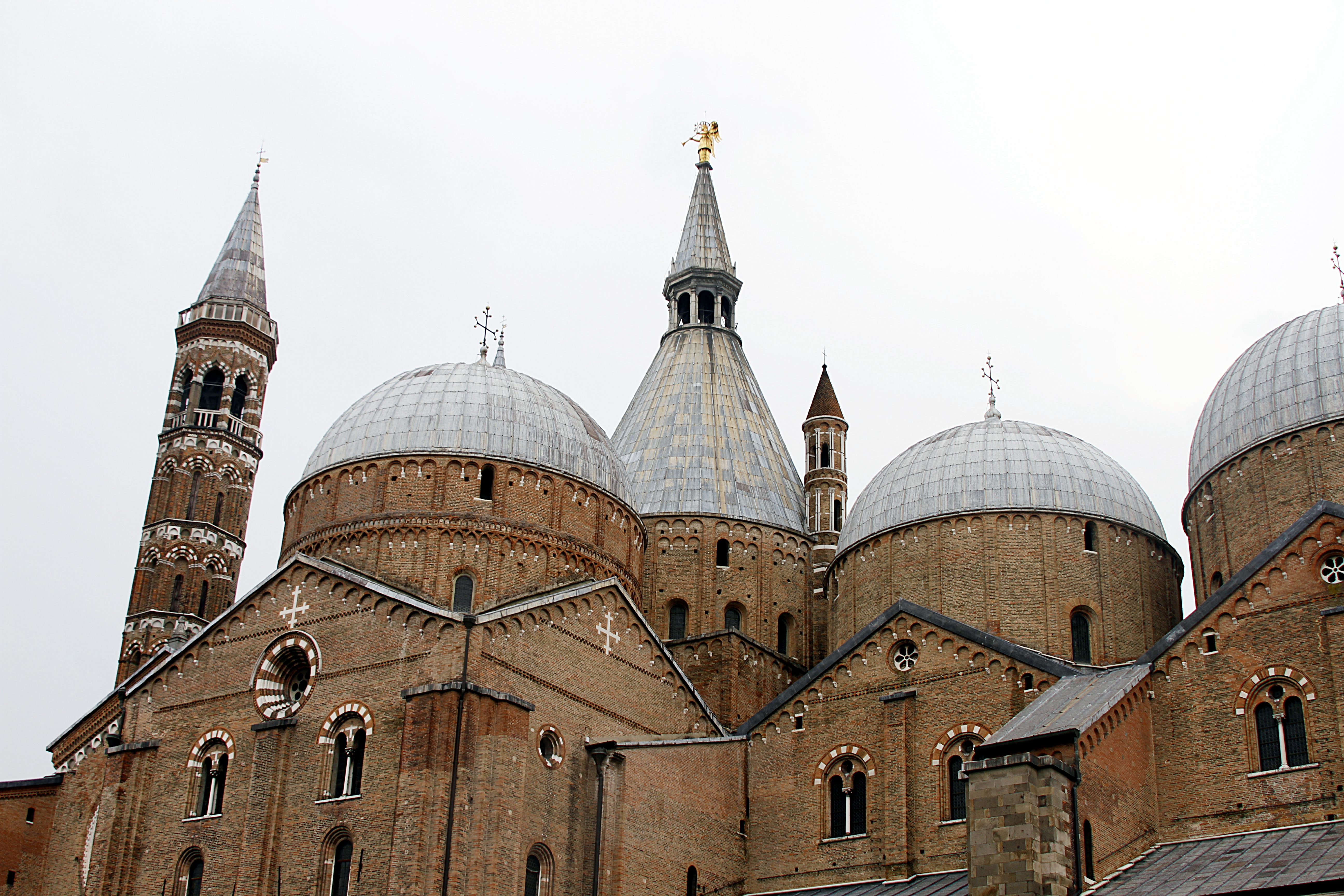
Sant’Antonio in Padua
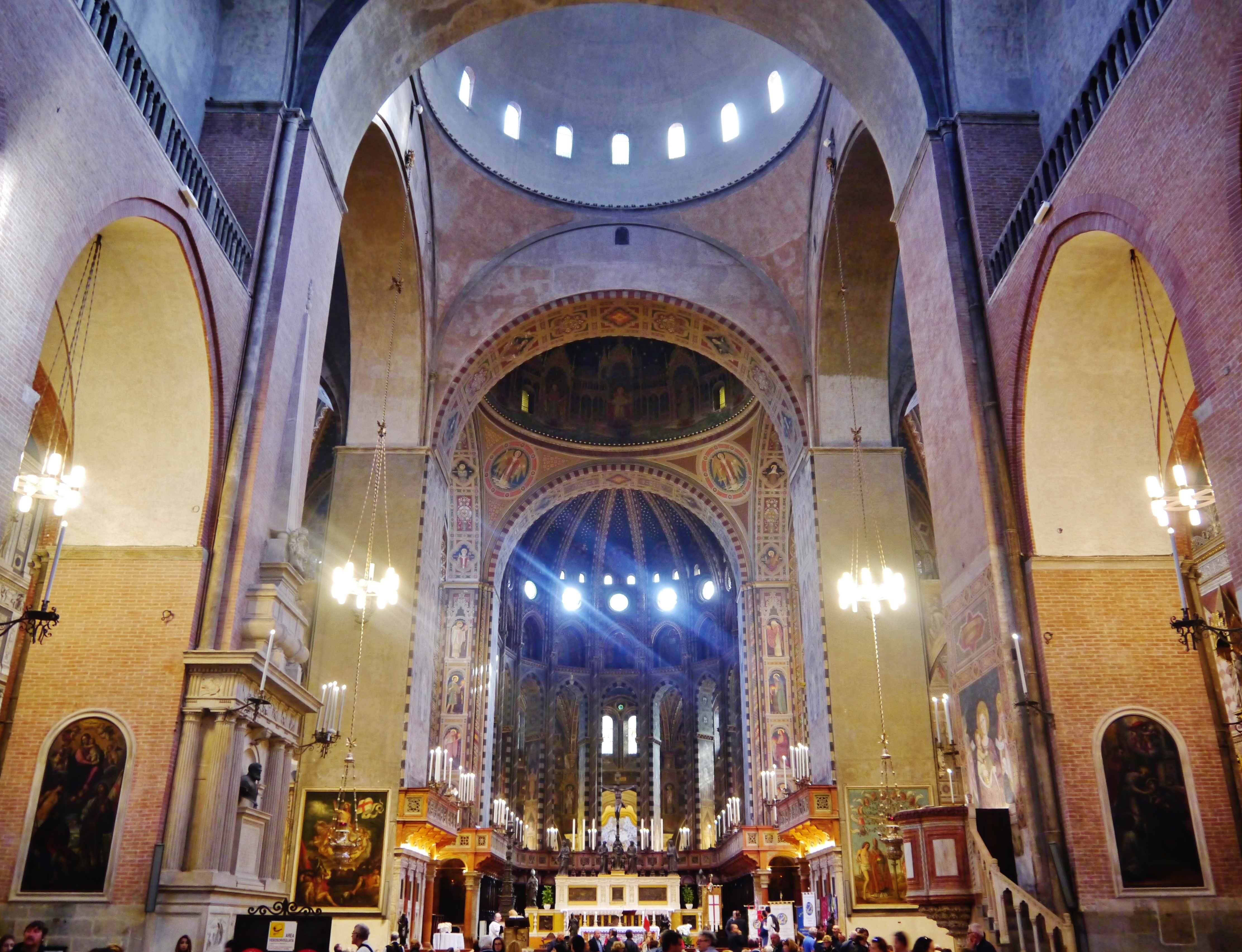
Sant’Antonio in Padua

Die Anoniusbasilika in Padua wurde 1232 zunächst als kleine Kirche errichtet. Der heutige Großbau mit seinen Kuppeln wurde noch im selben Jahrhundert begonnen und wurde 1310 fertiggestellt.
Die 1418 bis 1434 von Filippo Brunelleschi errichtete Kuppel des Doms von Florenz ist wohl eher nicht Teil eines Laternenturms, da das tragende Oktogon mehr zwischen als auf den anderen Teilen dieser Kirche steht, vergleichbar mit St Pauls's Cathedral in London (s. o.).

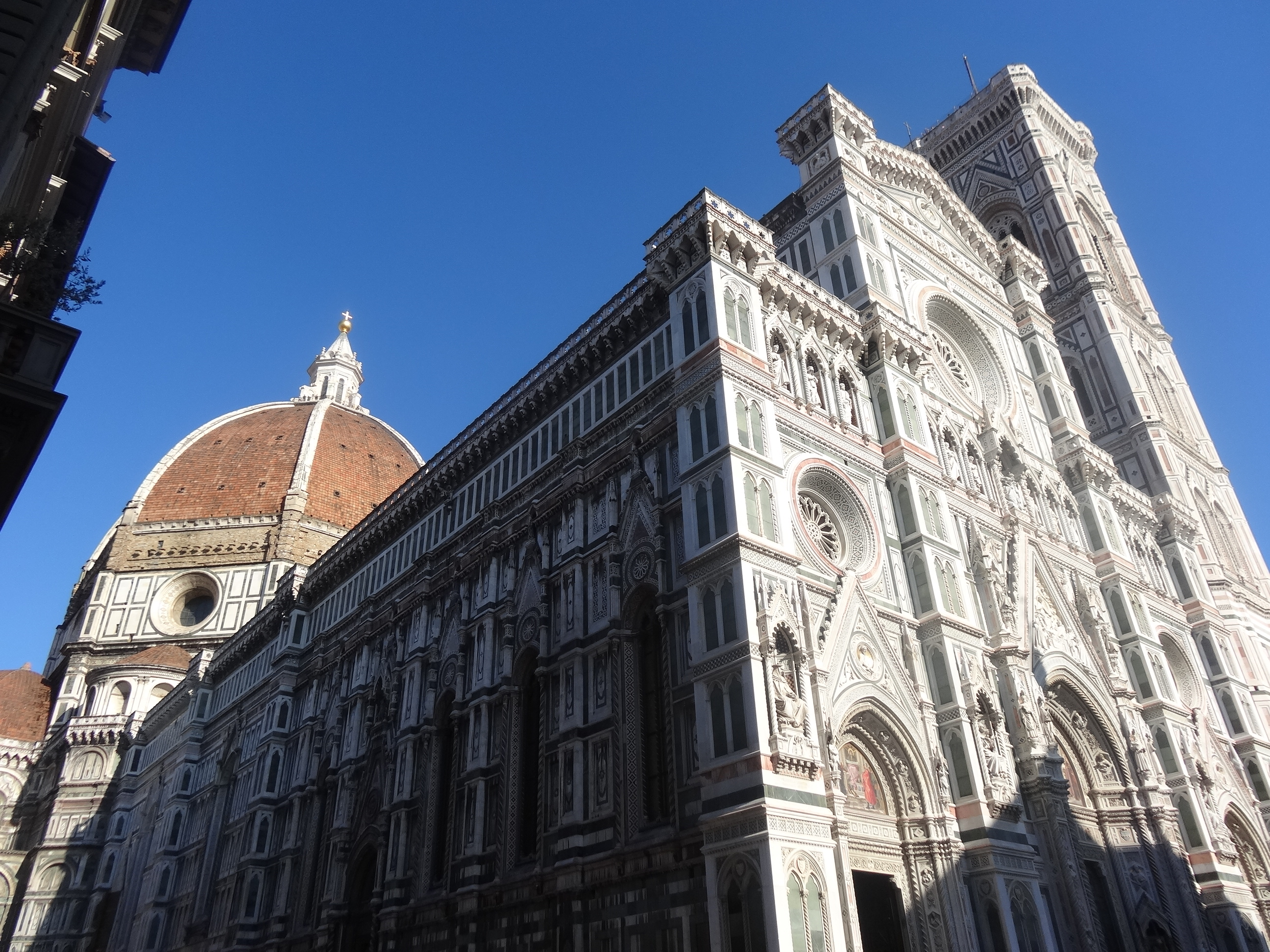
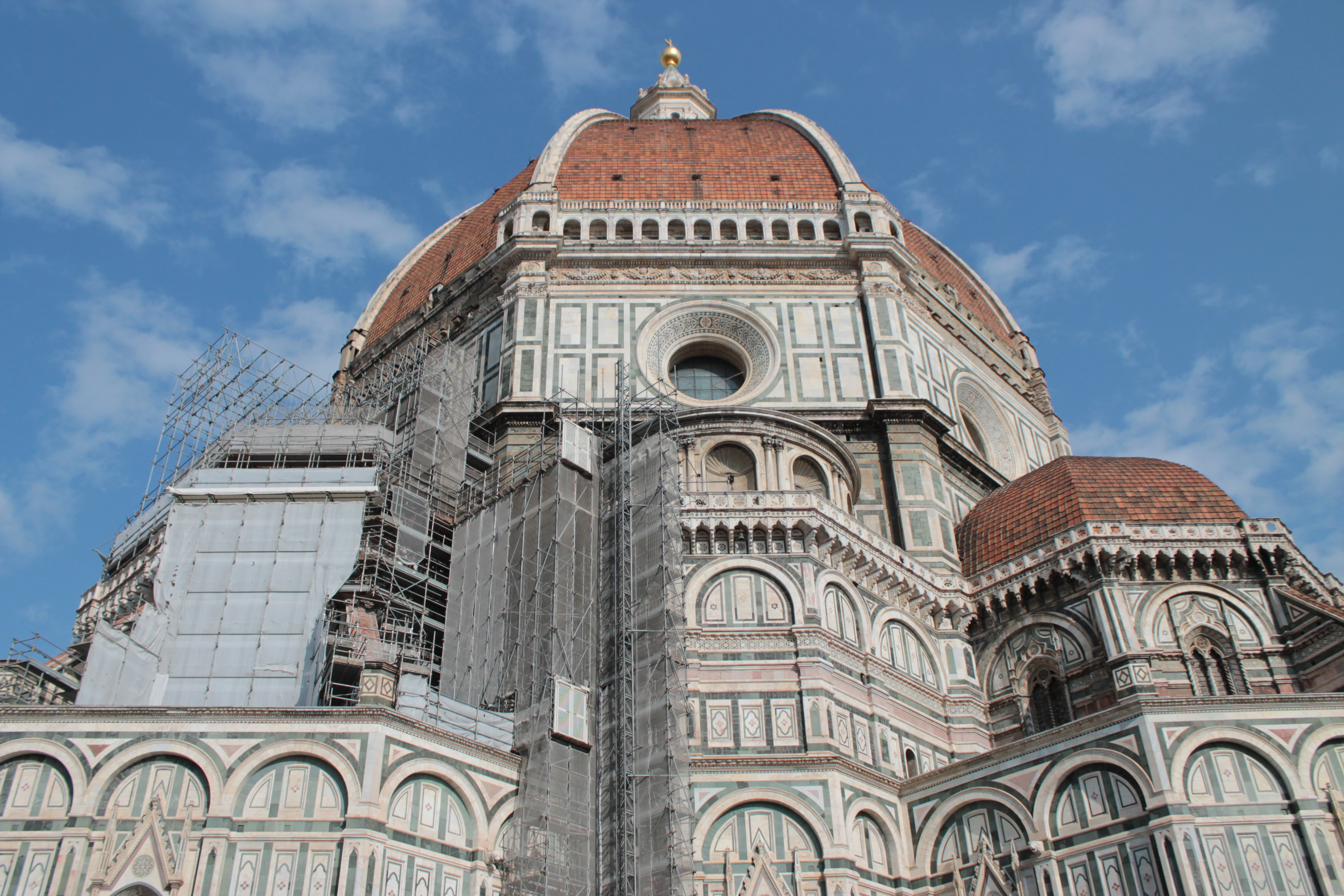

Santa Maria delle Carceri in Prato, 1484 bis 1495, ähnelt dem Grundriss kleiner orthodoxer Kreuzkuppelkirchen, macht daraus aber die Eleganz einer klassizistischen Renaissance.

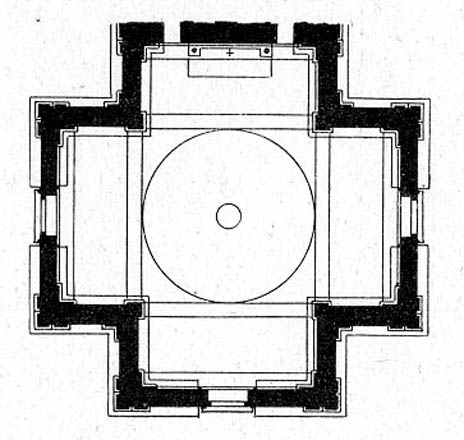
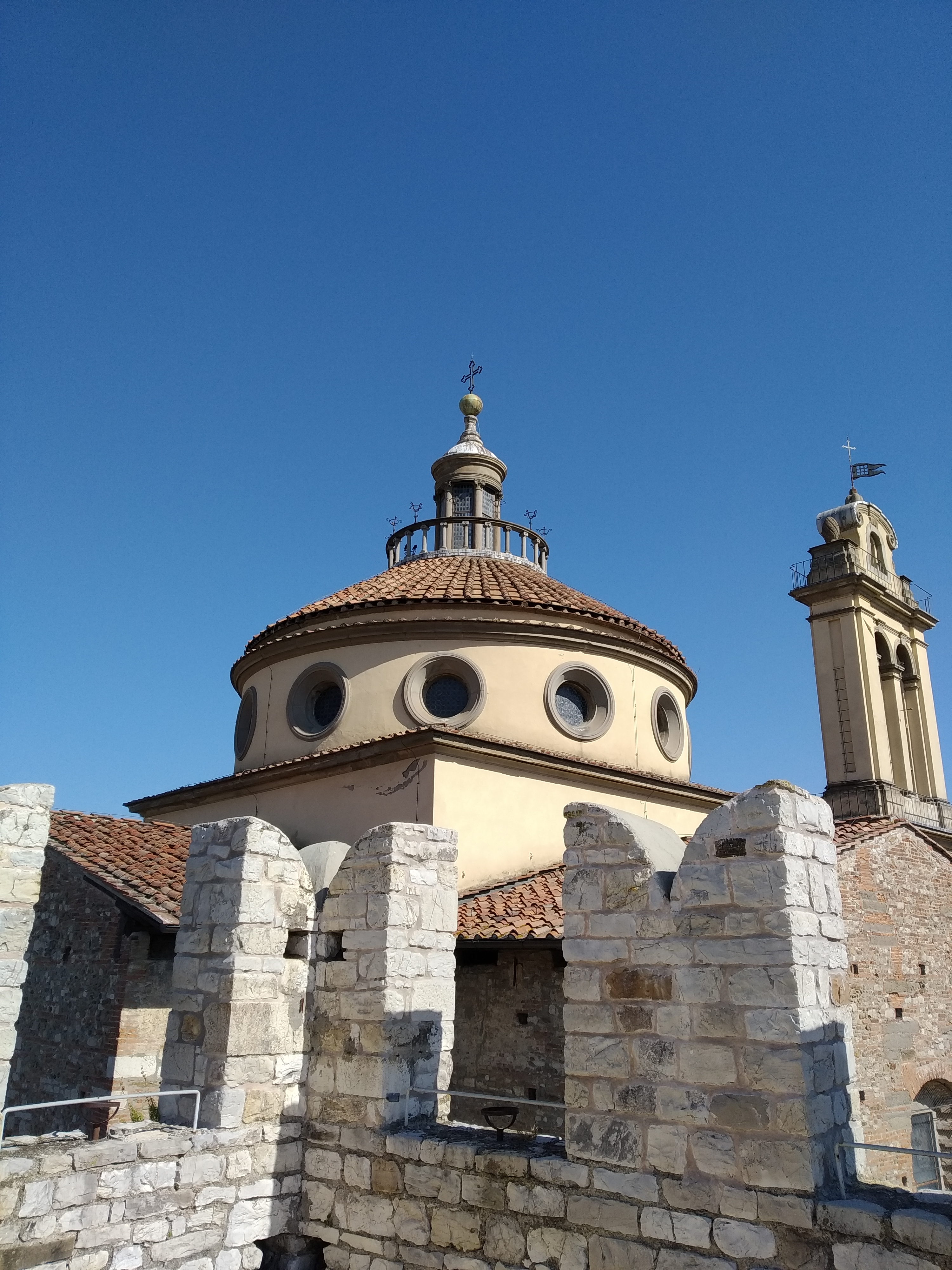
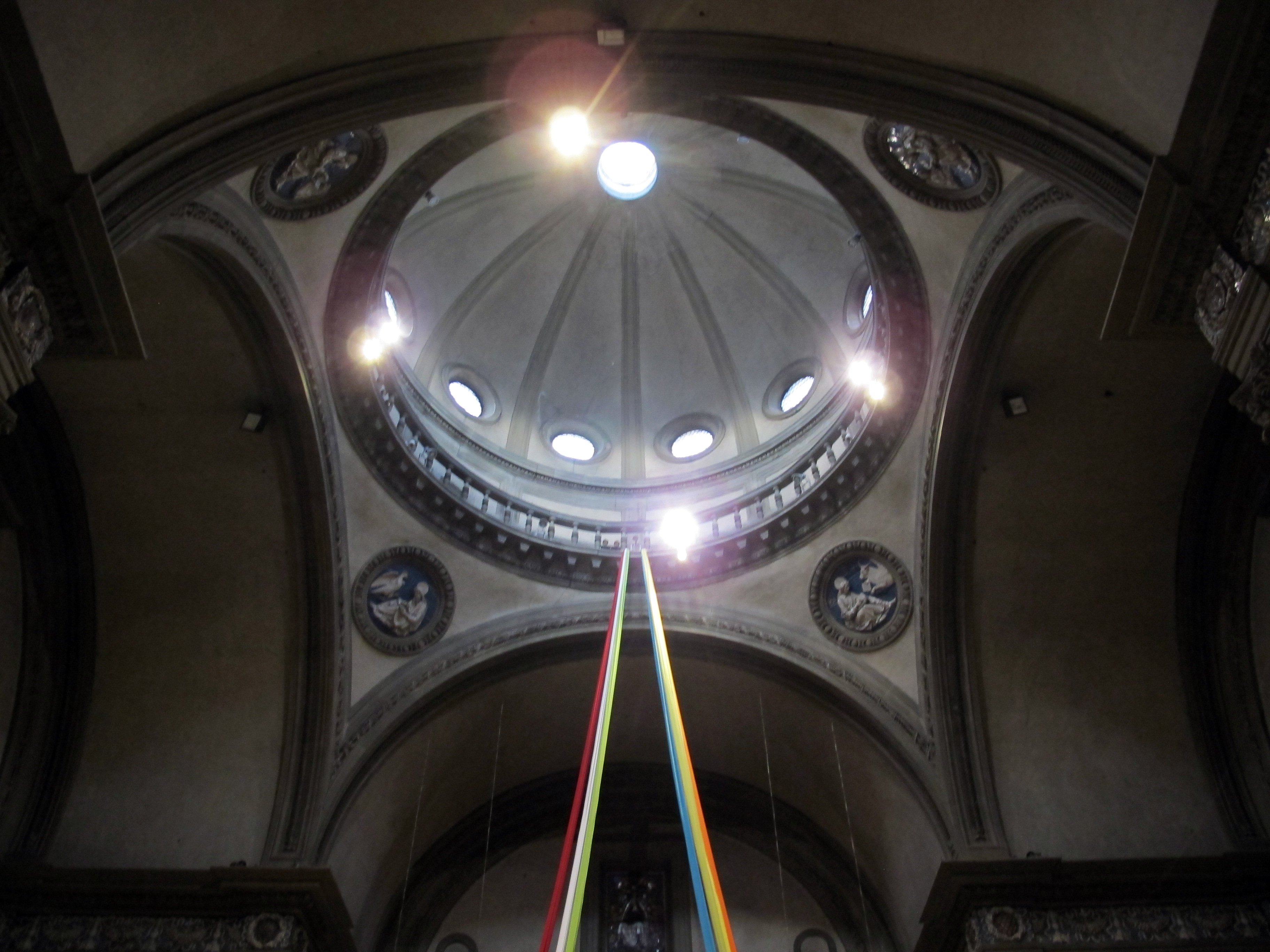

Zweifellos bildet auch im Petersdom in Rom die von Michelangelo entworfene und 1547–1591 errichtete Hauptkuppel mit ihrem Tambour einen Laternenturm. Die Kuppeln an den Ecken dieser Kirche decken hingegen offene Lauben ohne Verbindung zum Innenraum. Der Petersdom ist zwar zu großen Teilen ein Zentralbau, aber die Räume um die Kuppel sind so ausgedehnt, dass dieselbe sich als Turm daraus erhebt

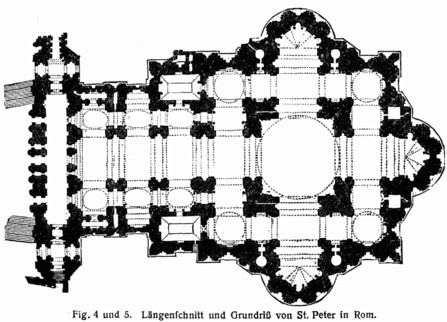
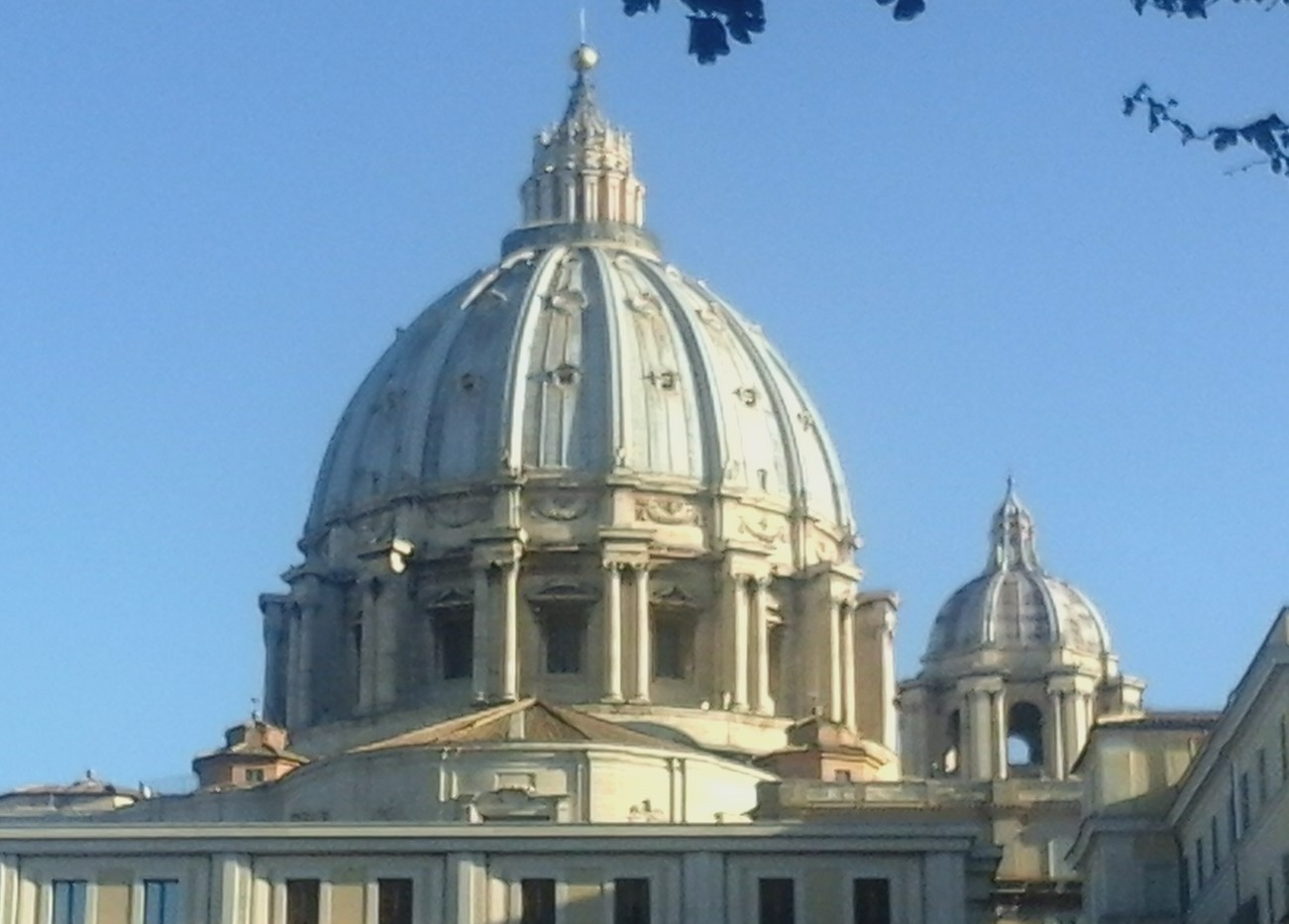
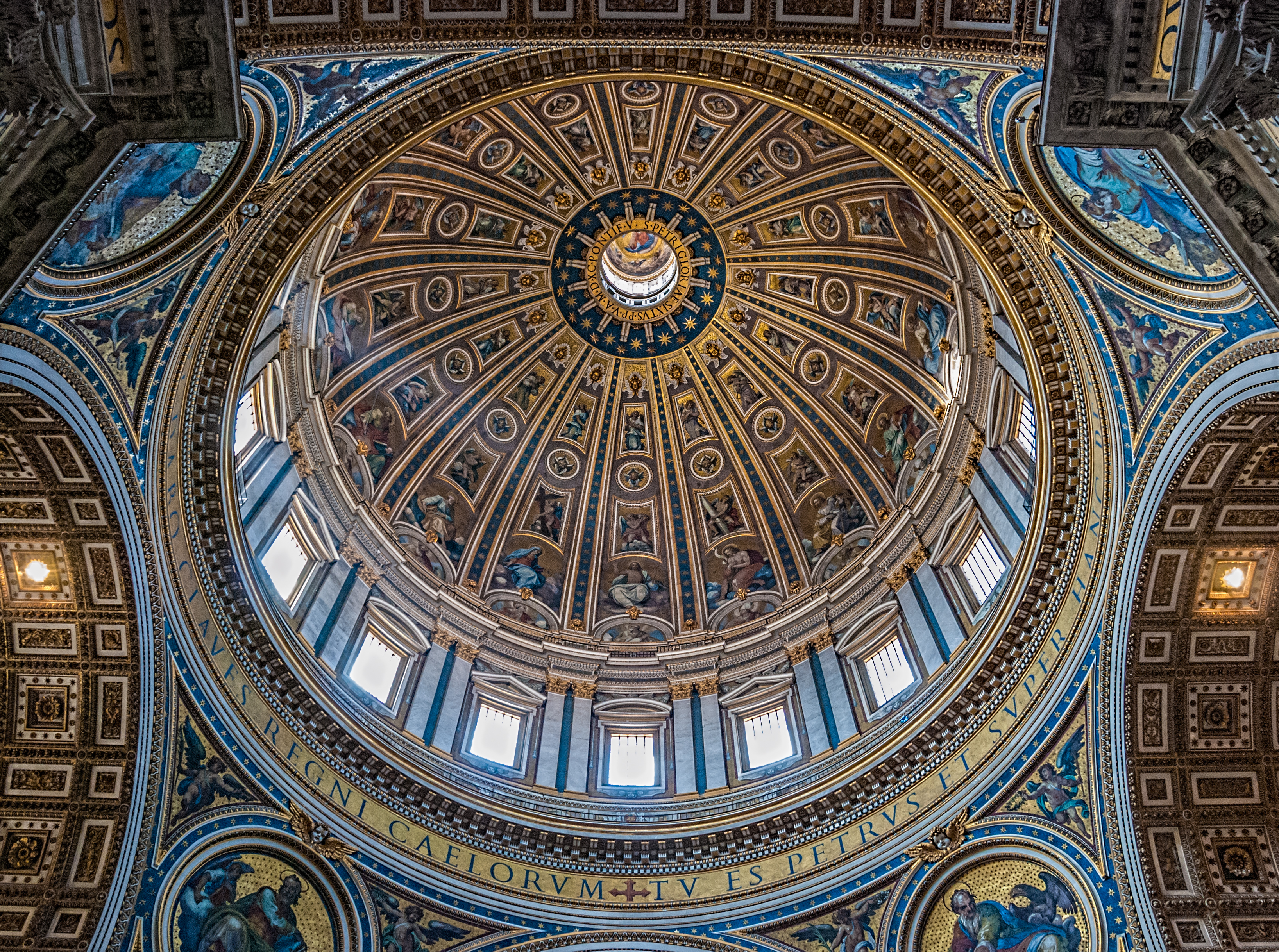

#### Emilia-Romagna
Bei den beiden ältesten Beispielen in der Emilia-Romagna, San Vitale, 537–547, in Ravenna und San Sepolcro in Bologna, 12. Jahrhundert mit Vorgängern bis aus der Spätantike, lässt sich streiten, ob es sich um größere Rundbauten mit Laternenturm handelt, oder um Hohe Rundbauten mit umlaufenden Anbauten.

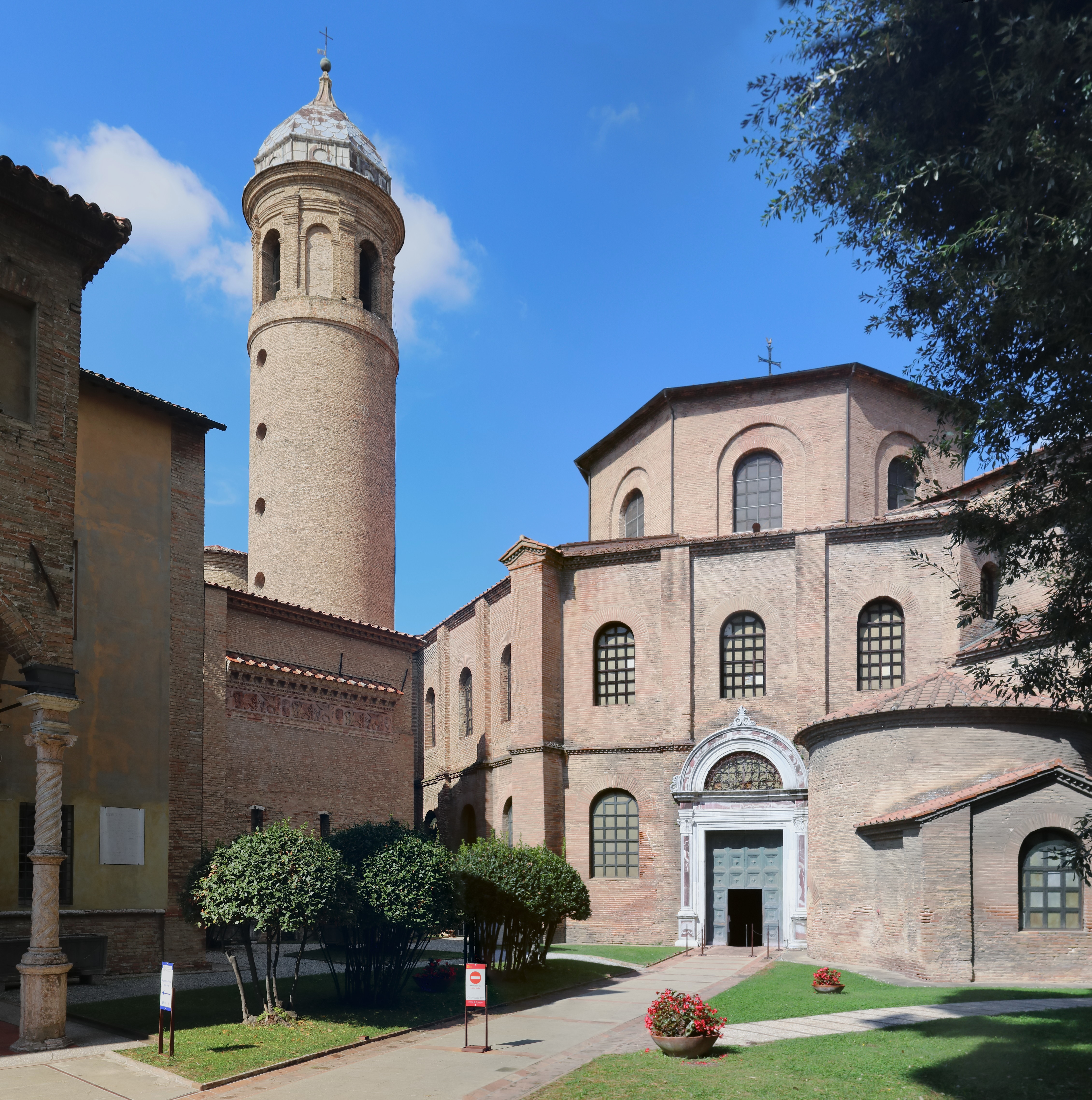
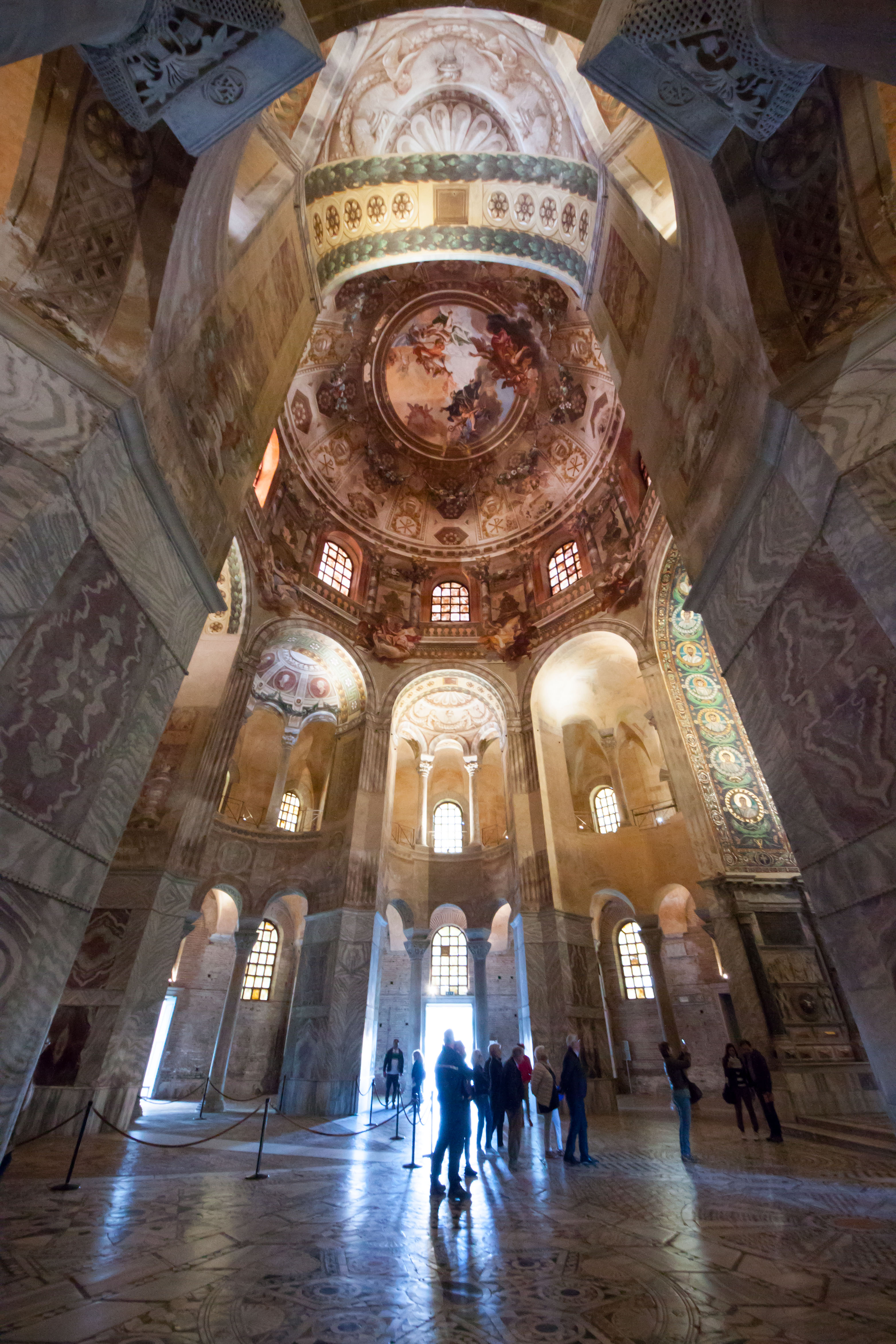
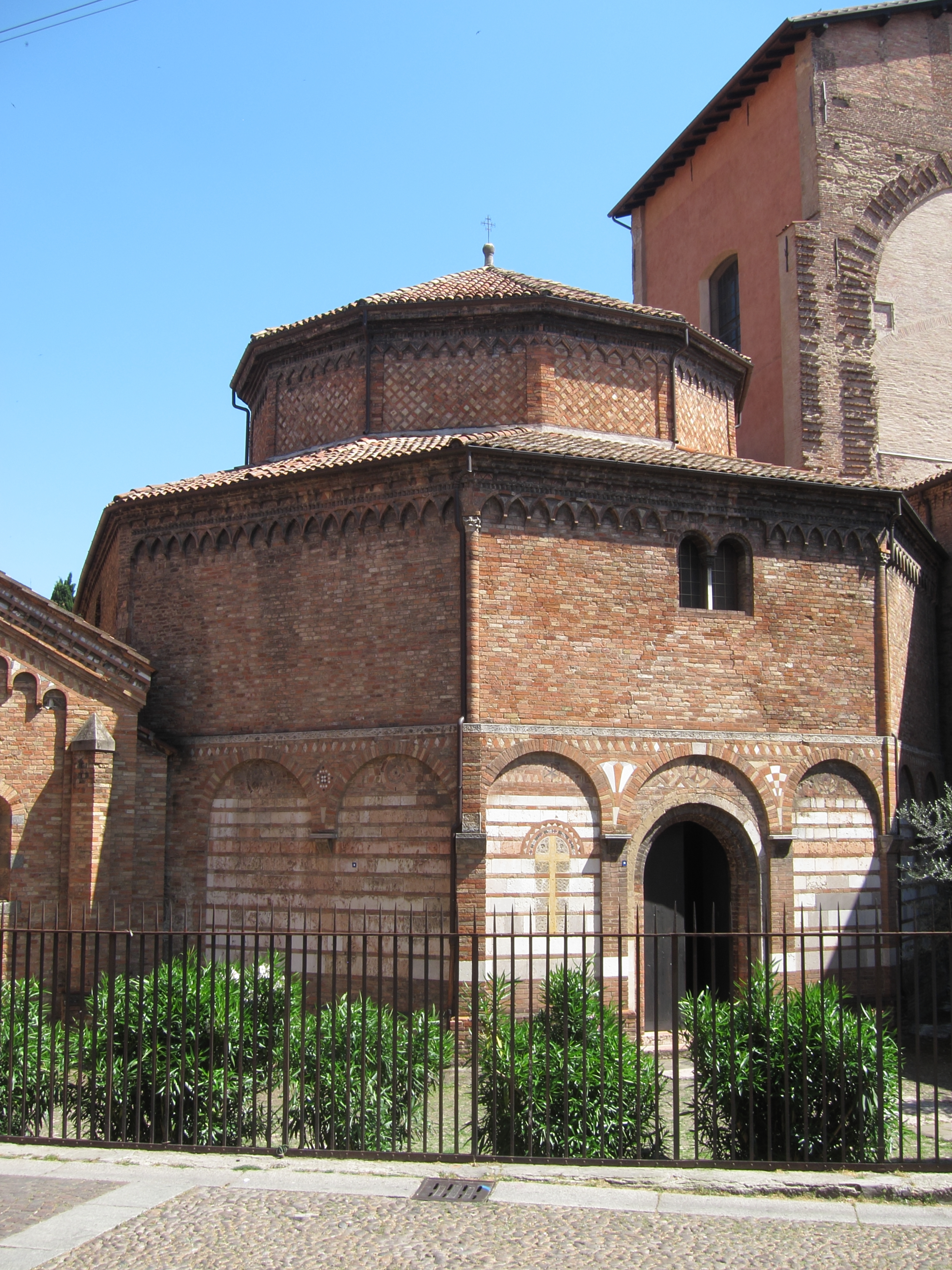
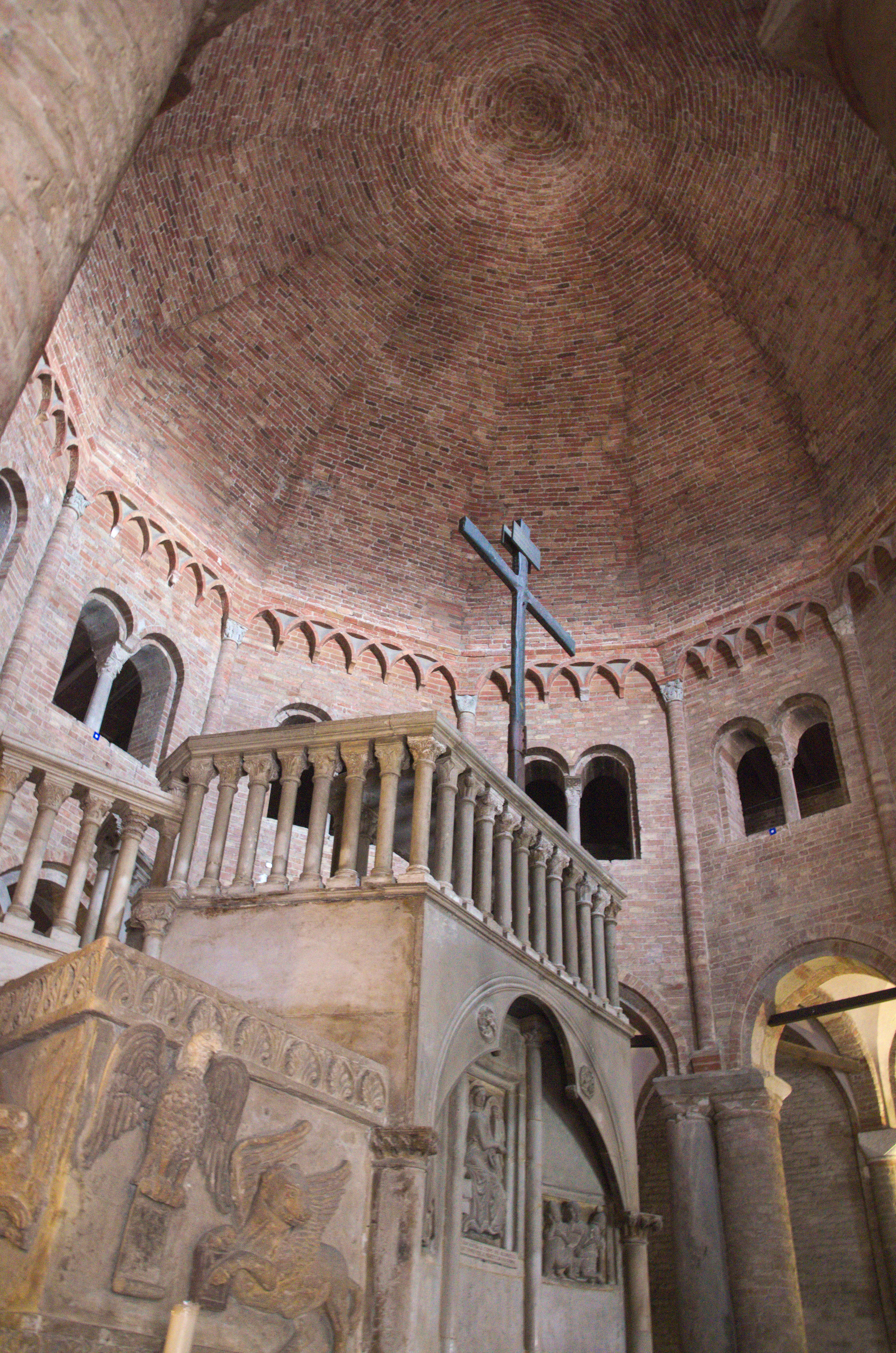

Die übrigen Laternentürme dieser Region sind, wenigstens im heutigen Zustand, nachmittelalterlich:
Der Dom von Ravenna wurde in seiner heutigen Form 1734–1749 anstelle spätantiker bis romanischer Vorgänger errichtet
Der Vierungsturm des Doms von Reggio nell’Emilia wurde zwar primär 1268 errichtet, weist aber seit der Wiederherstellung nach dem Erdbeben von 1832 keine mittelalterlichen Züge mehr auf
Die Abtei- und Wallfahrtskirche Santa Maria del Monte bei Cesena entstand als Renaissancebau 1536–1548, aber die Vierungskuppel musste nach dem Erdbeben von 1768 ersetzt werden.

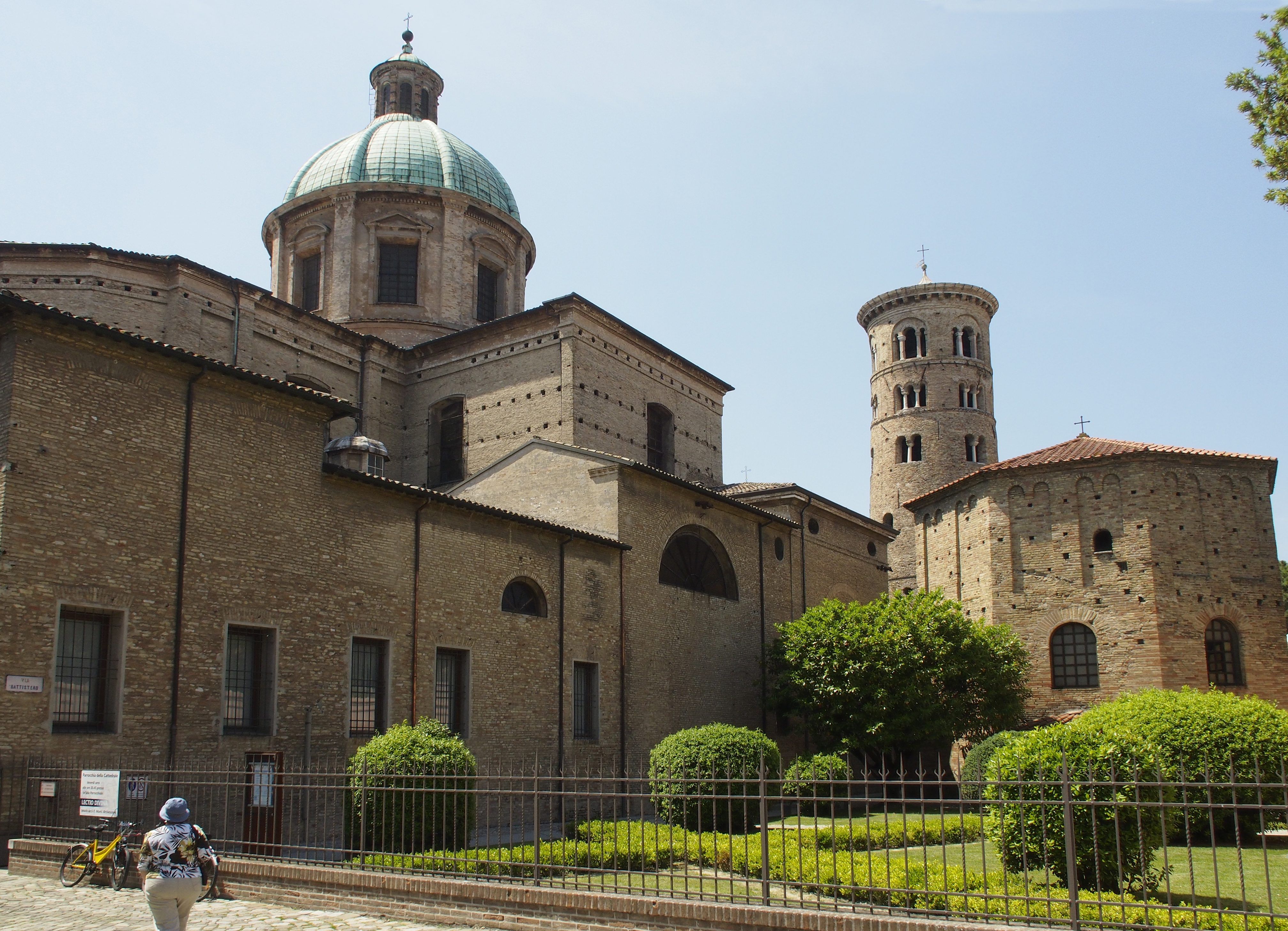
Ravenna, Duomo, 1734–1749
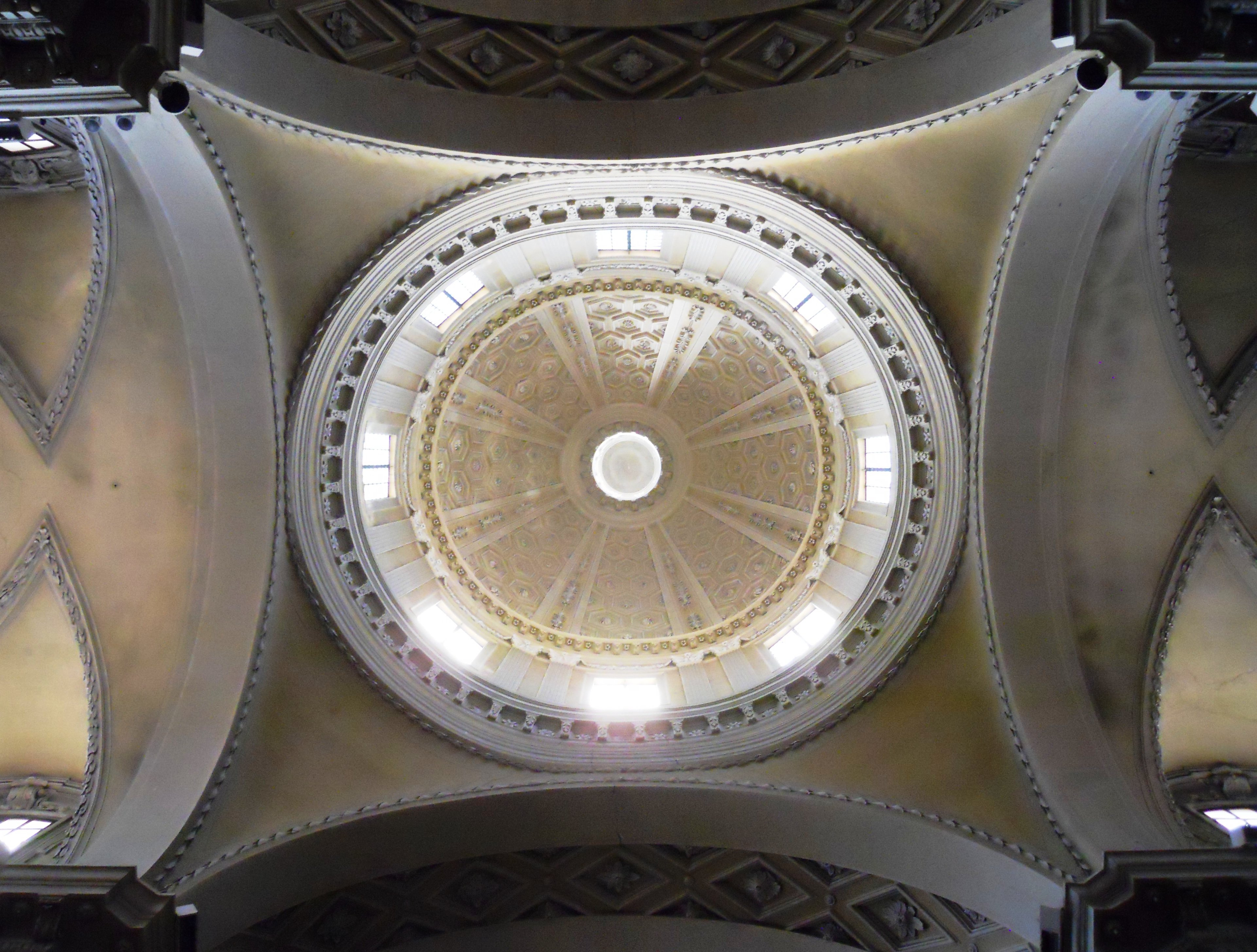
Ravenna, Duomo, 1734–1749
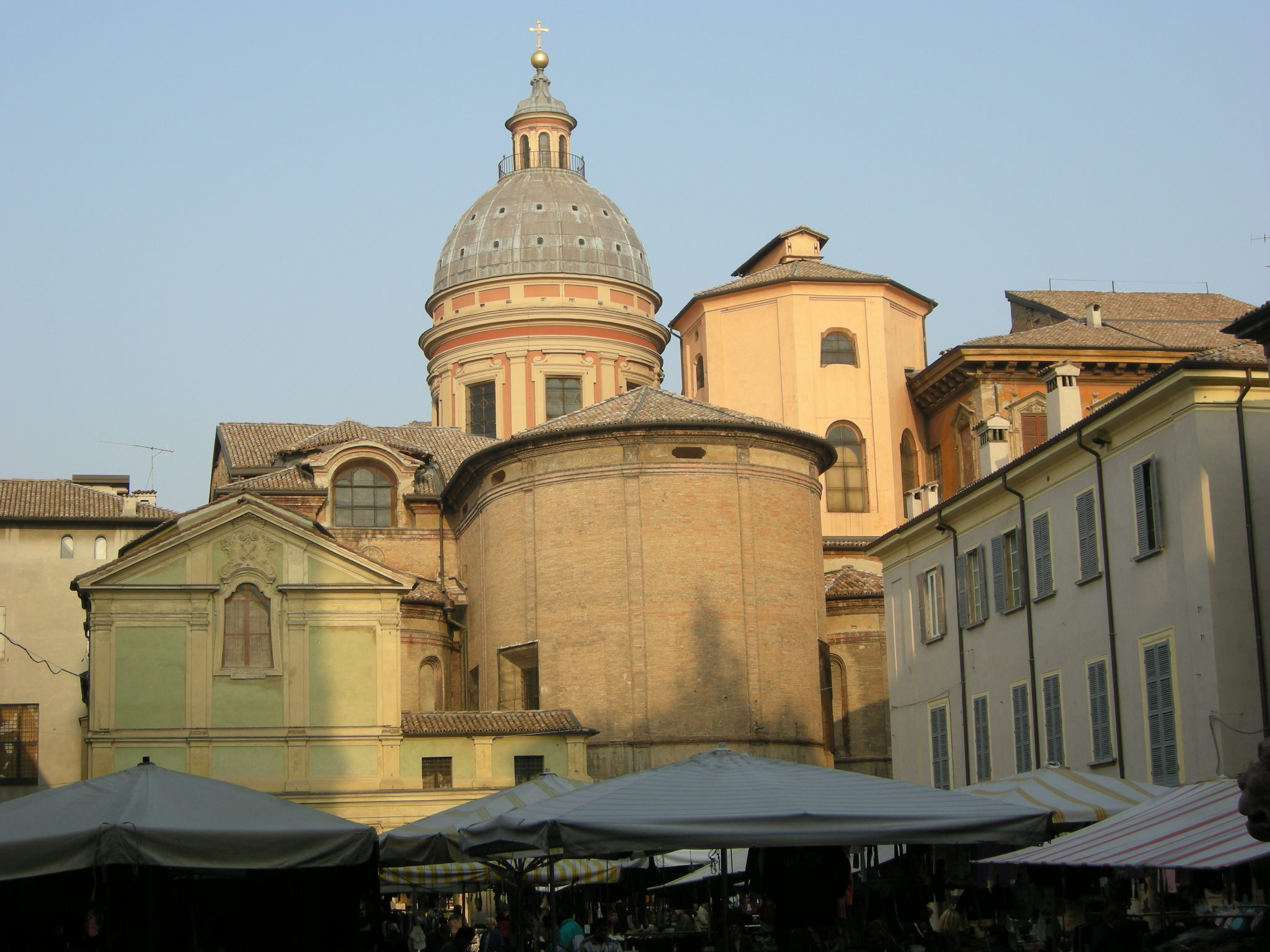
Reggio nell’Emilia, Duomo
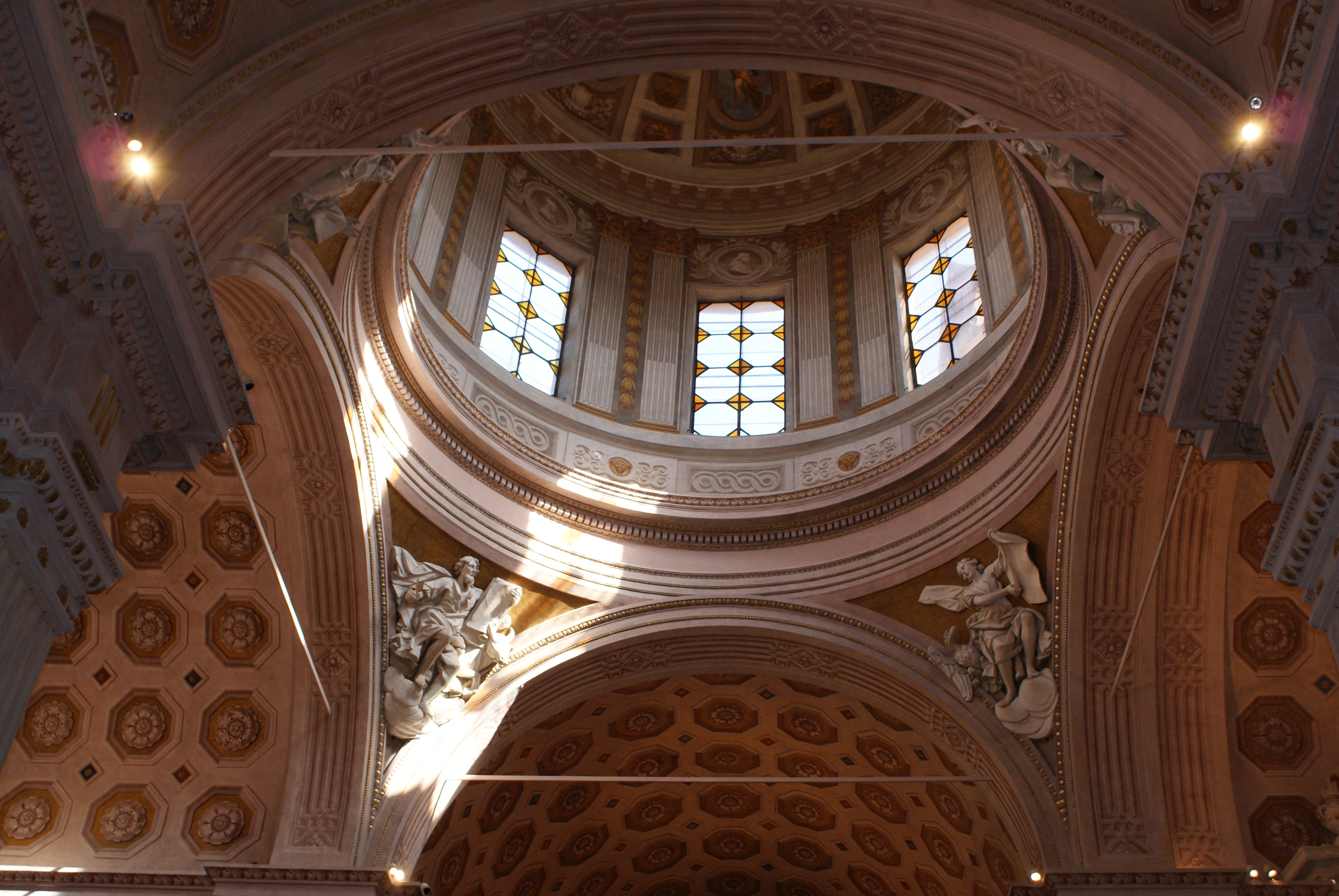
Reggio nell’Emilia, Duomo
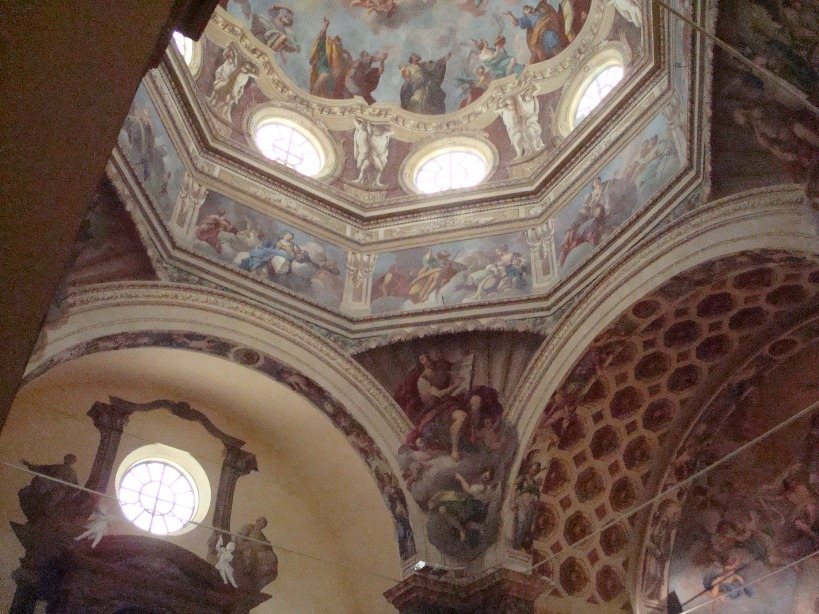
Santa Maria del Monte bei Cesena
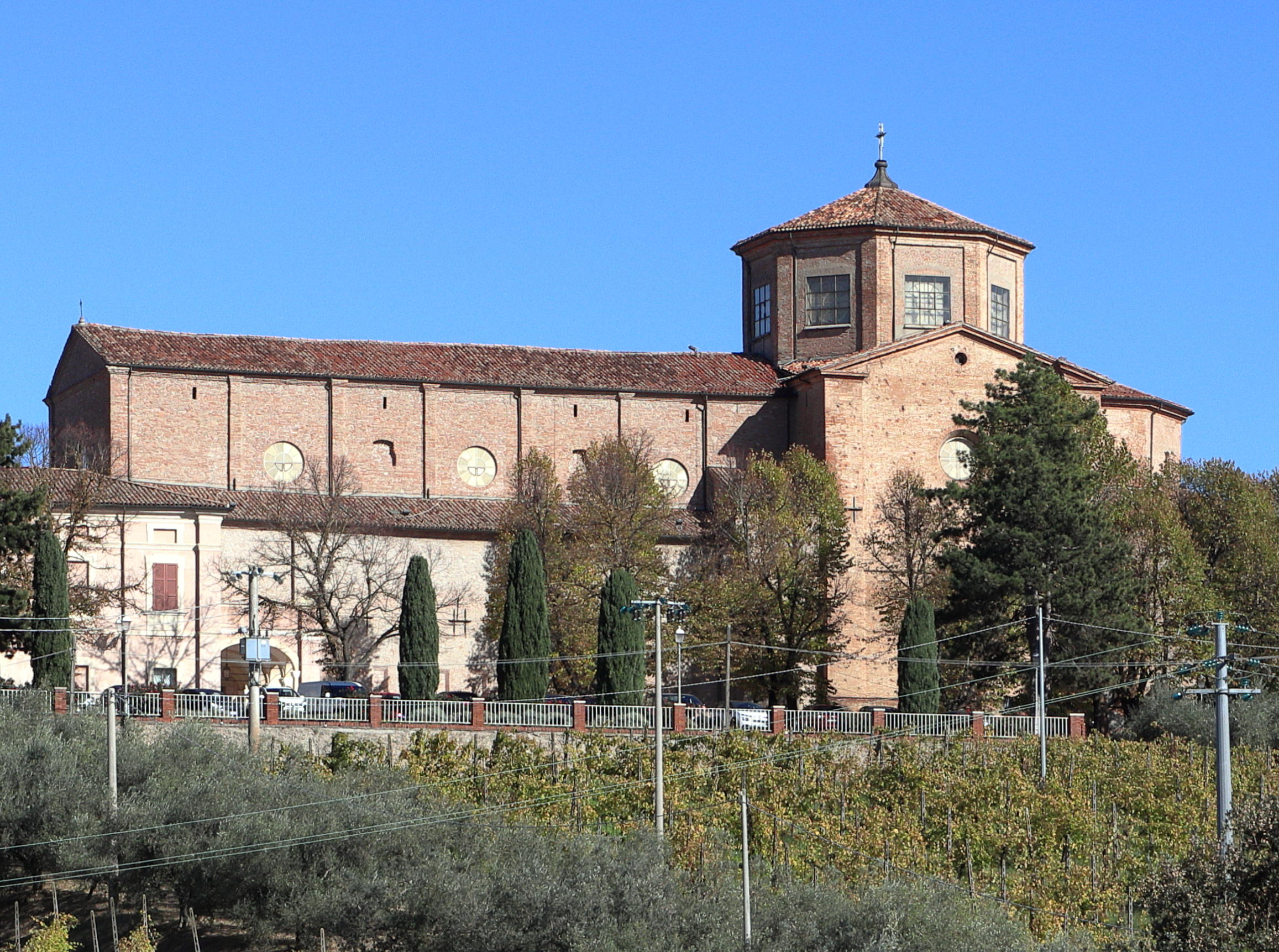
Santa Maria del Monte

Der Dom von Forli hat zwei Kapellen mit Laternentürmen, beide aus dem 16. Jahrhundert, Renaissance. Die übrige Kirche wurde ab 1841 neoklassizistisch ersetzt

Forlì, Duomo, Laternentürme zweier Kapellen
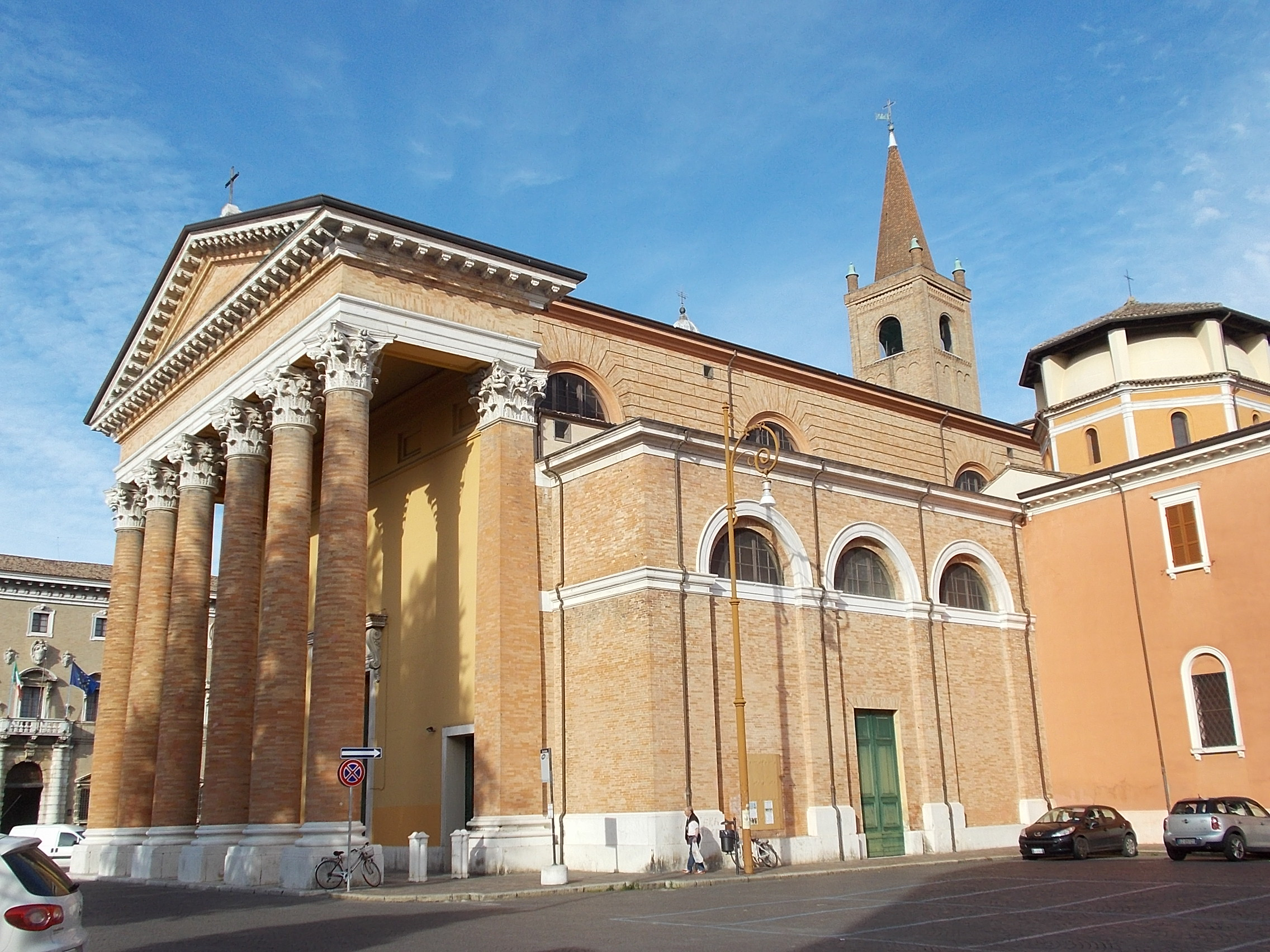
Südliche Kapellenkuppel
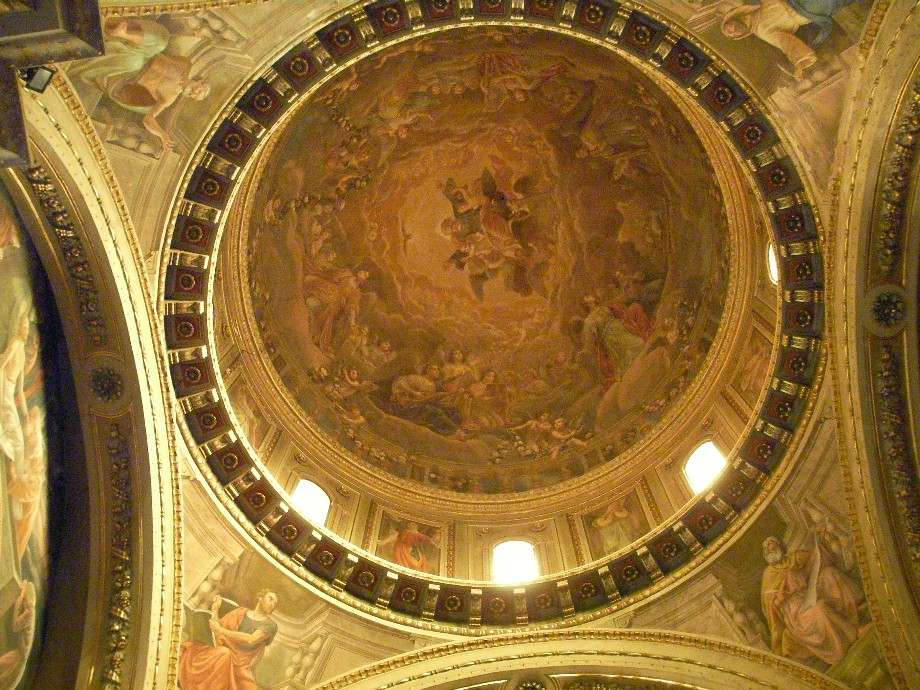
Südliche Kapellenkuppel
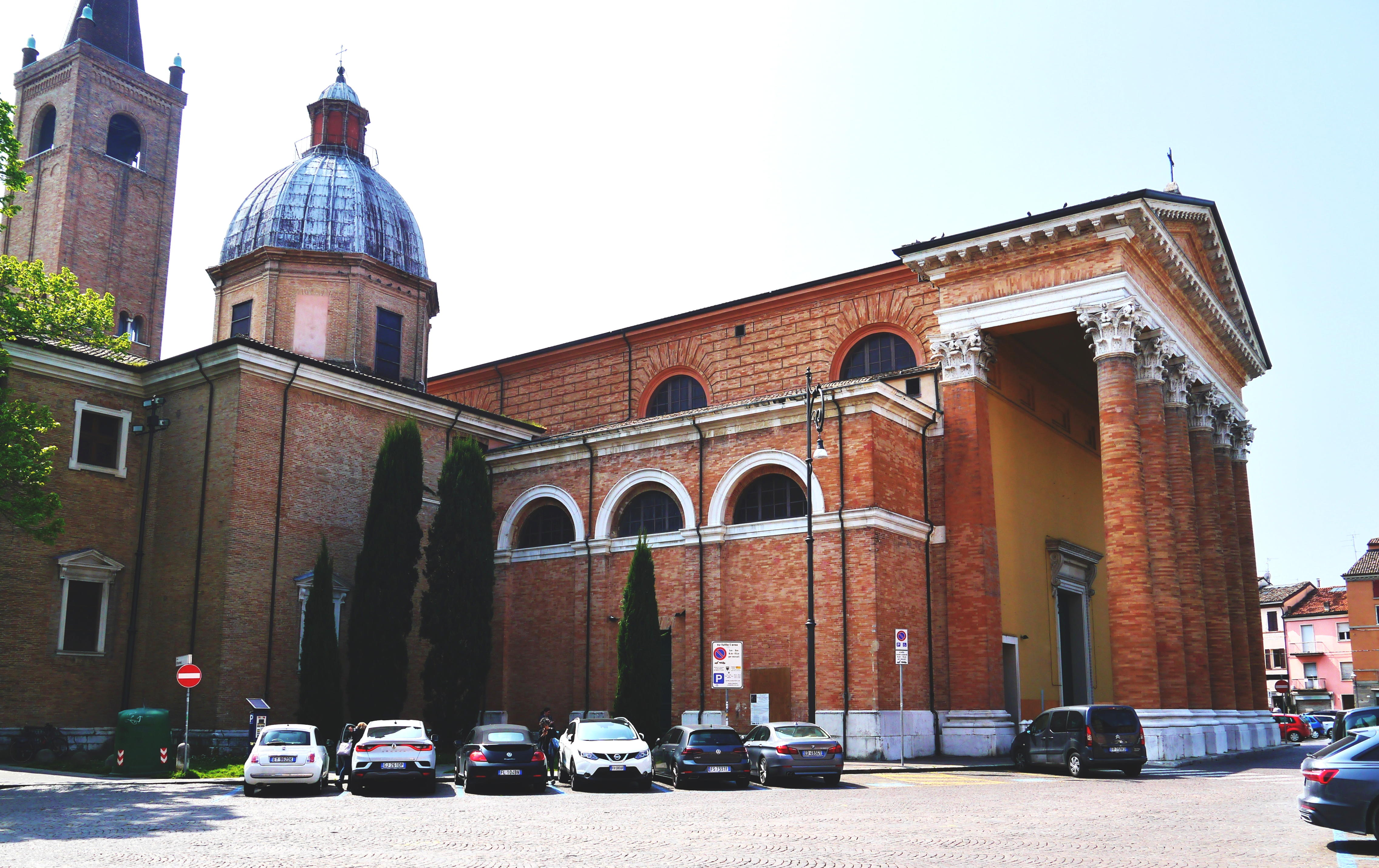
Nördliche Kapellenkuppel
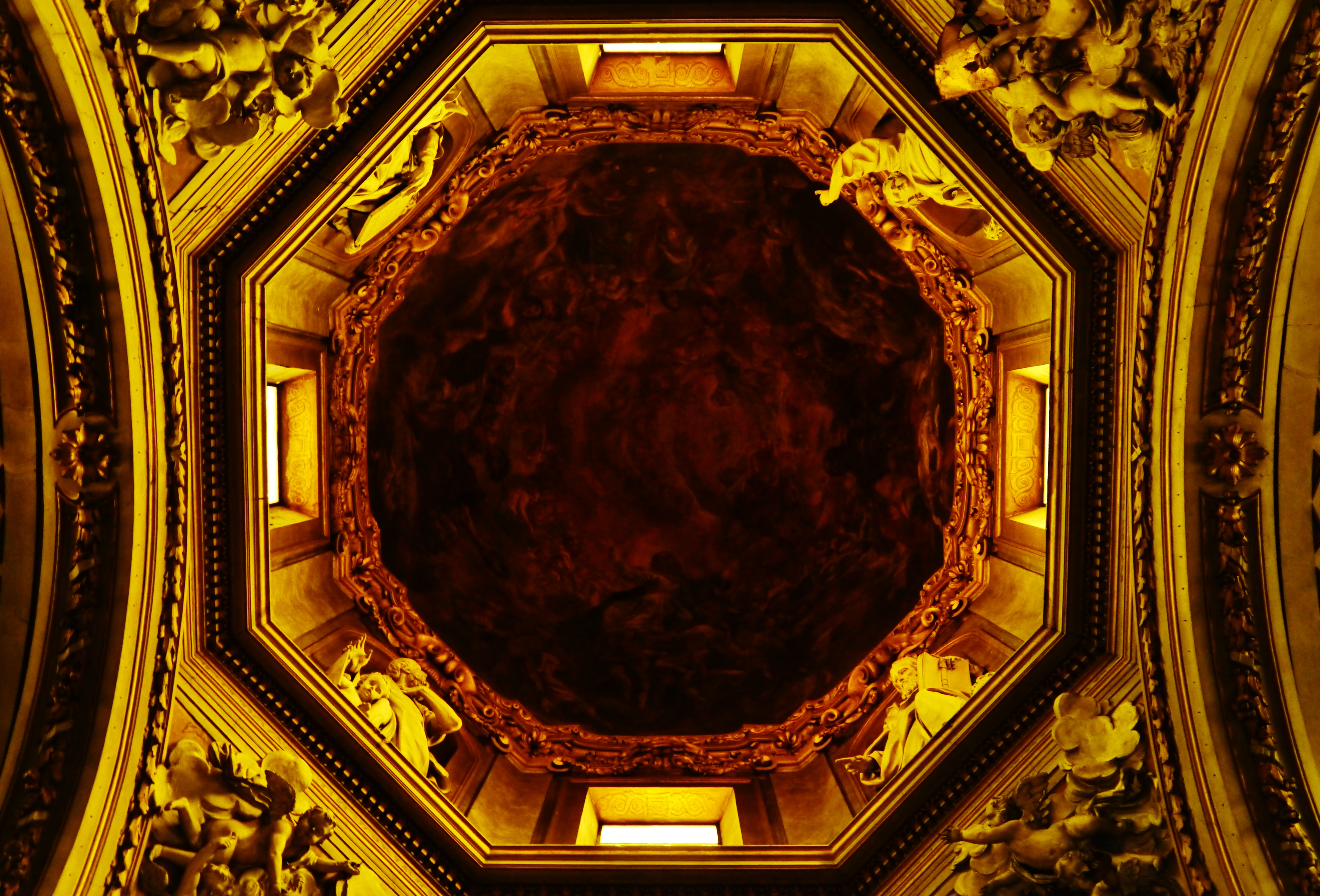
Nördliche Kapellenkuppel

#### Ligurien
Eine besondere Häufung an Laternentürmen aus Renaissance und Barock gibt es anscheinend in den Küstenstädten der Region Ligurien.
Die Kathedrale von Genua, San Lorenzo, wurde 1100 begonnen, aber erst Ende des 15. Jh., vollendet. Dementsprechend umfasst sie Elemente der Romanik, der Gotik und der Renaissance.
Die Genueser Chiesa del Gesù e dei Santi Ambrogio e Andrea (Jesus, Ambrosius, Andreas) hat außer dem großen Laternenturm über der Vierung noch fünf weitere über Kapellen. Alle sind mit einem Laternengeschoss unter ihrer Kuppel und einer ebenfalls zum Kirchenraum offenen Laterne (also Laterne der Laterne) auf der Kuppel ausgestattet, einige zusätzlich mit Gauben im unteren Teil der Kuppel.

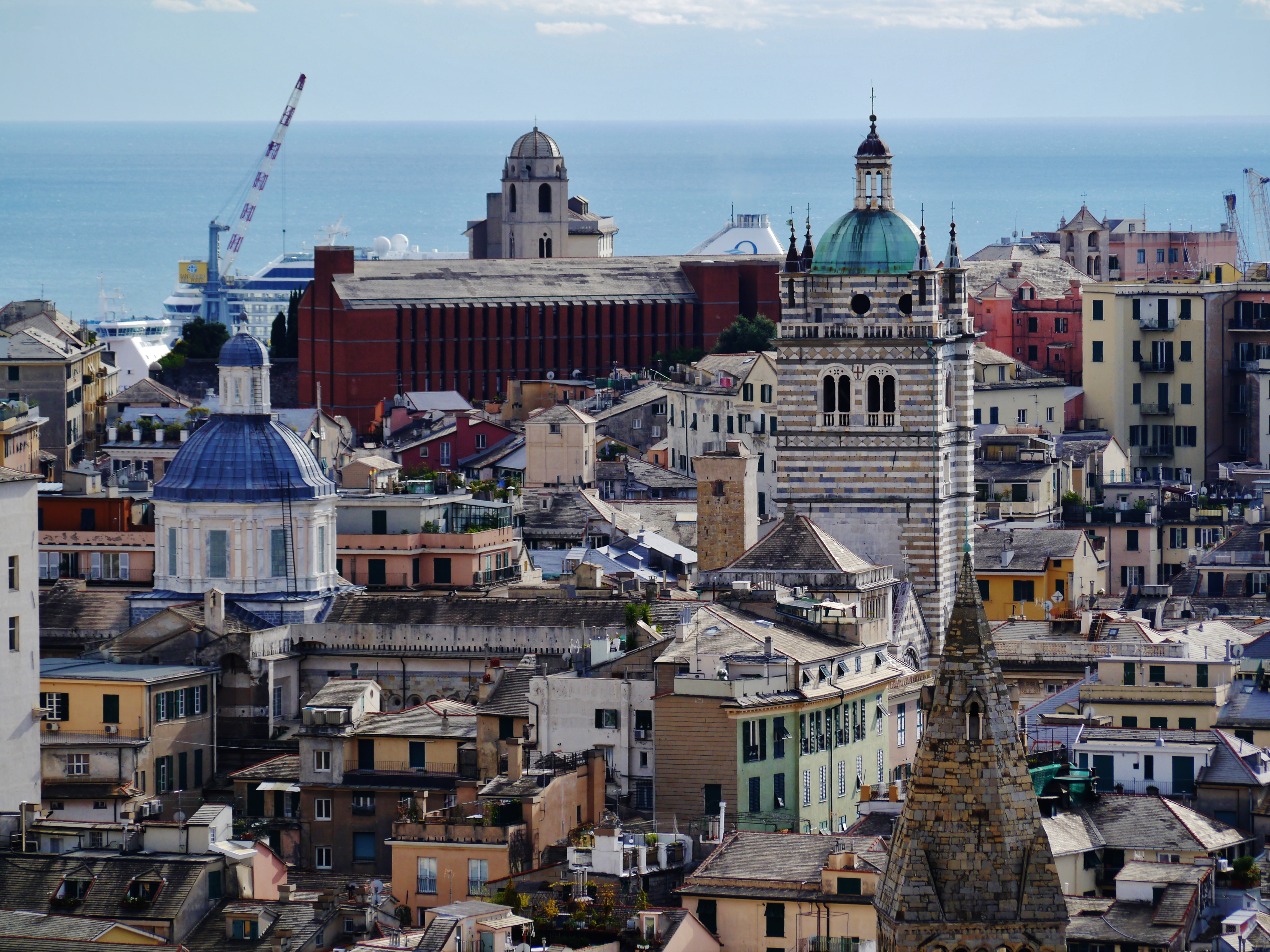
Genua, Kathedrale San Lorenzo
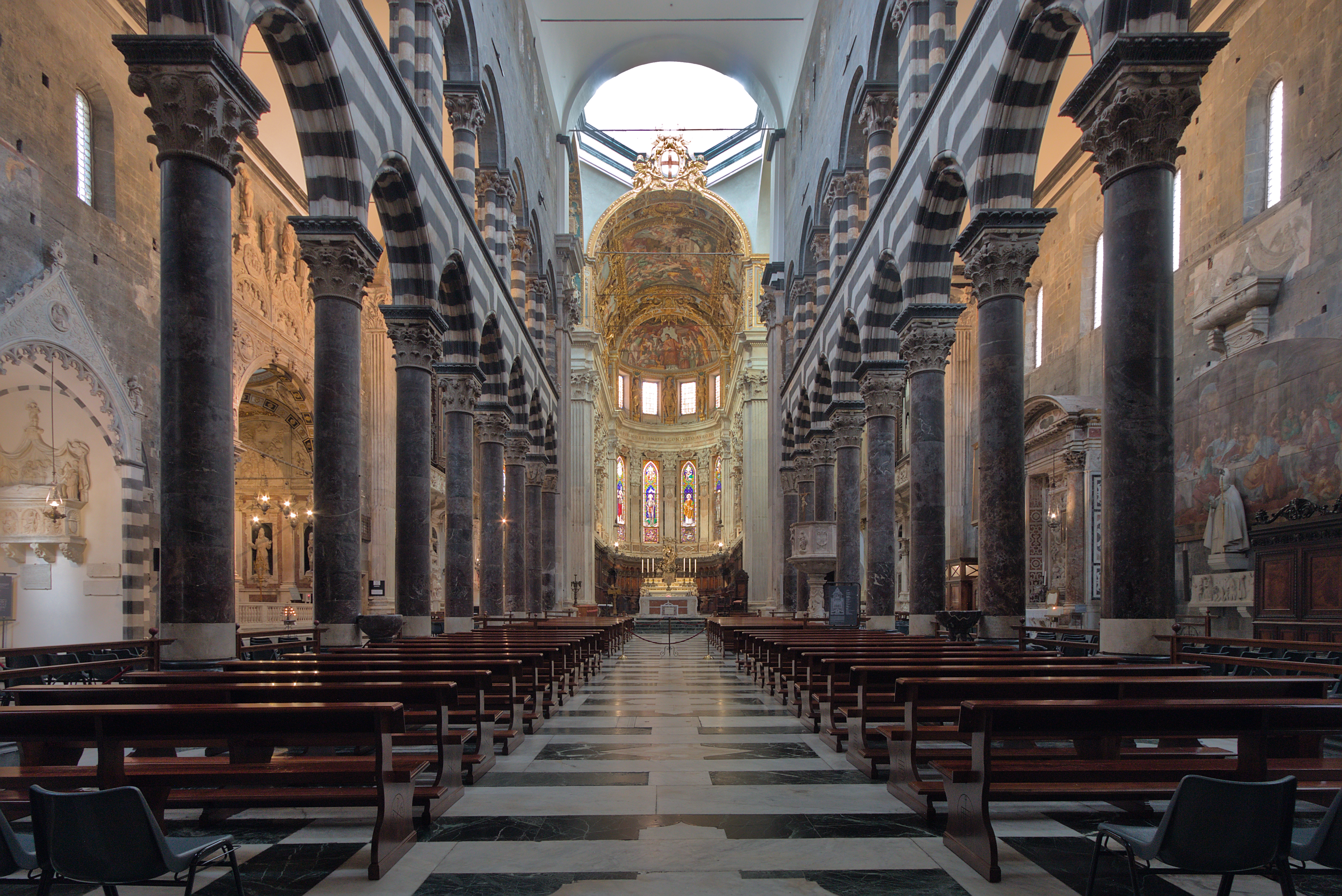
Genua, Kathedrale San Lorenzo
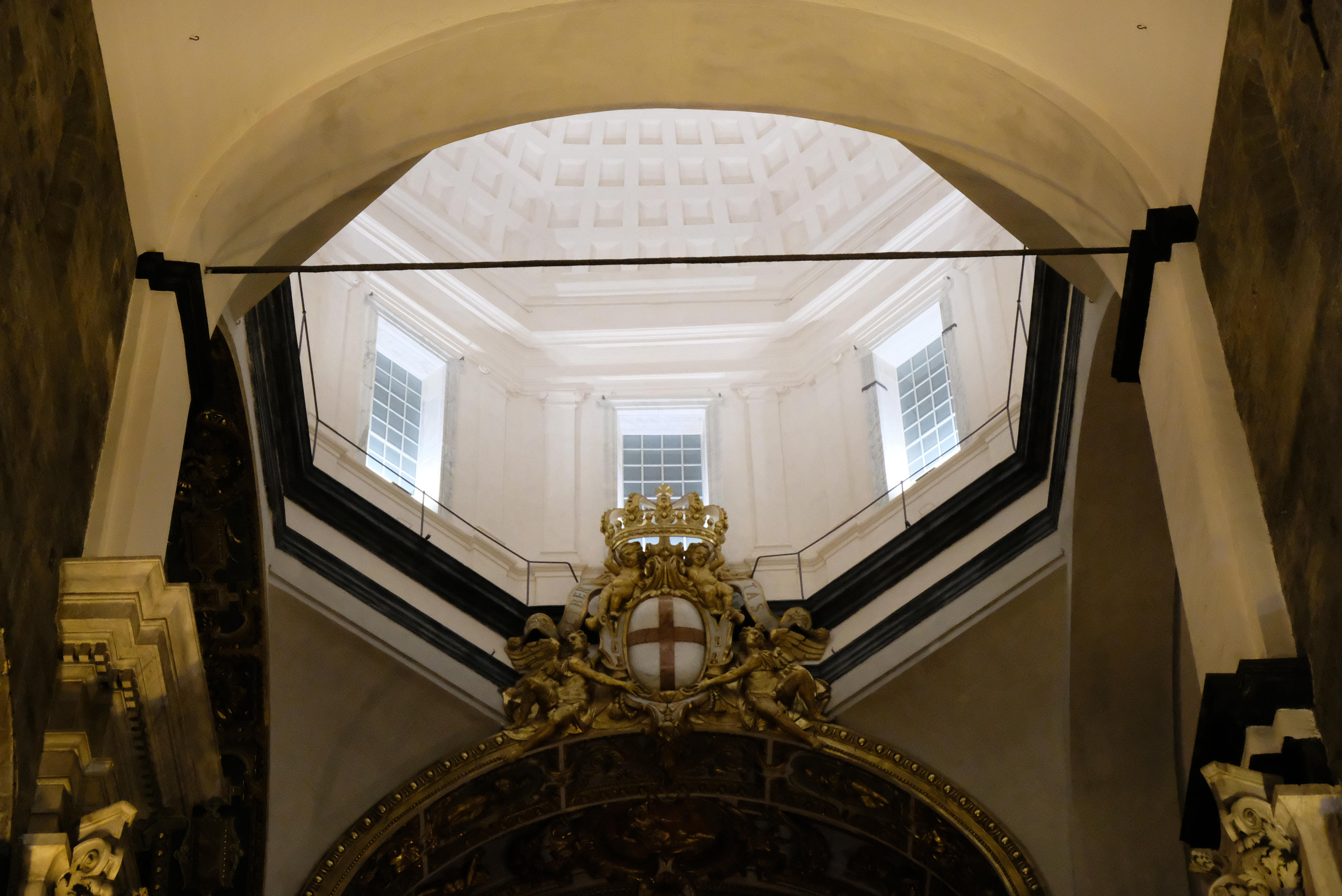
Genua, Kathedrale San Lorenzo
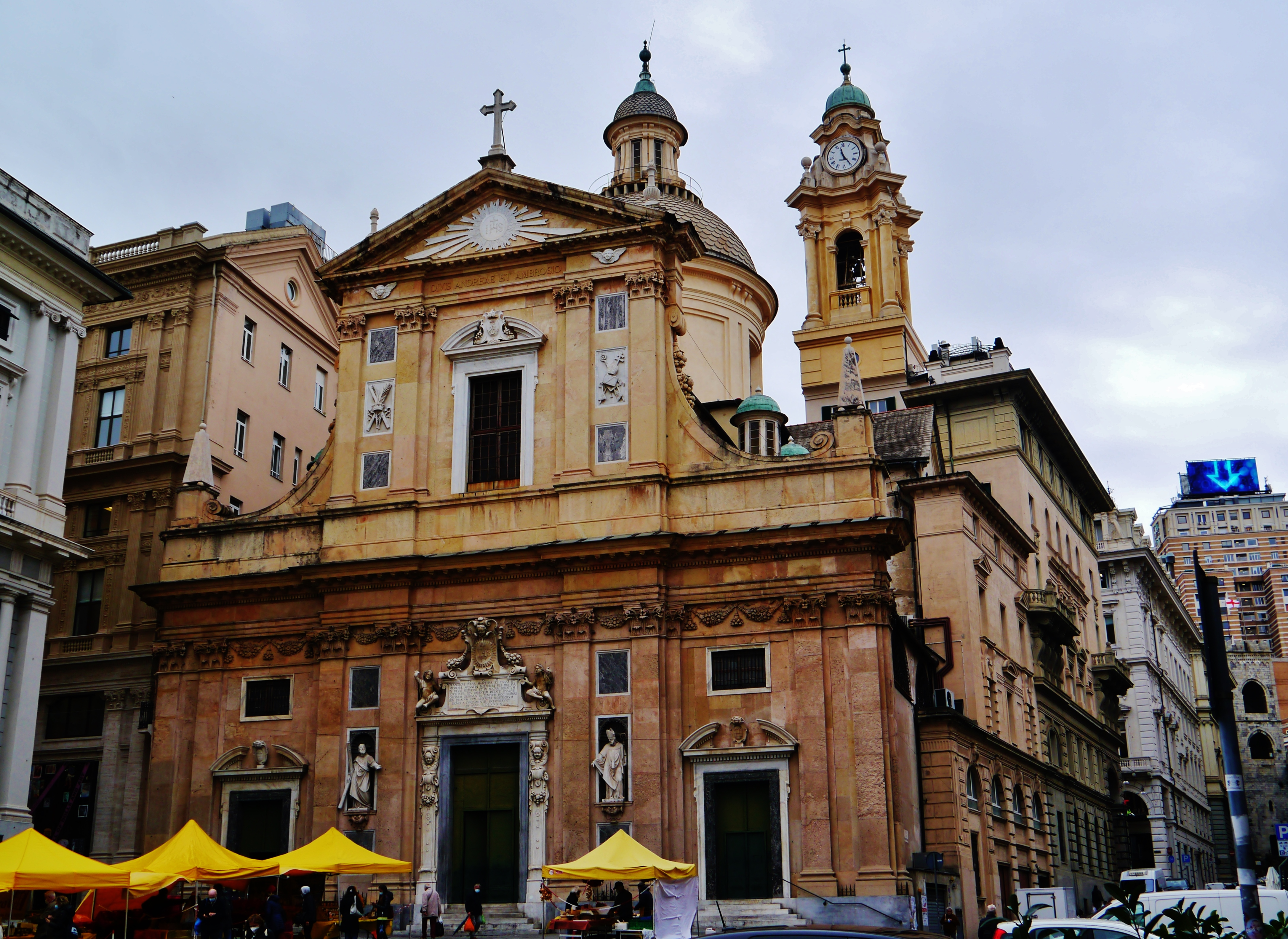
Gesù, Ambrogio, Andrea
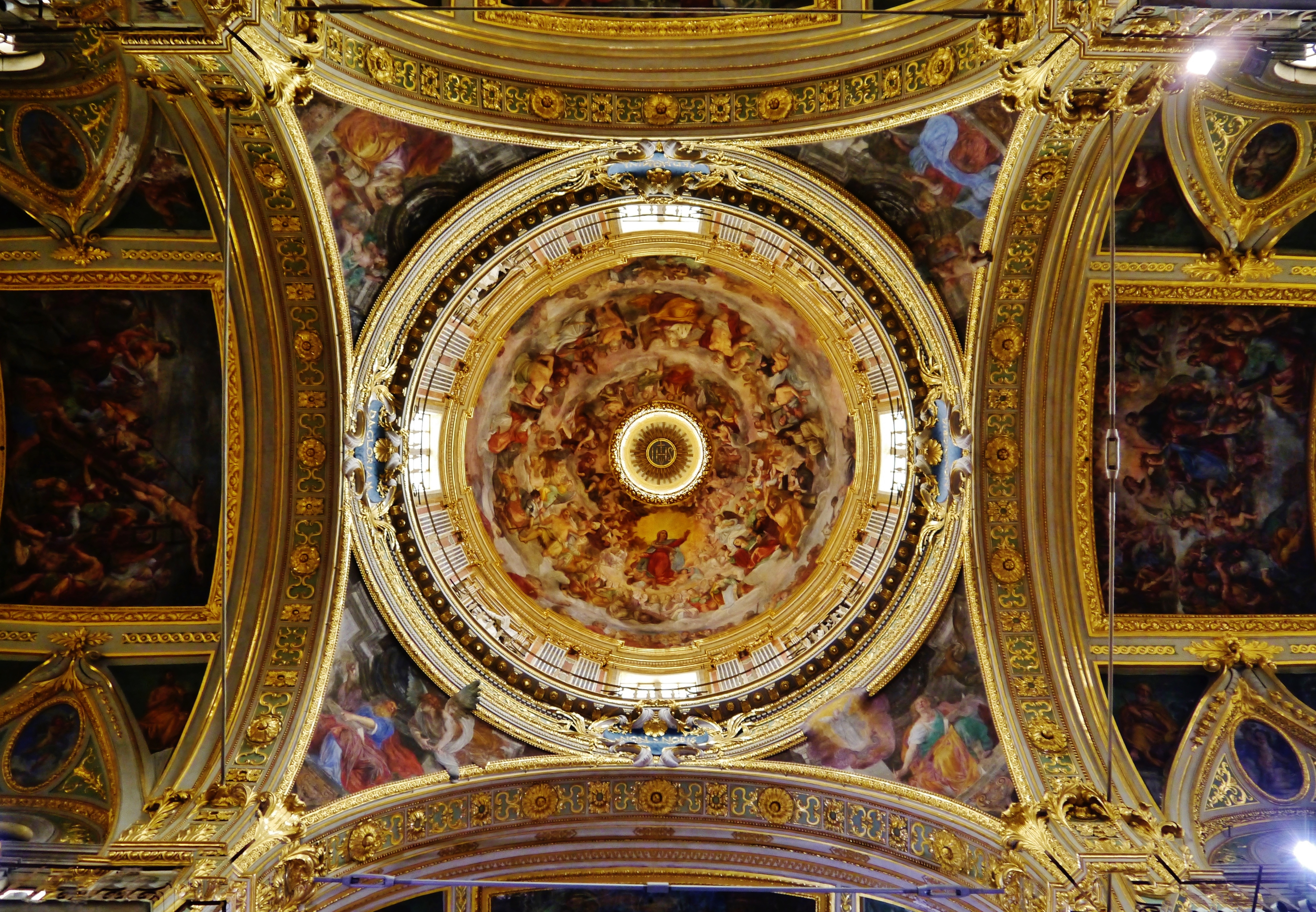
Gesù, Ambrogio, Andrea
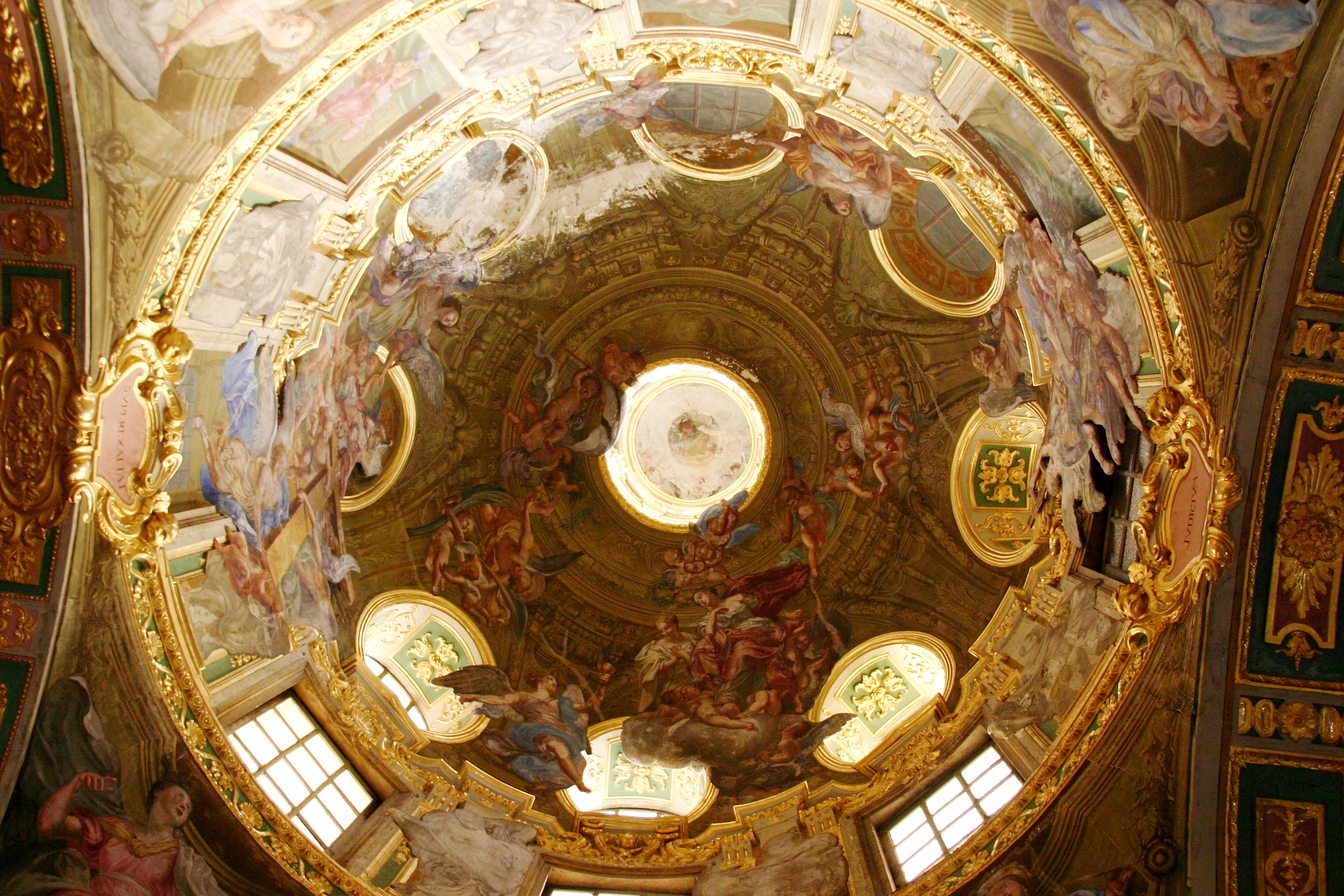
Gesù, Ambrogio, Andrea
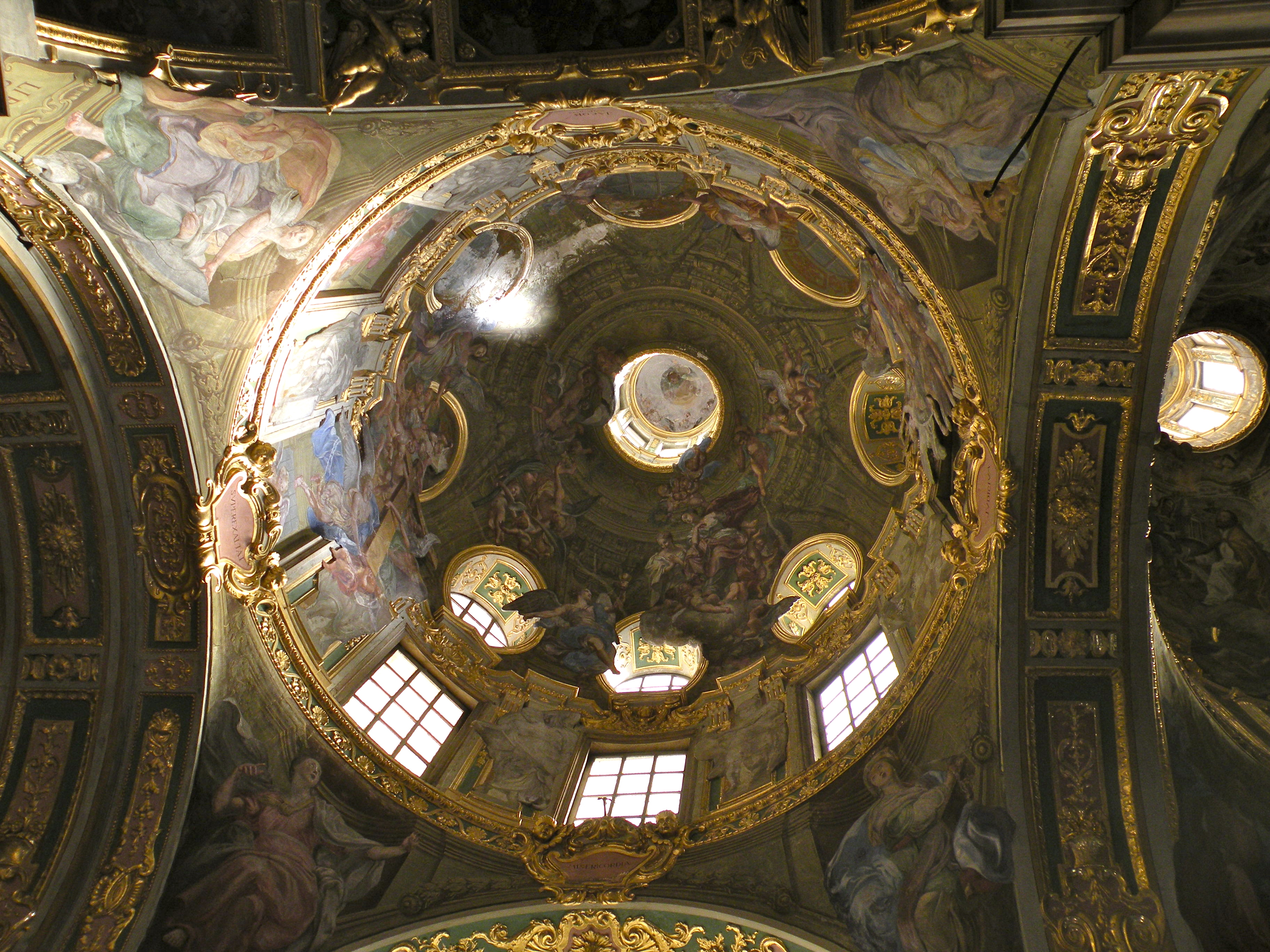
Gesù, Ambrogio, Andrea
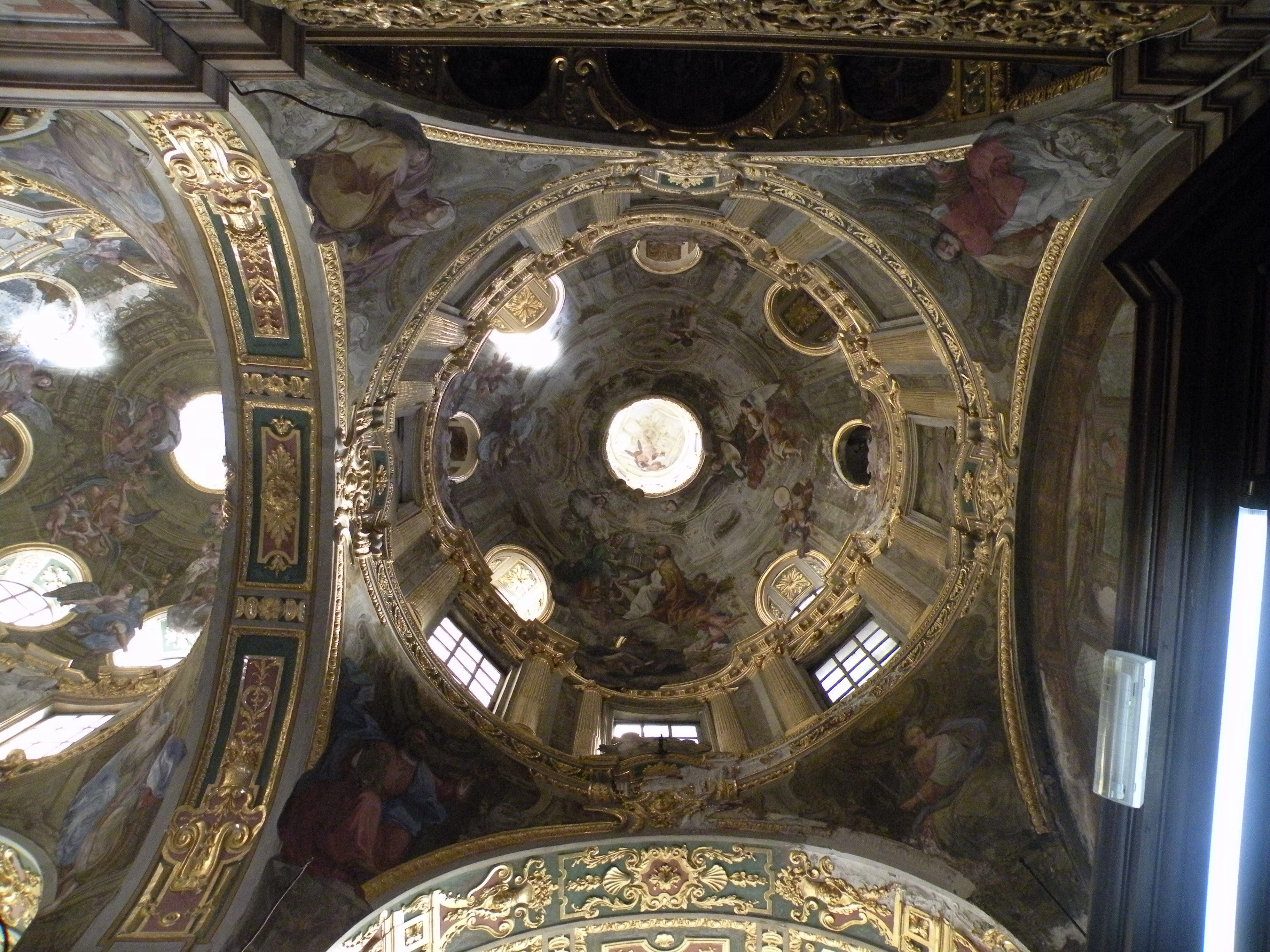
Gesù, Ambrogio, Andrea

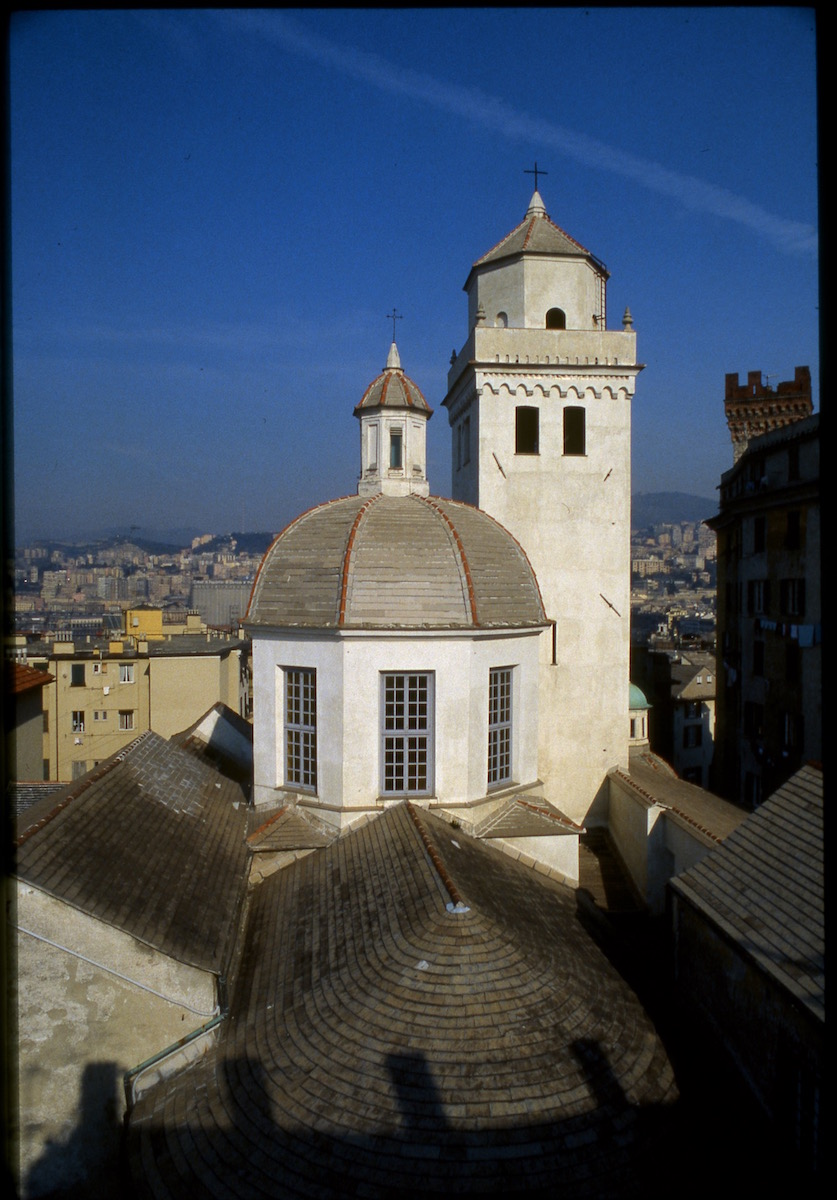
Vierungsturm, Maria do Castello

Reich an Besonderheiten ist die Kirche Santa Maria di Castello in Genua – aber nicht die einzige ligurische Kirche mit Laternenturm. Im 15. Jahrhundert wurden Seitenschiffe auf Mittelschiffshöhe erhöht, sodass die alten Obergaden jeweils Seitenschiff und Mittelschiff verbinden. Außer dem runden Laternenturm auf der Vierung hat sie noch einen achteckigen auf einer Seitenkapelle:

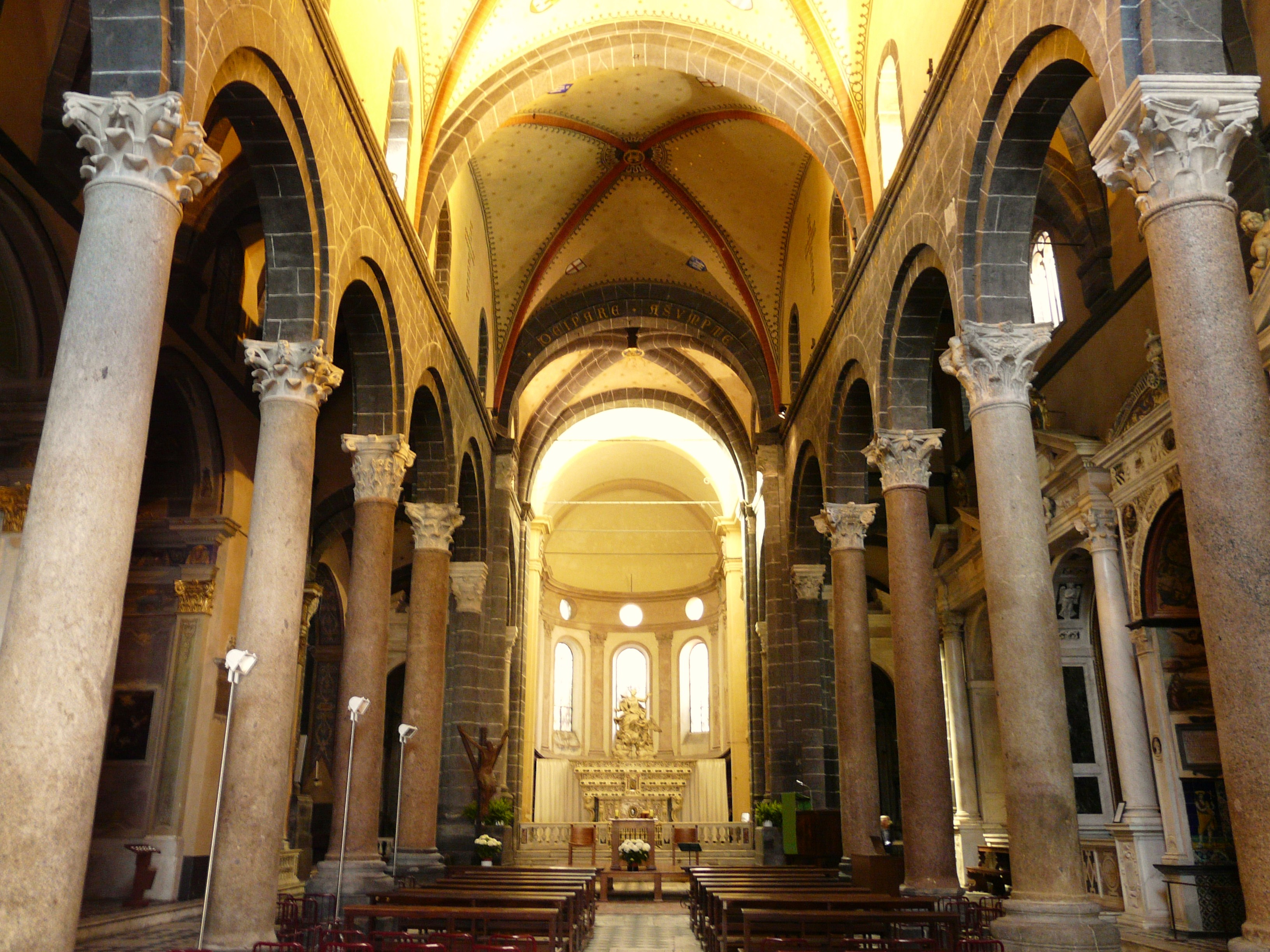
Santa Maria di Castello, Genua
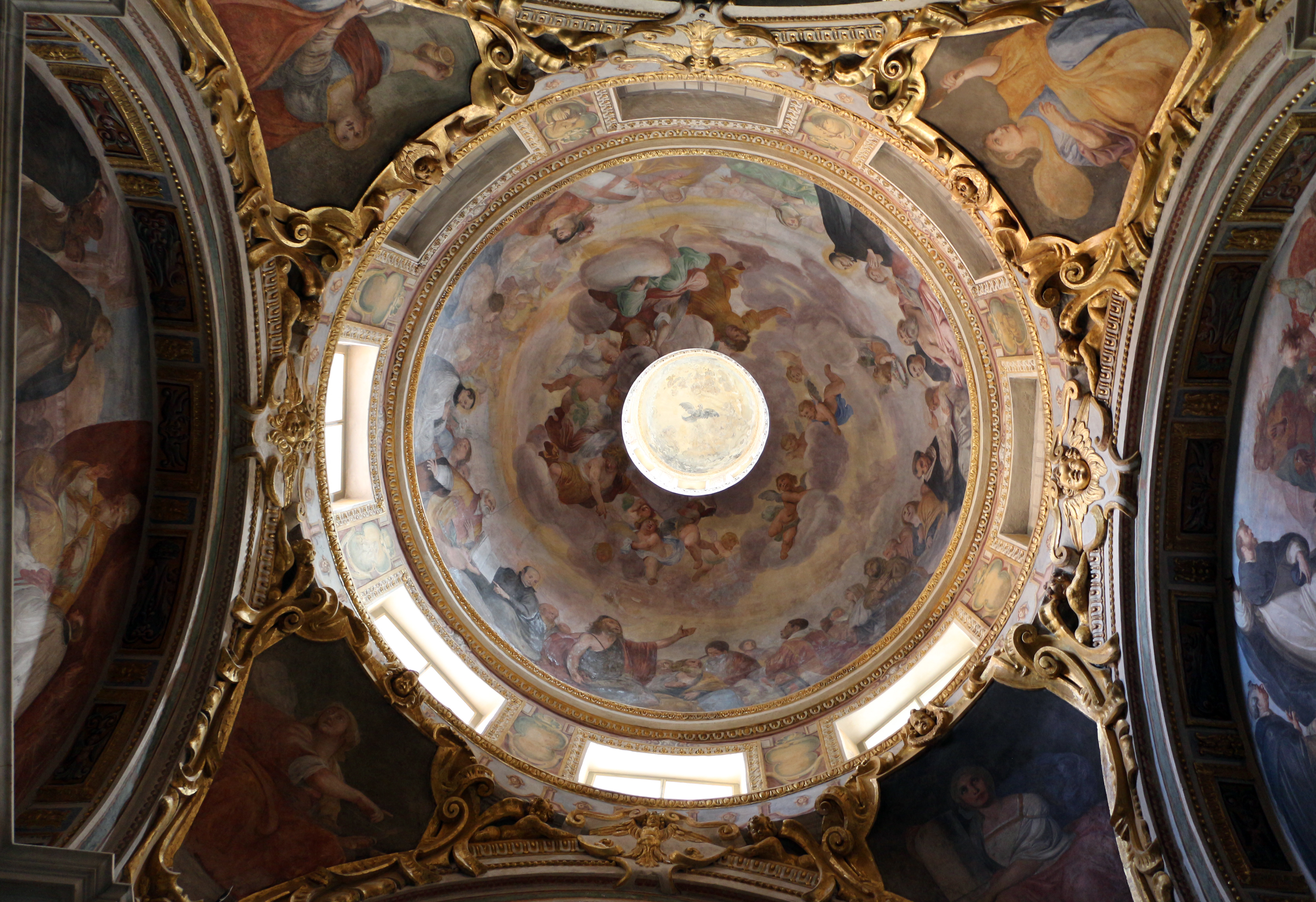
Barocker Laternenturm der Vierung mit Laterne der Laterne
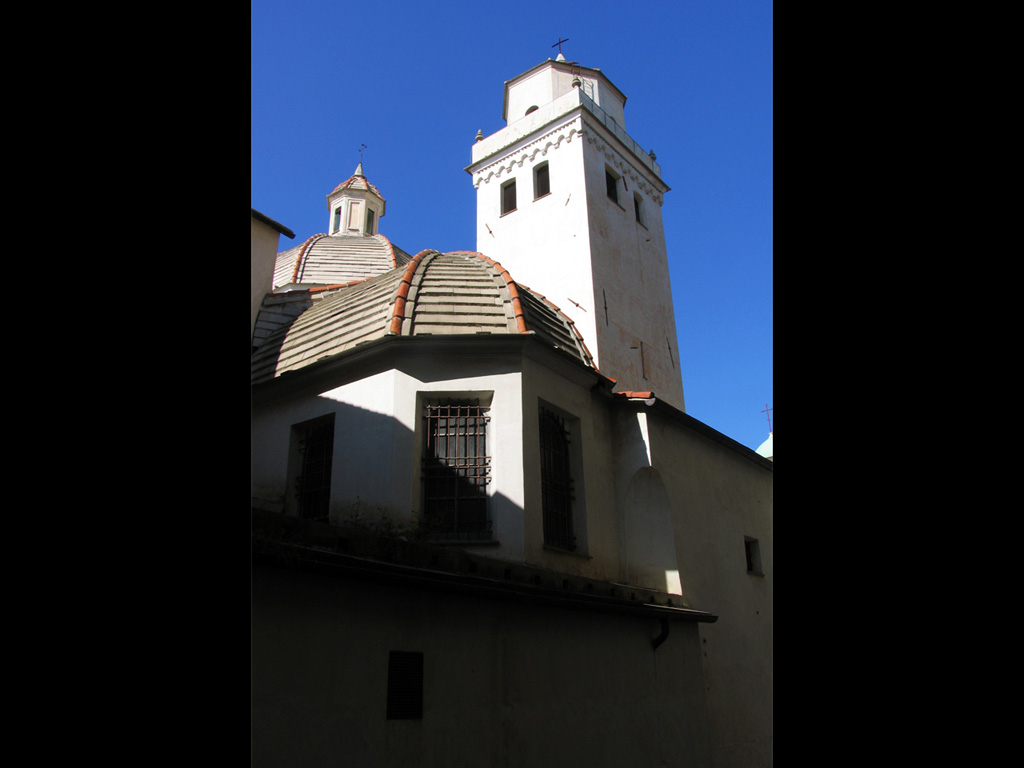
Beide Laternentürme
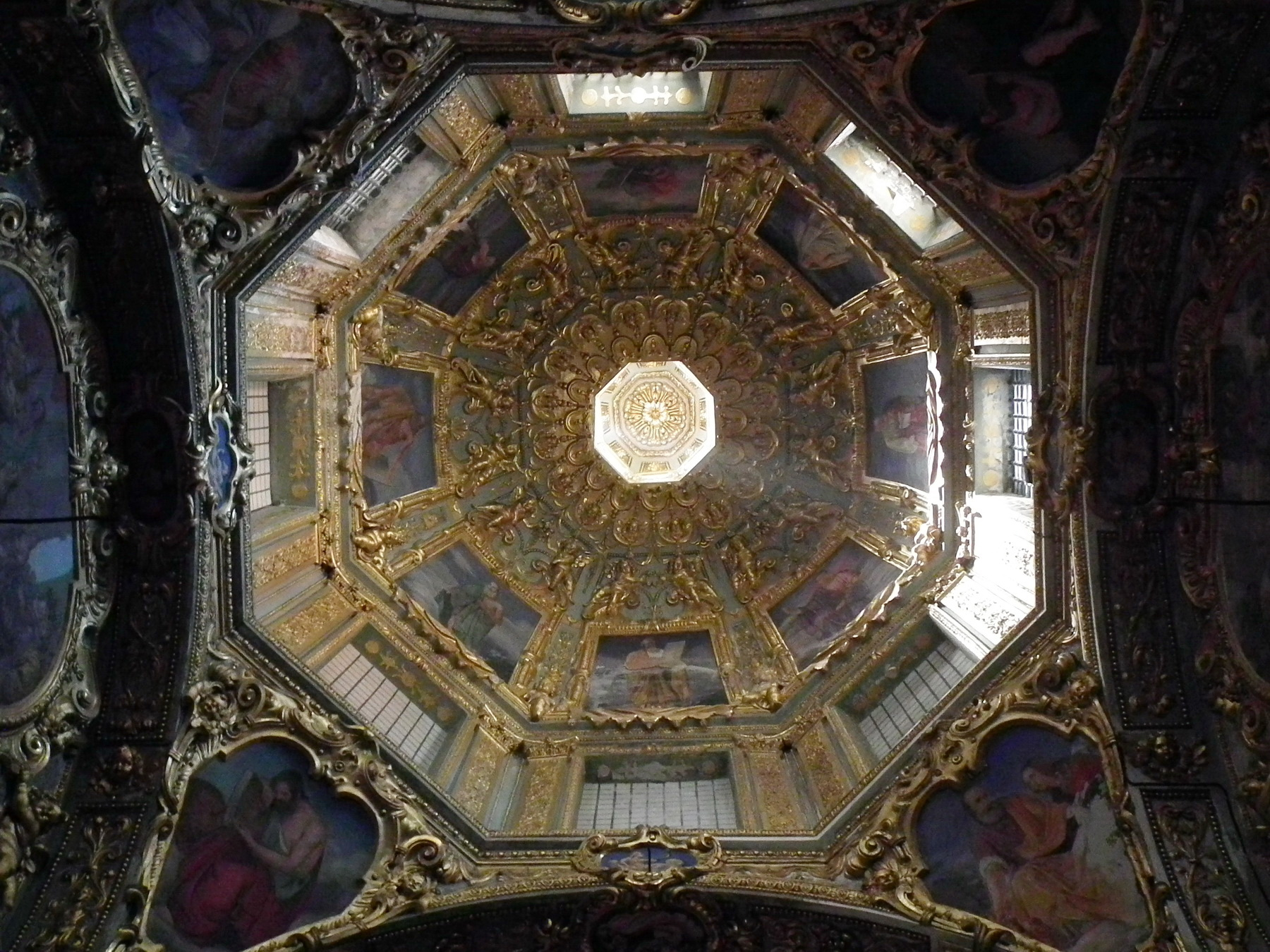
Laternenturm der Cappella della Madonna del Rosario

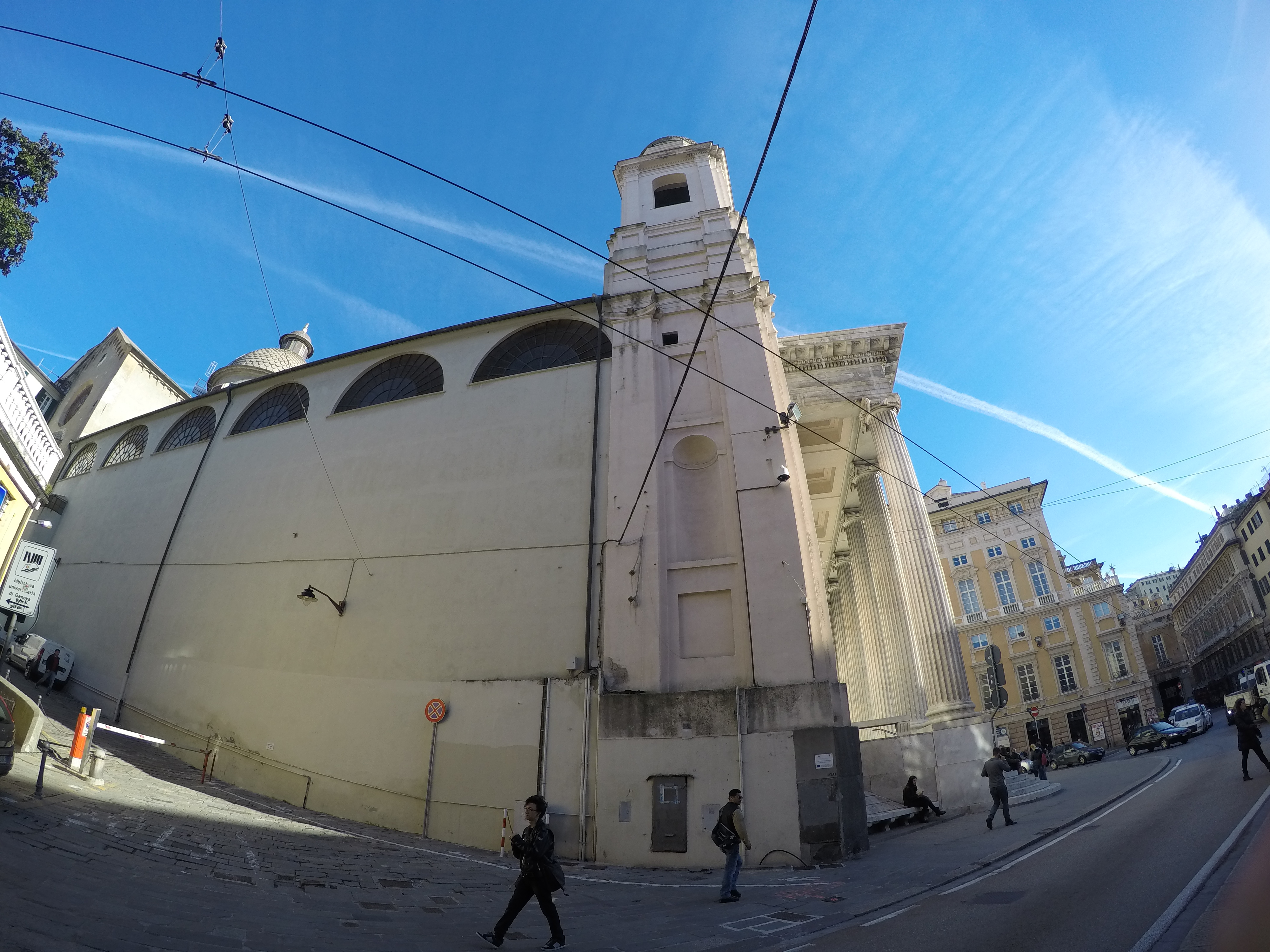
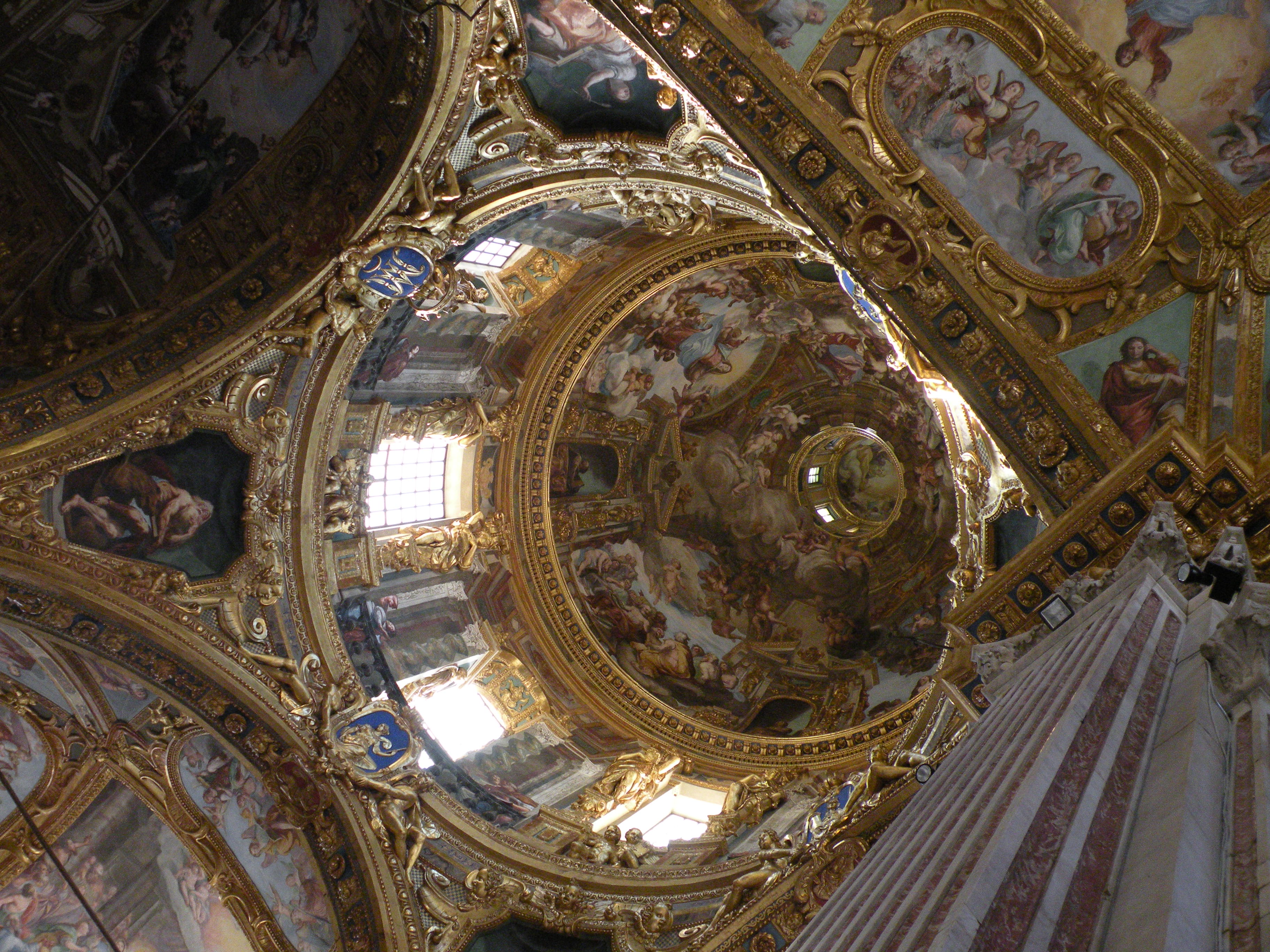

Santissima Annunziata del Vastato steht nördlich des engeren Stadtzentrums von Genua. Der Bau wurde 1520 begonnen und nach längerer Pause 1591 wieder aufgenommen. Die üppige Barockdekoration entstand im 17. Jh.
Savona ist die zweite Großstadt an der Küste Liguriens. Seine heutige Kathedrale wurde begonnen, nachdem der Stadtkern nach der Eroberung der Stadt durch Genua einem Festungsbau zum Opfer gefallen war.
Die Kirche San Giovanni Battista in Savona wurde um 1568 geweiht, aber Fassade und Laternenturm wurden erst im 18. Jh. gestaltet, im Barockstil.

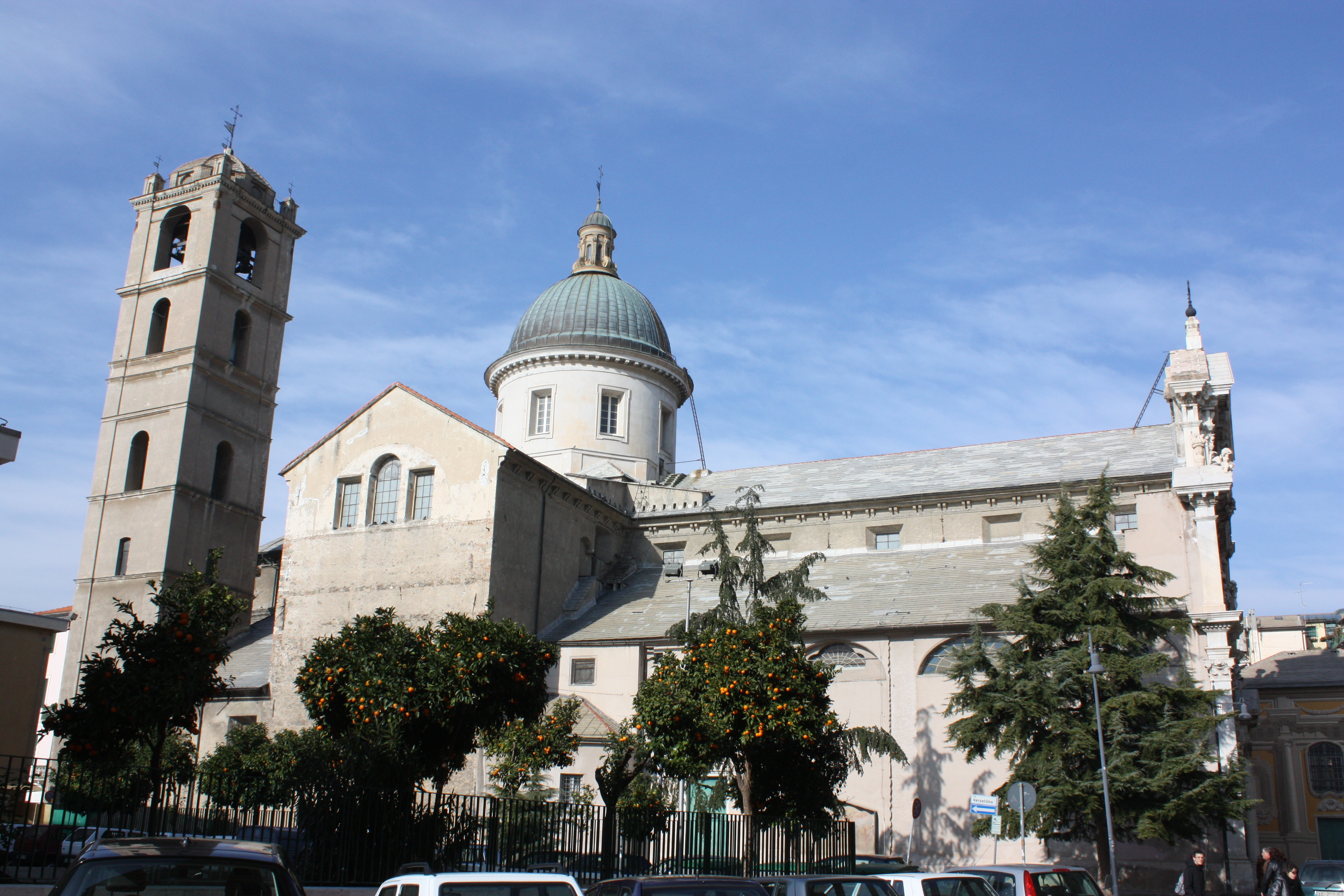
Kathedrale von Savona um 1600
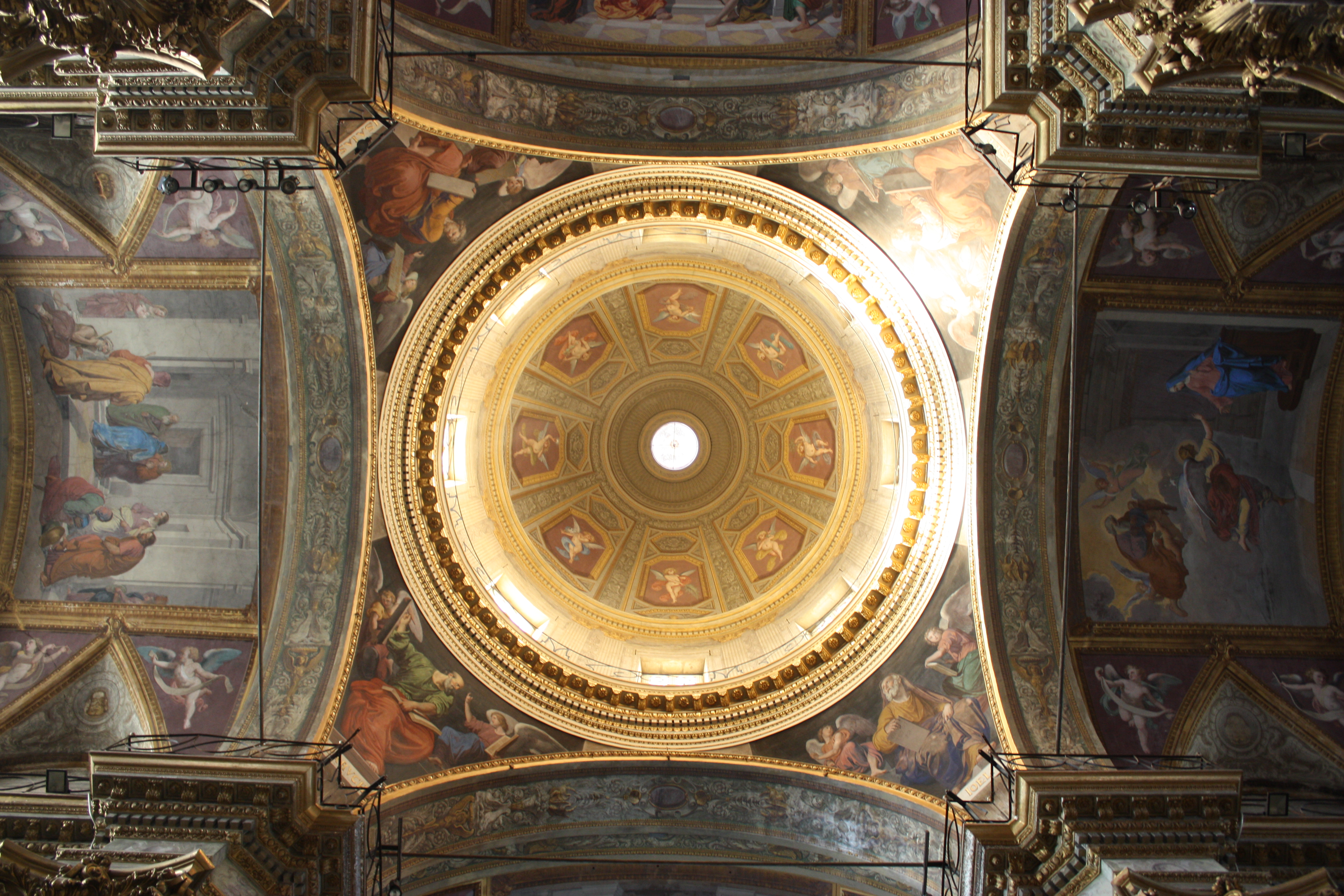
Kathedrale von Savona um 1600
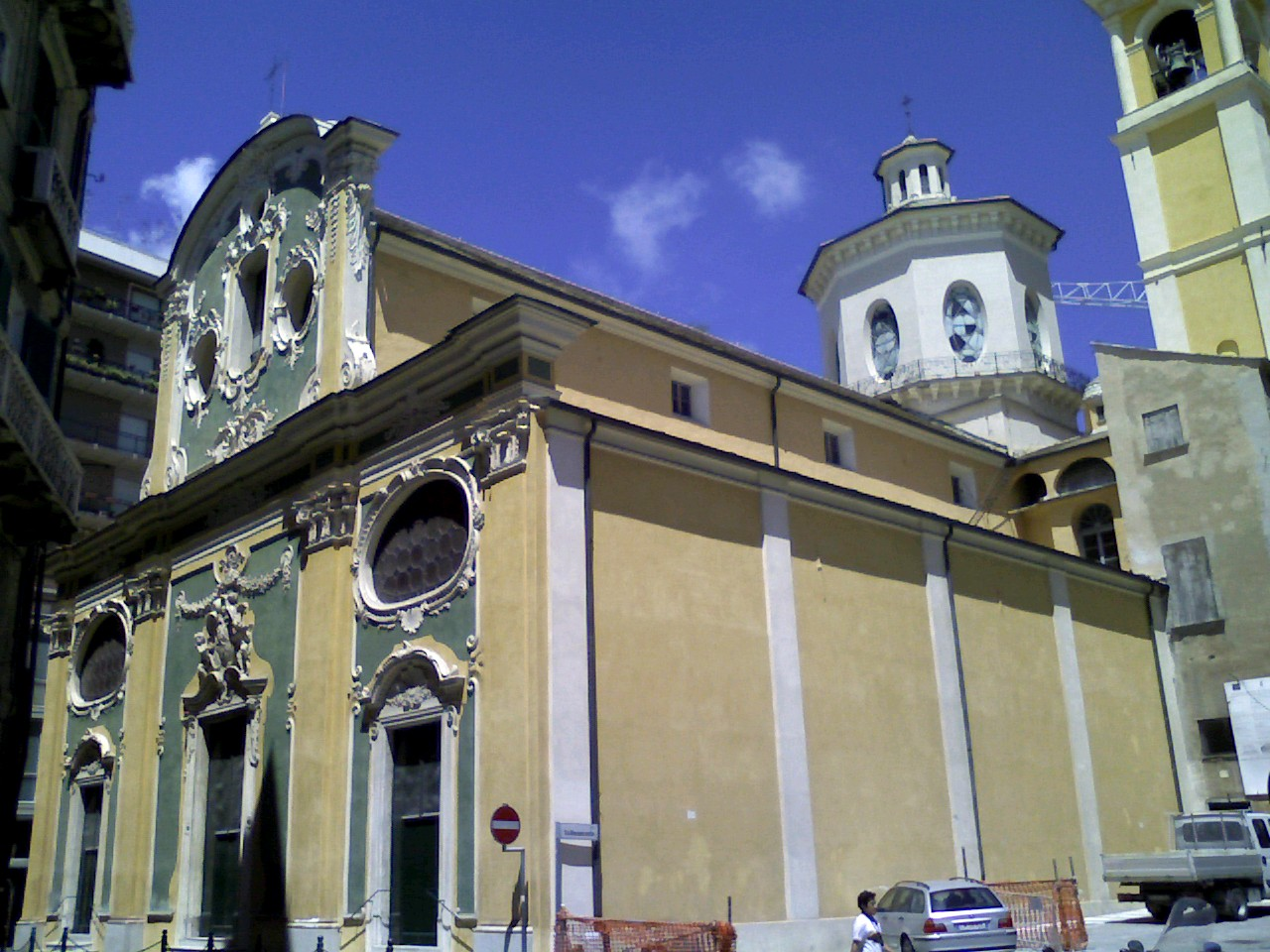
San Giovanni, Savona
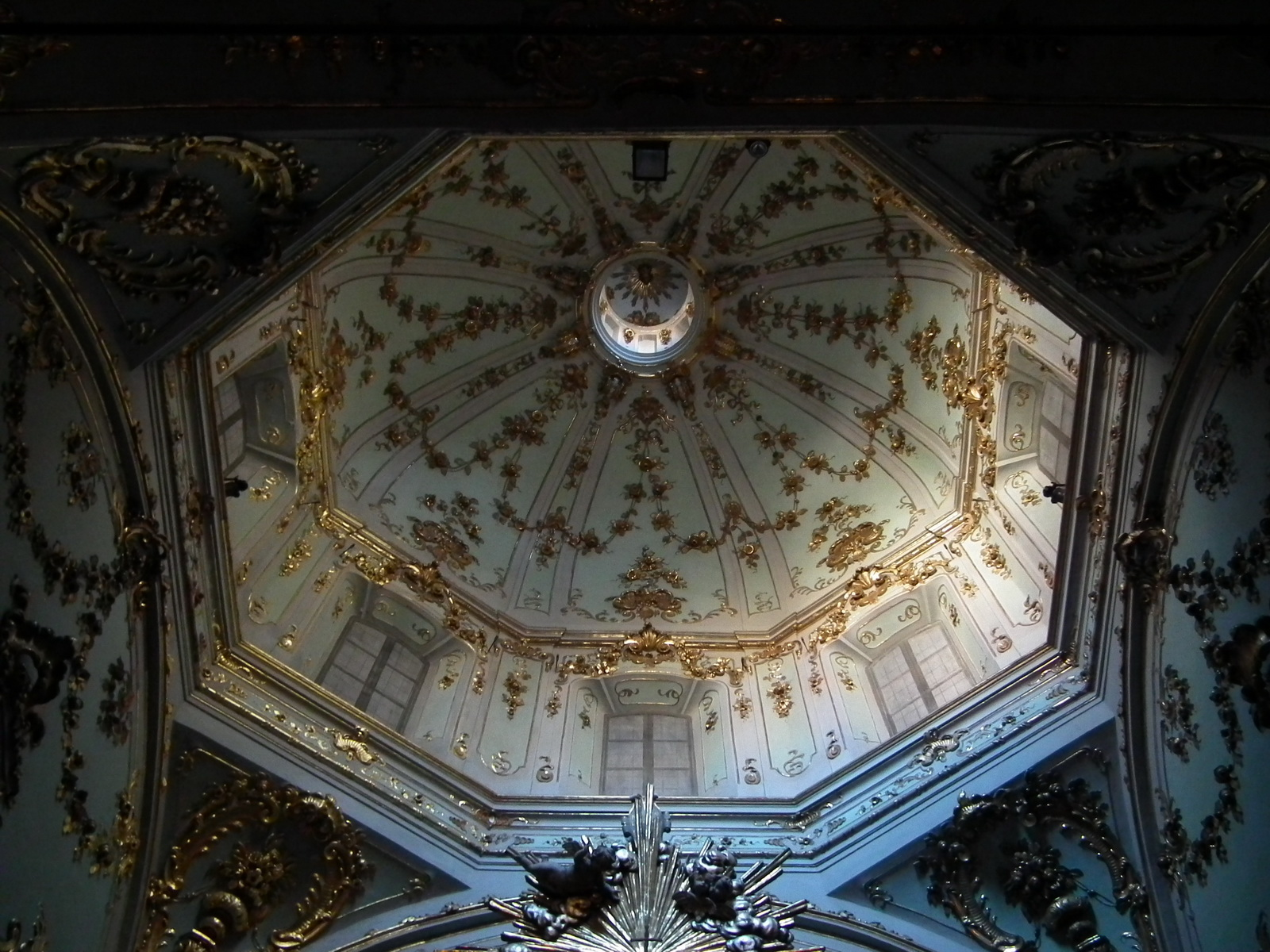
San Giovanni, Savona

#### Toskana
Der wohl älteste Laternenturm der Toskana gehört zum Zentralbau einer Grabeskirche aus dem 12. Jahrhundert, Santo Sepolcro in Pisa. Interessant sind die Spitzbögen der achteckigen Arkade, die den Turm trägt. Gab es hier Anregung aus Sizilien? Wurde die Innenaufteilung in gotischer Zeit ersetzt? Auch die Geschichte des Vierungsturms des ab dem frühen 13. Jahrhundert errichteten Doms von Siena birgt Fragen; wie auch die Arkaden des Langhauses hat die Vierung innen unter der Kuppel romanische Formen, bis ins Laternengeschoss, und ist ein Achteck mit langen Längs- und Querseiten, aber kurzen Eckseiten. Die runde kassettierte Kuppel hat eher Renaissancemerkmale. Außen gibt es zwei umlaufende Galerien, die untere mit gotischen Spitzbögen, die oberen mit breiten runden Renaissancebögen. Oben trägt die Kuppel eine nach unten offene Laterne.

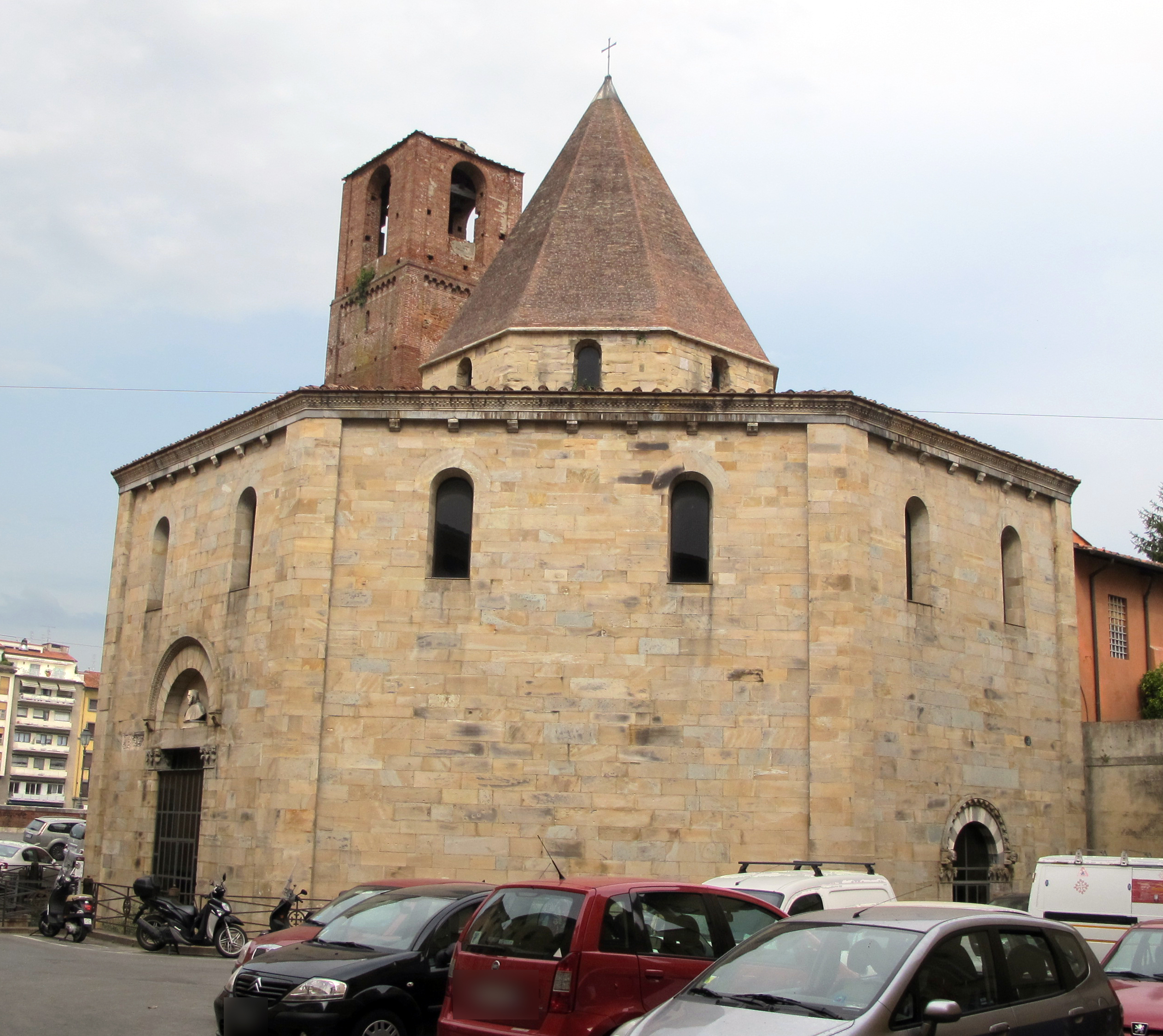
Pisa: Santo Sepolcro
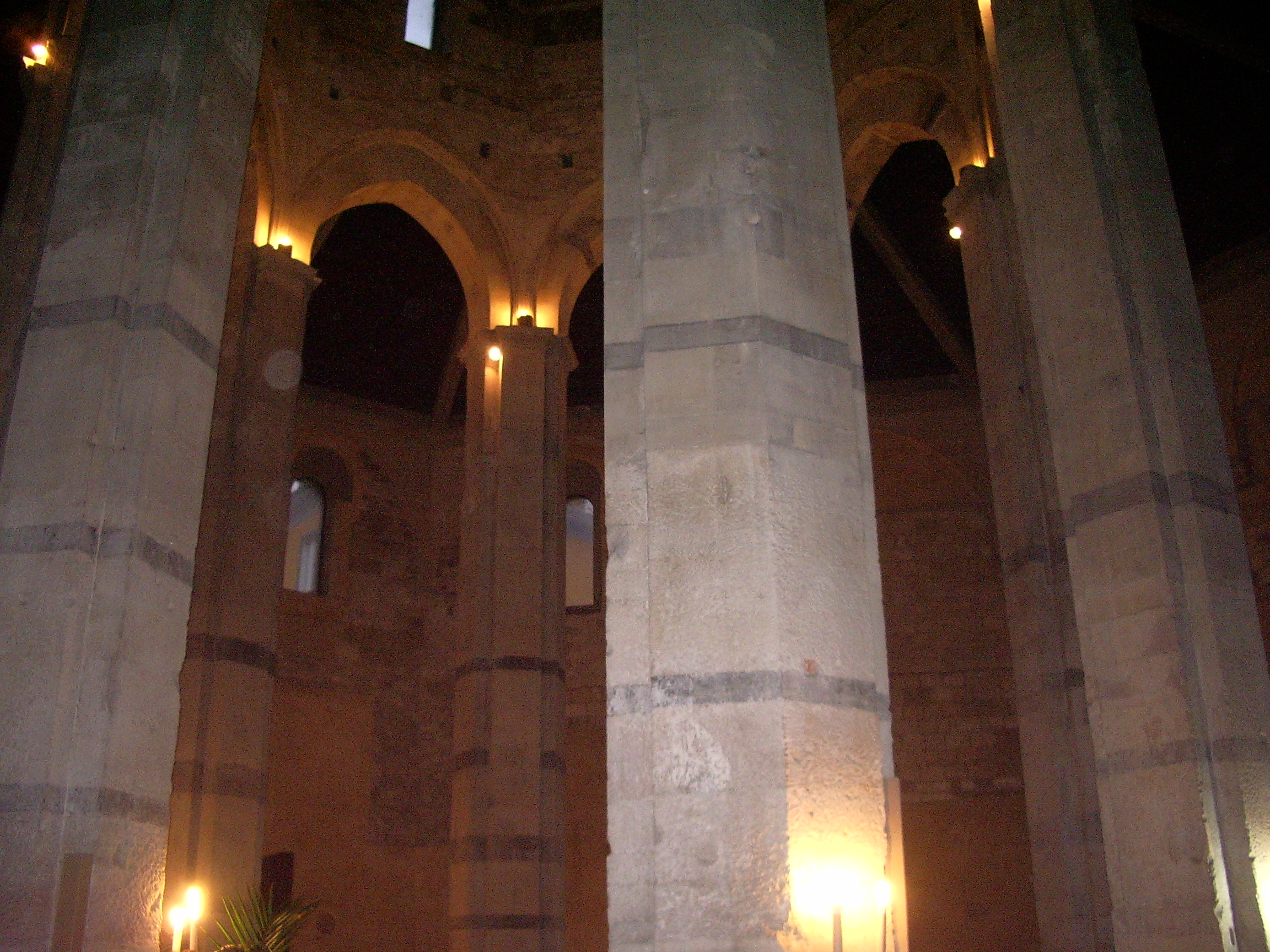
Pisa: Santo Sepolcro
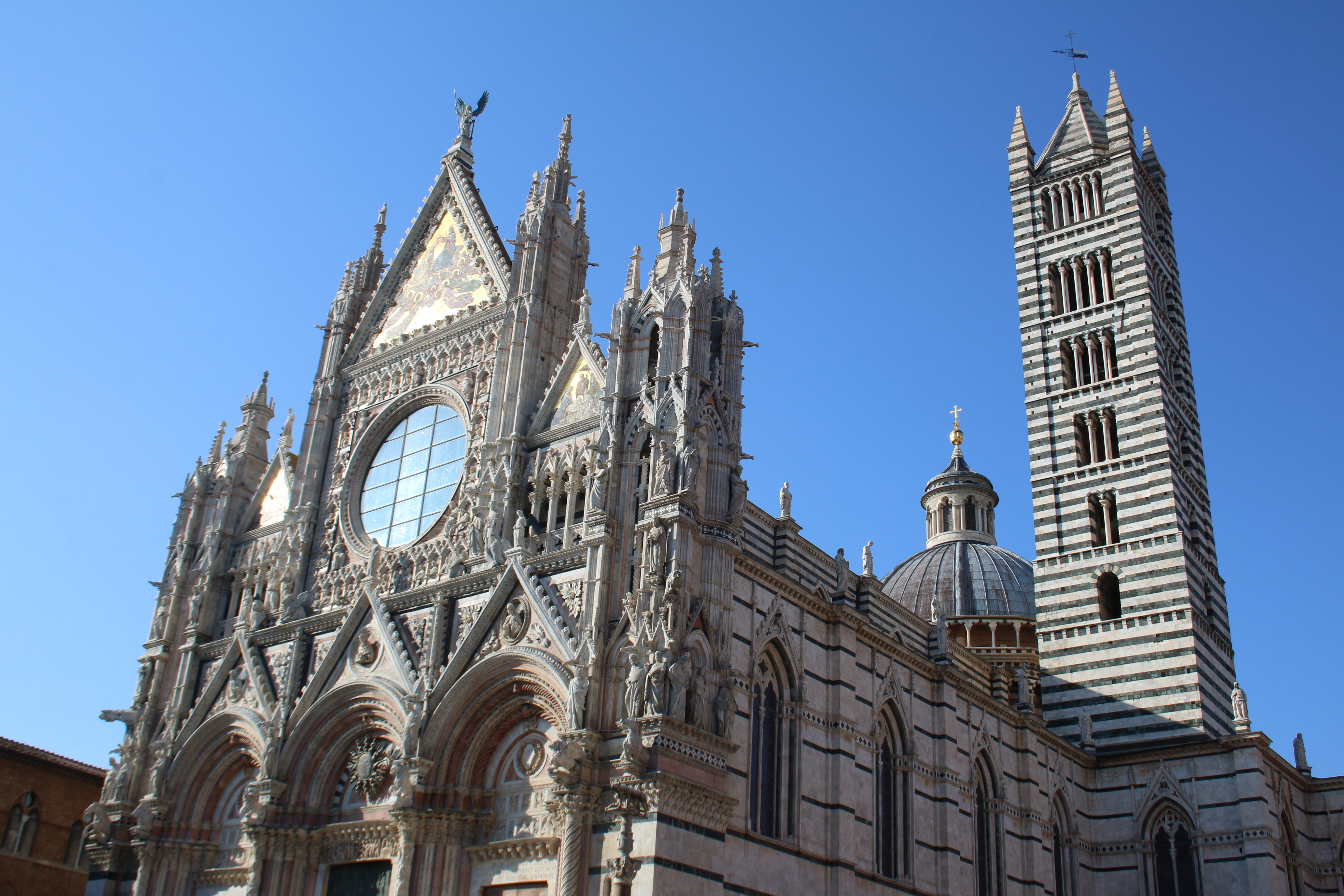
Dom von Siena
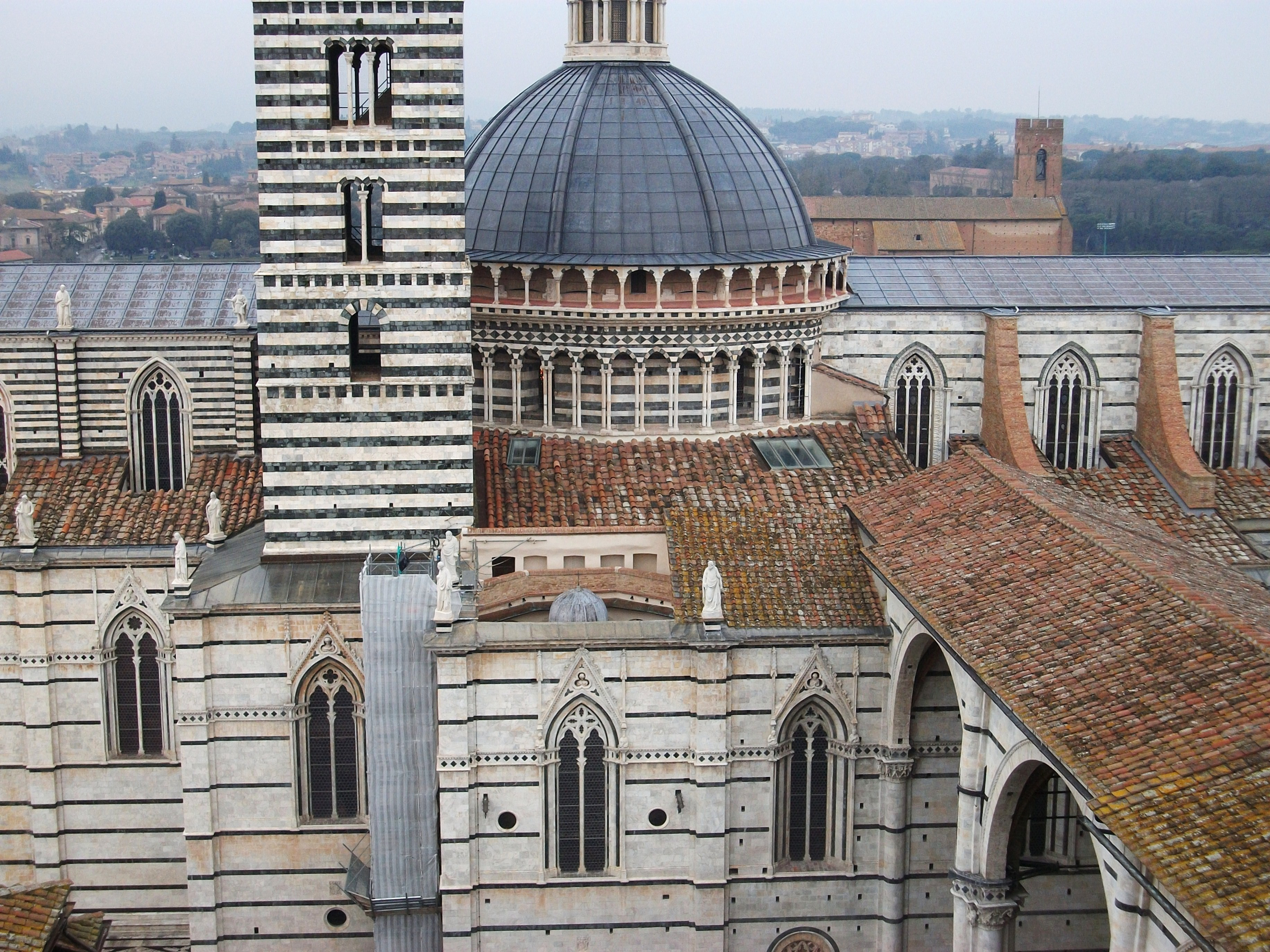
Dom von Siena
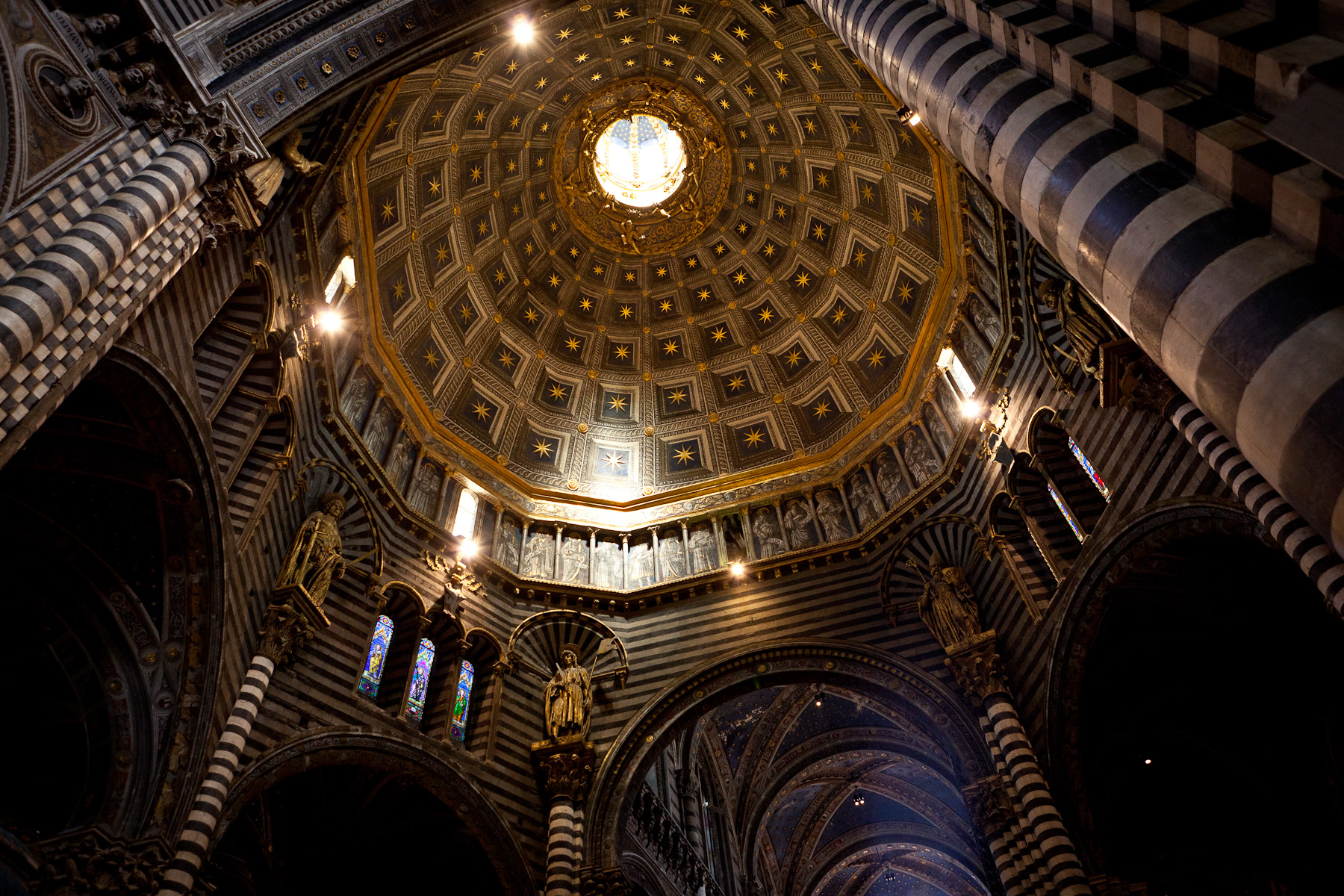
Dom von Siena
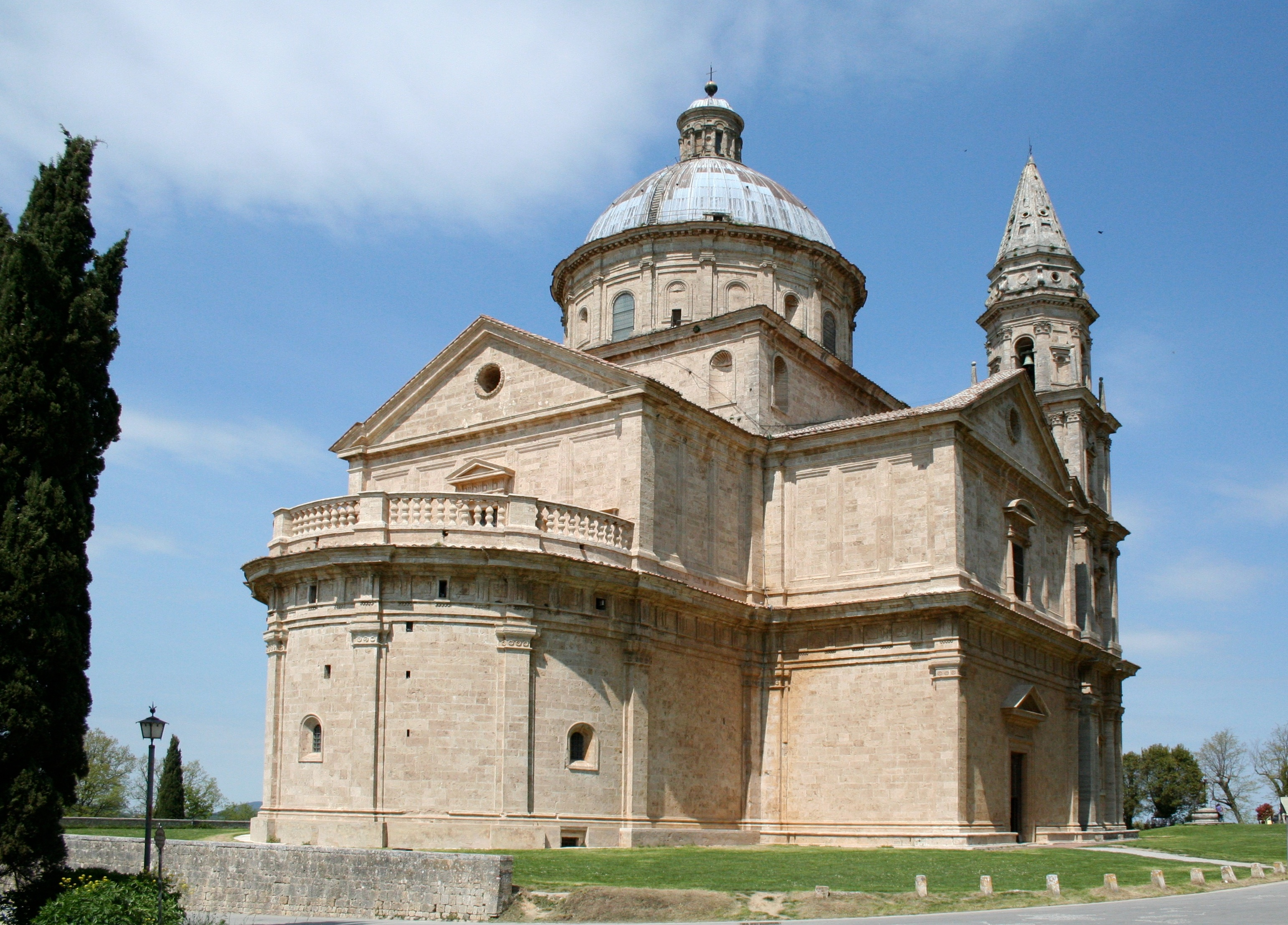
Montepulciano: San Biagio
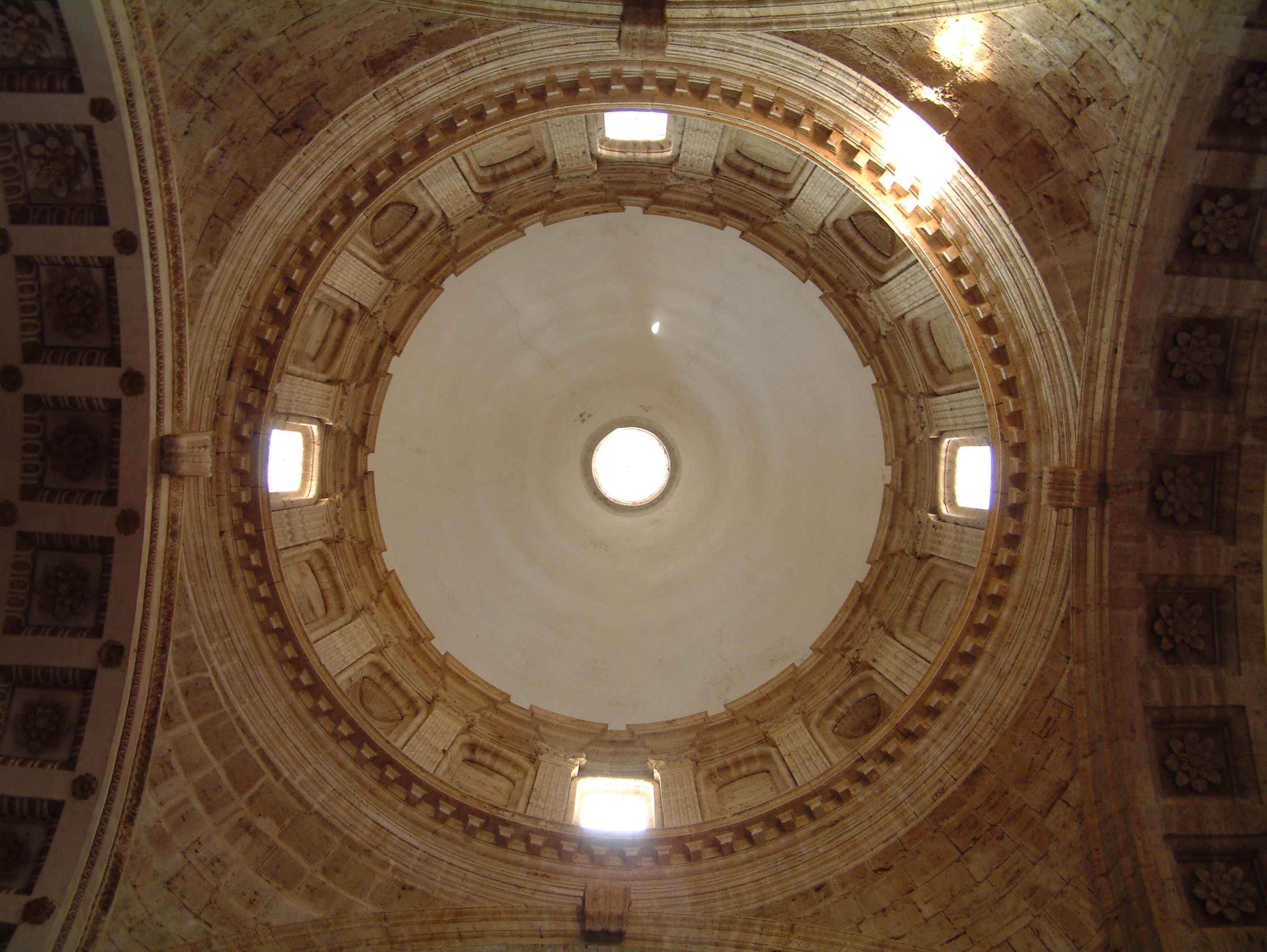
Montepulciano: San Biagio
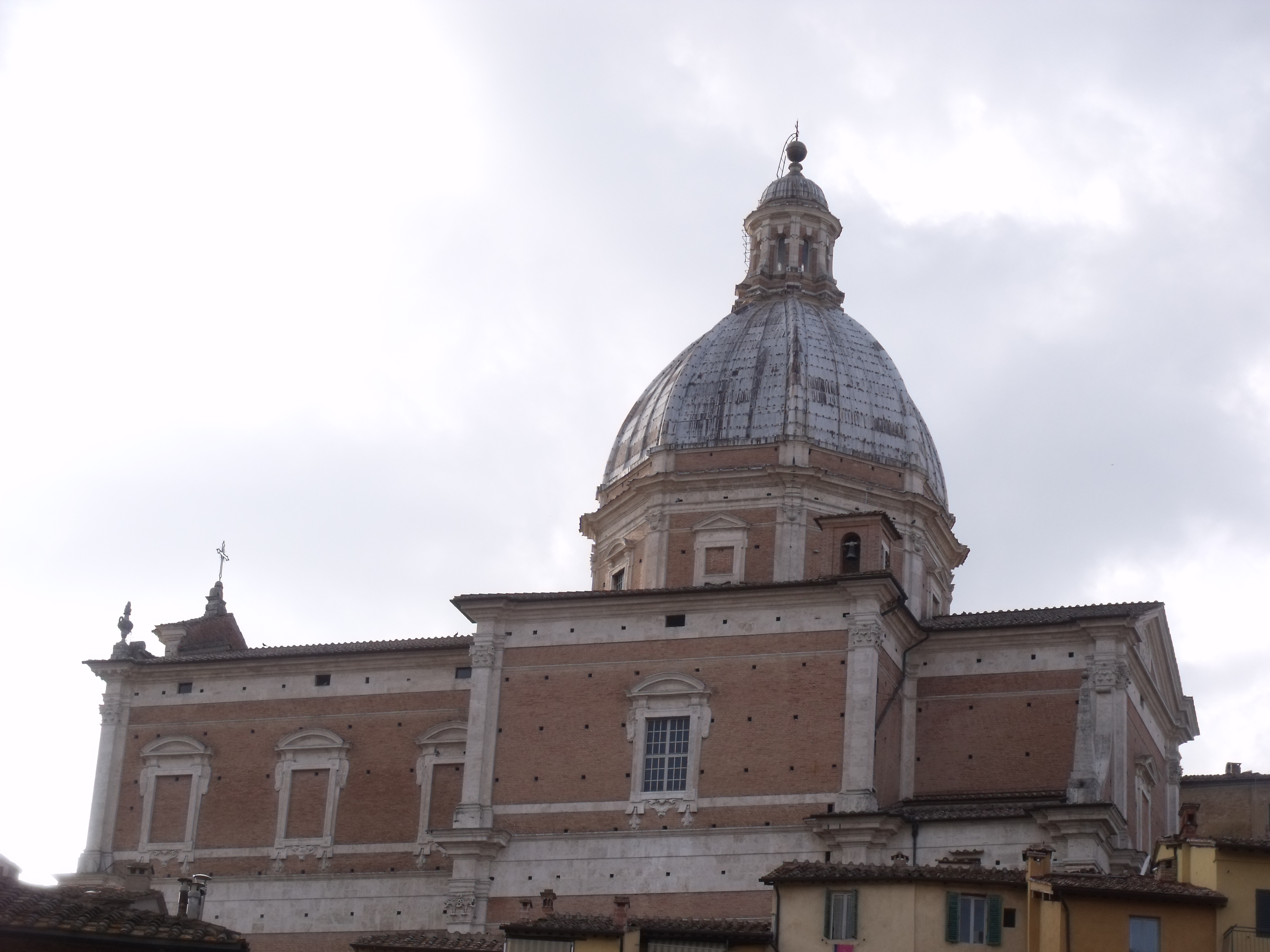
Siena: Santa Maria di Provenzano
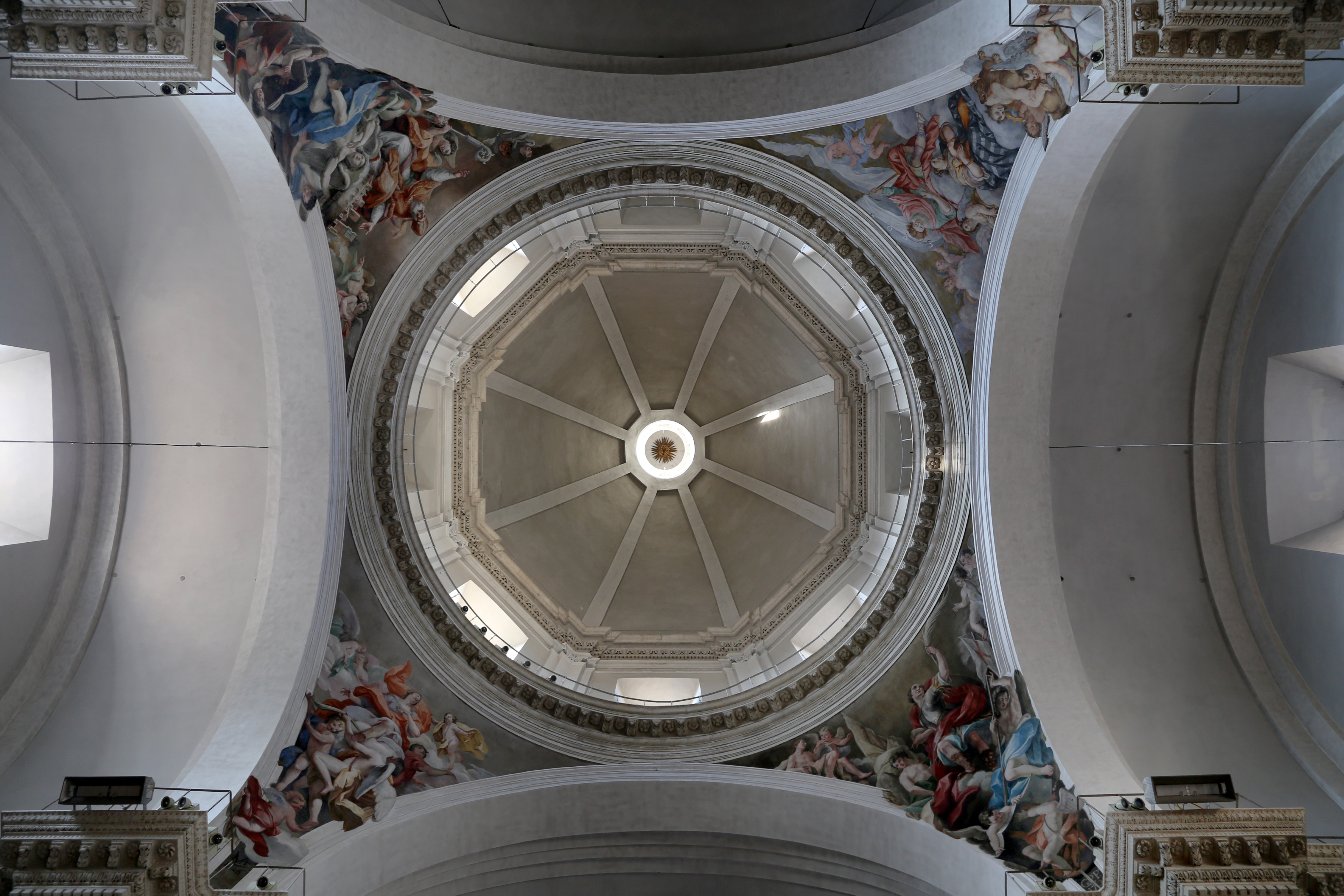
Santa Maria di Provenzano, 1595–1611

Zu den Laternentürmen aus Renaissance und Barock in der Toskana zählen San Biagio in Montepulciano, 1519–1540, und eine weitere Kirche in Siena, Santa Maria di Provenzano, 1595–1611.

#### Süditalien

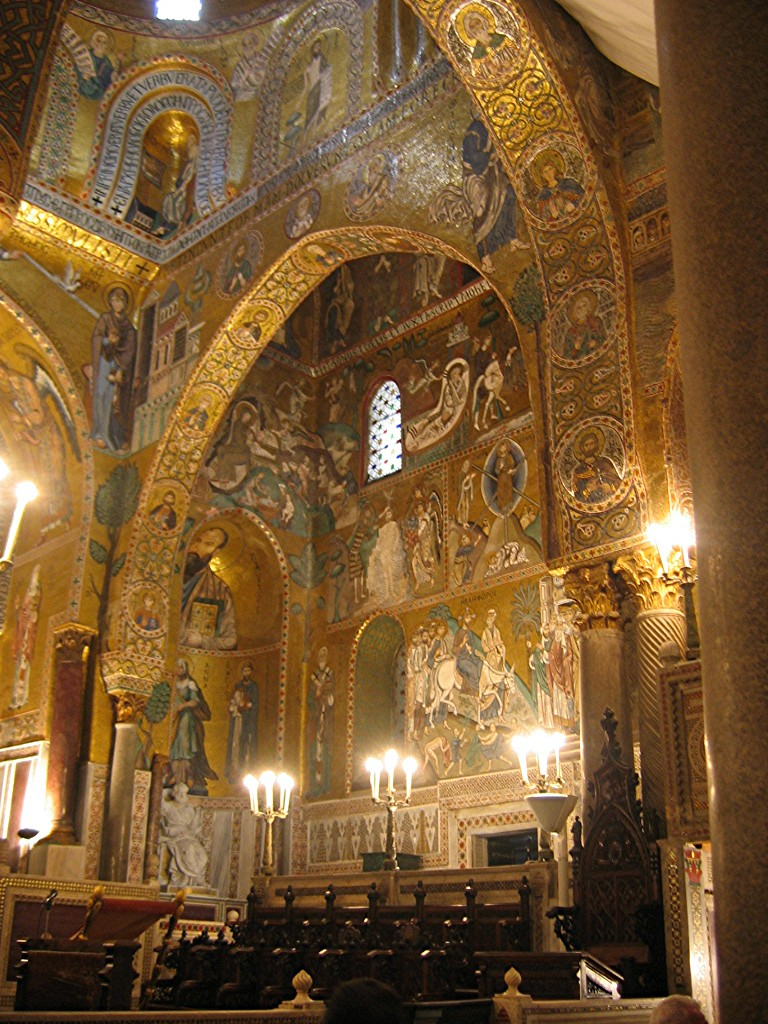
Palermo, Palastkapelle im normannischen Königspalast, mit Laternenturm

In Süditalien, in der Mitte des Mittelmeeres gelegen, wurde manchmal fast gleichzeitig in sehr verschiedenen Stilen gebaut.
In der Arabo-normannischen Architektur gibt es ein paar recht kleine Kirchen mit Laternentürmen.

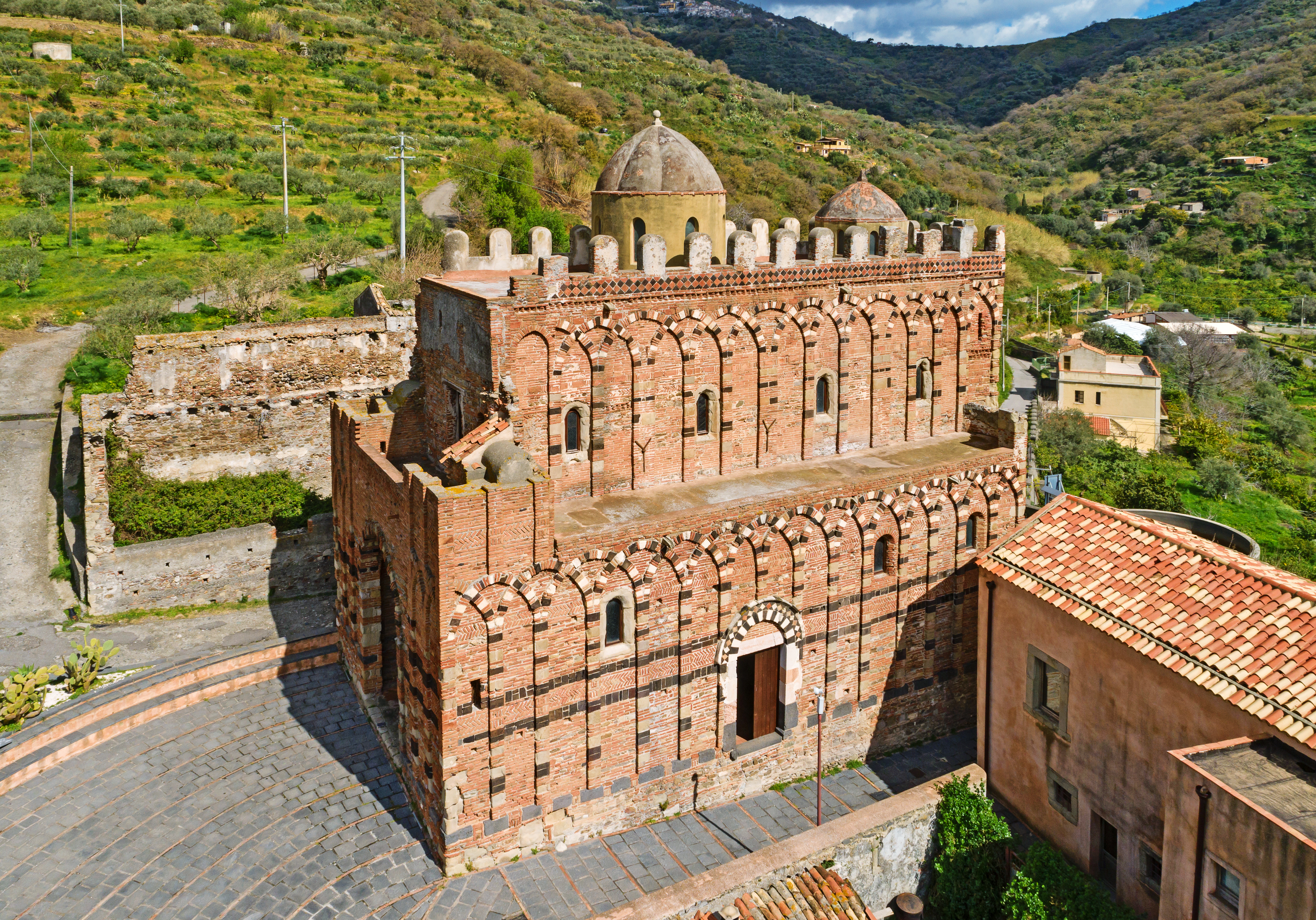
Casalvecchio Siculo, Metrop. Messina: Santi Pietro e Paolo d’Agrò
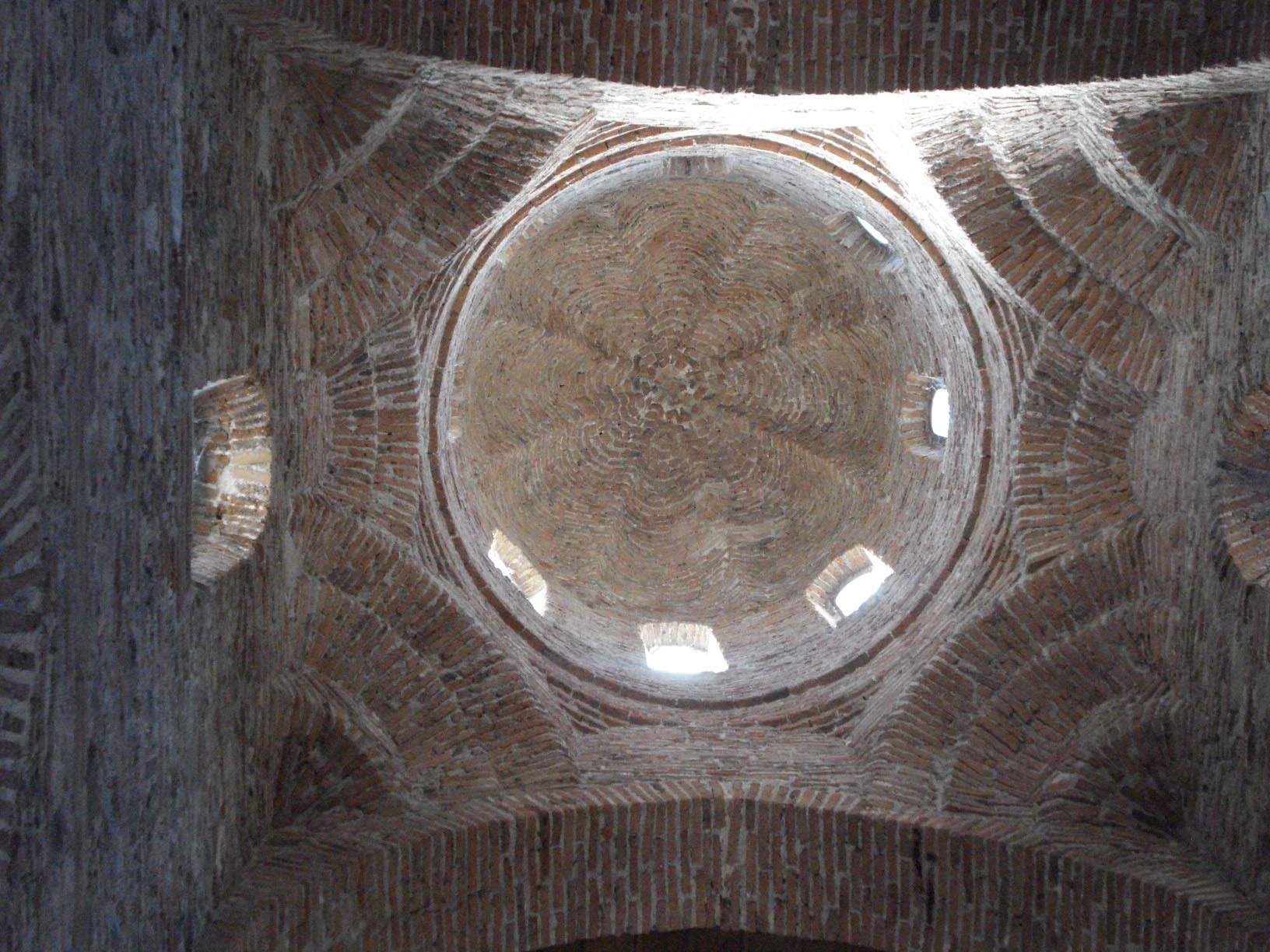
Santi Pietro e Paolo d’Agrò, 1116/1117
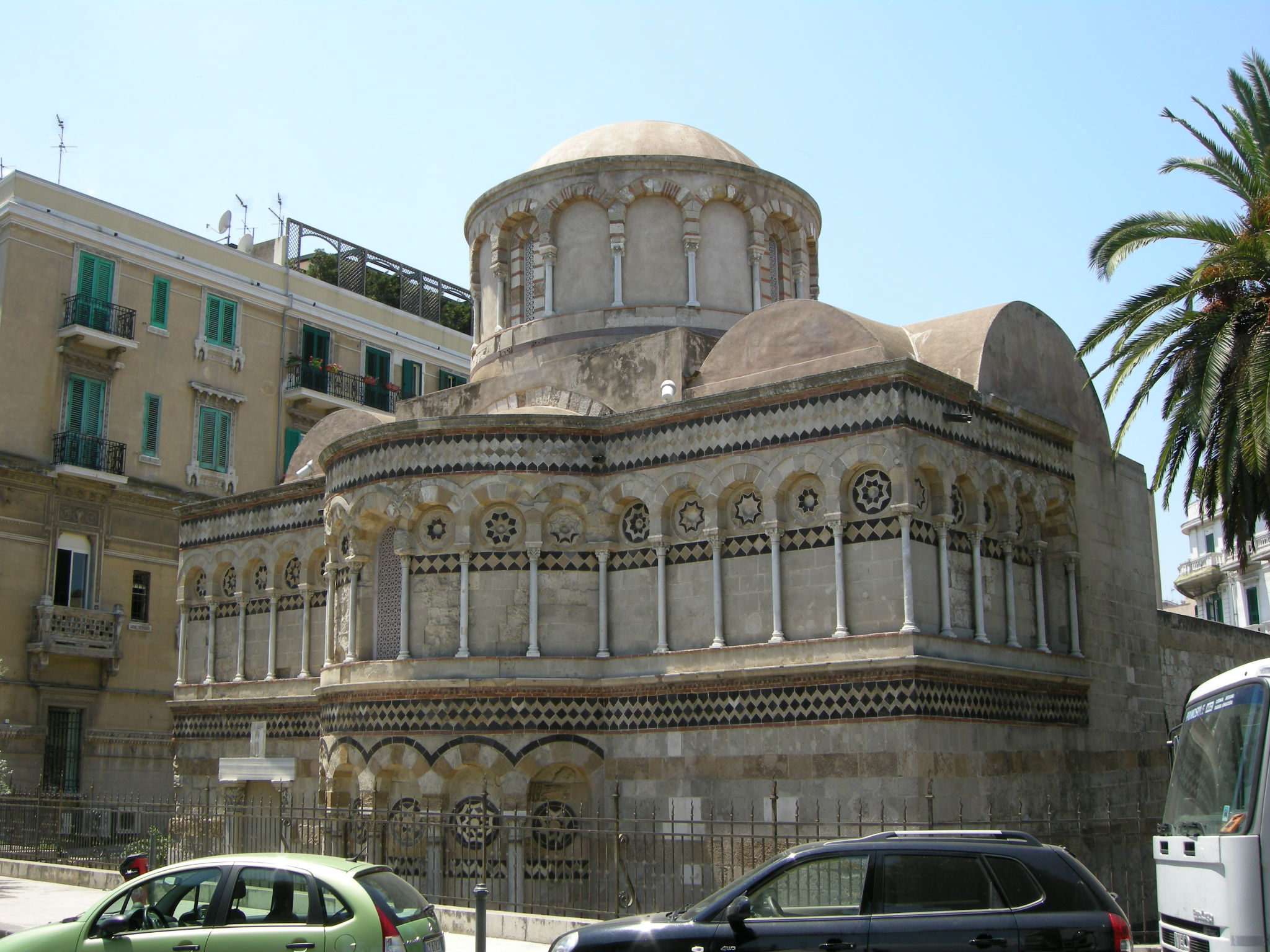
Maria Santissima Annunziata dei Catalani, Messina
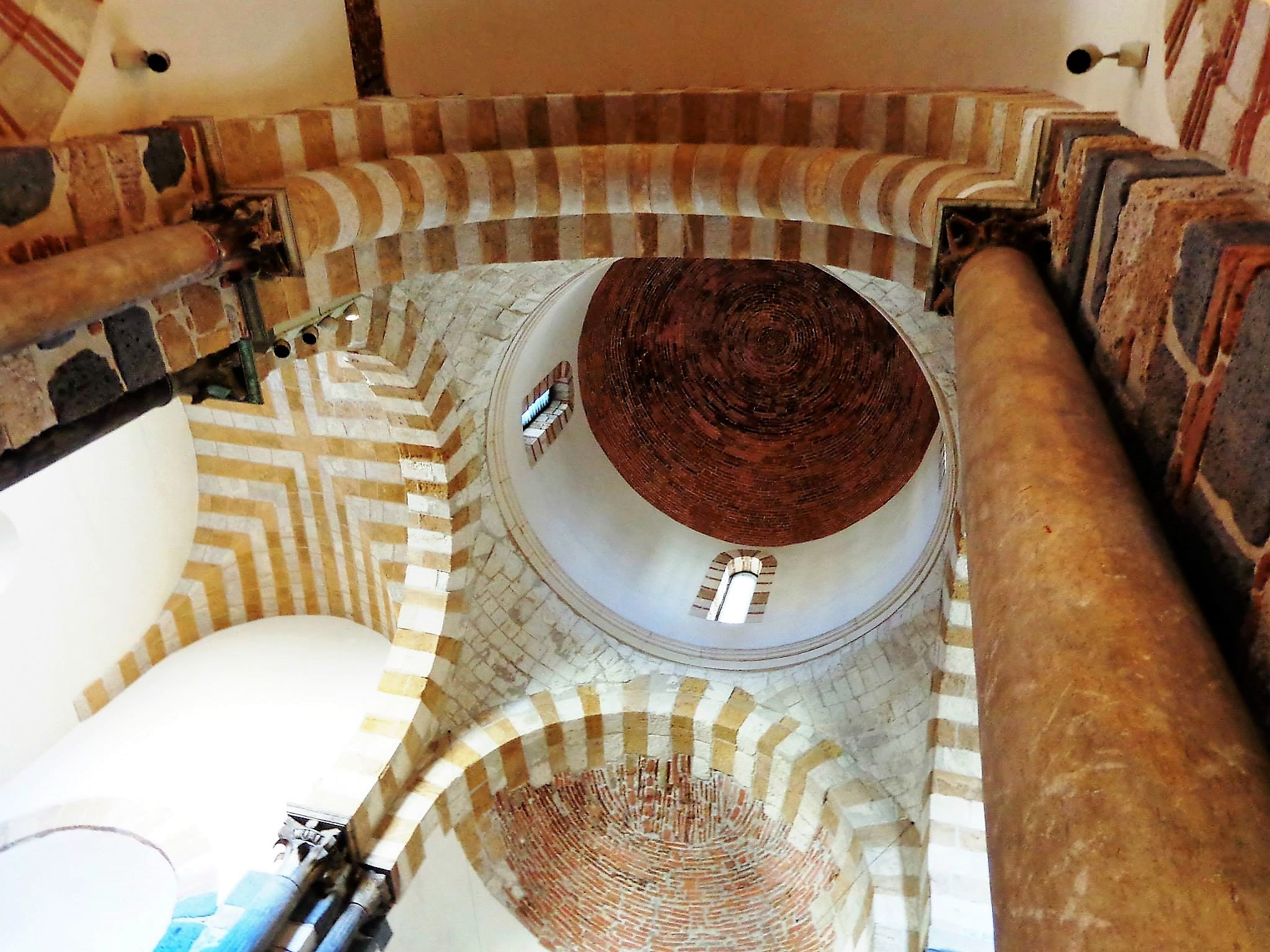
Maria Santissima Annunziata dei Catalani, 12. Jh.
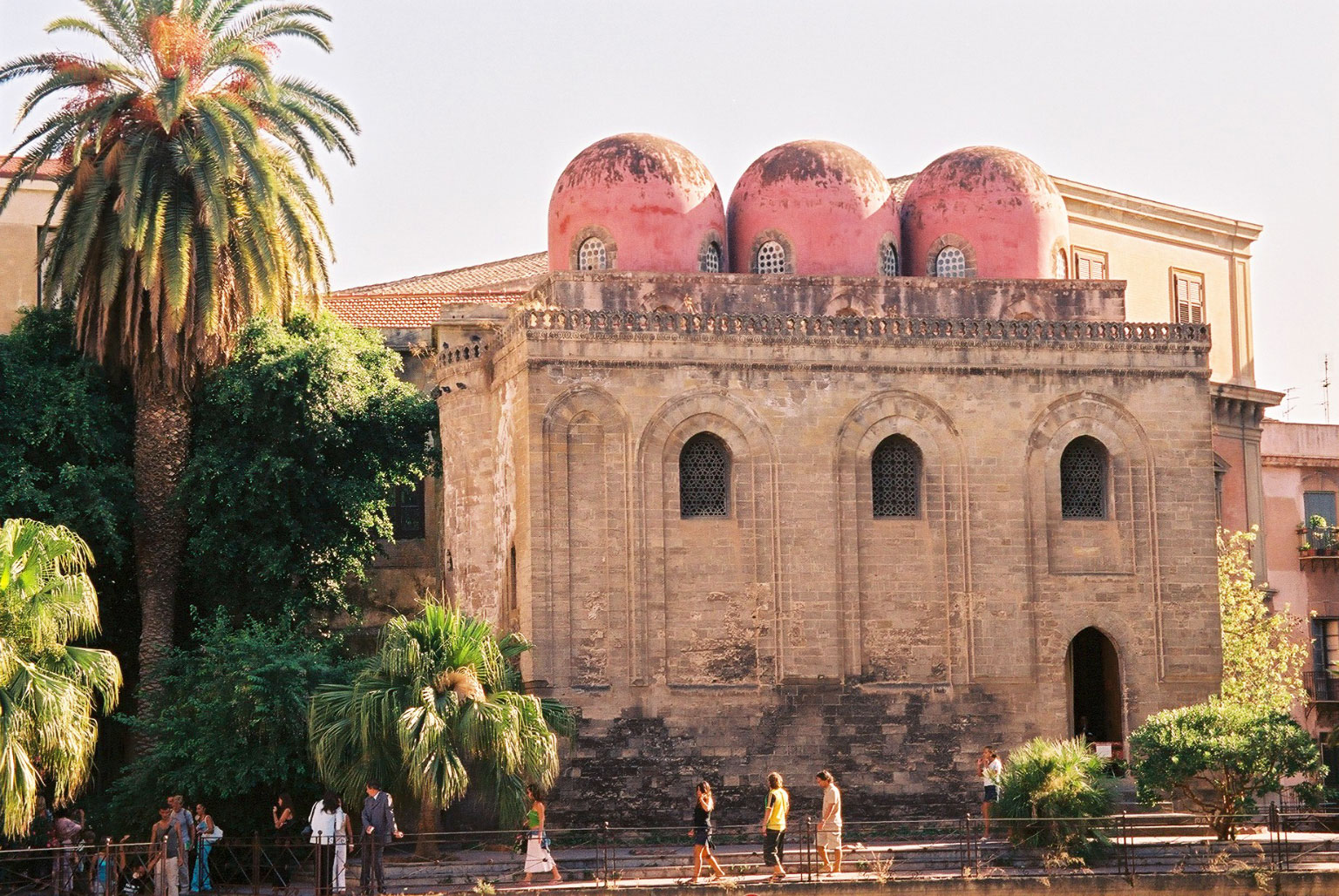
Palermo, San Cataldo, 1154–1160
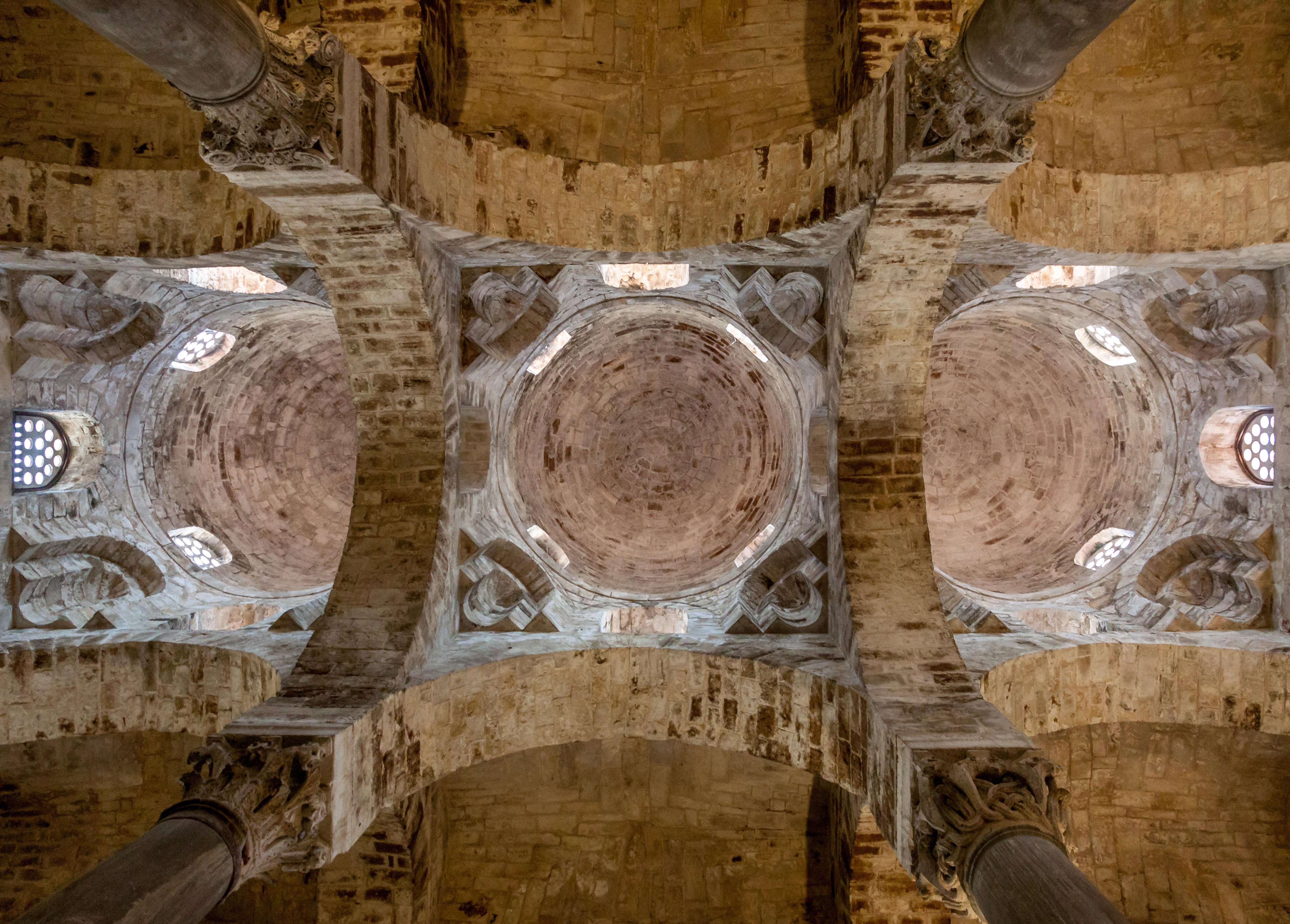
Palermo, San Cataldo

Älter als die ersten arabo-normannischen Kirchen sind zwei byzantinische. Die Inschriften in San Pietro in Otranto werden auf das 9. oder 10. Jahrhundert eingeschätzt. Die Cattolica di Stilo stammt aus dem späten 10. Jahrhundert. Von ihren fünf dicht bei einander stehenden Türmen ist wenigstens der mittlere ein Laternenturm.

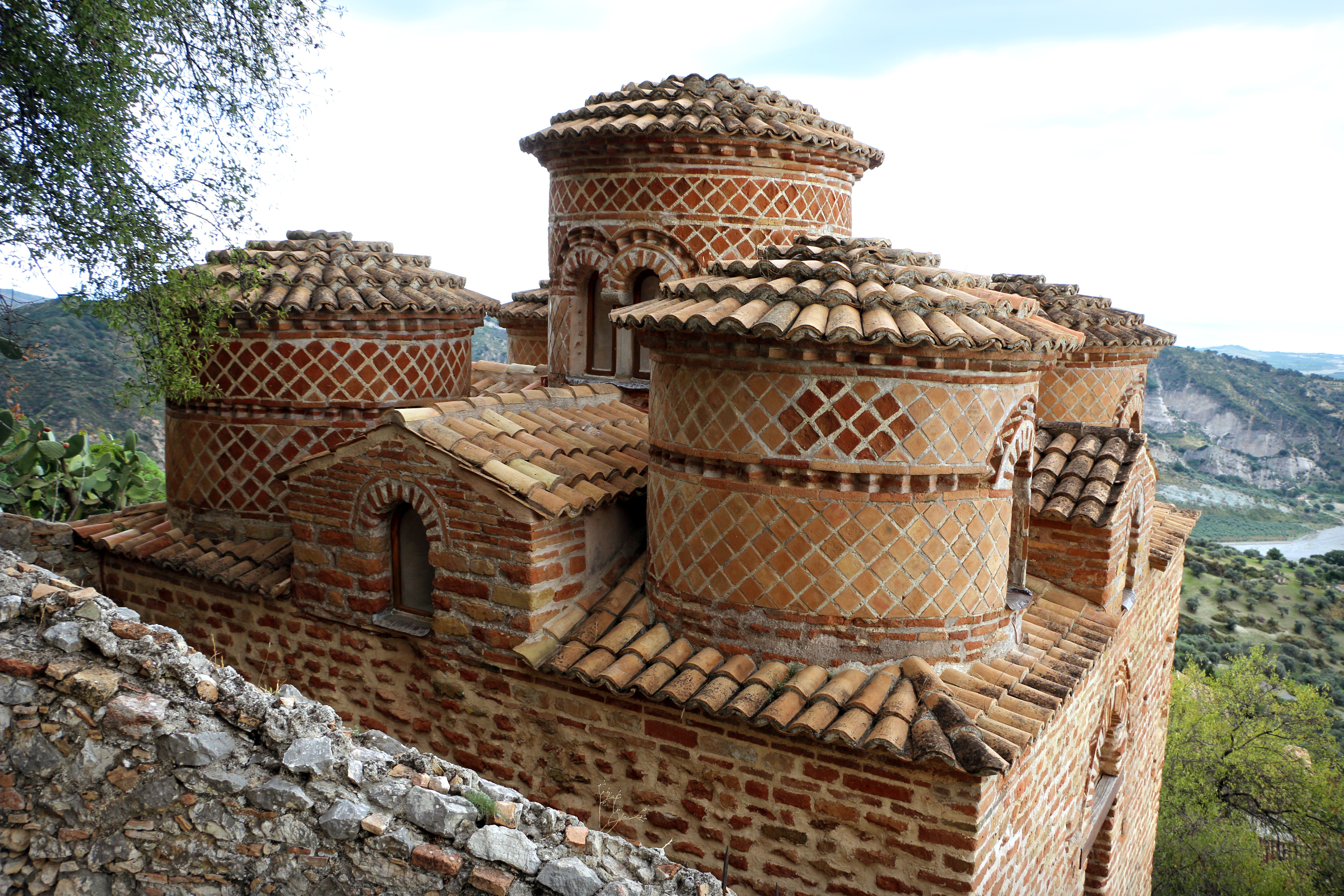
Cattolica di Stilo, Ende 10. Jh.
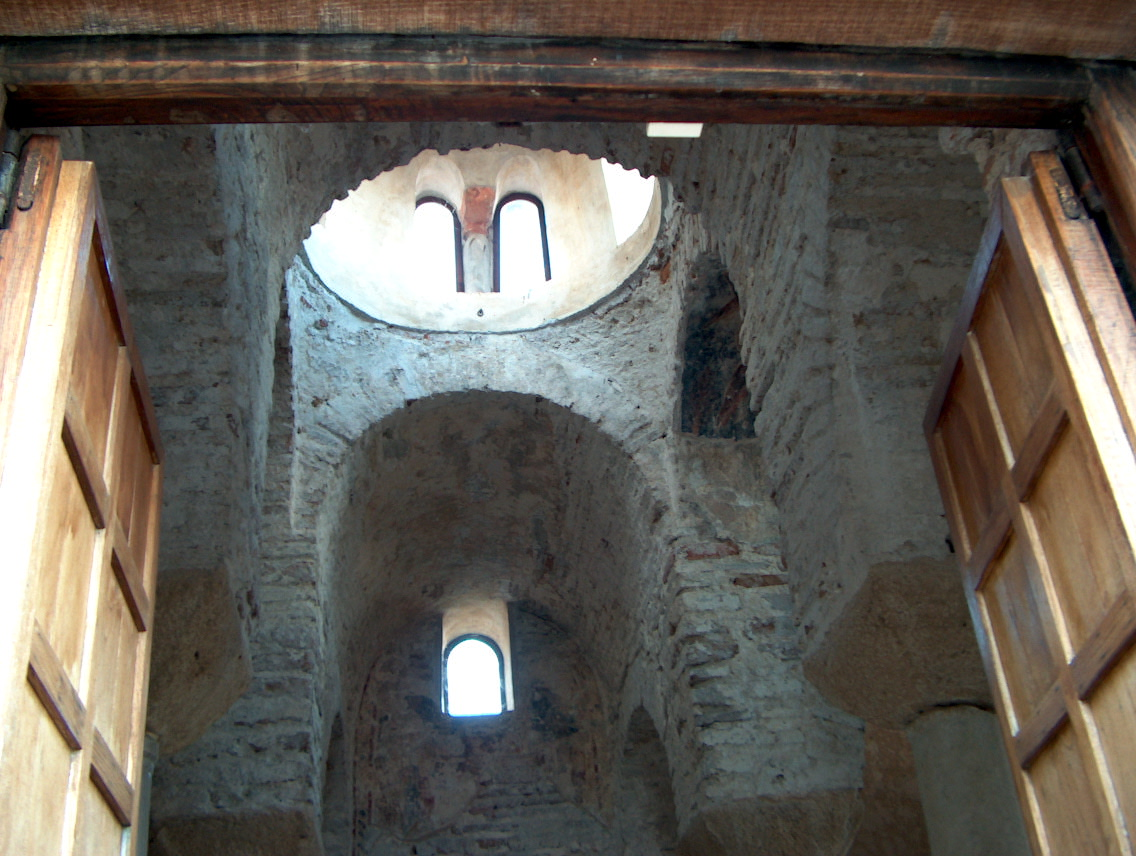
Cattolica di Stilo
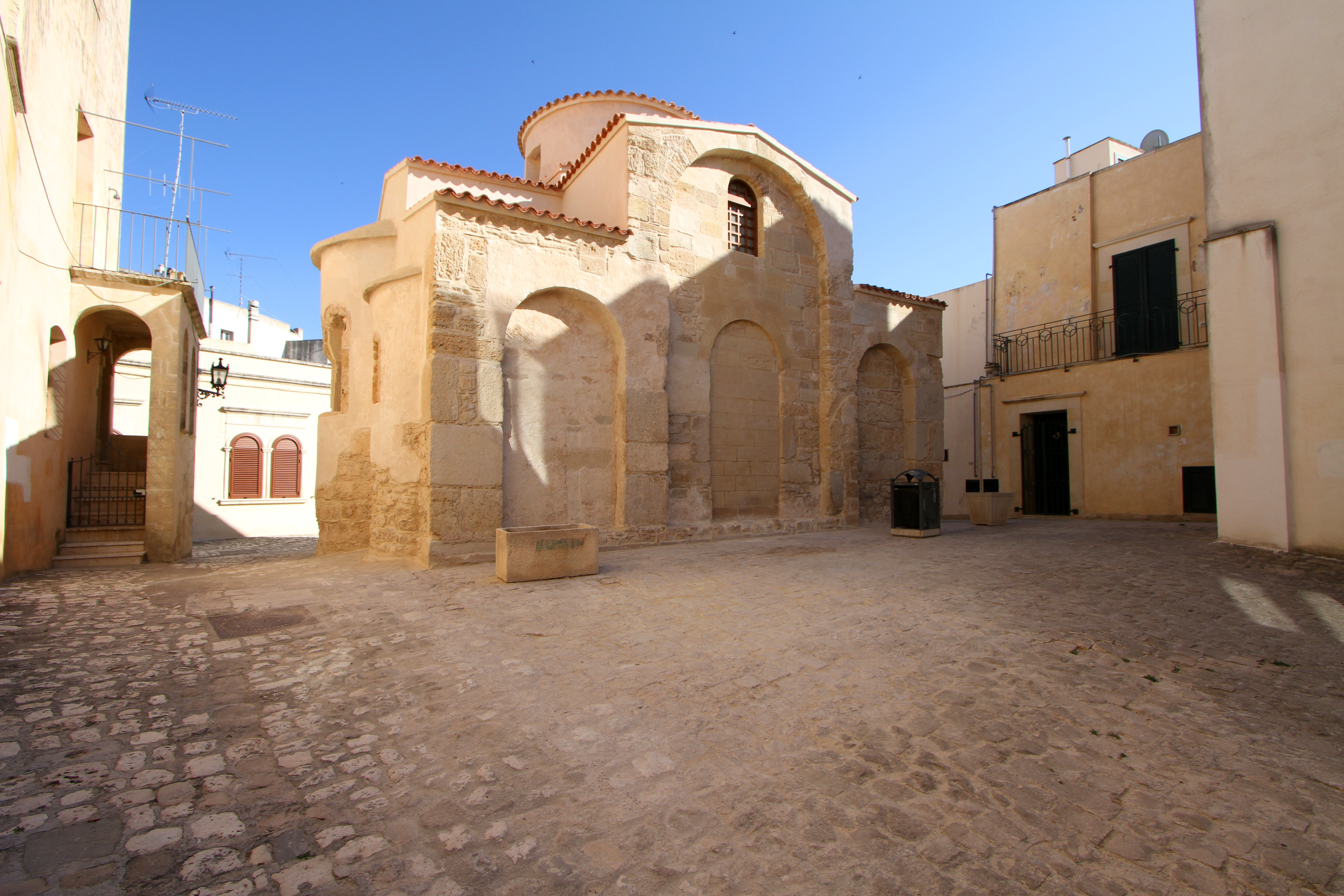
San Petro in Otranto, 9. bis 10. Jh.
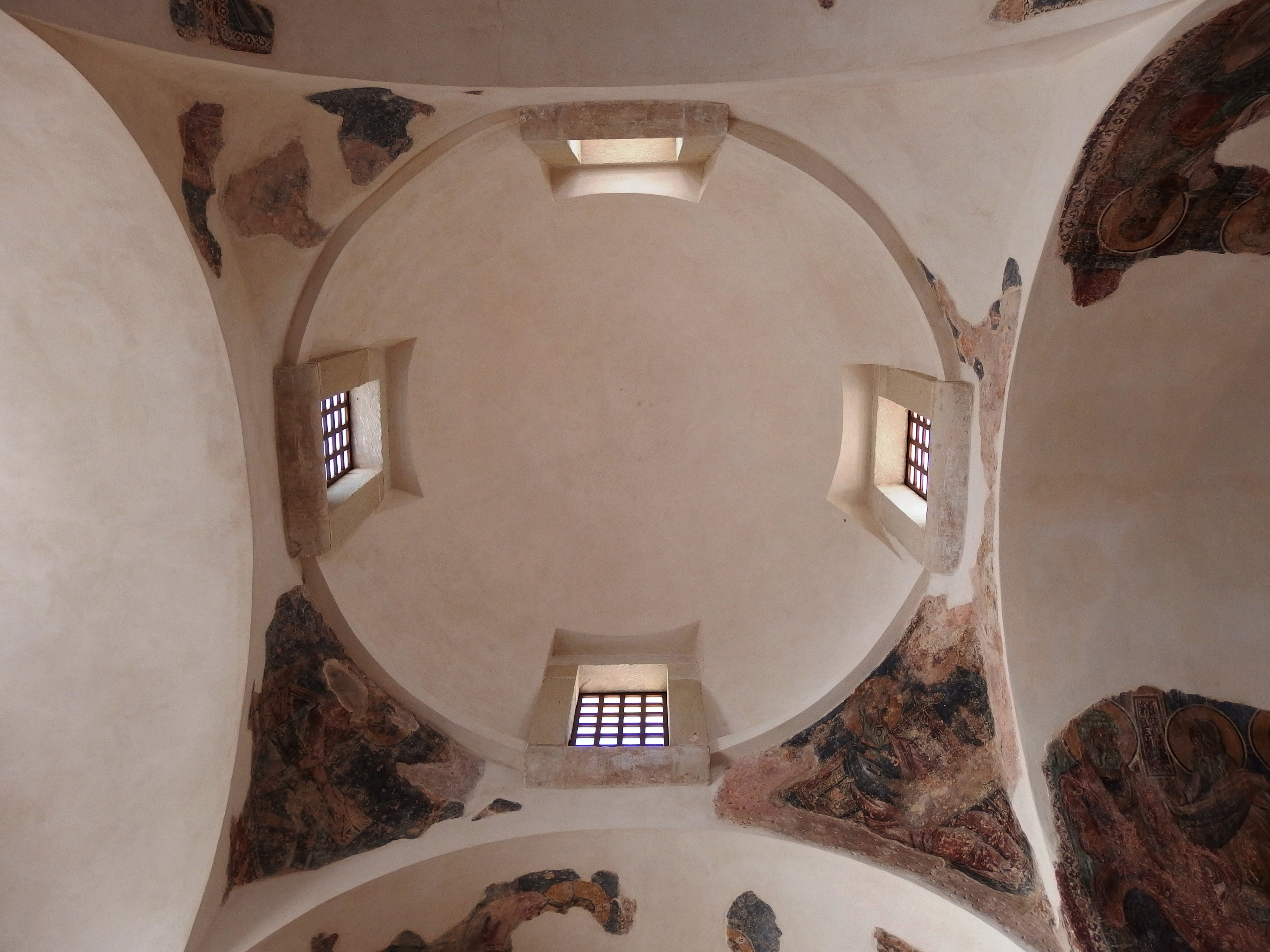
San Petro in Otranto

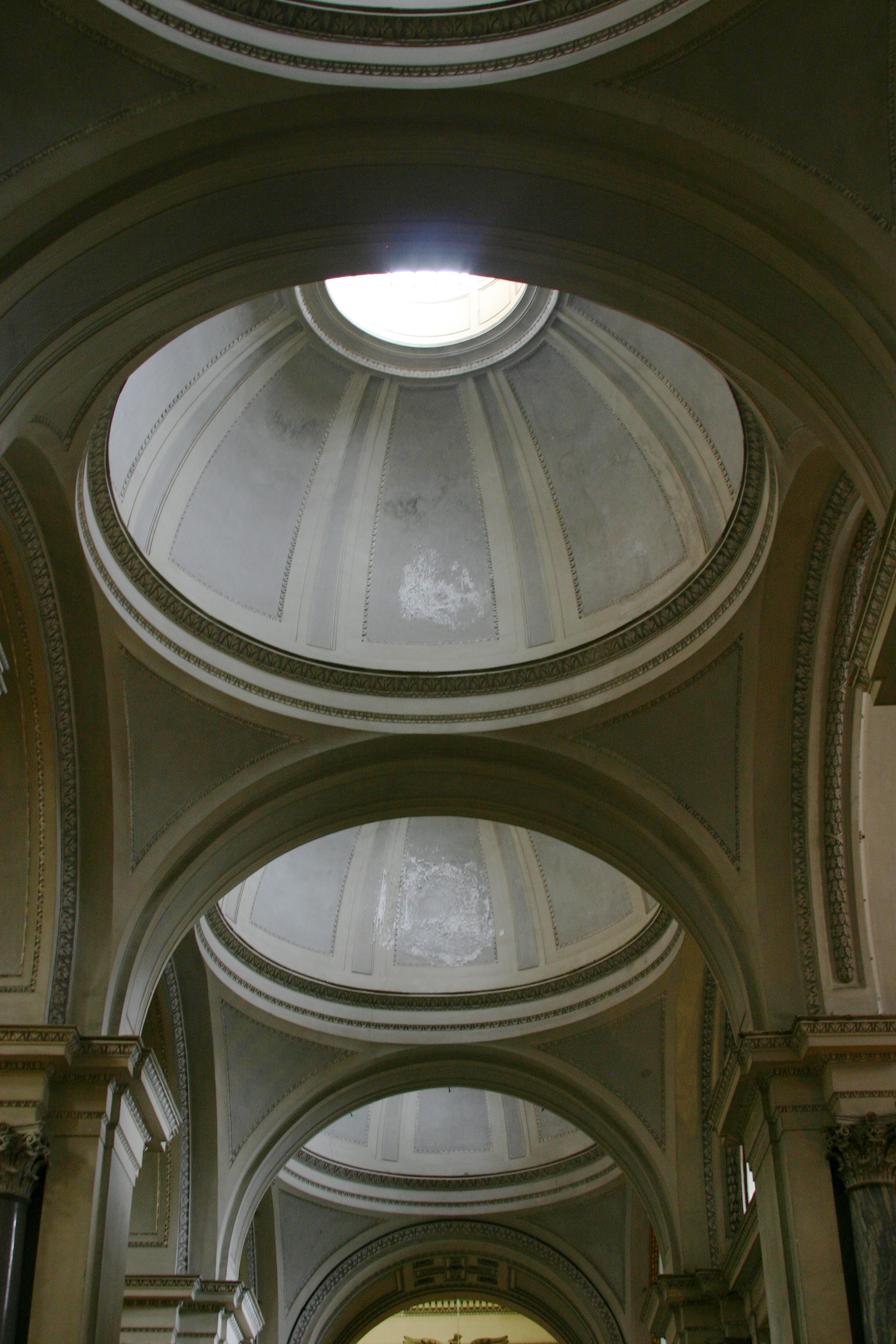
Kathedrale von Palermo, Laternen über einem Seitenschiff

Erst in der Barockzeit erhielt die Vierungskuppel der normannischen Kathedrale von Palermo ihre heutige Gestalt, und die kleinen Kuppeln über den Seitenschiffen mit ihren Laternen wurden hinzugefügt. Die Kirche San Domenico in Cosenza erhielt ihren laternenturn ert im 18. Jahrhundert.

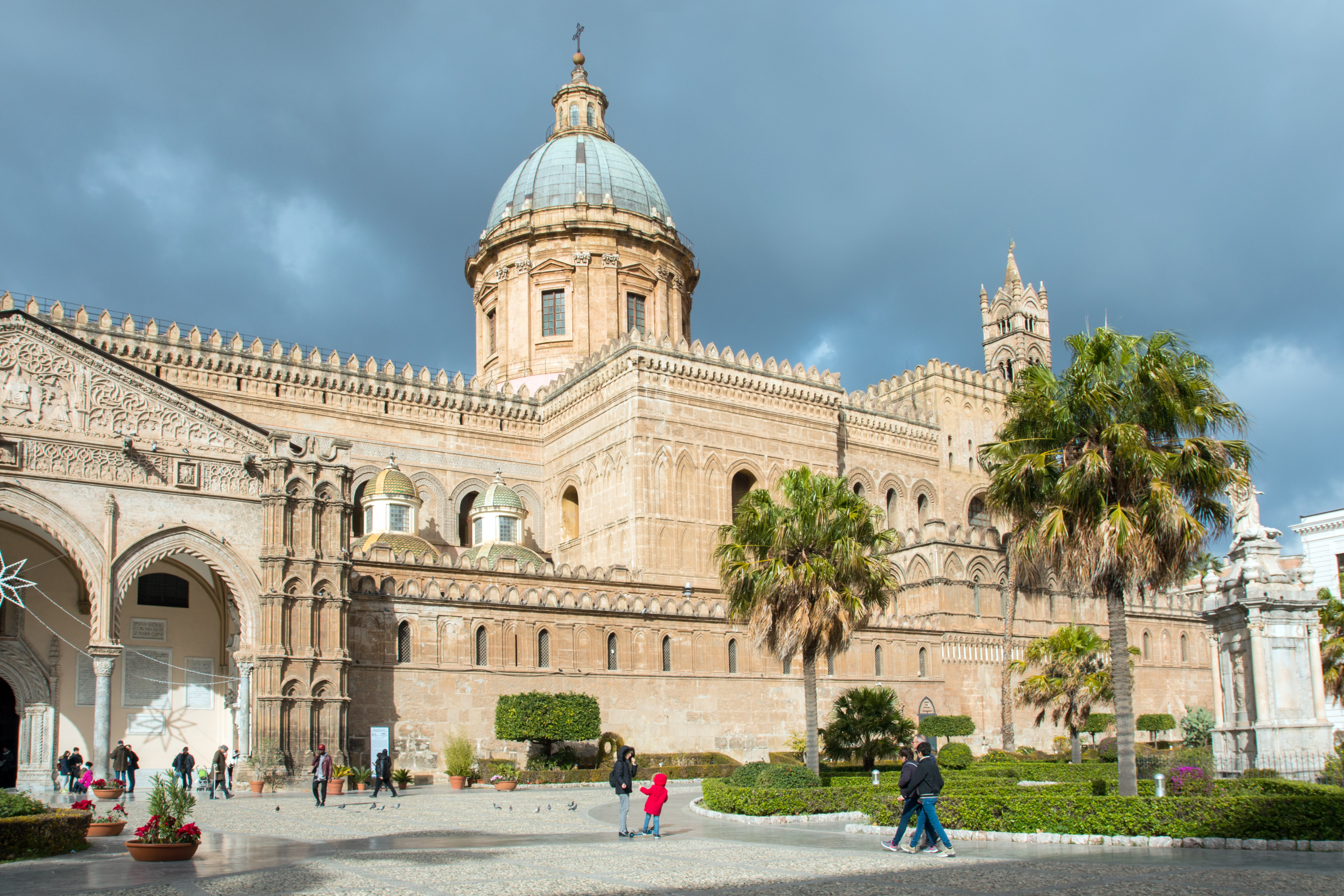
Kathedrale von Palermo, Hauptkuppel und Seitenschiffs-Laternen
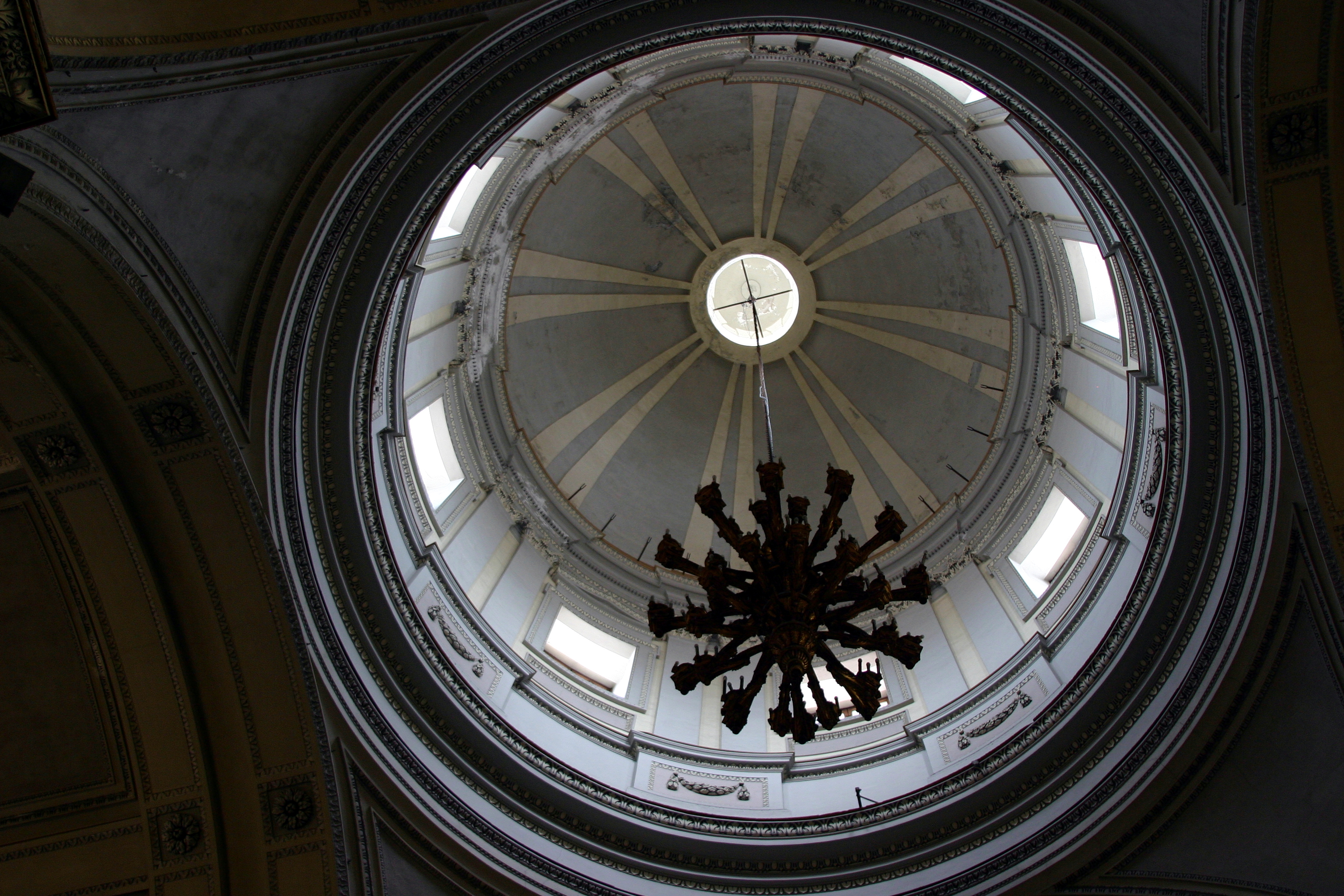
Kathedrale von Palermo, Hauptkuppel
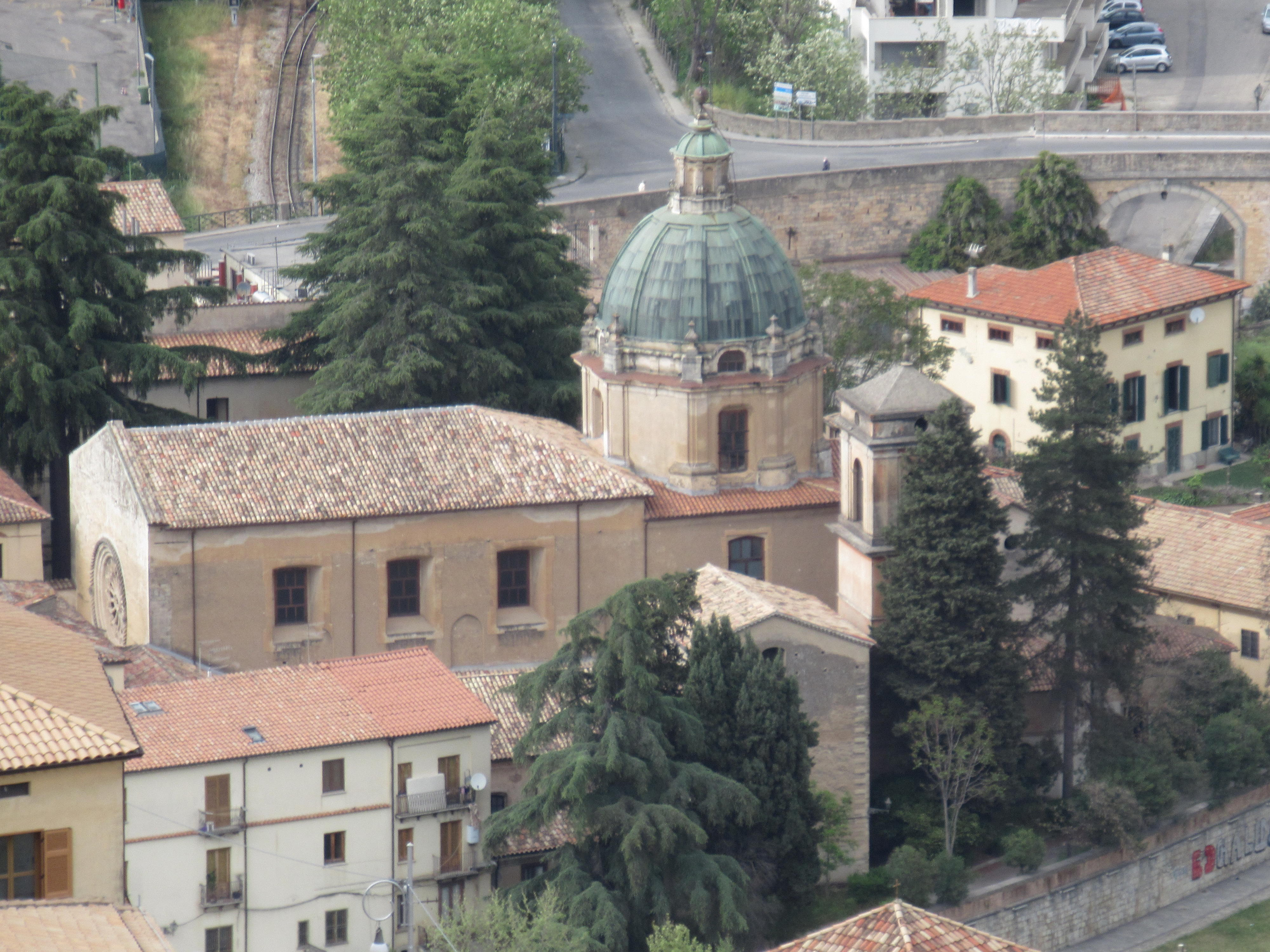
Cosenza, Kalabrien: Kathedrale, Madonna del Pilerio Kapelle
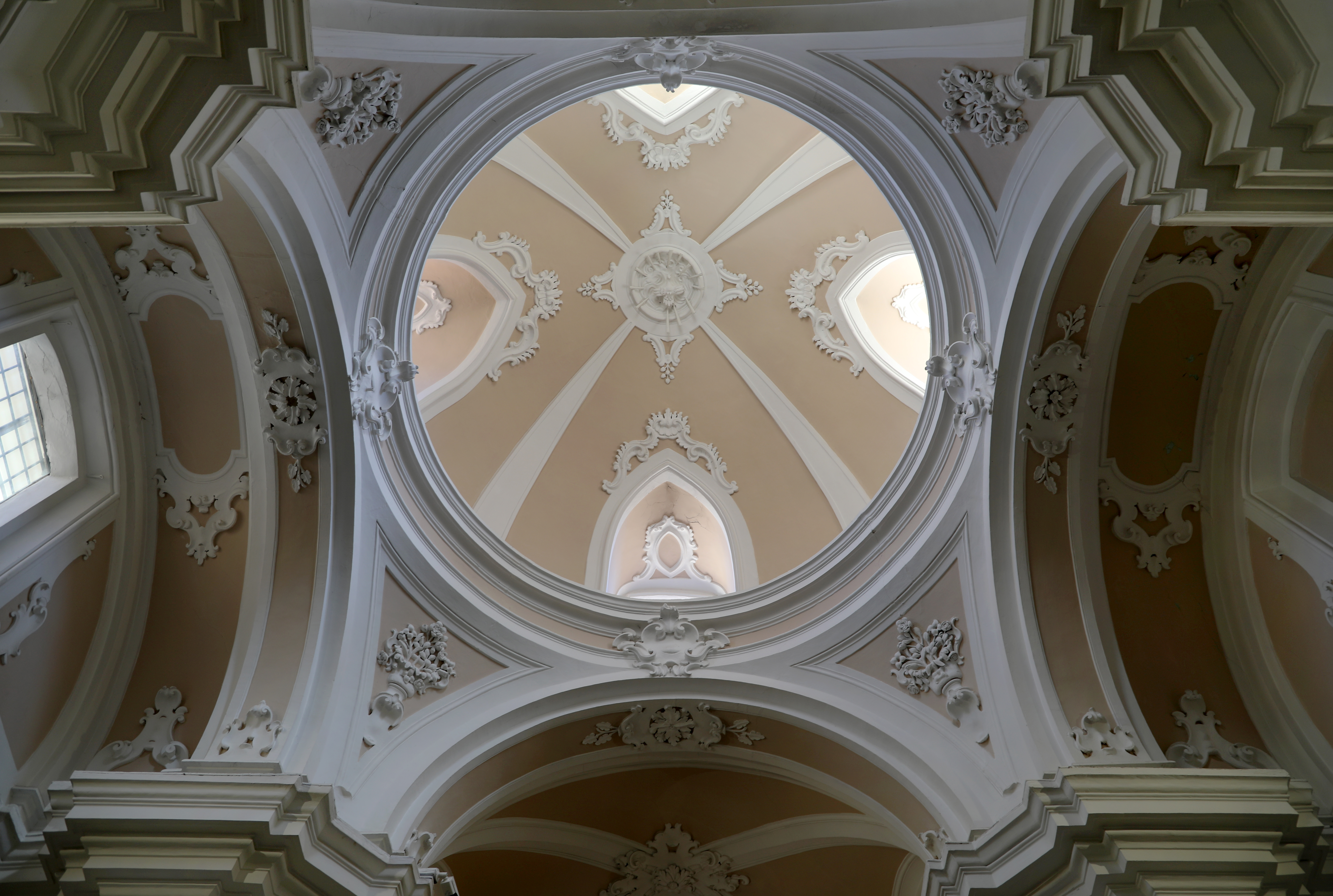
Cosenza, San Domenico: Kern gotisch 1441–1486, Kuppel um 1700, ausgeschmückt 1758

### Spanien
Unter den von der römischen Kirche geprägten Ländern ist Spanien wohl das mit den meisten Laternentürmen. Hier werden alle belichteten Aufbauten über dem Vierungsbereich als cimborrio (katalanisch cimbori) bezeichnet. Besonders erwähnenswert sind die spätromanischen Vierungstürme von Salamanca oder Toro (Kastilien) sowie die spätgotischen Zimborien der Kathedralen von Burgos, Tarazona und Valencia, die jedoch unter den spanischen Kathedralen durchaus Sonderstellungen einnehmen.

#### Kastilien

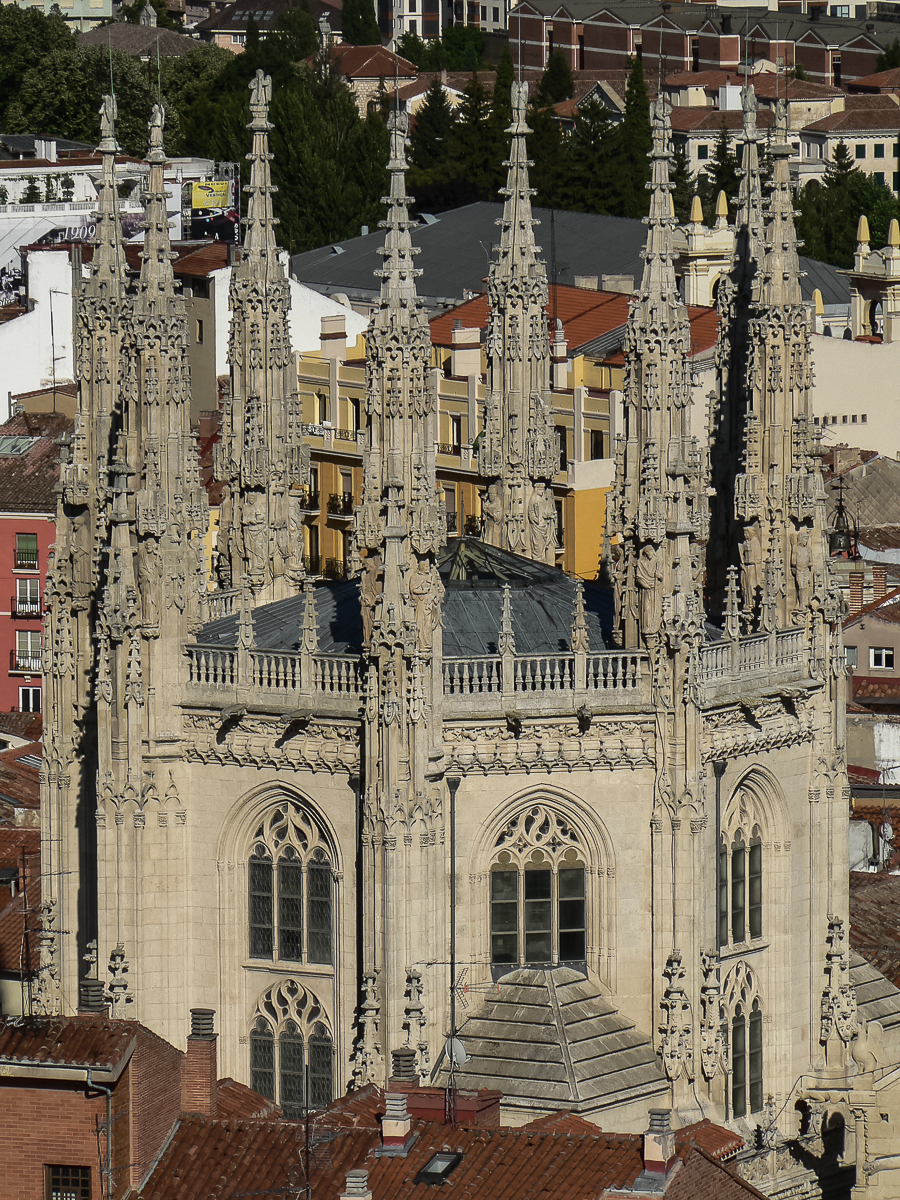
Burgos, Kathedrale: achteckiger Vierungsturm mit Glasdach

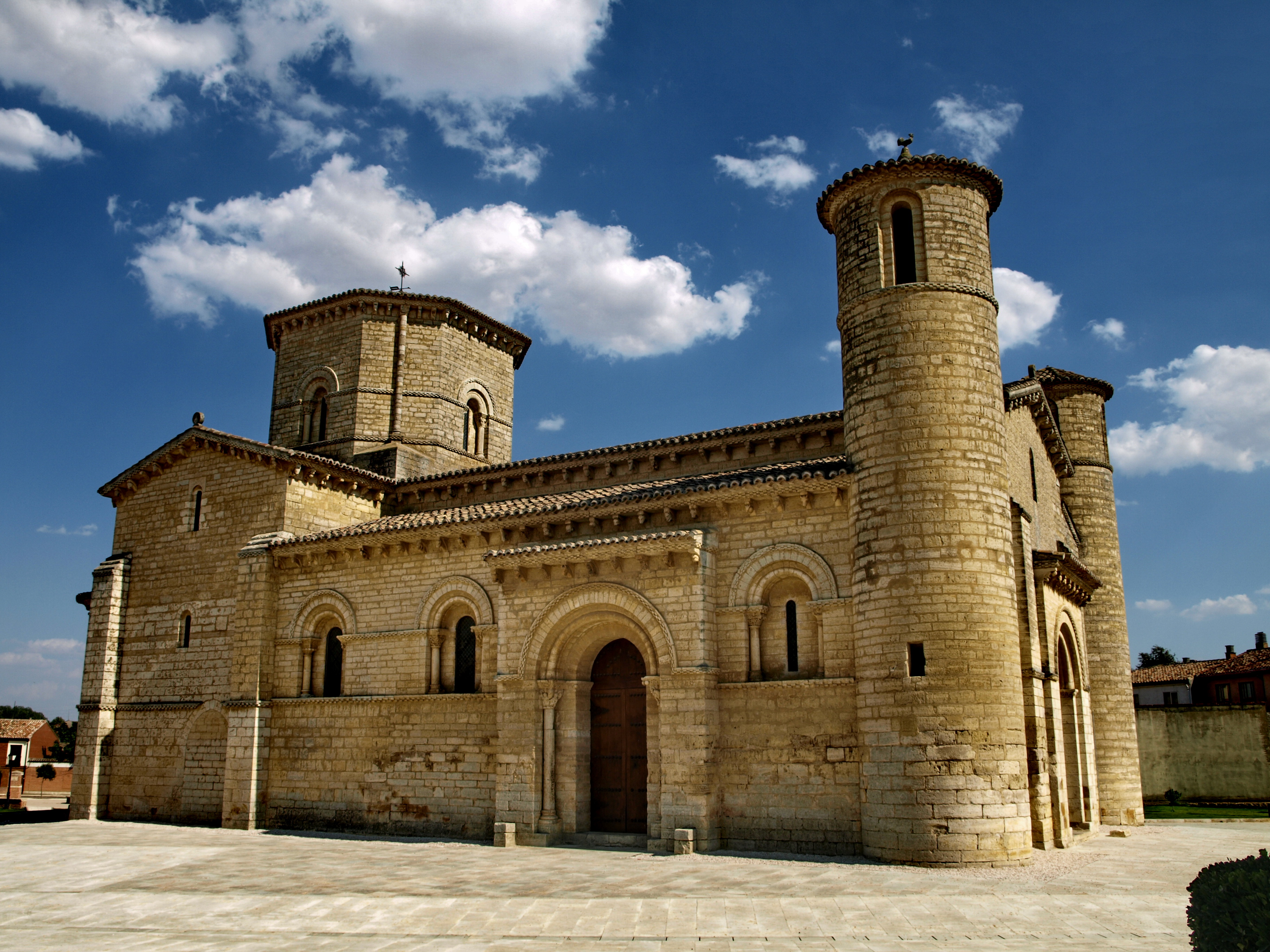
San Martín (ab 1066) in Frómista, Prov. Palencia, Kastilien-León
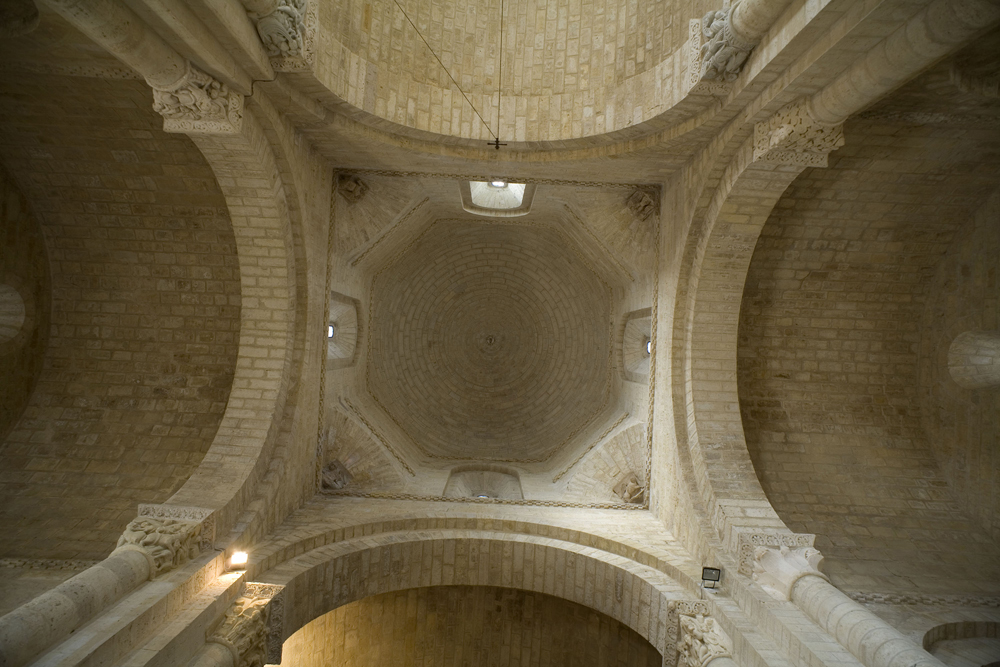
San Martin in Frómosta: achtseitiger Laternenturm mit vier Fenstern
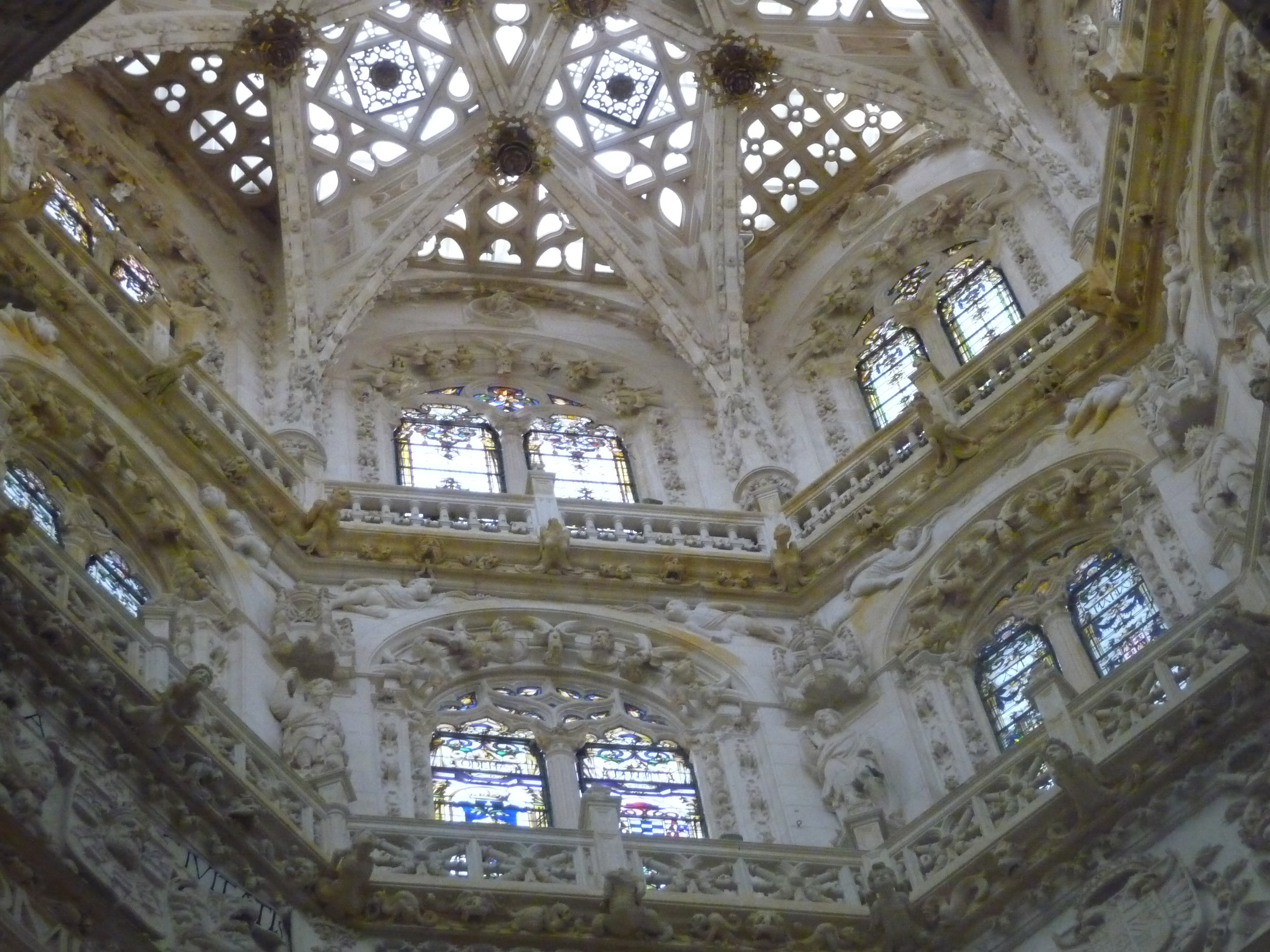
Burgos, Kathedrale, Laternenturm: zwei Fenstergeschosse, verglaste Maßwerkdecke auf Luftrippen

Sehr eigenwillig, aber in diesem Zusammenhang unbedingt erwähnenswert, ist der nach einem vorangegangenen Einsturz im 16. Jahrhundert neu erbaute und nach oben verglaste Laternenturm (cimborrio) der Kathedrale von Burgos mit einem durchbrochenen Sterngewölbe, welches wohl in hohem Maße auch von maurischen Vorbildern beeinflusst ist (vgl. Große Moschee von Taza, Marokko).
Die Vierung der neuen Kathedrale von Salamanca (16. Jh.) wird im Äußeren von einem oktogonalen Tambour überhöht, dessen zweigeschossiger innerer Aufbau jedoch stark an den eines Laternenturms erinnert. Bereits die Alte Kathedrale von Salamanca und die von Zamora sowie die Kollegiatkirche von Toro haben Konstruktionen, die als belichter Tambour und als Laternenturm zu bezeichnen sind.

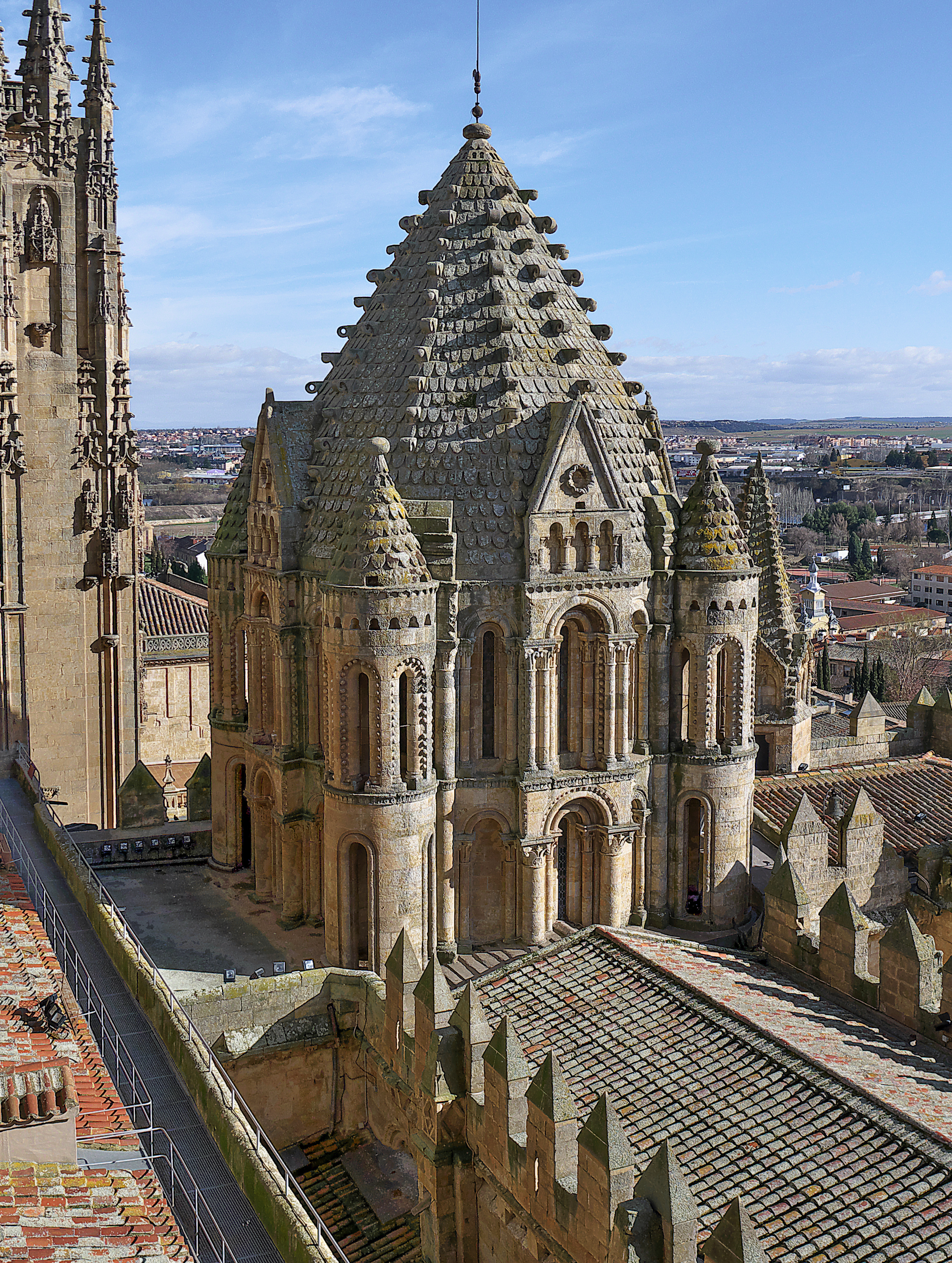
Salamanca: Vierungsturm der alten Kathedrale
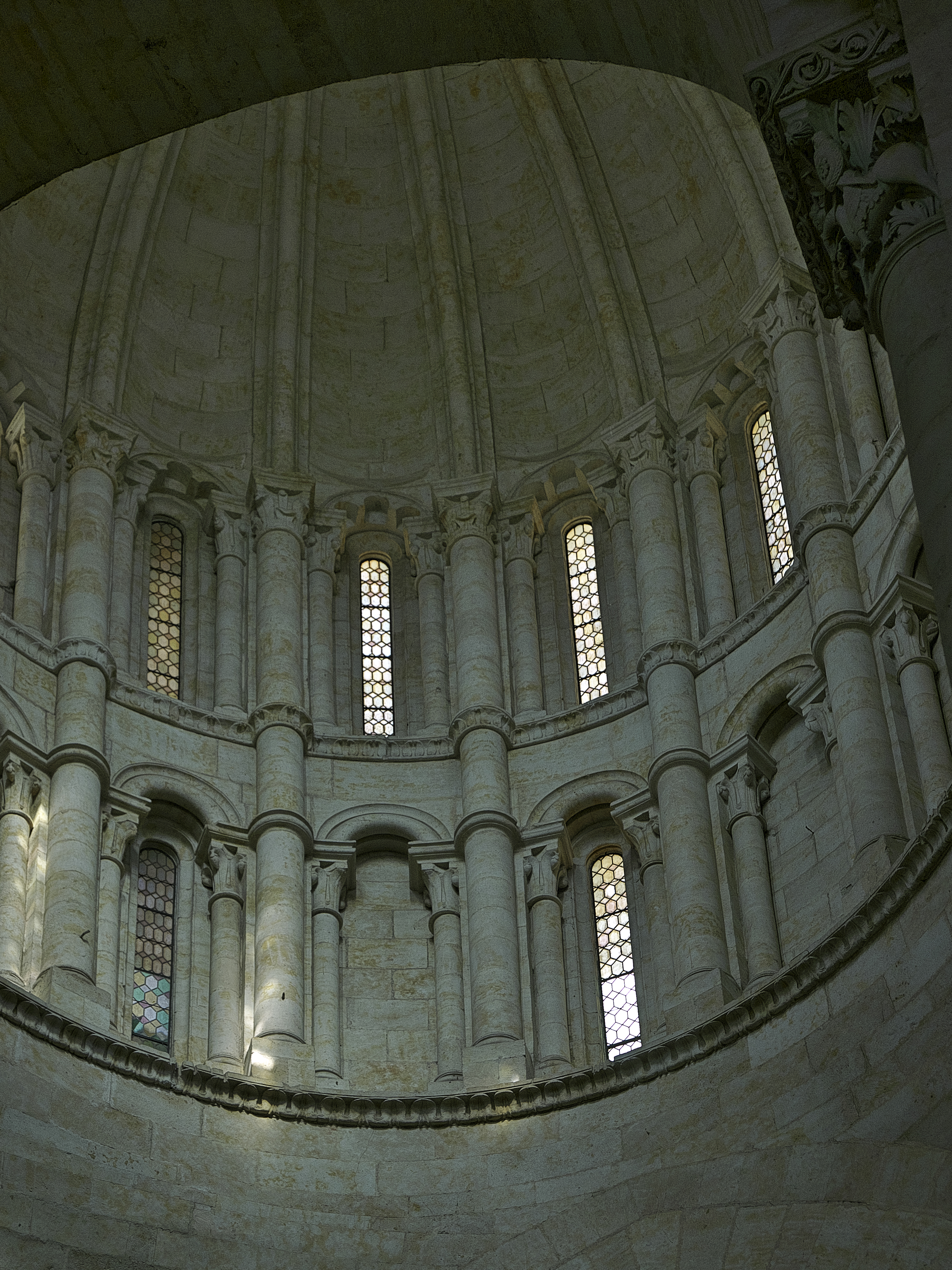
Salamanca: Vierungskuppel der Alten Kathedrale
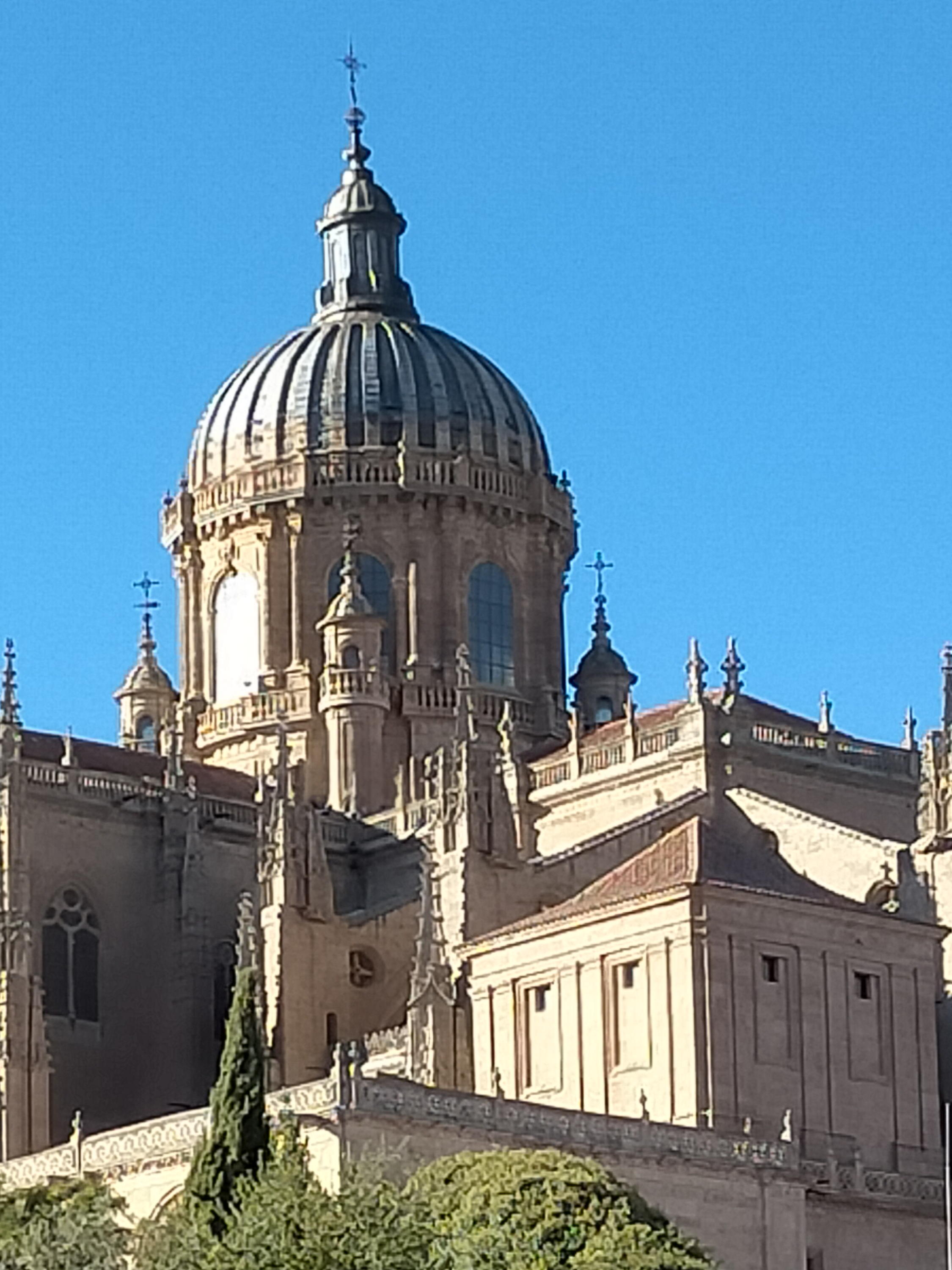
Salamanca: Vierungskuppel der neuen Kathedrale
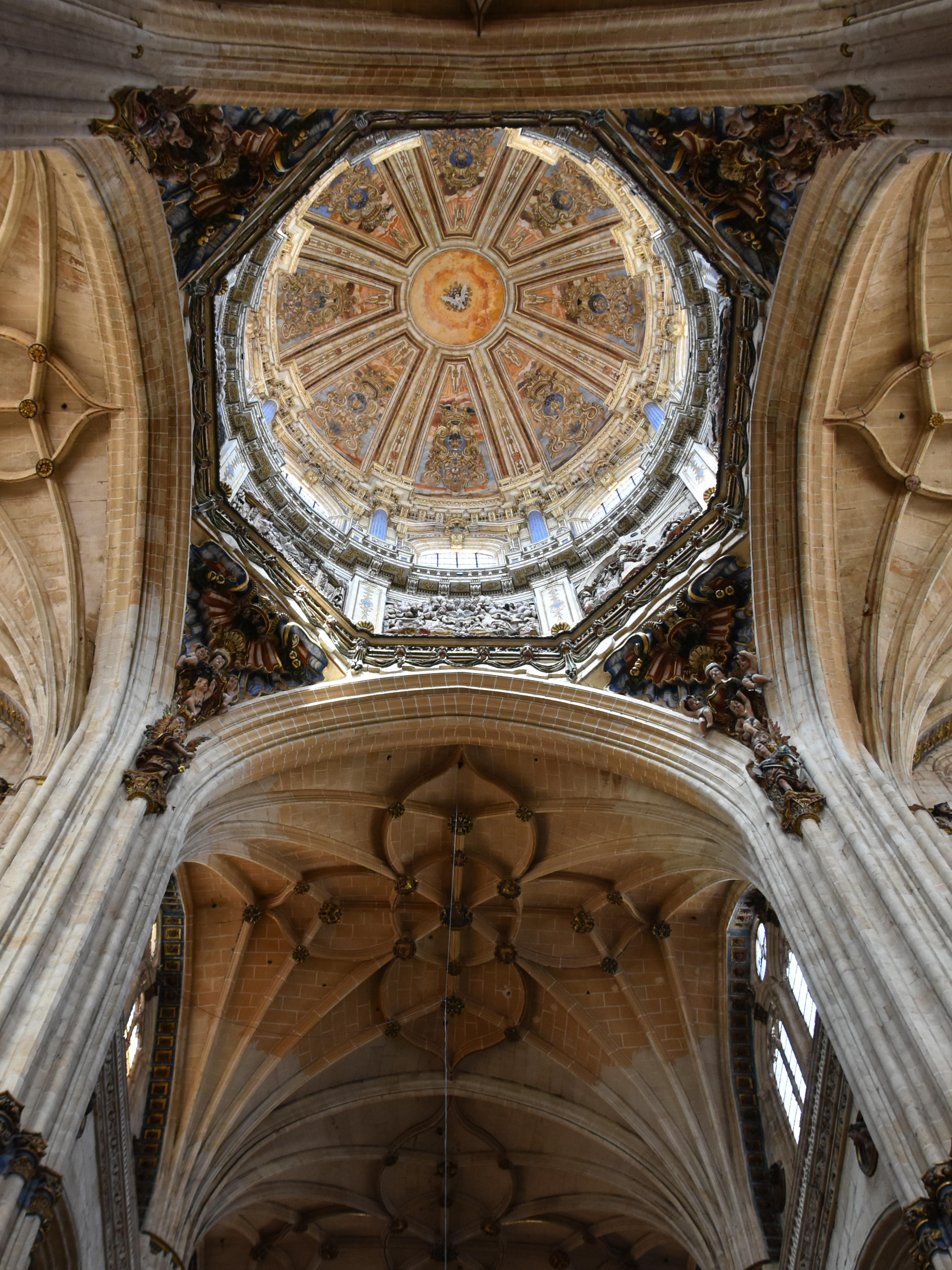
Salamanca: Vieringslaterne der neuen Kathedrale
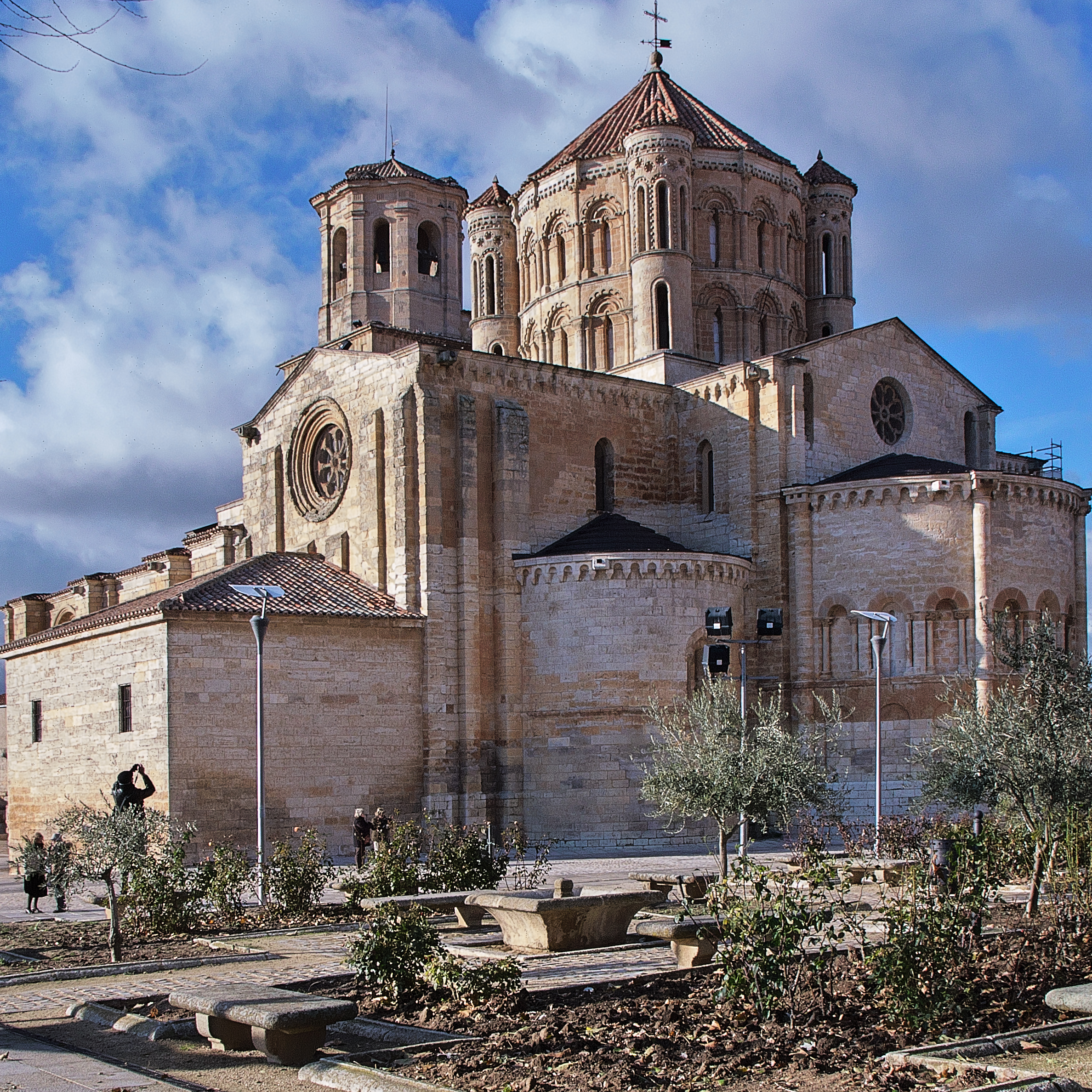
Toro: Stiftskirche Santa María la Mayor
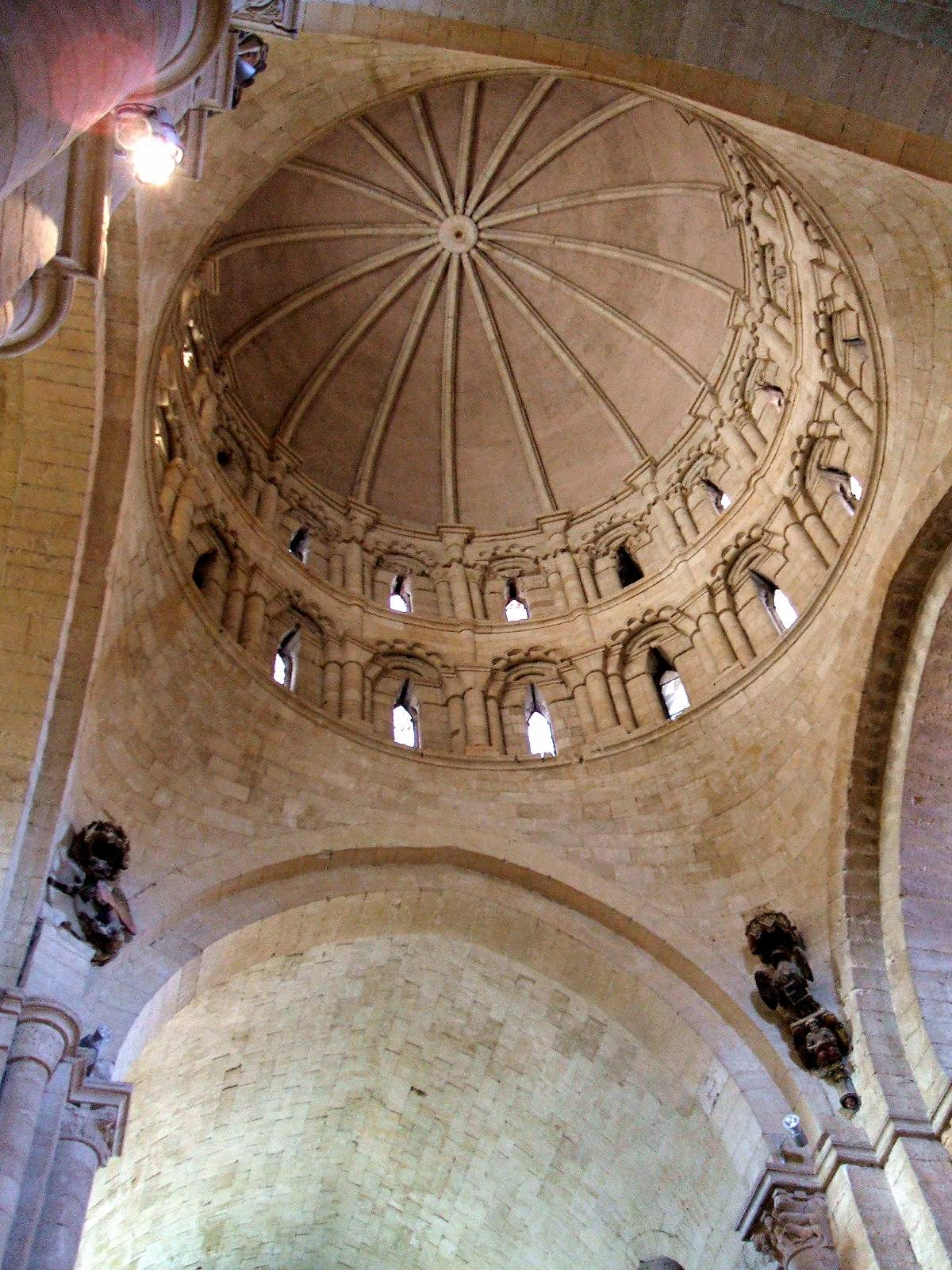
Toro: Santa María la Mayor

#### Aragon

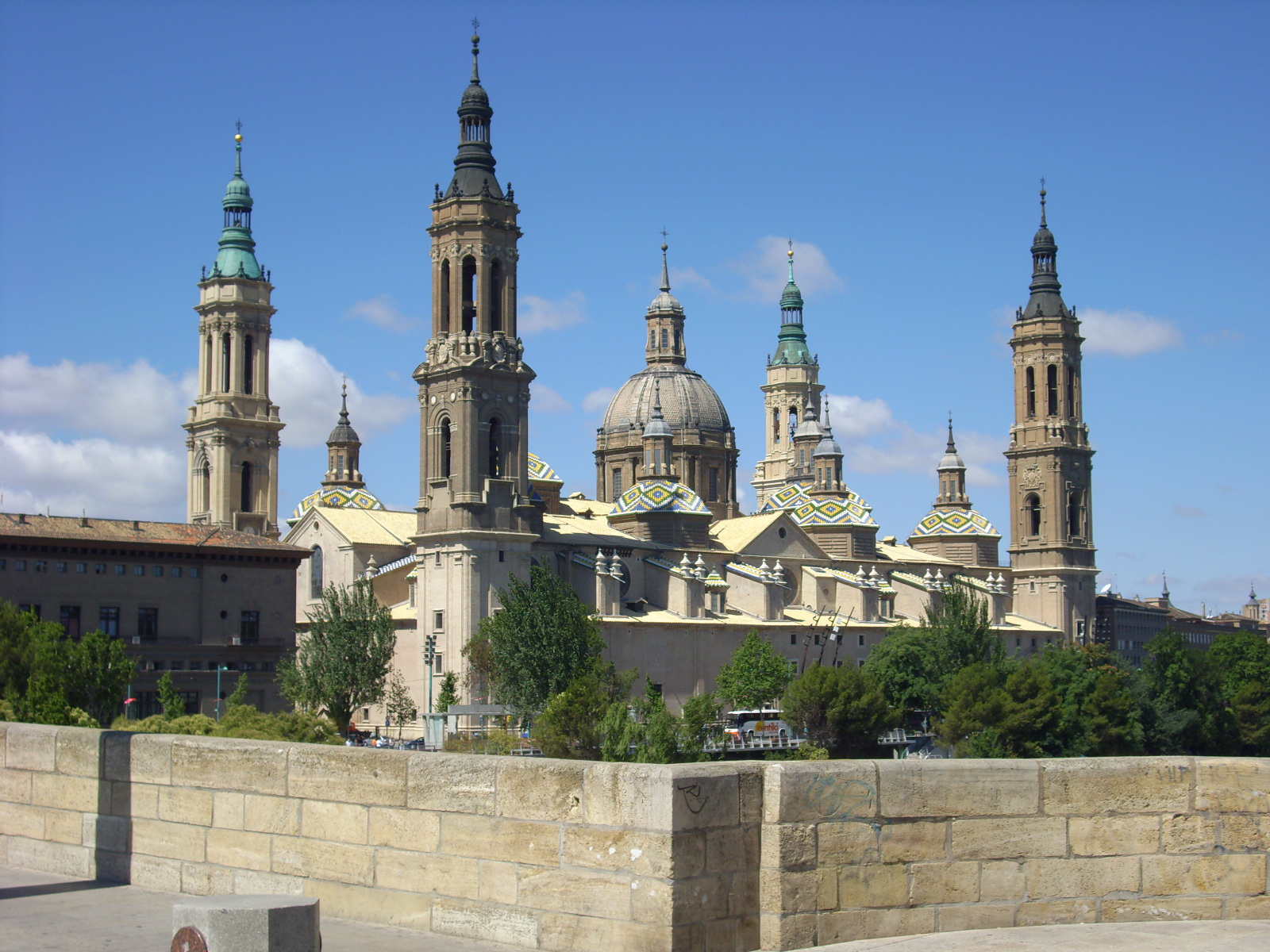
Basílica del Pilar, Zaragoza
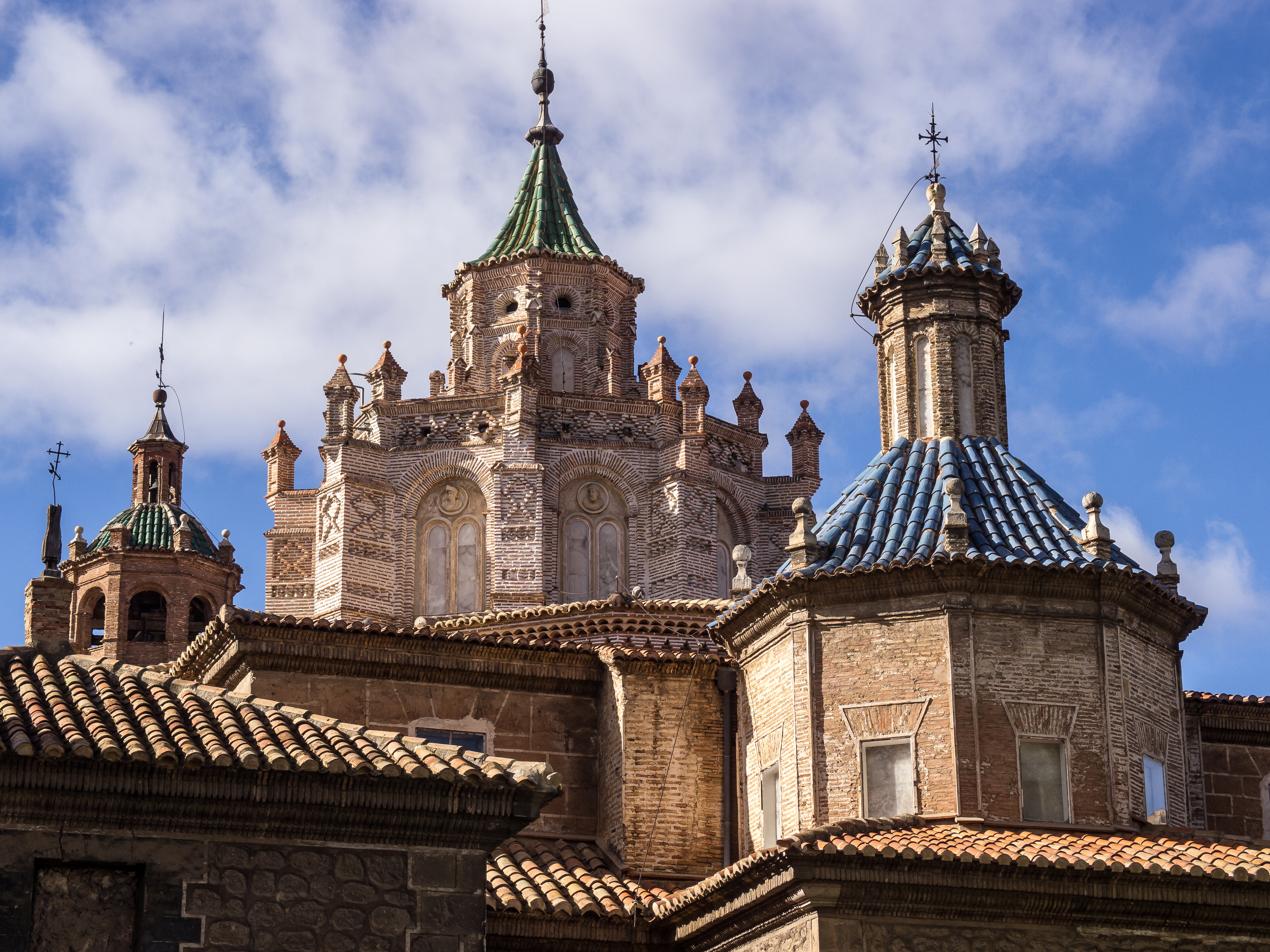
Kathedrale von Teruel
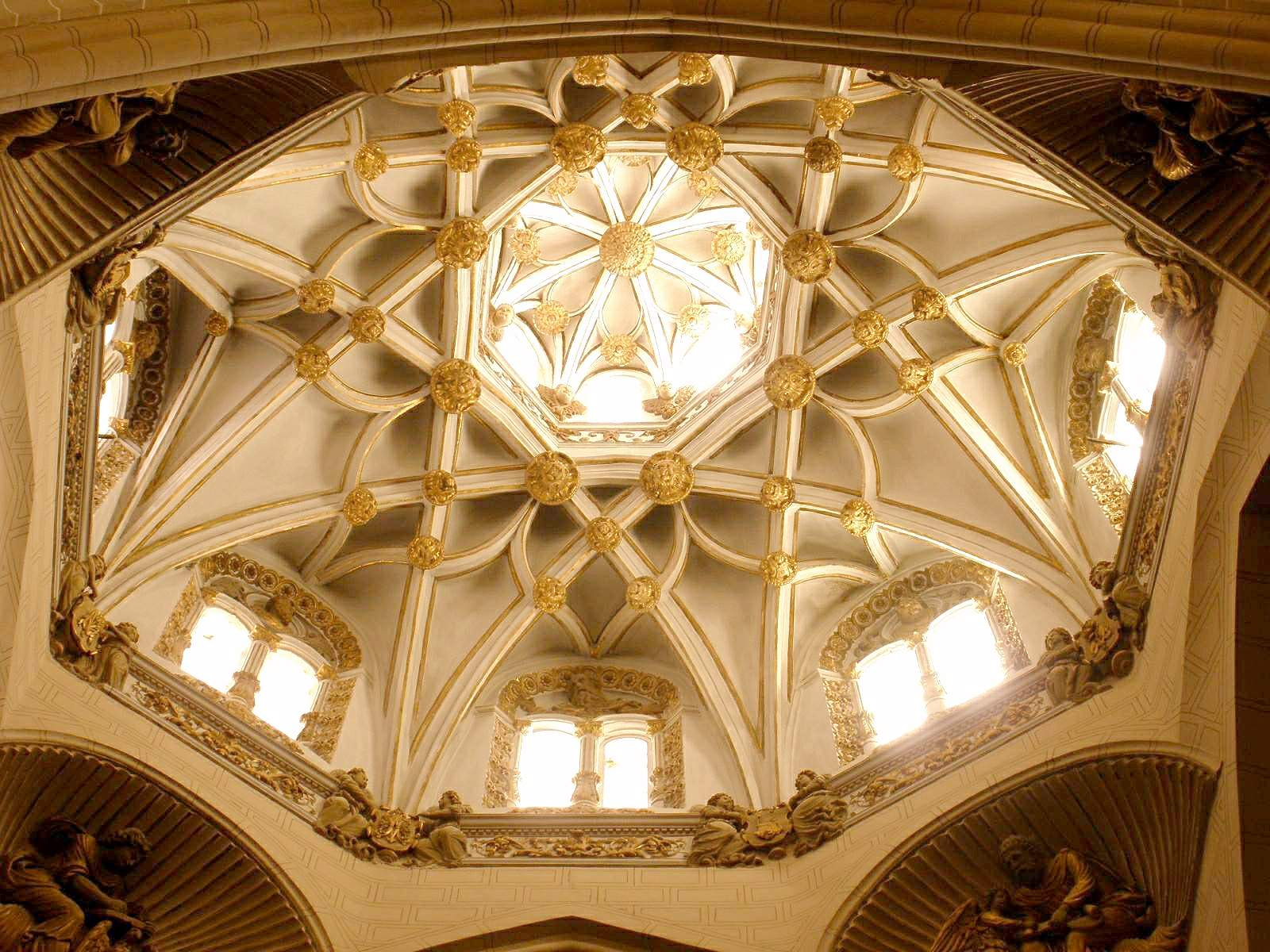
Kathedrale von Teruel: Vierungskuppel
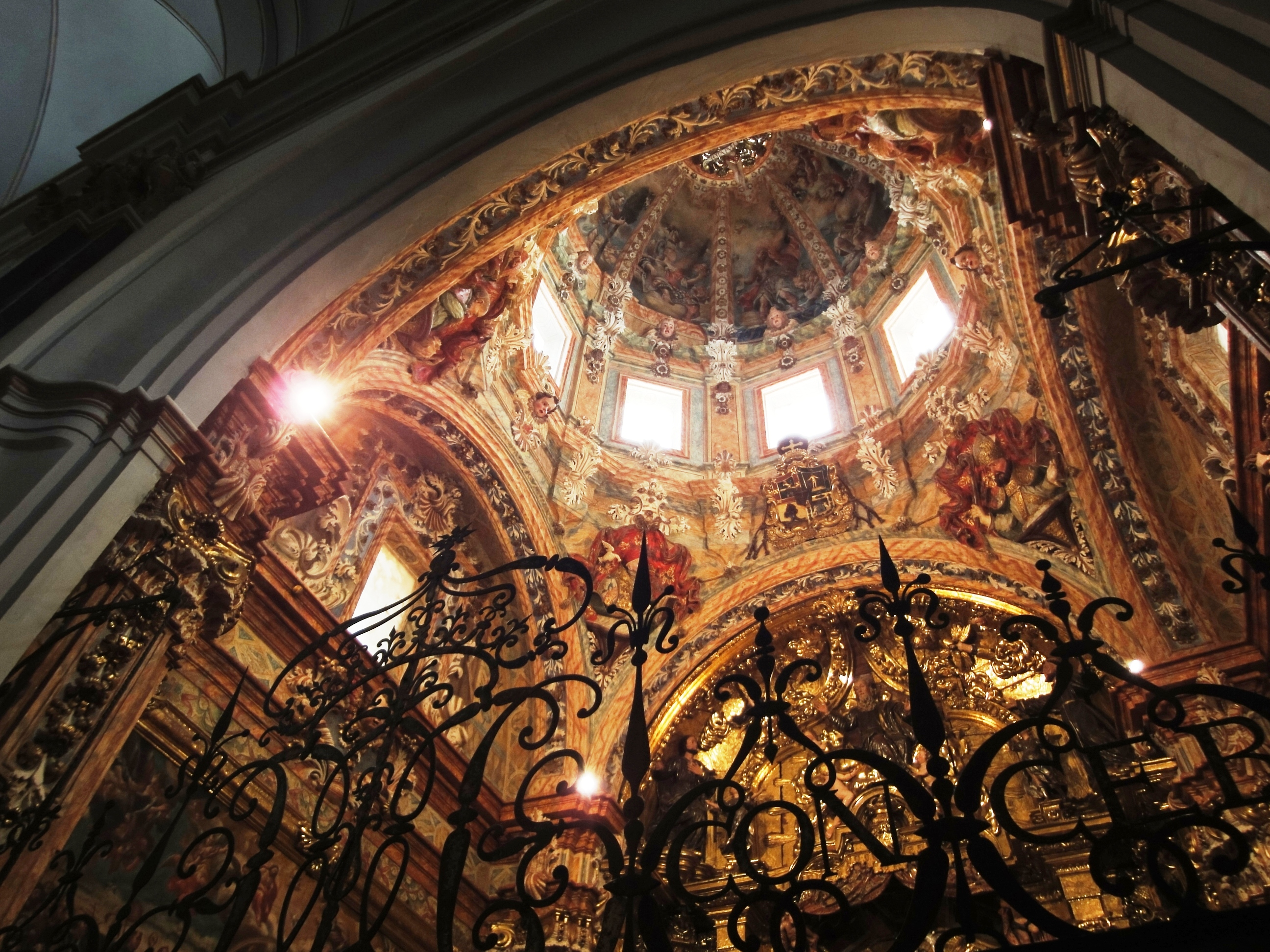
Kathedrale von Teruel, Kapelle am Ostende

Der Innenraum der barocken Basílica del Pilar in Zaragoza ist in drei Schiffe eingeteilt, und nach einem Schachbrettmuster ist jedes zweite Joch flach und jedes zweite mit einer Kuppel gedeckt. Der Tambour der runden Hauptkuppel überdeckt das mittlere Joch des Mittelschiffes in ganzer Breite. Die Kuppel ist mi einer Laterne ausgestattet, die ebenfalls Verbindung zum Kirchenraum hat. Von den übrigen Jochen sind im Schachbrettmuster die Hälfte flach gedeckt, die übrigen zehn mit Kuppeln. Jede dieser Kuppeln überragt auf einem achteckigen fensterlosen Tambour das Dach und ist oben mit einer Laterne ausgestattet, die das Joch beleuchtet. Es sind dies zwei weitere Joche des Mittelschiffs und je vier Joche beider Seitenschiffe. Darüber hinaus haben noch sieben Kapellen Kuppeln. Aäußerlch sind alle diese Kuppeln mit Laternen versehen, aber nur wenige beleuchten den Innenraum.
Die mudéjar-gotische Konkathedrale San Salvador von Zaragoza hat außer dem Glockenturm einen achteckigen Laternenturm.
Die Kathedrale von Teruel ist ebenfalls im Mudéjarstil errichtet worden, dabei in Teils romanischen, tels gotischen Formen. Sie ist mit drei Laternentürmen ausgestattet, einen über der Hauptkuppel, einen über einer Kapelle am östlichen Ende (hier Laterne mit Laterne) und einen über der seitlich gelegenen Capilla de los Santos Reyes (Kapelle der heiligen Könige).

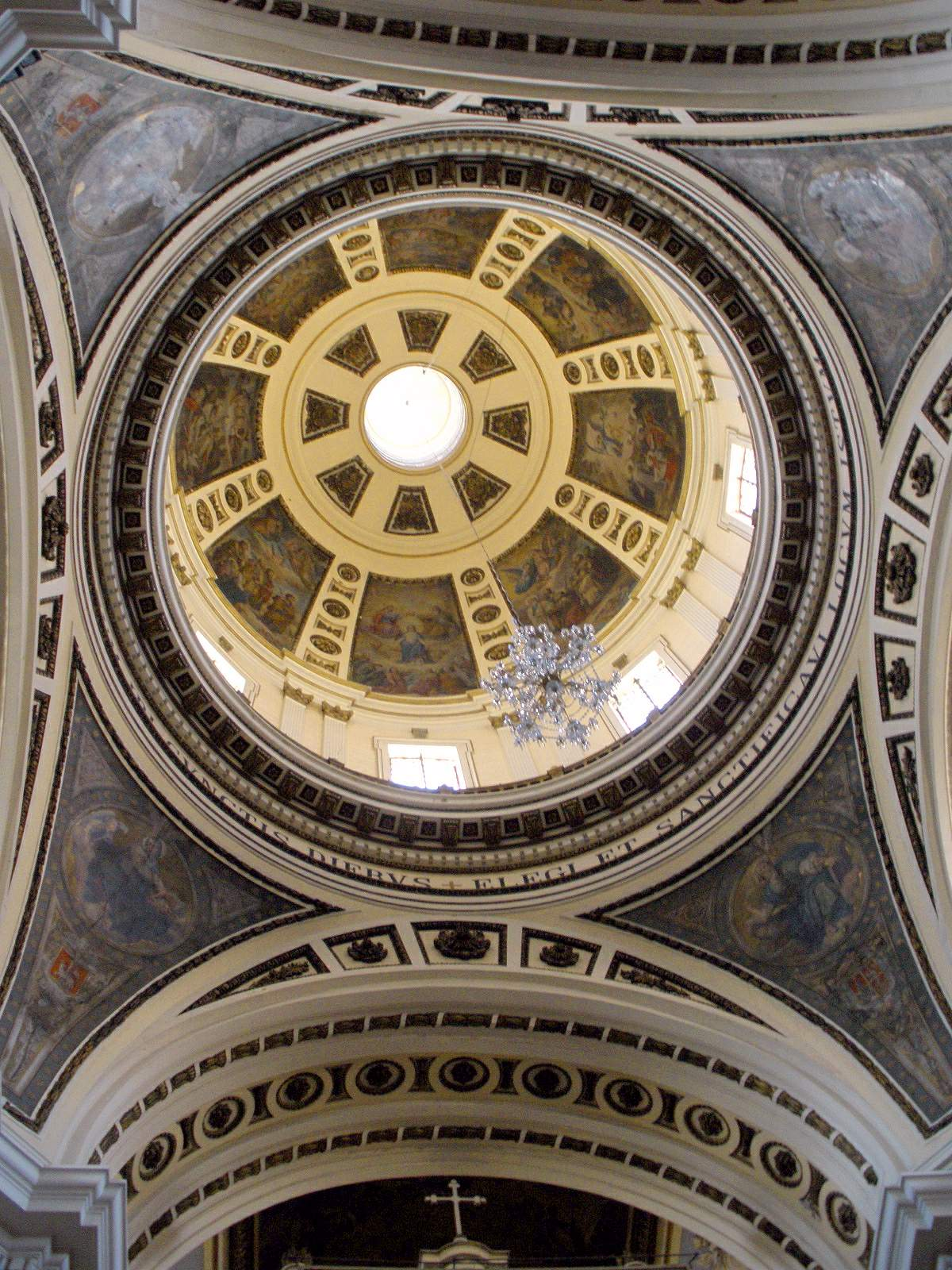
Hauptkuppel der Basílica del Pilar
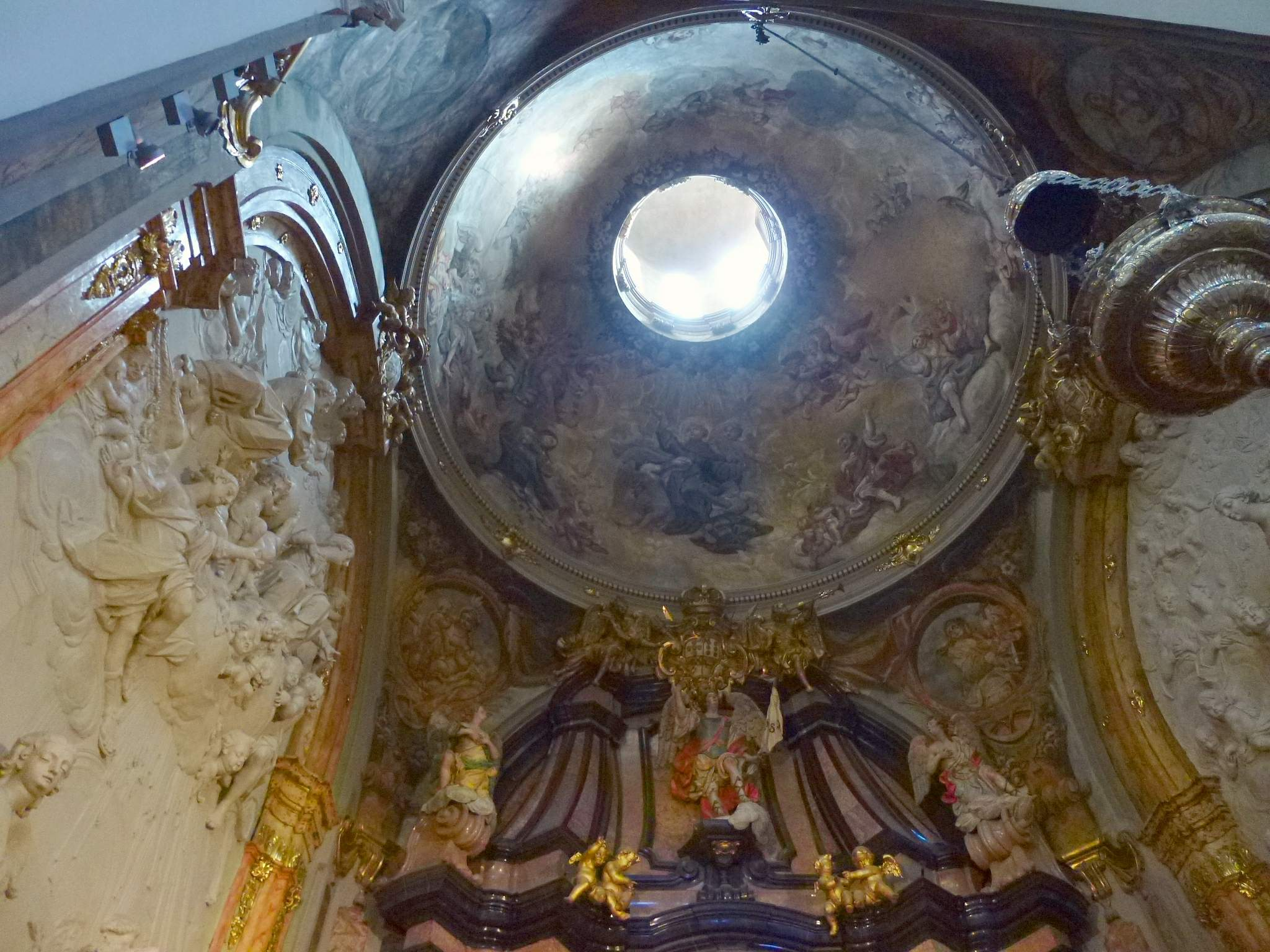
Basílica del Pilar: Capilla de San Antonio de Padua
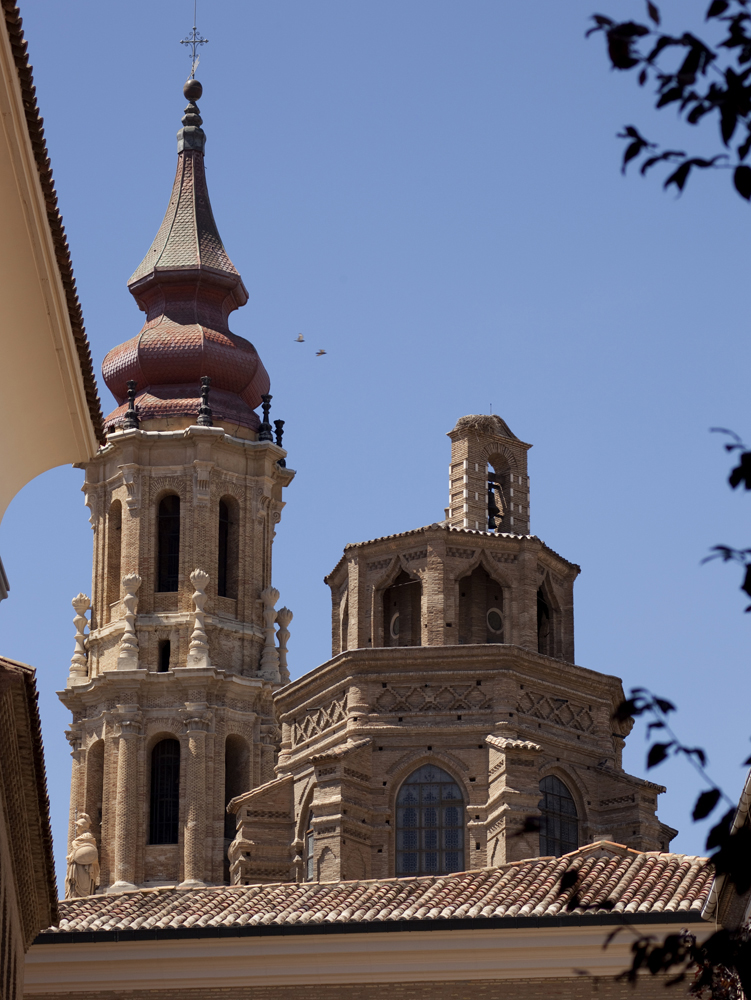
Kathedrale von Zaragoza: Glockenturm und Vierungsturm
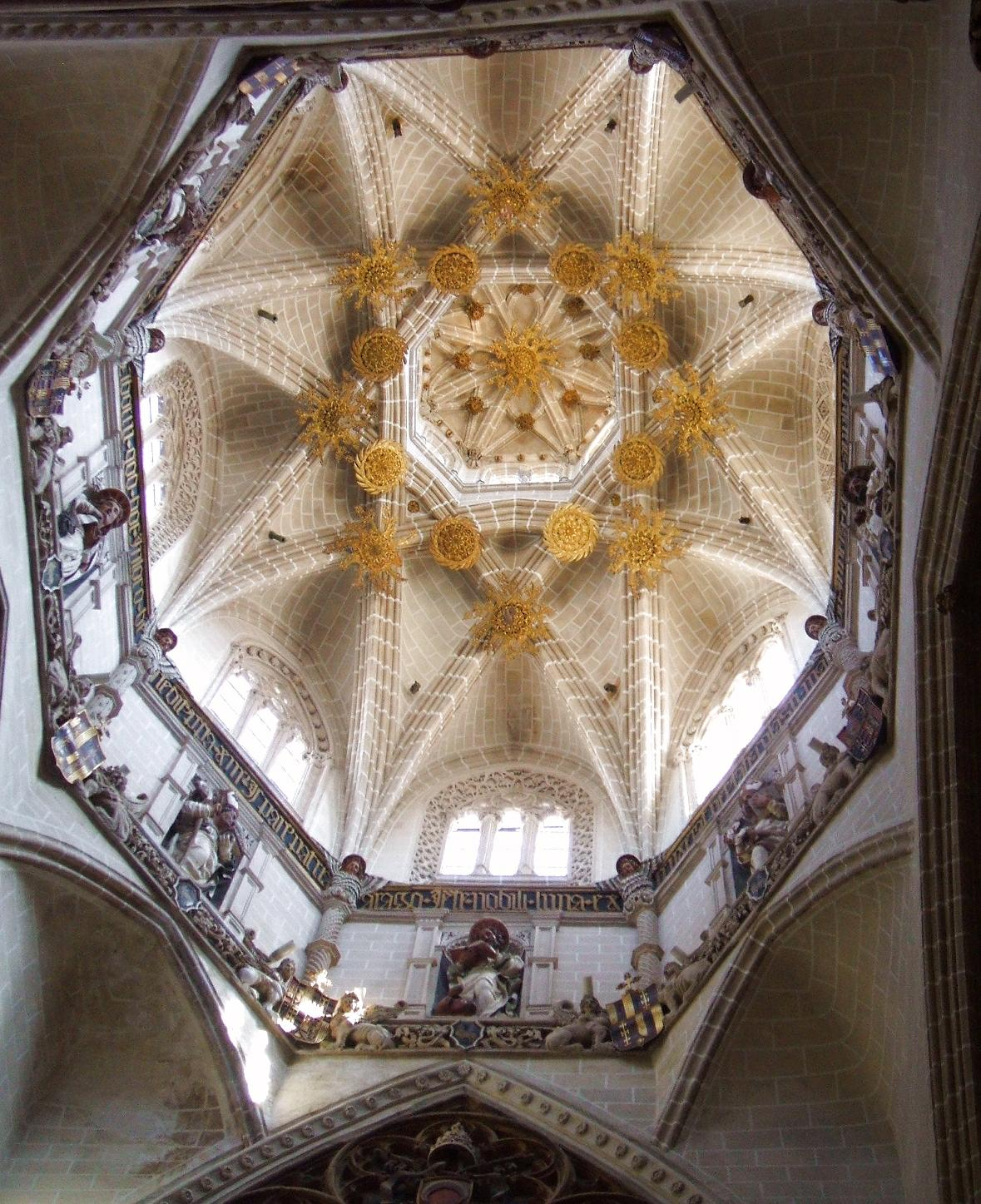
Kathedrale von Zaragoza: Vierungskuppel
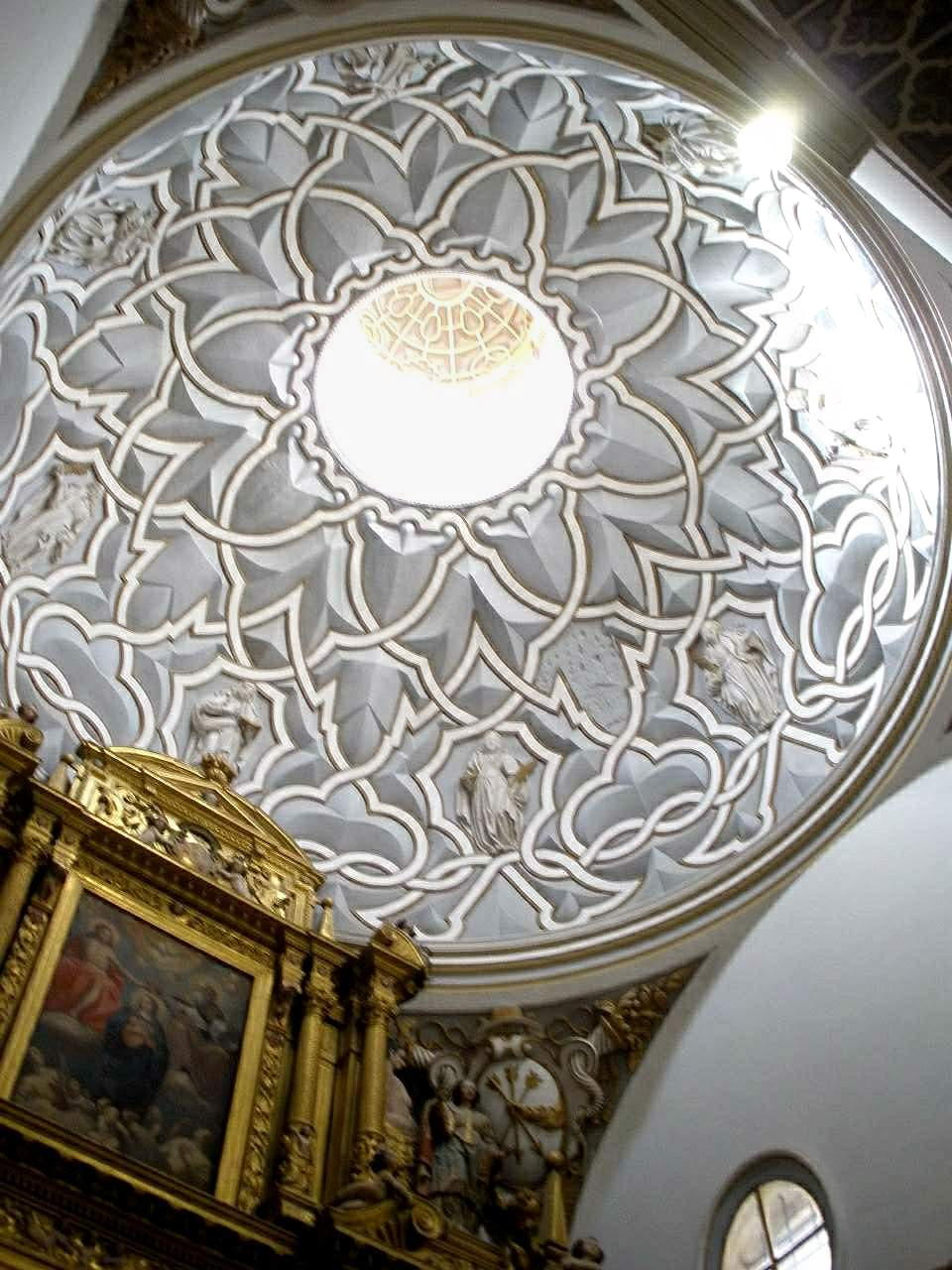
Kathedrale von Teruel: Capilla de los Santos Reyes

#### Katalonien

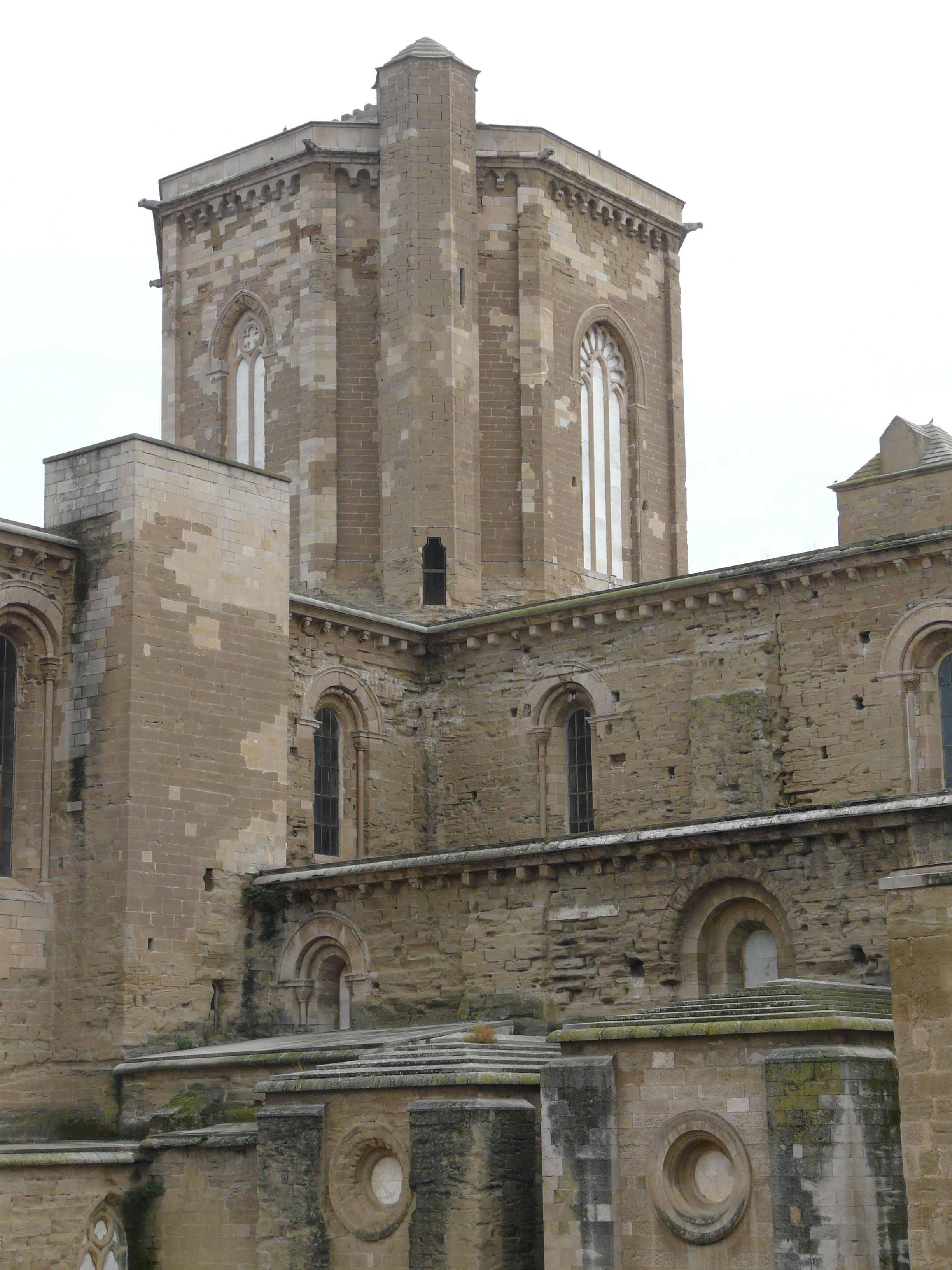
Lleida, Seu Vella: achteckiger Cimborio mit Treppenturm
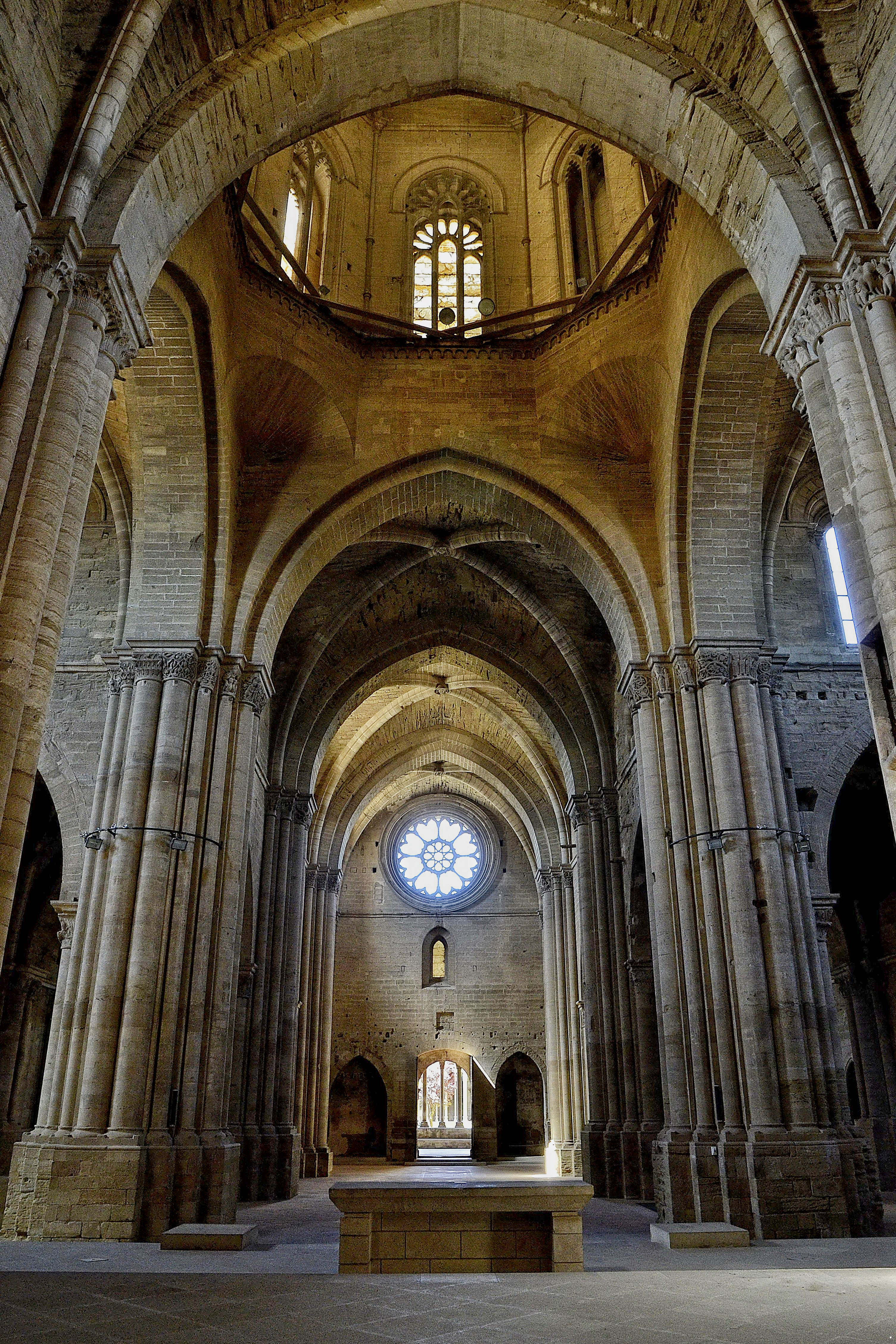
Lleida, Seu Vella: Vierung mit Laterne
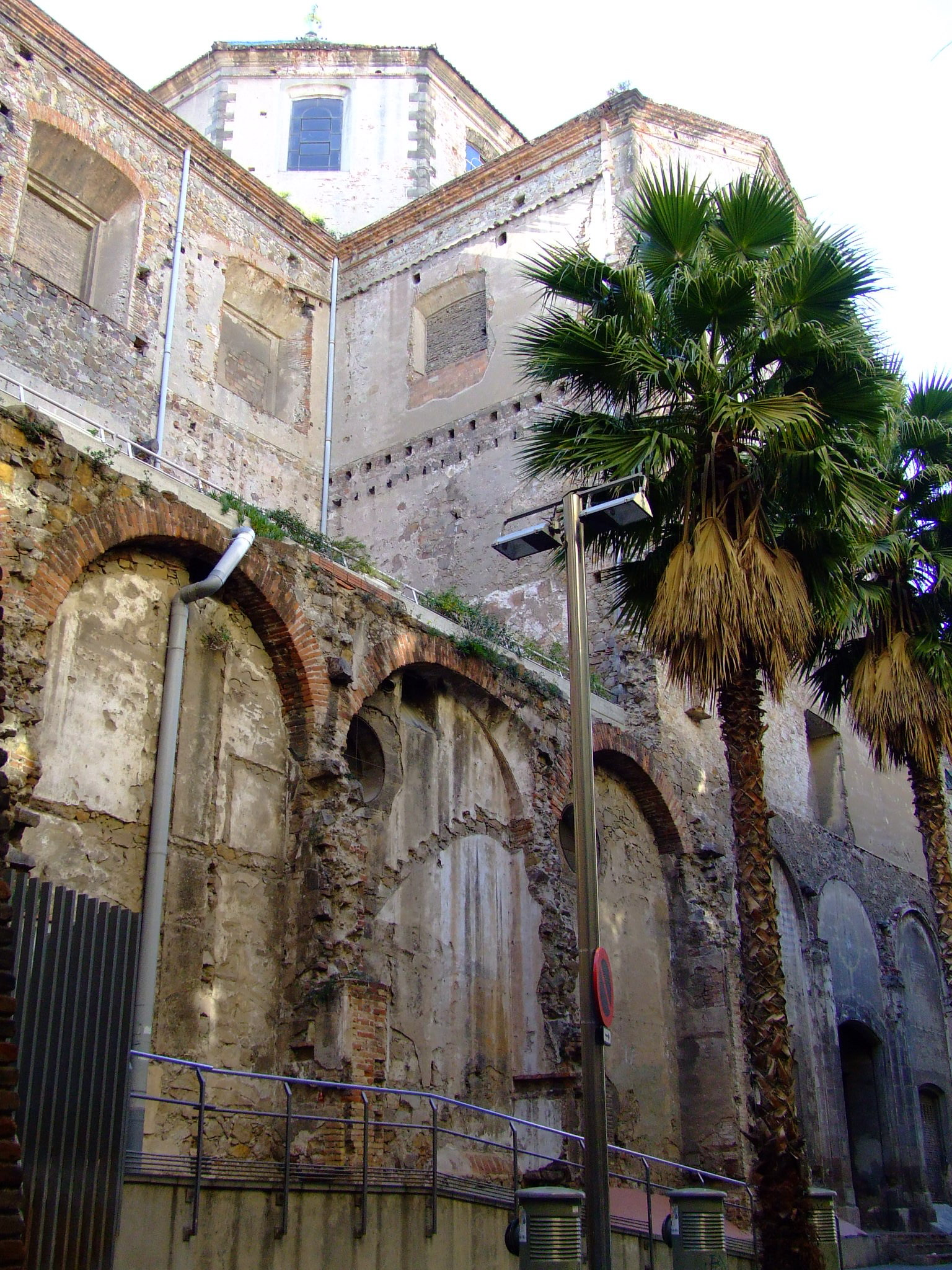
Sant Agustí (CC) in Barcelona
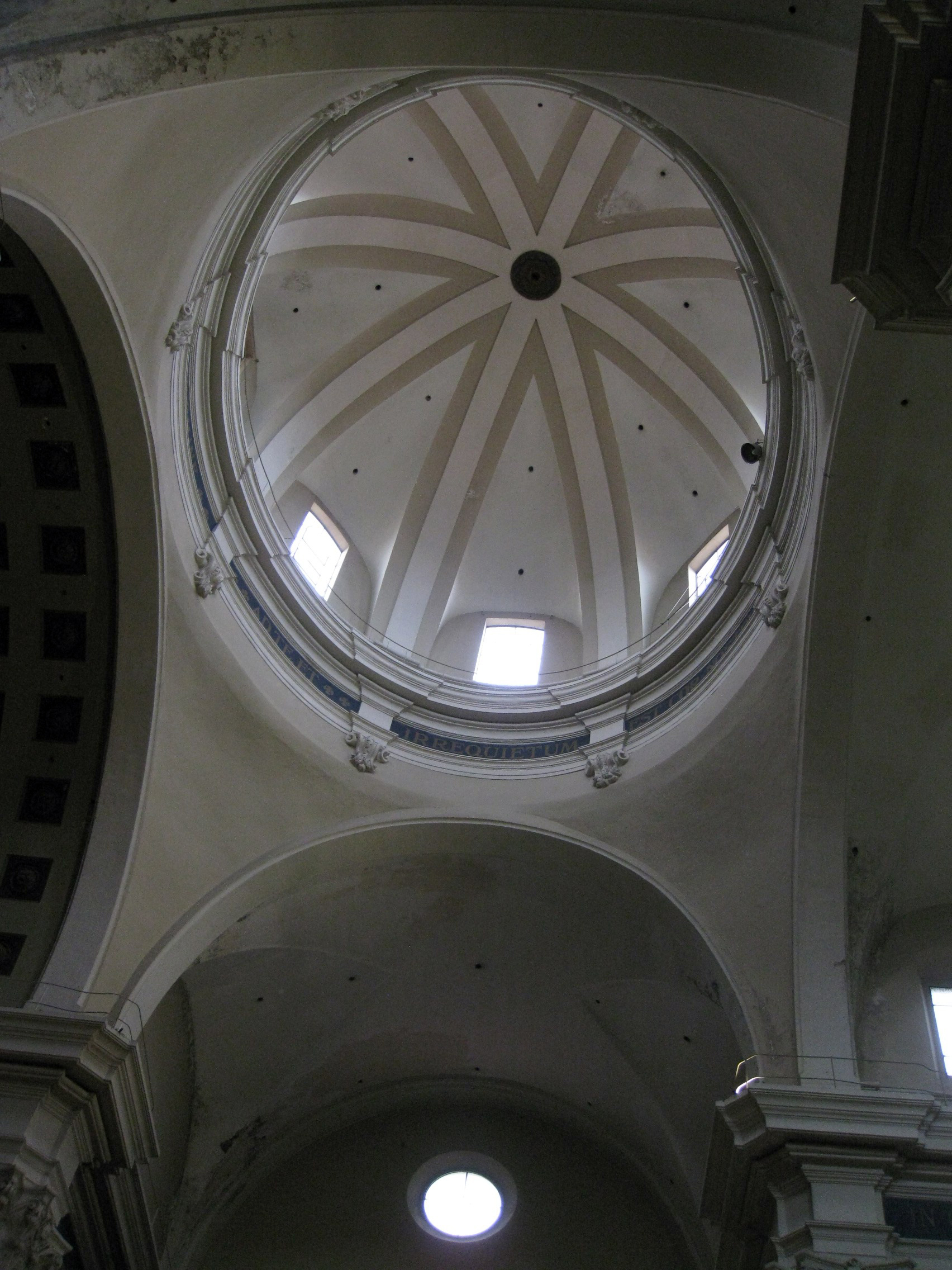
Sant Agustí in Barcelona
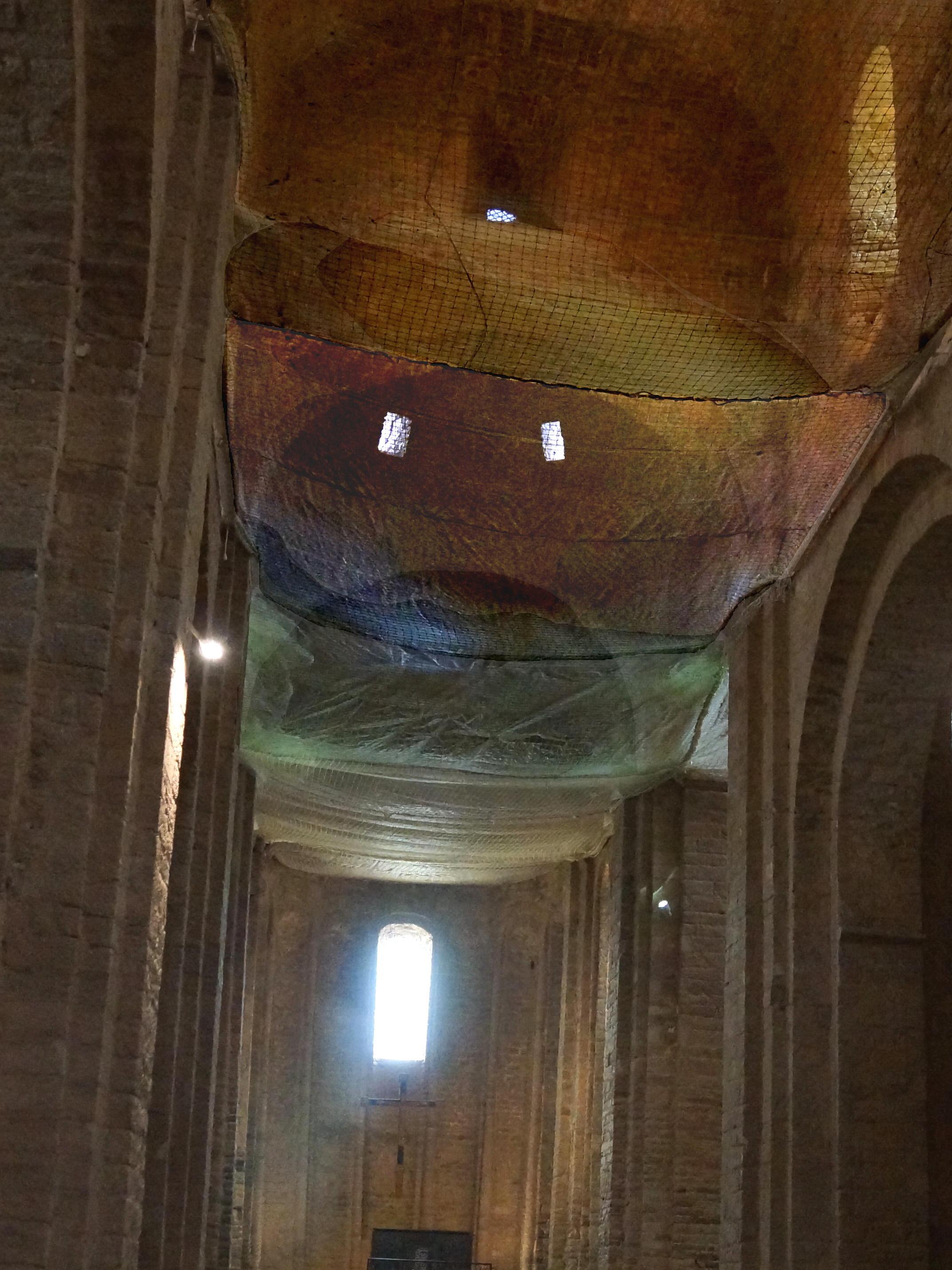
Sant Vicenç, Cardona, bessere Innenfotos bei Circulo Romanico
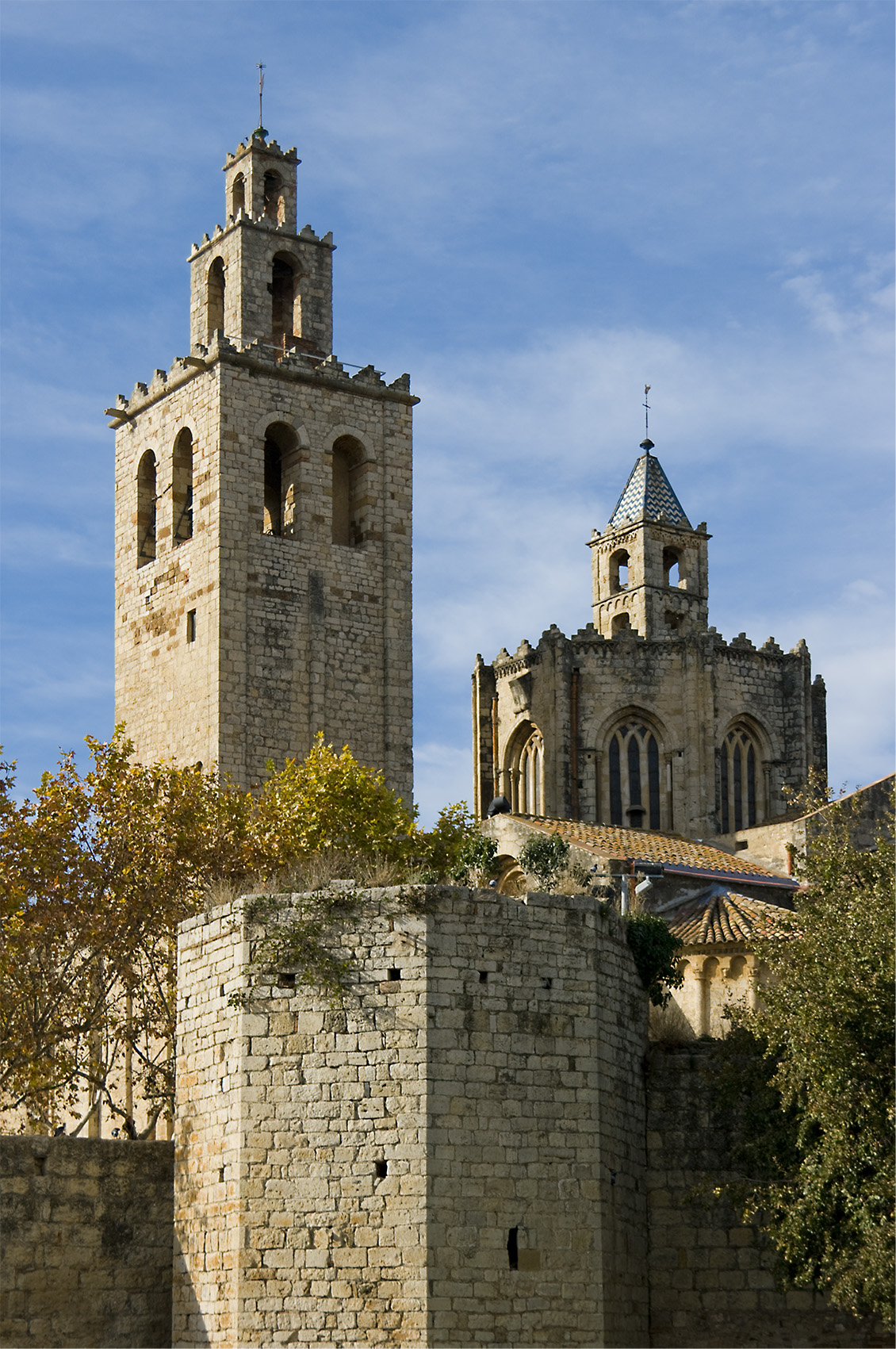
Sant Cugat del Vallès: Glockenturm und Laternenturm

Viele größere und manche kleinere Kirchen Kataloniens verfügen über eingeschossige Laternentürme (z. B. die Kathedralen von Lleida, Barcelona und Tarragona oder die Klosterkirche von Sant Cugat del Vallès u. a.).
Der Vierungsturm der Stiftskirche Sant Vicenç in Cardona, errichtet 1020–1040, verfügt über die älteste Trompenkuppel im heutigen Spanien.
Im Unterschied zur Hauptvierung der Kathedrale von Ely und zu St. Aposteln in Köln, haben in Sant Cugat del Vallès und in der Kathedrale von Tarragona die kleinen außen sichtbaren Laternen auf den großen Vierungslaternen keine Verbindung zum Kirchenraum.

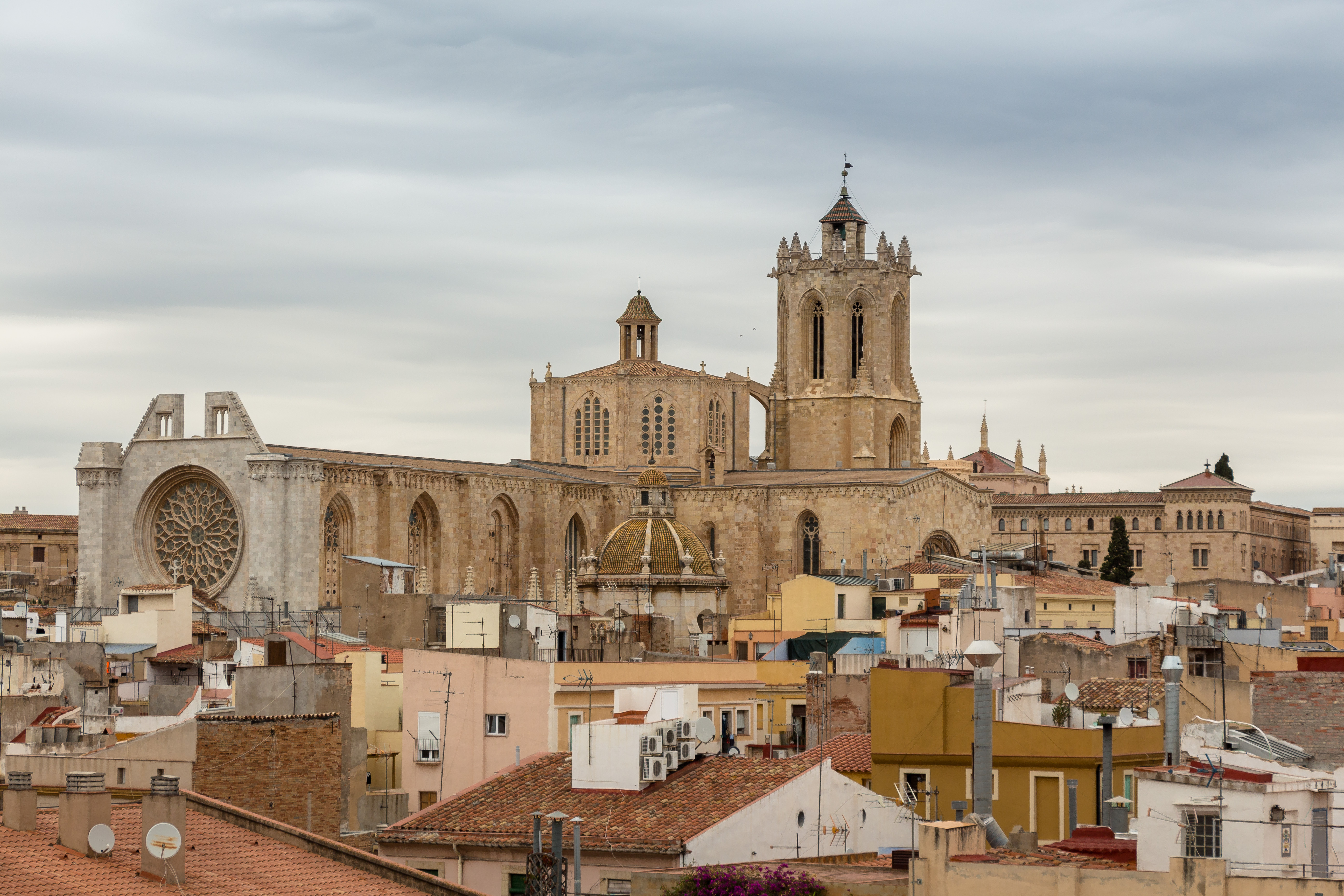
Kathedrale von Tarragona
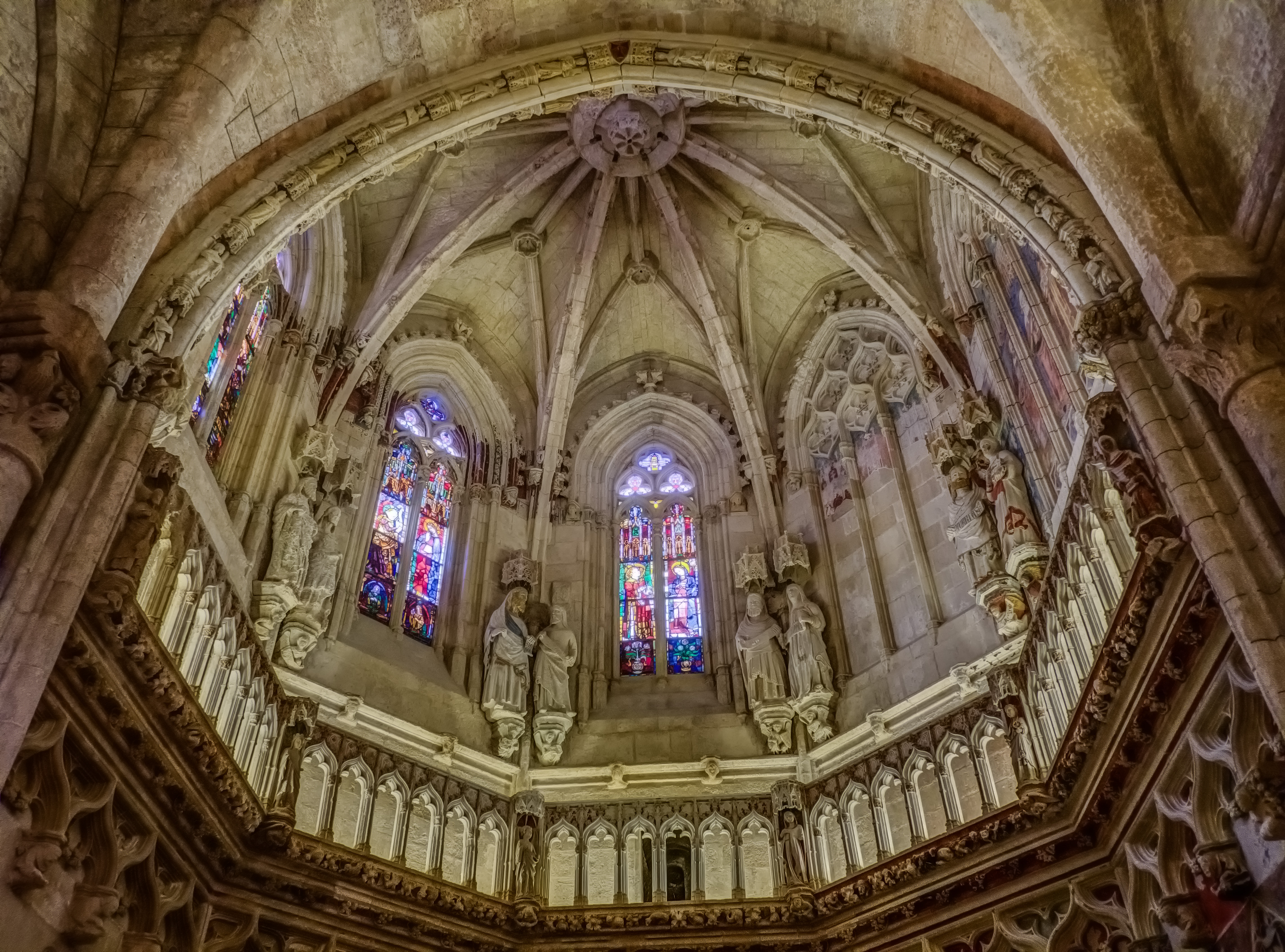
Kathedrale von Tarragona
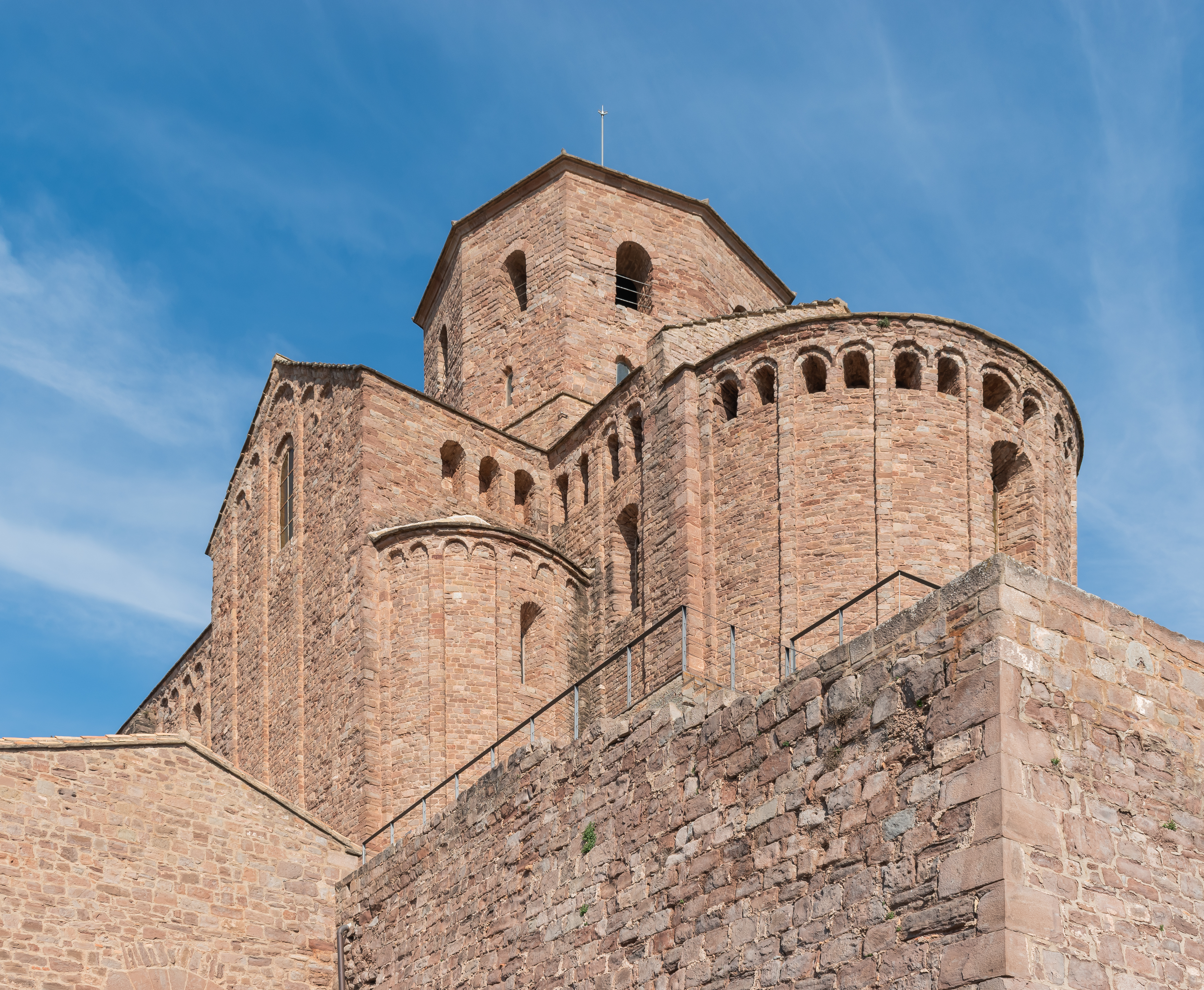
Stiftskirche Sant Vicenç in Cardona
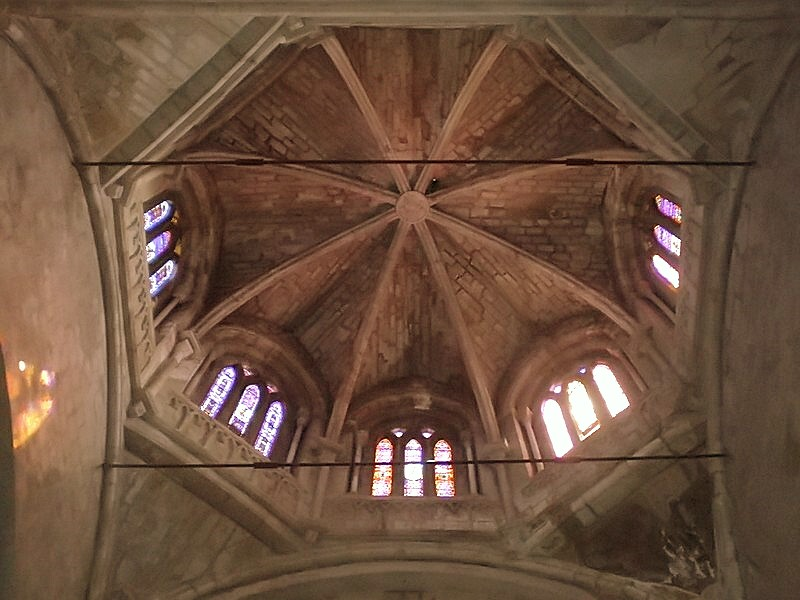
Kloster Sant Cugat del Vallès

#### Land Valencia
Auch bei der Kathedrale von Valencia öffnet sich ein oktogonaler Laternenturm (Cimbori) über der Vierung. Bei dem aus dem 16. Jahrhundert stammenden Aufsatz werden sogar beide Ebenen durch Fensteröffnungen belichtet. Die Konkathedrale Santa María in Castellón de la Plana wurde nach einem Brand im 15. Jahrhundert bis 1549 wiederaufgebaut. Die Laterne über ihrer Vierung gehört schon der Renaissance an.

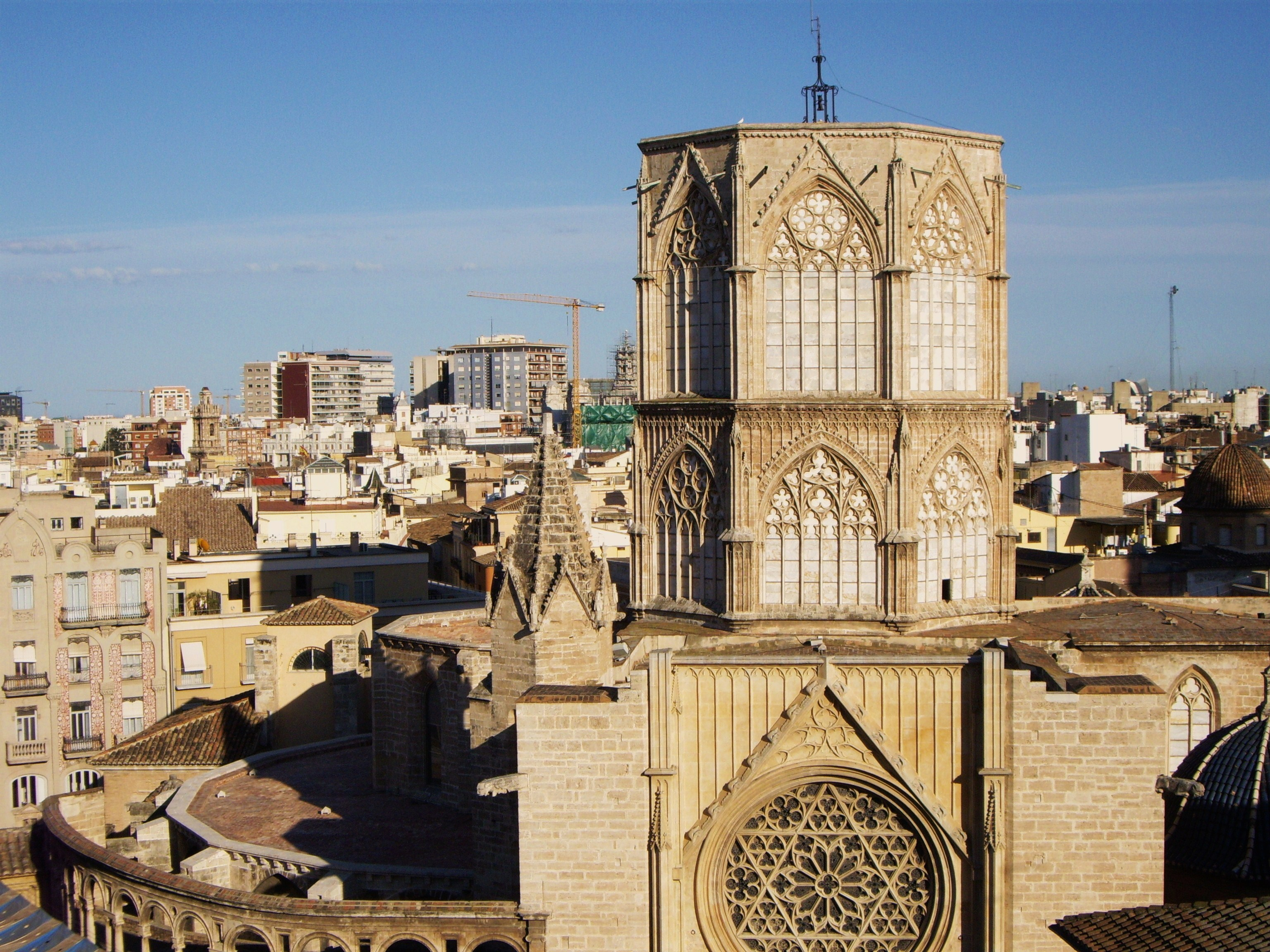
Kathedrale von Valencia
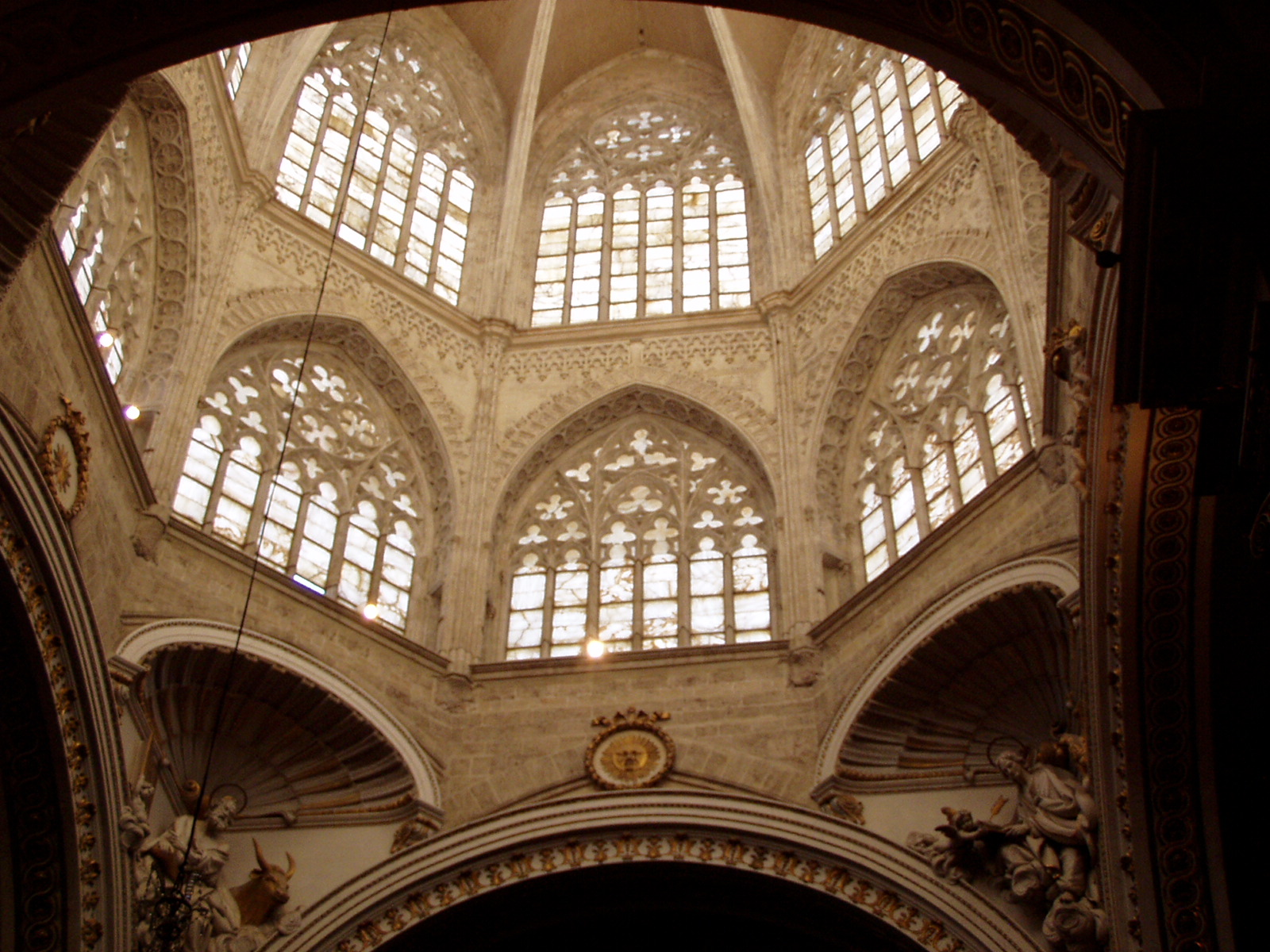
Kathedrale von Valencia
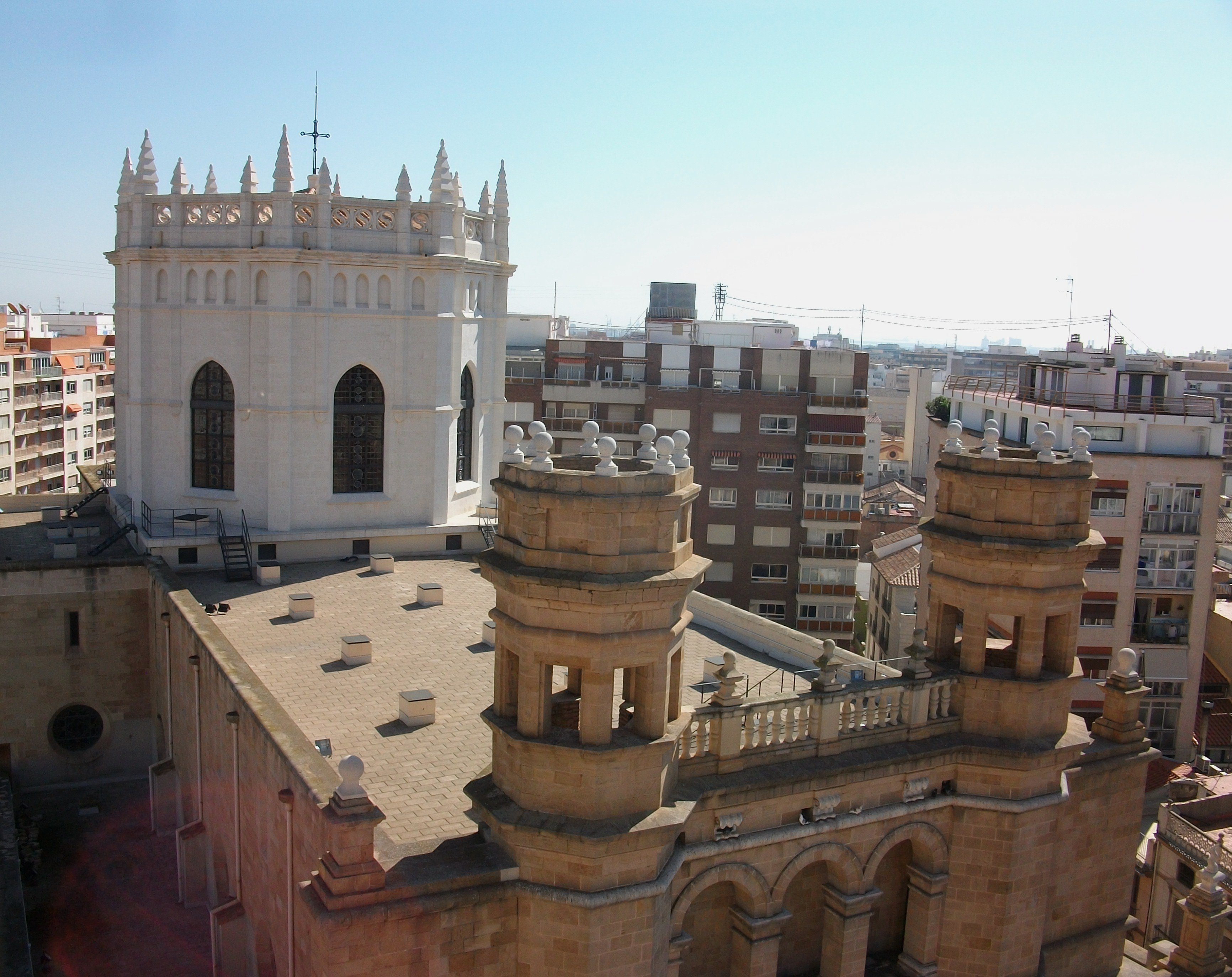
Santa María in Castellón de la Plana
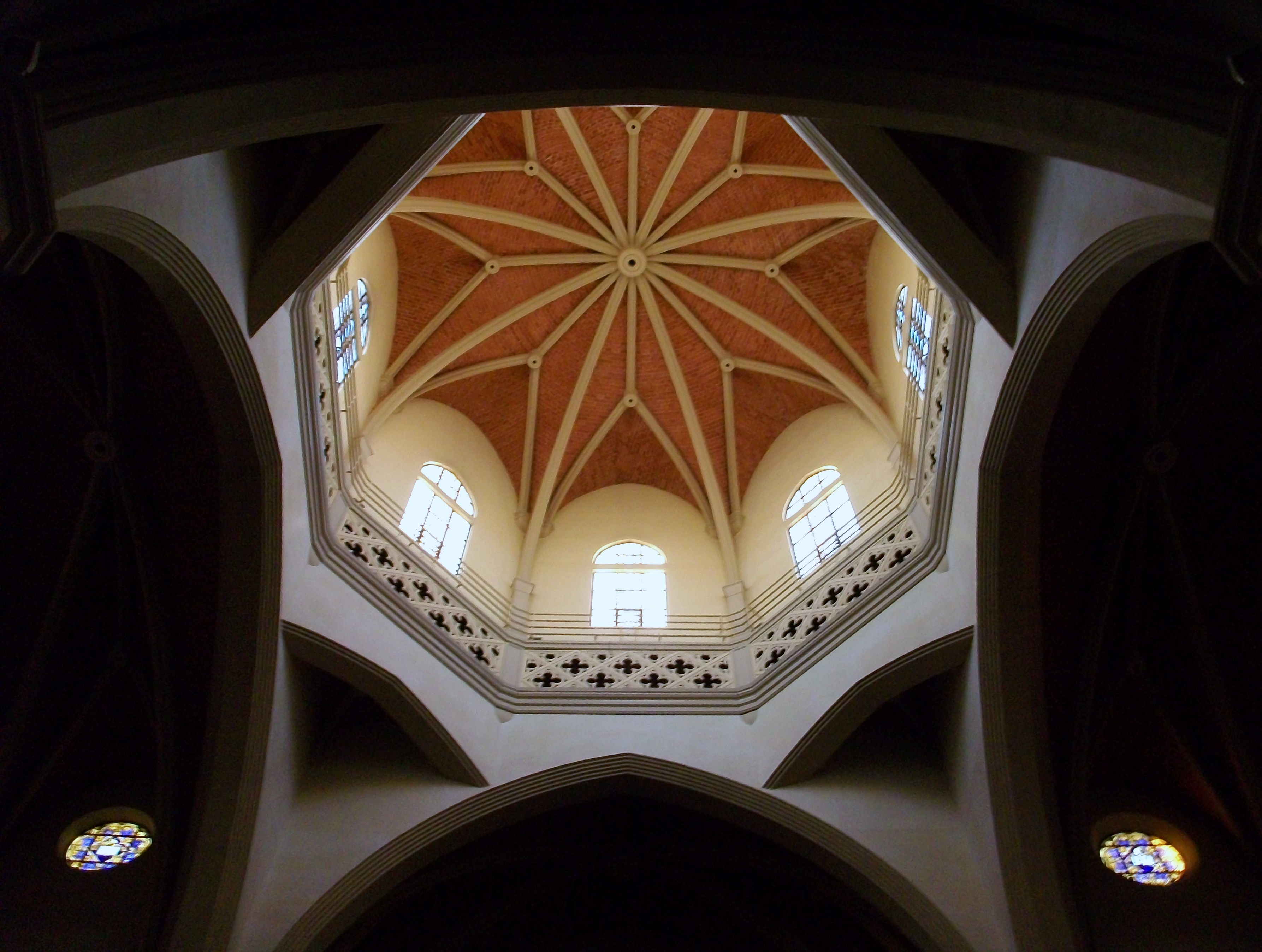
Santa María, Castellón de la Plana

#### Andalusien
Von den Laternentürmen Andalusiens überragen zwei die übrigen flachen Dächer ihrer Kirchen nur wenig und belichten dennoch die Vierungen mit Fenstern oberhalb der Seitenschiffsdächer. Es sind dies die gotische Kathedrale von Sevilla und die vom 15. Jahrhundert bis 1660 überwiegend im Renaissancestil errichtete Kathedrale von Jaén.

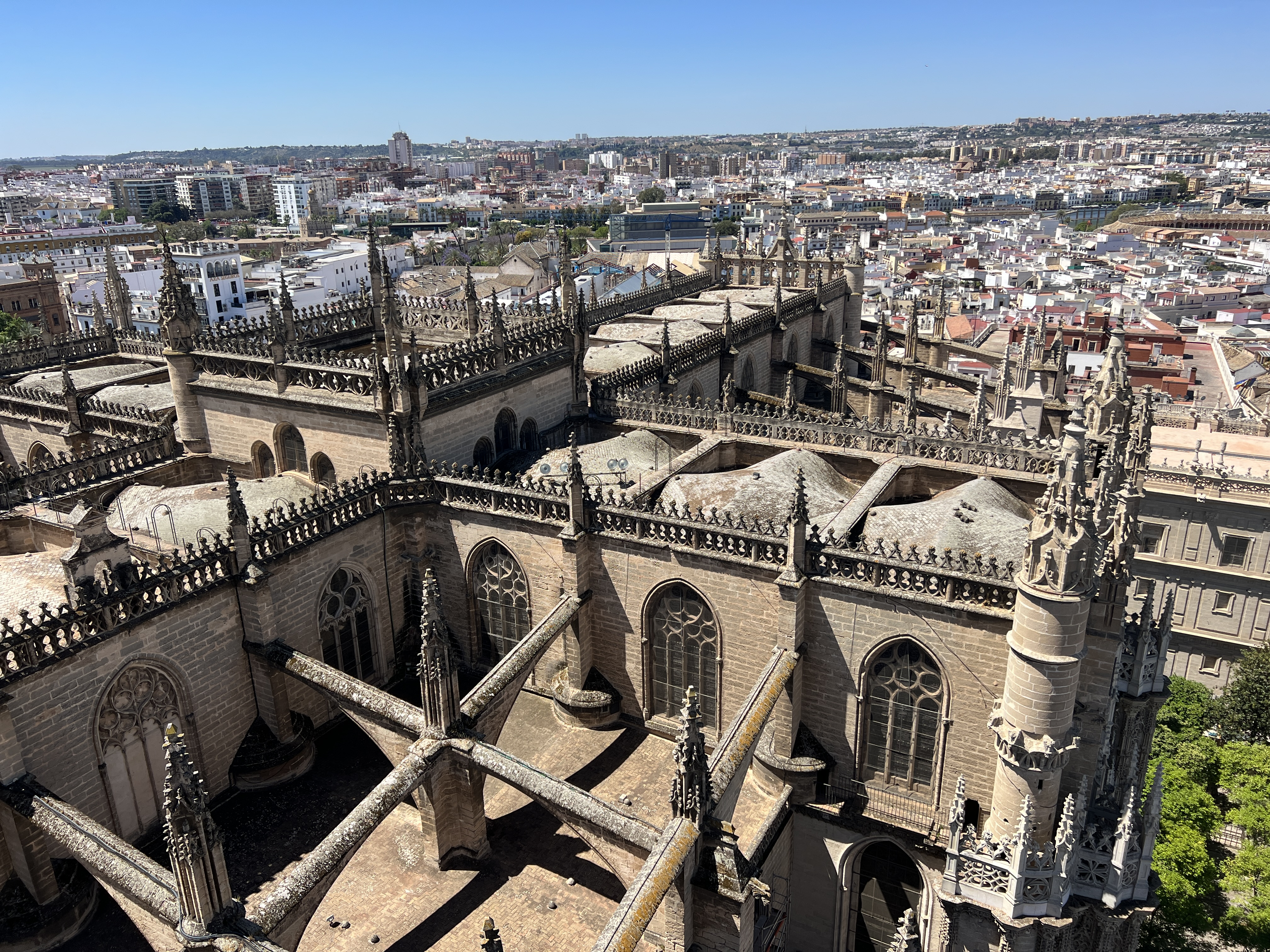
Kathedrale von Sevilla
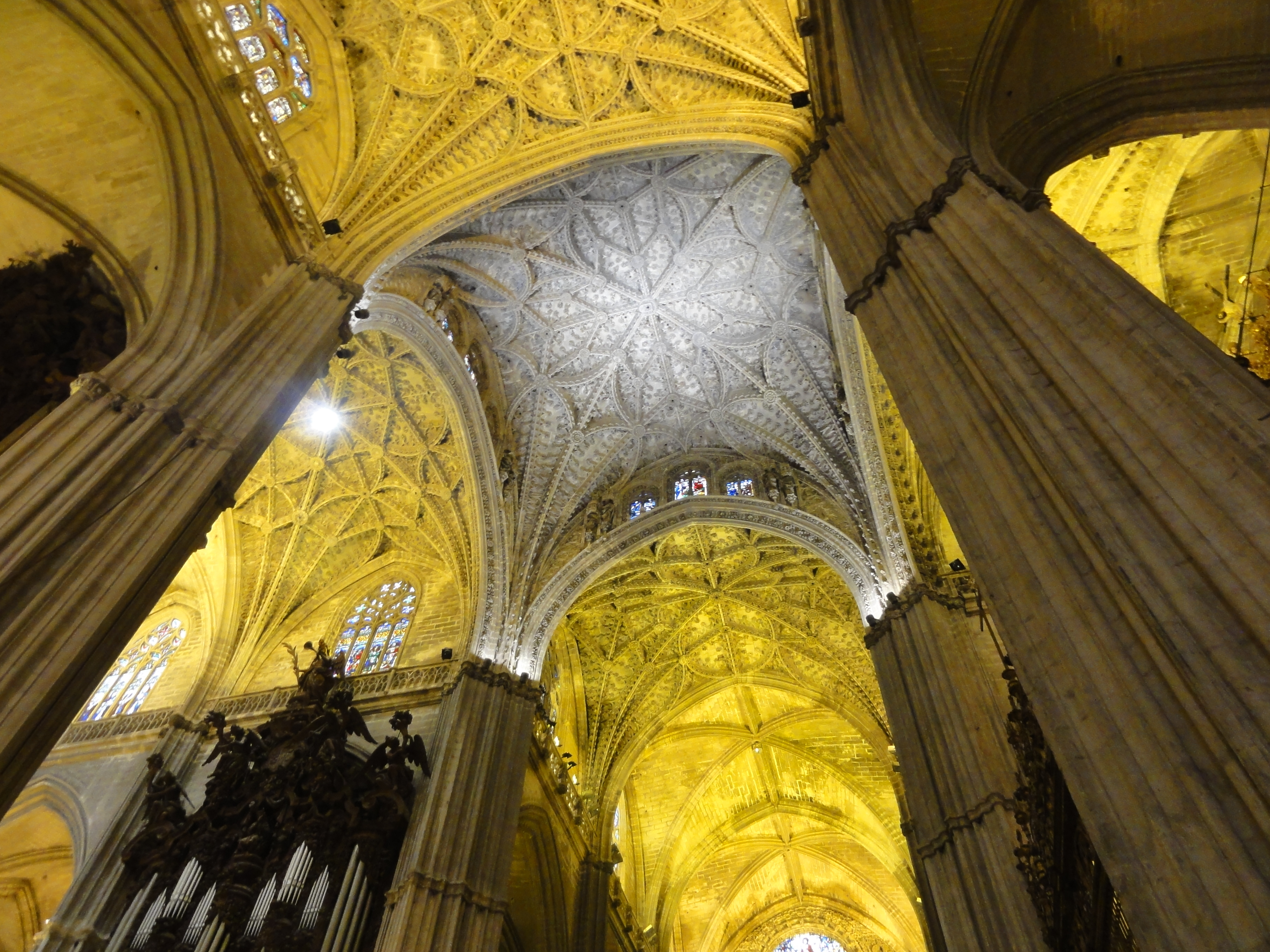
Kathedrale von Sevilla
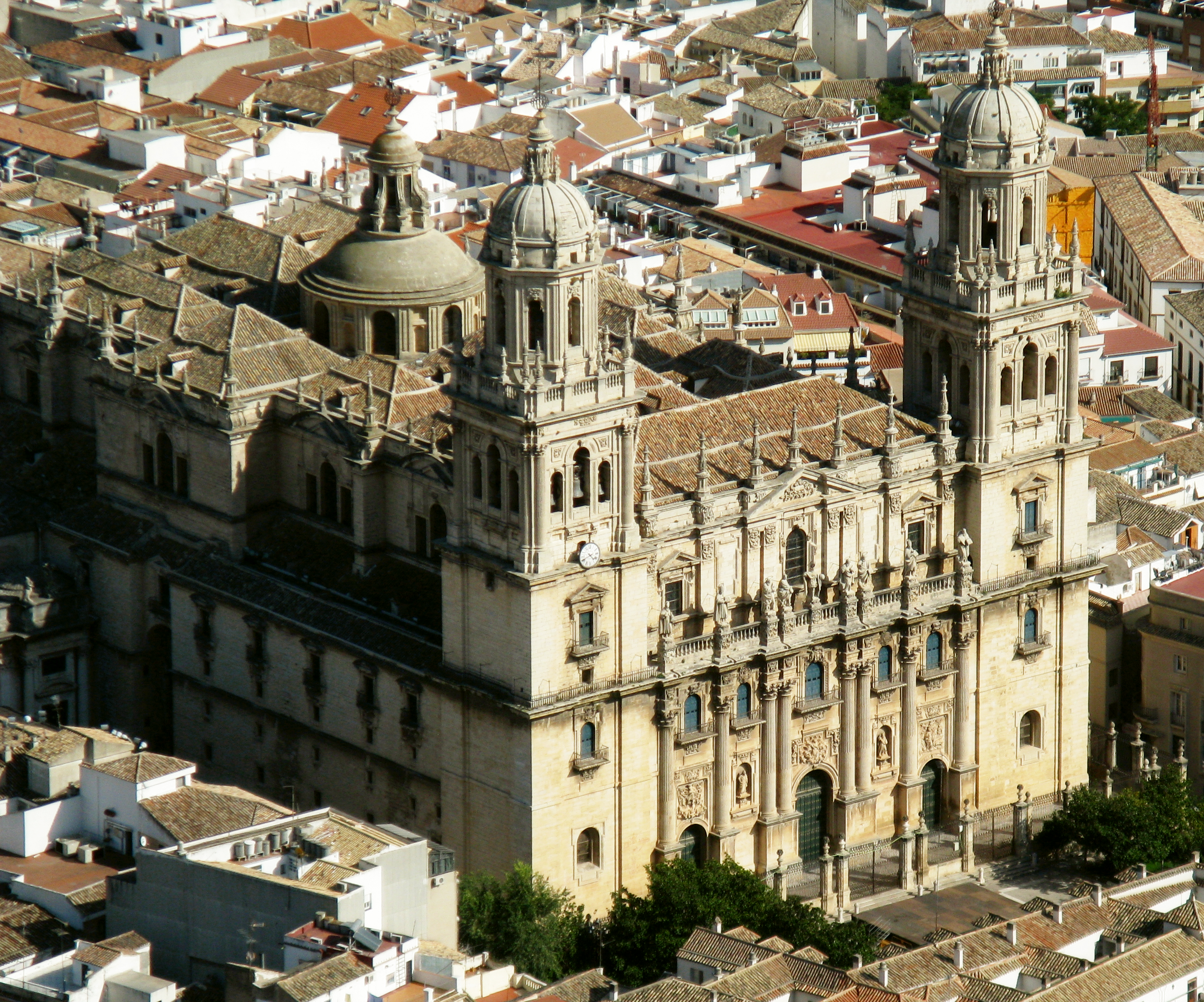
Kathedrale von Jaén, 15. Jh. bis 1660
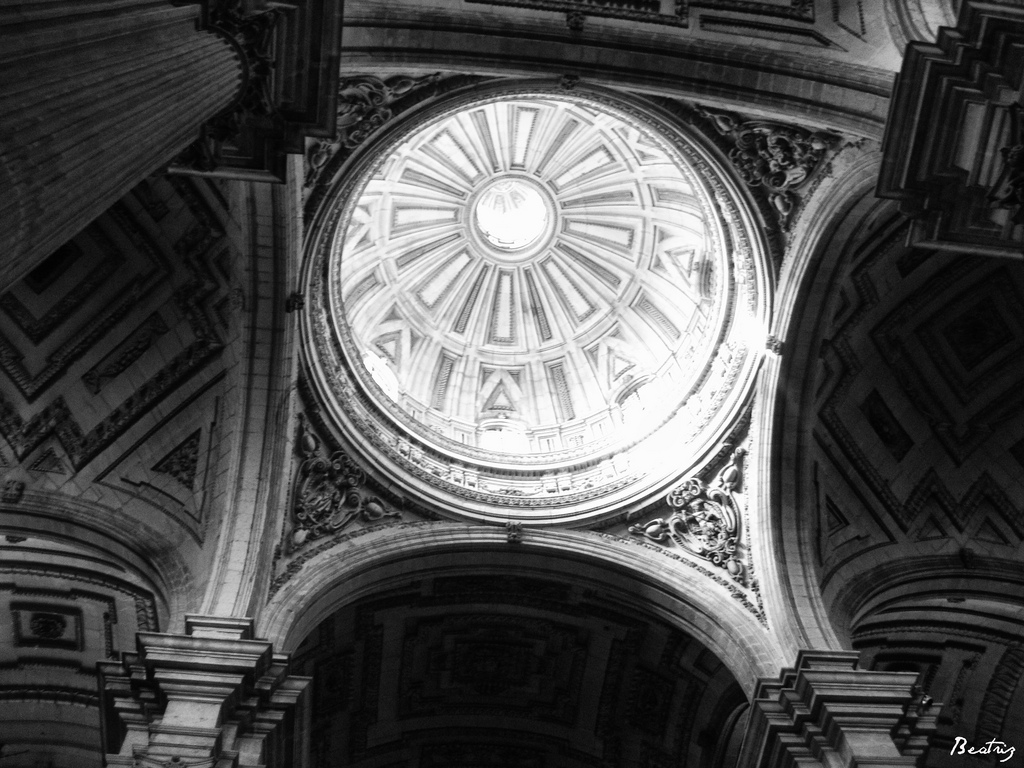
Kathedrale von Jaén

Der platereske Einbau der Capilla mayor in die Mezquita-Catedral von Córdoba ist von den umgebenden Straßen aus nicht zu sehen. Die Traufe des Kuppelturms liegt niedriger als der Dachfirst des Langhauses, sodass das äußerlich achtseitige (innen runde) Laternengeschoss nur sieben Fenster hat. Die Basilica del Carmen in Jerez de la Frontera ist eine Barockkirche aus dem frühen 18. Jahrhundert.

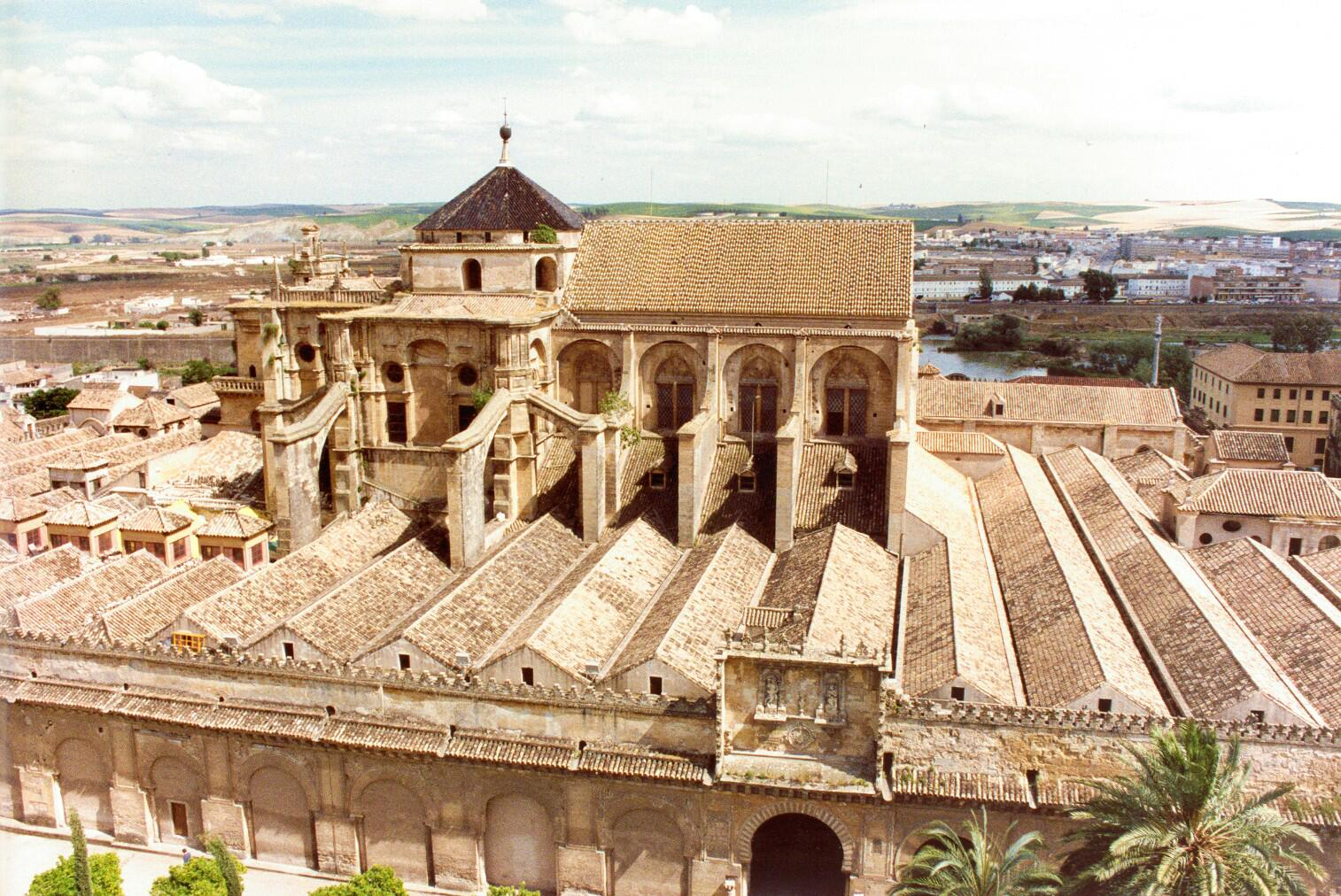
Mezquita-Catedral de Córdoba, Einbau 1523–1607
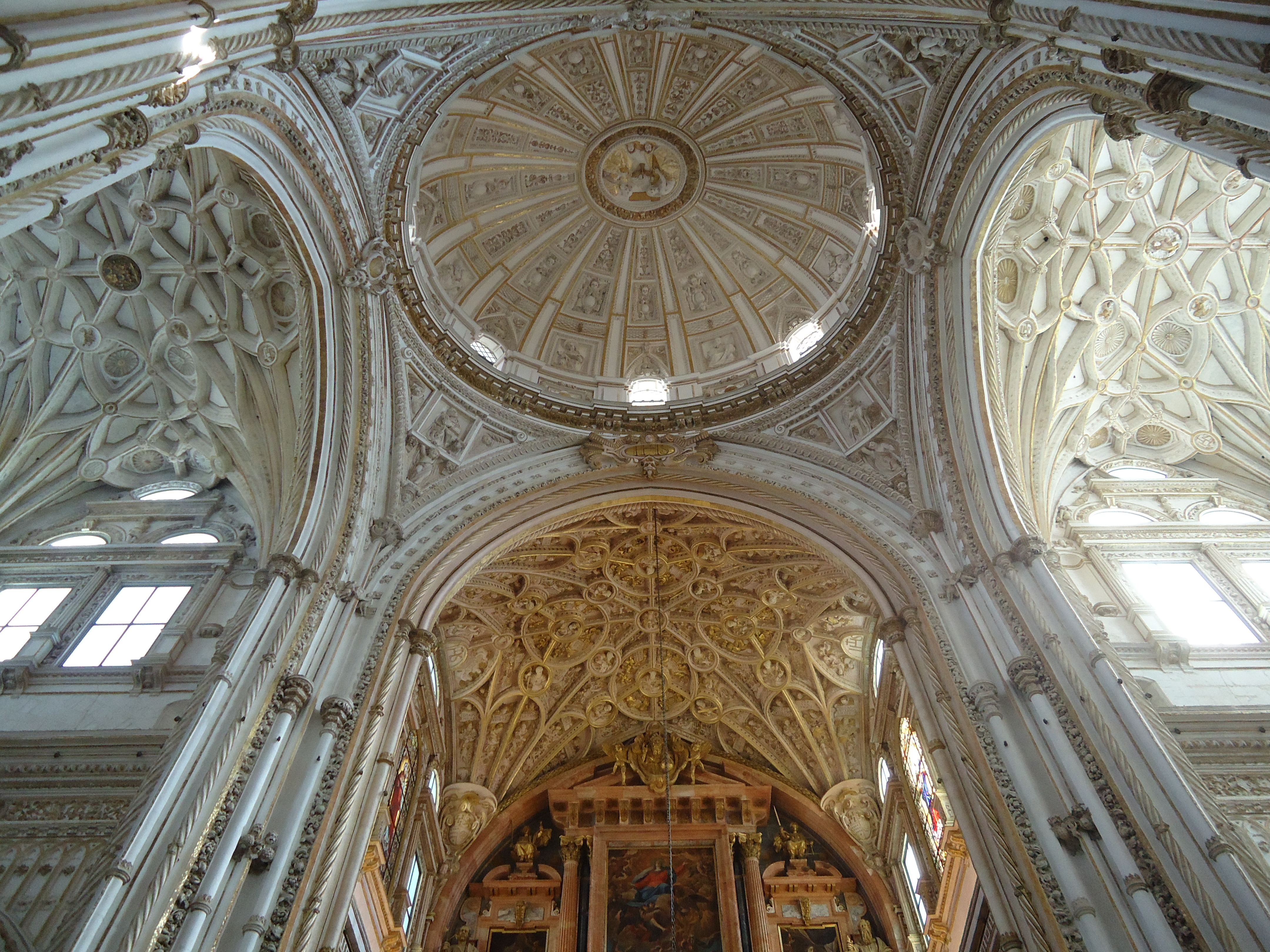
Mezquita-Catedral: Vierungsturm des plateresken Einbaus
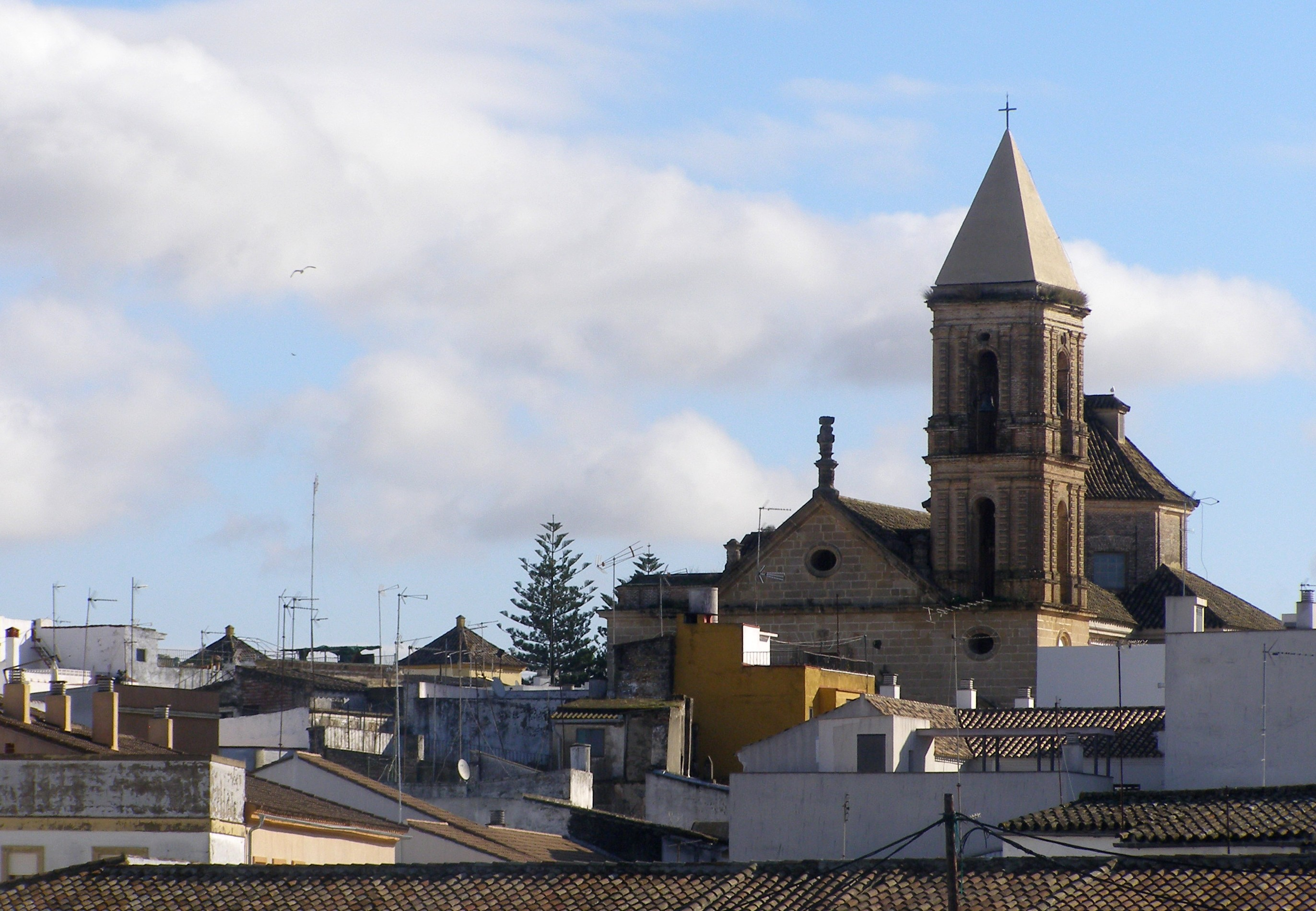
Nuestra Señora del Carmen, Anfang 18. Jahrhundert, Jerez de la Frontera
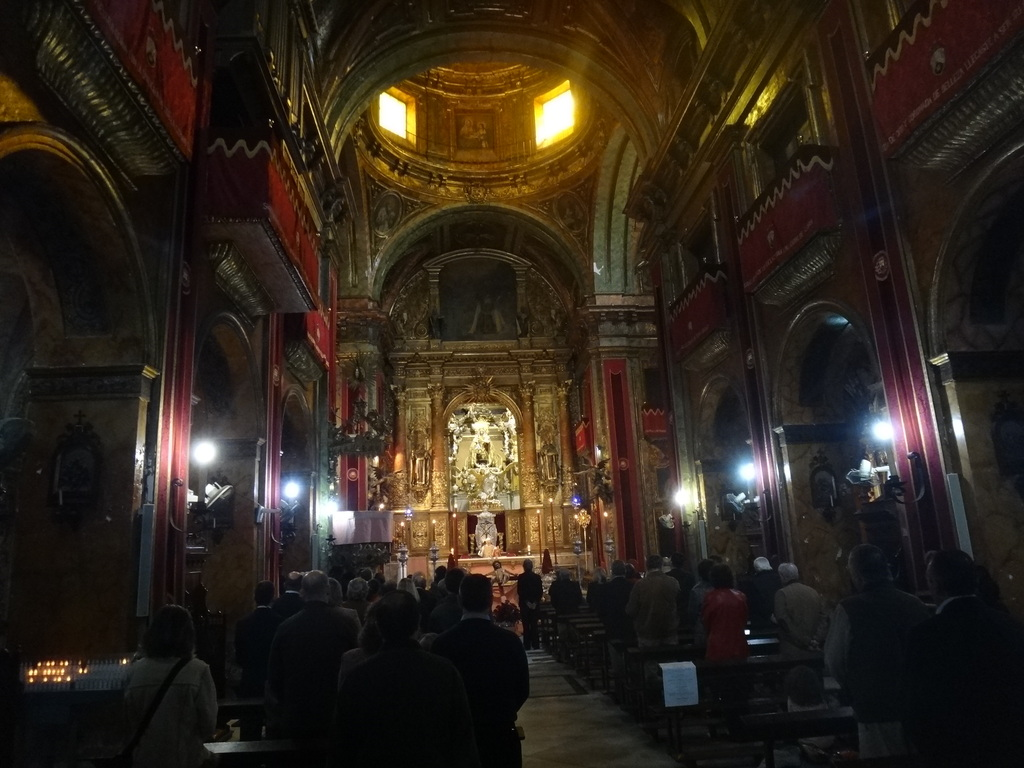
Nuestra Señora del Carmen

#### Asturien
Ganz im Norden Spaniens finden sich zwei Laternentürme in Santander, in der dortigen Kathedrale im Übergang von der Gotik zur Renaissance, in der Iglesia de la Aninciación (Kirche Mariä Verkündigung) im Übergang von der Renaissance zum Barock, begonnen 1607, Bauunterbrechung 1617–1719.

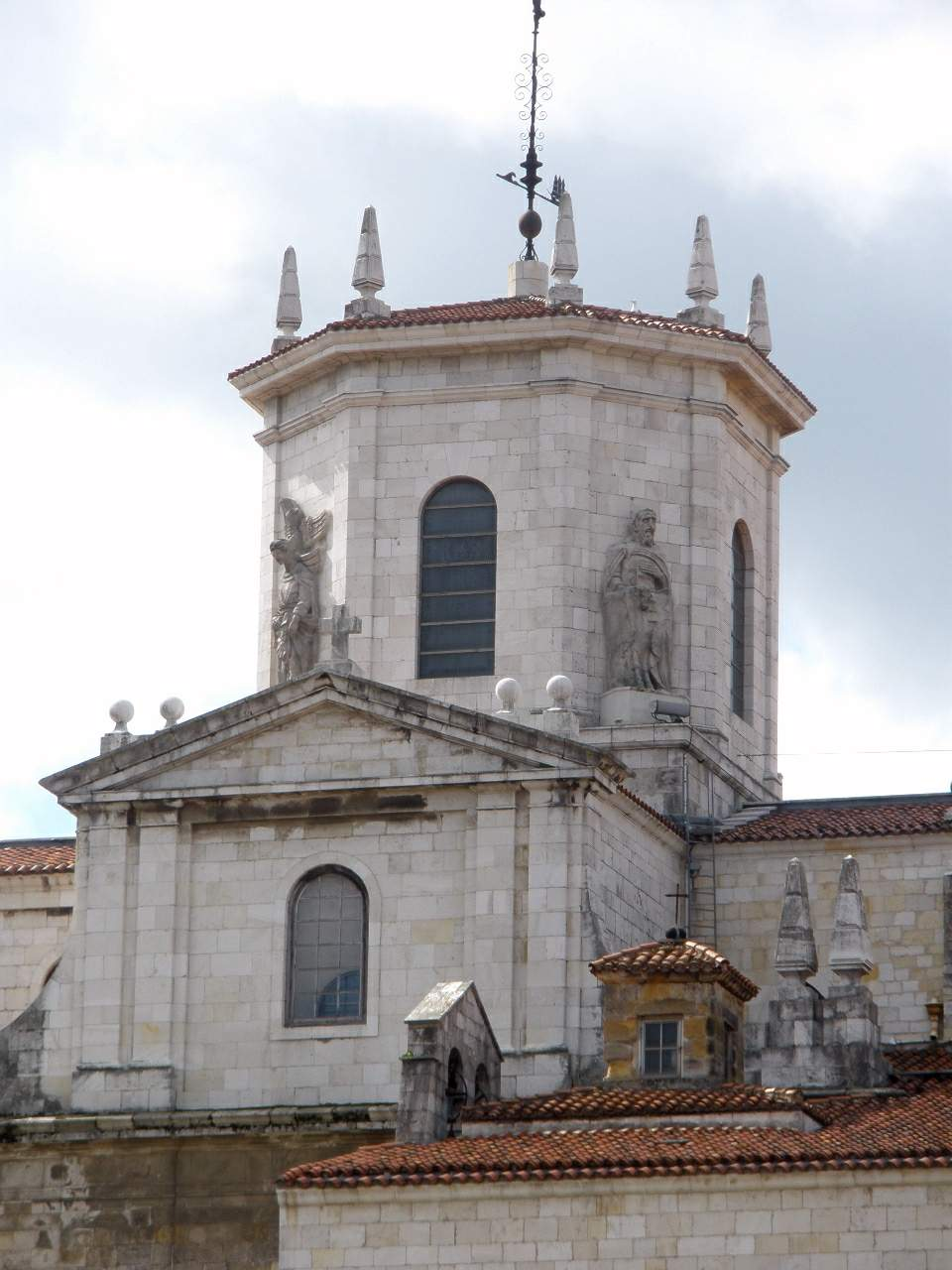
Kathedrale von Santander
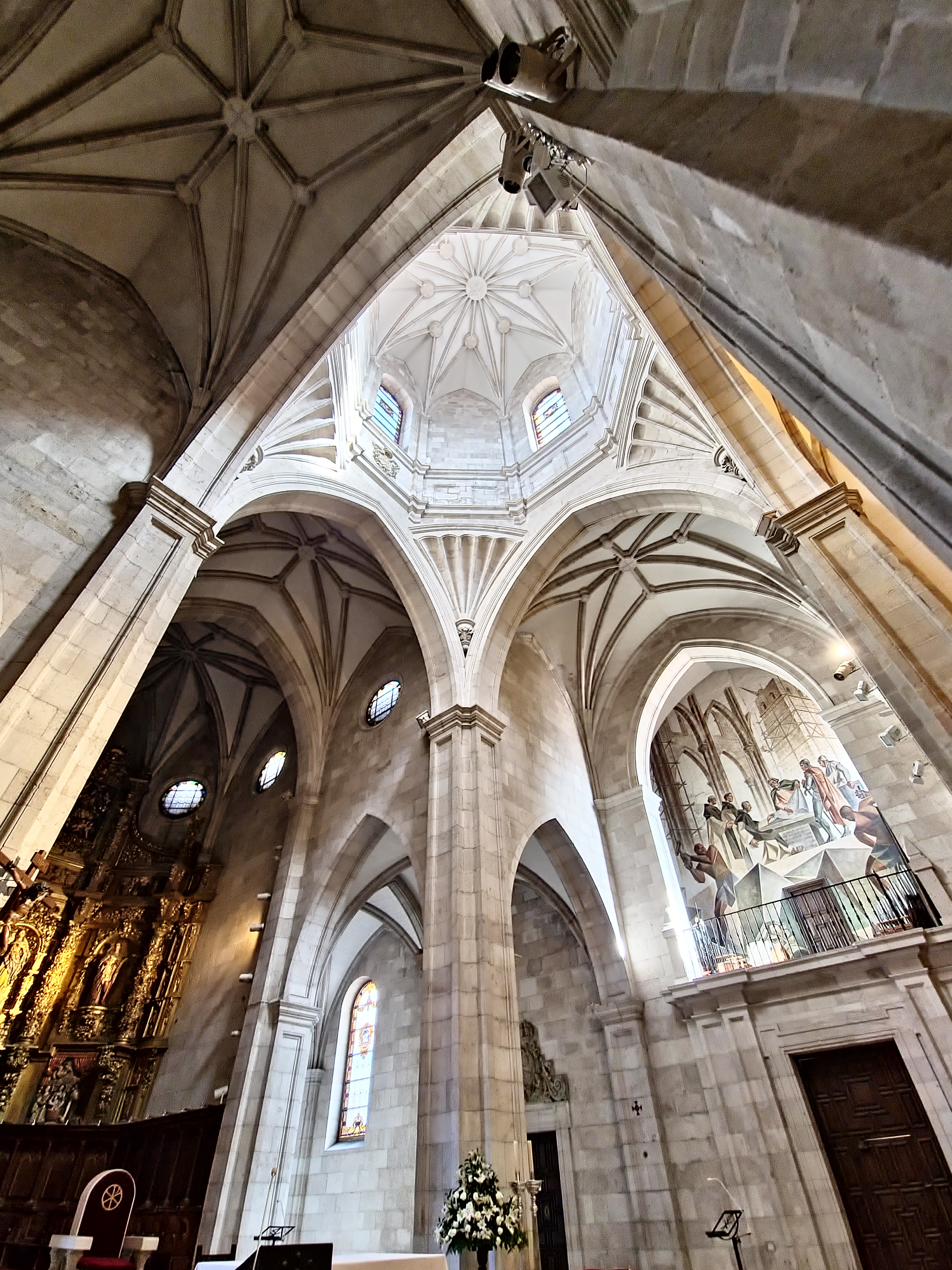
Kathedrale von Santander
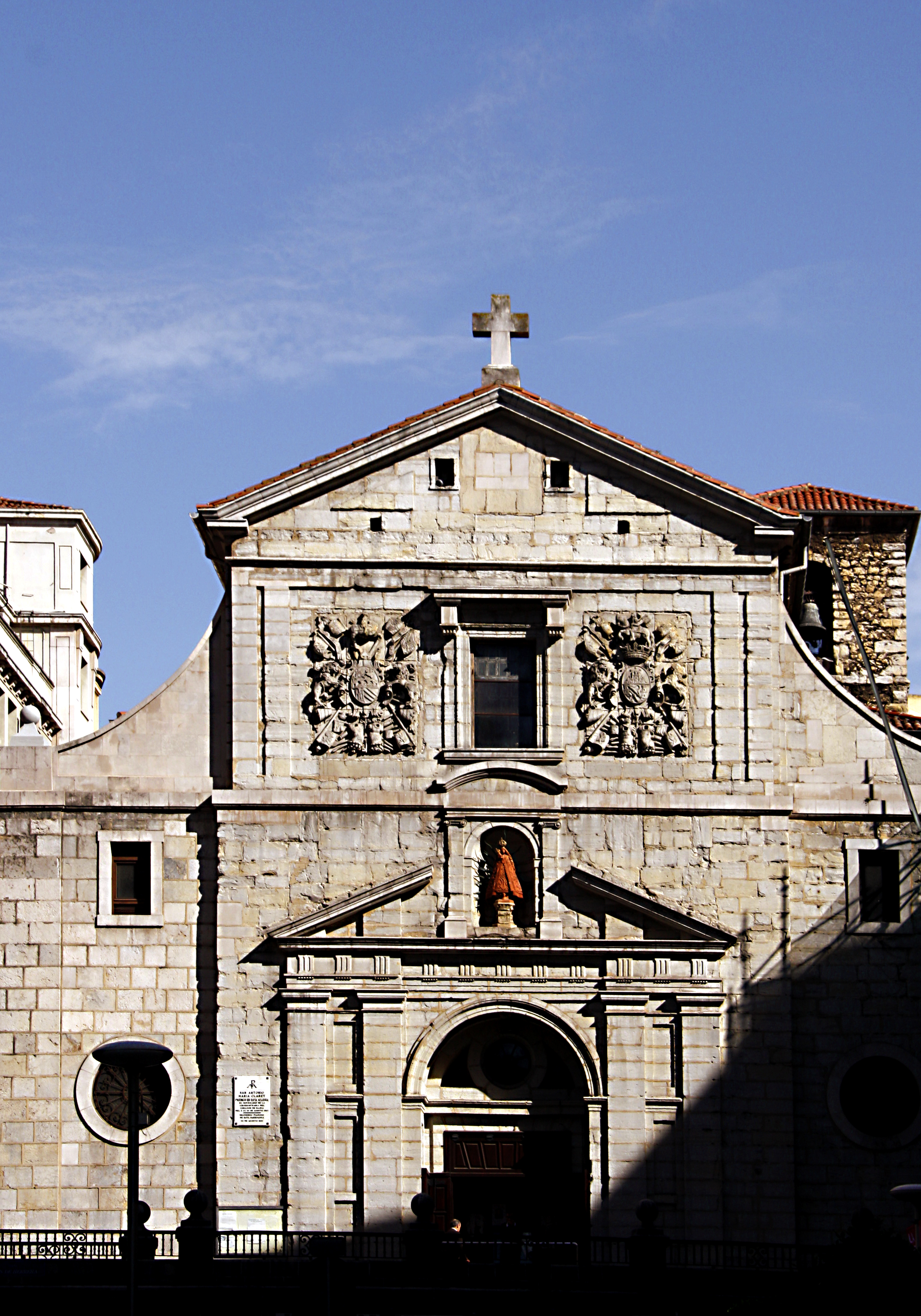
Santander: Iglesia de la Anunciación, Fernansicht siehe
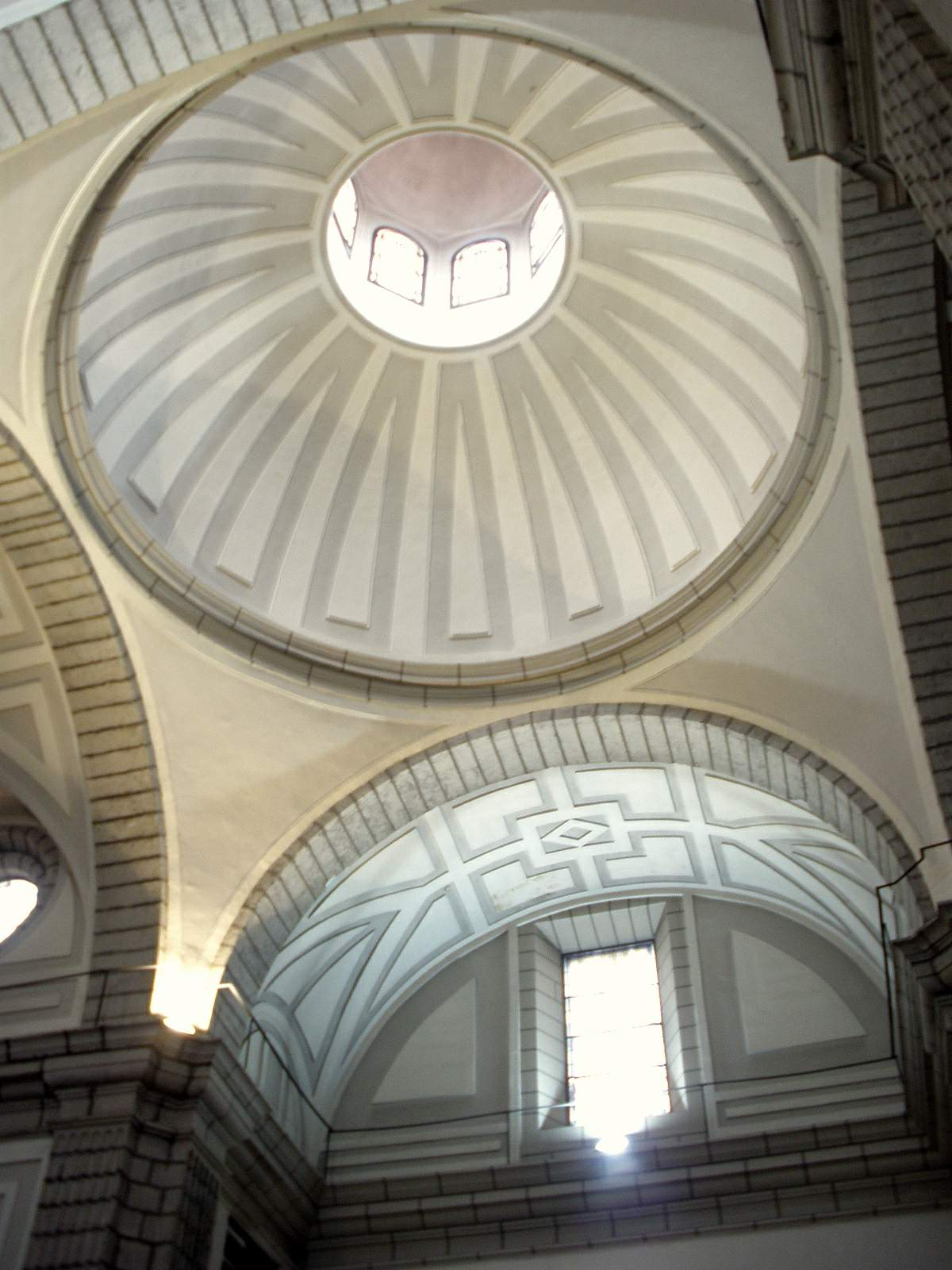
Santander: La Anunciación

#### Galicien
Die Kathedrale von Santiago de Compostela ist bekanntlich seit Jahrhunderten ein Wallfahrtsziel von europaweiter Bedeutung. In ihrer Außenerscheinung dominieren die beiden Westtürme mit dem hochragenden Volutengiebel dazwischen stärker als der Vierungsturm. Bestimmend ist der Cimborrio hingegen auf der Kathedrale von Ourense. Mit seinen zweigeschossig übereinander gruppierten Fenstern ist die achteckige Laterne auch innen eindrucksvoll.

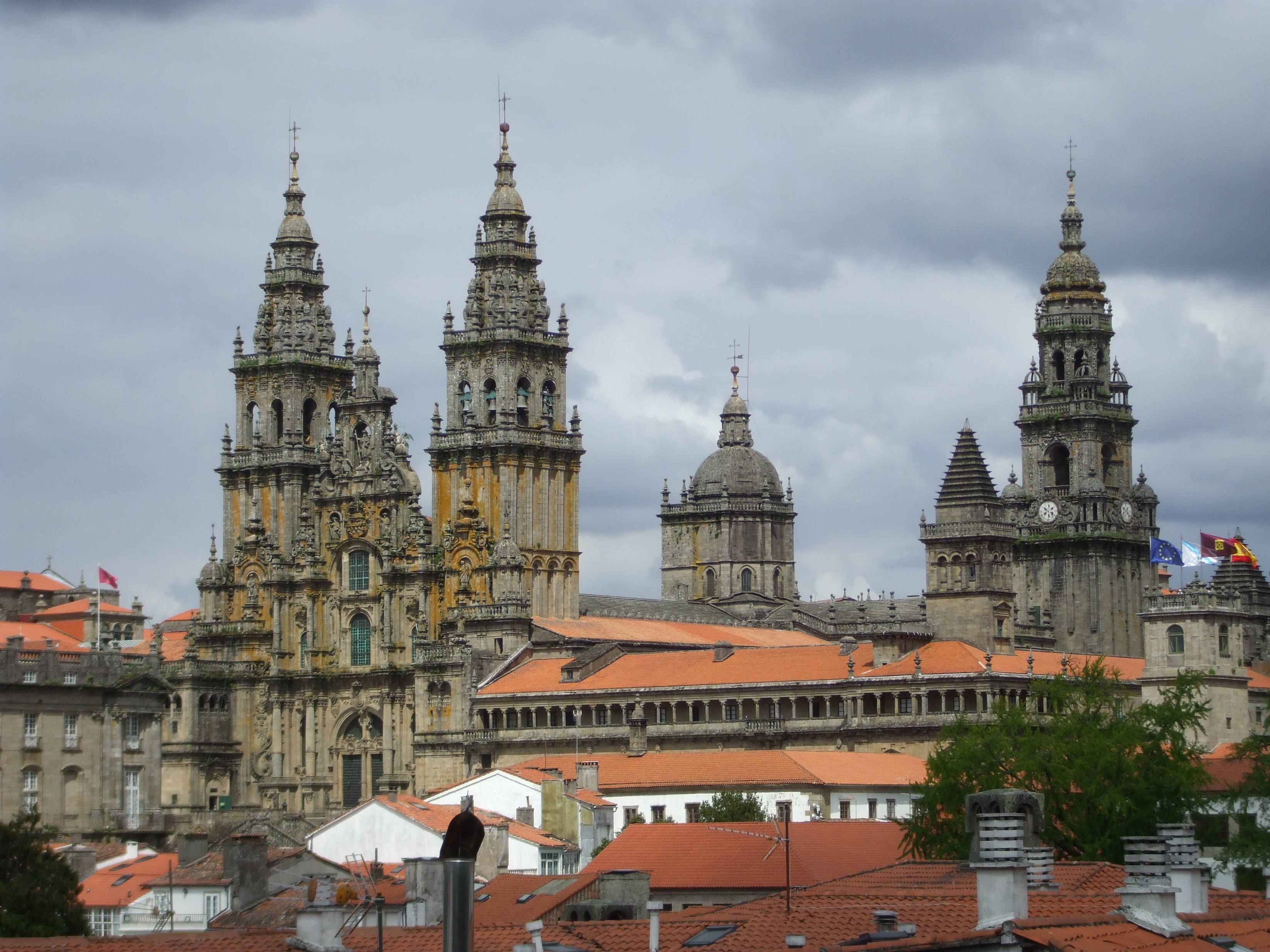
Kathedrale von Santiago de Compostela
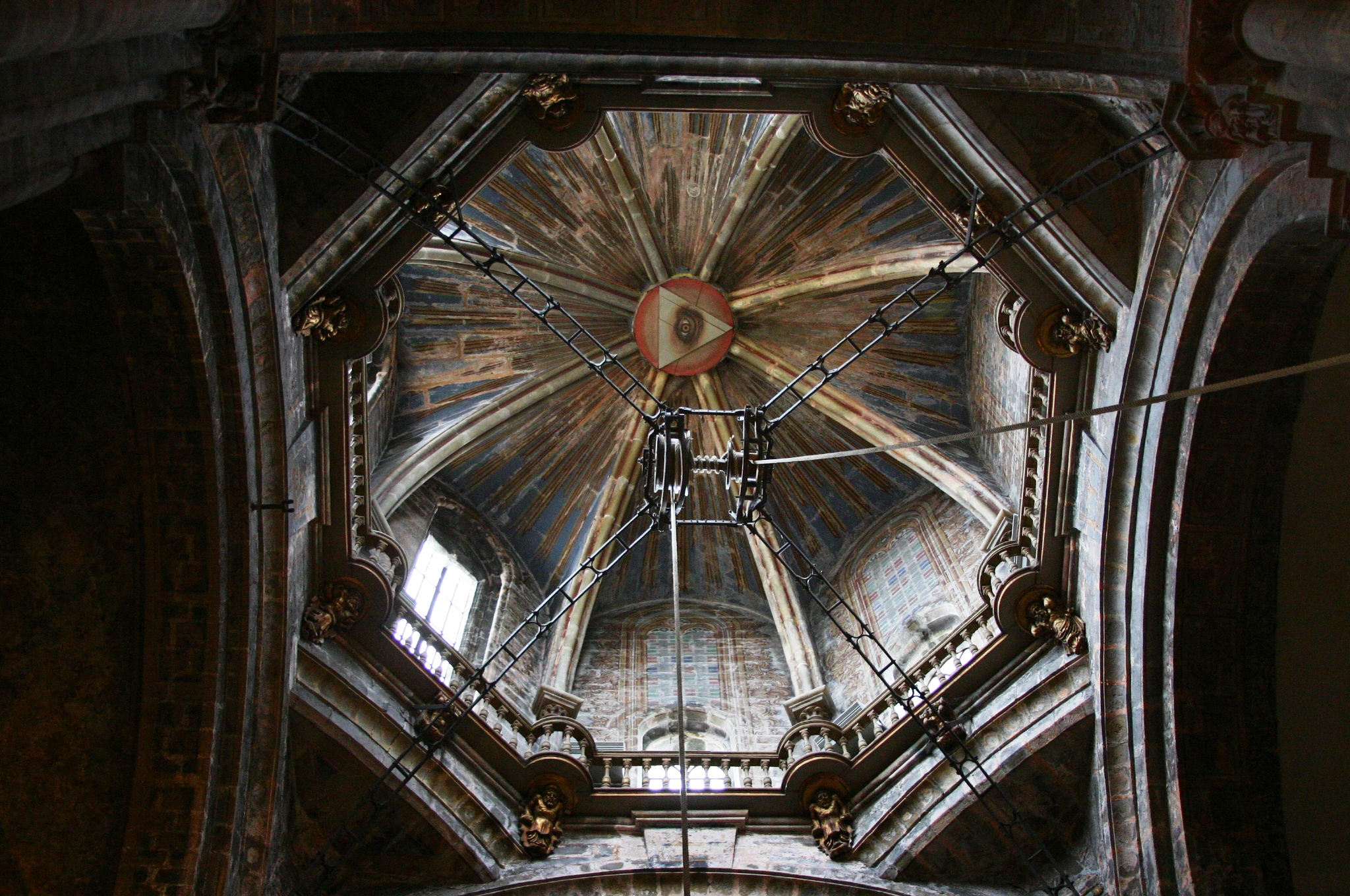
Kathedrale von Santiago de Compostela
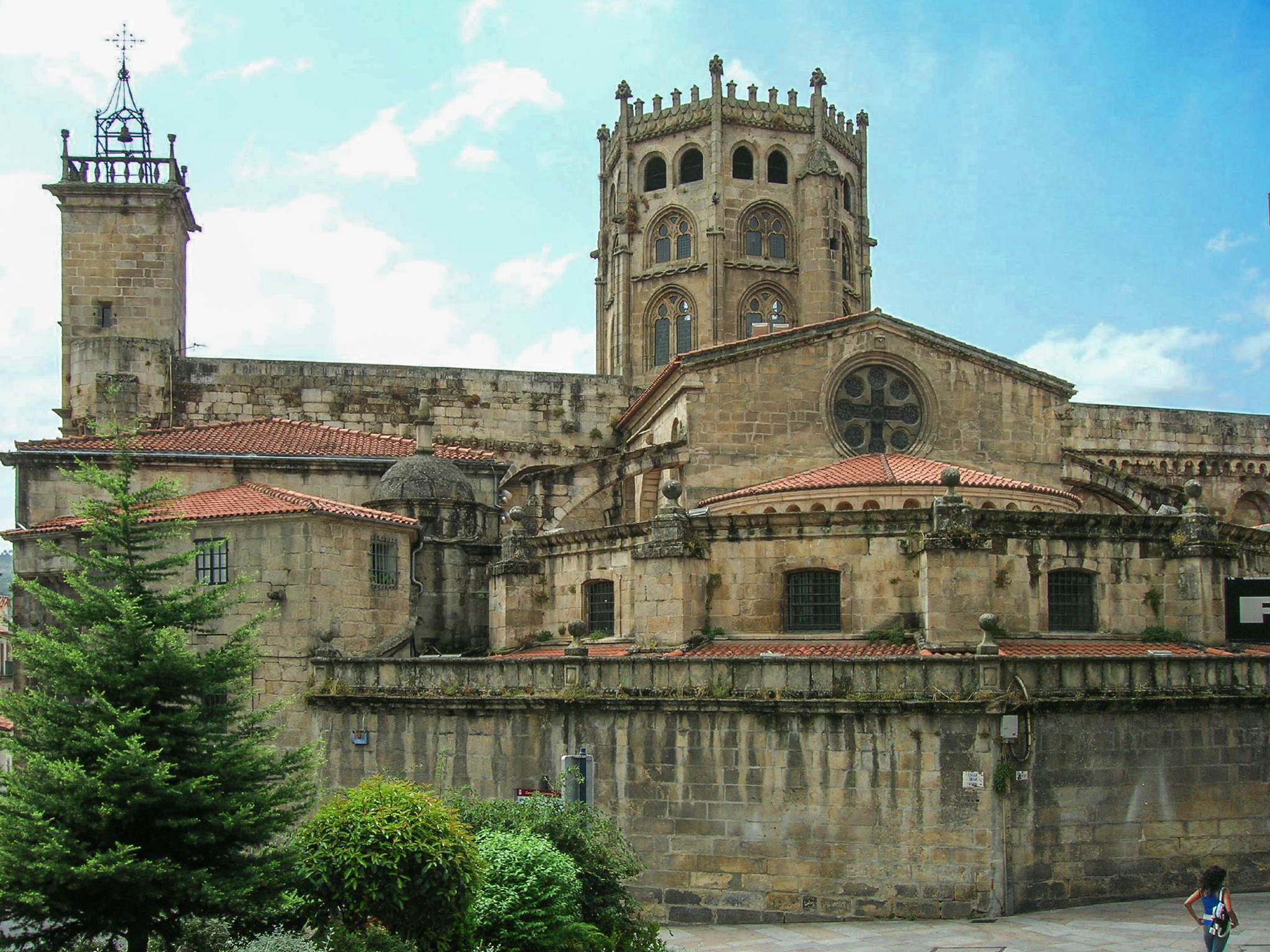
Kathedrale von Ourense
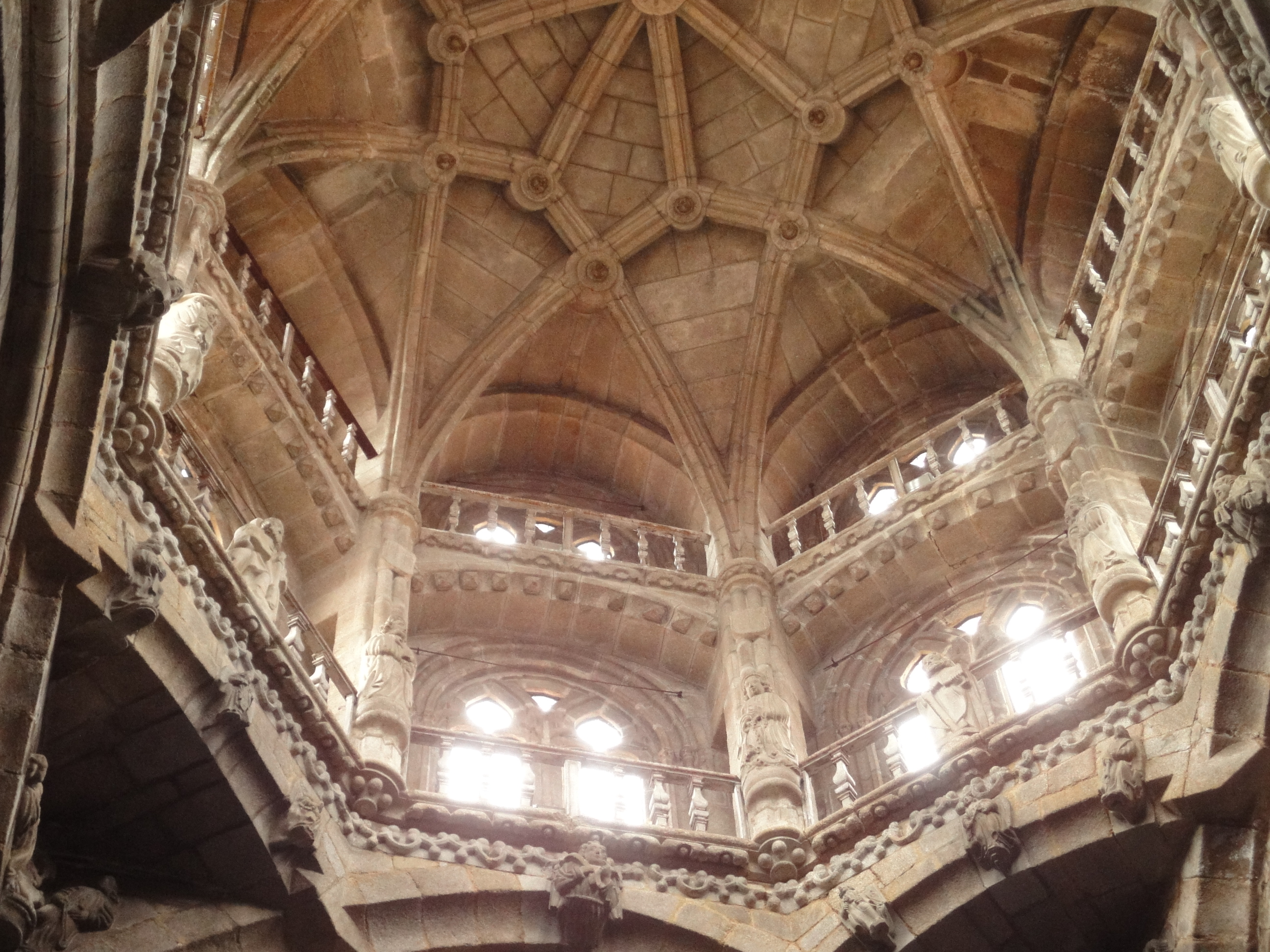
Kathedrale von Ourense

Die Laternentürme der Hafenstadt A Coruña sind beide nicht sehr alt. Die Kirche San Nicolao wurde 1740–1865 errichtet und San Pedro im Vorort Mezonzo in gemäßigt modernem Stil 1930.

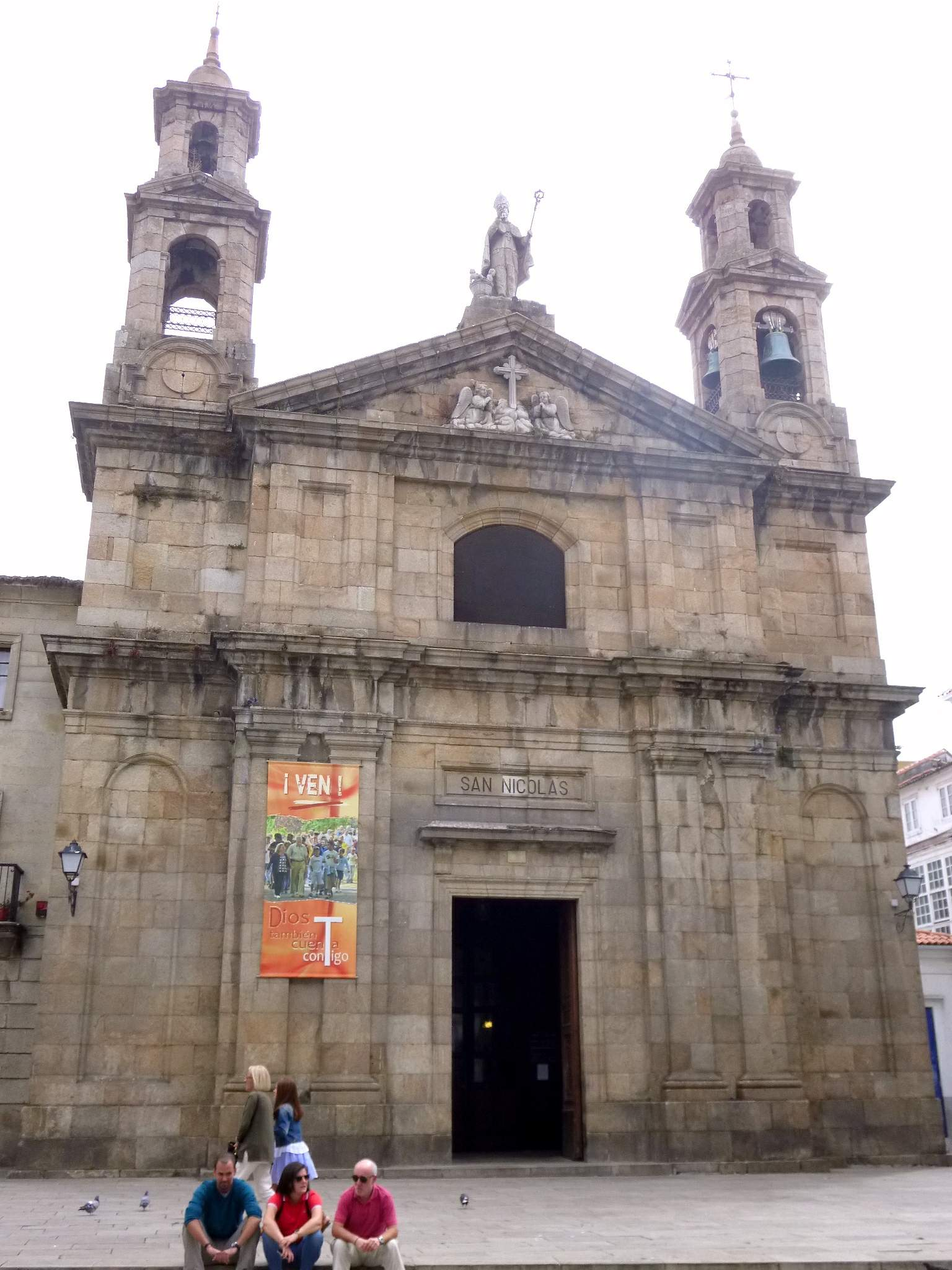
San Nicolao, 1740–1865, A Coruña
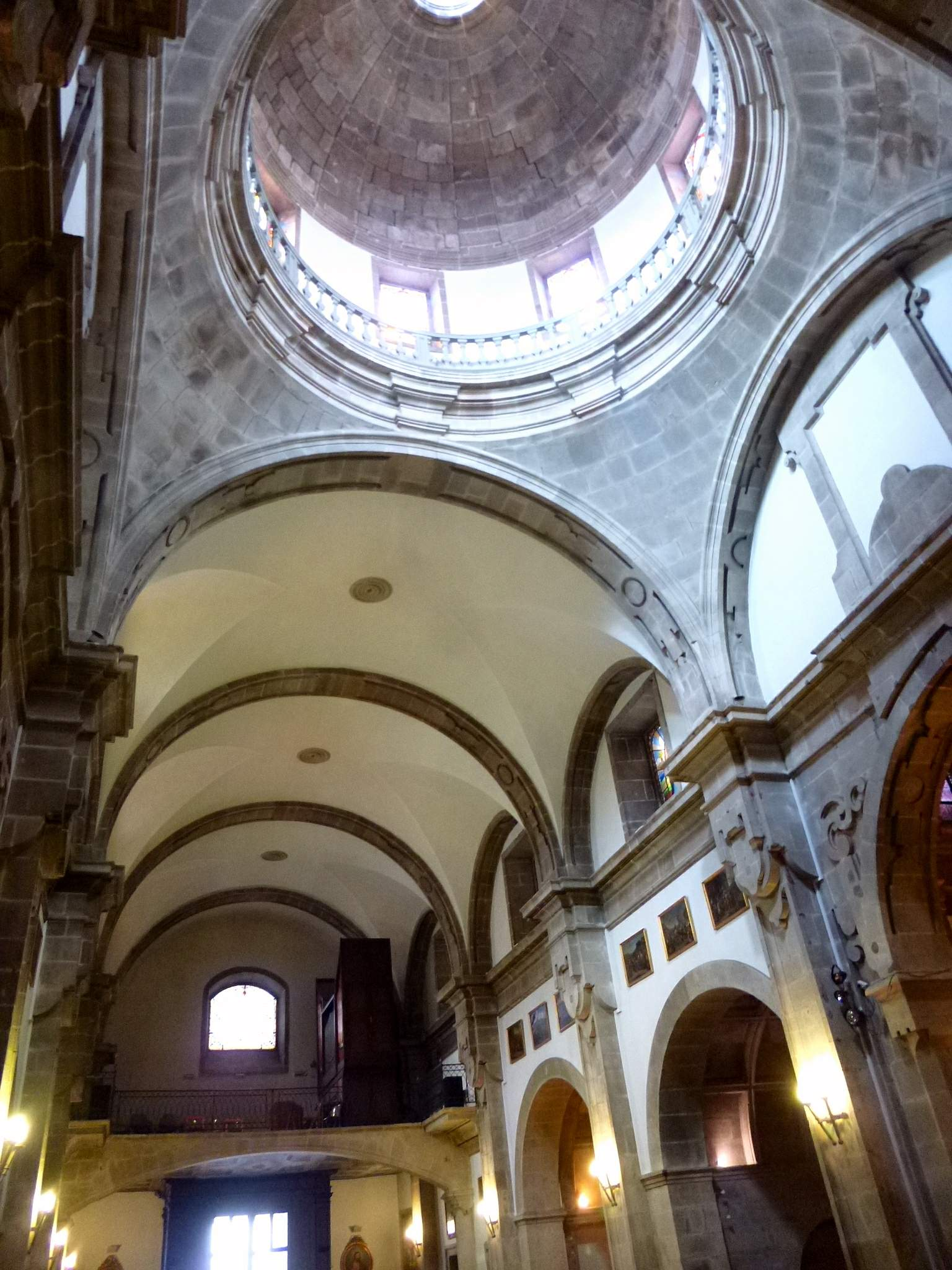
San Nicolao, A Coruña
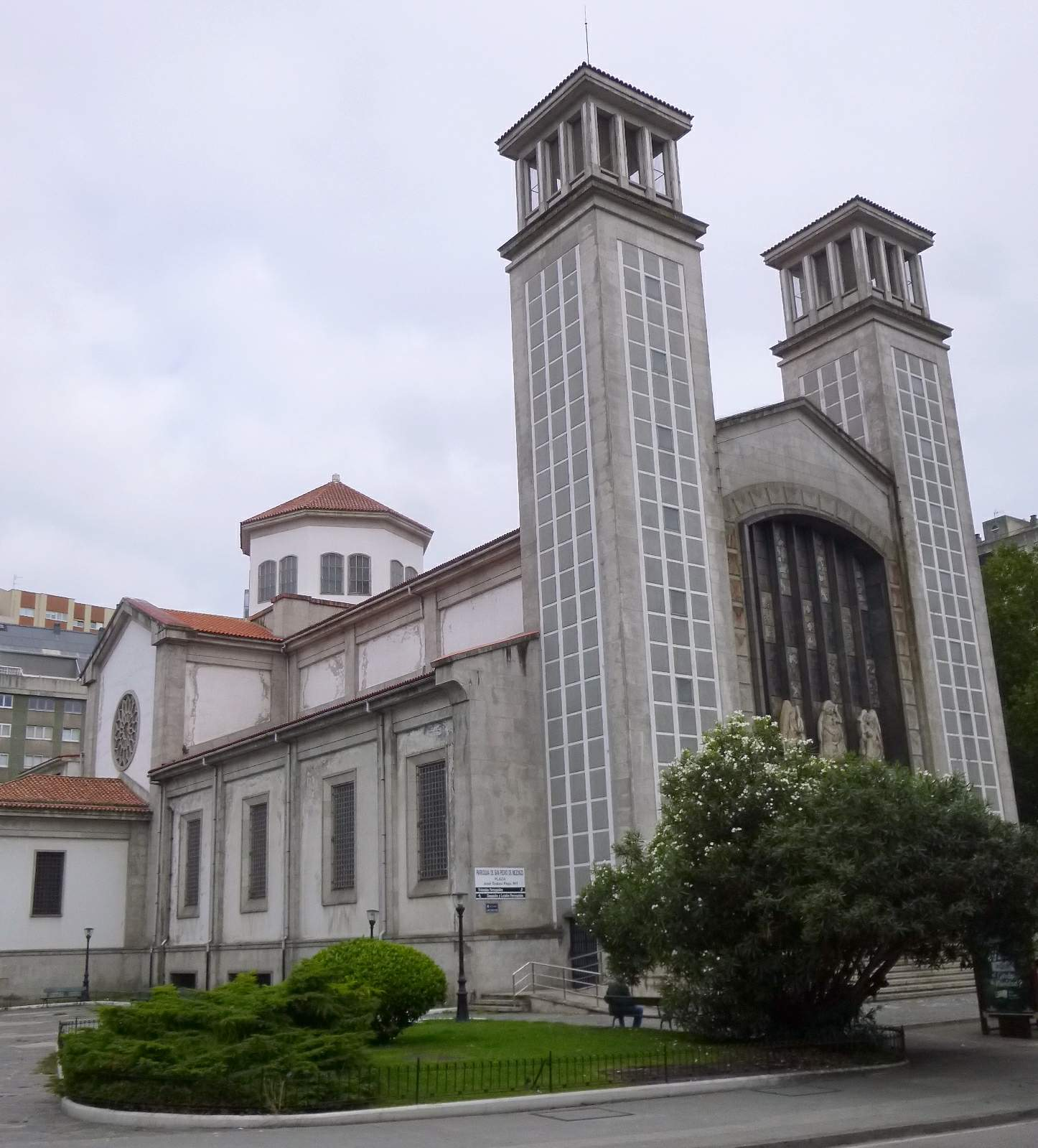
San Pedro de Mezonzo, 1930, A Coruña
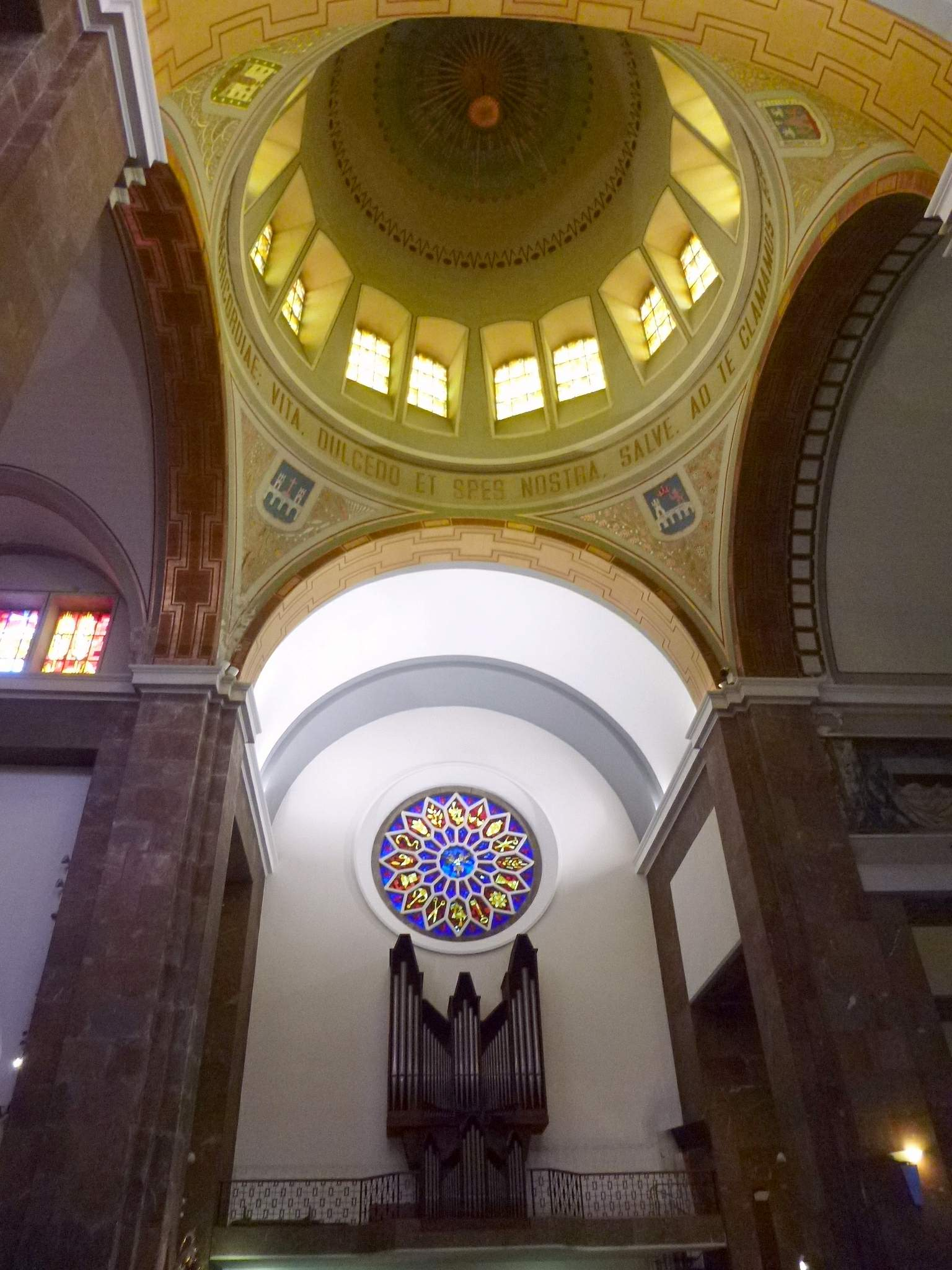
San Pedro de Mezonzo

### Portugal
Angesichts der Verbreitung von Laternentürmen in Spanien nimmt es nicht Wunder, dass auch in Portugal ein paar Kirchen damit ausgestattet sind.

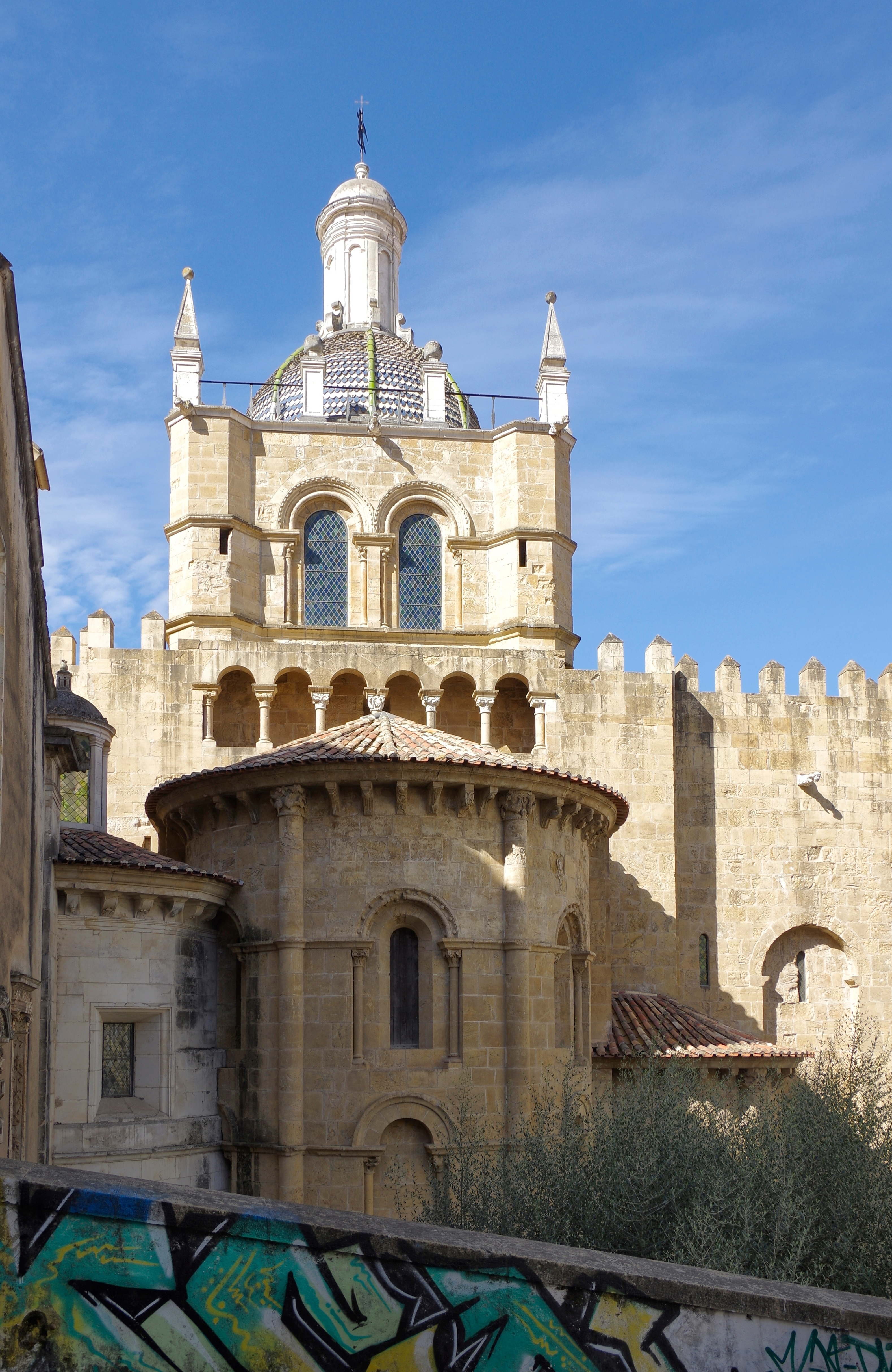
Sé Velha (alte Kathedrale) von Coimbra
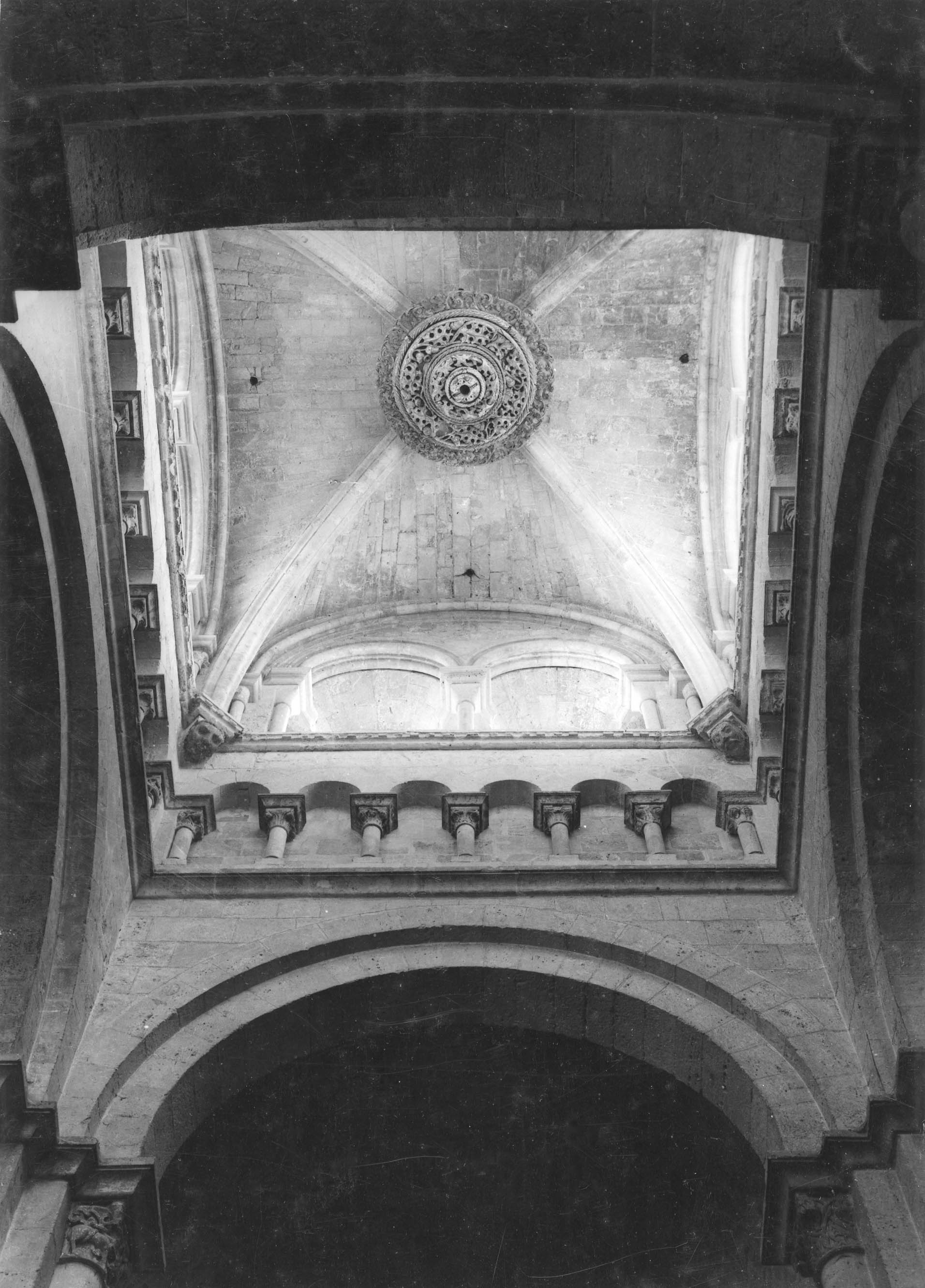
Coimbra, Sé Velha
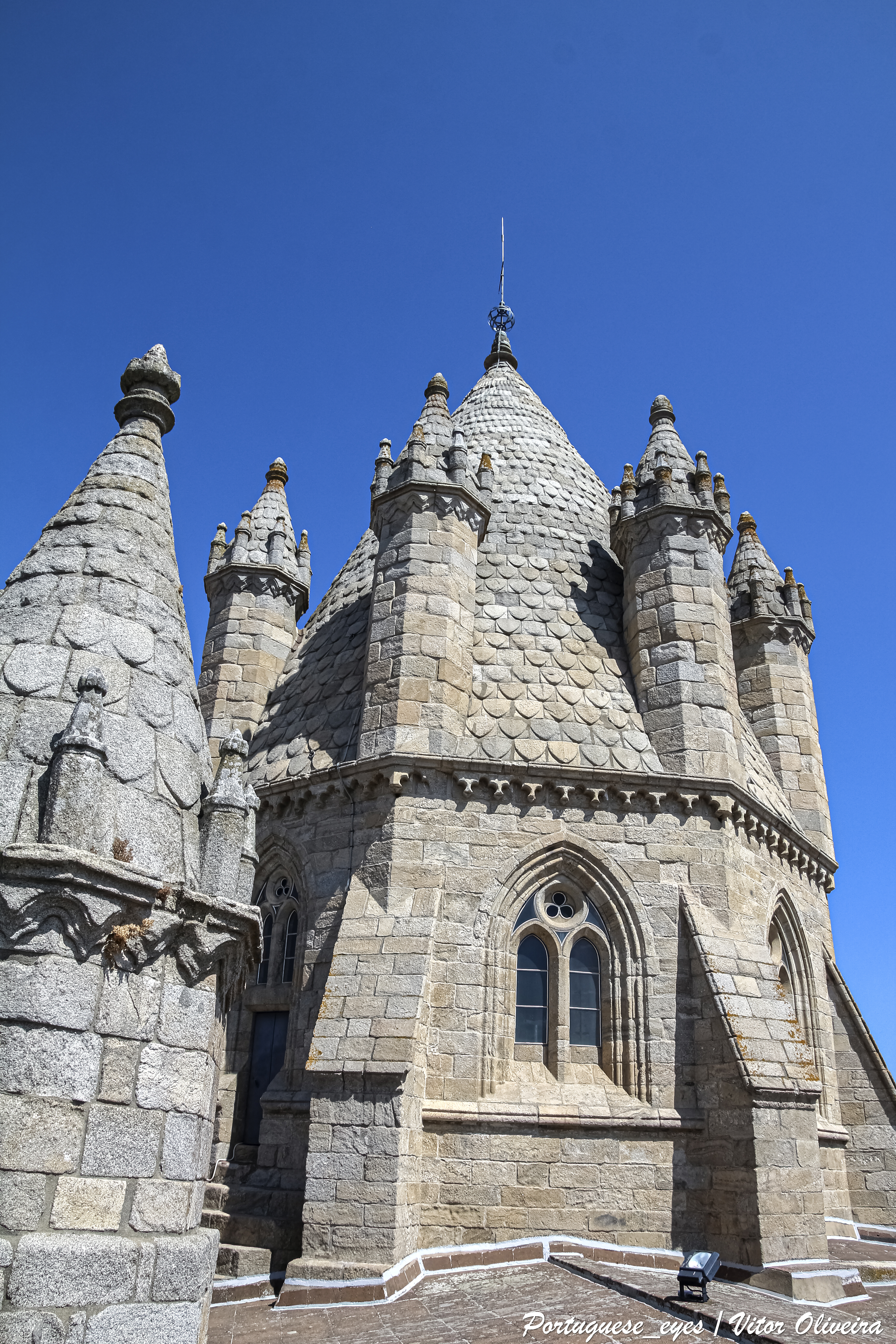
Kathedrale von Évora
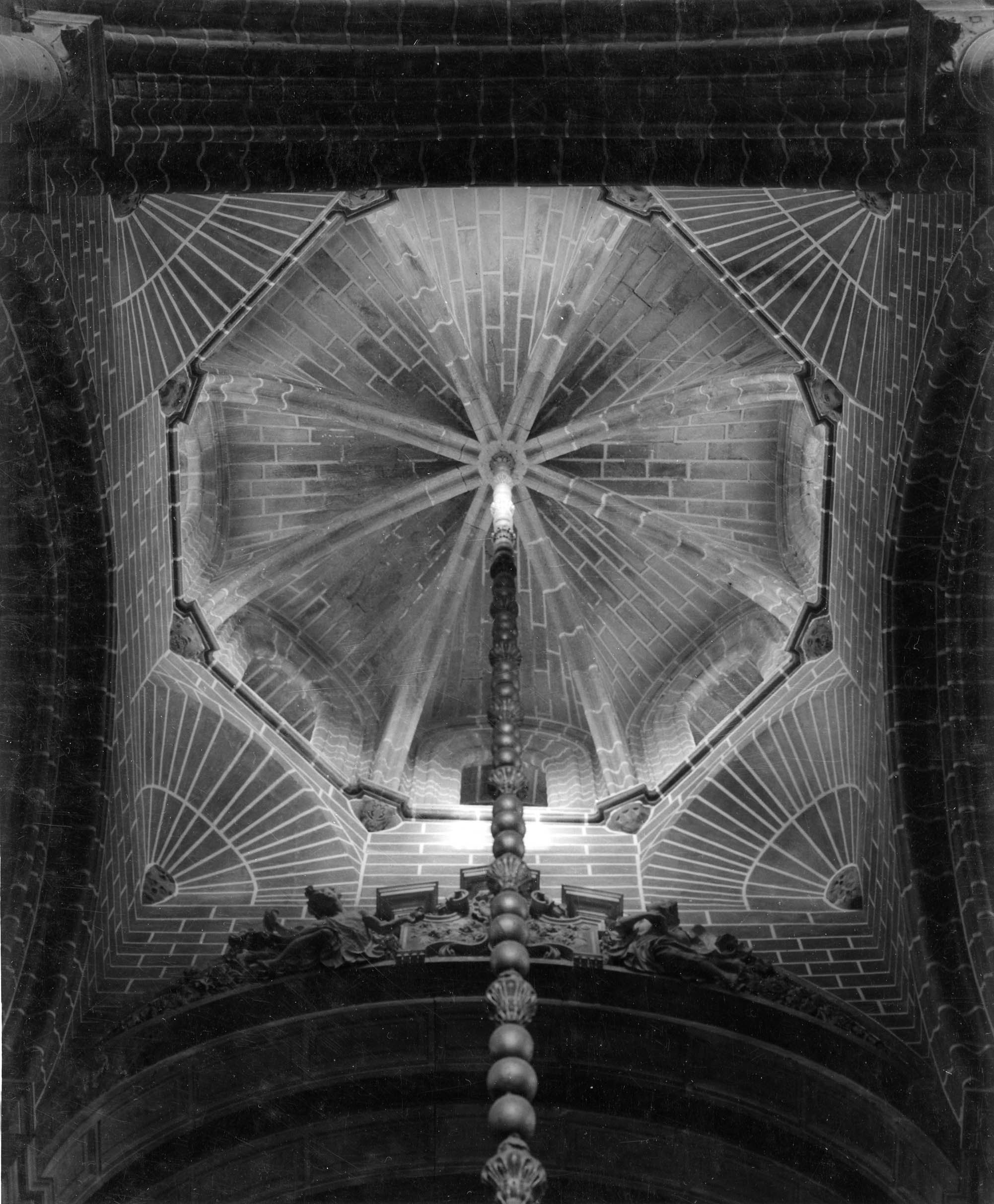
Évora, Kathedrale

## Osteuropa
Für Orthodoxe Kirchenbauten sind Laternentürme geradezu typisch; nicht wenige dieser Kirchen sind mit mehreren ausgestattet.

### Russland

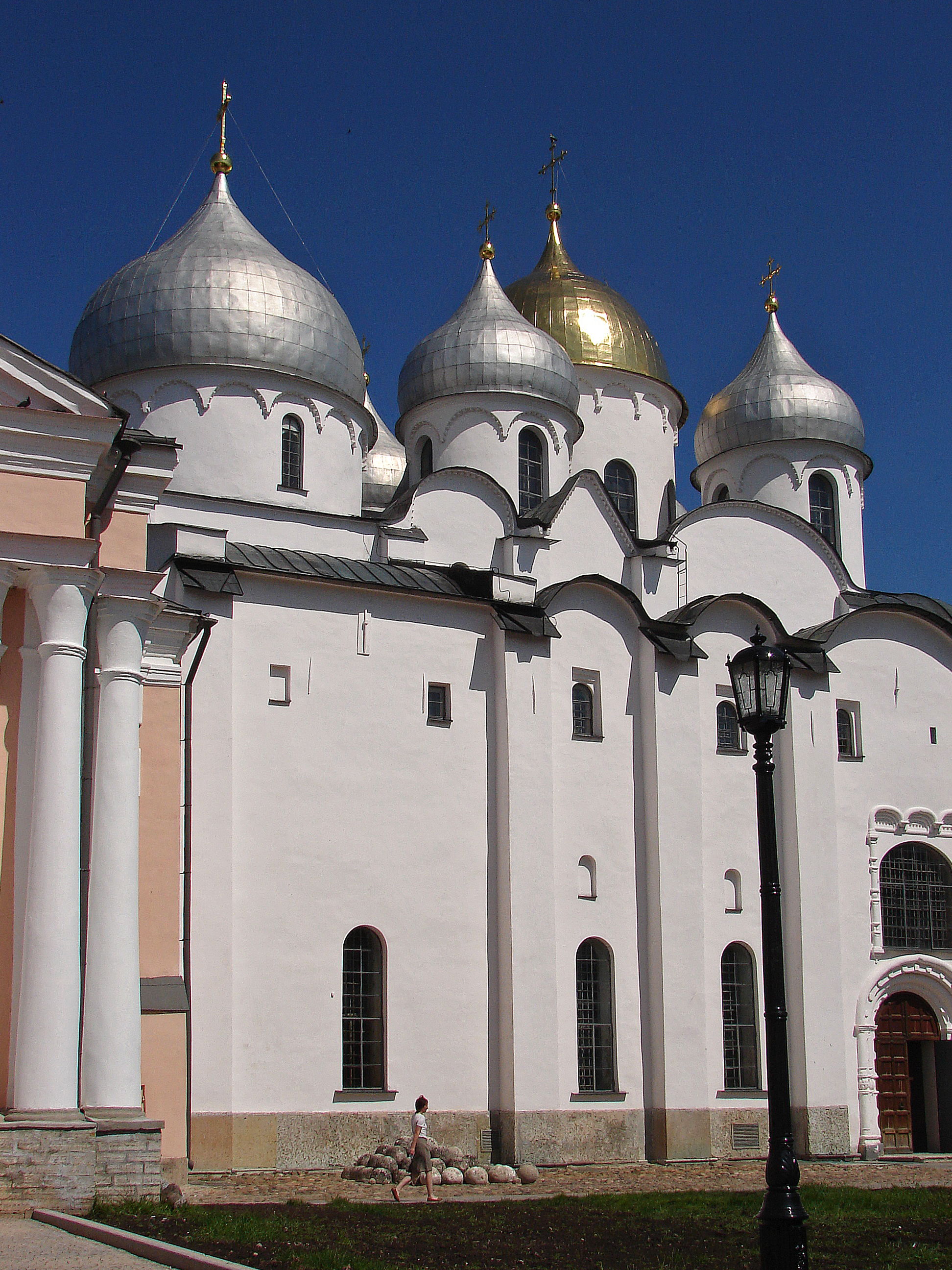
Sophienkathedrale in Weliki Nowgorod
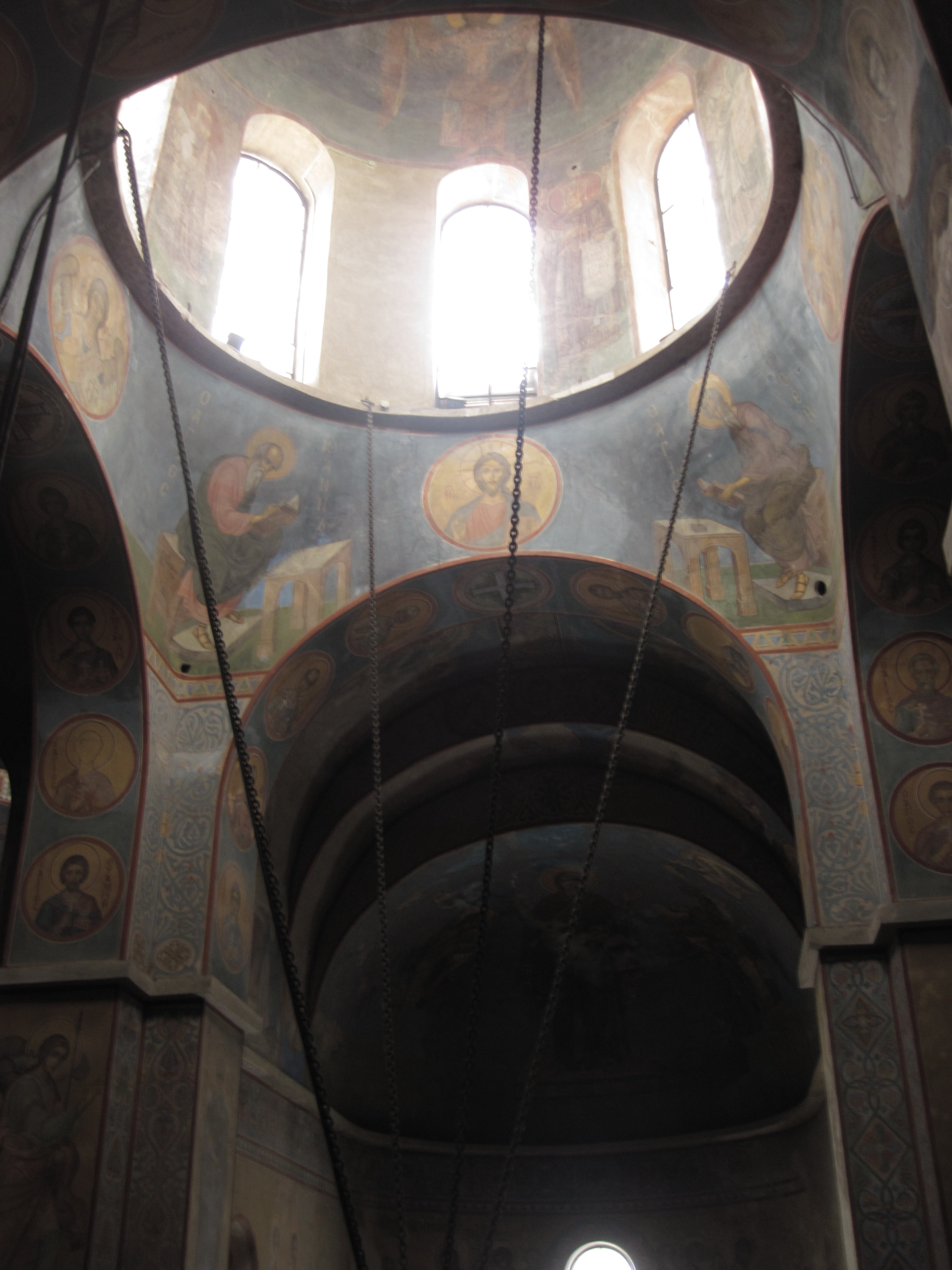
Sophienkathedrale in Weliki Nowgorod

### Ukraine

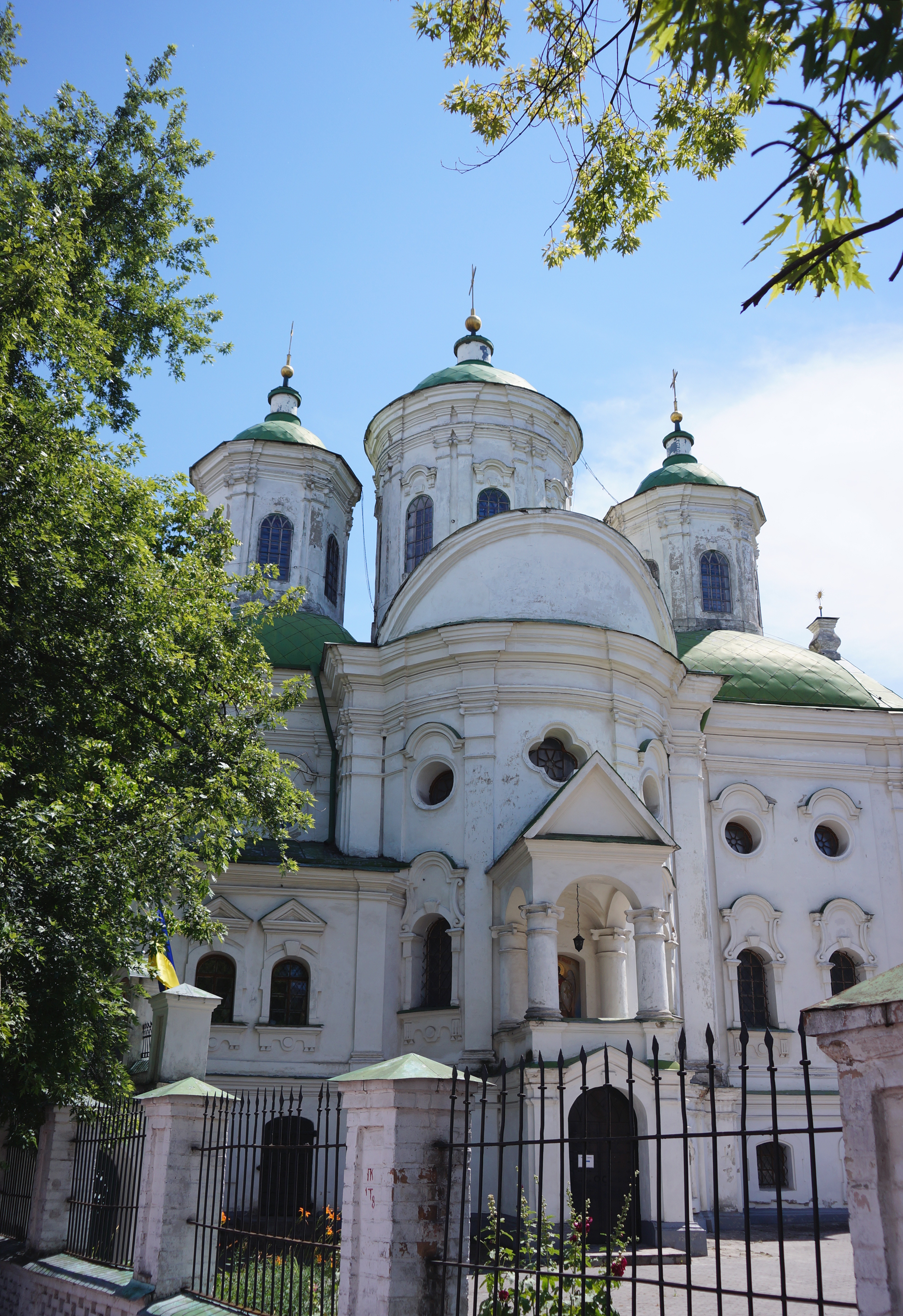
Pokrowska-Kirche in Kiew
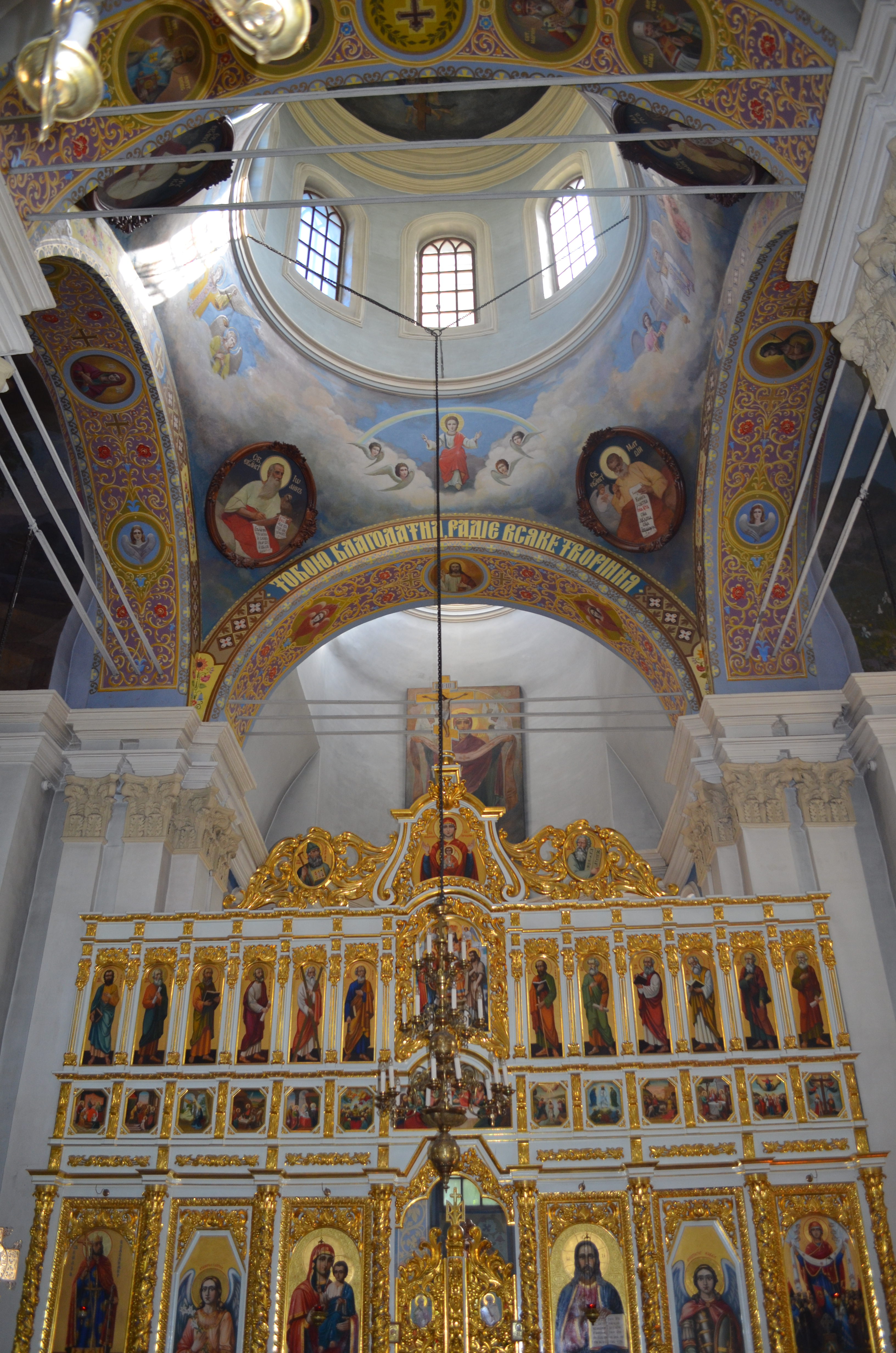
Pokrowska-Kirche in Kiew

### Belarus

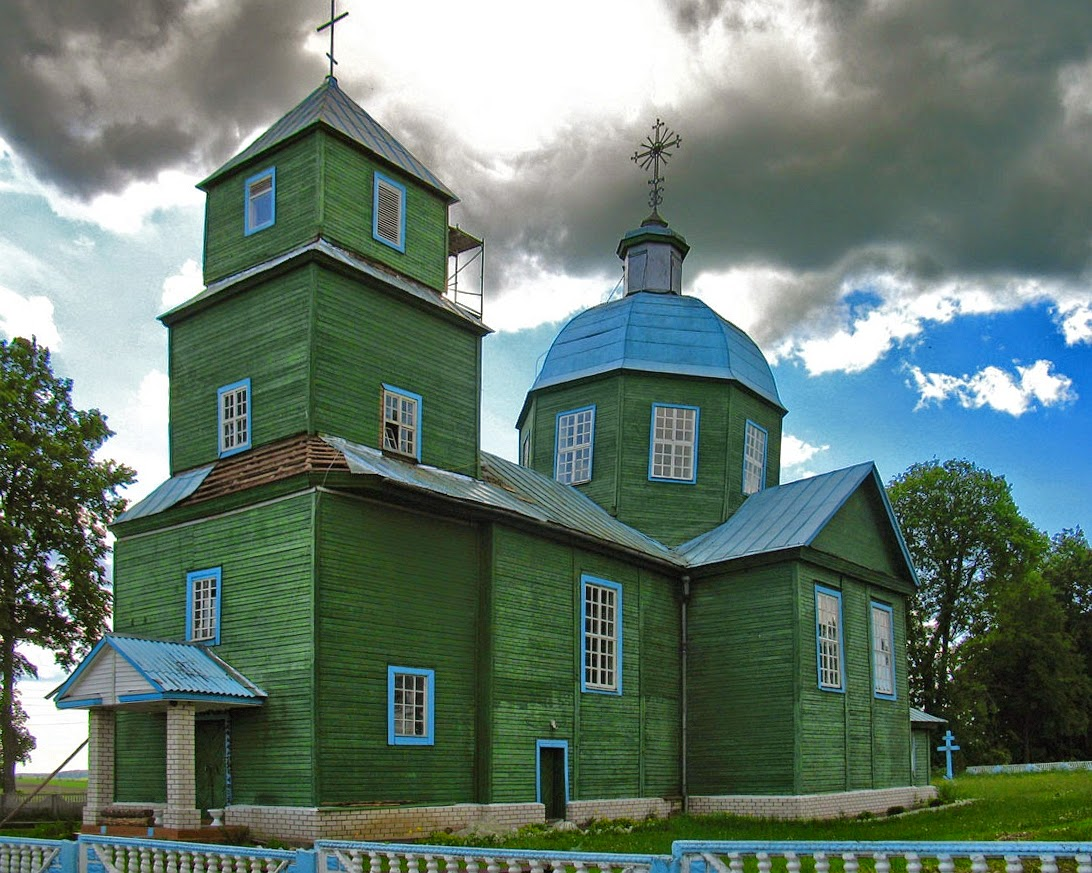
Porplišča, Rajon Dokšycy, Woblasc Wicebsk, Spasa Praabaženskaja Carkwa (Verklärung des Herrn), Holzkirche von 1627 mit Laternenturm
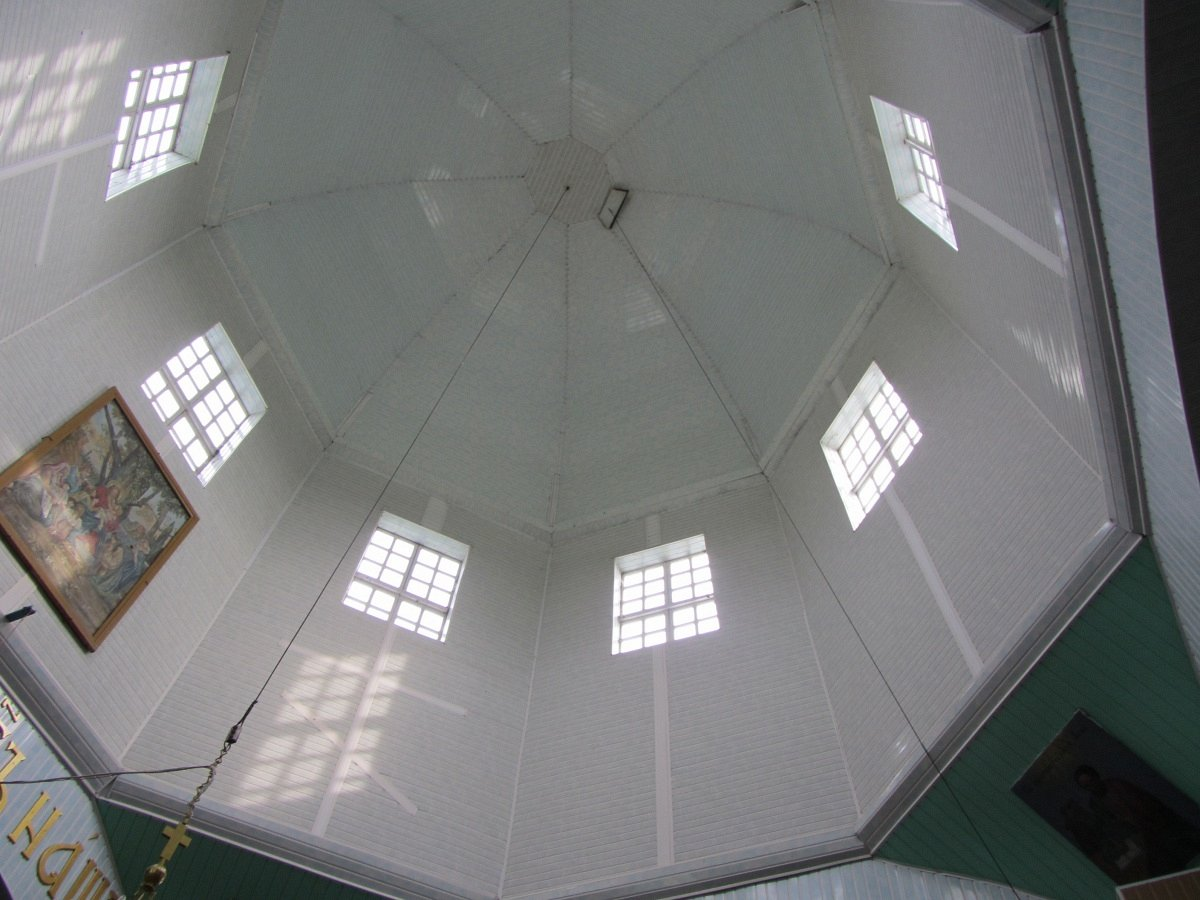
Porplišča, Laternenturm

### Litauen
Beispiel: Švč. Mergelės Marijos Angelų Karalienės (Maria Engelskönigin) in Kruonis, im 17. Jh. für ein orthodoxes Basilianerkloster gebaut.

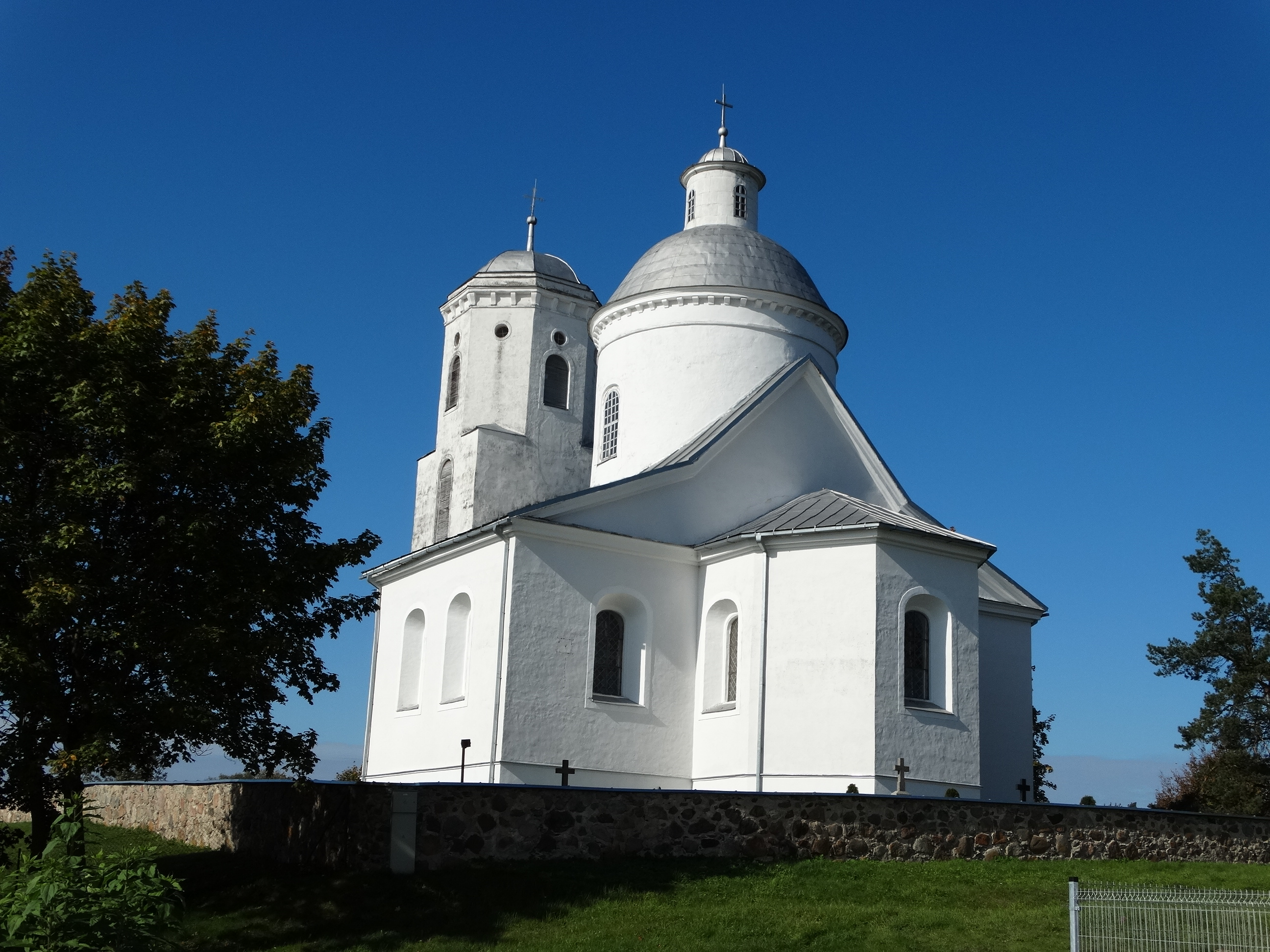
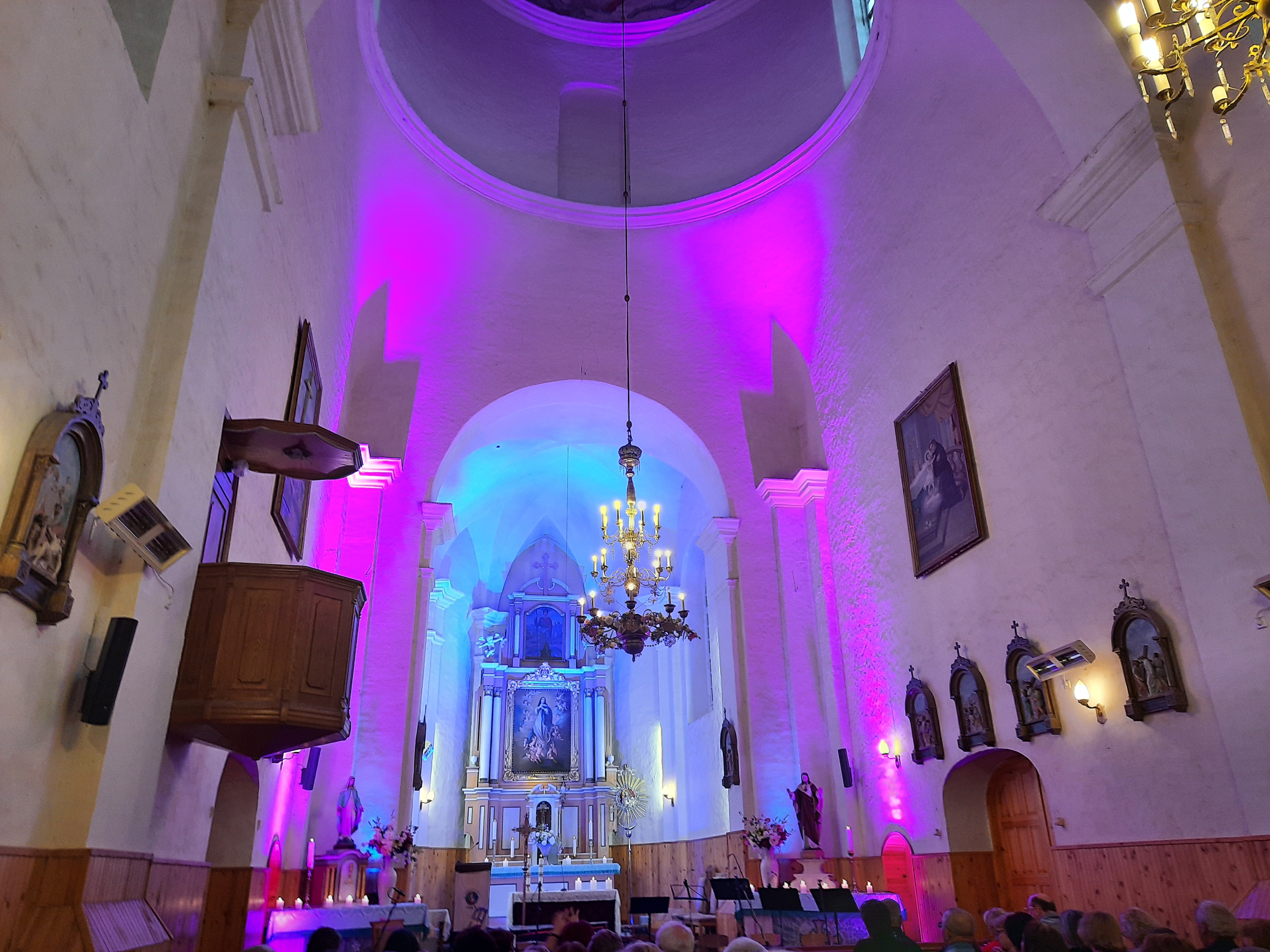

## Südosteuropa

### Griechenland
In Griechenland gibt es zwar einige sehr alte Laternentürme (siehe Anfang dieses Artikels), aber typisch für griechische Städte sind Kirchenneubauten, die nach der Befreiung aus osmanischer Hoheit errichtet wurden, im 19. und 20. Jahrhundert und mit den für die Ostkirchen typischen laternentürmen. Als Beispiele seien hier die Metropolitankathedralen (Μητροπολιτικός Ναός) von Athen und Patras vorgestellt.

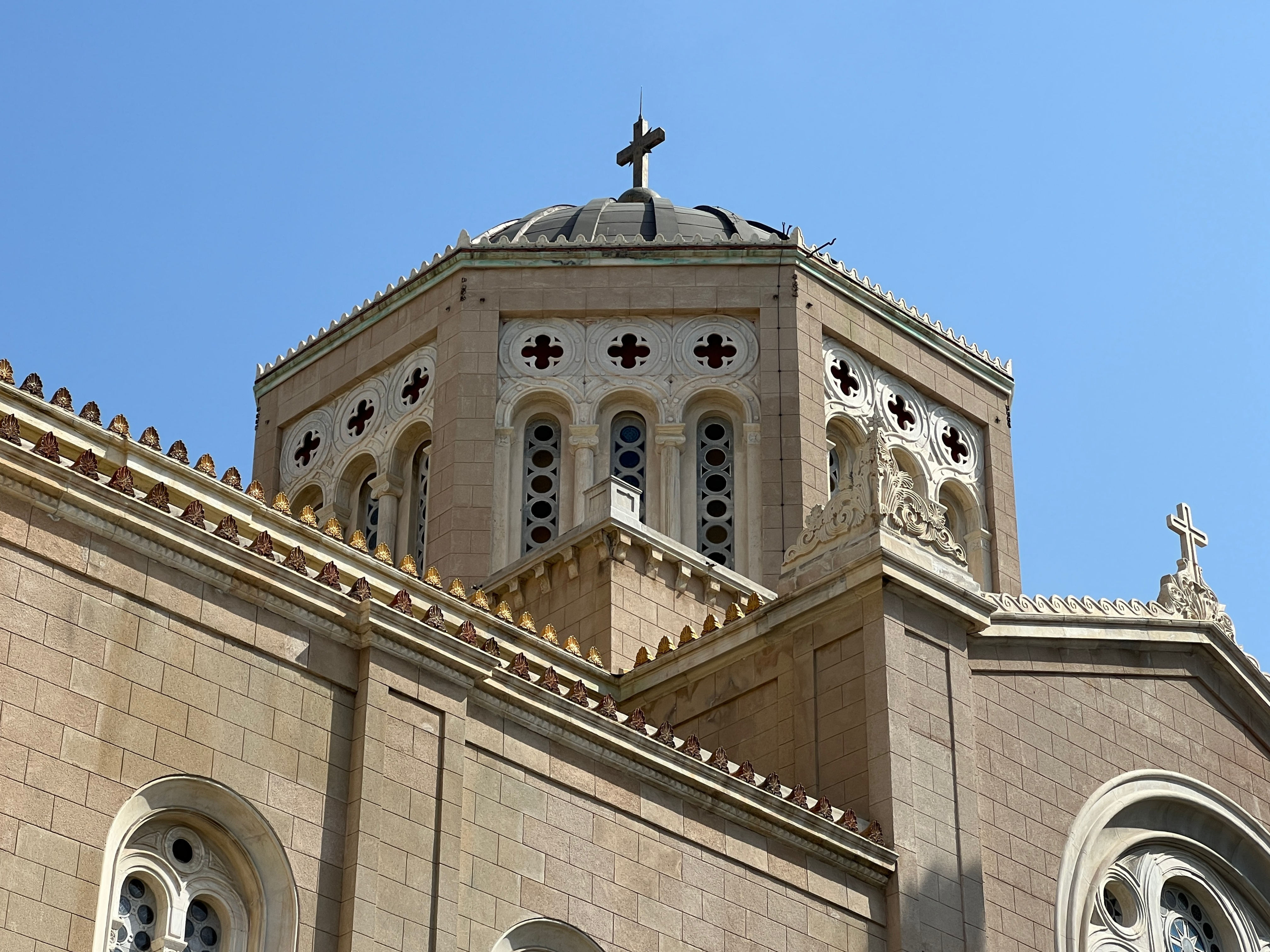
Metropolitankathedrale von Athen, 1842–1862
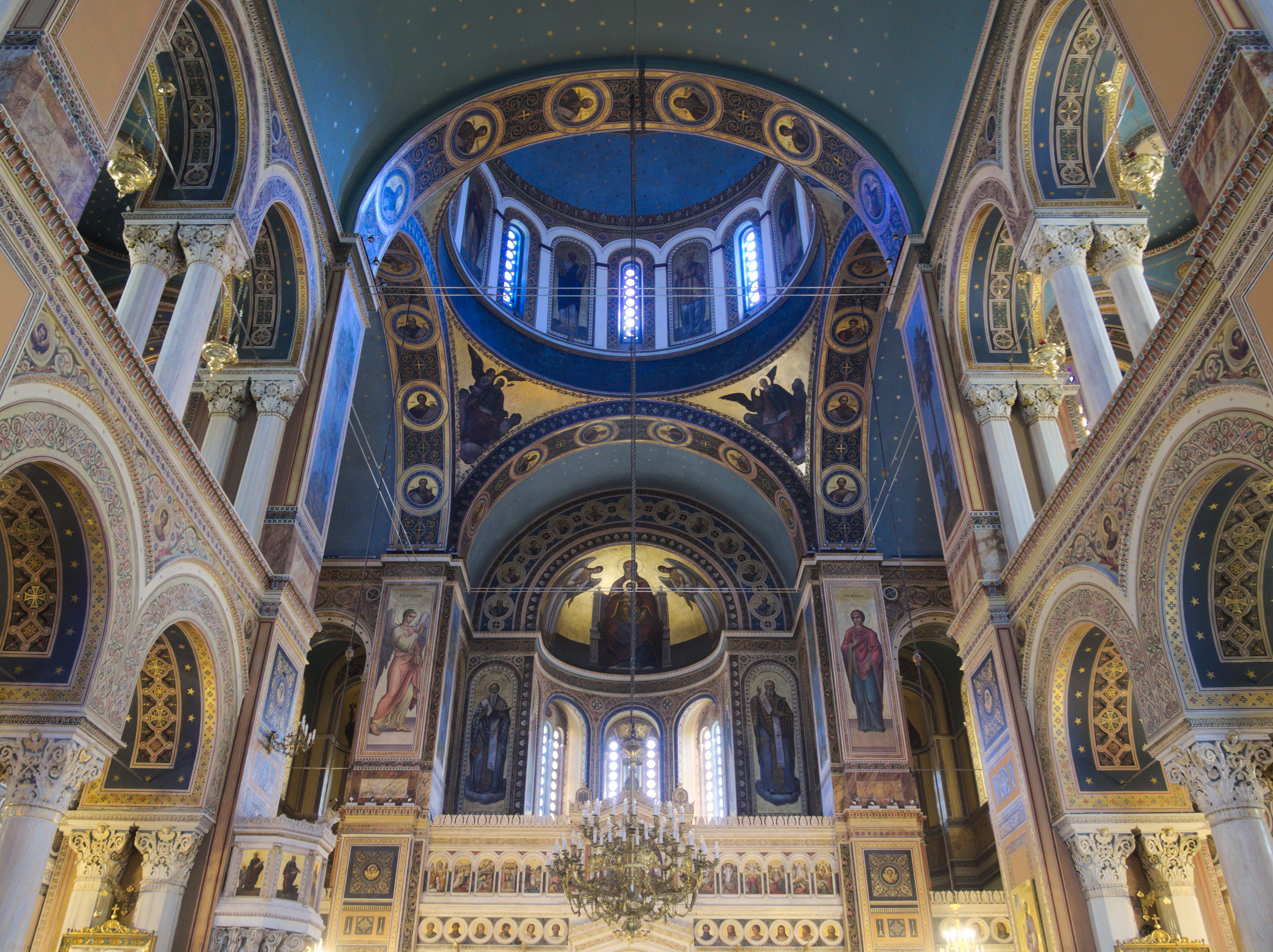
Metropolitankathedrale von Athen
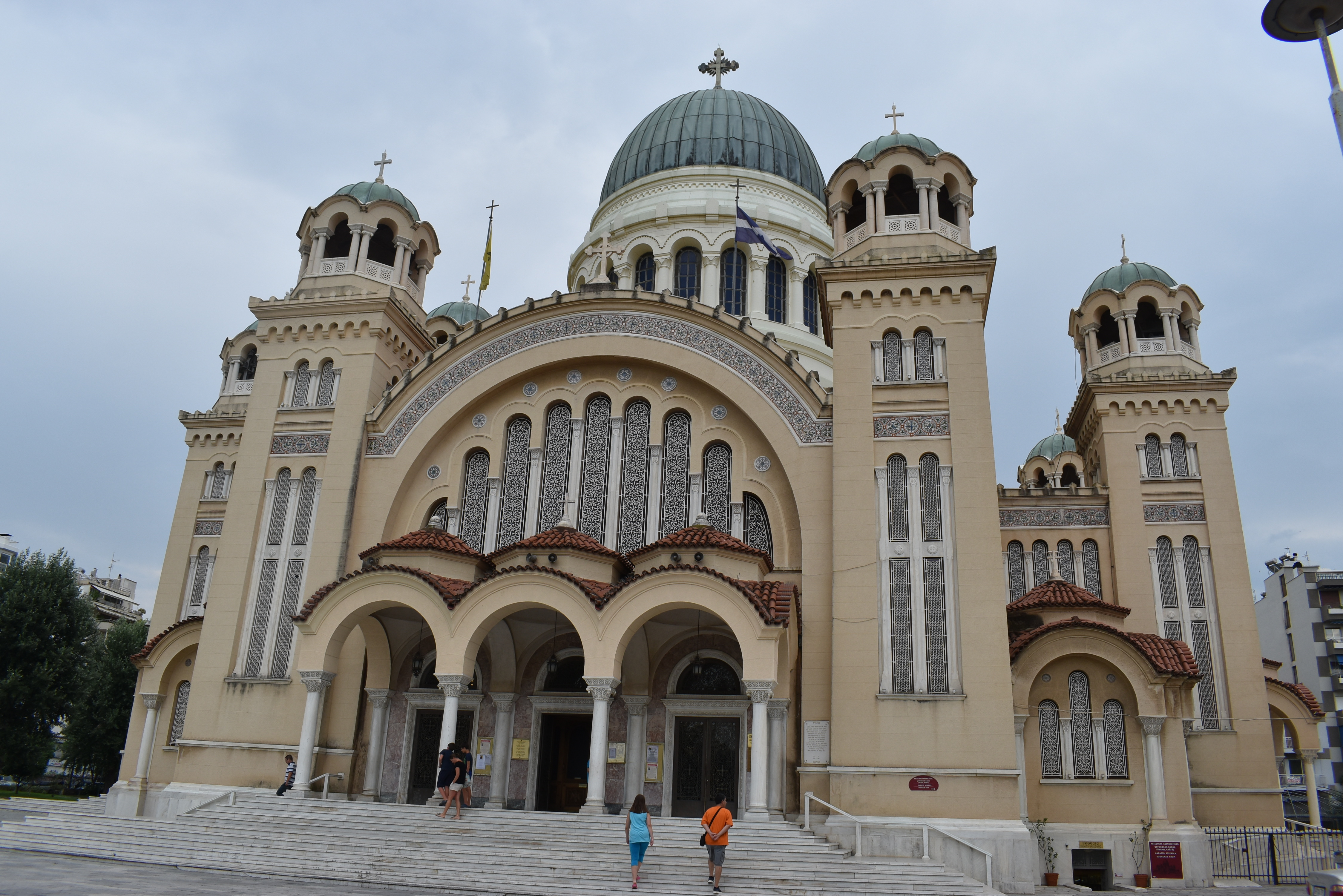
Kathedrale Agios Andreas, Patras
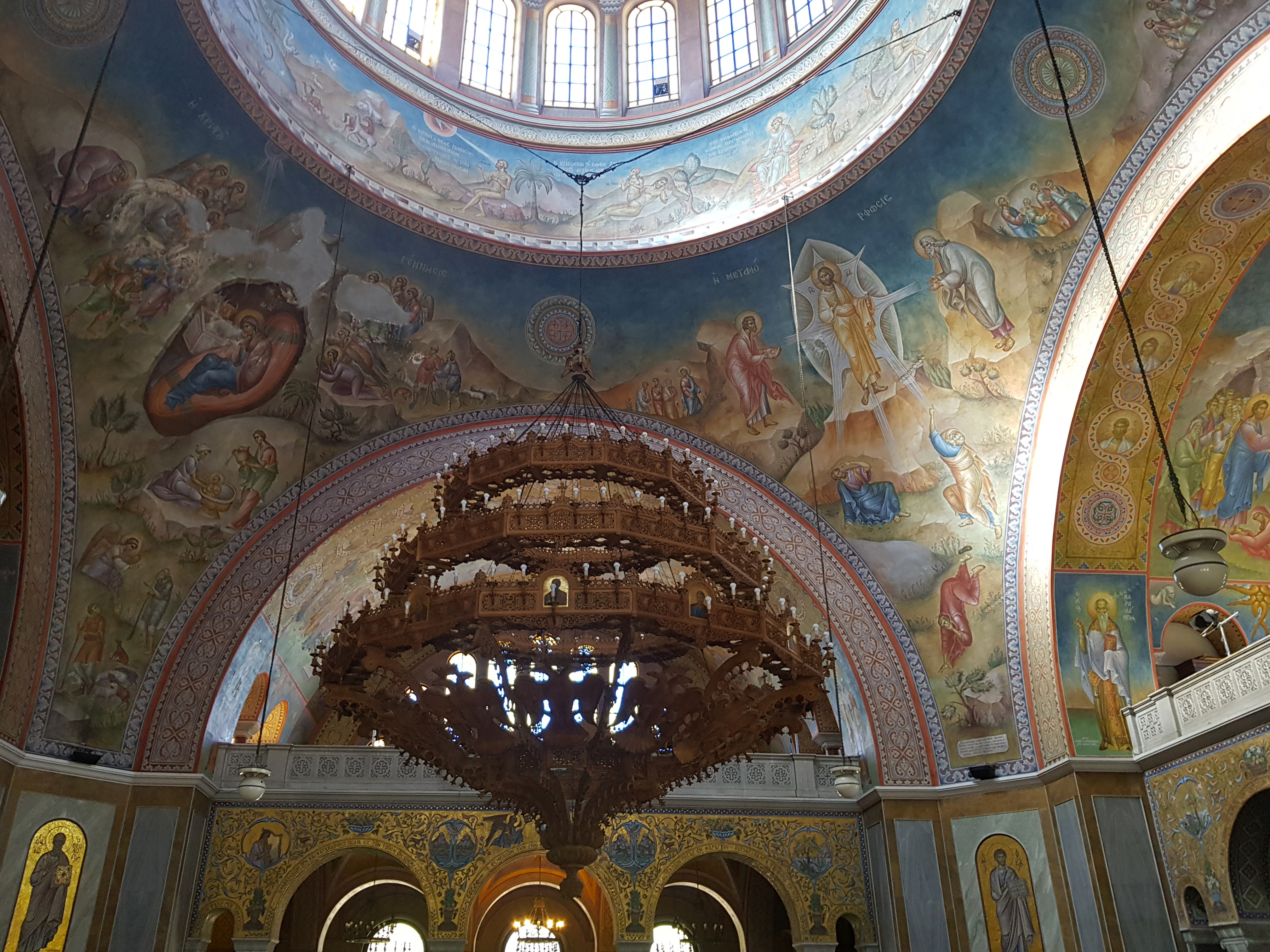
Kathedrale Agios Andreas, 1908–1974

### Bulgarien
In Bulgarien war die Entwicklung ähnlich wie in Griechenland, allerdings entstand einer der wichtigsten Neubauten noch unter türkischer Oberhoheit, die Kirche des Rilakloster – nach einem Brand im Winter 1832/33, der den Vorgängerbau eigentlich verschont hatte. Bei einzelnen großen Kirchen, allen voran der Alexander-Newski-Kathedrale in Sofia orientiert man sich so stark an der Hagia Sophia in Konstantinopel/Istanbul, dass der zentrale Kuppelraum eher nicht als Turm aus dem Gebäude ragt.

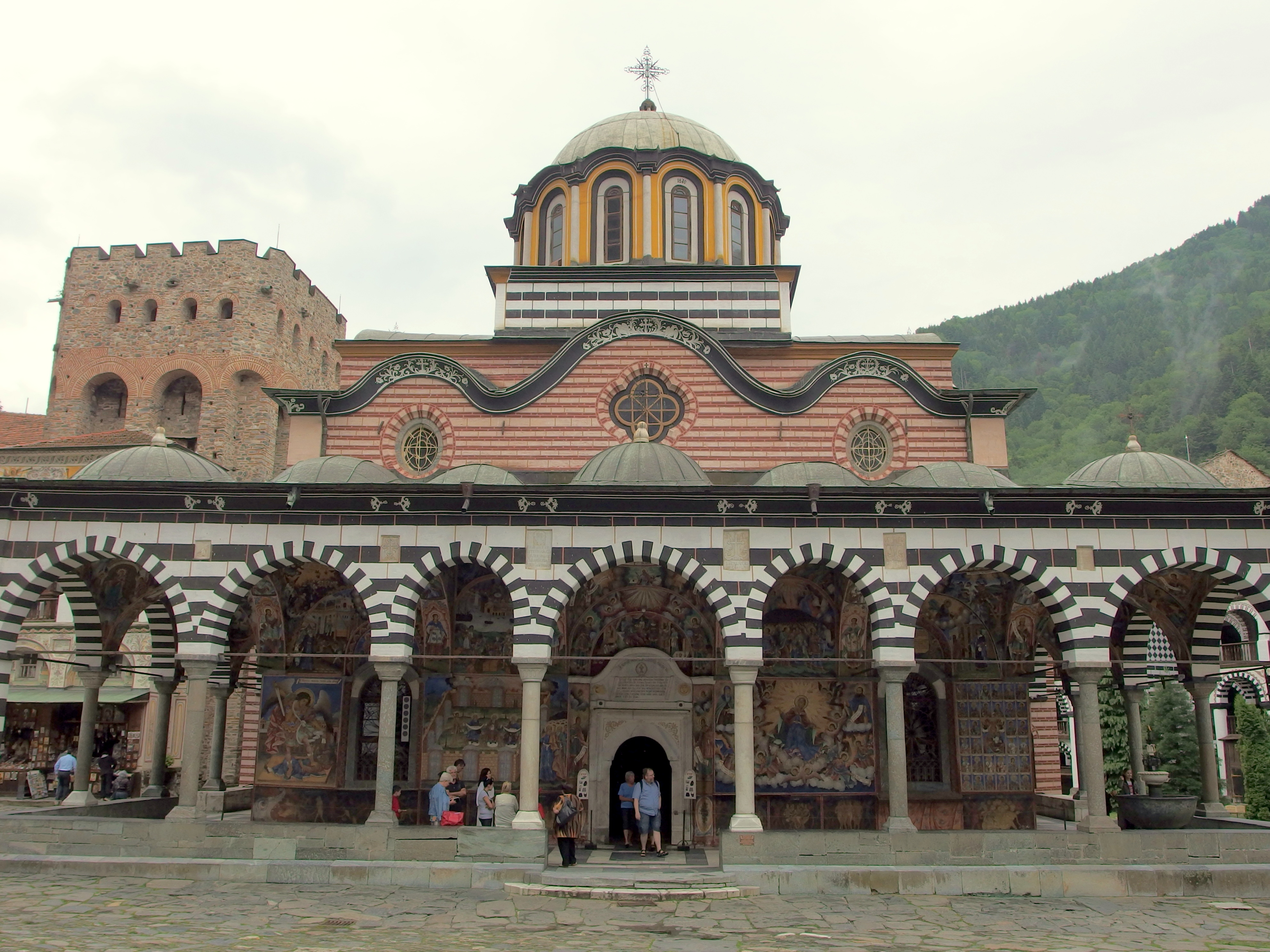
Roždestwo Bogorodično (Geburt der Muttergottes), Rilakloster
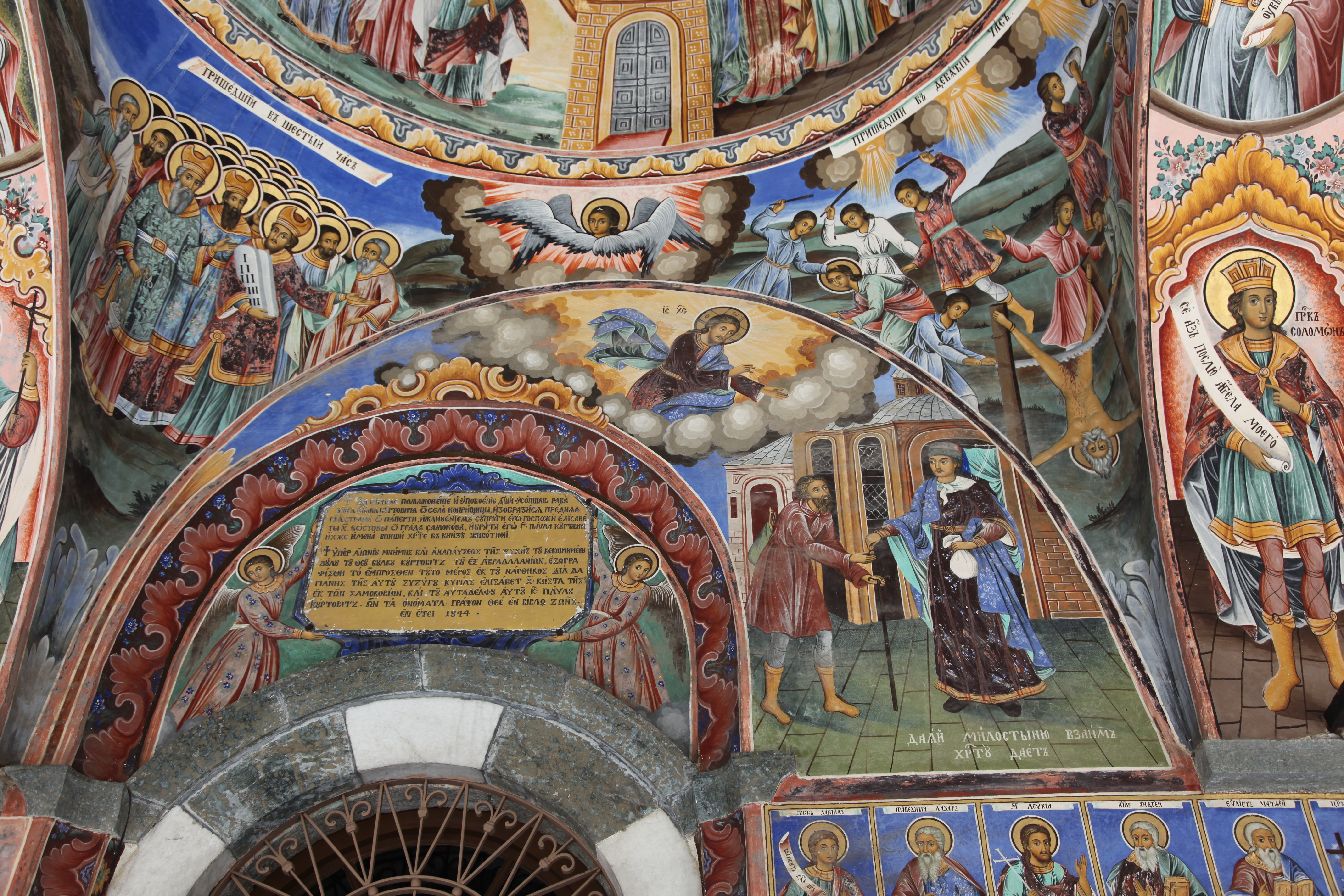
Kirche Geburt der Muttergottes, Rilakloster, Ersatz ab 1834
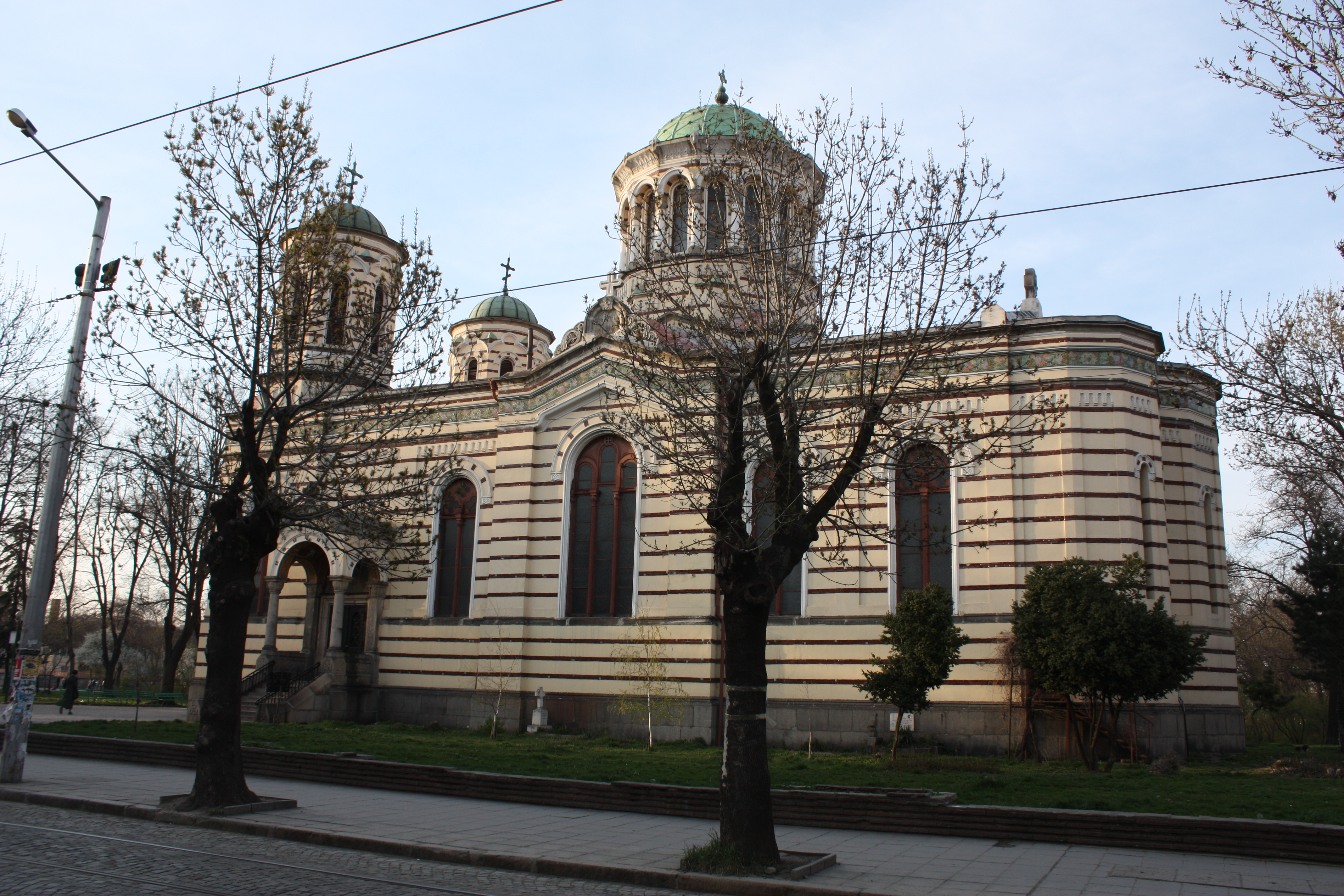
Sweti Nikolaj, Sofia
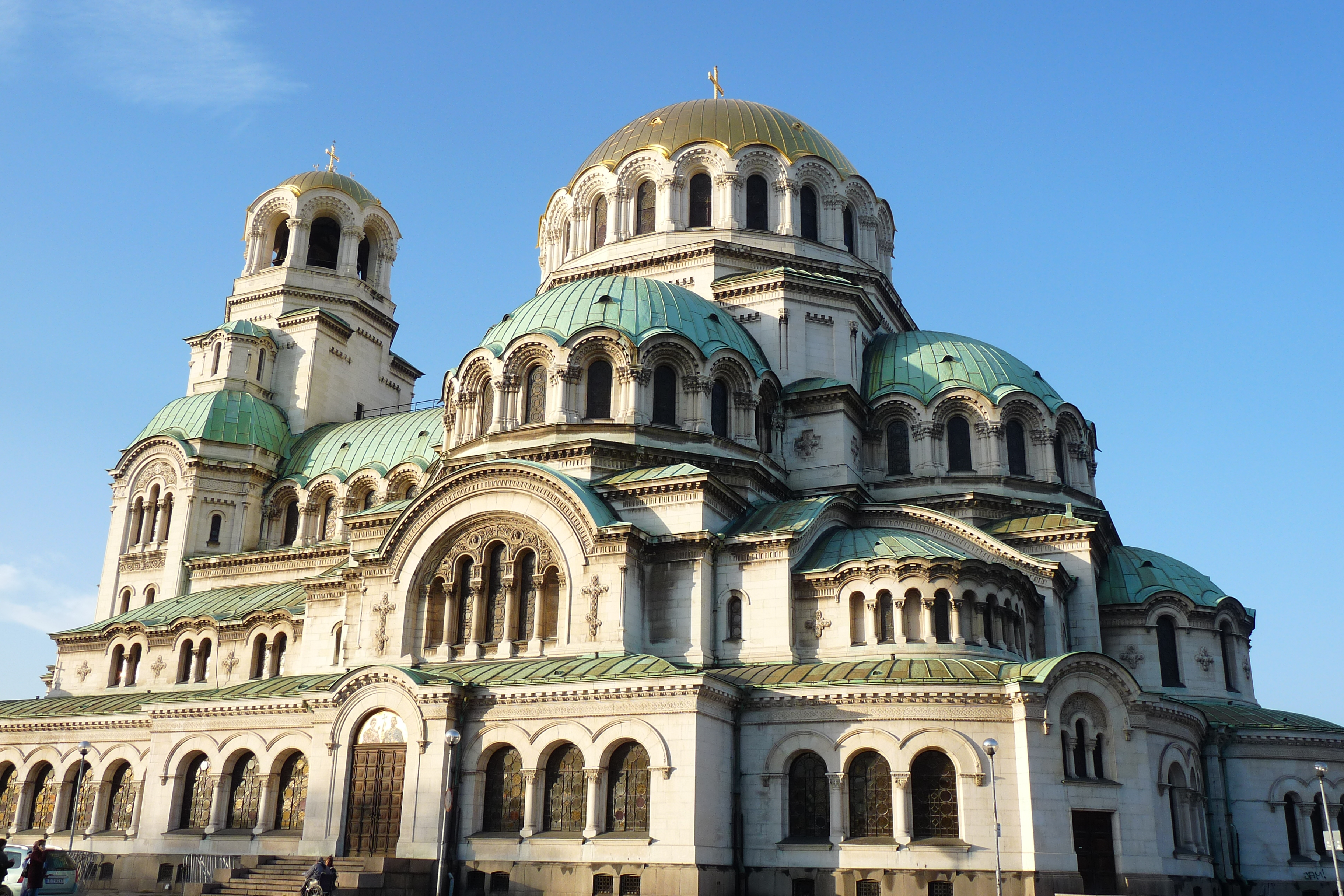
Alexander-Newski-Kathedrale, Sofia, 1904–1912

## Kaukasusländer
In Georgien und Armenien gibt es vor allem aus dem Mittelalter, aber auch aus jüngerer Zeit, zahlreiche Pseudobasiliken mit zumeist genau in der Mitte platziertem Laternenturm. Es gibt auch sehr kleine Kirchen mit kreuzförmigem Grundriss und Laternenturm sowie Übergangsformen.

### Georgien
Als Beispiel die Shikhiani (Schichiani)-Kirche, 1589–1590, in Eniseli, Kachetien:

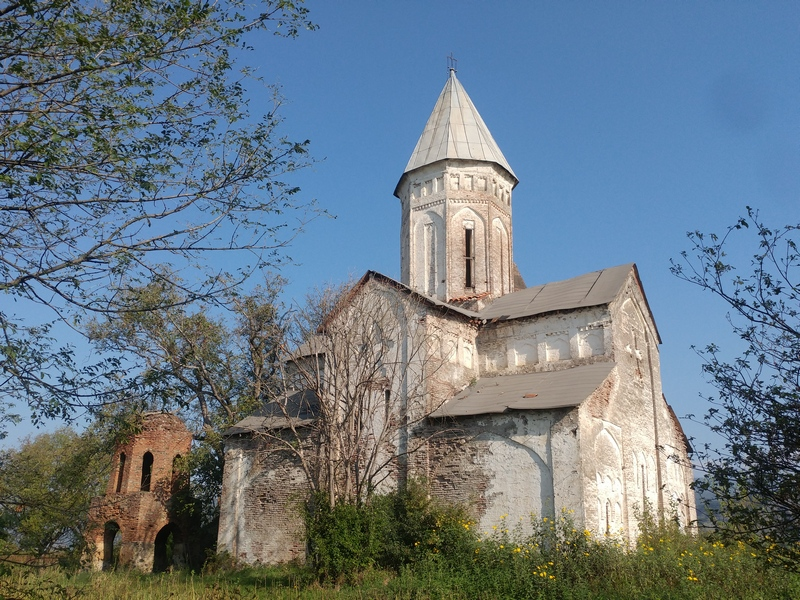
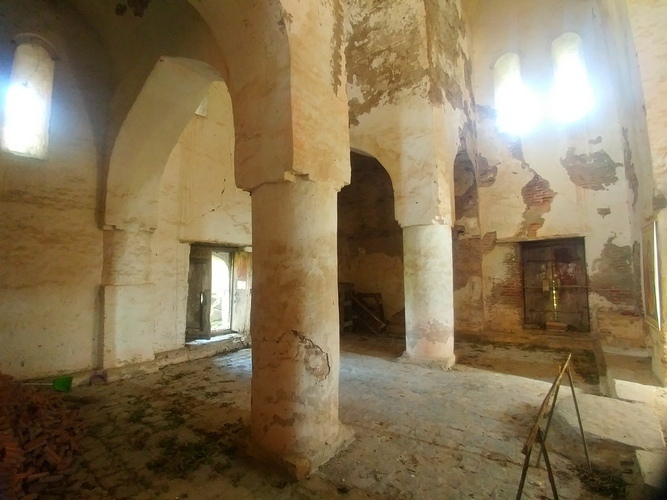
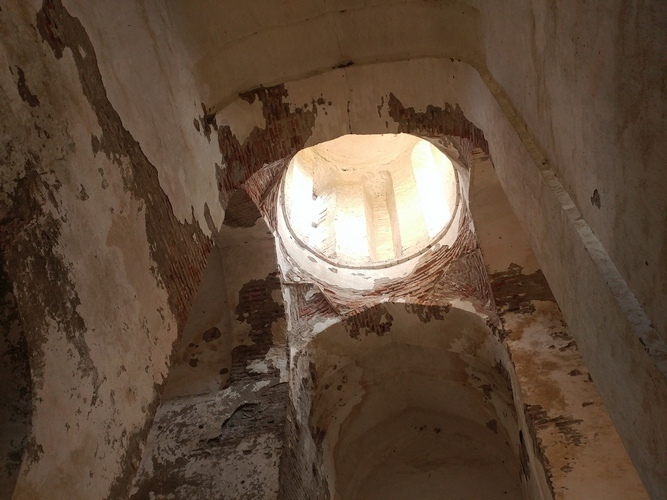

### Armenien
Zwei Beispiele aus der Provinz Aragazotn, nordwestlich von Jerewan:

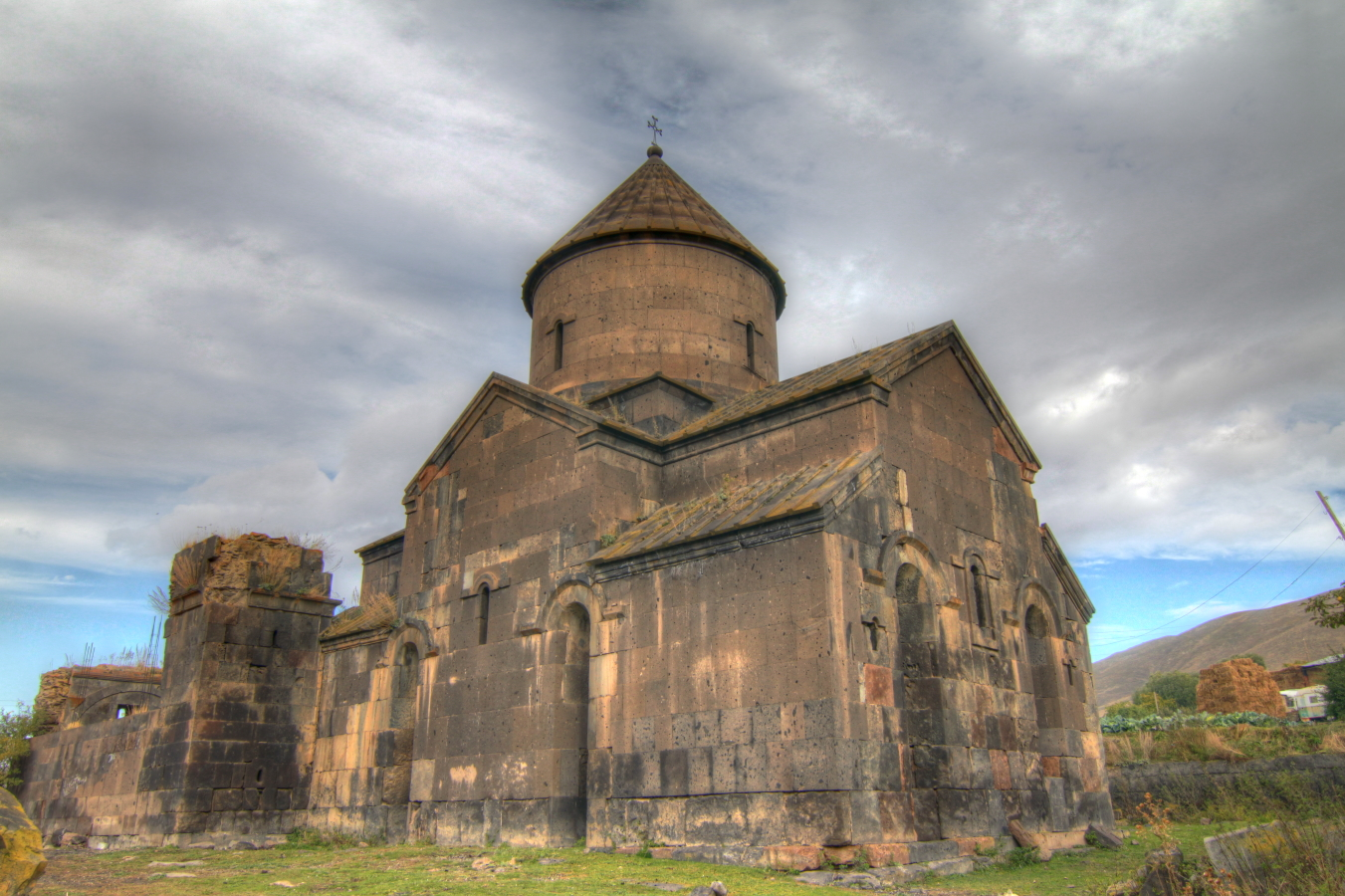
Surb Astvatsatsin (Muttergottes)-Kirche , 10. und 13. Jh., in Yeghipatrush
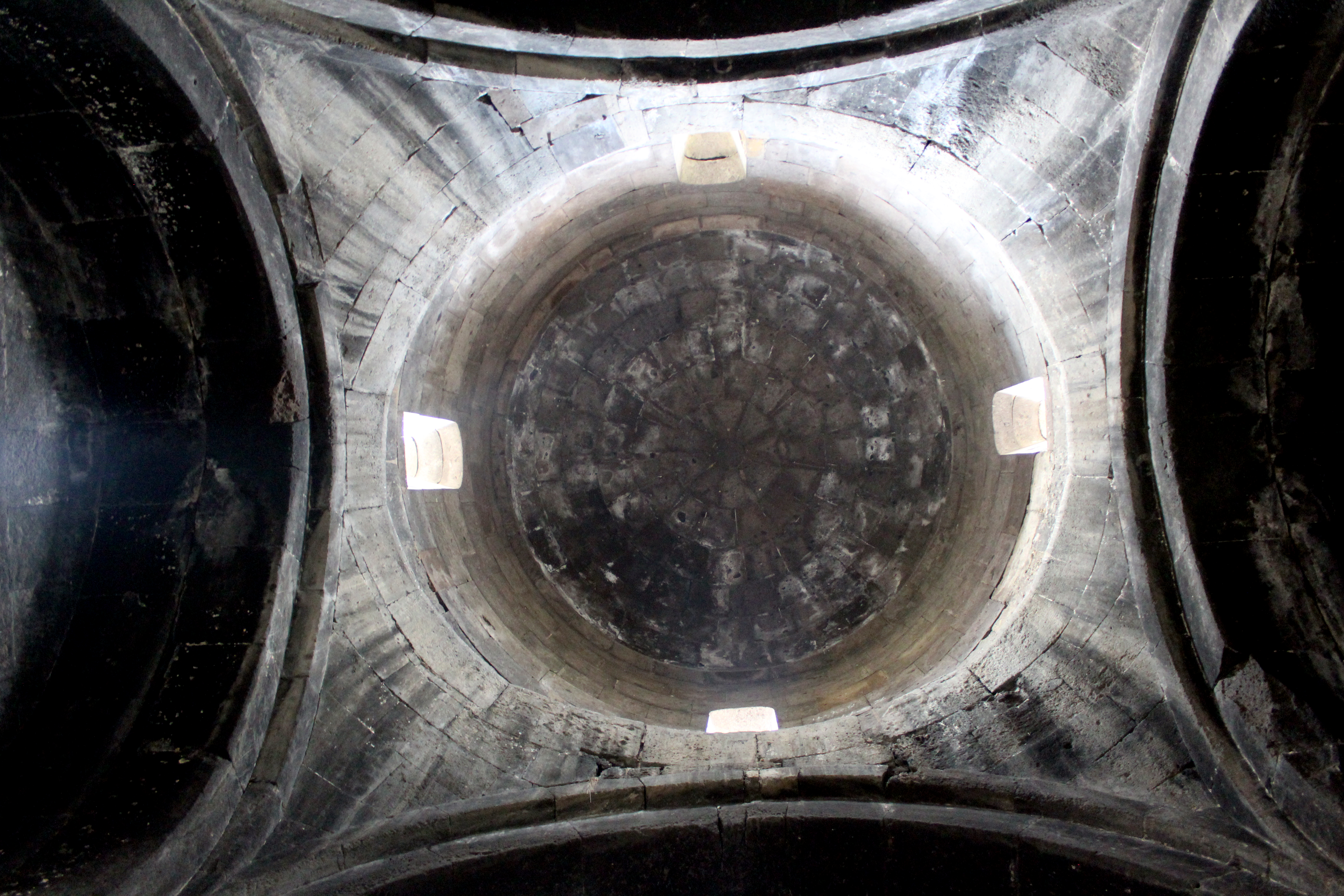
Yeghipatrush
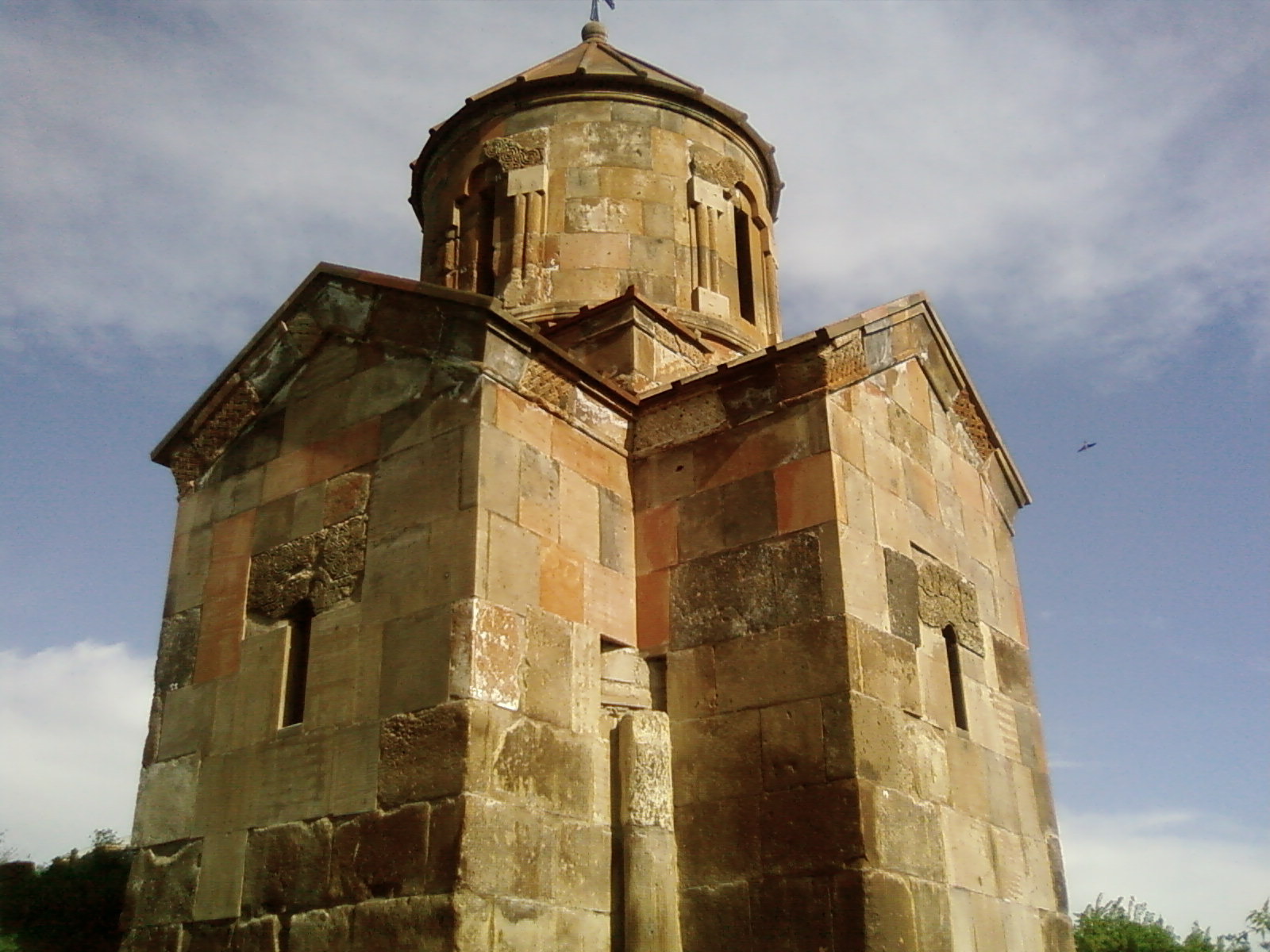
Targmanchats-Kirche in Parpi, 5., 7. und 10. Jh.
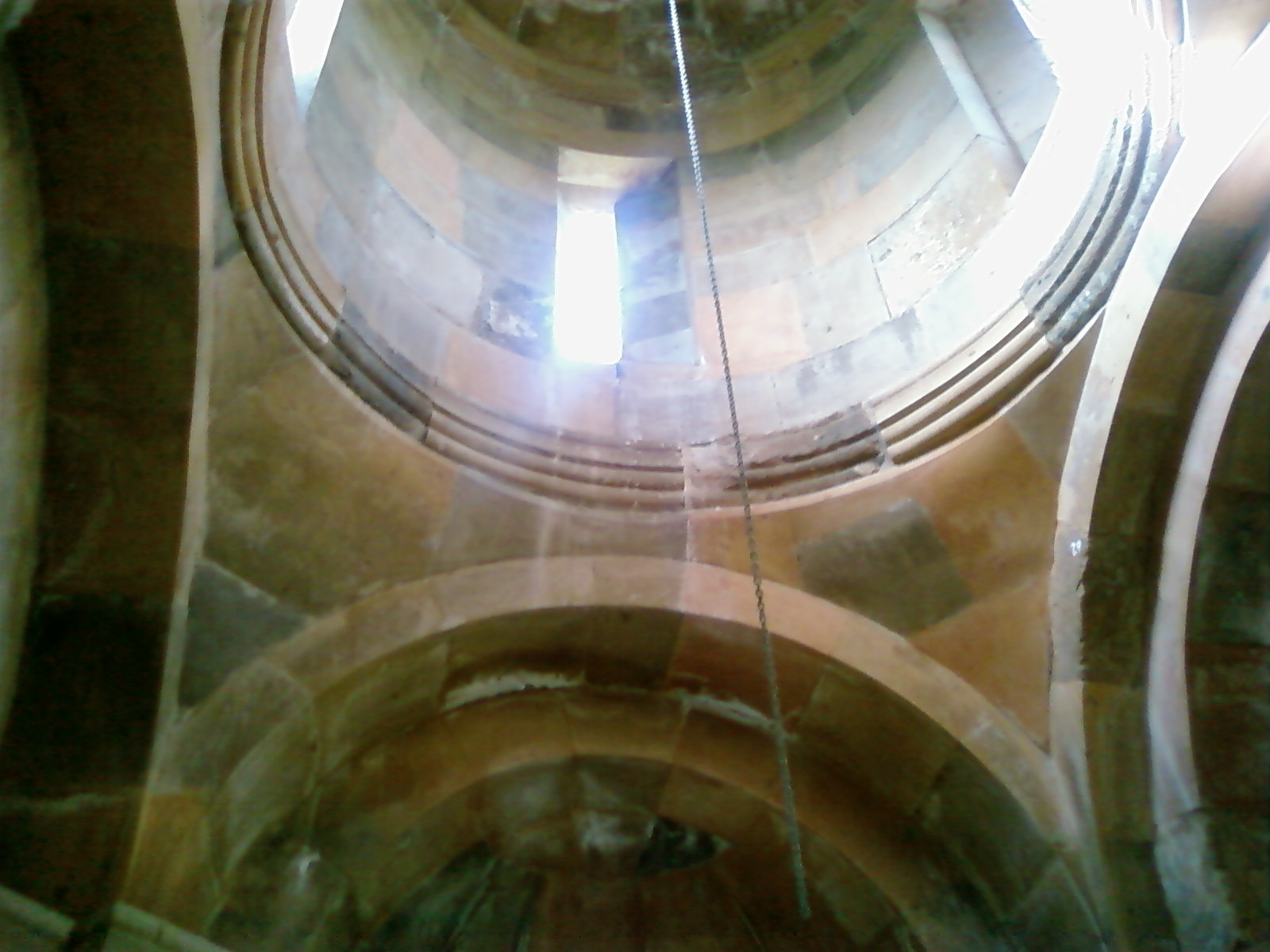
Targmanchats-Kirche in Parpi, Aragazotn, Armenien

## Historismus und Moderne

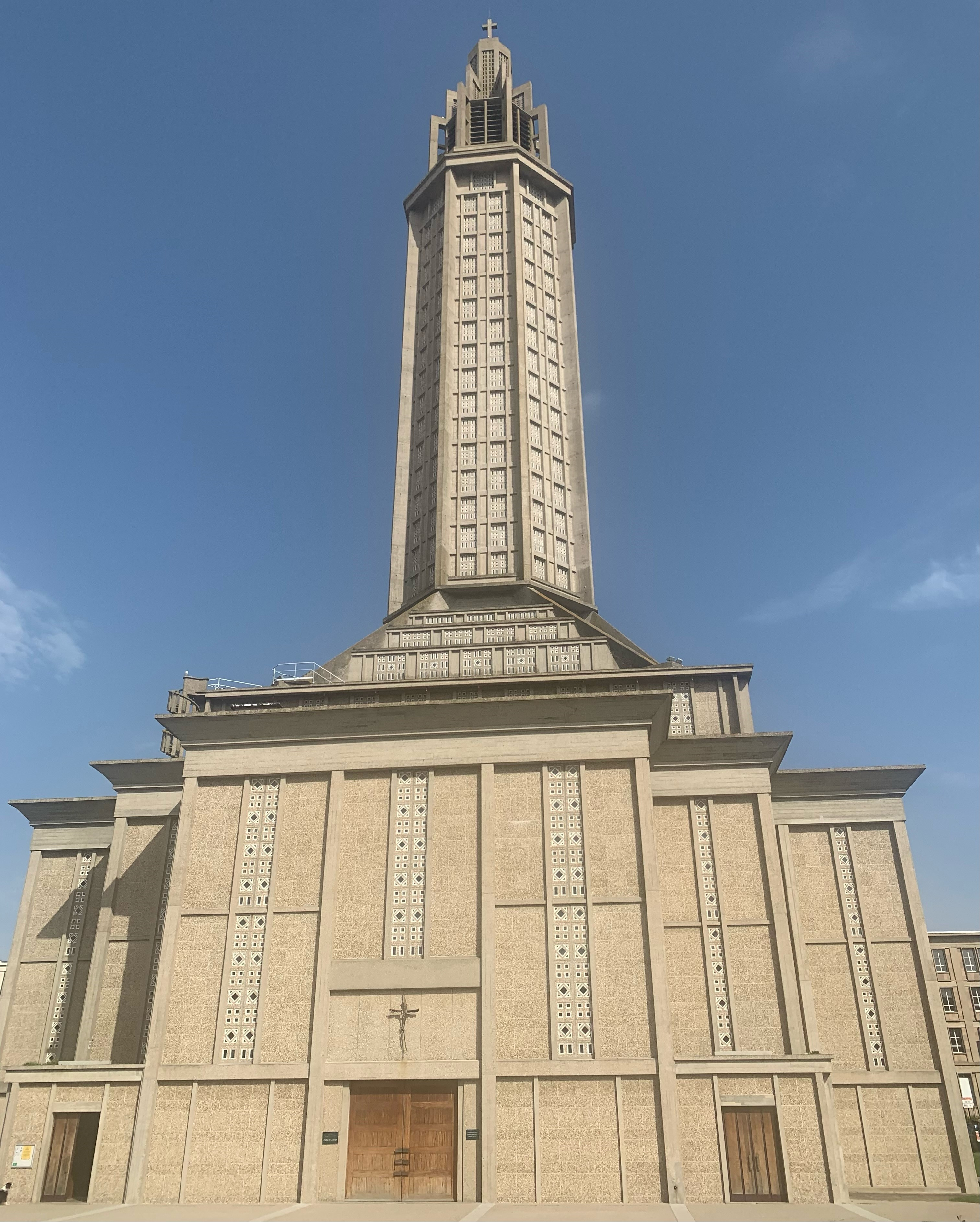
St.-Joseph in Le Havre, 1951–1964

Auch im 19. und 20. Jahrhundert wurden noch Kirchenneubauten mit Laternentürmen errichtet, viele davon mehr oder weniger stark dem Historismus verhaftet.
Die Basilika San Gaudenzio, Novara im italienischen Piemont wurde von 1577 bis 1690 im Übergang von der Renaissance zum Barock errichtet, aber ihren 121 Meter hohen Laternenturm erhielt sie erst nach Mitte des 19. Jahrhunderts, fertiggestellt 1878.
Nach Gründung des anglikanischen Bistums Truro in der Grafschaft Cornwall wurde die spätgotische Pfarrkirche der Stadt abgerissen und an ihrer Stelle die neugotische Kathedrale von Truro errichtet, 1880 bis 1910, der Vierungsturm wurde 1905 fertig. Die Anglikanische Kathedrale von Liverpool ist ein neugotischer Backsteinbau. Mit ihrer Länge von 189 m erreicht sie die Ausmaße mittelalterlicher englischer Kathedralen, aber aus den Komponenten gotischer Architektur wurde ein Baukörper geschaffen, der sich von der mittelalterlichen Gotik Englands deutlich unterscheidet. Der Turm ist 100,8 m hoch. Geplant wurde sie von Giles Gilbert Scott, einem Sohn George Gilbert Scotts. Der Bau dauerte von 1910 bis 1978, aber schon seit 1952 steht sie unter Denkmalschutz.
Bald nach der Heiligsprechung der jungen Nonne Thérèse von Lisieux wurde an ihrem Geburtsort 1929 mit dem Bau der ihr gewidmeten eklektizistische Wallfahrtskirche Basilika Sainte-Thérèse begonnen, fertiggestellt 1954.
Die Pfarrkirche St. Stephanus im ostbelgischen Bütgenbach wurde 1931 errichtet, als neuromanische Hallenkirche mit Laternenturm.

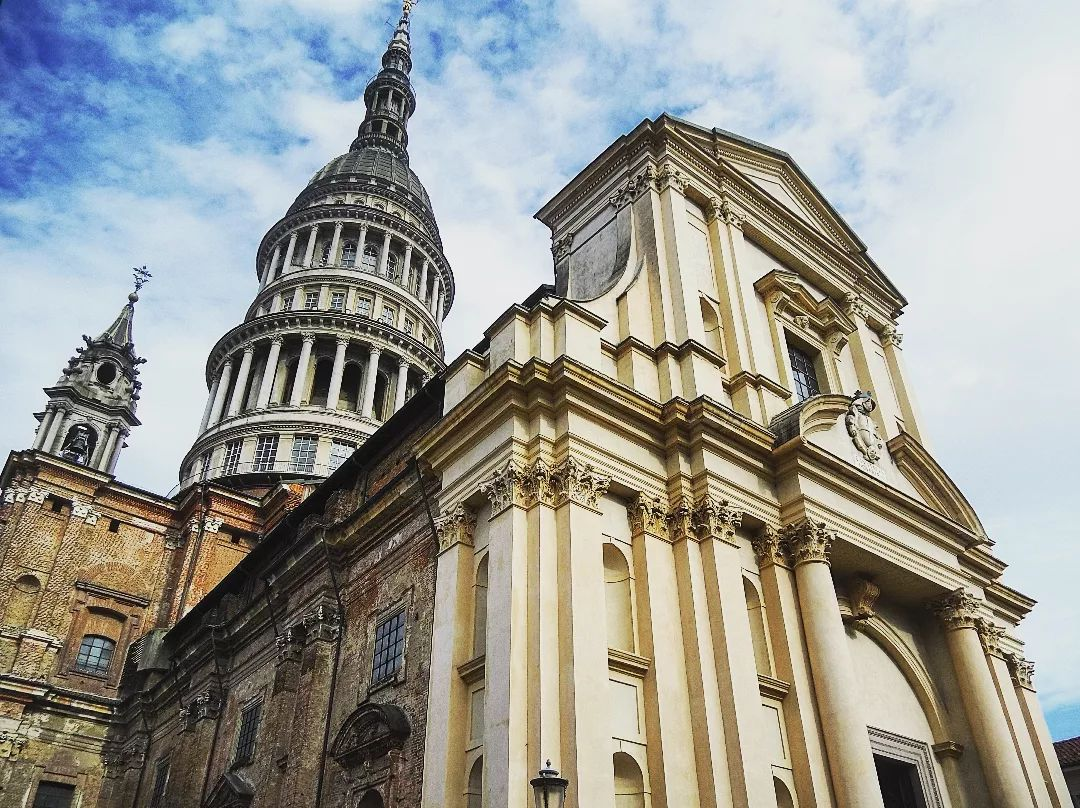
Novara, San Gaudenzio, Kern 1577–1690, Vierungsturm und Glockenturm
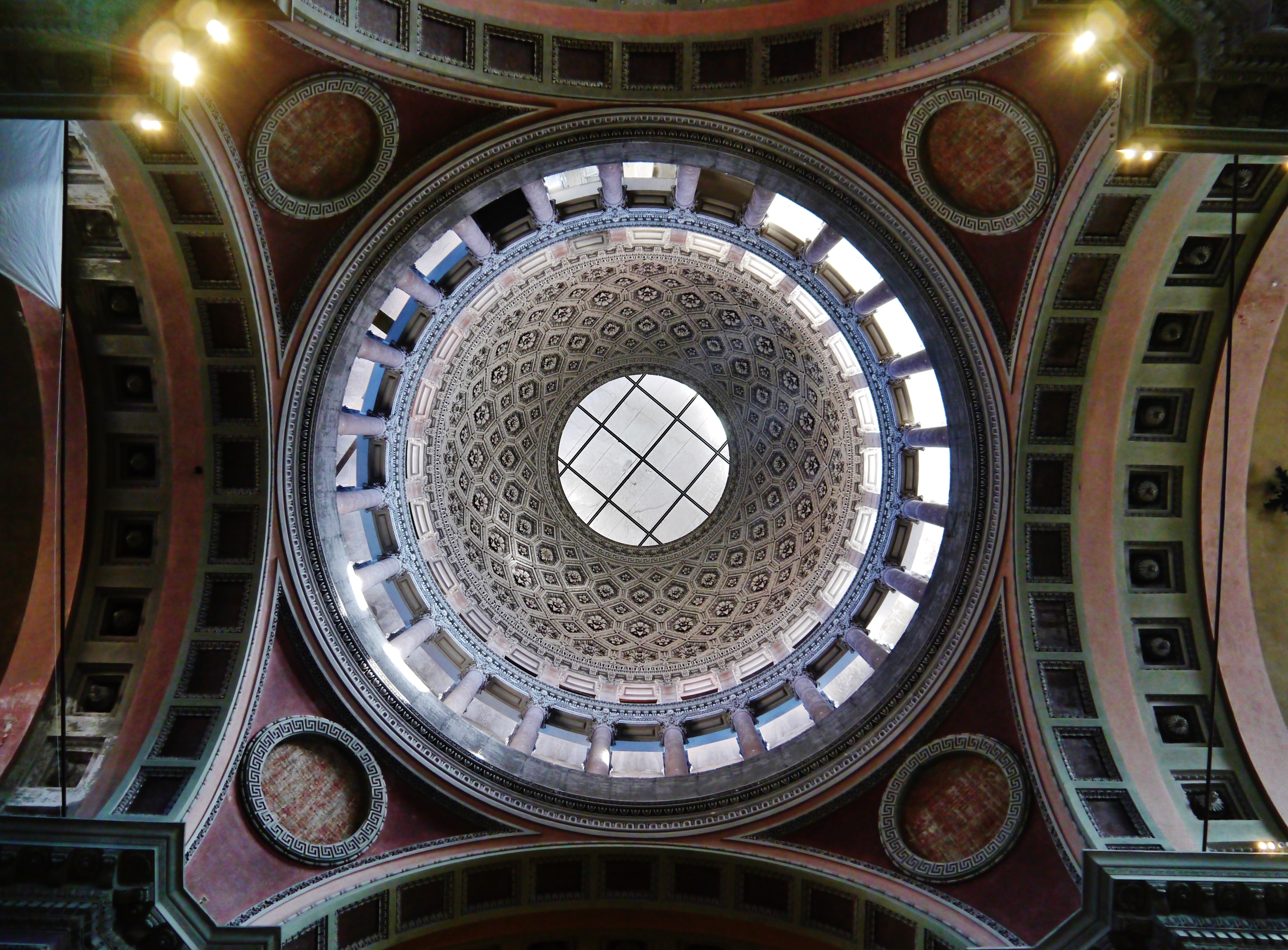
Novara, San Gaudenzio, Vierungsturm nach 1849 bis 1878
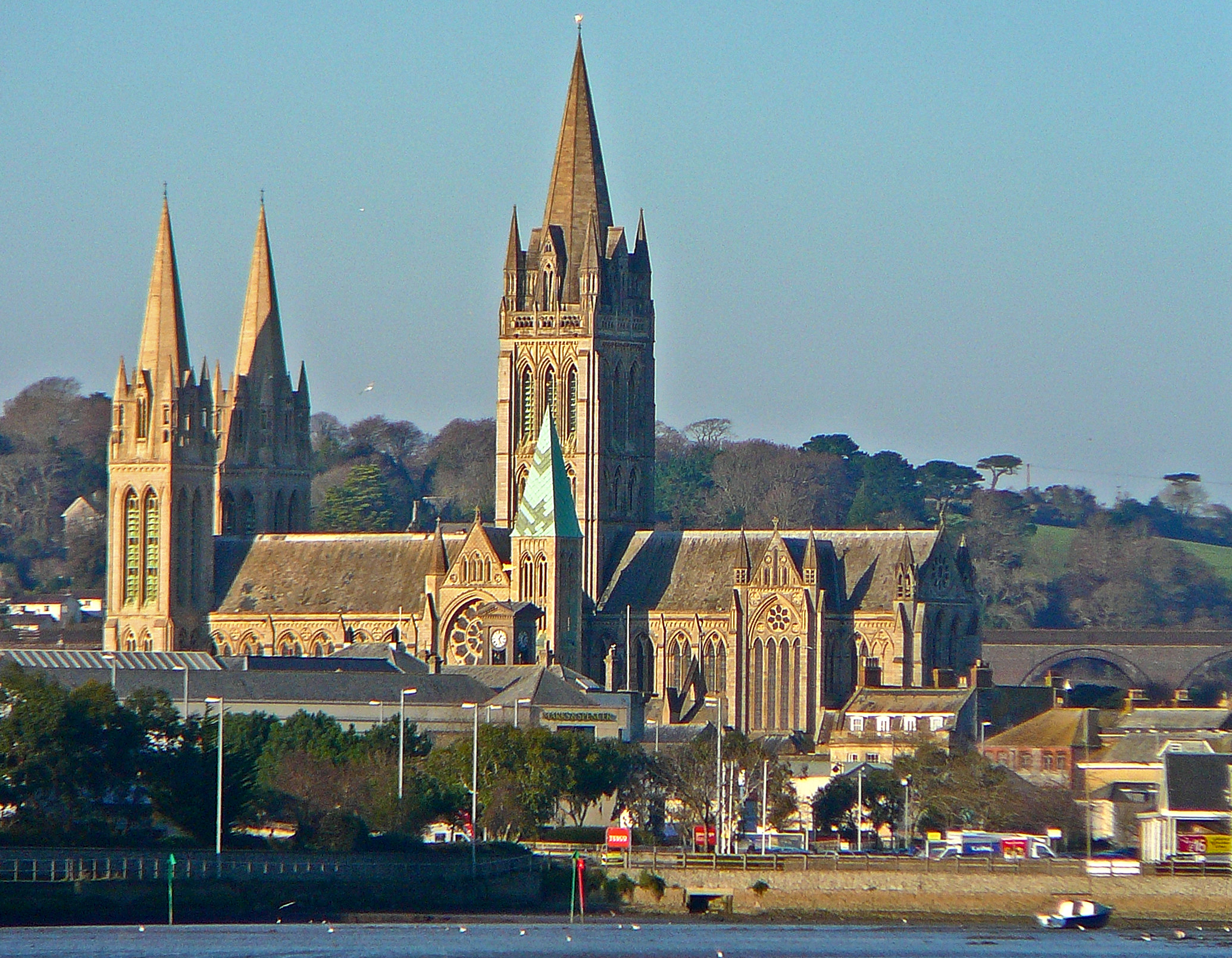
Kathedrale von Truro 1880–1910, Vierungsturm 1905
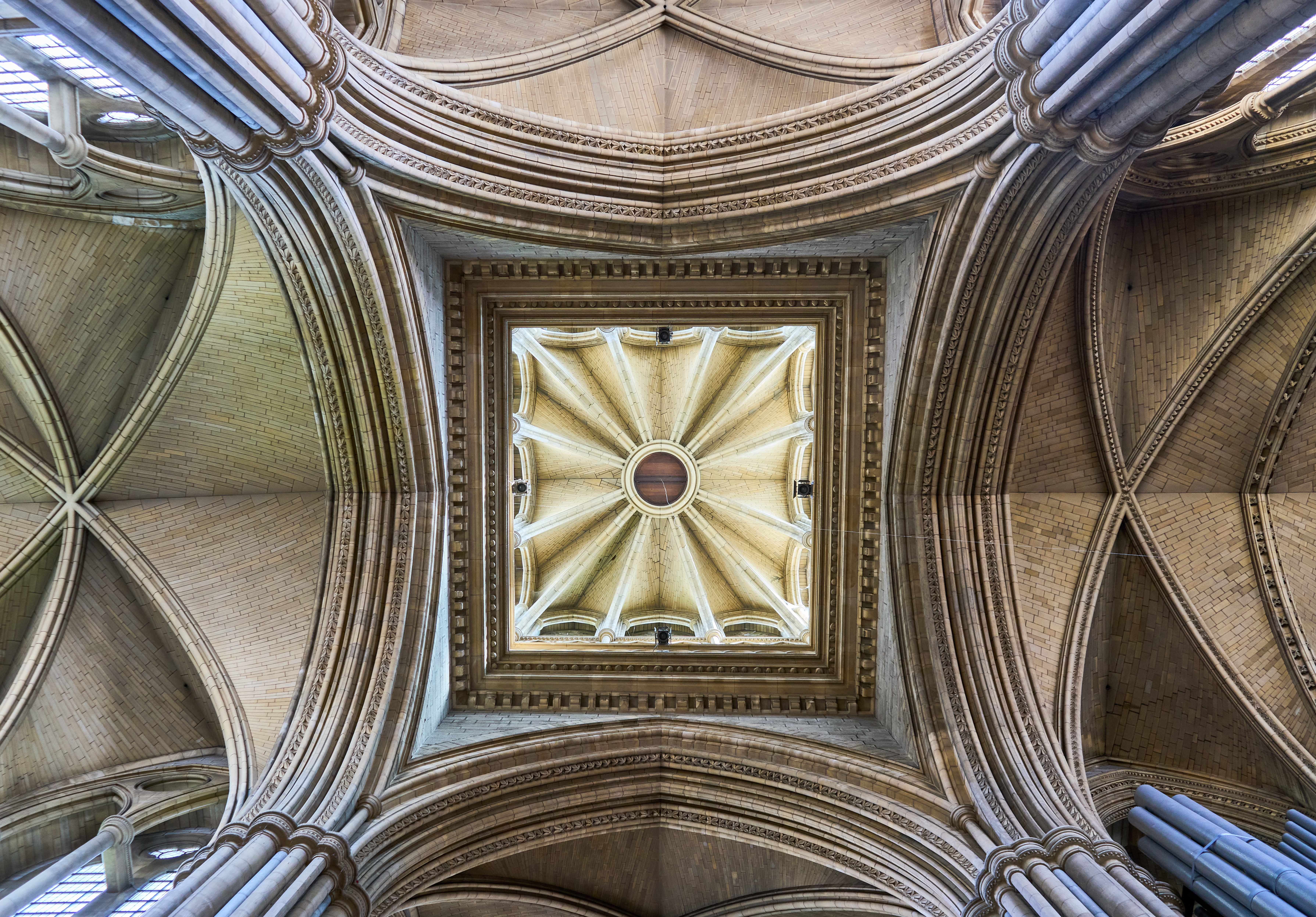
Kathedrale von Truro
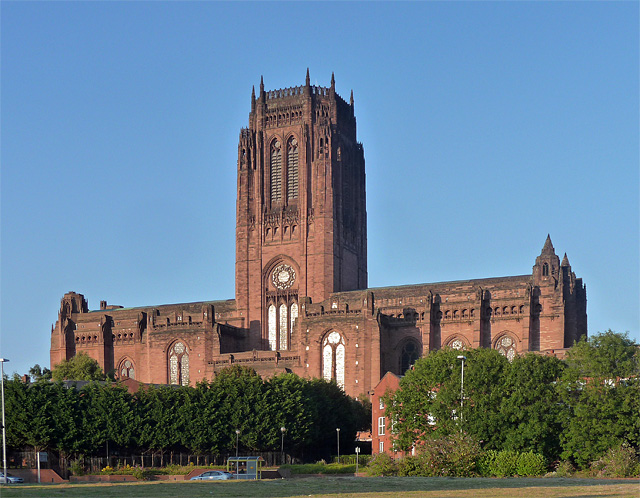
Liverpool Cathedral,1910–1978
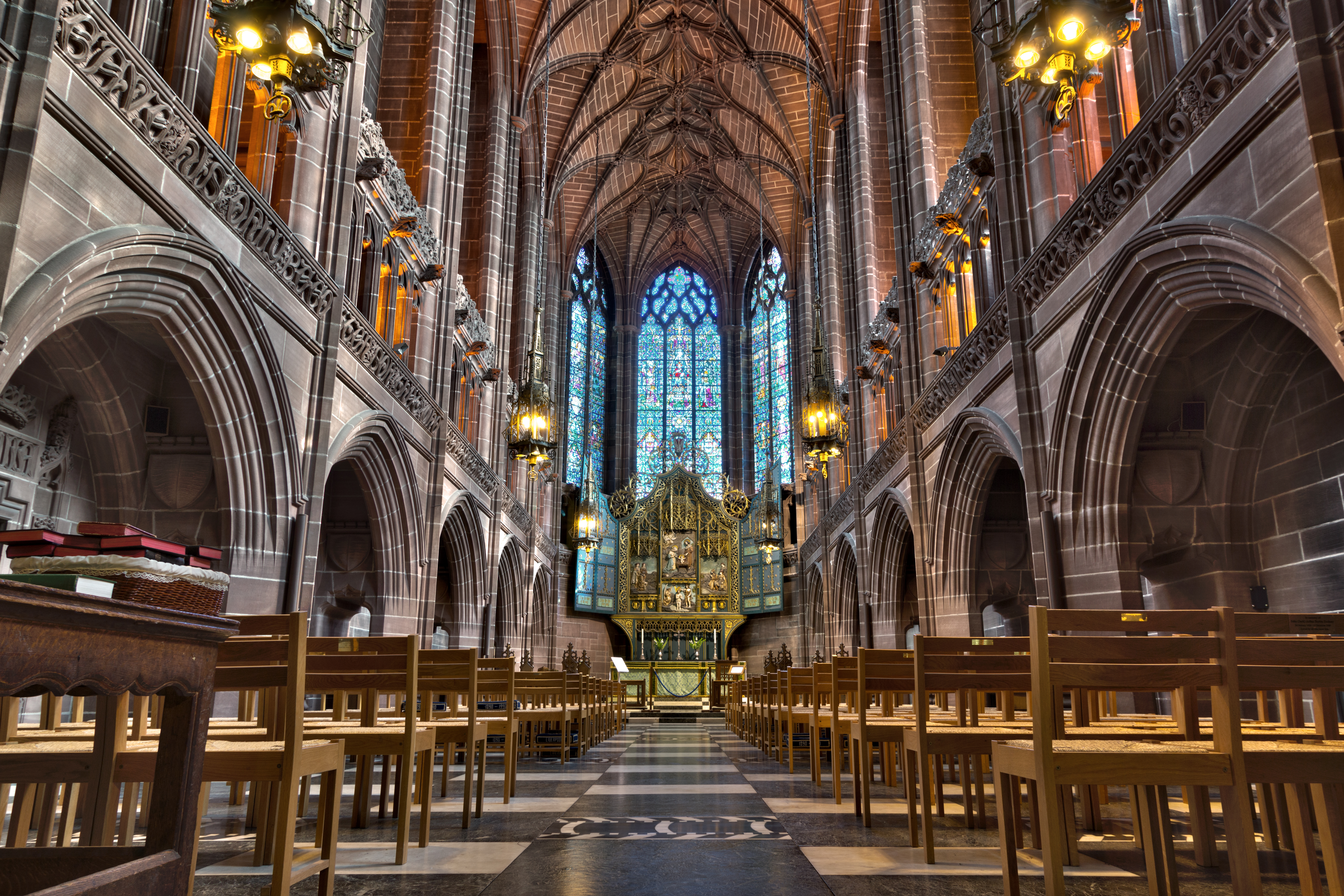
Liverpool Cathedral, 189 m langer, steingewölbter Abseitensaal
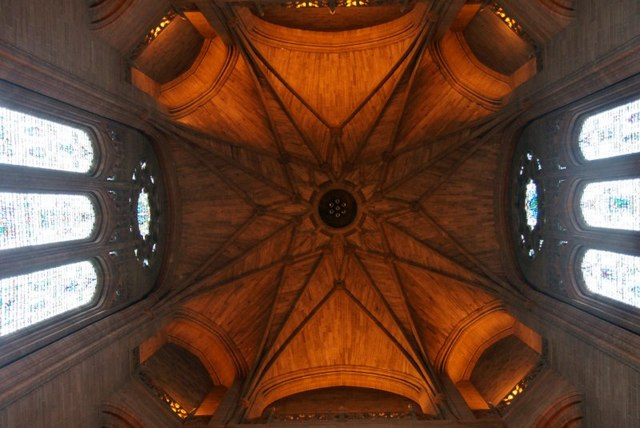
Liverpool Cathedral, Fenster „frühgotisch“, Holzgewölbe kreativ, Laterne auf der Laterne
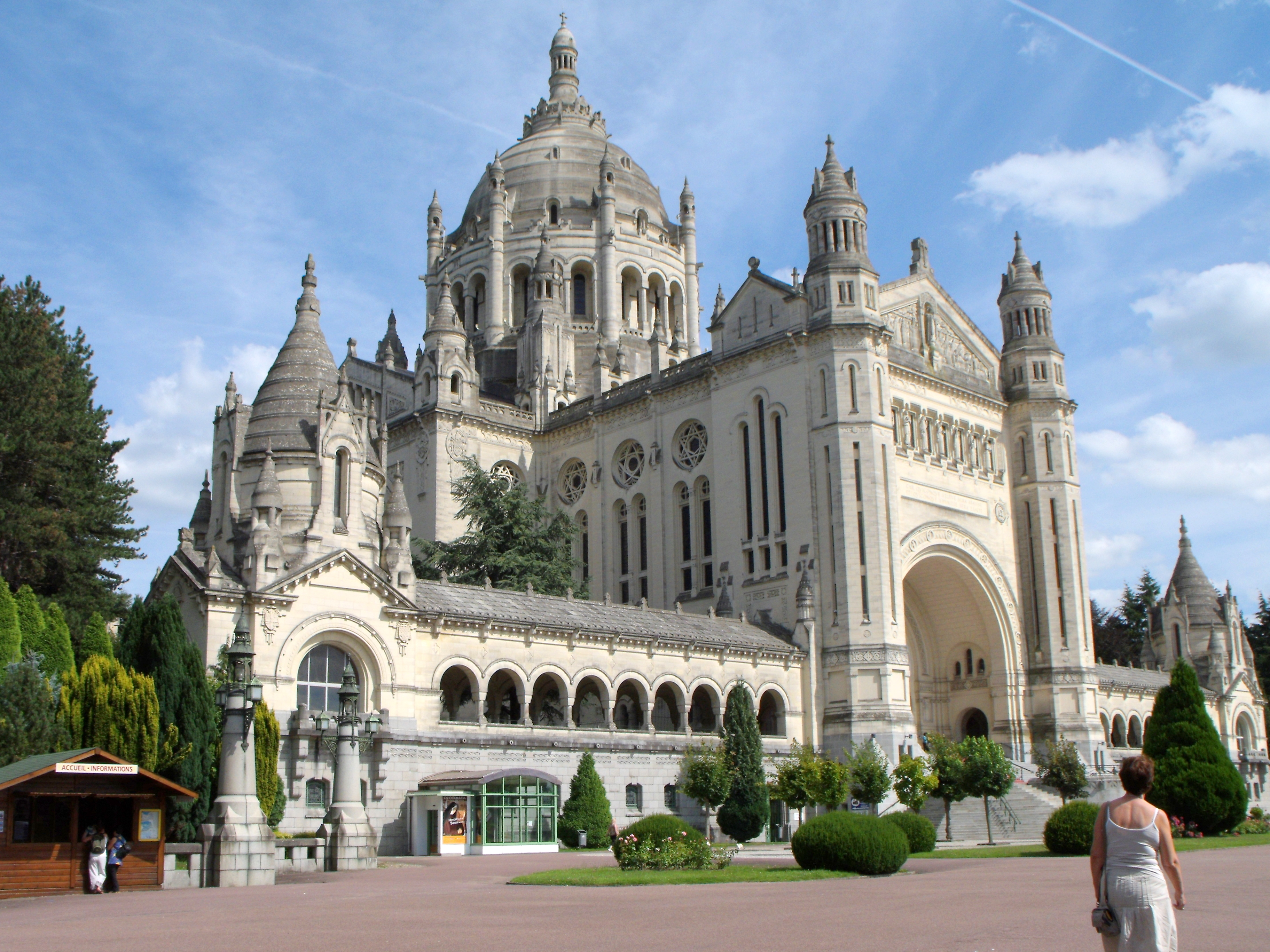
Basilika Sainte-Thérèse in Lisieux, 1929–1954
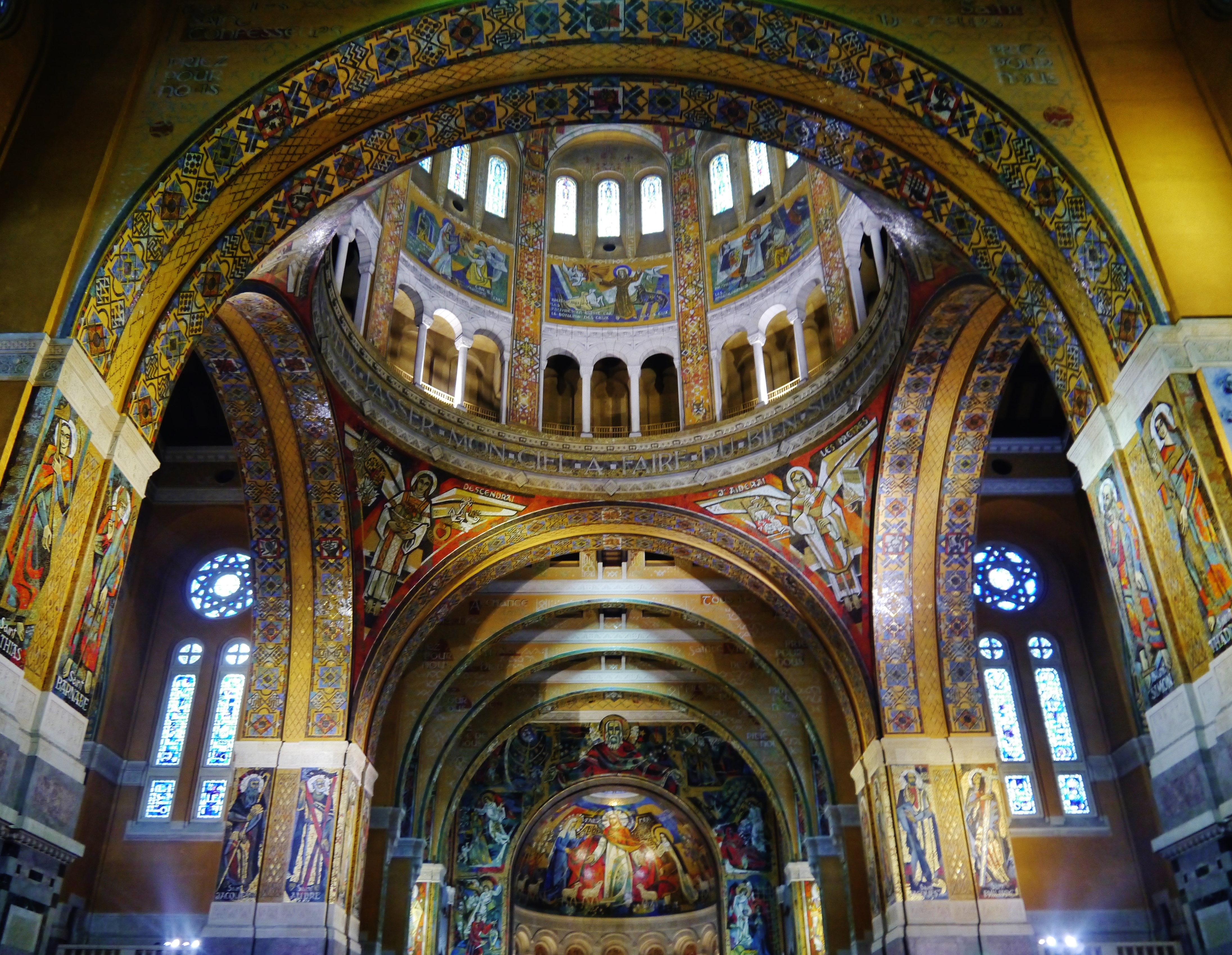
Basilika Sainte-Thérèse
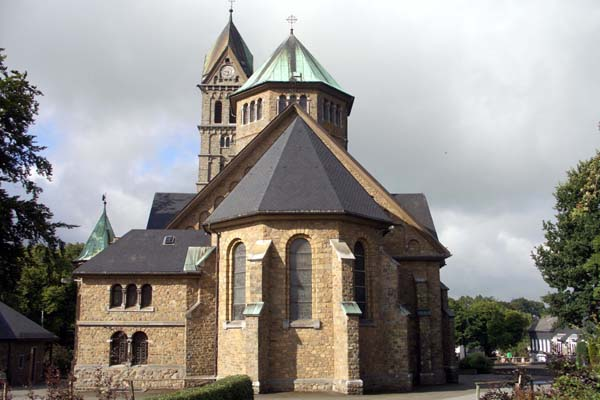
Bütgenbach, St. Stephanus, 1931
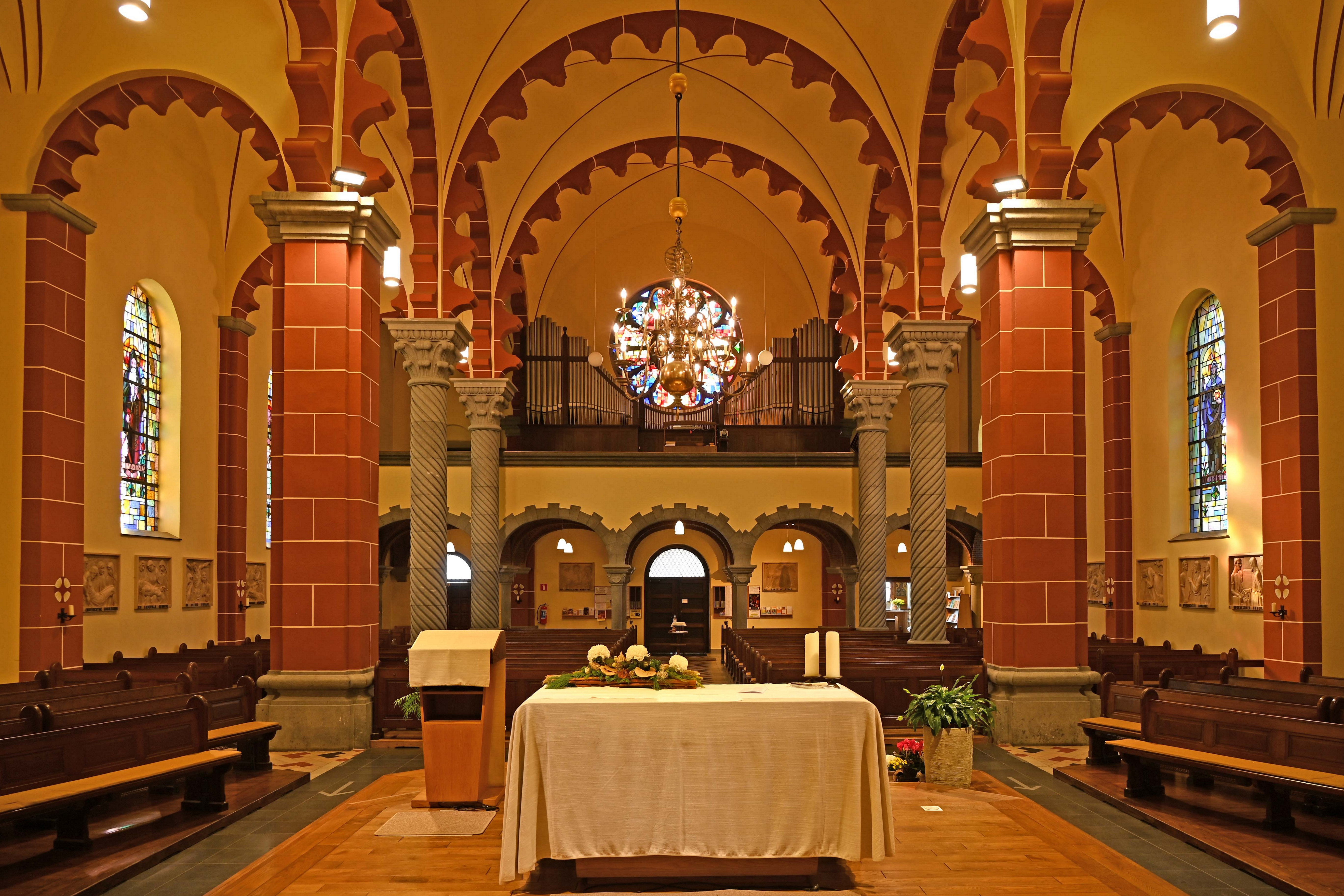
Bütgenbach, St. Stephanus, neuromanische Hallenkirche …
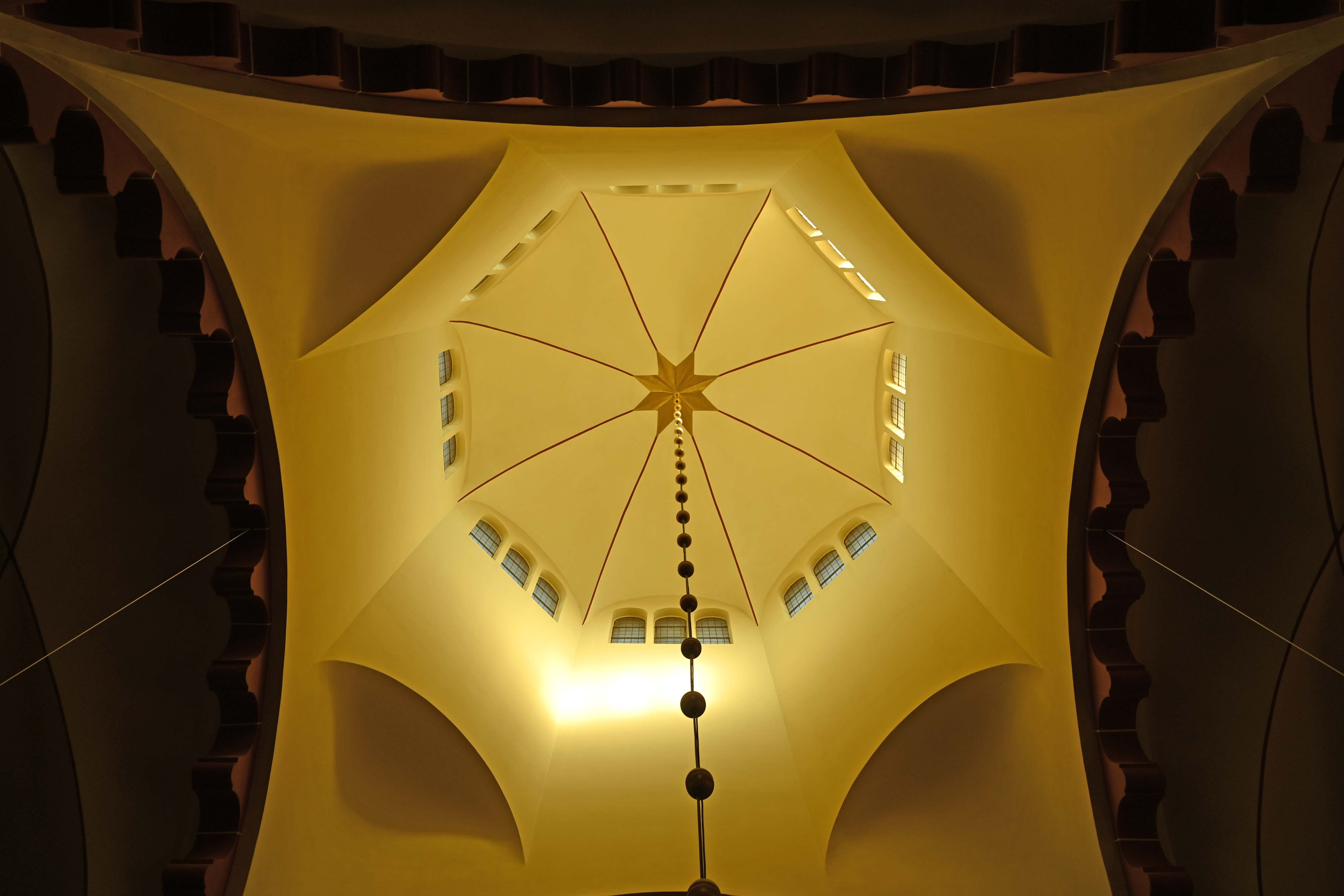
… mit Laterne über der Vierung
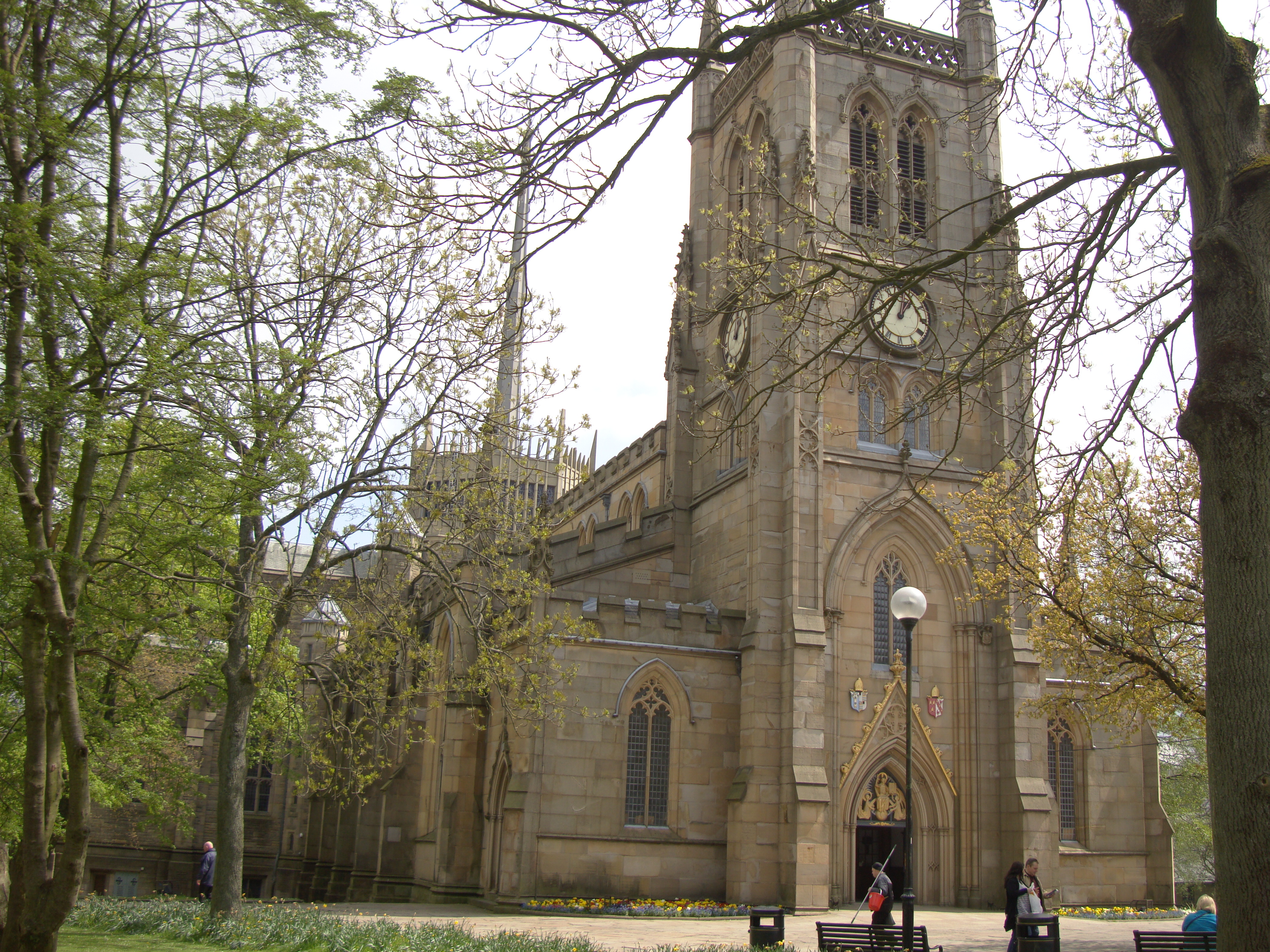
Kathedrale von Blackburn, Seitenschiffe 30er Jahre
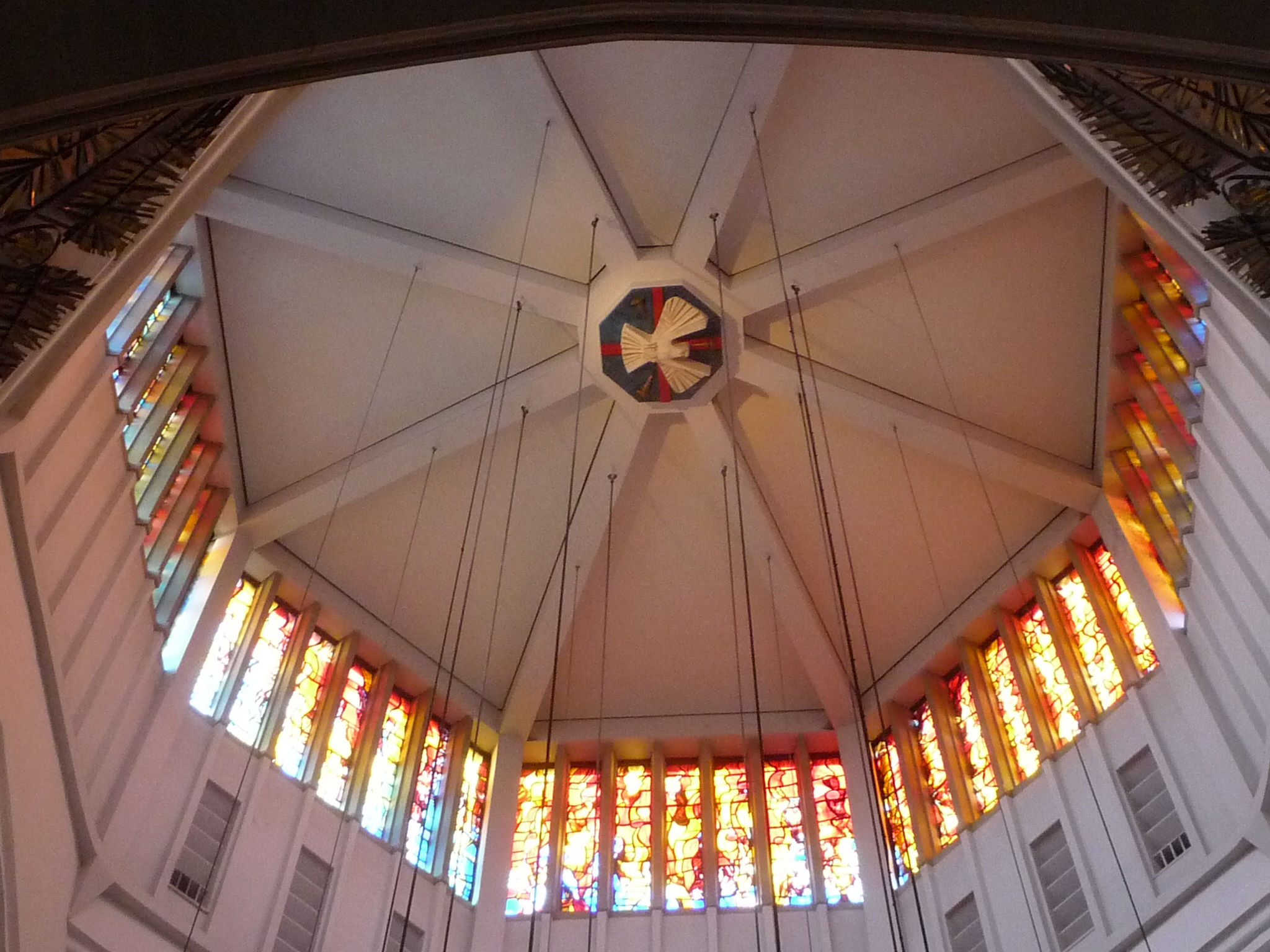
Kathedrale von Blackburn, Vierung bis 1967
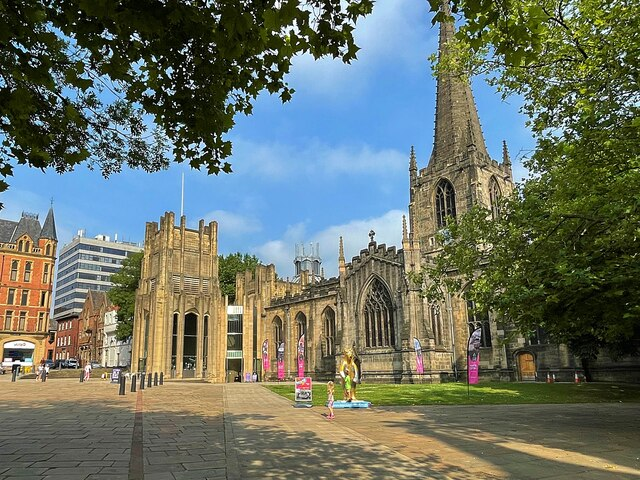
Sheffield Cathedral , Glockenturm über der Ostvierung, Laternenturm über der Westvierung
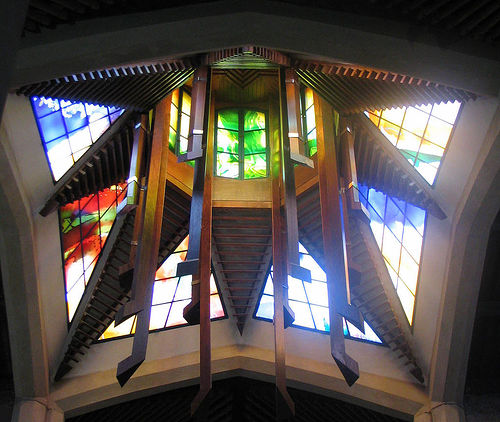
Sheffield, Laternenturm über der Westvierung, bis 1999

Die neugotische Kathedrale von Blackburn im nordwestenglischen Lancashire wurde 1826 als Ersatz für eine baufällige Pfarrkirche zunächst einschiffig errichtet. Wegen Zunahme der Einwohnerzahl und Einrichtung eines anglikanischen Bistums wurde sie in mehreren Schritten zu einer Kreuzbasilika vergrößert. Die in den 1930er Jahren begonnenen Seitenschiffe sind noch neugotisch, der nach dem Zweiten Weltkrieg bis 1967 errichtete achteckige Laternenturm hat moderne Formen. St.-Joseph in Le Havre wurde 1951–1964 als besonders anspruchsvoller moderner Bau errichtet, nachdem die Vorgängerkirche aus dem 19. Jahrhundert bei der Befreiung der Stadt im Zweiten Weltkrieg zerstört worden war, Laternenturm innen, Kirchenschiff.
Der Ausbau der Anglikanischen Kathedrale von Sheffield zog sich unter mehrfachen Planänderungen von 1880 bis 1999 hin. Über der Ostvierung erhebt sich der Glockenturm, über der Westvierung der moderne Laternenturm.
Einen wirklich modernen und dabei äußerst unpathetischen Laternenturm hat die 1964–1966 errichtete Pfarrkirche St. Joseph in Alzey, Rheinland-Pfalz. Aus dem fast flachen Dach des Baukörpers erhebt sich eine Kuppel mit sehr vielen sehr kleinen runden Fenstern.

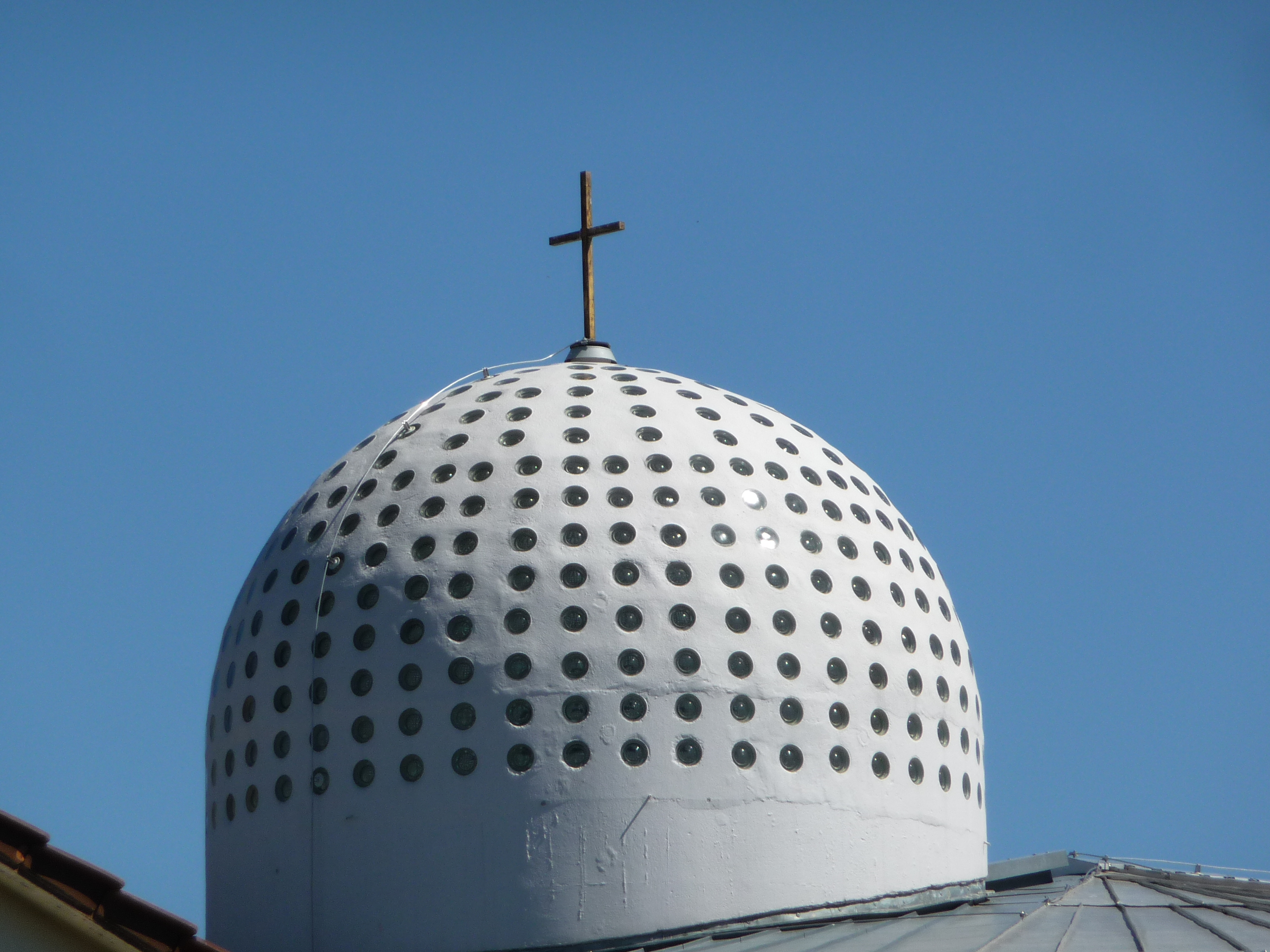
St. Josef in Alzey
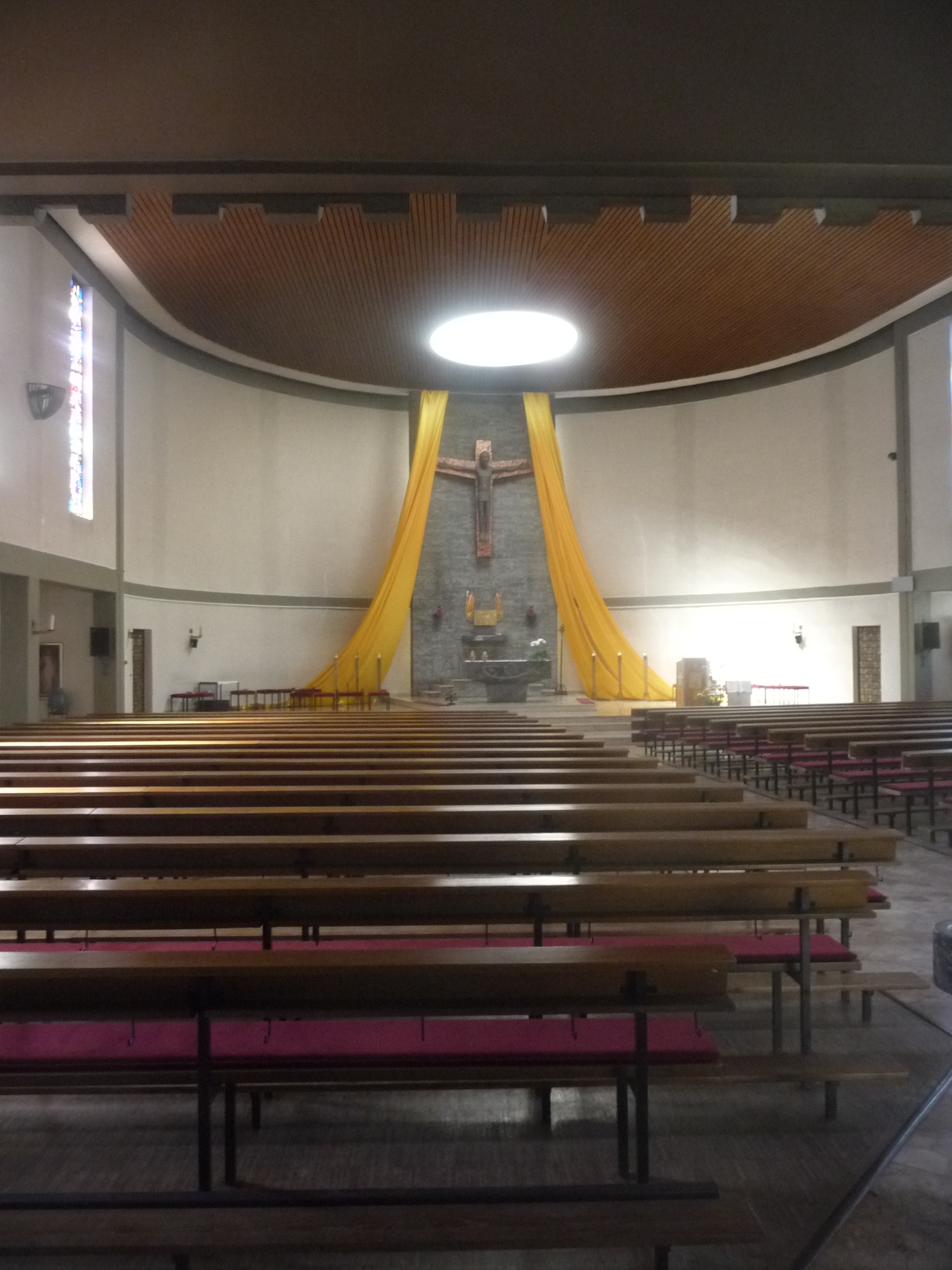
St. Josef in Alzey